# Recinto abaluartado de Badajoz
El sistema abaluartado de la ciudad española de Badajoz consiste en una fortificación militar formada por un conjunto de murallas, puertas, puentes, fuertes, torres, baluartes, hornabeques, fosos, galerías y revellines, entre otros elementos defensivos, construidos entre los siglos XVII y XVIII, siguiendo las teorías defensivas de construcción popularizadas por el ingeniero militar francés Sébastien Le Prestre, más conocido como el marqués de Vauban, como prolongación de un recinto defensivo anterior que protegía esta ciudad fronteriza.
Desde que Ibn Marwan fundó Badajoz (sobre un asentamiento visigodo anterior, ya que los asentamientos en Badajoz se remontan a épocas prehistóricas), esta ciudad tuvo siempre un destacado carácter de plaza fuerte que se ha mantenido hasta el siglo XX. Ello se debe a la privilegiada situación estratégica en un cruce de dos vías de comunicación: una es la de Castilla con Andalucía, y otra la de la meseta con Lisboa. Al sumarse la condición de ciudad fronteriza con Portugal, esta situación ha sido, en algunas ocasiones, motivo de ventajas para el desarrollo de Badajoz y en otras, muchas más, lugar de enfrentamiento de diversos ejércitos a lo largo de los últimos siglos. Por estas razones, la ciudad estuvo protegida por diversos recintos defensivos.
Las primeras fortificaciones las llevó a cabo Ibn Marwan, que mandó levantar unos muros de argamasa. A continuación le siguió la restauración que realizó Abd Allah Ibn Muhammad Ibn Abd al-Rahman, nieto del fundador de Badajoz, en el año 913. Más adelante, en el año 1030, la reconstruyó Adballah Ibn el-Aftas, primer rey aftásida de la Taifa de Badajoz. Poco más adelante, en el año 1169, se construyó la Alcazaba, muy parecida a la actual, donde algunas partes proceden de la primera época de la dominación almohade. La última restauración musulmana la mandó realizar Abu Yahya ibn Abi Sinan, cuando era gobernador de la ciudad a comienzos del siglo XIII.
Después de los enfrentamientos que tuvieron Castilla y Portugal durante el siglo XIV, las relaciones entre ambos se normalizaron en un ambiente de paz que duró casi dos siglos y medio. Pero en 1640, cuando Portugal se independizó de la Monarquía Hispánica, Badajoz se convirtió en ciudad fronteriza y por su posición geo-estratégica las autoridades castellanas se dieron cuenta de la necesidad de mejorar de forma muy importante sus actuales defensas. Fue entonces cuando las autoridades de la Corona y de Badajoz tomaron la decisión de realizarlas. De entre las varias posibilidades que ofrecían los ingenieros militares, se decidió por acometer las obras siguiendo el sistema ideado por Vauban. Sin embargo, estas obras no se llevaron a cabo de forma ordenada, sino que fue la improvisación, en medio de una situación económica precaria, la que imperó de forma que las reformas y perfeccionamiento se fueron sucediendo sobre las defensas existentes.

## Antecedentes

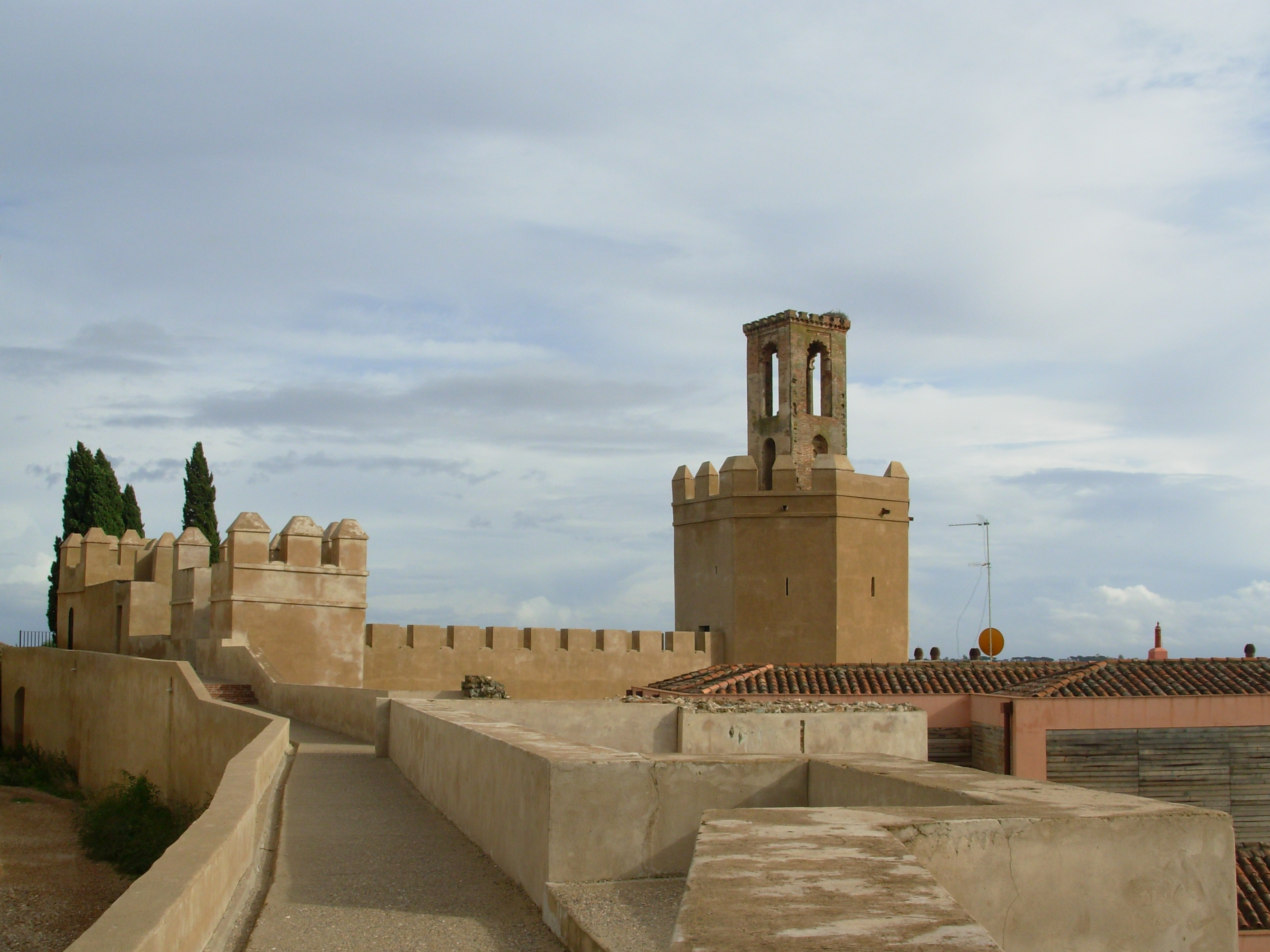
Adarve y Torre de Espantaperros.

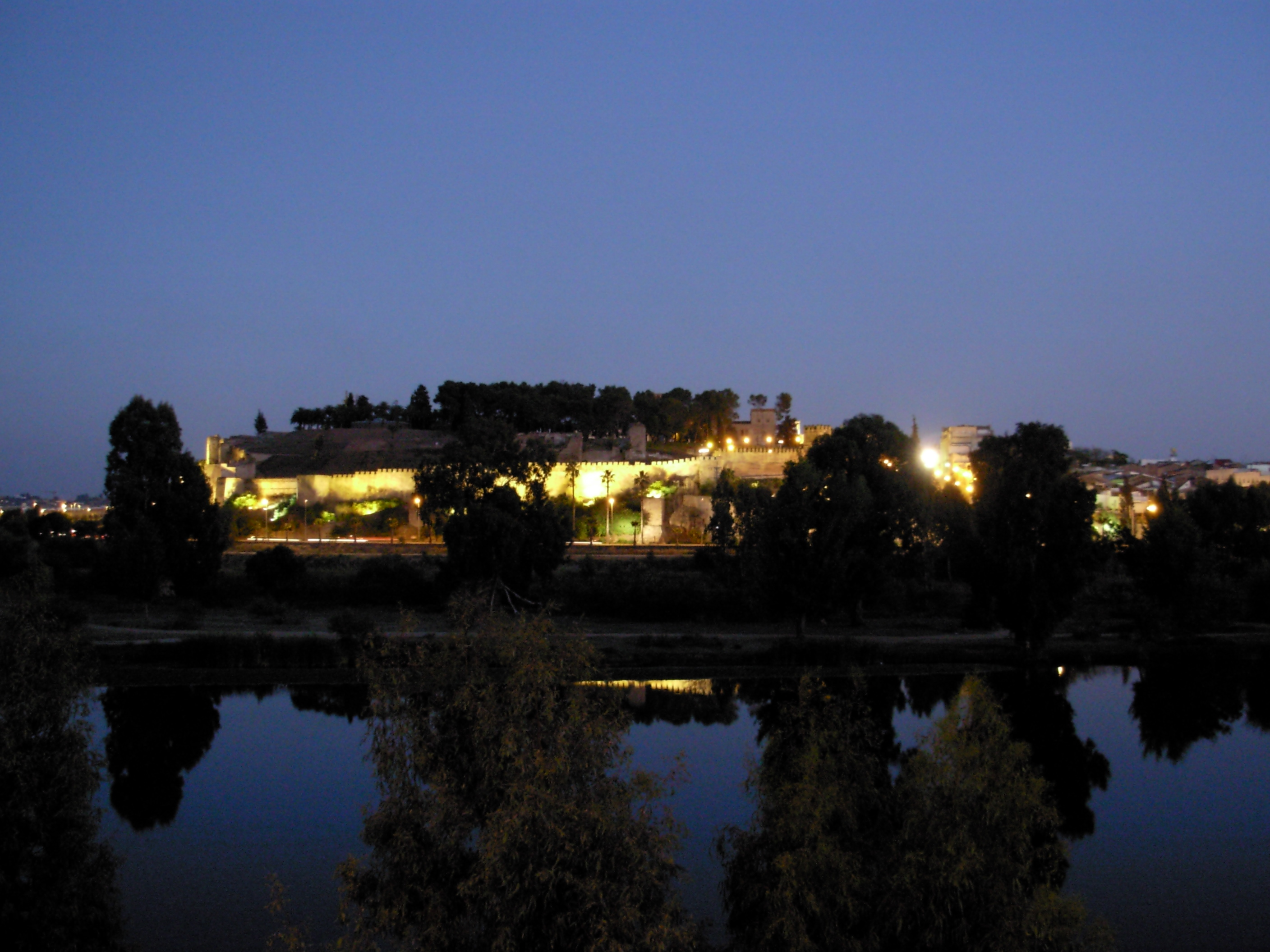
Alcazaba de Badajoz al anochecer.

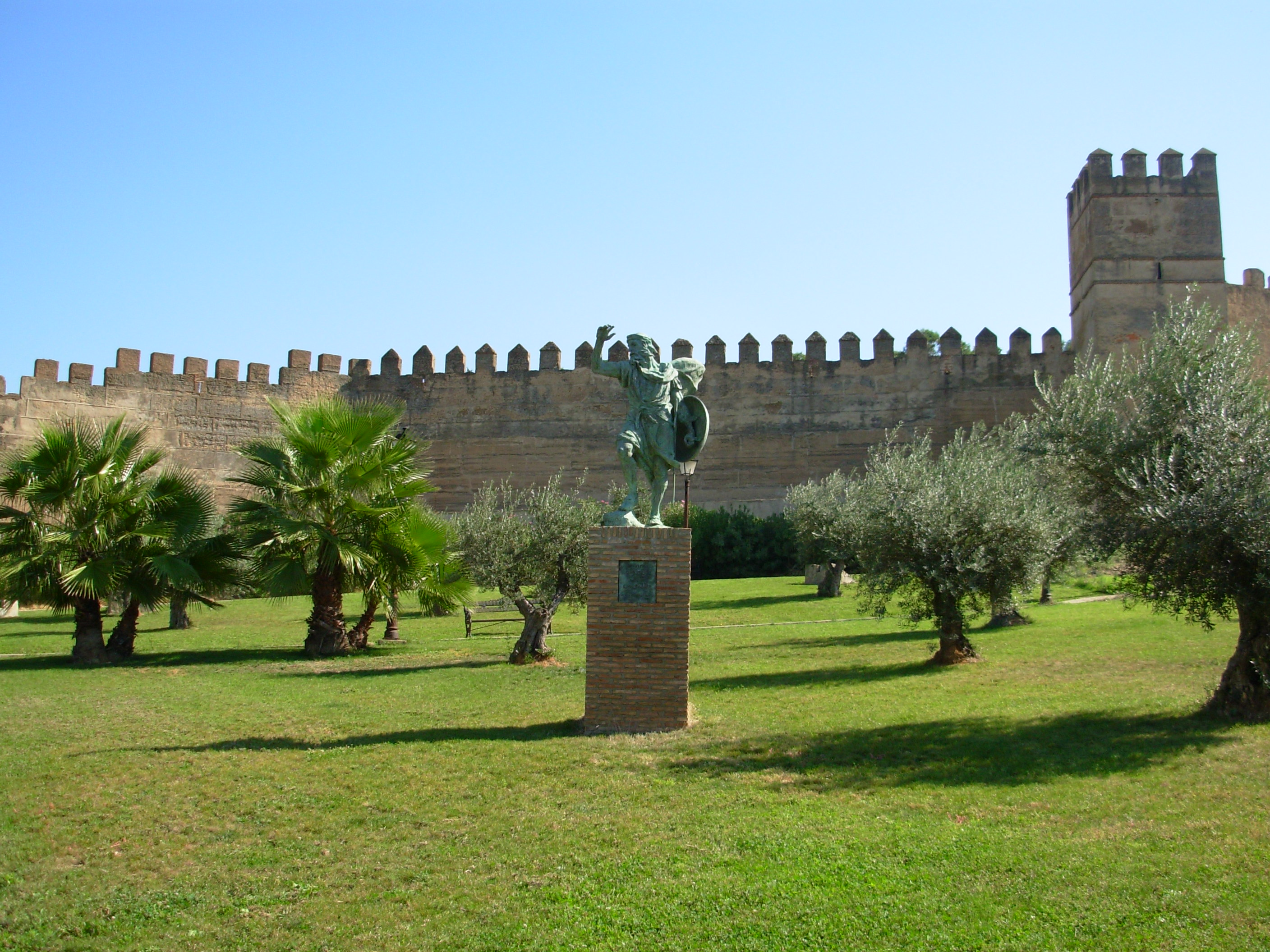
Exteriores de la Alcazaba-castillo de Badajoz.

La ciudad de Badajoz, concretamente la zona más antigua, situada en la parte más alta del promontorio llamado cerro de la Muela, estaba defendida por el recinto levantado en época islámica cuya fortaleza se conoce como la Alcazaba. La ciudad de Badajoz de época islámica estaba rodeada por una muralla que protegía la al-qasbah —ksar—, la ciudadela, una zona administrativa y de residencia de los gobernantes del Reino de Badajoz (una de las taifas más extensa de la península ibérica), donde se encontraba el alcázar, la mezquita y una de las mayores bibliotecas de la época, cuya muralla tuvo sucesivas ampliaciones. Las edificaciones de su interior son una prueba de las diferentes funciones que tuvo el recinto en las distintas épocas: alcazaba islámica, con distintas ampliaciones hasta alcanzar una extensión similar a la denominada «Cerca Vieja» (siglos IX-XIII), castillo bajomedieval cristiano, destacando la primera Catedral de Badajoz edificada sobre la mezquita palaciega, así como diferentes «casas-fuertes» para asegurar su defensa (siglos XIII-XVI), y como parte de la ciudadela y fortificación de edificación moderna (siglos XVII-XIX), destacando en ellos diferentes edificios religiosos, así como los diferentes pasadizos y aljibes reutilizados en diferentes épocas.
La ciudad siguió creciendo extramuros, sobre todo hacia el oeste y hacia el sur por ser las zonas más llanas, ceñida por una muralla medieval de tapial de probable origen almohade, con posteriores ampliaciones, a la que le siguió una cerca pentagonal bajomedieval, coetánea a los Reyes Católicos, a finales del siglo XV, que conecta con la Puerta de Palmas a la altura del puente de Palmas y la Puerta de Pajaritos, ambas del siglo XVI, en cuyo interior quedaron insertos los barrios que forman el casco antiguo y cuyas defensas fueron insuficientes ante el progresivo desarrollo de la artillería durante el próximo siglo. A partir de 1642, en el contexto de la guerra con Portugal, es cuando se iniciaron una serie de construcciones defensivas aisladas e improvisadas, como fue el fuerte de San Cristóbal, en la margen derecha del río Guadiana, al norte de la ciudad, en un promontorio importante llamado cerro de Orinaza. Esta construcción se consideró como la primera de este tipo en cuanto a fortificaciones defensivas se refiere. Además, este fuerte protegía la cabeza del Puente, en la misma margen del río, que era un elemento sumamente estratégico, ya que el puente era la entrada natural a Badajoz. Para proteger el puente se realizaron una serie de obras defensivas como fueron el derribo de varios arcos y la sustitución de ellos por un puente levadizo con tres tramos y la ejecución de parapetos donde se podía defender la guarnición de este puesto avanzado.
Poco tiempo después se construyó el fuerte de Pardaleras en el extremo opuesto al anterior, es decir, al sur de la ciudad. También se añadieron otros elementos defensivos tales como fosos, muros, etc., sin seguir un cierto orden por lo que fueron poco efectivos. Tampoco se utilizaron materiales adecuados para hacer frente a la artillería moderna lo que llevó consigo importantes pérdidas de terrenos, edificios, etc. A finales del siglo XVII, entre los años 1690 y 1700, fue cuando se iniciaron las obras de la fortificación abaluartada. Esta nueva muralla partía de la muralla medieval, seguía por la margen izquierda del río Guadiana hasta los baluartes de San Vicente y Puerta de Palmas, giraba hacia el oeste y después hacia el sur por los baluartes de San José, Santiago, Santa María y Puerta de Trinidad para enlazar finalmente con la muralla que protegía la Alcazaba. Mediante la cartografía militar existente se sabe que las atalayas o torres vigías, de época islámica, estuvieron en uso hasta la Guerra de la Independencia, completando el sistema defensivo (de las numerosas atalayas con que contó Badajoz en el pasado, fundamentalmente del siglo XII, solo se conservan vestigios de cinco de ellas, destacando la Torre de Espantaperros y la Torre de Los Rostros).

Galería
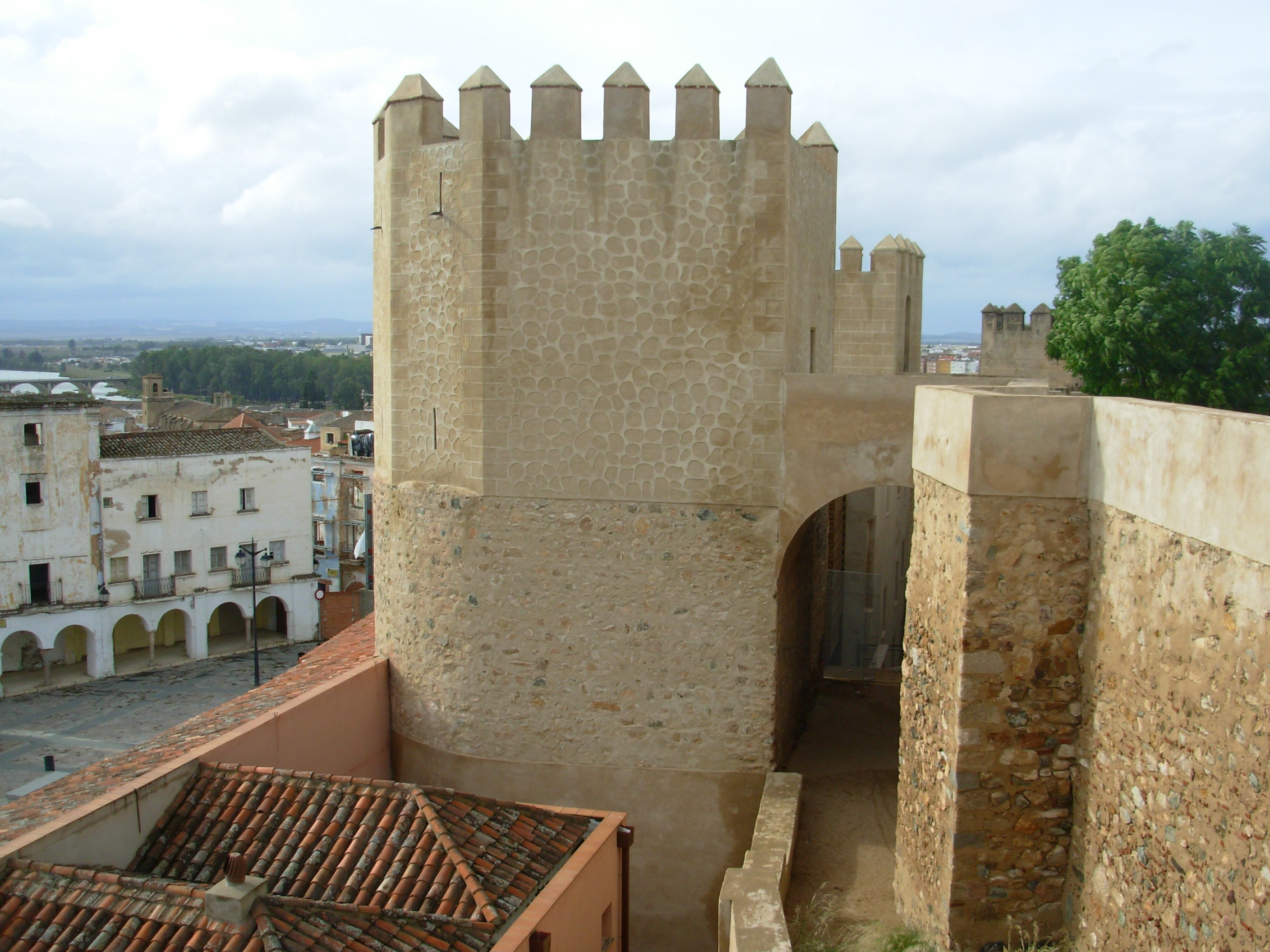
Torre Abarlongada desde el adarve de la muralla
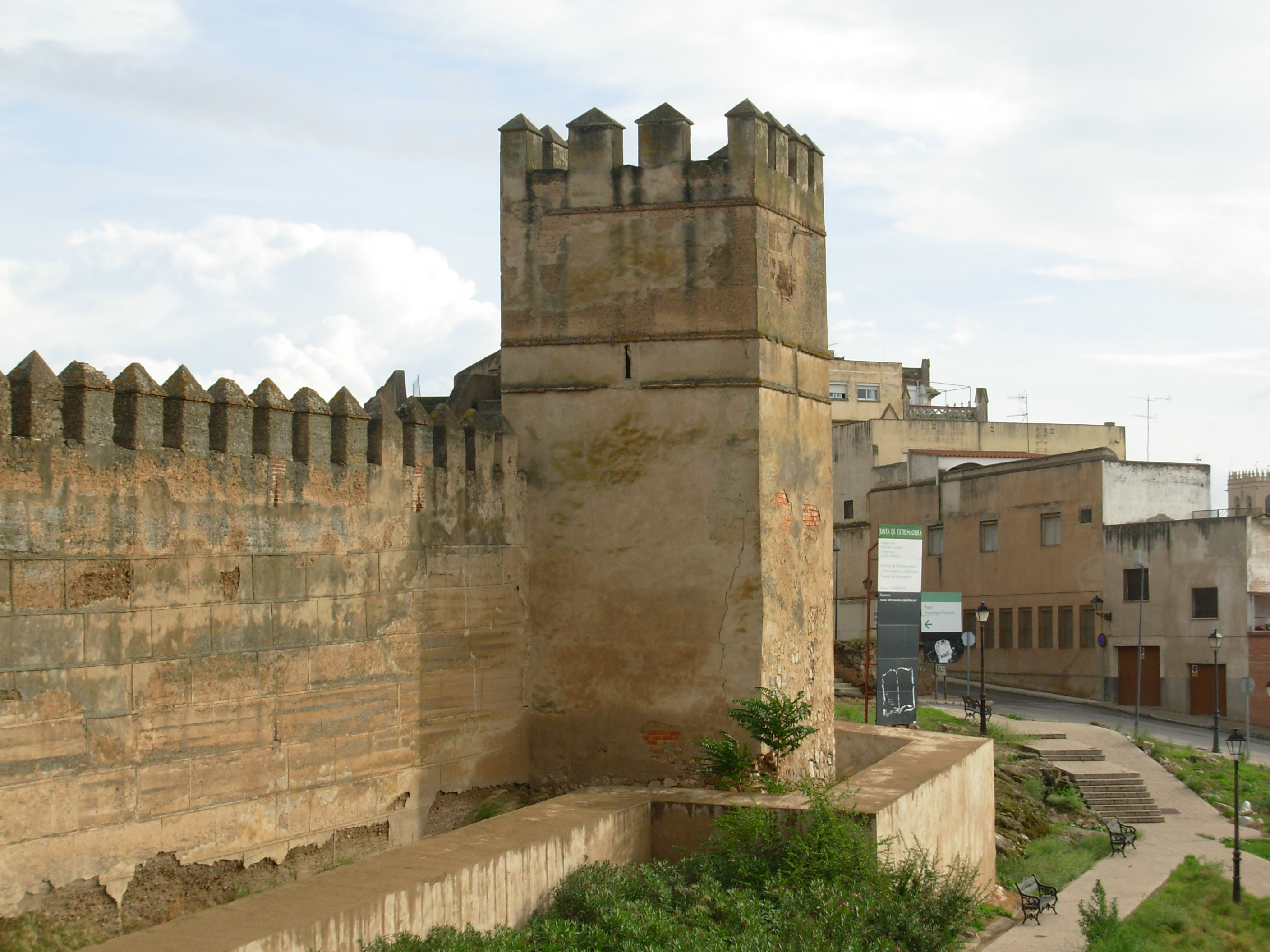
Torre de los Ahorcados
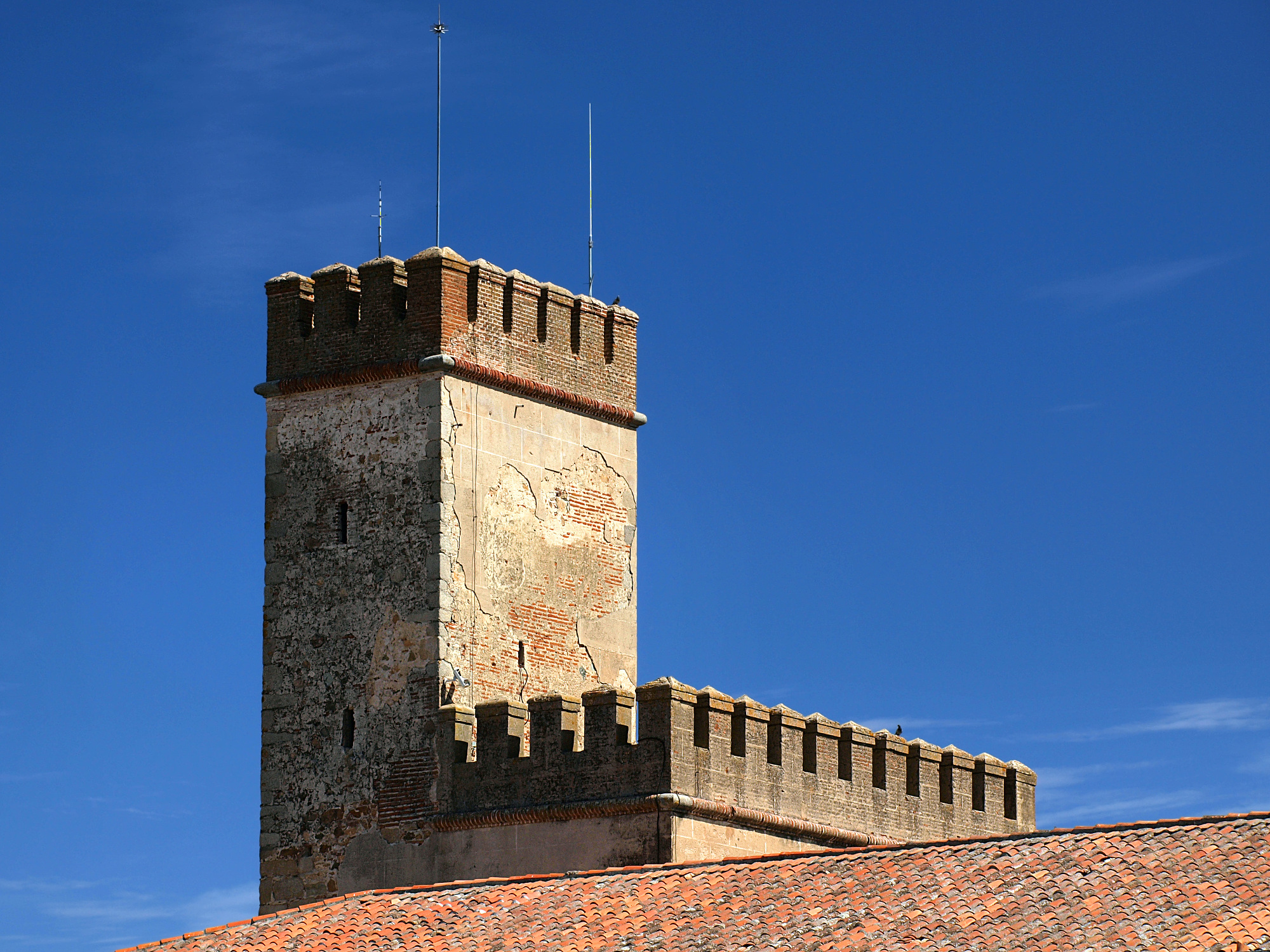
Torre de Santa María
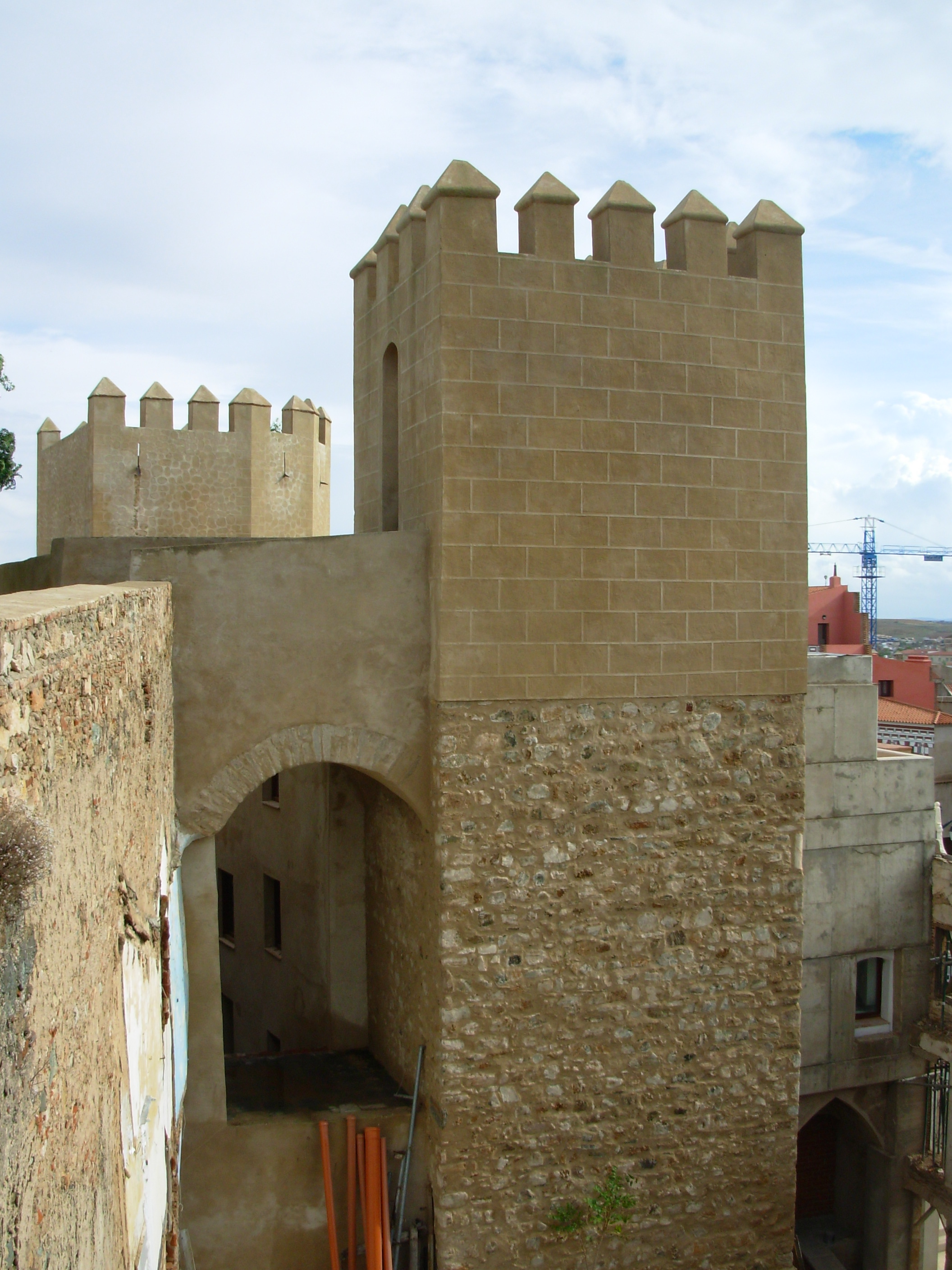
Torre Albarrana
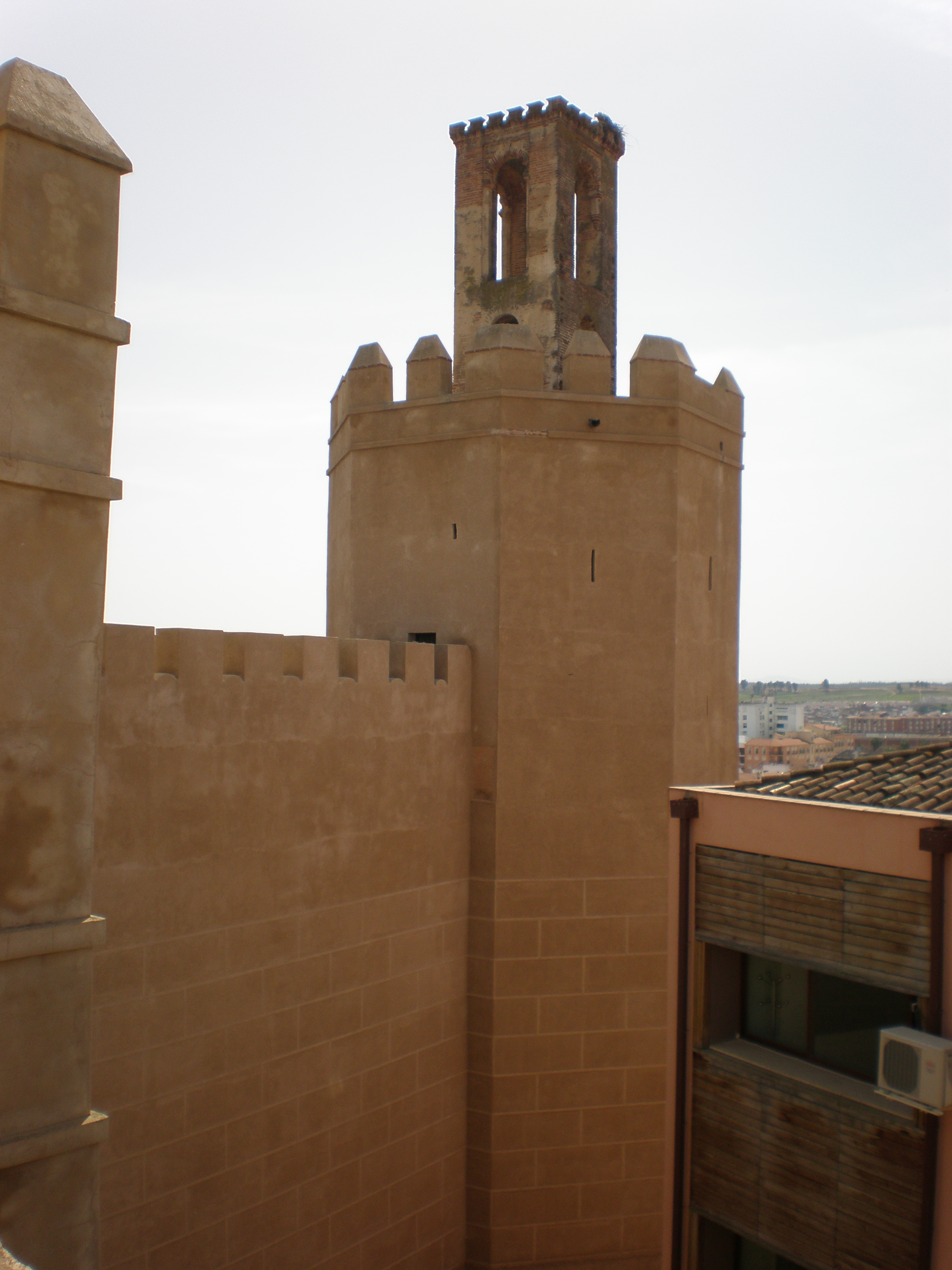
Torre de Espantaperros
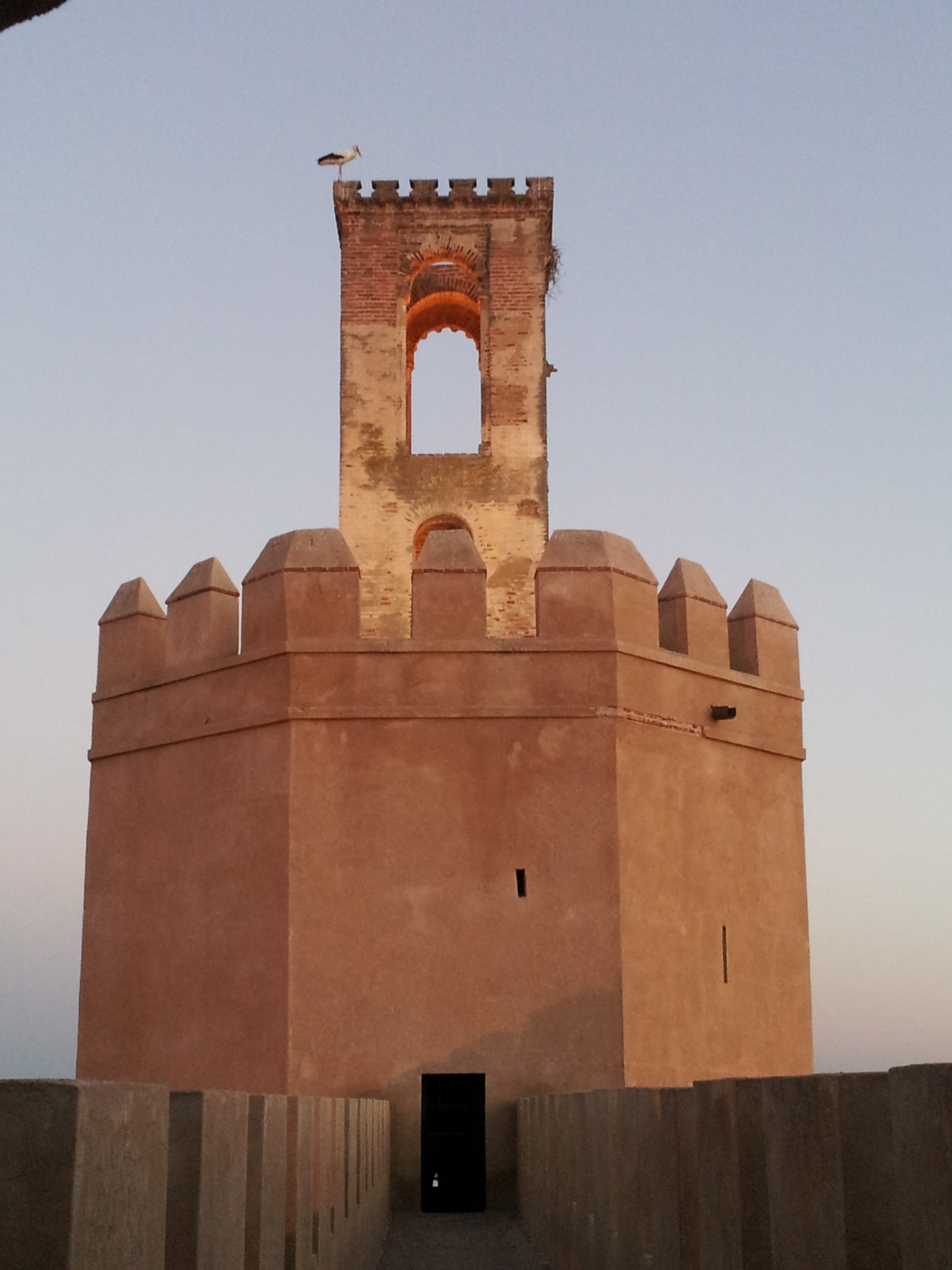
Vista frontal de la Torre de Espantaperros
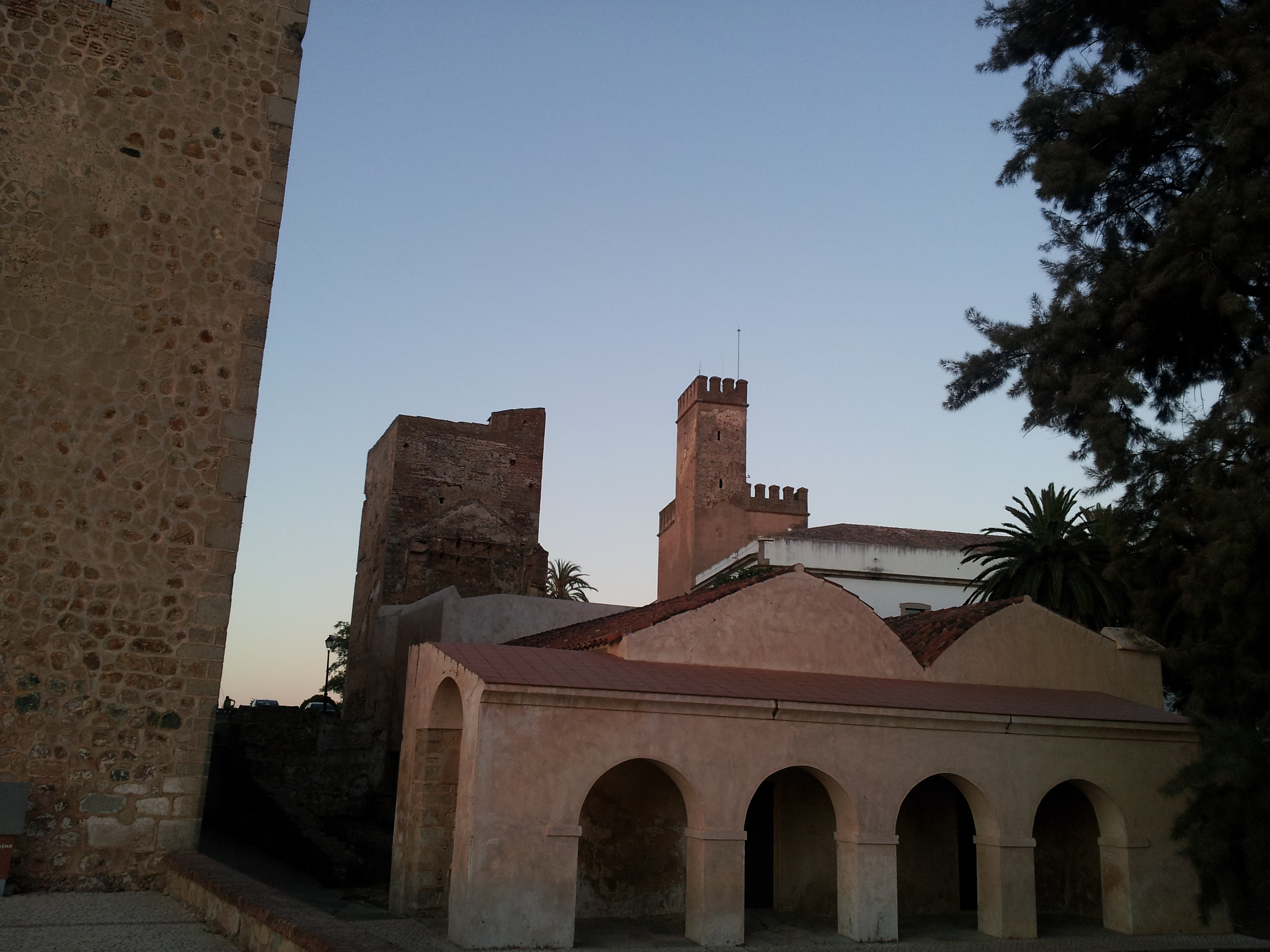
Interior de la alcazaba
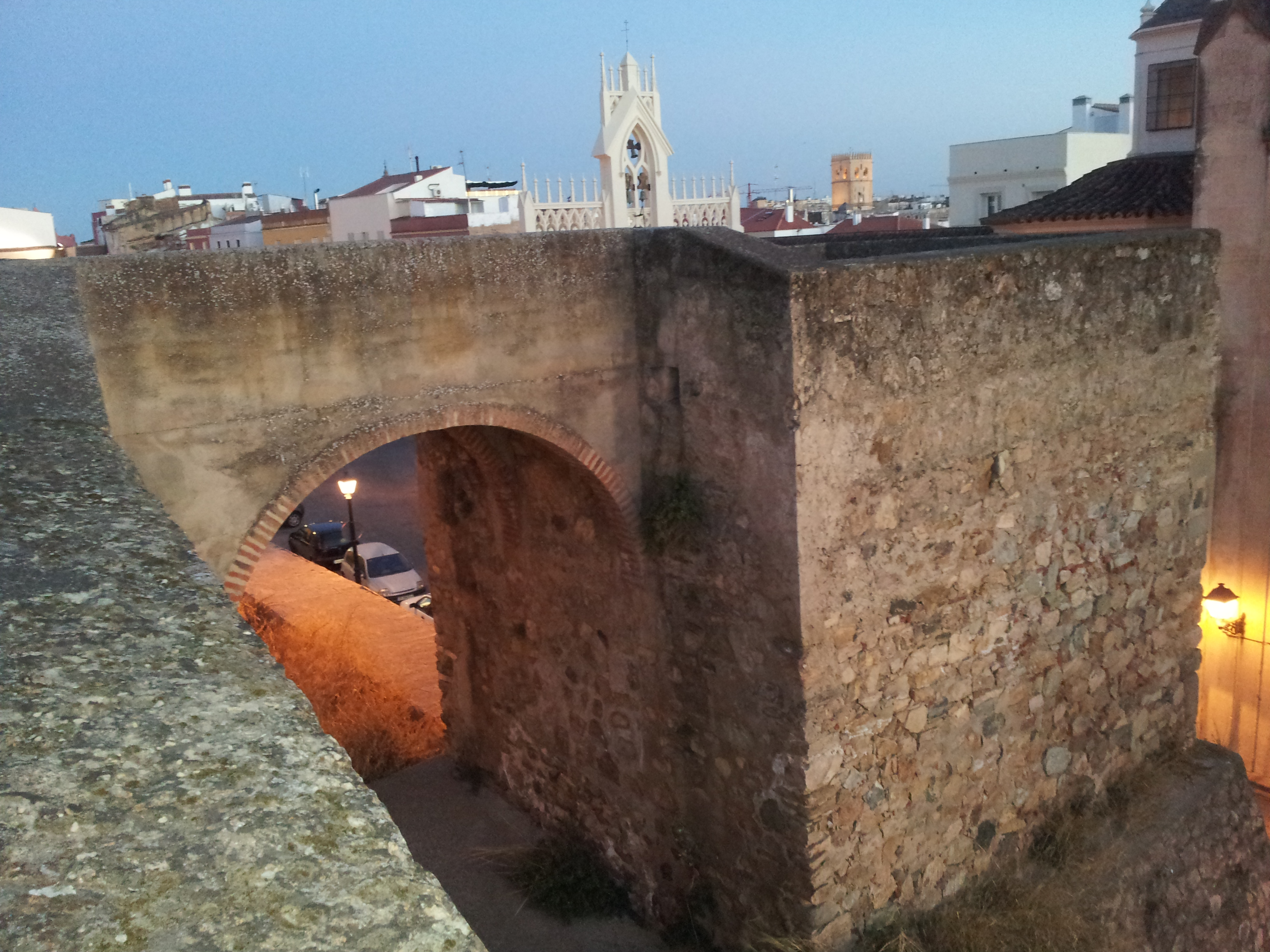
Exterior de la alcazaba
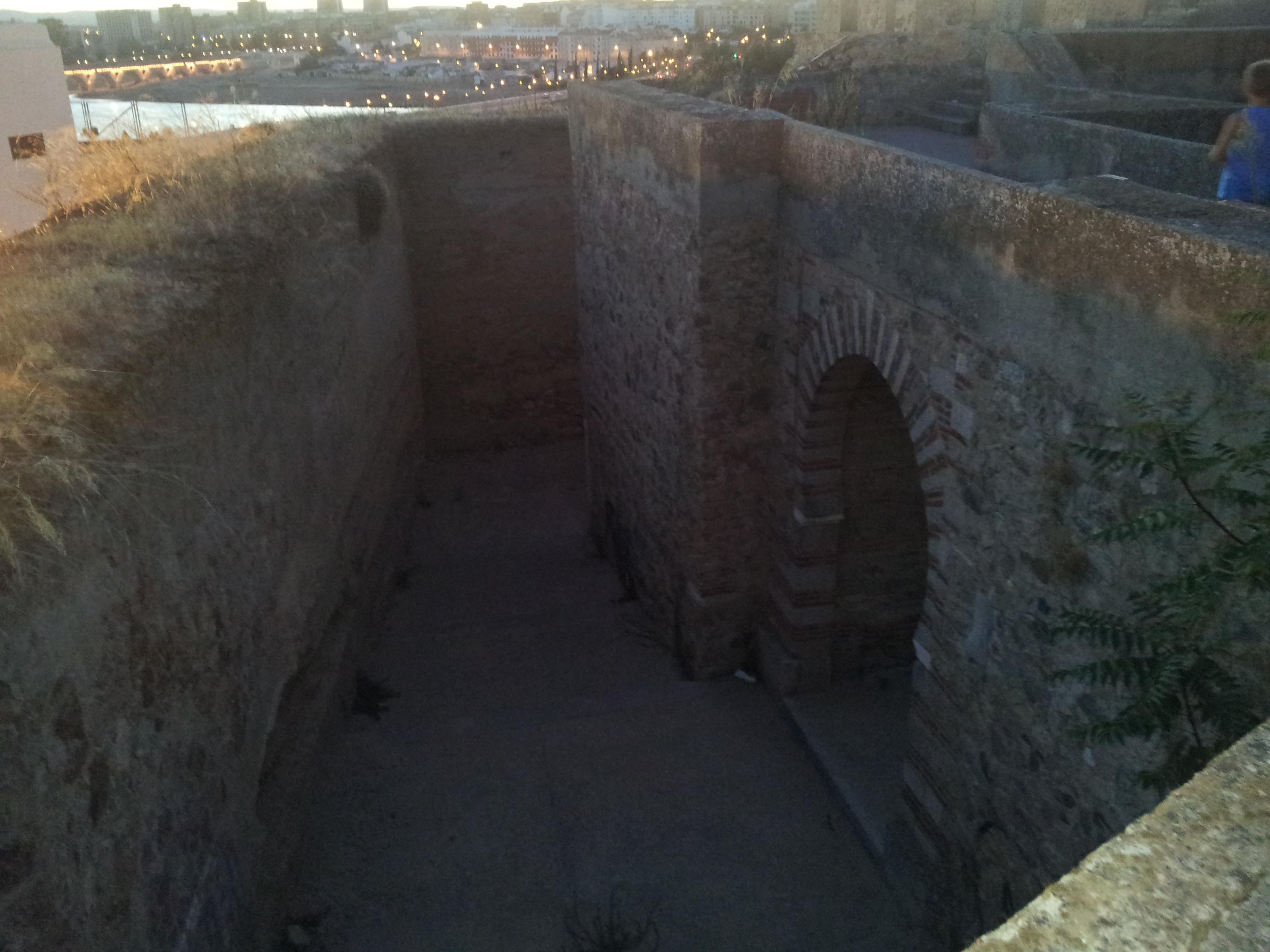
Puerta interior de la alcazaba
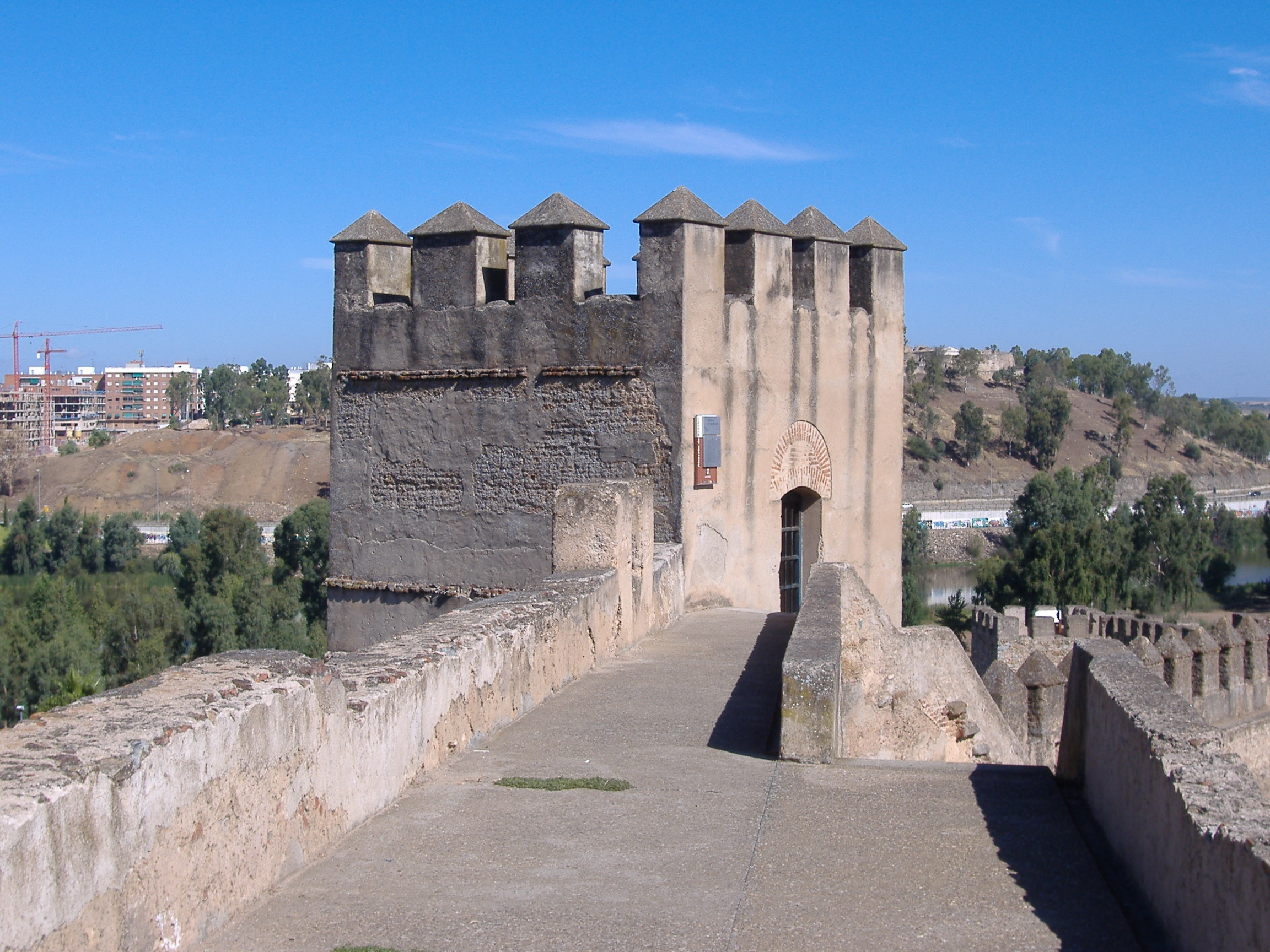
Adarve de la Alcazaba de Badajoz
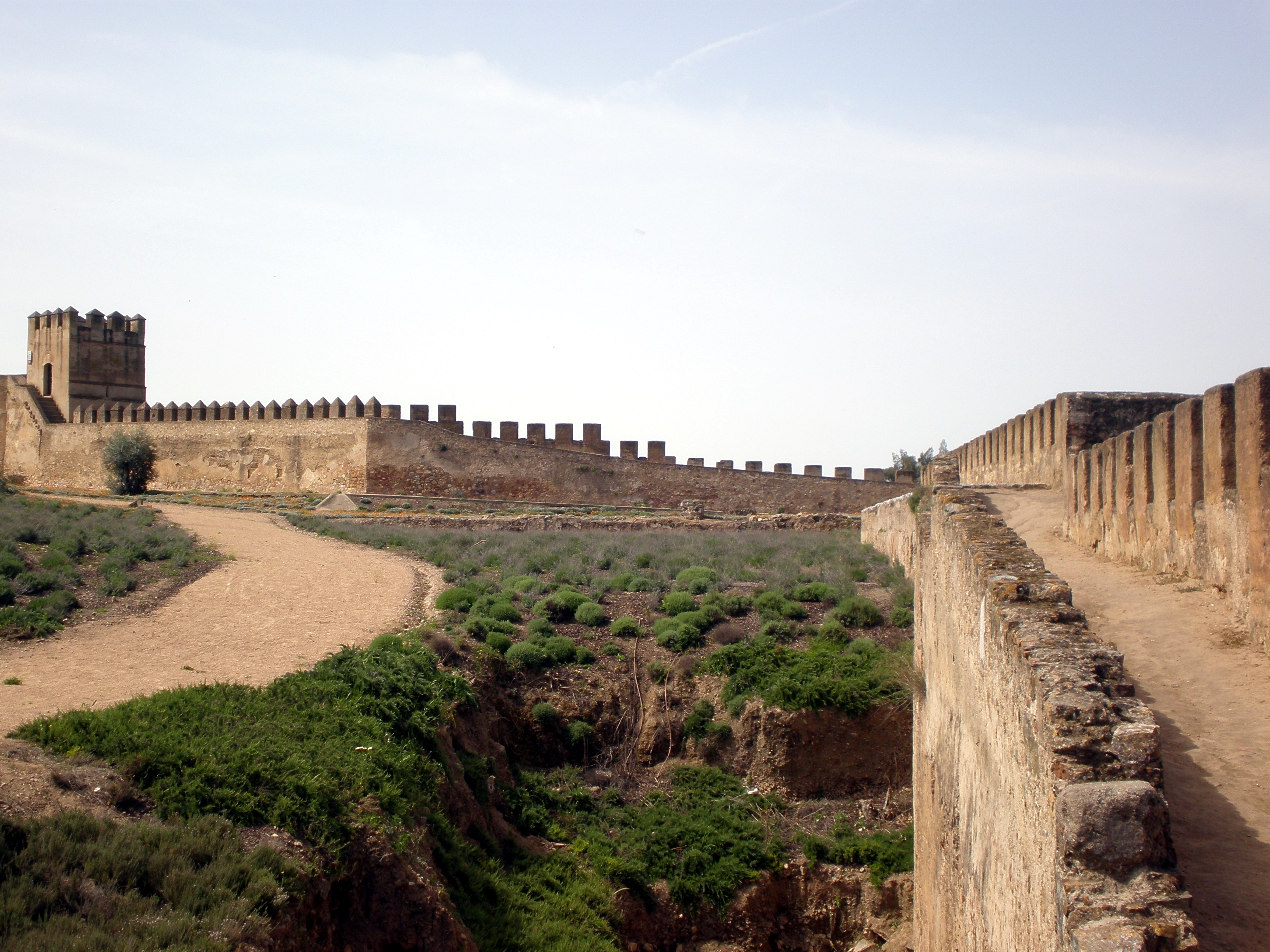
Adarve y murallas de la alcazaba de Badajoz
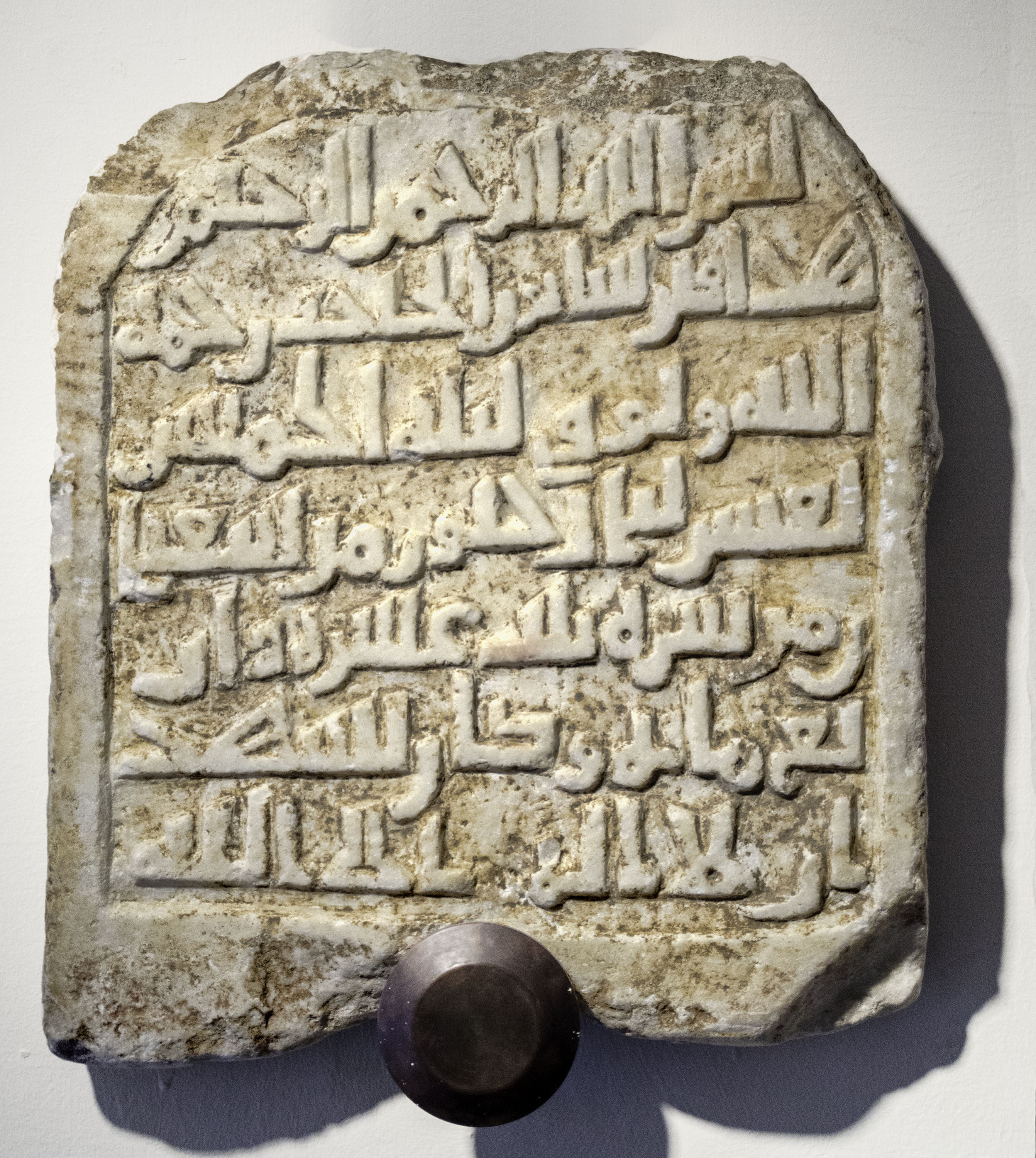
Lápida sepulcral de Sapur
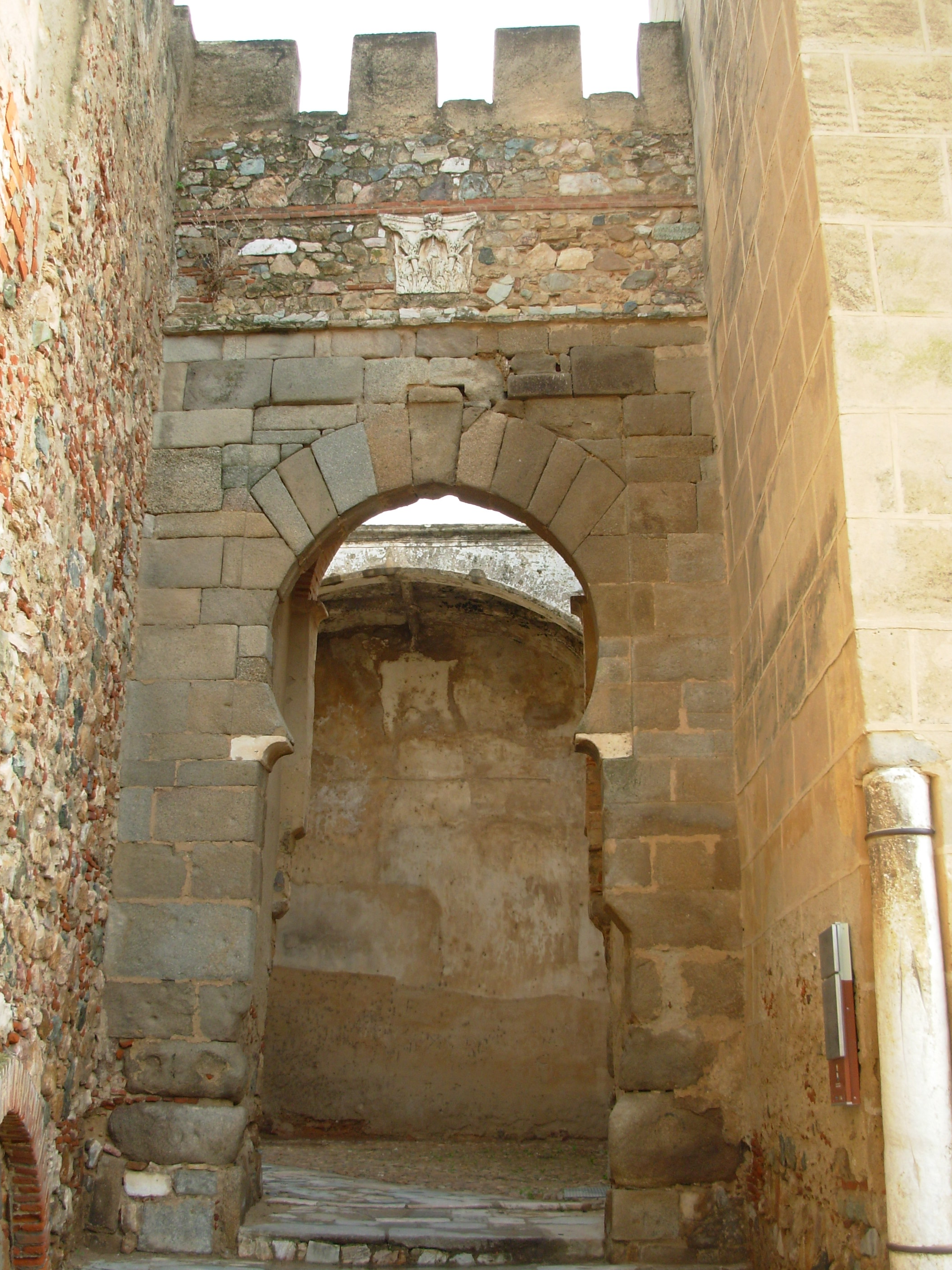
Puerta del Capitel
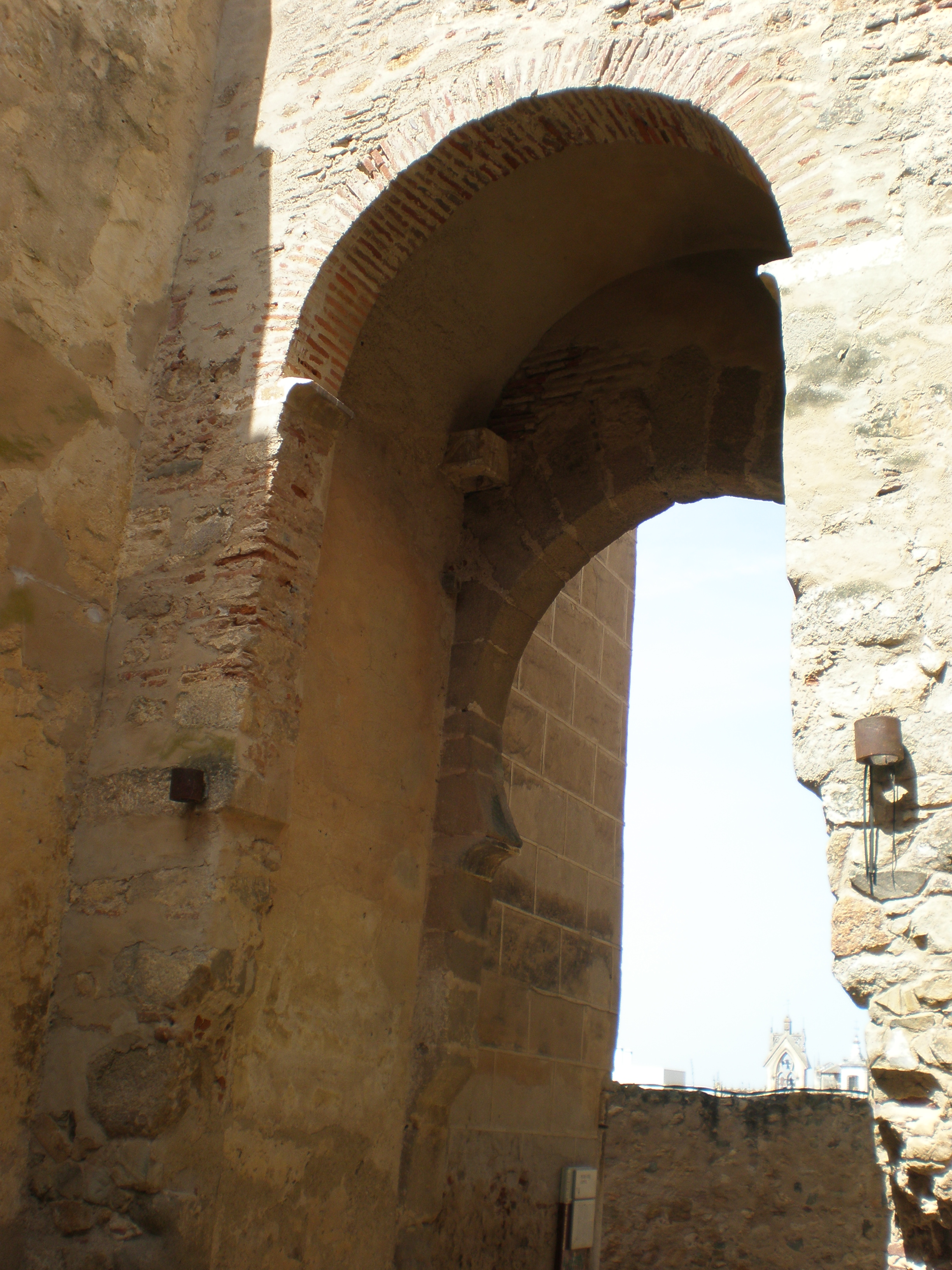
Puerta del Capitel (parte posterior)
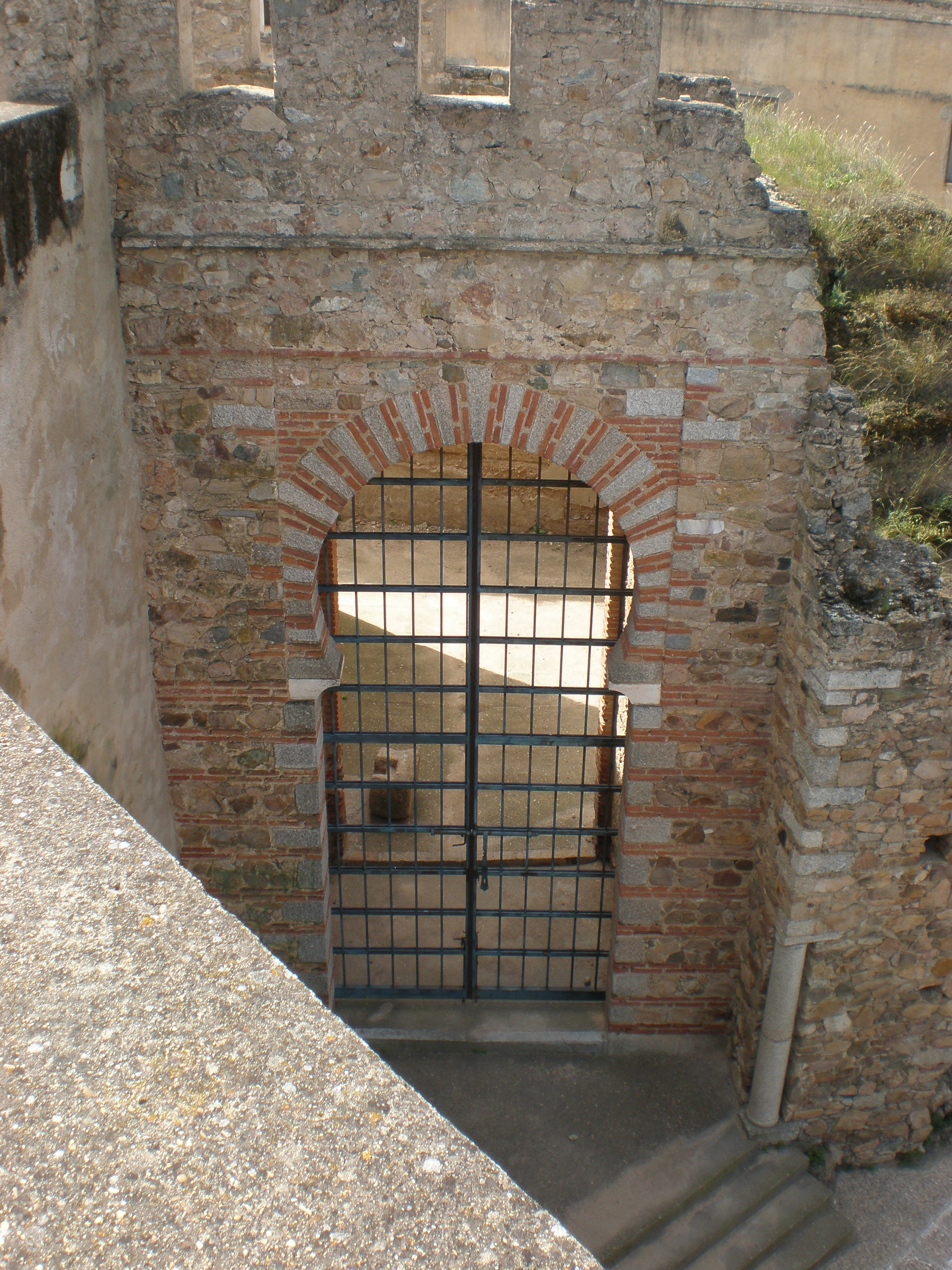
Puerta en recodo
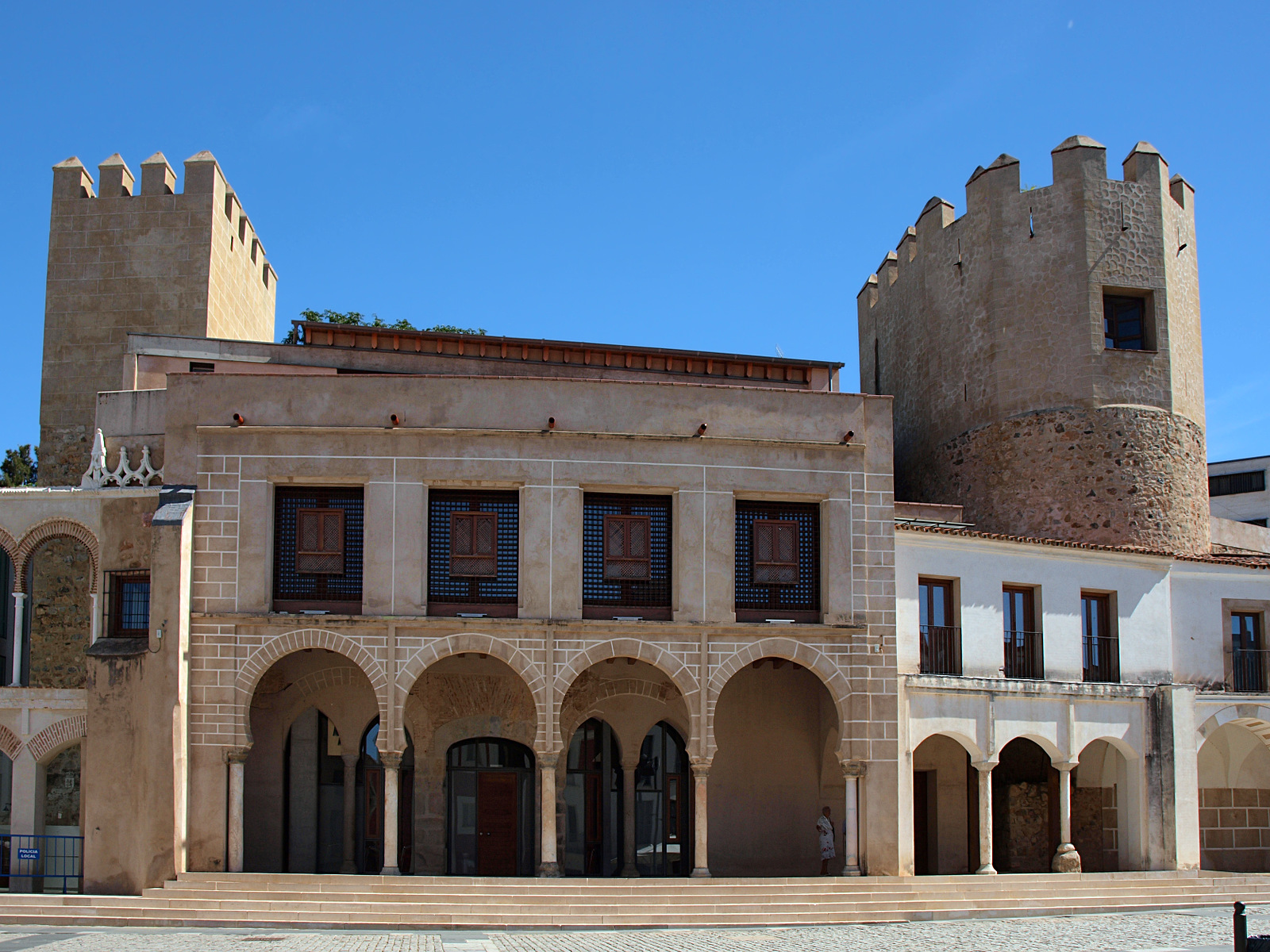
Vistas de la alcazaba y las casas consistoriales desde la Plaza Alta
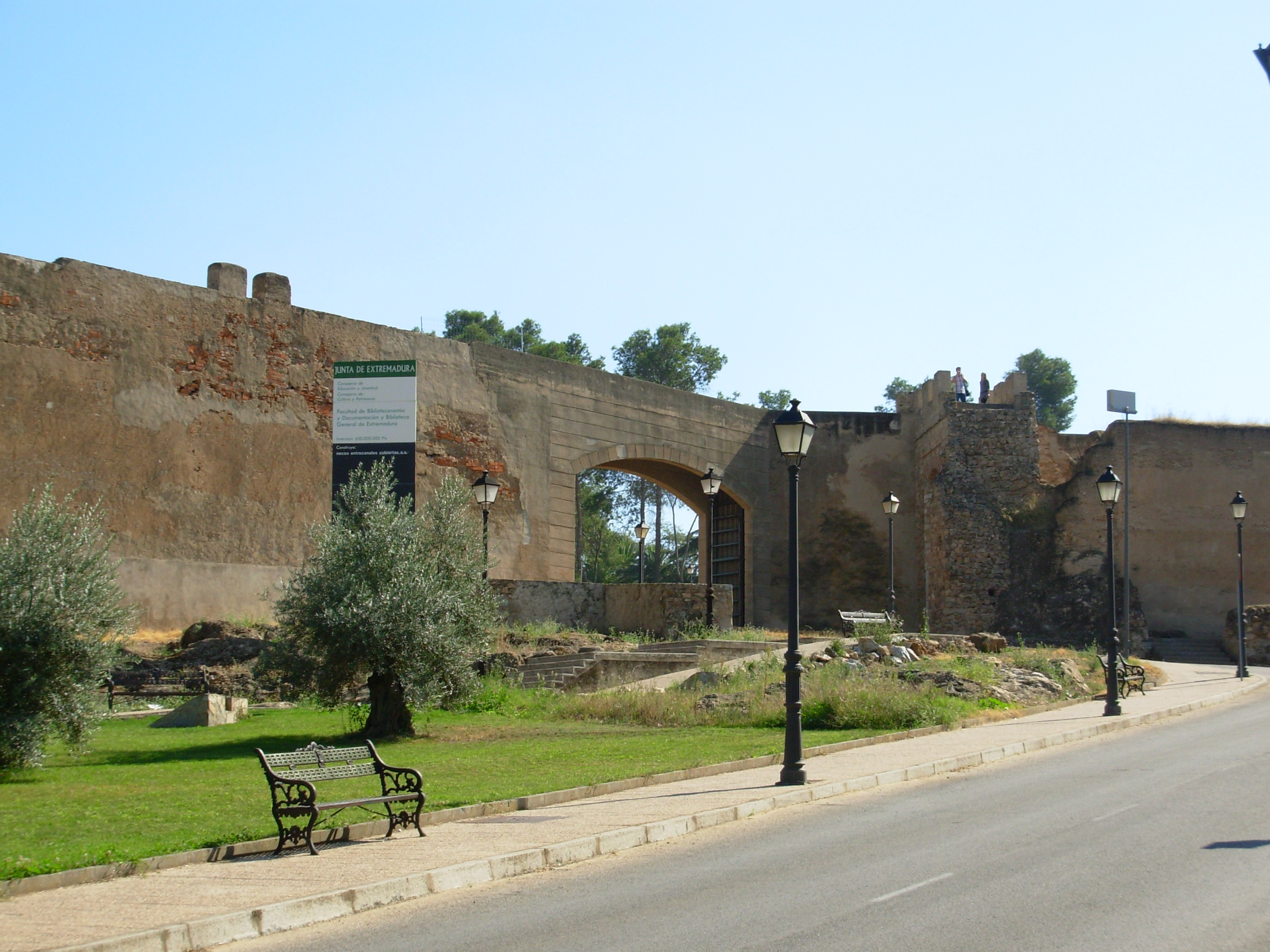
Puerta de Carros o de Yelbes
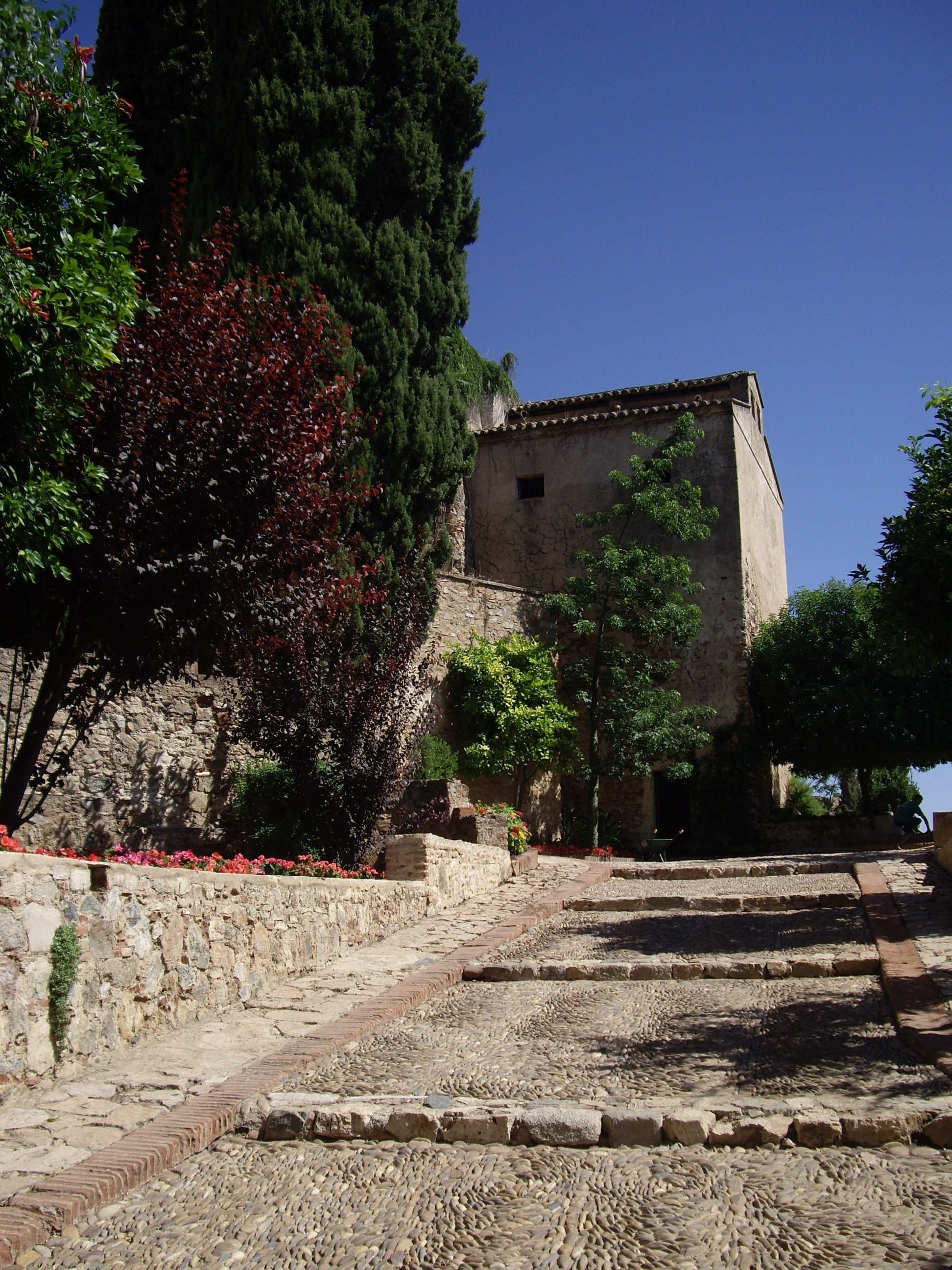
Jardines de La Galera
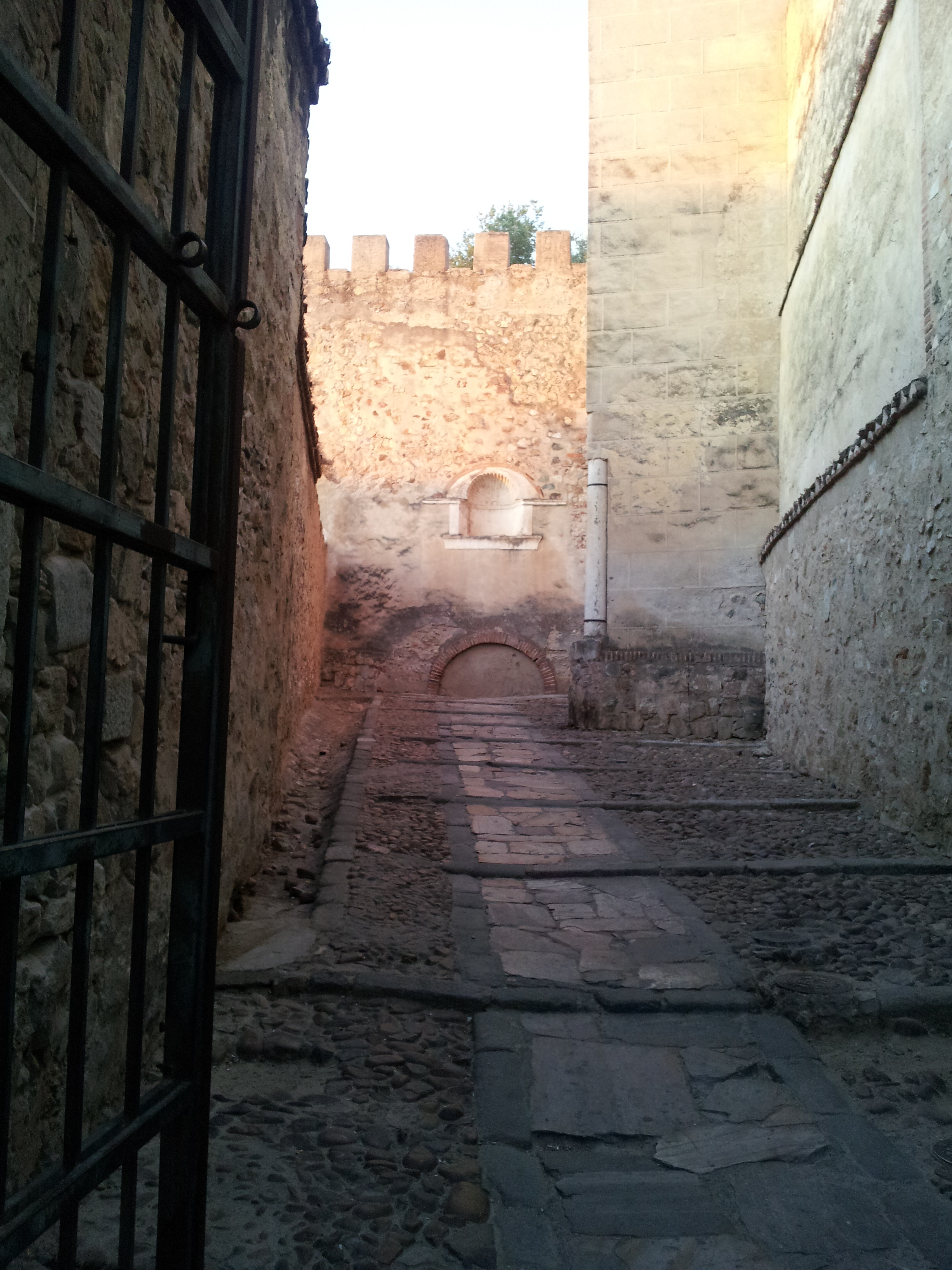
Acceso a la alcazaba
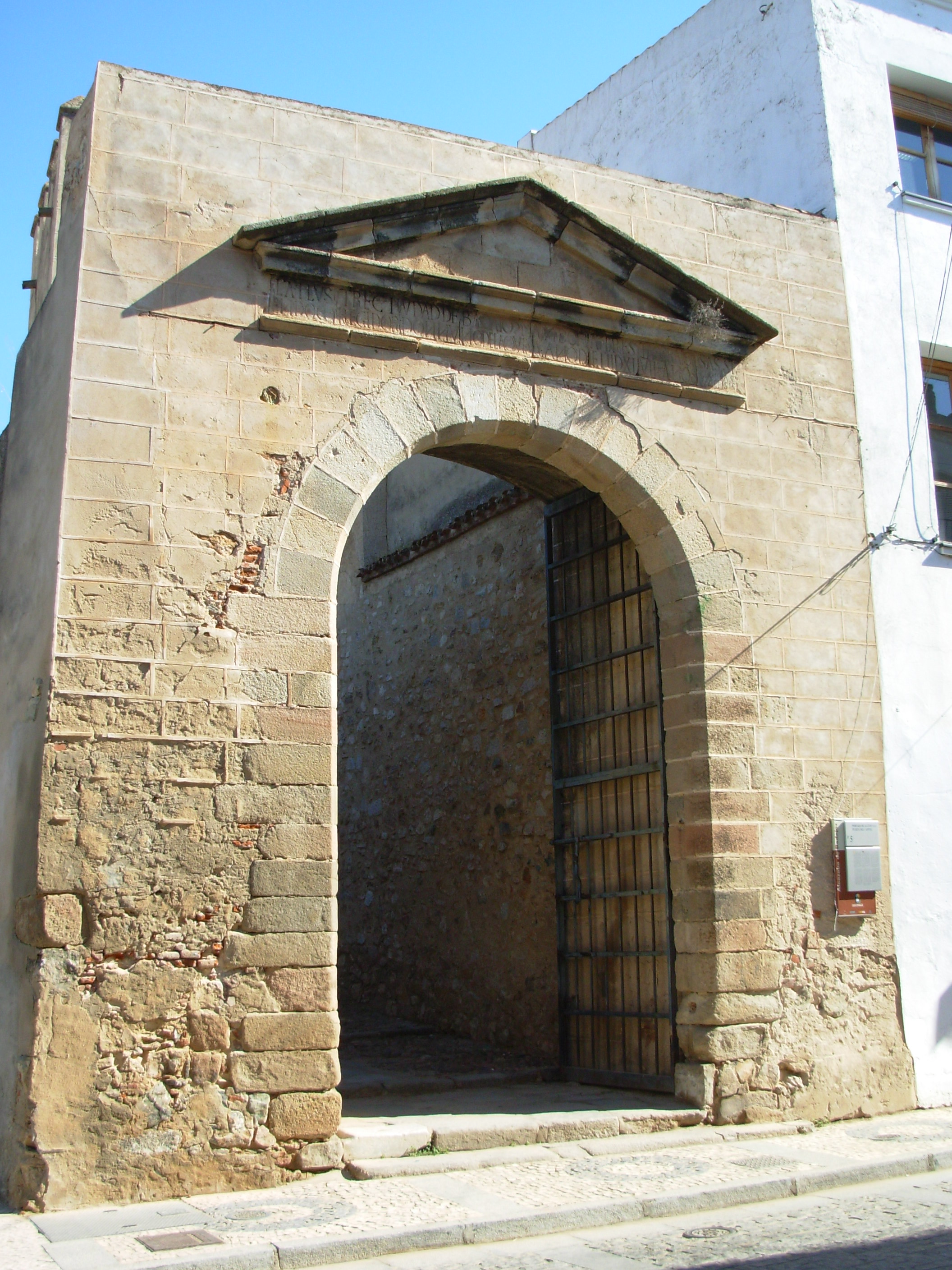
Puerta dintelada
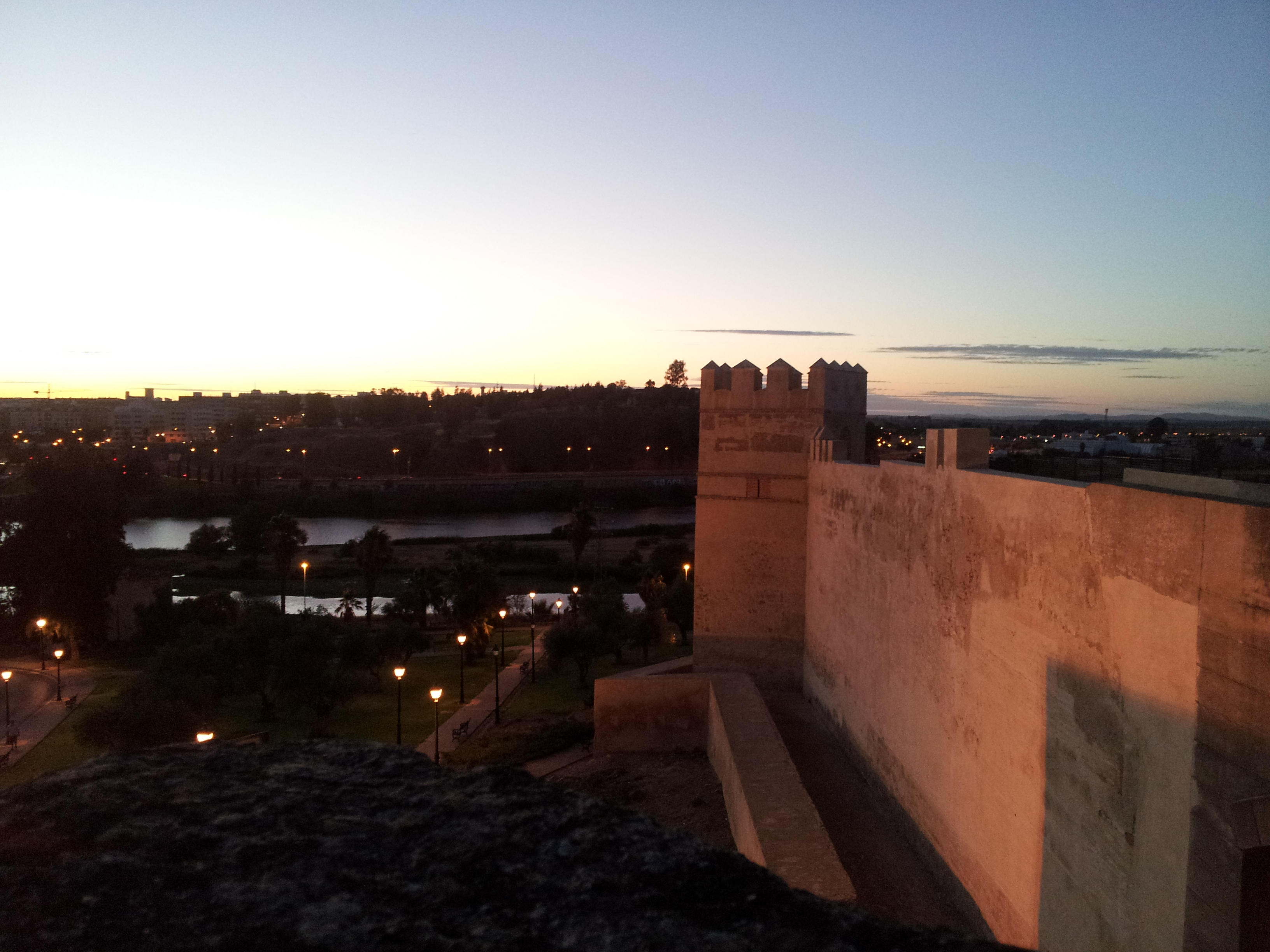
Murallas de la Alcazaba de Badajoz
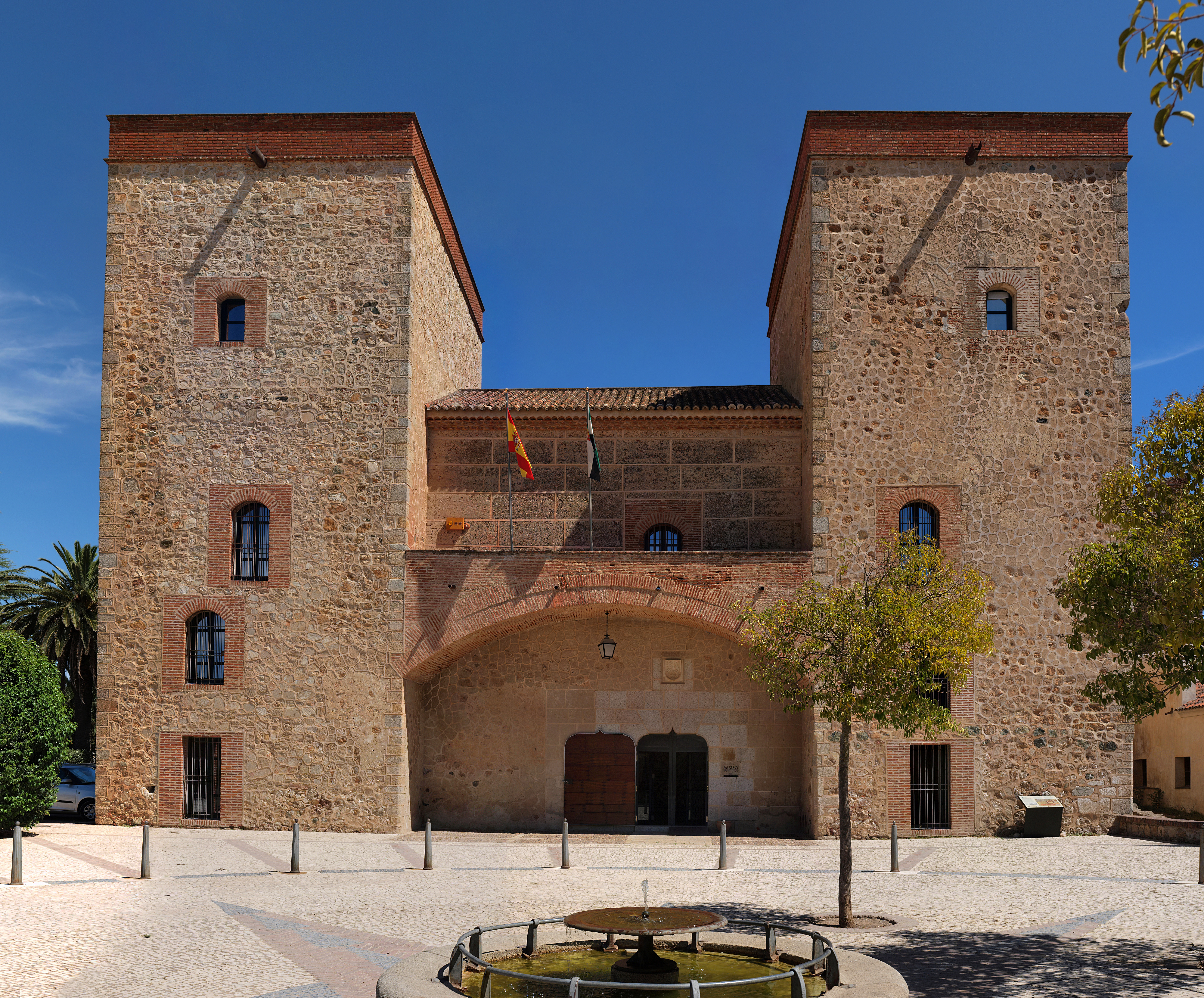
Palacio del XVI (Museo Arqueológico Provincial)
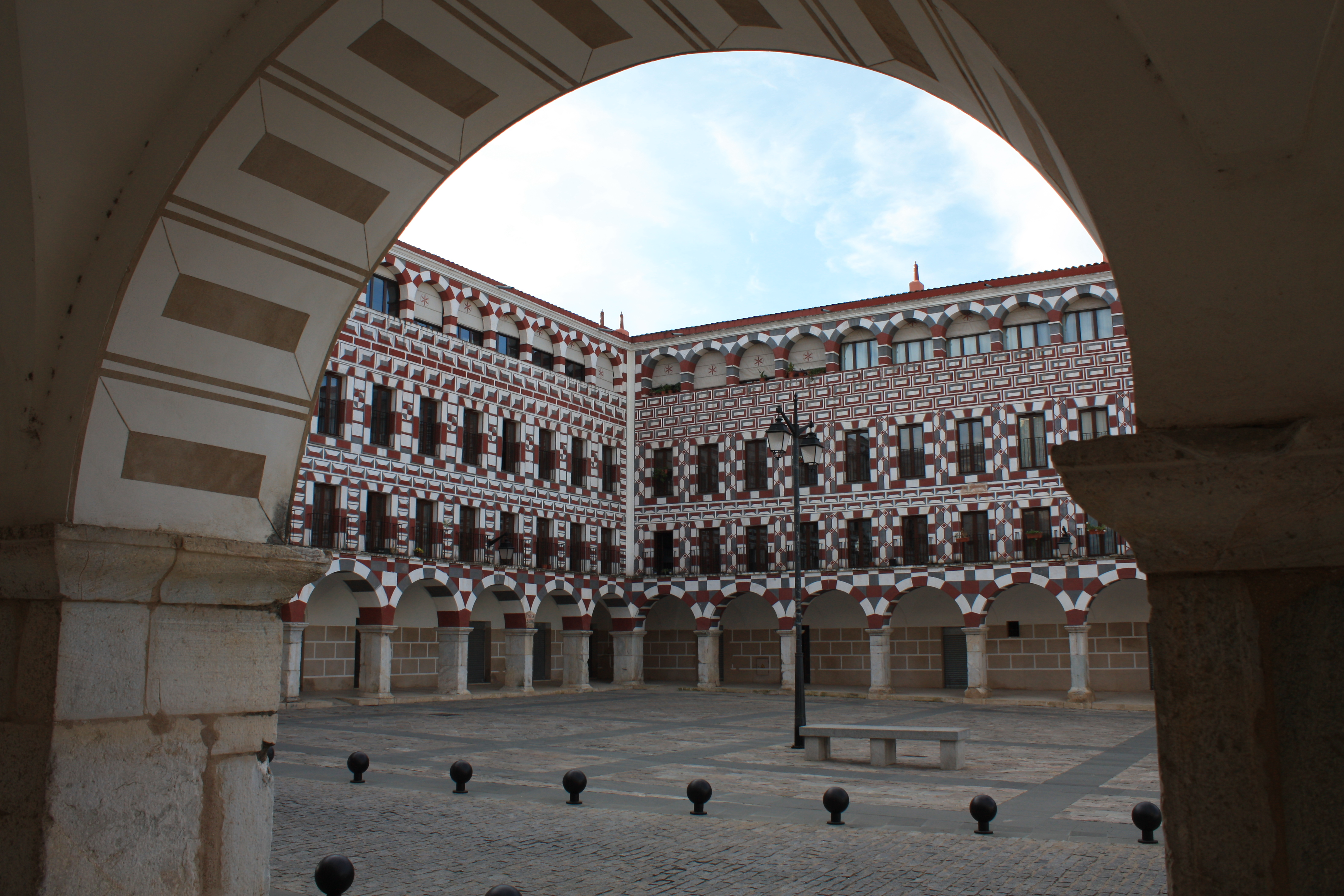
Plaza Alta
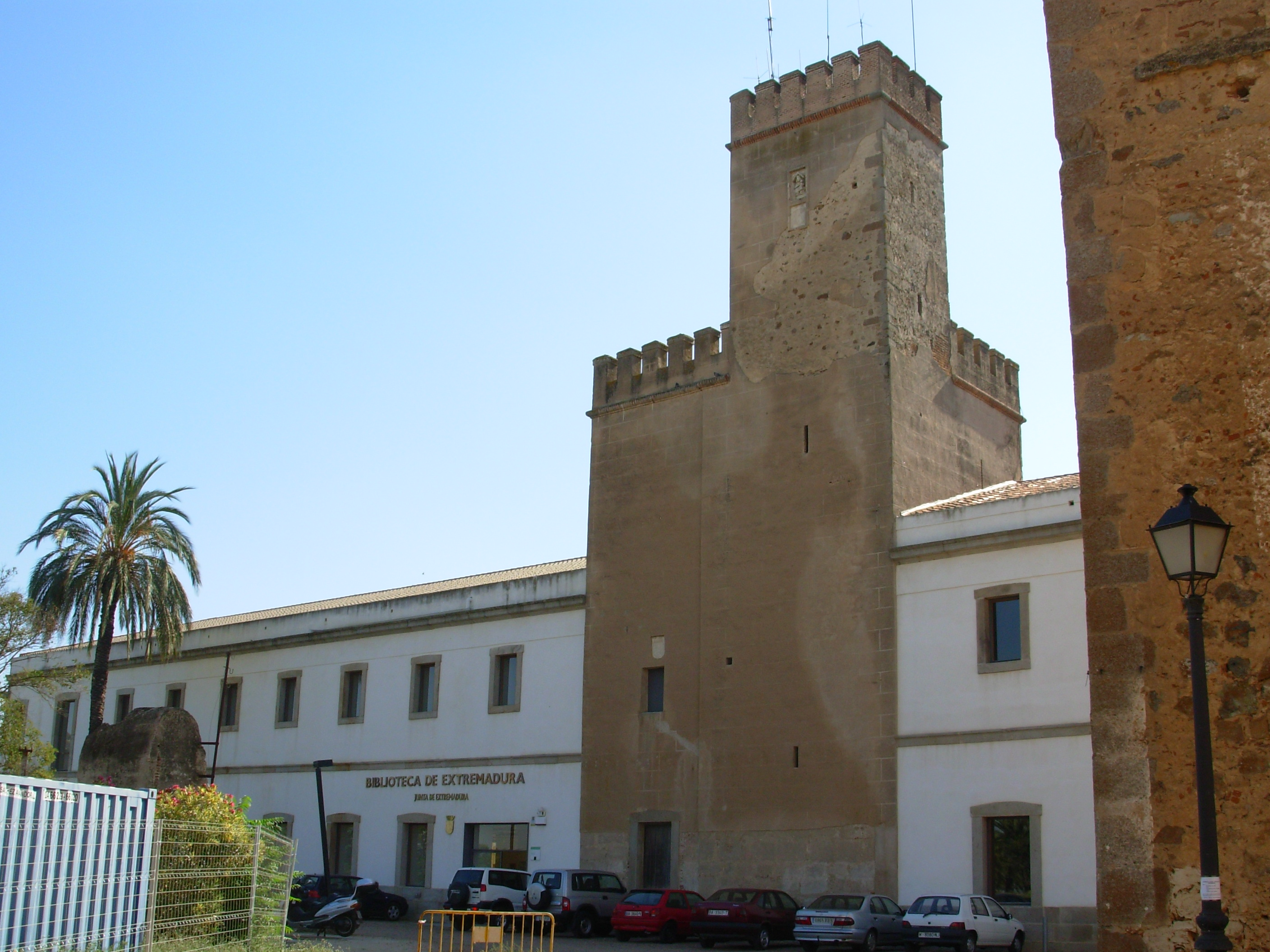
Vestigios de la Mezquita-Catedral (junto al antiguo Hospital Militar)
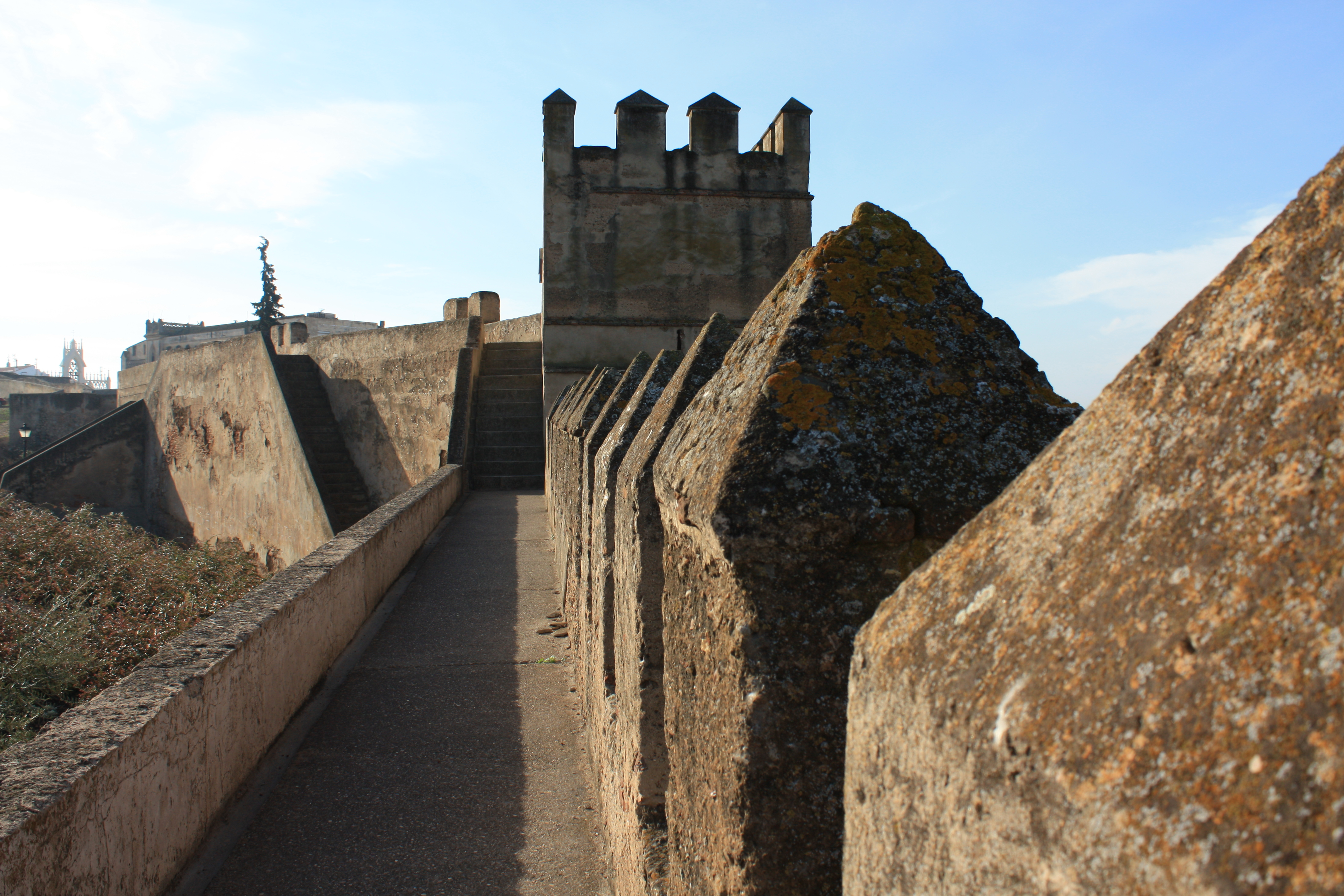
Adarve de la alcazaba
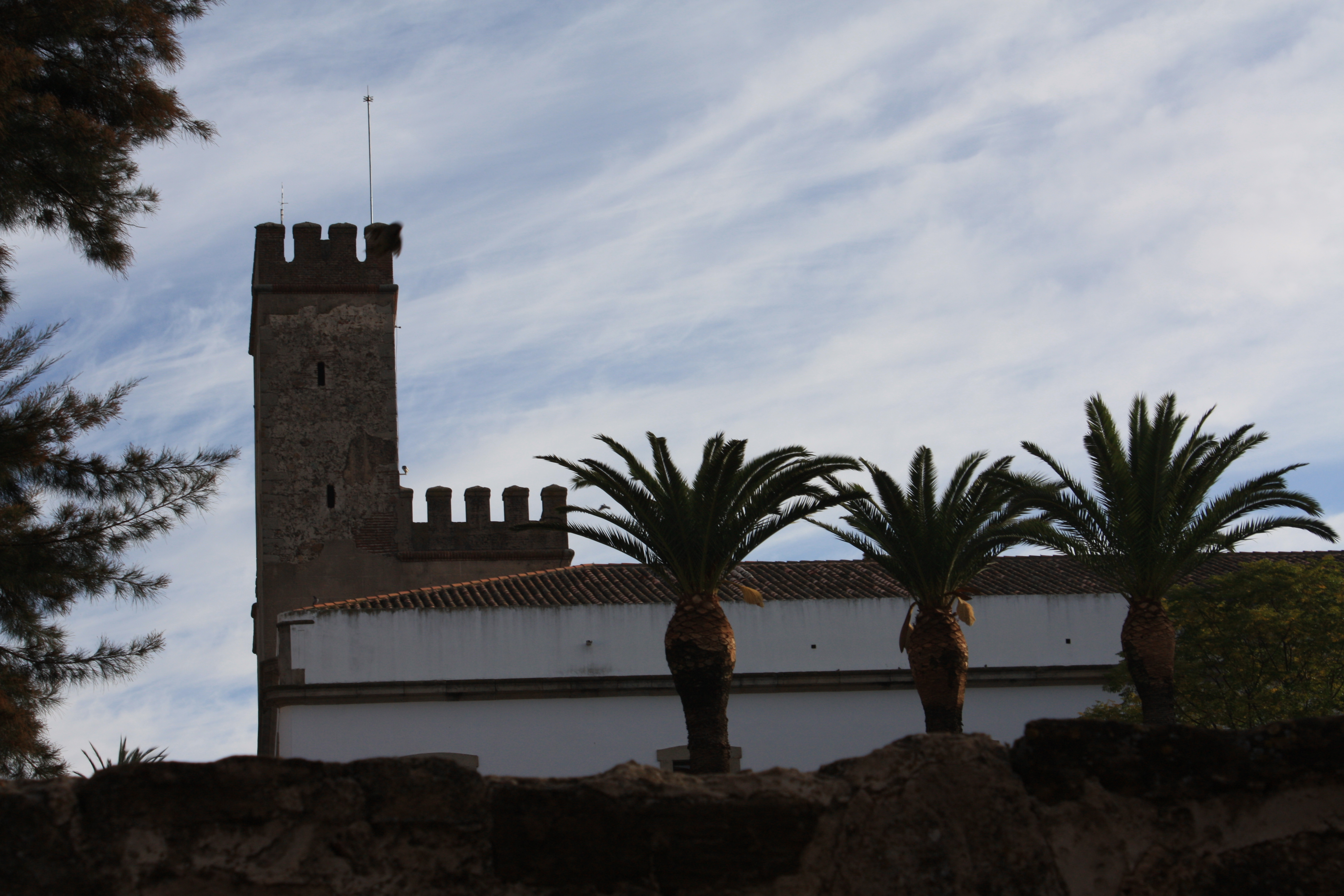
Vista desde el interior de la alcazaba.

## Historia

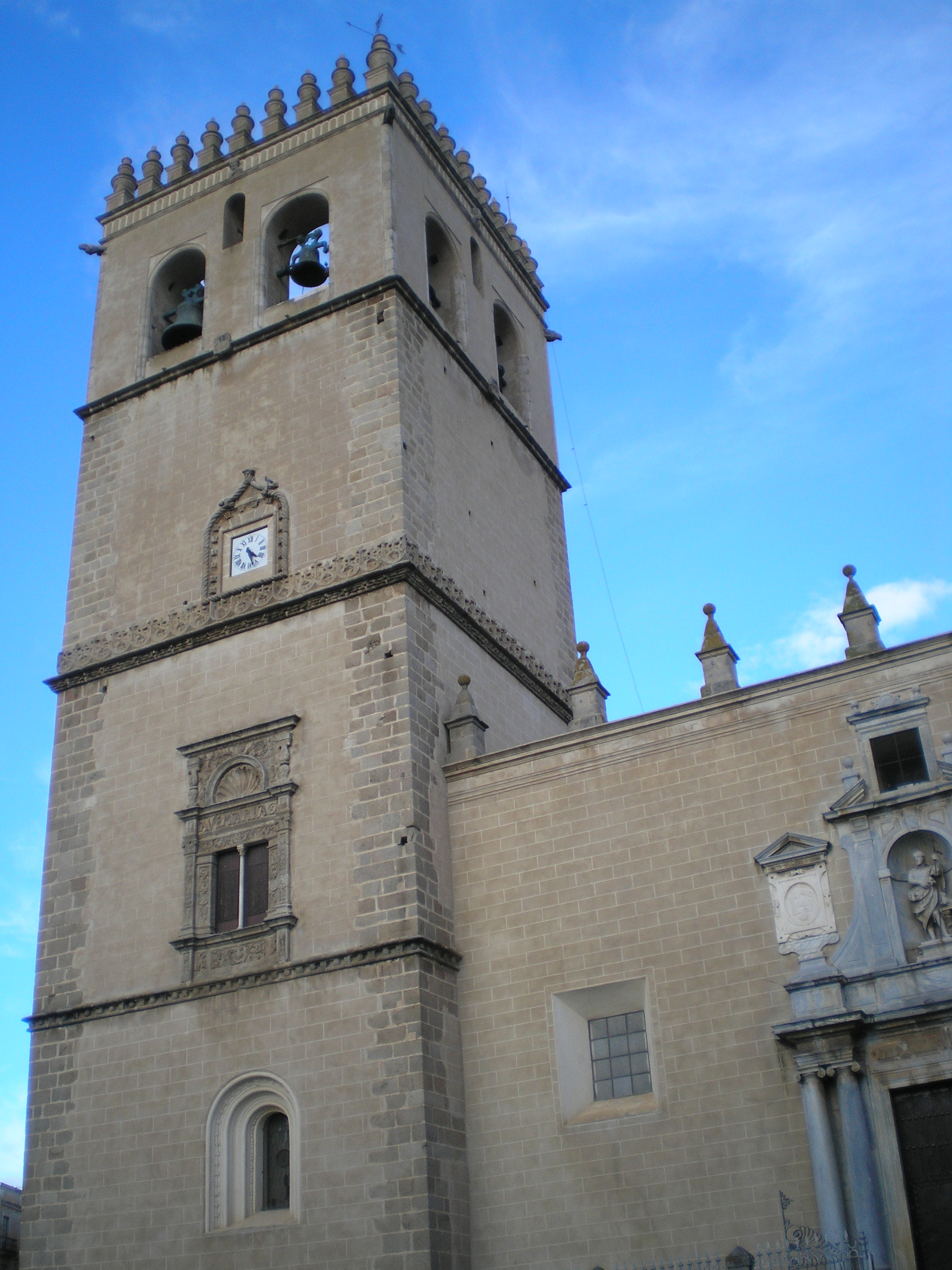
Catedral-fortaleza.

Portugal y Castilla mantuvieron una serie de enfrentamientos en el siglo XIV. En el año 1580, Felipe II trasladó la Corte y el grueso de su ejército a Badajoz (siendo durante once meses su residencia), anexionando Portugal al conjunto de la Monarquía Hispánica. Las tensiones para la ciudad de Badajoz surgieron más adelante, a partir de 1640, dada la cercanía de la ciudad a la frontera, como consecuencia de la sublevación de los portugueses contra la Corona de Castilla.
El recinto abaluartado se empezó a construir en el siglo XVII, sobre un sistema defensivo anterior, cuando se vio la necesidad de defender la plaza de Badajoz, sede de la Capitanía General del Real Ejército de Extremadura, debido a estas hostilidades que llevaron a España y Portugal a la Guerra de Restauración portuguesa mediante la cual Portugal quería conseguir su independencia de España. Desde entonces, Badajoz se consolida como capital de la provincia de Extremadura y la plaza fronteriza de mayor importancia entre todas las que se situaban en las proximidades de la frontera, motivo por el que era una plaza de gran interés estratégico para españoles y portugueses. La guerra se extendió de 1640 a 1668, año en el que por el Tratado de Lisboa España reconoció la completa independencia de Portugal.
Dado su carácter fronterizo, la Catedral de Badajoz —siglos XIII-XVIII—, se asemeja a una fortaleza: posee fuertes muros, almenas y una poderosa torre donde se encuentra el campanario. Fue declarada Monumento Histórico-Artístico en 1931, como Bien de Interés Cultural; siendo única en su género y época. La historia de la diócesis y Obispado de Badajoz se remonta al siglo X, actualmente ostenta el rango de  Catedral Metropolitana. En su interior alberga un alfar islámico del siglo X y el Museo de la Catedral. En sus proximidades el Archivo Histórico Diocesano y el Archivo Municipal.
Los accidentes geográficos del terreno en los que se asienta la ciudad de Badajoz condicionaron desde su fundación la consideración de punto de interés bélico y estratégico y fue punto clave del sistema defensivo español de la zona, ya que Portugal disponía de su potente sistema defensivo de Elvas. Por ello Badajoz fue la gran plaza fuerte de La Raya con Portugal. Por otro lado, su situación geográfica en la península ibérica también la convirtió en plaza deseada, ya que está casi en la misma latitud que Lisboa y casi equidistante de Madrid y Lisboa, si bien algo más alejada de Madrid y no demasiado lejos de Oporto.

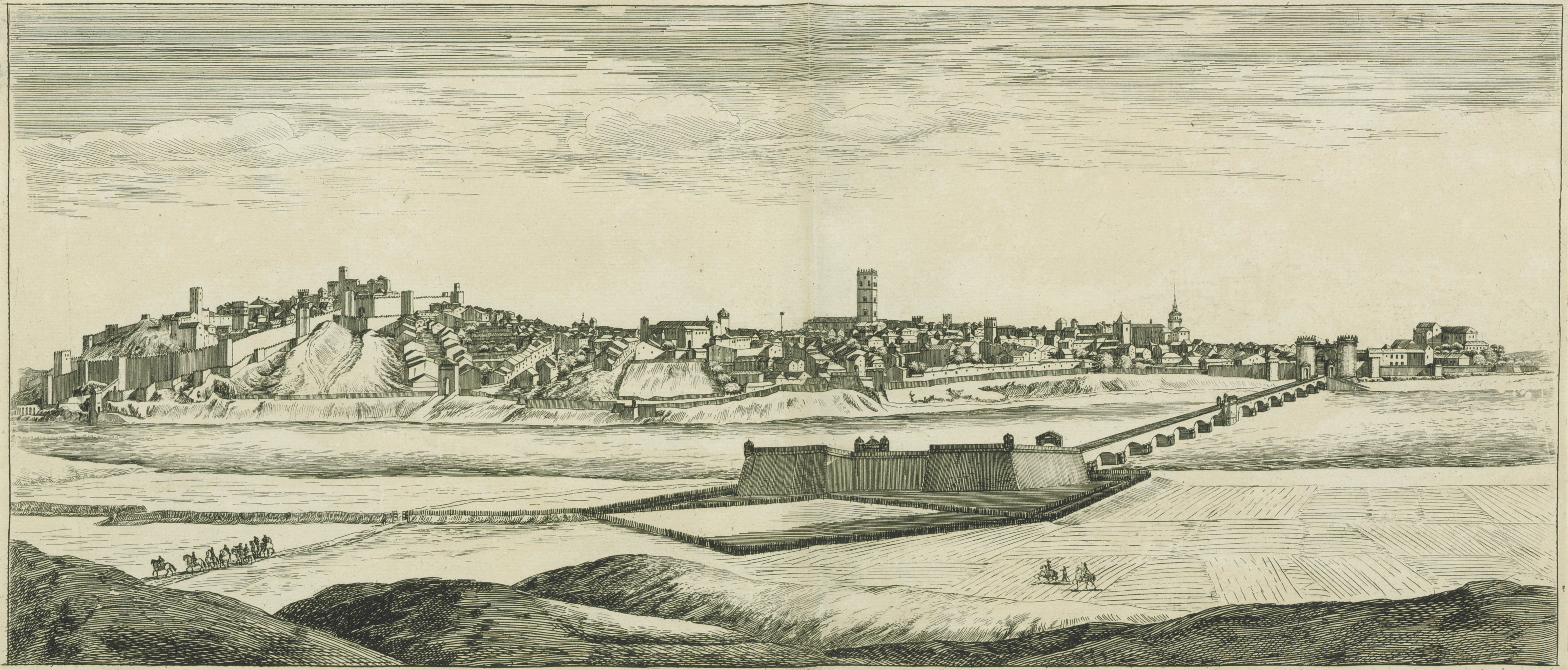
Dibujo de la ciudad fortificada y amurallada (ciudadela) de Badajoz (mediados del). Murallas de la Alcazaba en el margen izquierdo. Hornabeque de la Cabeza del puente de Palmas en primer plano. Muralla medieval, catedral y Puerta de Palmas al fondo.

Galería
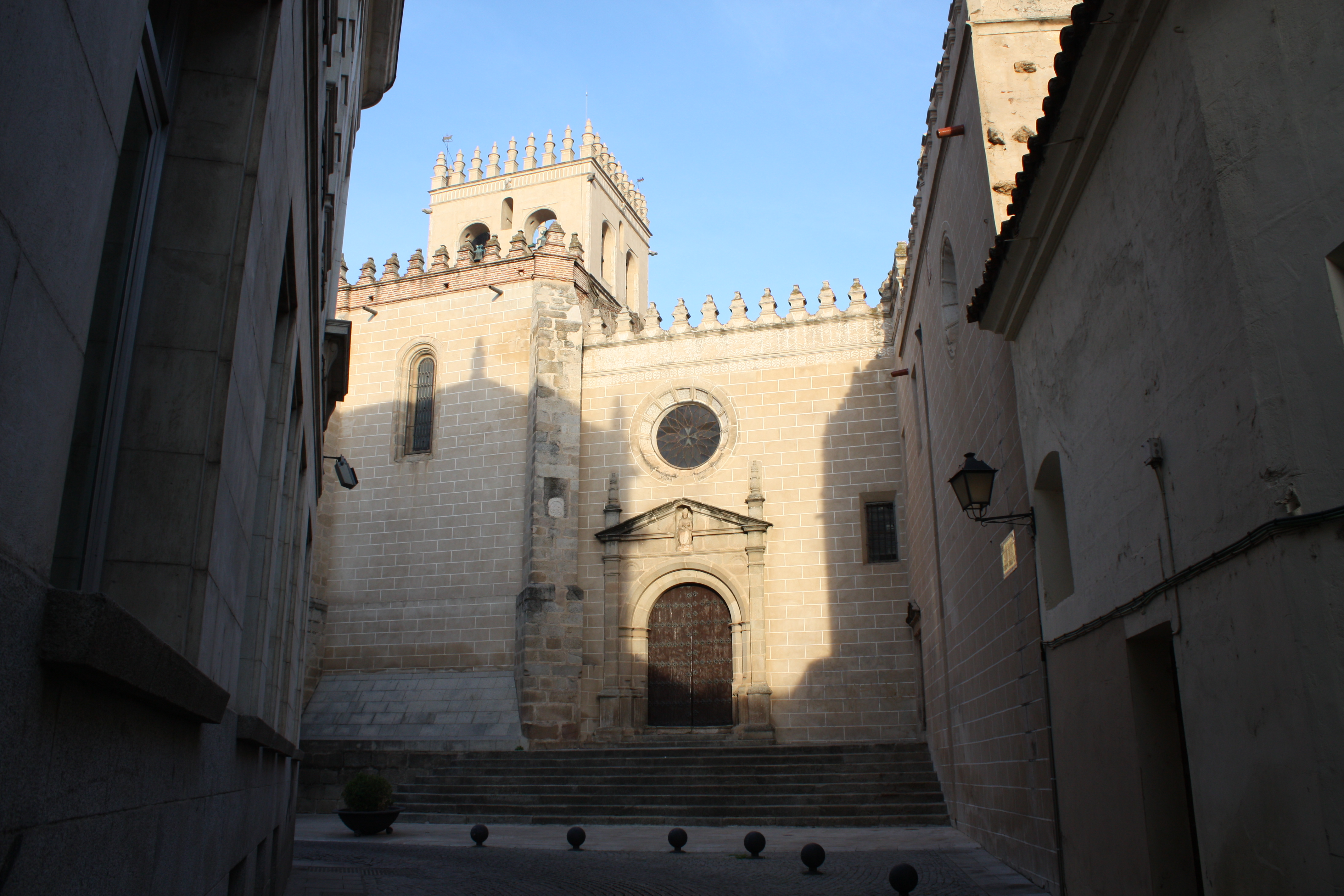
Exterior de la Catedral-fortaleza de Badajoz
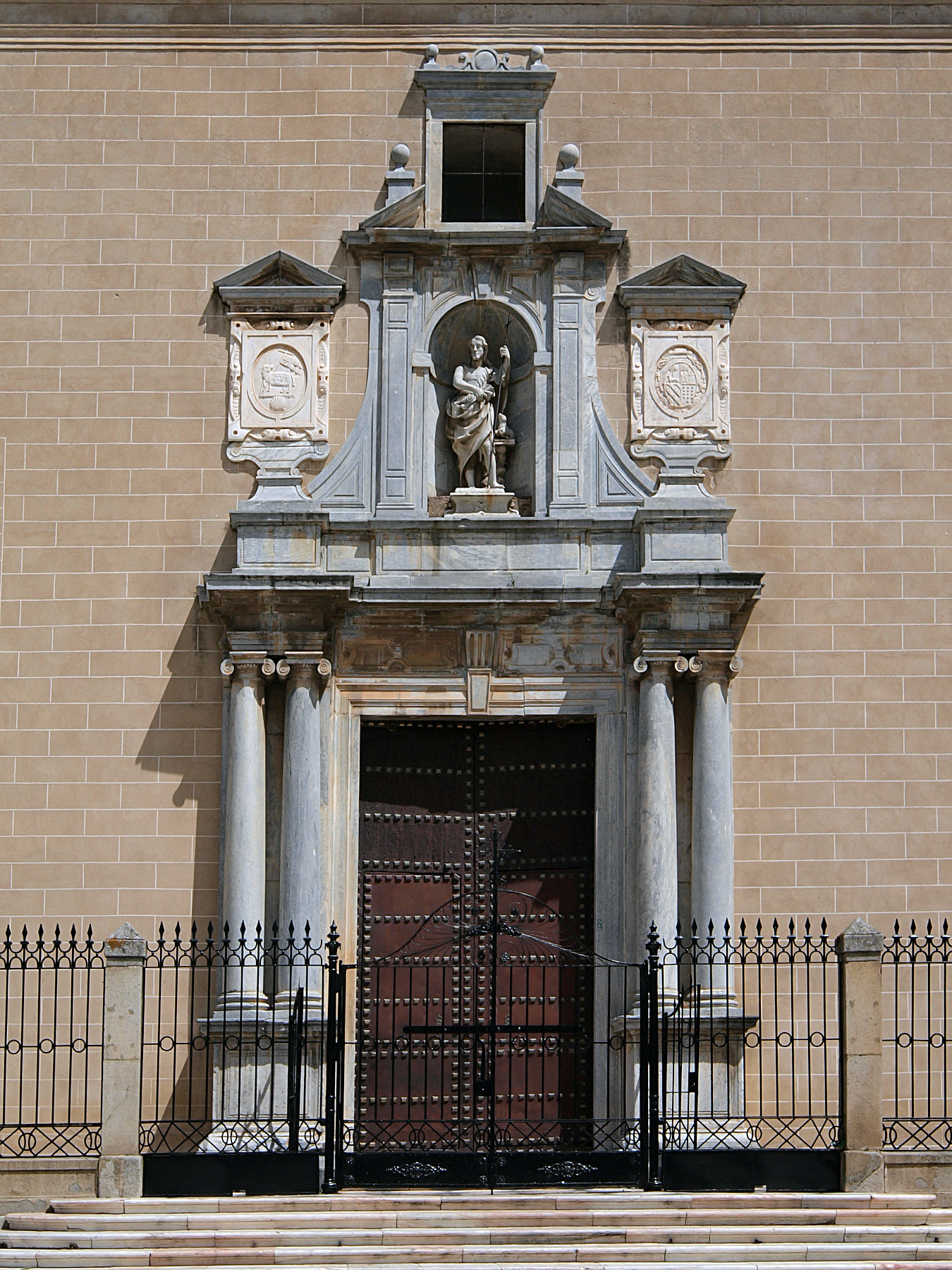
Puerta de la Catedral
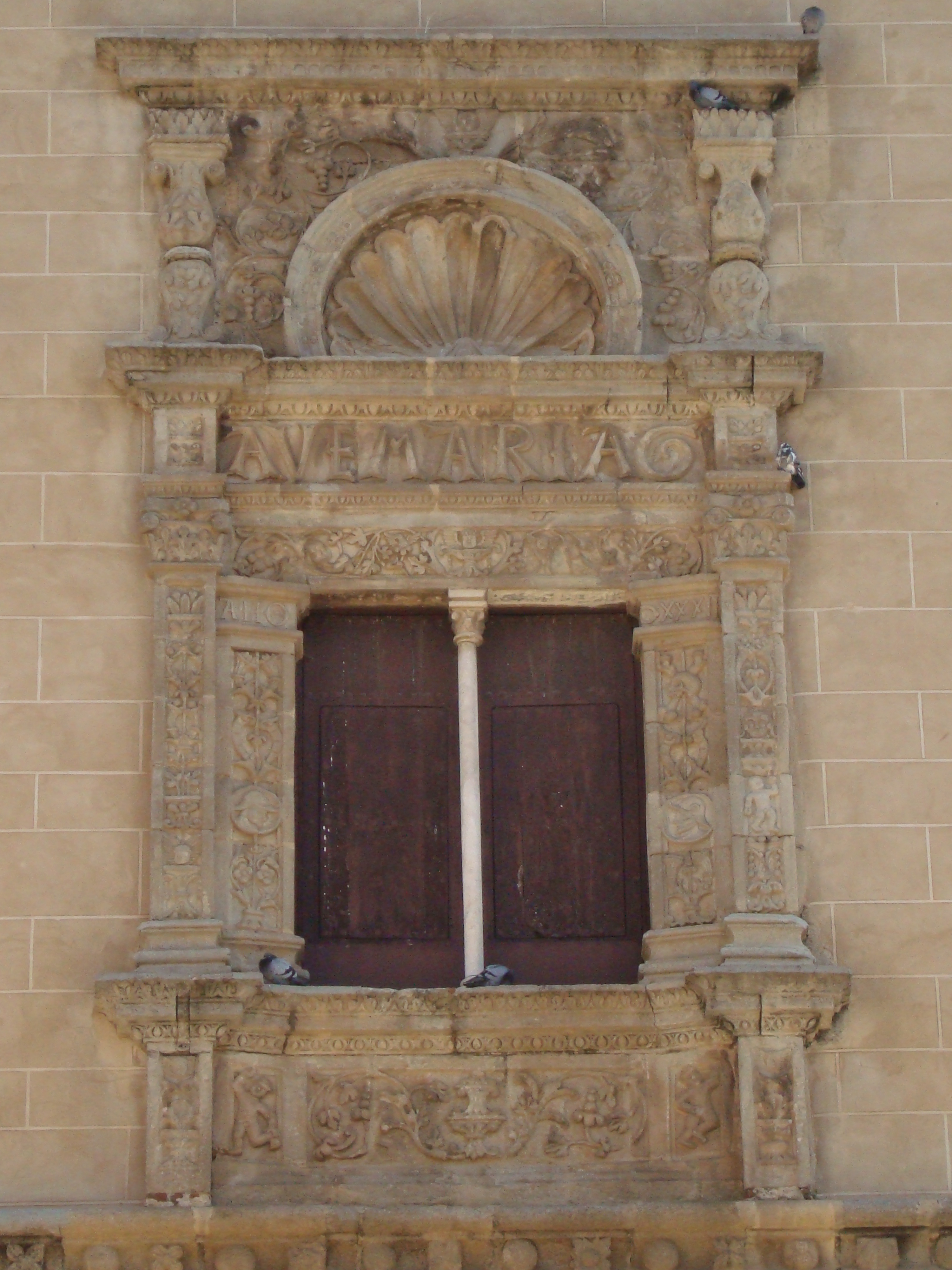
Detalle de ventana
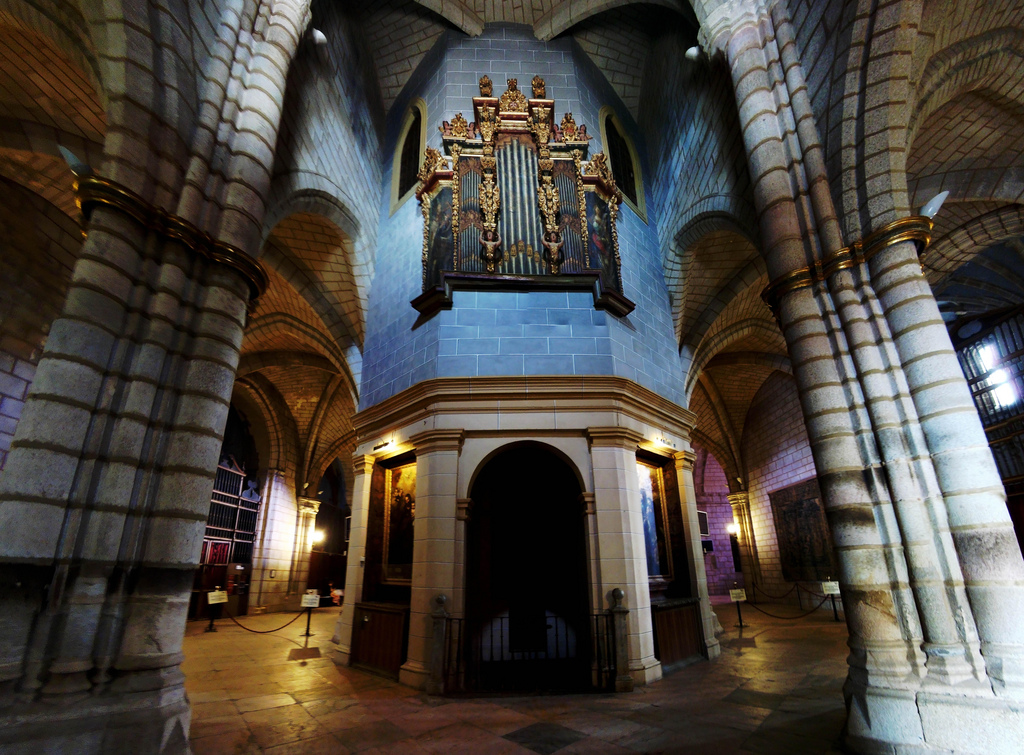
Puerta de la cripta de la catedral
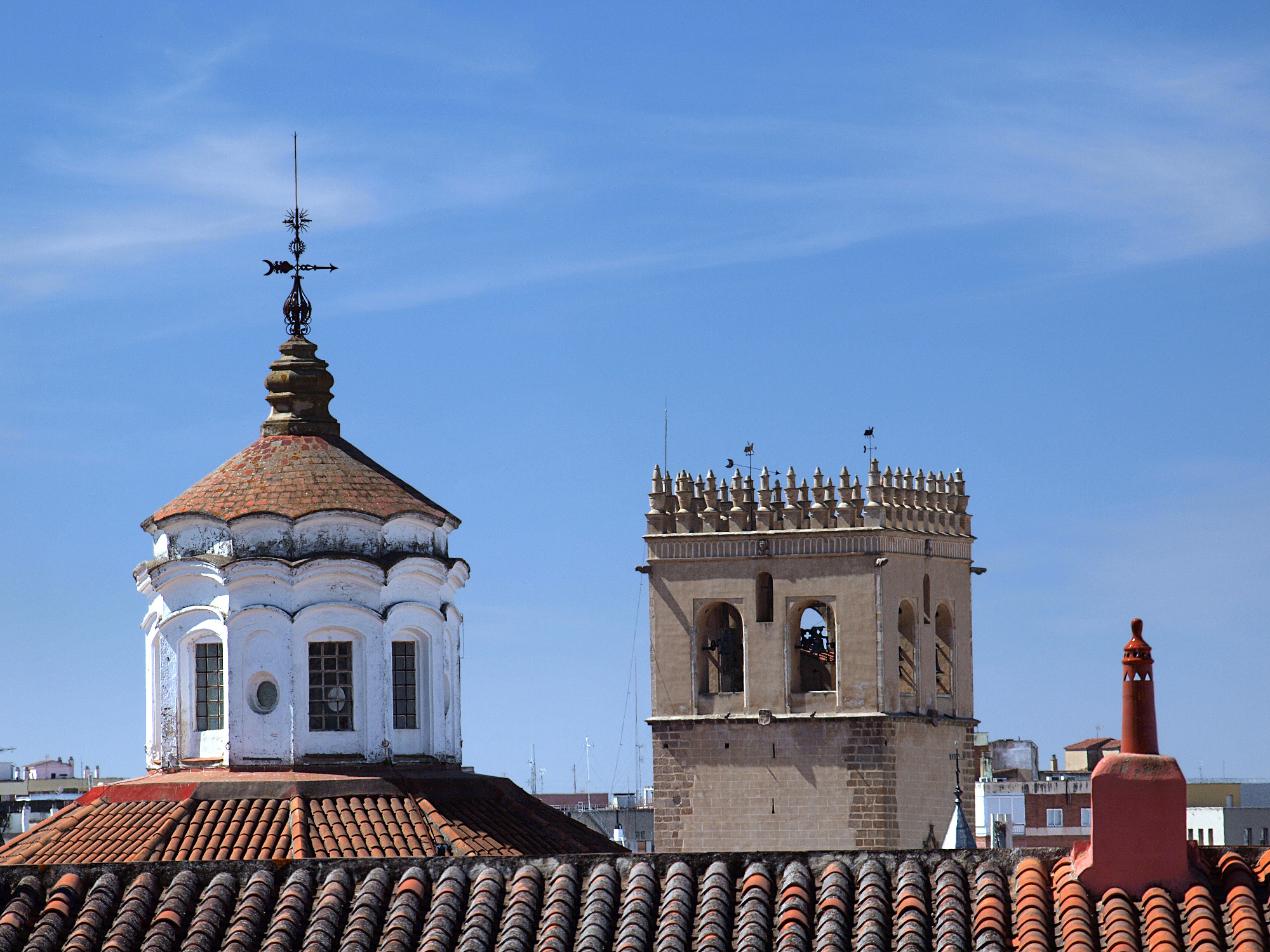
Alto de la cúpula de la Iglesia de la Concepción, junto a la torre de la Catedral

## El inicio de las defensas

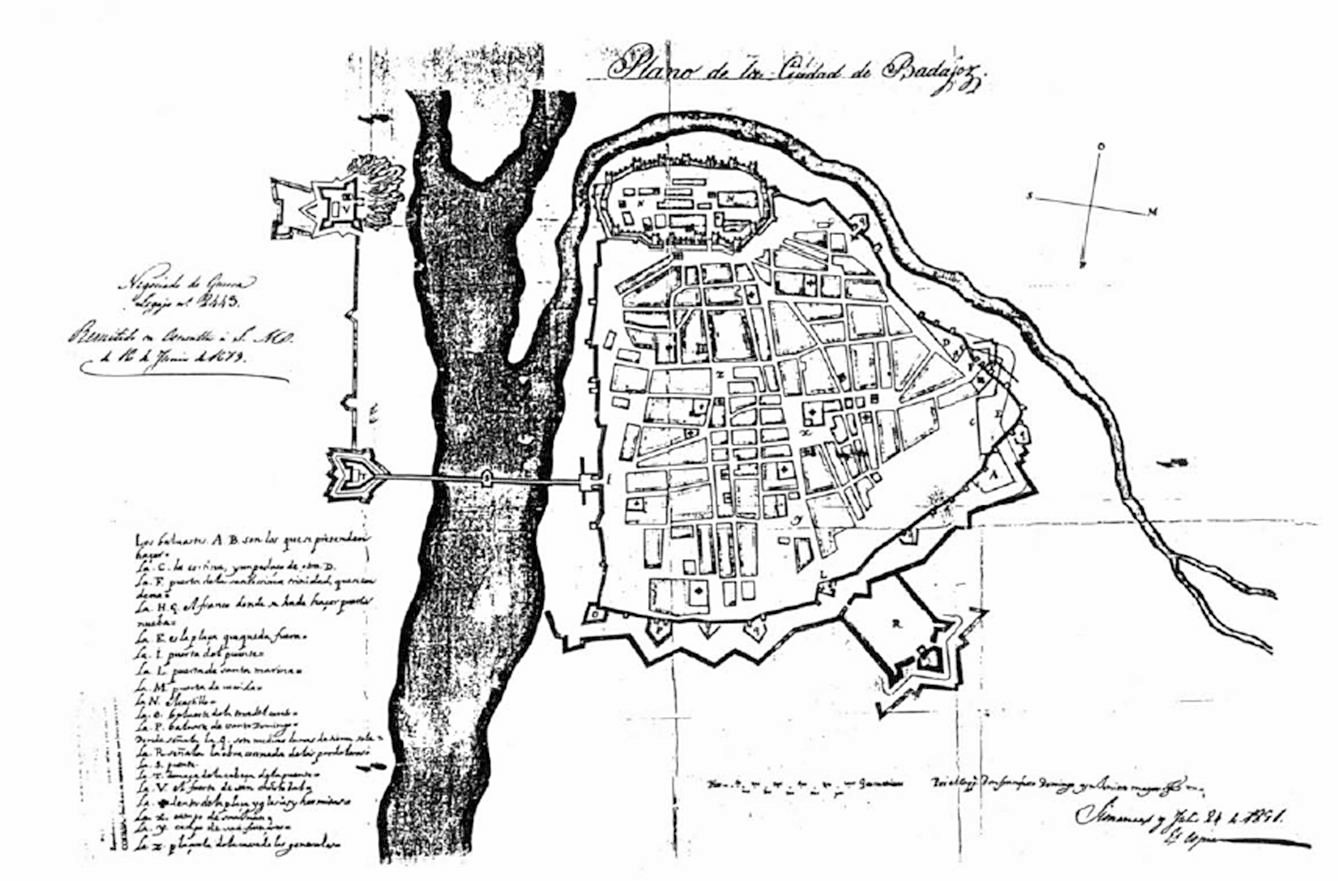
Plano de Badajoz en 1679, por Francisco Domingo.

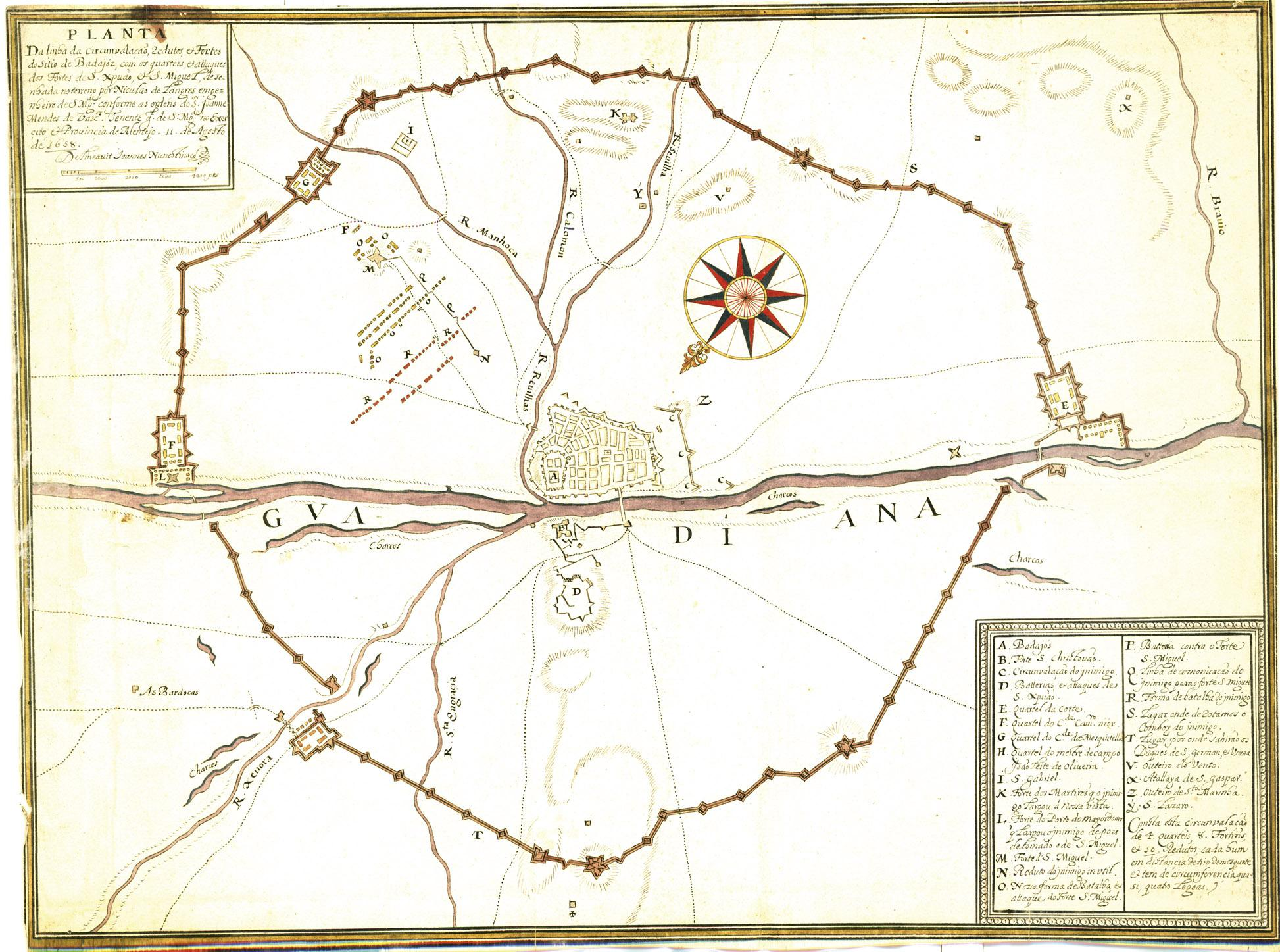
Mapa del asedio de Badajoz de 1658, por João Nunes Tinoco.

El recinto abaluartado se asentó sobre los cimientos del antiguo recinto amurallado medieval (siglos IX al XV), existentes todavía hasta el siglo XVII; conservándose algunos tramos, como los que se encuentran junto al baluarte de la Trinidad y al de Santiago. La antigua cerca medieval o «cerca vieja» de la ciudad (que prolongaban la actual alcazaba) se había quedado anticuada contra el uso de la artillería del ejército portugués, fundamentalmente, ya que habían pasado casi dos siglos y medio de abandono por lo que había envejecido hasta hacerla obsoleta. De tal modo era así que el conde de Santiesteban escribió al secretario Pedro Coloma sobre las construcciones defensivas en Badajoz, en cuyo escrito comentaba que en Extremadura no había en esa época —1643— ninguna plaza segura en defensas, víveres, artillería y otras armas. Solo Badajoz parecía tener las mínimas condiciones defensivas, pero el recinto amurallado existente era totalmente ineficaz. Solamente la parte alta ocupada por la alcazaba podría tener unas ciertas condiciones apropiadas y, por tanto, las obras de las nuevas murallas deberían empezarse por esa zona.
Por otro lado, el marqués de Torralbo escribió al rey en los siguientes términos:

El recinto habitado de La Alcazaba ceñido por la muralla almohade estaba con los parapetos caídos y destruida la falsabraga, así como las puertas, sin cierre ni rastrillo.

Y terminaba diciendo que estaba al alcance de la artillería, para lo que eran absolutamente ineficaces los muros de tapial:

... pues está a tiro de mosquete desde el fuerte de San Cristóbal.

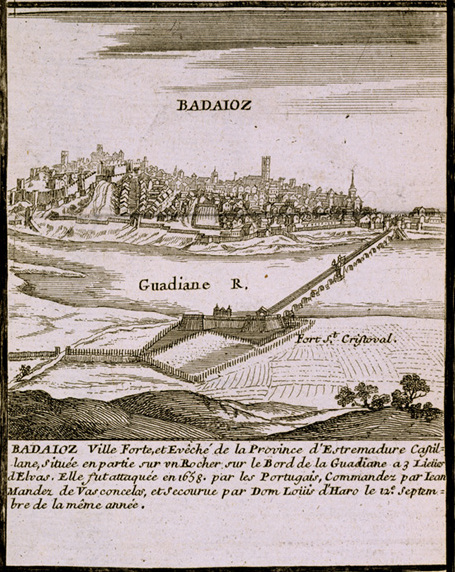
Vista de Badajoz en un grabado de G. Baillieu.

Paulatinamente se fue sustituyendo esta muralla por una nueva que partía de la alcazaba musulmana, seguía el curso del río Guadiana por su margen izquierda y efectuaba un giro hacia el oeste y sur donde se construyeron los baluartes de San Vicente y Puerta de Palma. La construcción siguió hacia el oeste, sur y este, zonas en las que se levantaron los baluartes de San José, Santiago, San Roque, Santa María y Trinidad, sucesivamente, hasta volver a enlazar por el nordeste con la antigua alcazaba mediante el baluarte de San Pedro.
Todos los elementos defensivos que se construyeron estaban adaptados a las nuevas corrientes de la ingeniería militar: muros más bajos y más anchos, para resistir a los disparos de cañones y la introducción de baluartes de gran superficie, flancos de los lienzos de muralla ataluzados en vez de verticales para conseguir el rebote de las balas de cañón hacia arriba, semibaluartes que custodiaban las puertas de acceso, garitas en los vértices de conjunción de dos lienzos de murallas, fosos ante las murallas, lunetas y revellines, etc., para dificultar la acción del enemigo. A pesar de la seria y recia estructura defensiva, las murallas tenían como decorado una verdugada de ladrillo de sección semicircular cuya parte curva se ofrecía al exterior.
El sistema defensivo adoptado fue el que ya diseñó en su día el ingeniero militar francés Sebastián Le Prestre, más conocido como marqués de Vauban o simplemente Vauban.

## Elementos

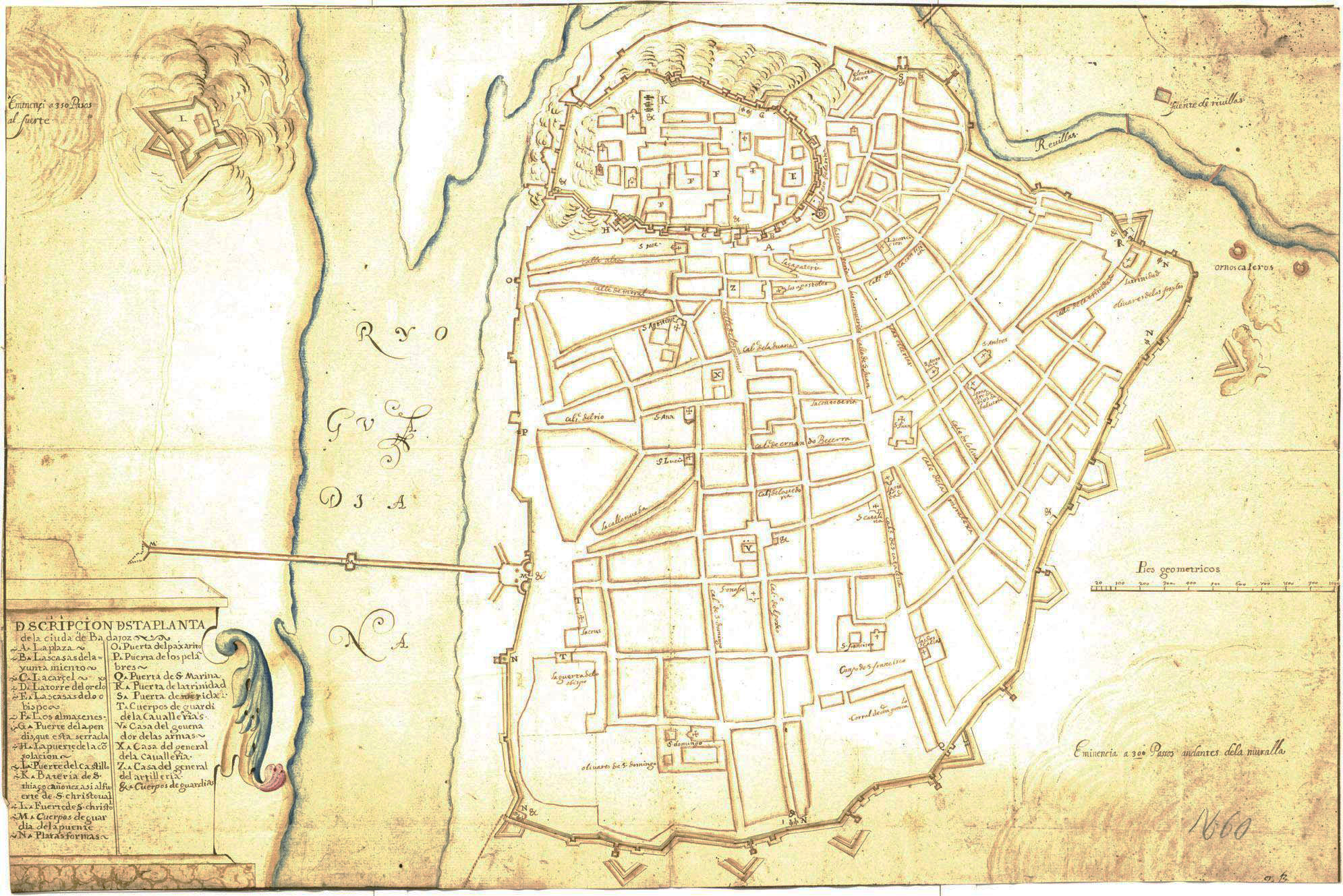
Planta de las fortificaciones de Badajoz con los límites de la «Cerca Vieja», c. 1645.

El recinto abaluartado está compuesto de varias edificaciones defensivas como son los lienzos de las murallas, las puertas, destinadas a permitir y controlar la entrada y salida de los habitantes, los baluartes que consisten en construcciones de planta pentagonal, que une dos lienzos consecutivos de muralla por el lado interior del pentágono, los fuertes situados en el exterior de las murallas y que eran la primera línea de defensa de la población y los revellines que son fortificaciones triangulares situadas frente al cuerpo de la fortificación principal —generalmente al otro lado de un foso— cuyo objetivo es dividir a una fuerza atacante y proteger los lienzos de las murallas mediante fuego cruzado. También hay otros elementos defensivos como los fosos, glacis, puentes levadizos, escarpas, etc. y alguna que otra más pequeña edificación adosada o exenta al recinto.

### Baluartes

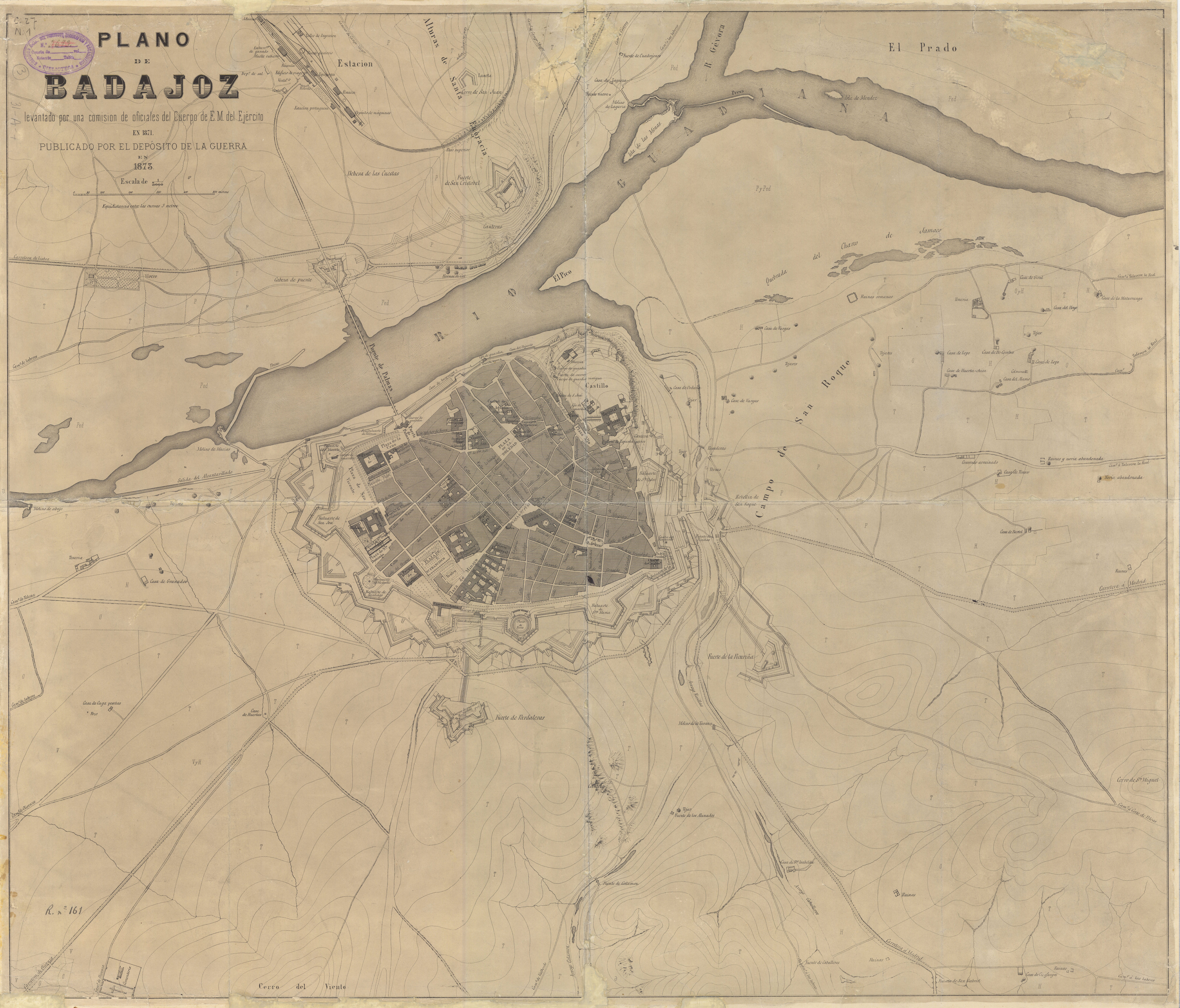
Plano de Badajoz en 1873.

Un bastión o baluarte es un reducto fortificado que se proyecta hacia el exterior del cuerpo principal de una fortaleza, situado generalmente en las esquinas de los muros de cortina, como punto fuerte de la defensa contra el enemigo. Puede tener aperturas en sus muros como saeteras, troneras, etc. En las fortalezas abaluartadas suelen tener planta poligonal y poca altura para ofrecer la menor superficie posible de impacto a los proyectiles de cañón y ligeramente inclinadas para que estos no impacten frontalmente y reboten hacia arriba. Suelen tener delante un foso y también glacis para aumentar su potencia defensiva.
Existen diferentes nombres para definir cada uno de los baluartes según el tipo y forma de construcción como por ejemplo «baluarte a tenaza o atenazado», «cortado», «de orejones», «destacado», «doble», «irregular», «lleno», «regular», «simple», «vacío», etc.

#### Semibaluarte de San Antonio

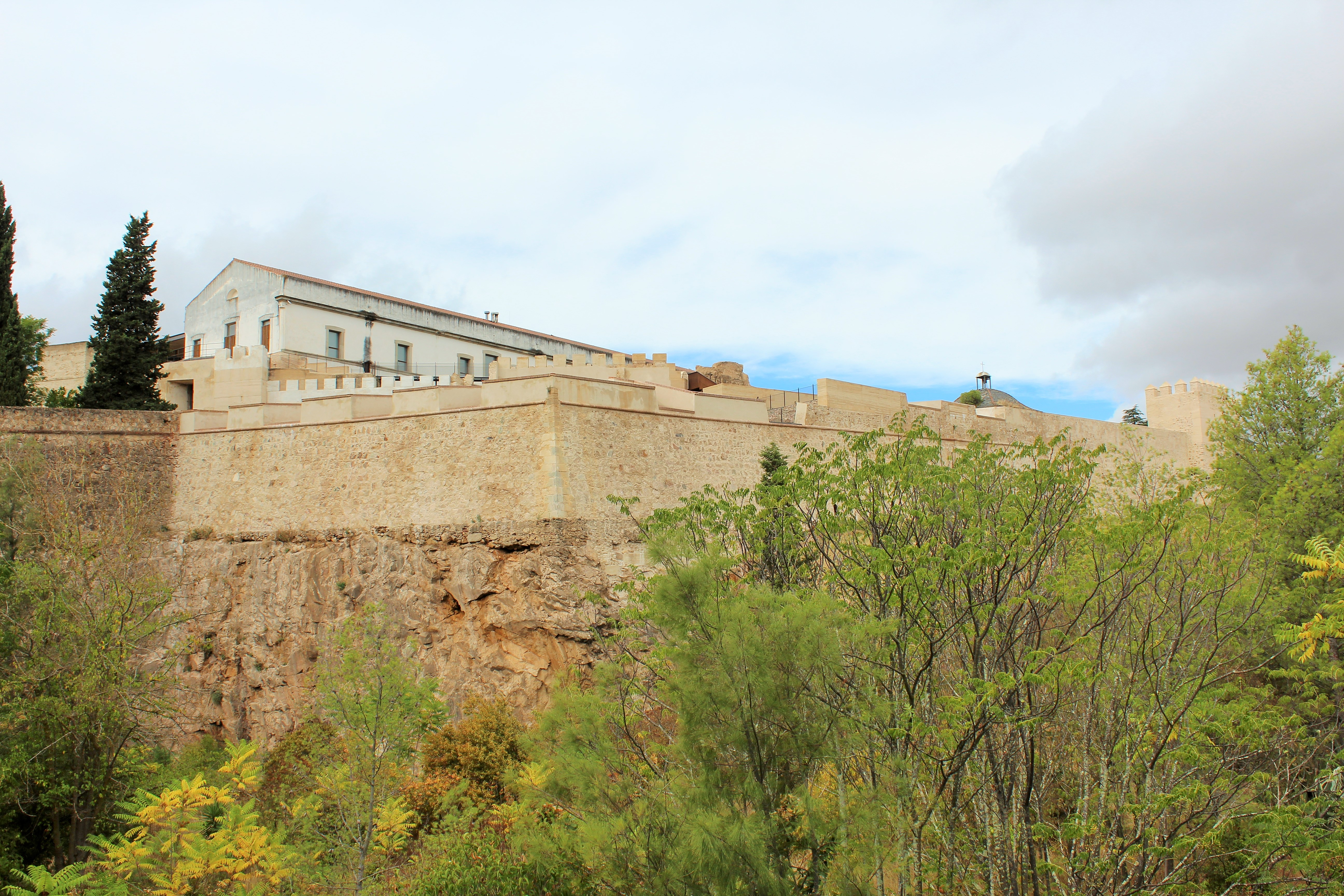
Elevado sobre roca y entronque con muralla vieja.

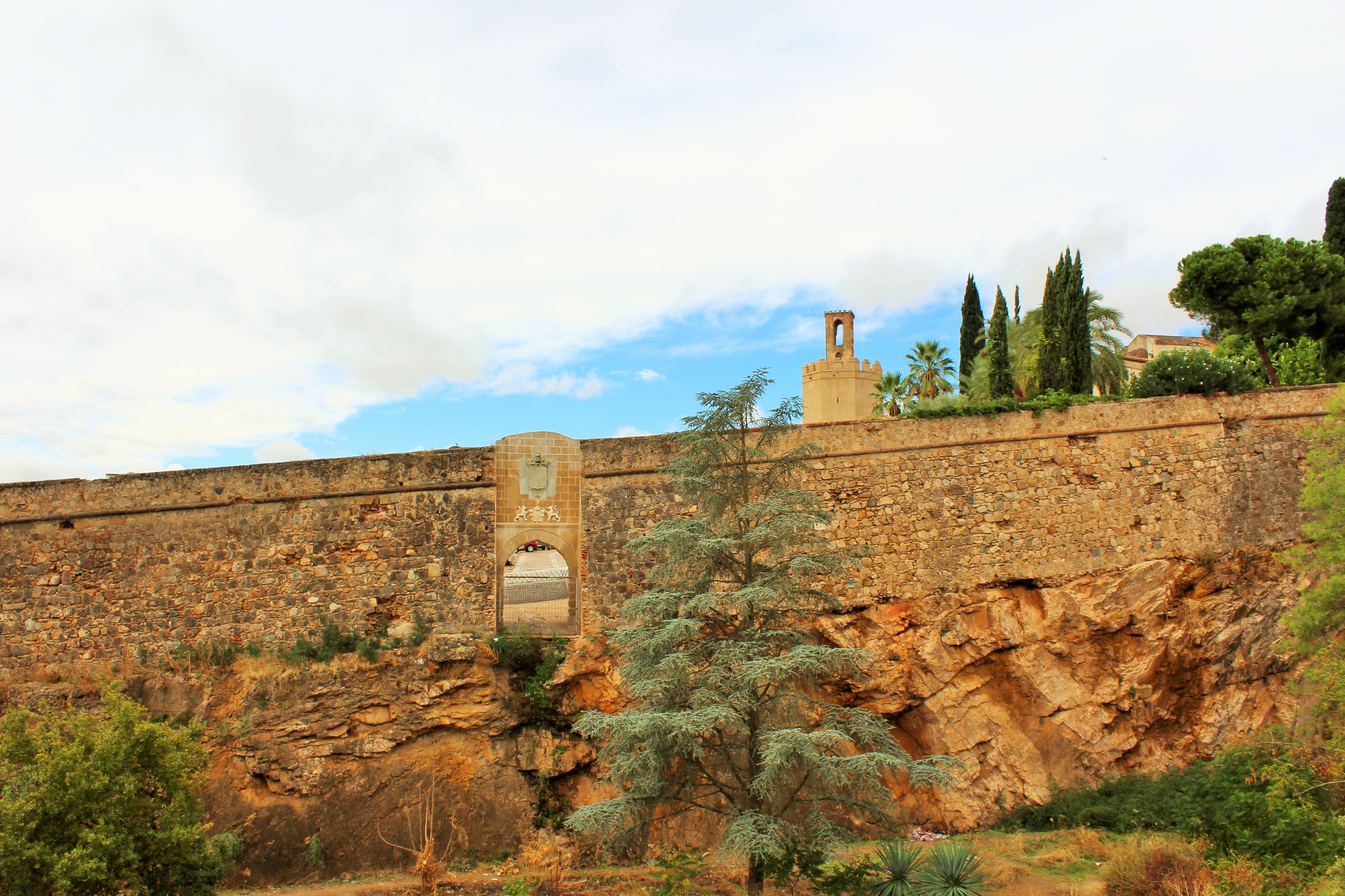
Elevado sobre roca, puerta de Mérida y Torre de Espantaperros al fondo.

Tiene el n.º 1 en el Plano de baluartes. Este semibaluarte unía la primitiva alcazaba por su zona oriental con el resto del recinto abaluartado. Para su construcción se cerró la antigua Puerta del Alpéndiz. Para rellenarlo de tierra y piedras por su parte interior para que resistiese los impactos de la artillería moderna se aprovecharon los materiales de la Torre Vieja por lo que quedó descabezada. Era una torre que formaba parte de un recinto fortificado con el que está comunicada, aunque generalmente exenta de la muralla. Lo que quedaba de la Torre Vieja quedó oculto debido a este cercenado y a que quedó en el interior del baluarte. Para sustituir a la Puerta del Alpéndiz se abrió una pequeña puerta a modo de portillo.
Se levantó sobre el barrio de San Salvador y en la actualidad está junto a un moderno parque. Al descabezarse la Torre Vieja quedó enterrada, pero en excavaciones realizadas a finales del siglo XX se descubrió una buena parte de ella.
Recorrido por el exterior desde la parte sur de este baluarte hasta el ensamble con la muralla de la Alcazaba orientada hacia levante.

Galería
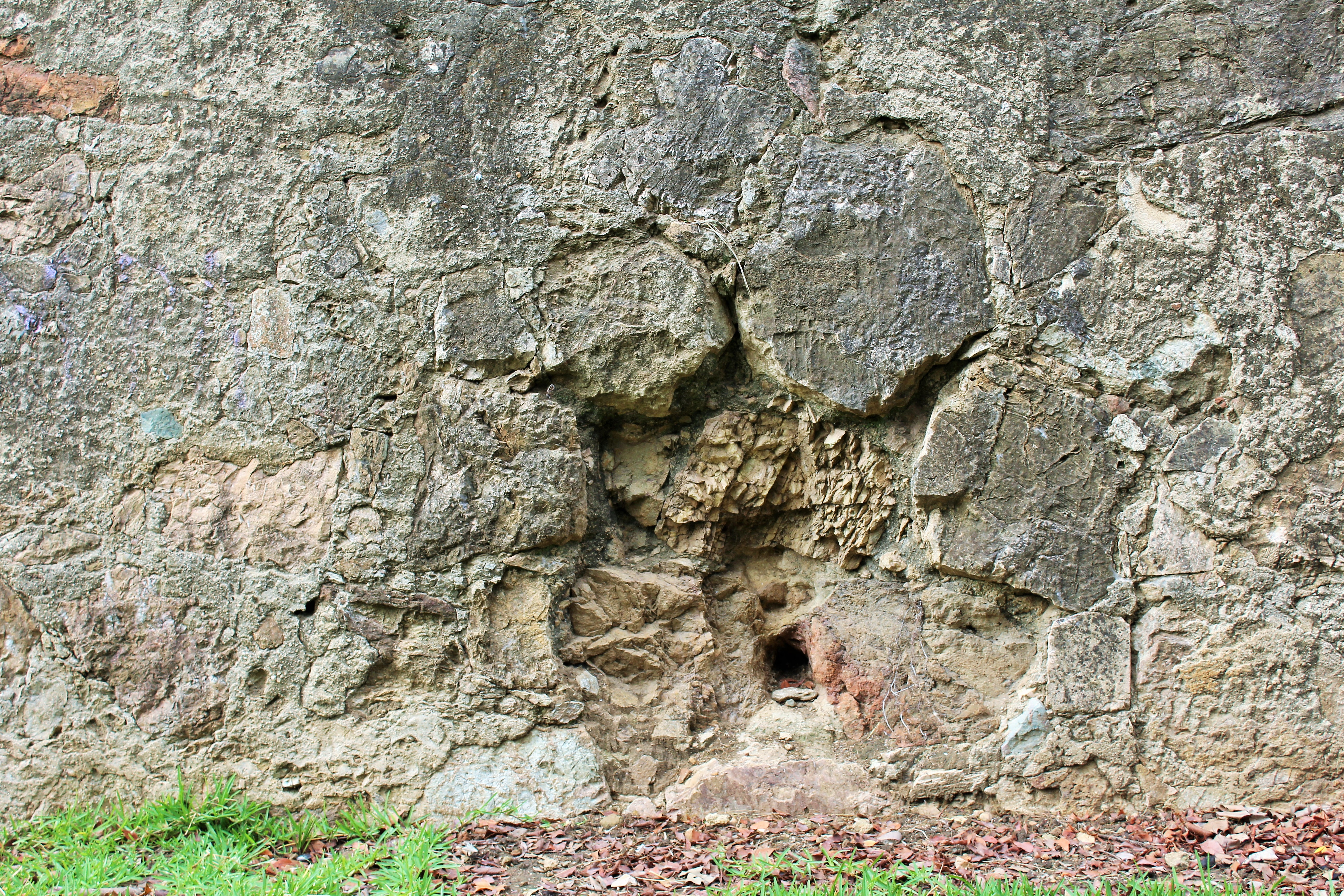
Lienzo al sur con marca de impacto de bala de artillería
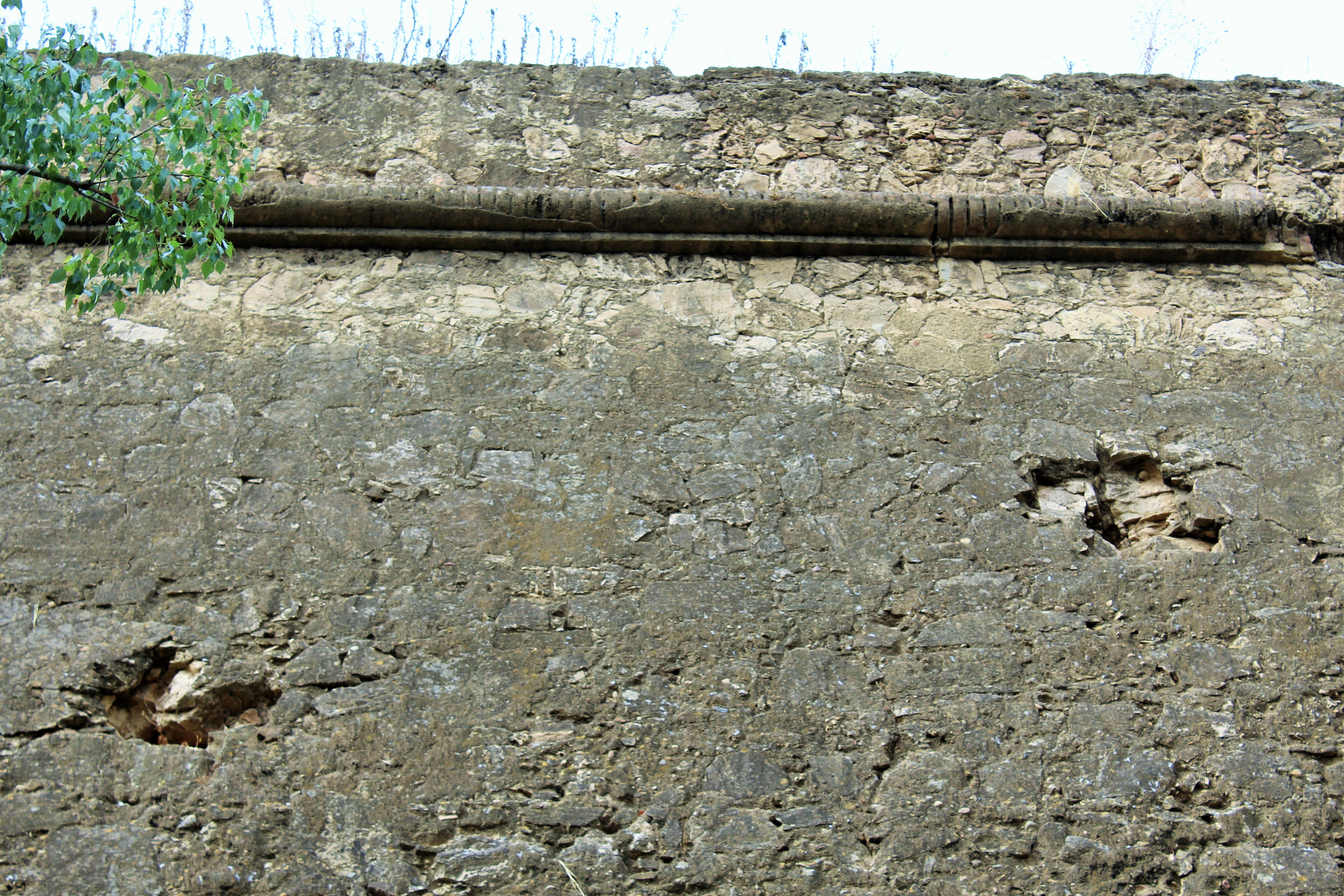
Lienzo al sur con marcas de impactos de balas de artillería
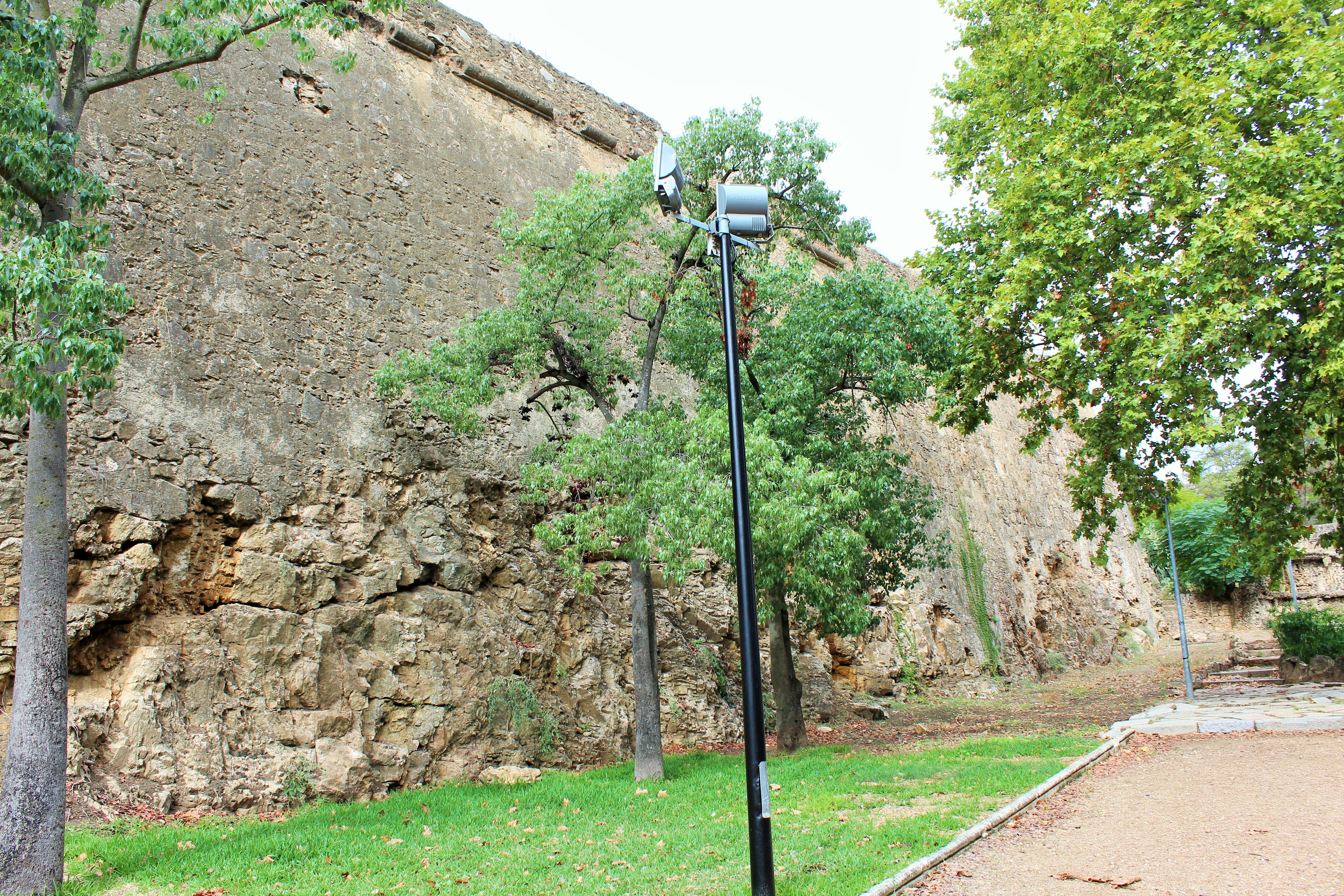
Lienzo al sur muy elevado sobre roca
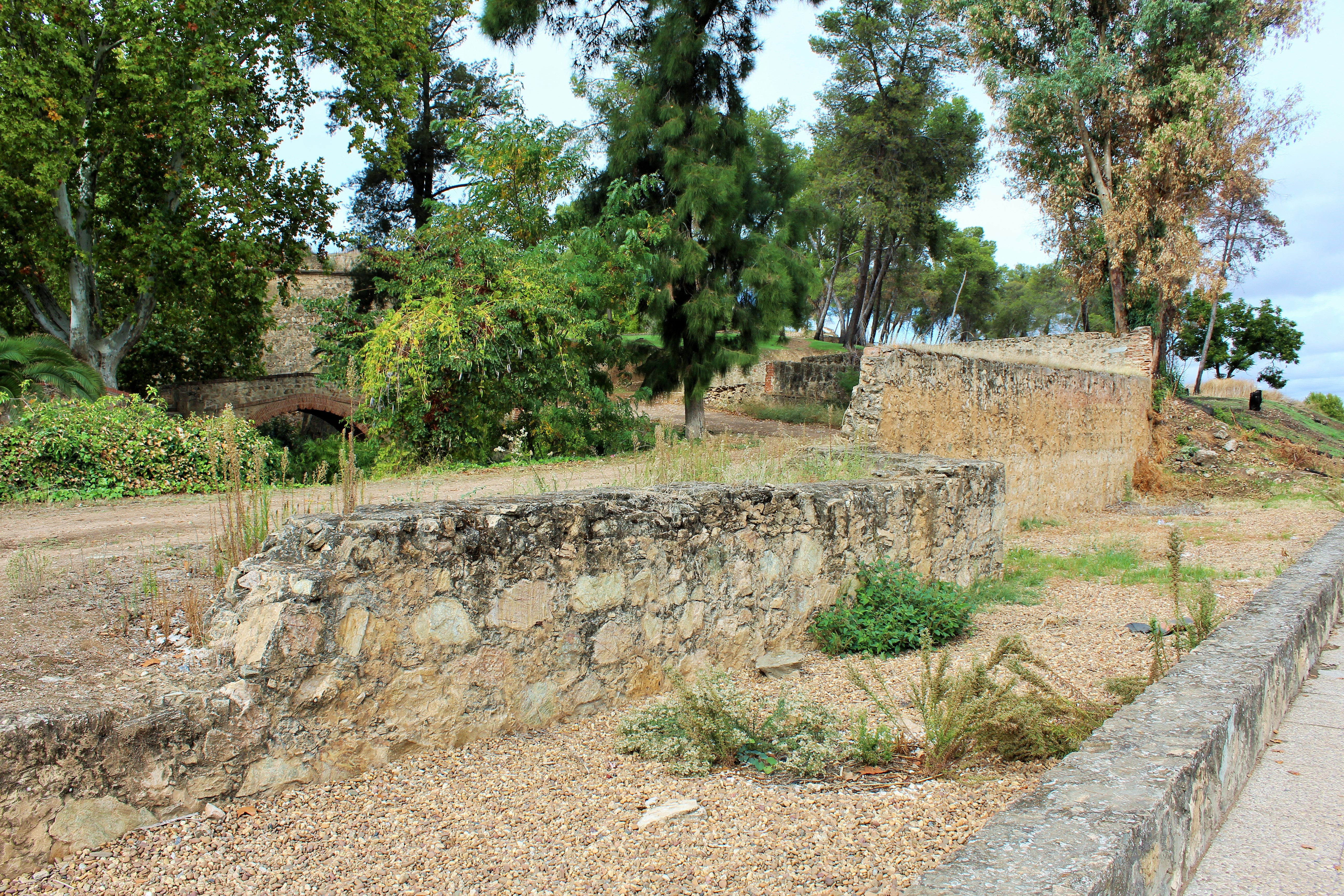
Viejas murallas exteriores al baluarte en la zona este
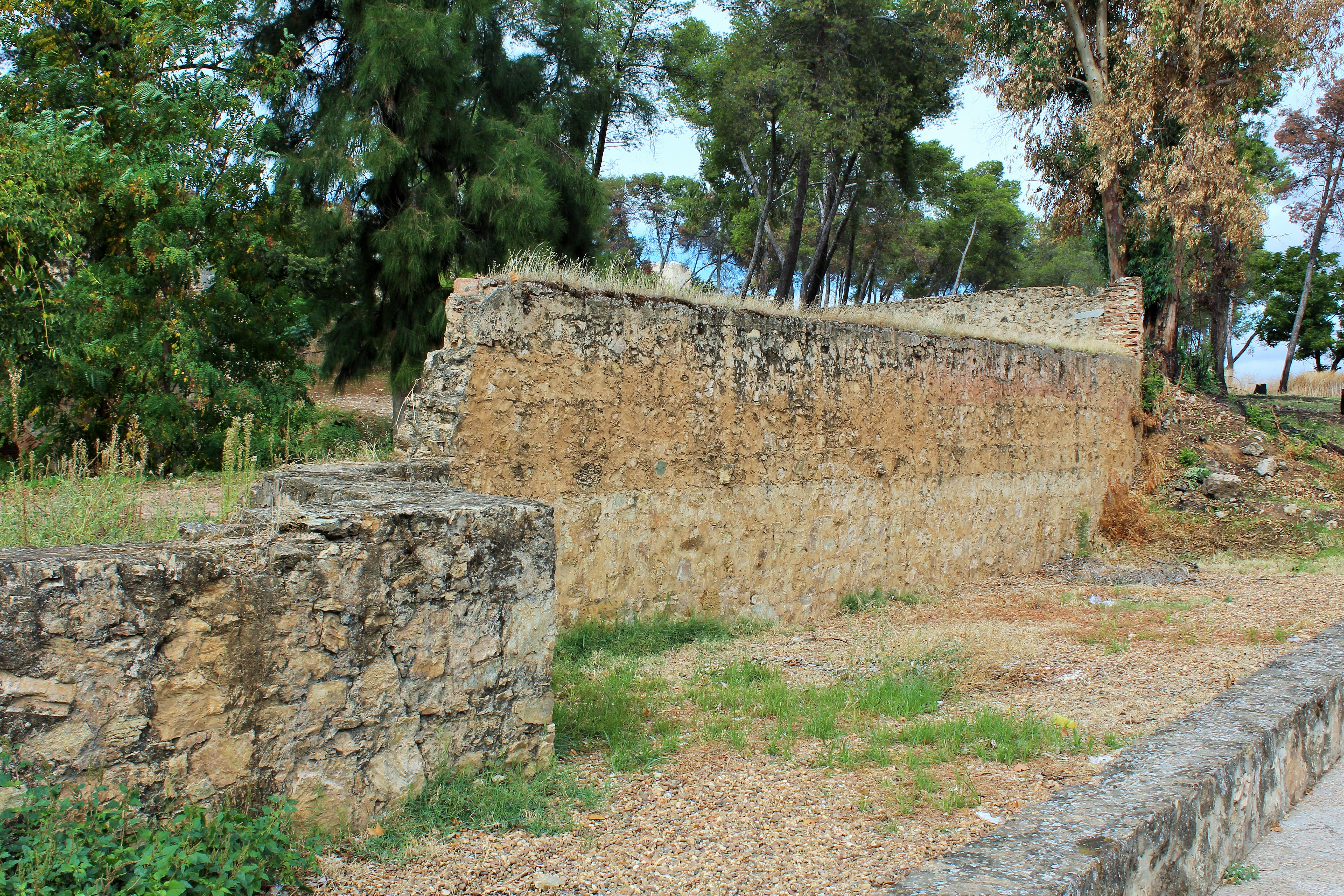
Muralla exterior, de menos porte
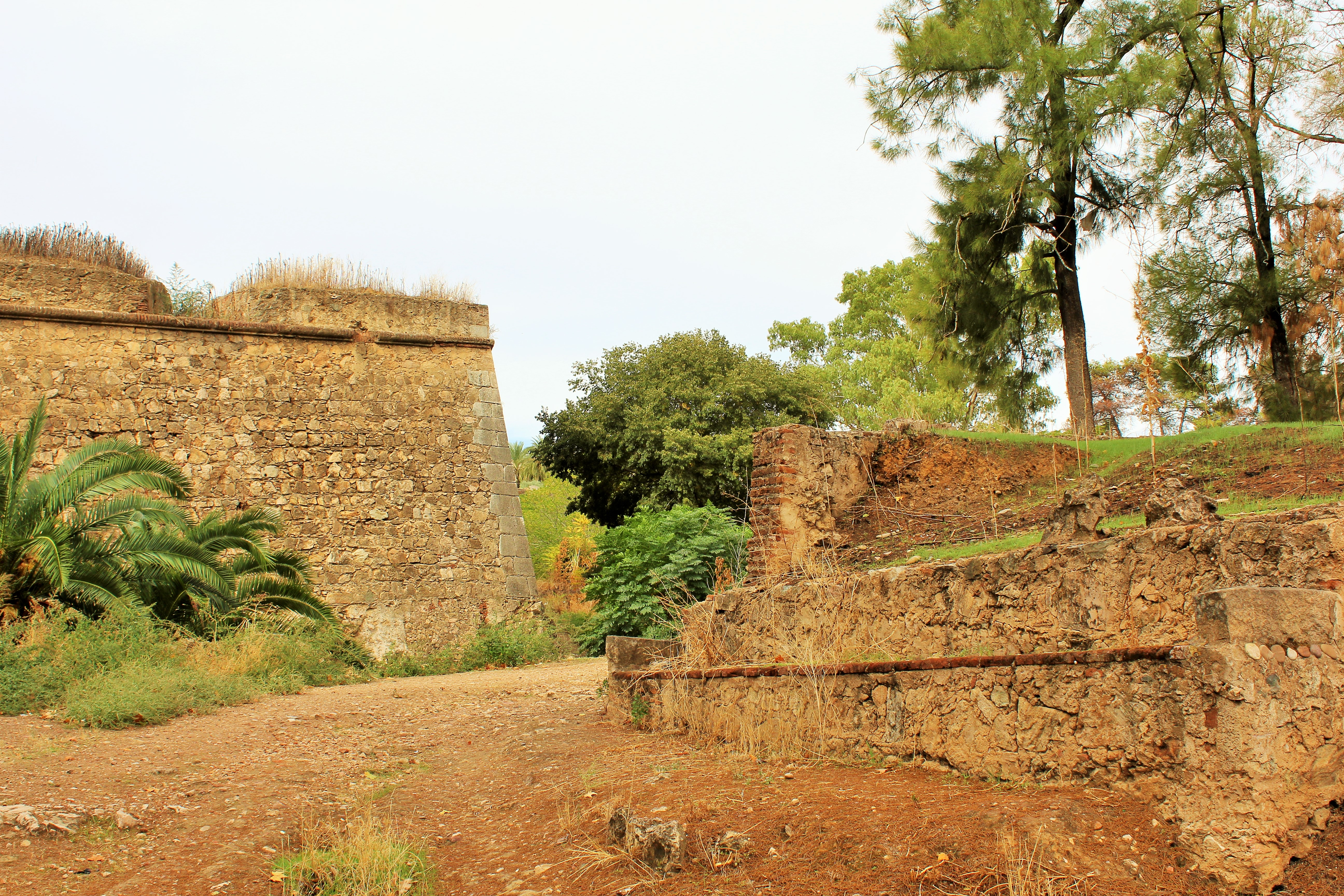
Lienzo del baluarte, murallas viejas y, en el medio, el foso
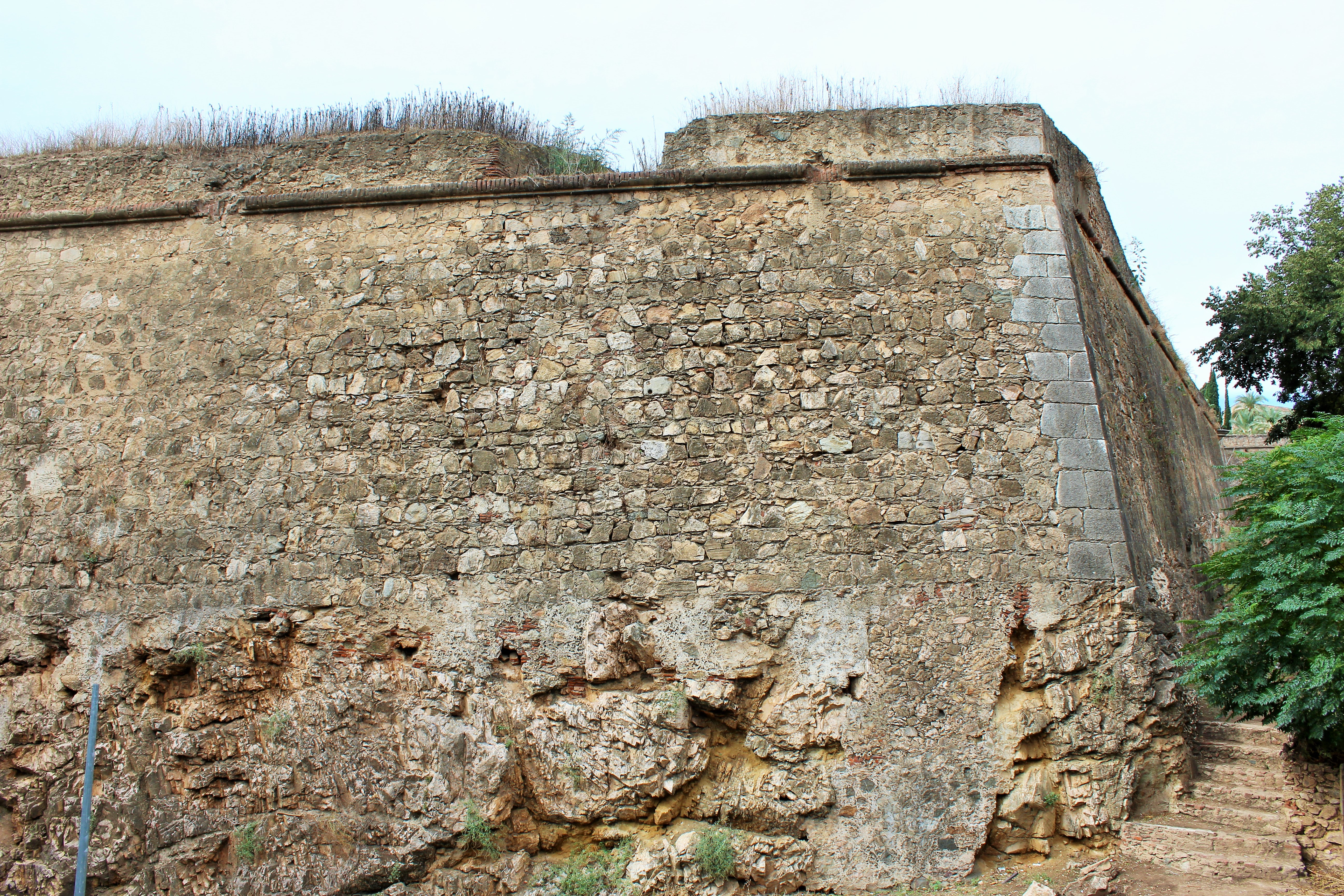
Lienzo al este y, en esquina, otro hacia el norte; al fondo otro hacia el este
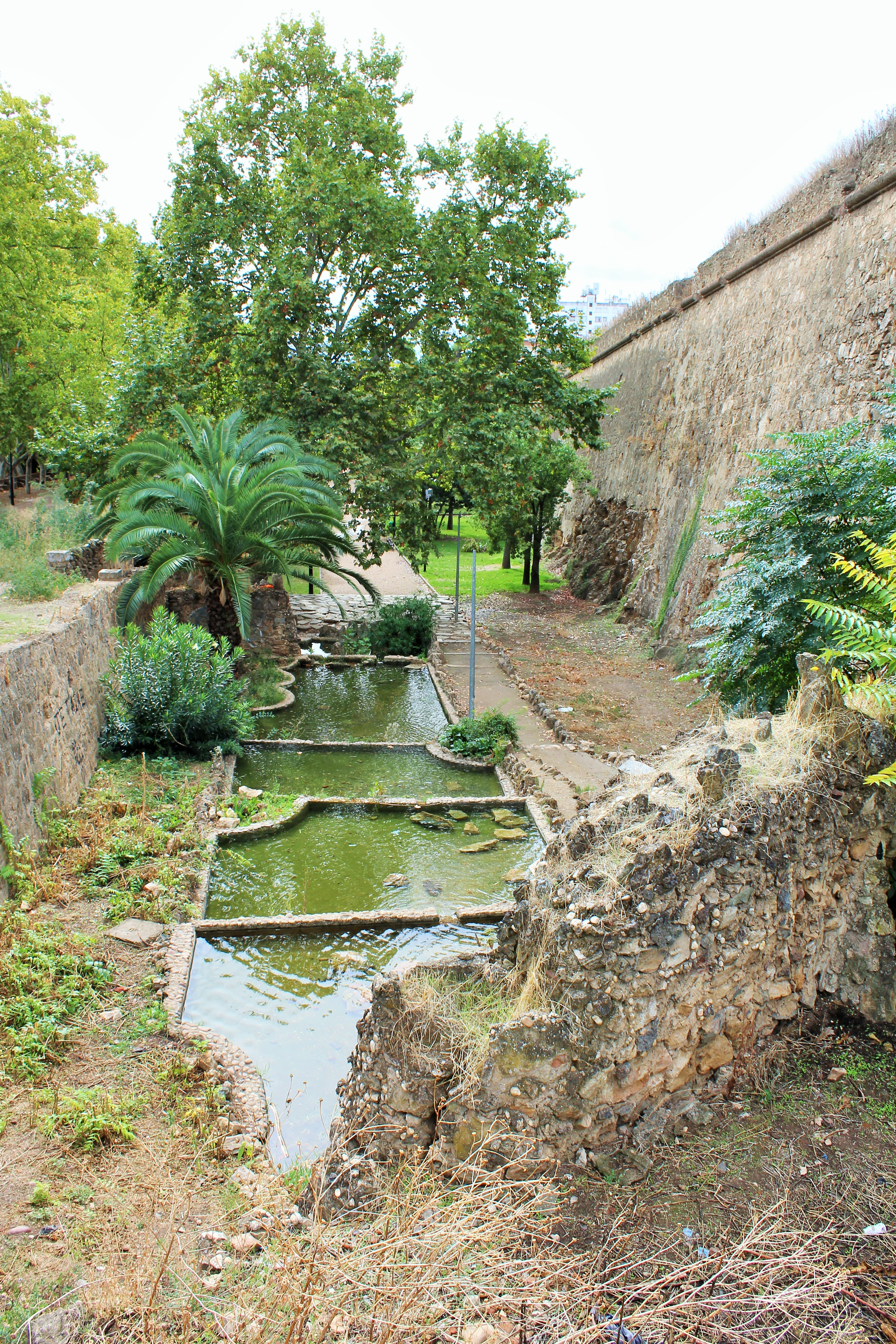
Foso entre el baluarte y la muralla vieja
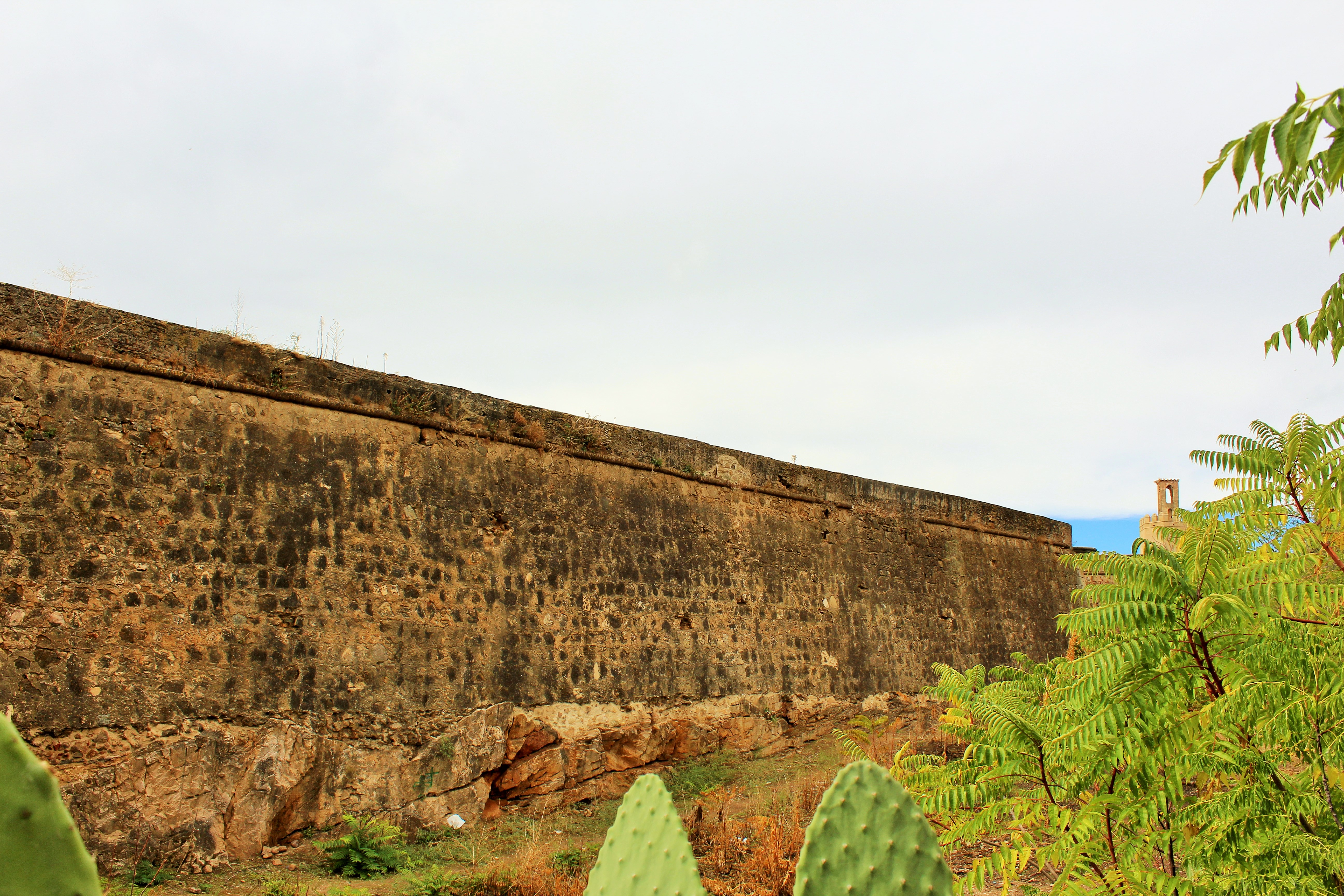
Lienzo al norte elevado sobre roca. Al fondo la Torre de Espantaperros
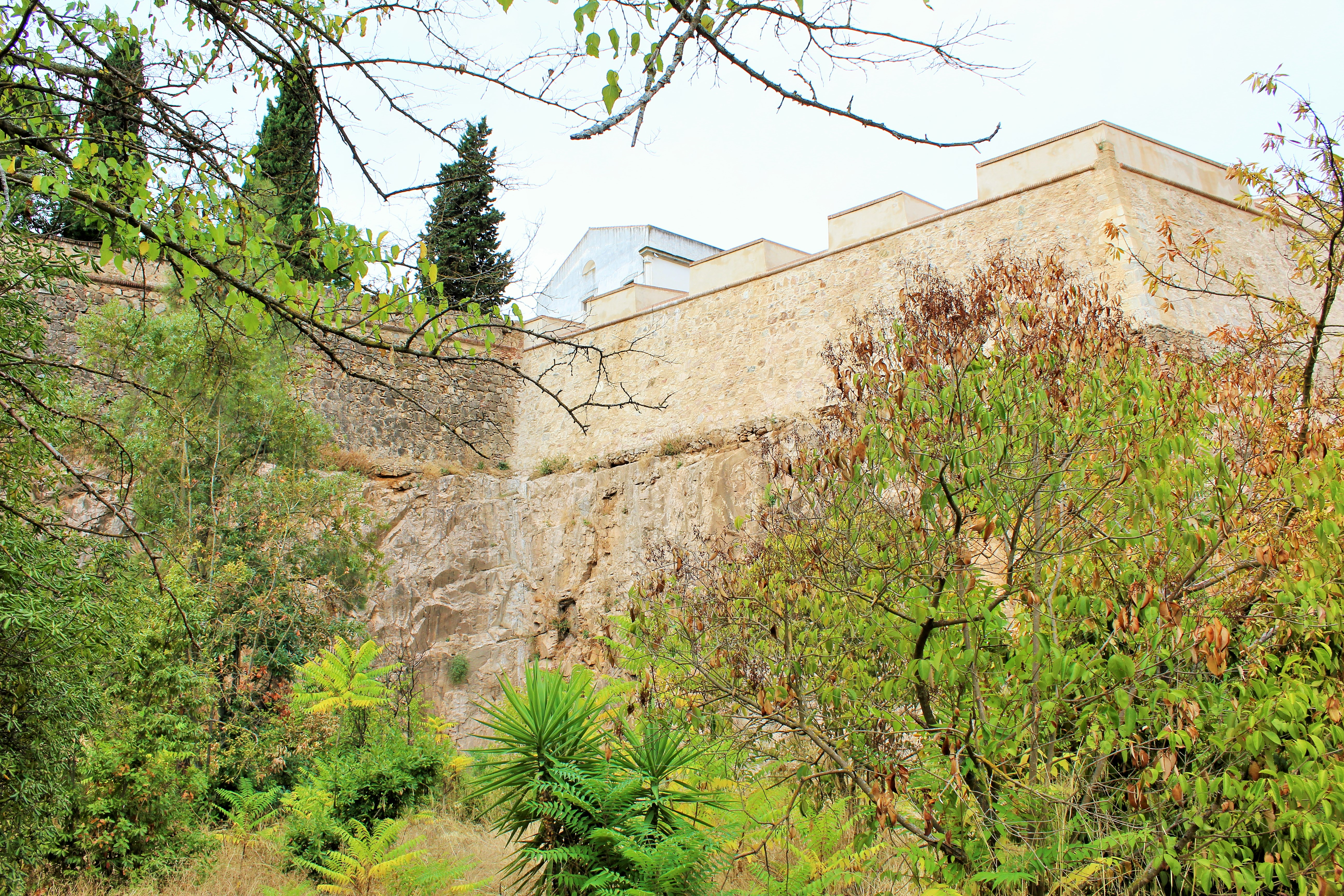
Tres lienzos del baluarte próximos al entronque con los de La Alcazaba
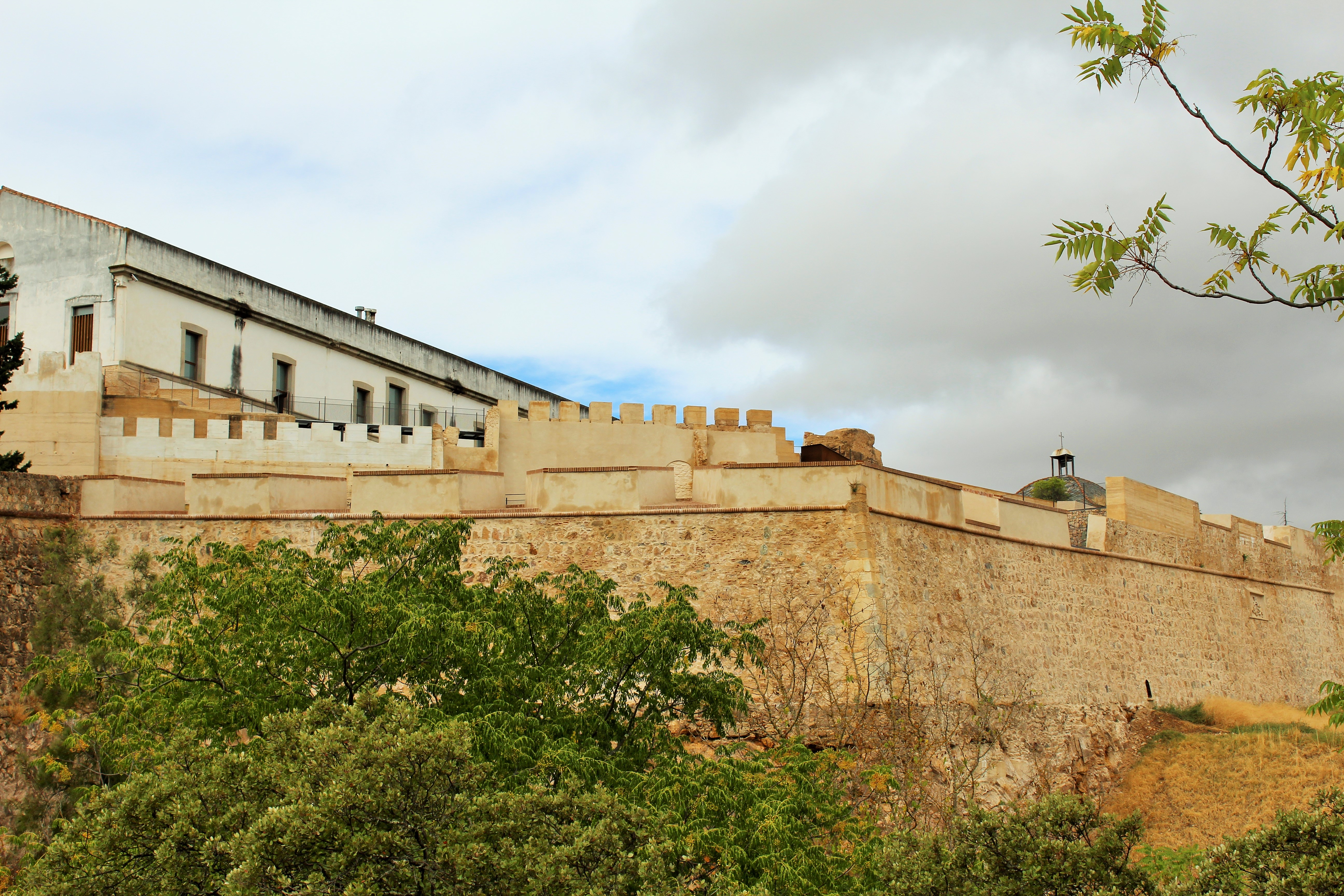
Zona alta del baluarte con troneras cañoneras en la parte superior
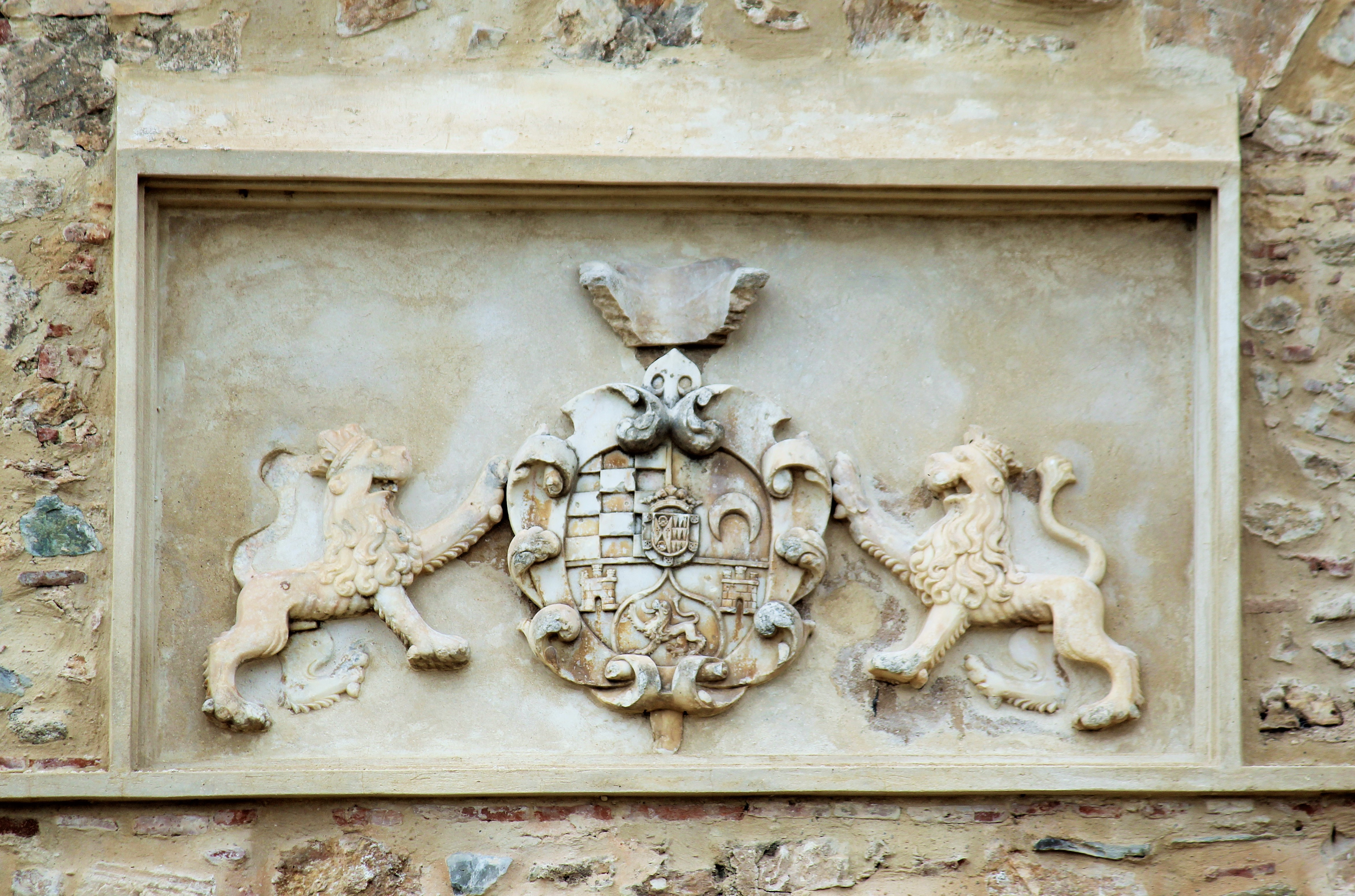
Escudo sobre la Puerta de Mérida
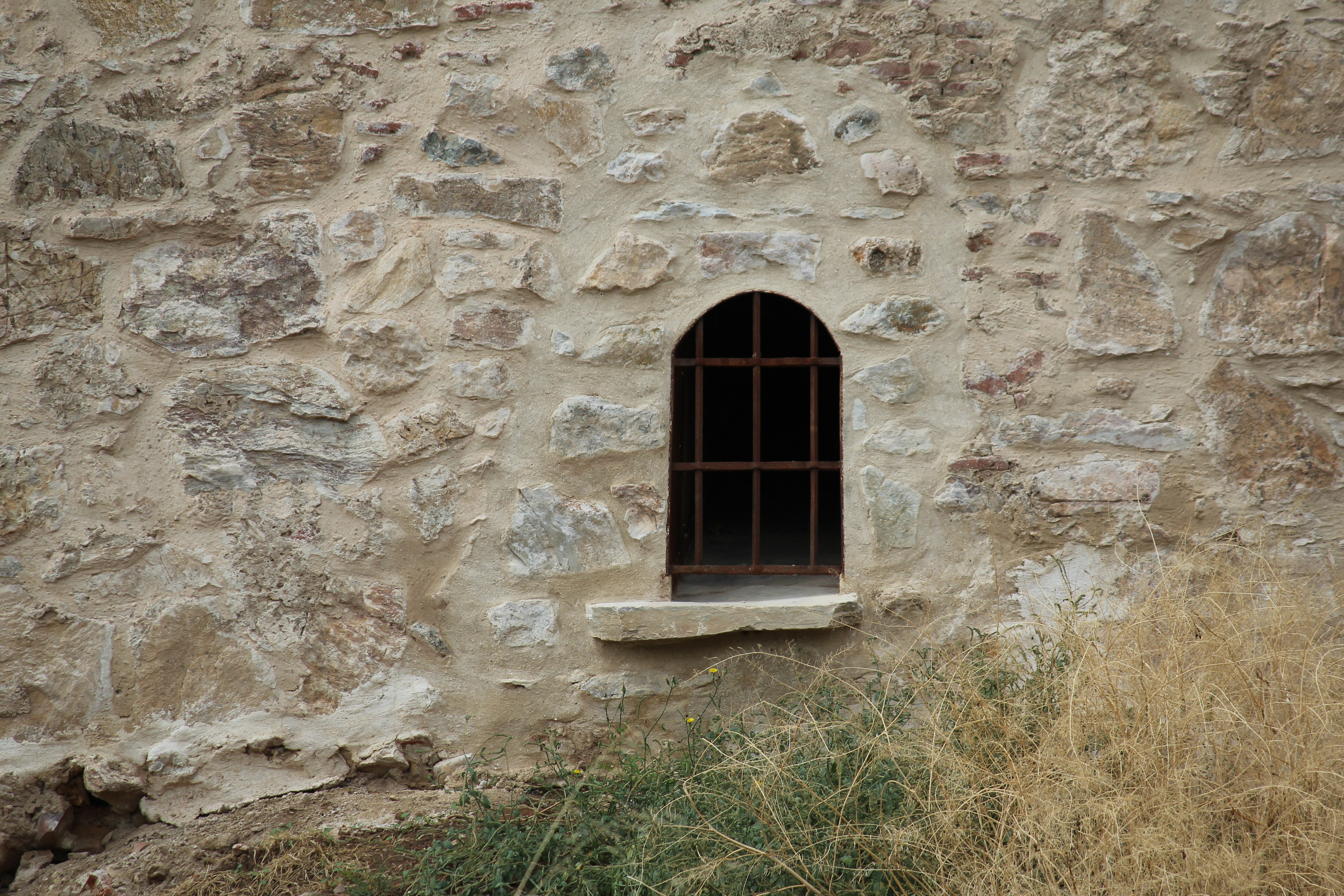
Portillo abierto al cerrase la Puerta del Alpendiz
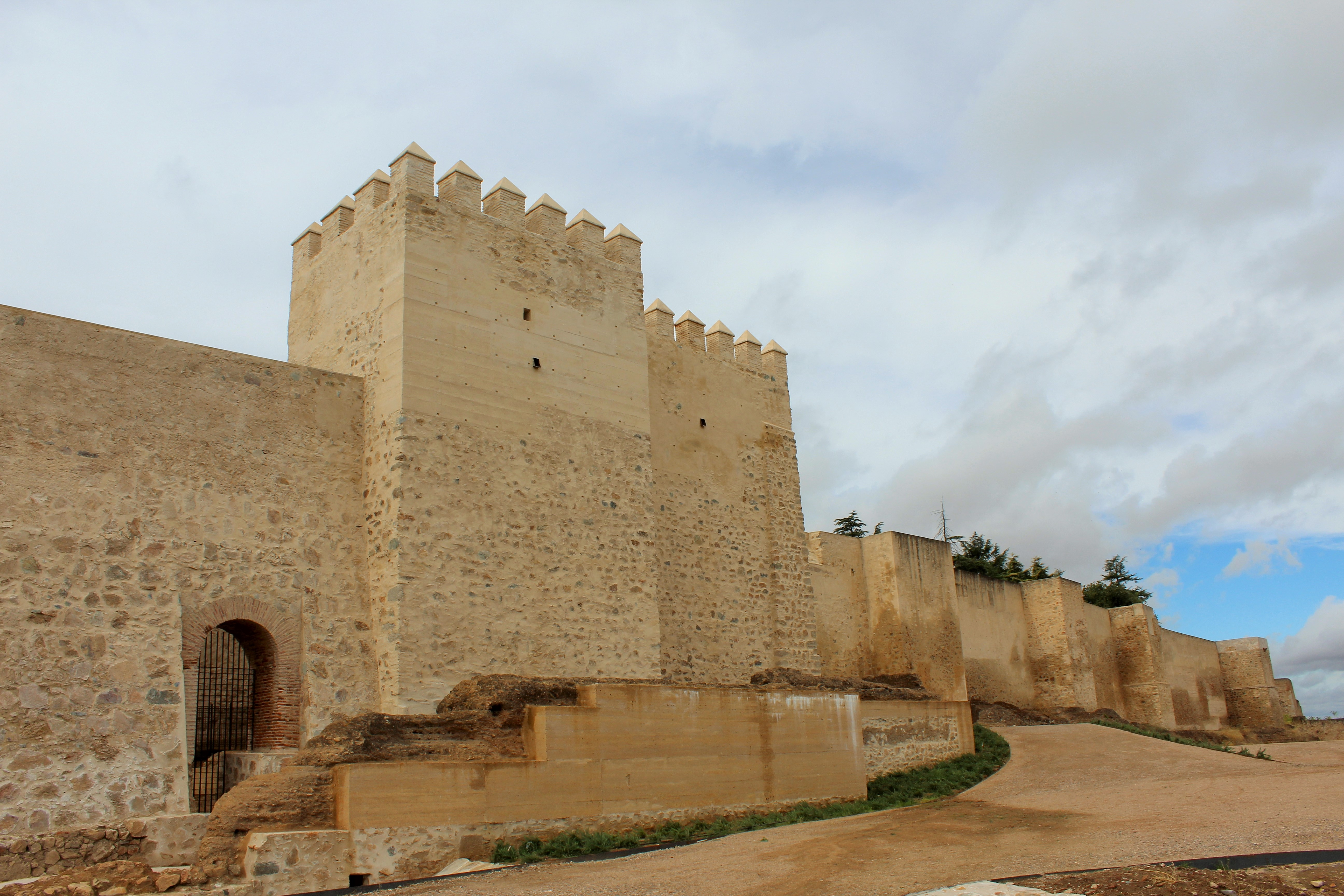
Entronque del baluarte con la muralla de La Alcazaba
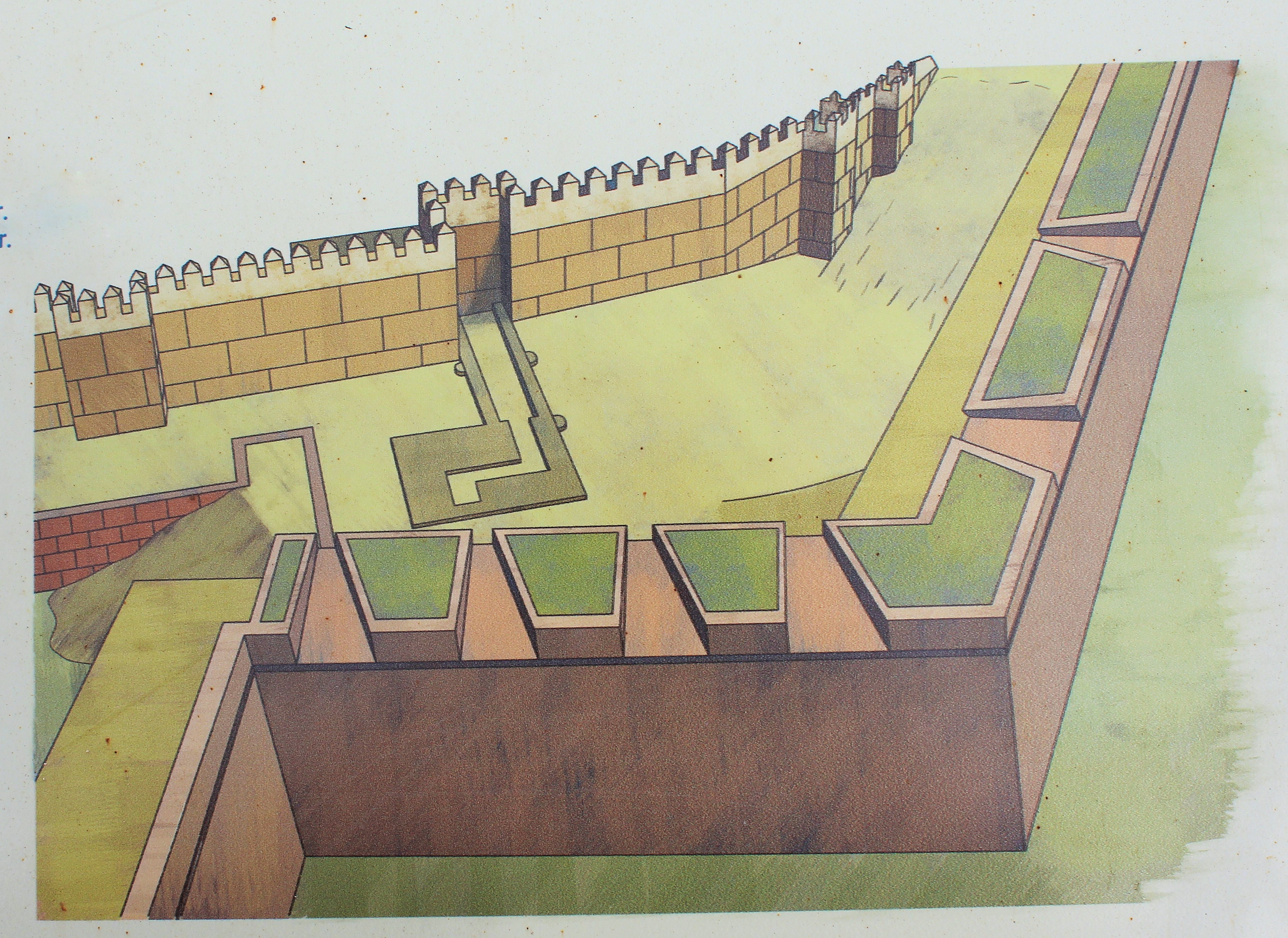
Esquema de la Torre Vieja oculta por el baluarte con troneras superiores
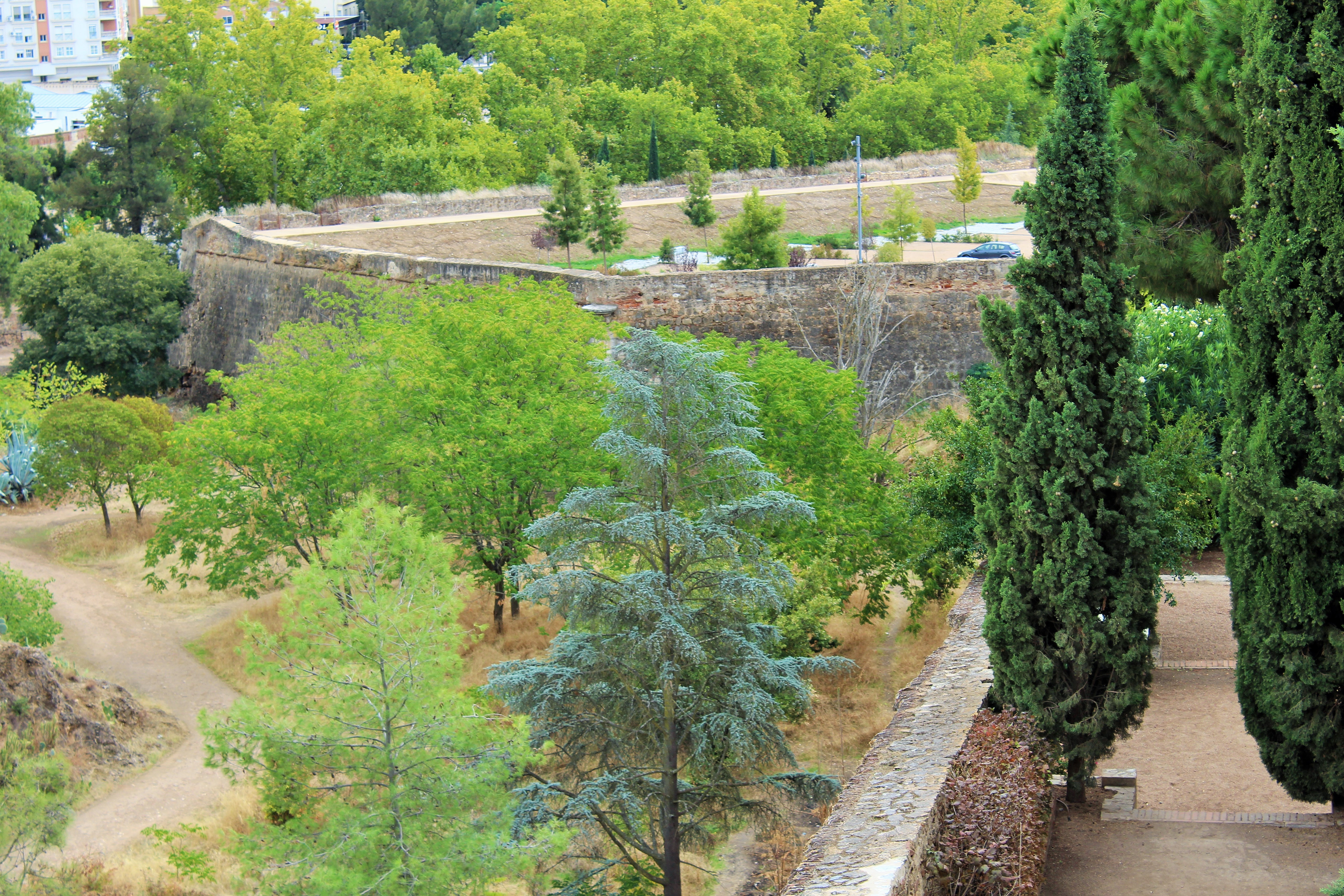
Vista del interior del baluarte desde su zona más alta
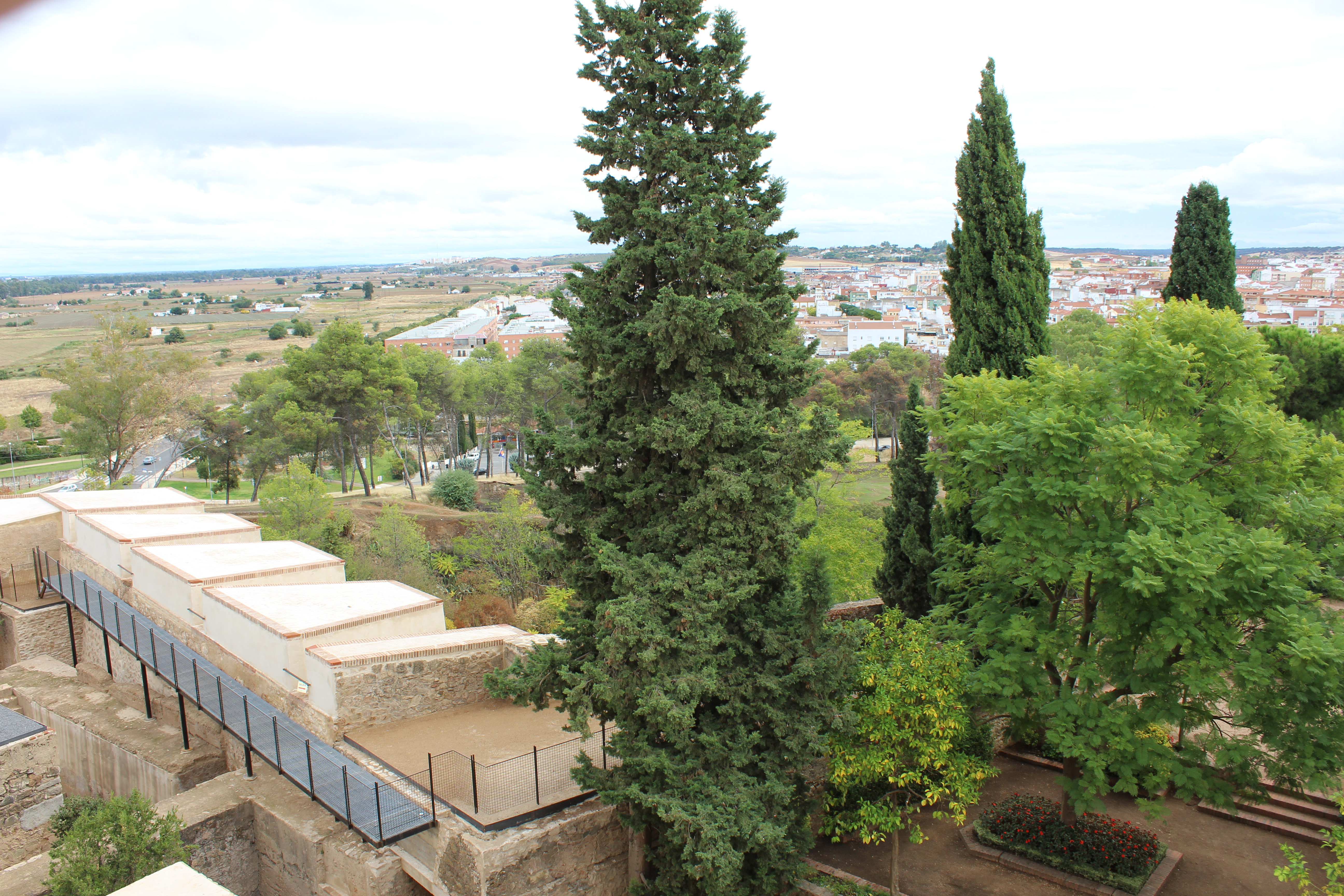
Vista hacia Mérida desde la zona alta del baluarte y troneras
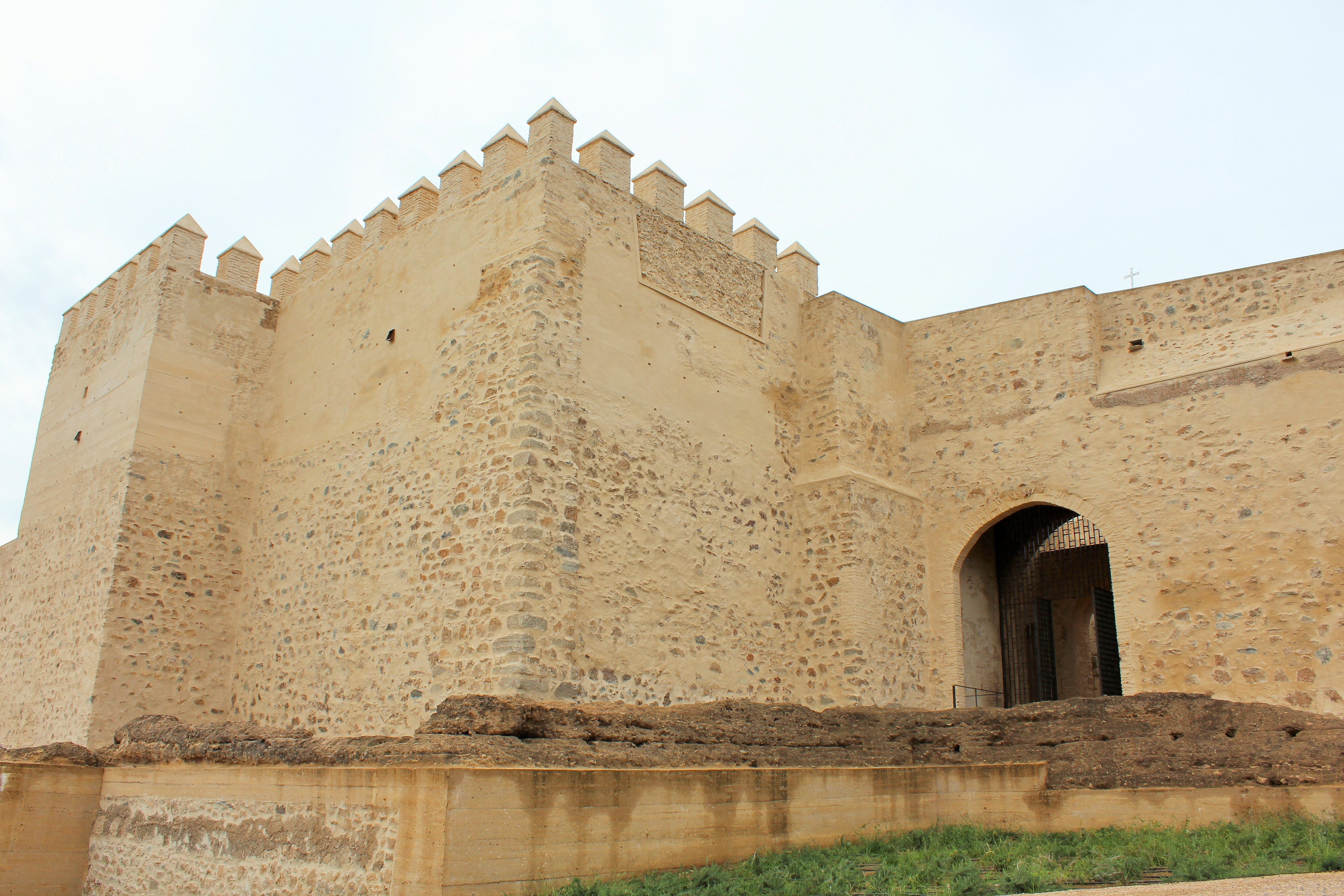
Lienzos norte y este del entronque con La Alcazaba

#### Baluarte de San Pedro

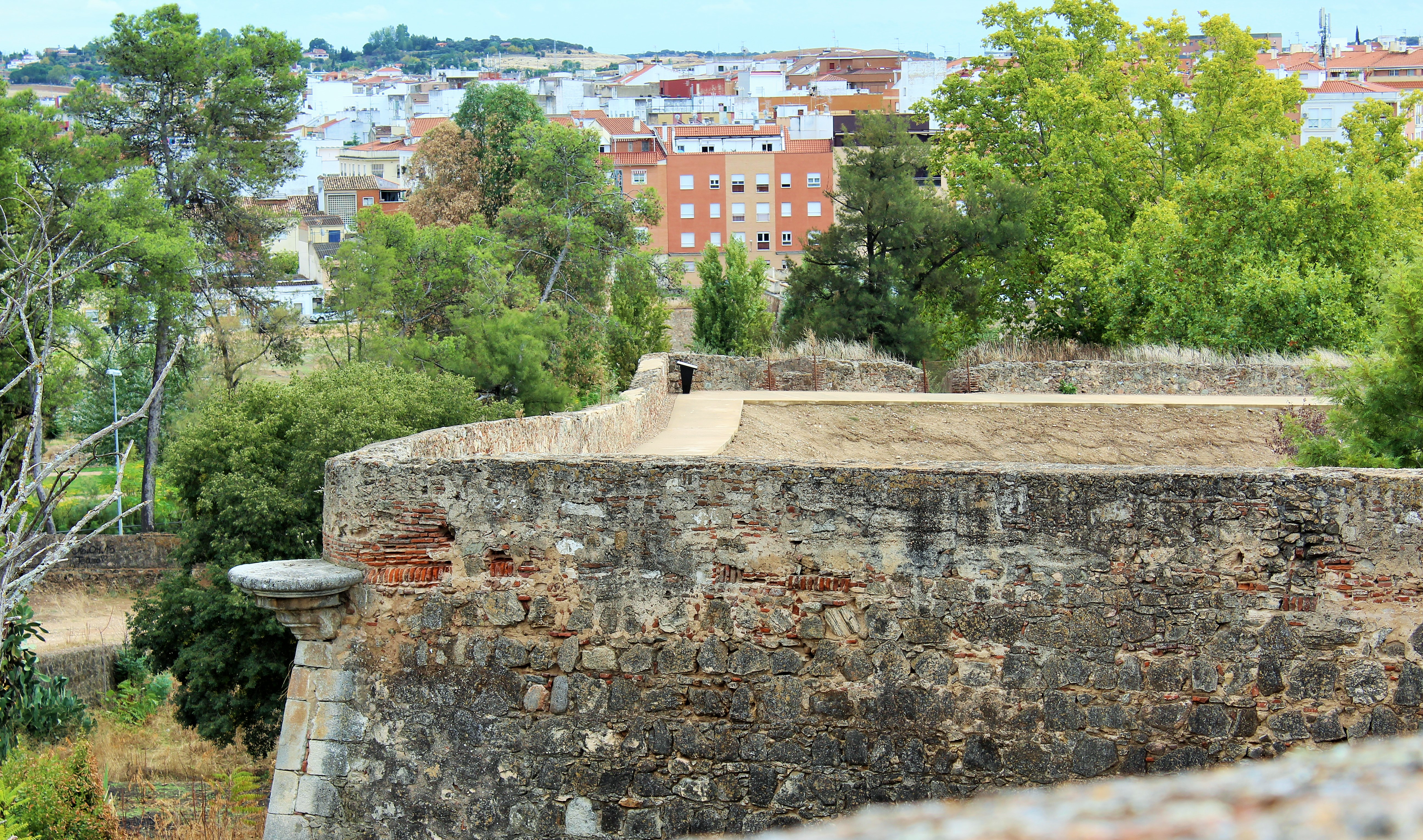
Muralla con vértice saliente y peana de garita.

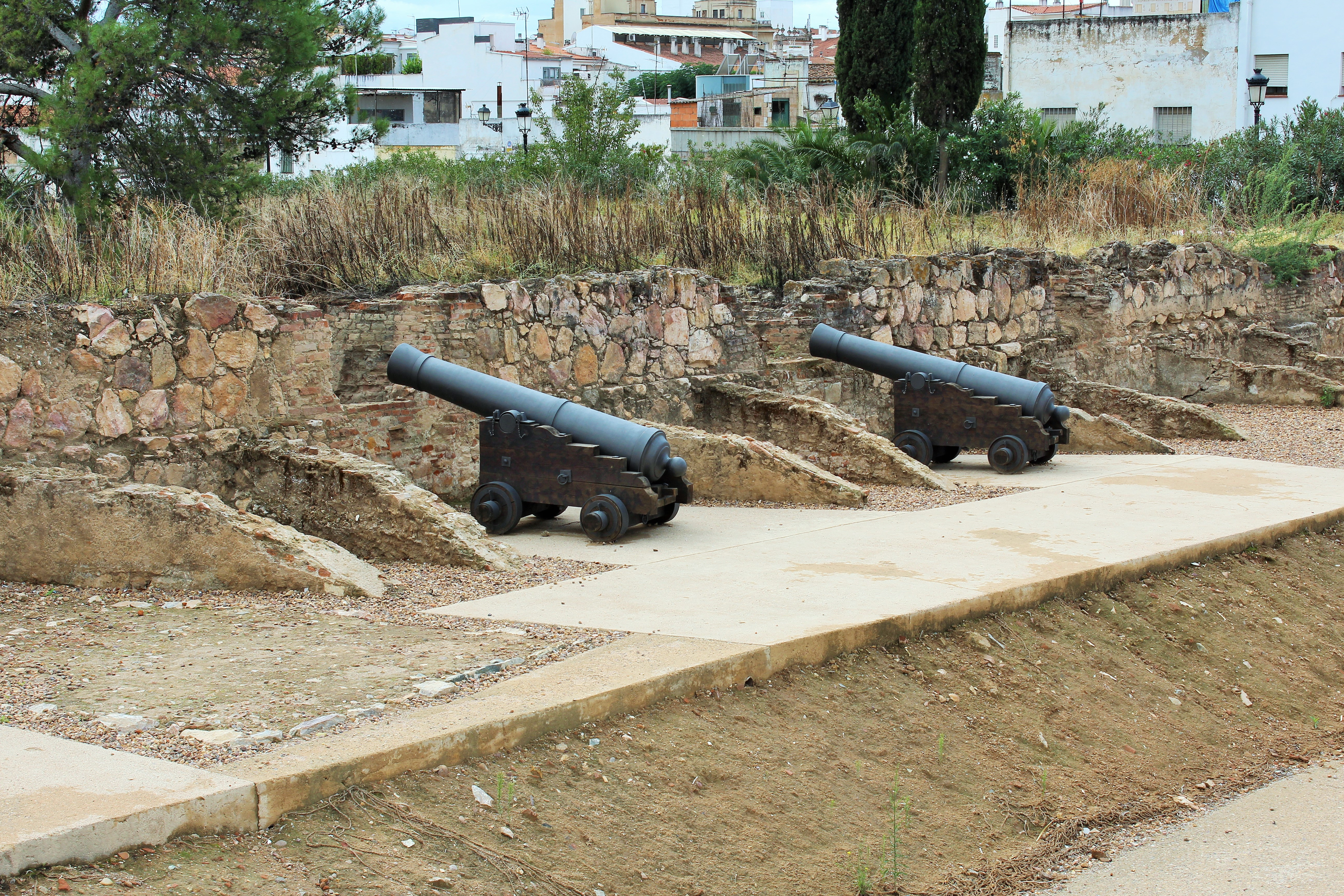
Disposición de cañones en troneras.

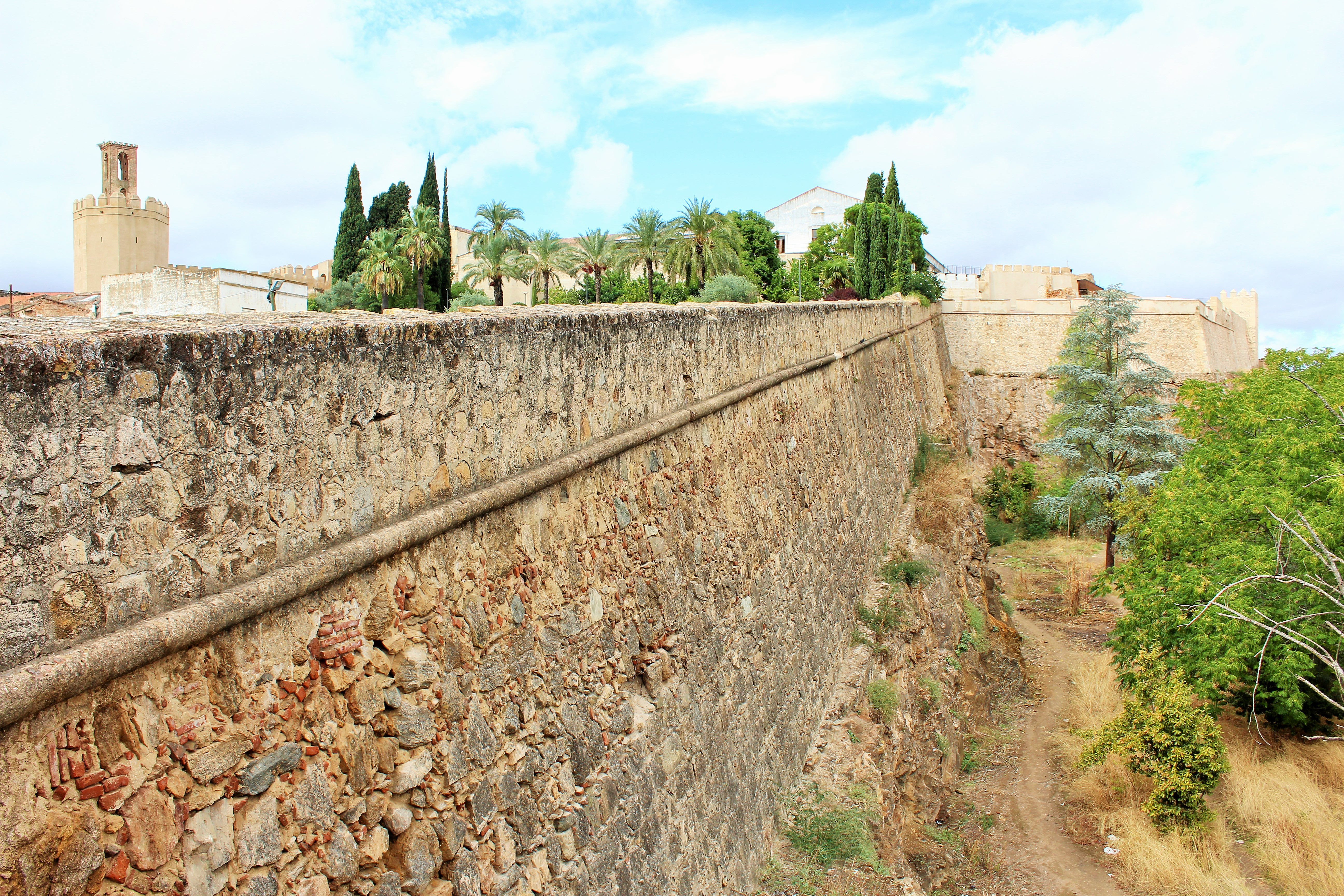
Gran lienzo elevado sobre roca y Torre de Espantaperros al fondo, a la izquierda.

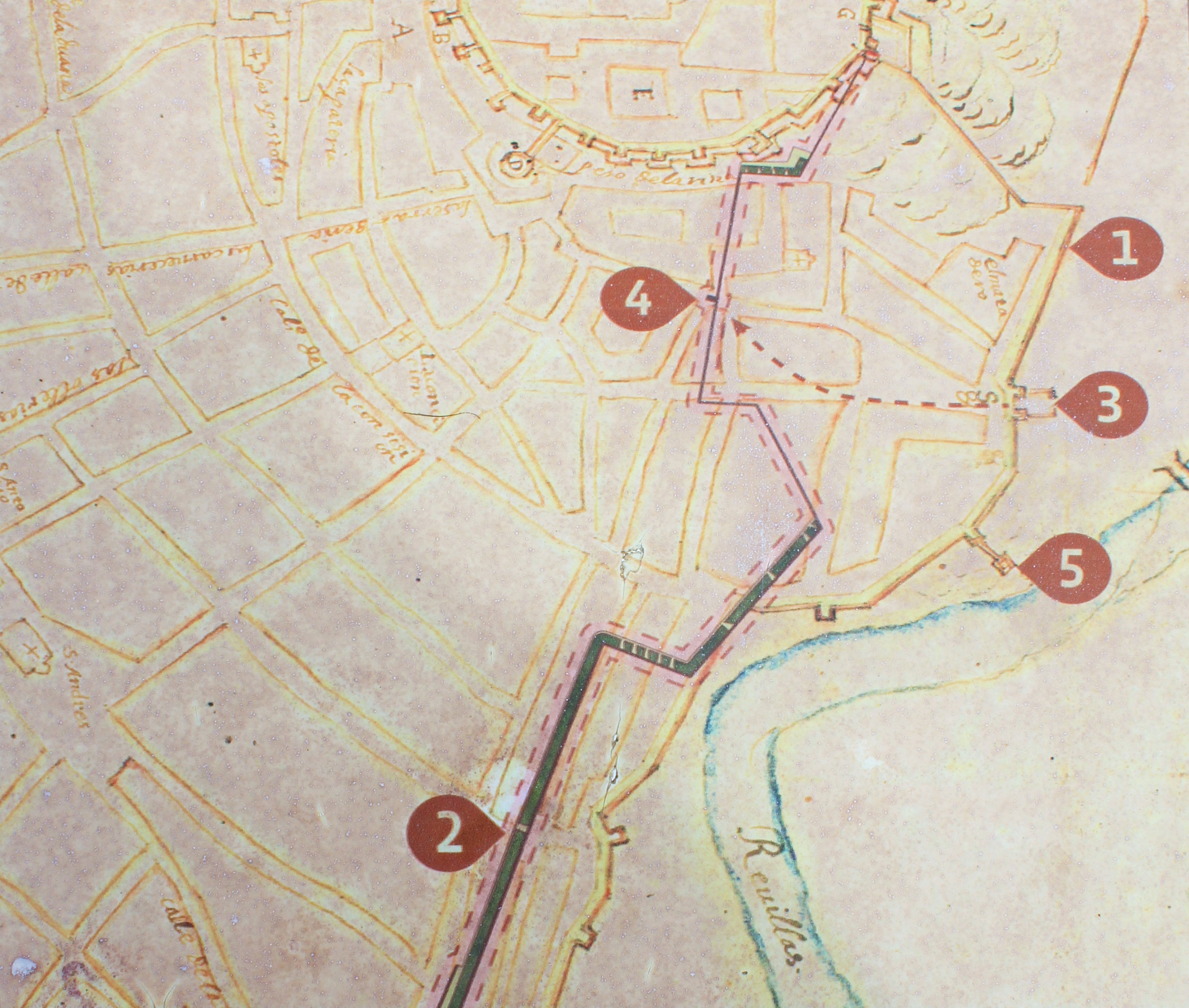
Esquema de muralla de La Alcazaba (1), traslado de la Puerta de Mérida de (3) a (4) y recinto abaluartado (2).

Tiene el n.º 2 en el Plano de baluartes. Está situado a continuación del «Semibaluarte de San Antonio» y antes del de la Trinidad, en la zona oriental del recinto abaluartado, frente al río Rivillas. Entre estos dos baluartes está situada la Puerta de Mérida. Su construcción data de las últimas décadas del siglo XVII, la misma época que la del baluarte de Trinidad por lo que ambos son los baluartes más antiguos del recinto. Tenía una serie de garitas de las que quedan solamente sus peanas así como troneras en la coronación de la muralla, pero en la actualidad no quedan restos de ellas. En el año 1772 se dotó al flanco derecho del baluarte de una serie de aspilleras comunicadas mediante una galería para la circulación de los fusileros. La zona interior está muy deteriorada.
Este bastión tuvo gran importancia durante la guerra de sucesión española, ya que Badajoz sufrió en esa época varios asedios; el más importante fue en 1705 cuando los partidarios del archiduque Carlos de Austria pusieron sitio a Badajoz, que estaba defendida por tropas francesas y españolas que permanecían leales a Felipe de Anjou. Para tomar la ciudad, los atacantes se establecieron poniendo sus baterías de artillería al otro lado del arroyo Rivillas, en las altura de «La Picuriña» y junto a la ermita de San Roque.

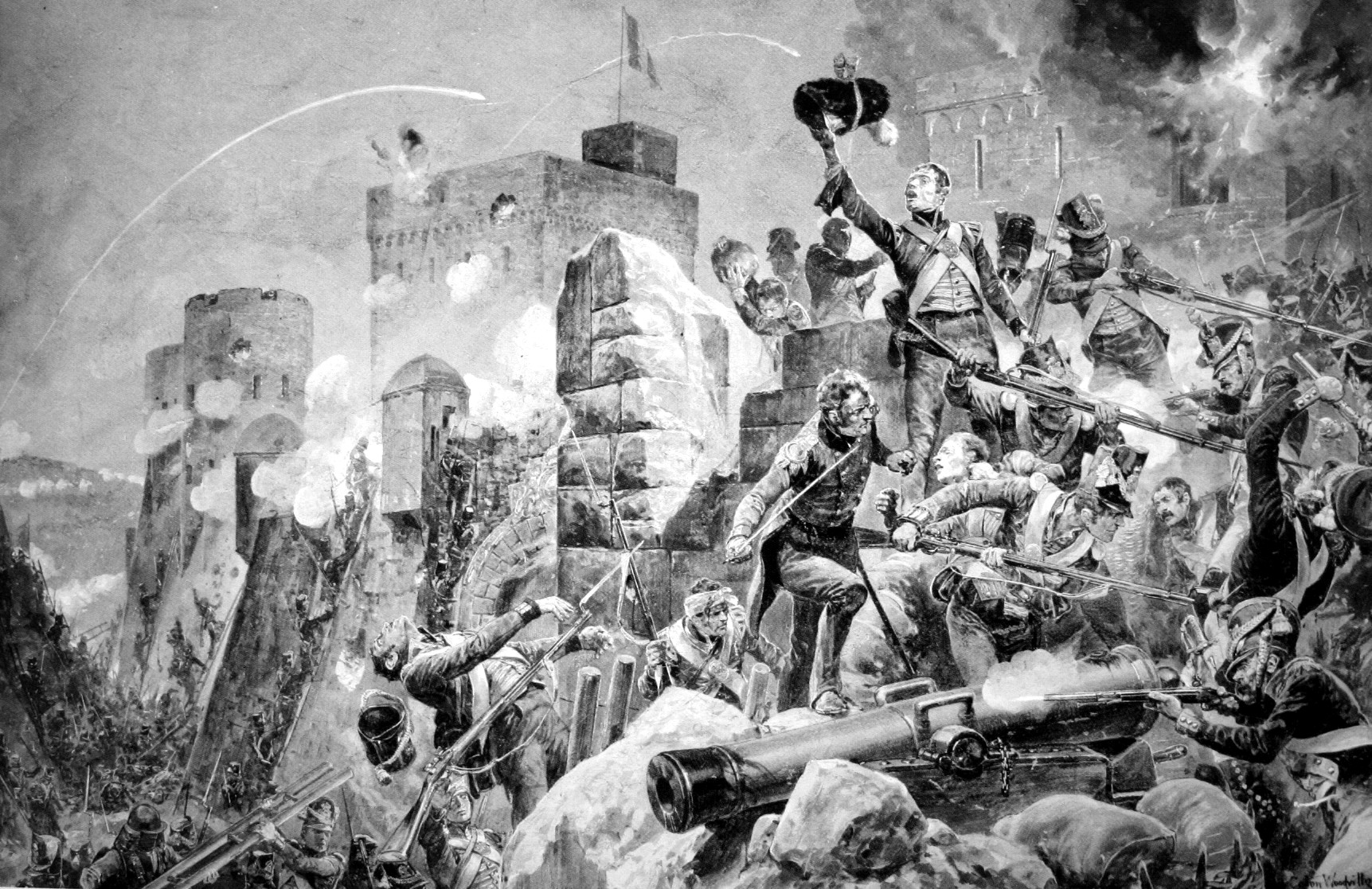
Batalla de Badajoz (1812), por Richard Caton Woodville Jr.

Sus intenciones eran atacar la ciudad por el lado defensivo más débil y abrir una brecha en la muralla que les permitiera penetrar en ella, para lo cual centraron los disparos sobre el baluarte de San Pedro» y consiguieron abrir una brecha, pero la llegada de refuerzos franceses les hizo disuadir de entrar al asalto. La experiencia que se obtuvo de este conflicto llevó a los mandos de las tropas de Badajoz a reforzar las defensas de esta zona y construyeron un revellín, que llamaron revellín de San Roque, y un fuerte externo a las murallas que se llamó fuerte del Príncipe y que más adelante pasó a llamarse fuerte de la Picuriña.
Por esta zona entraron los casacas rojas del futuro duque de Wellington comandadas por el general de la 3.ª División Thomas Picton en 1812 tras el tercer asalto para la liberación de Badajoz lo que le supuso un gran número de bajas. Como recuerdo de este combate, los soldados marcaron la fecha «1812» en uno de los lienzos de este baluarte arrancando las piedras correspondientes para que se viera tal fecha. Todavía están visibles en sus esquinas los impactos de las bolas de cañón de la Guerra de la Independencia.

Galería
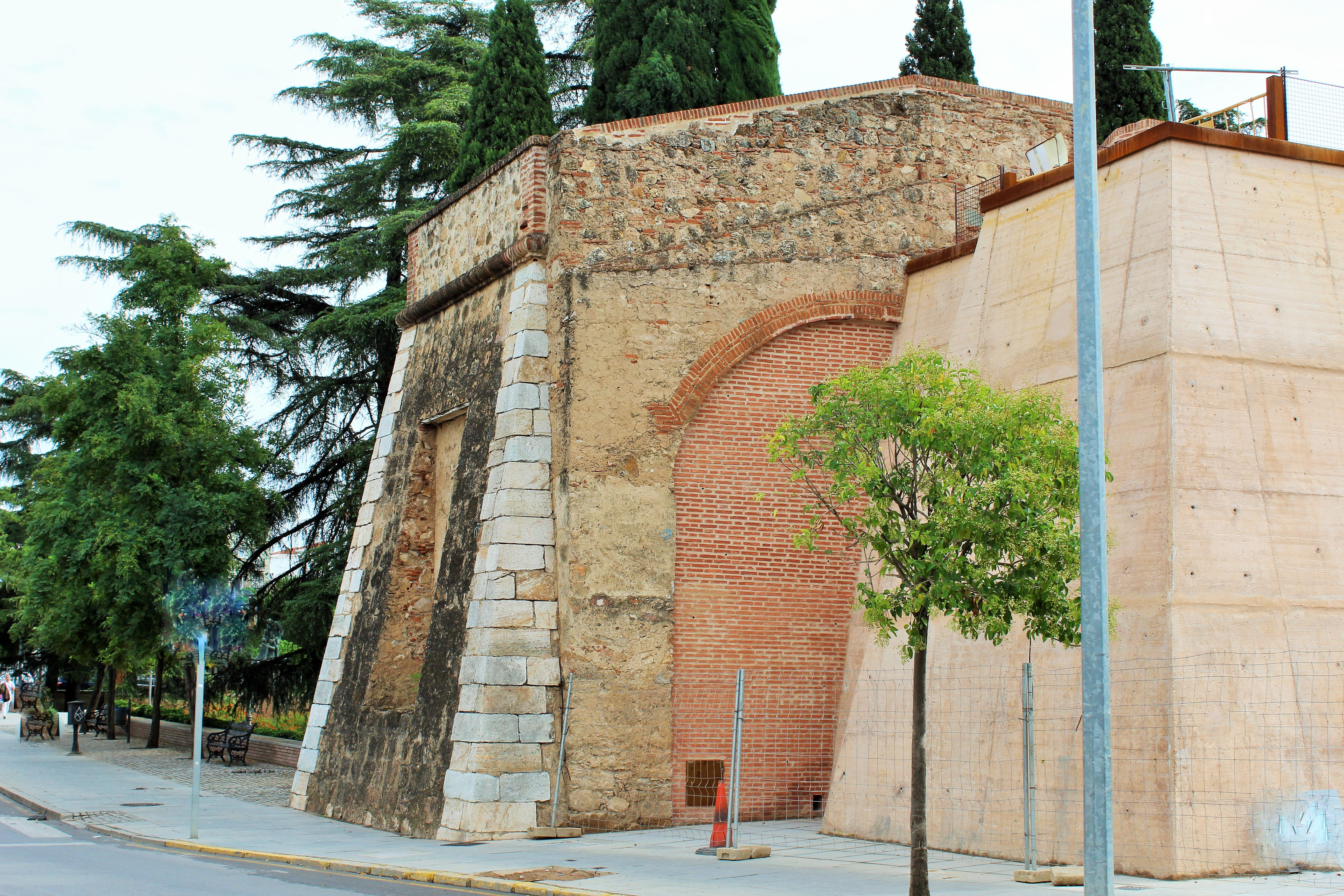
Comienzo del baluarte en su zona nordeste
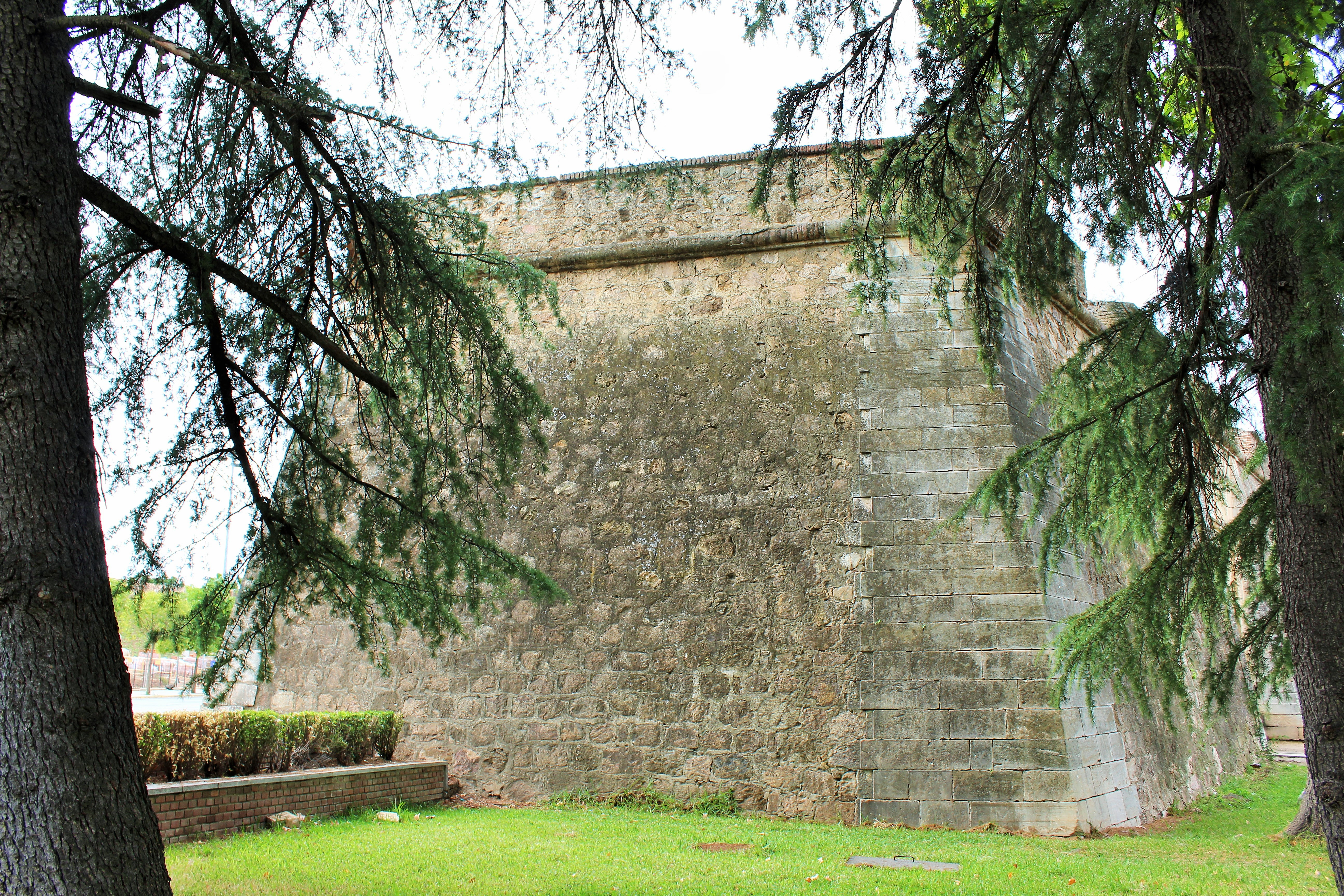
Varios lienzos del flanco este
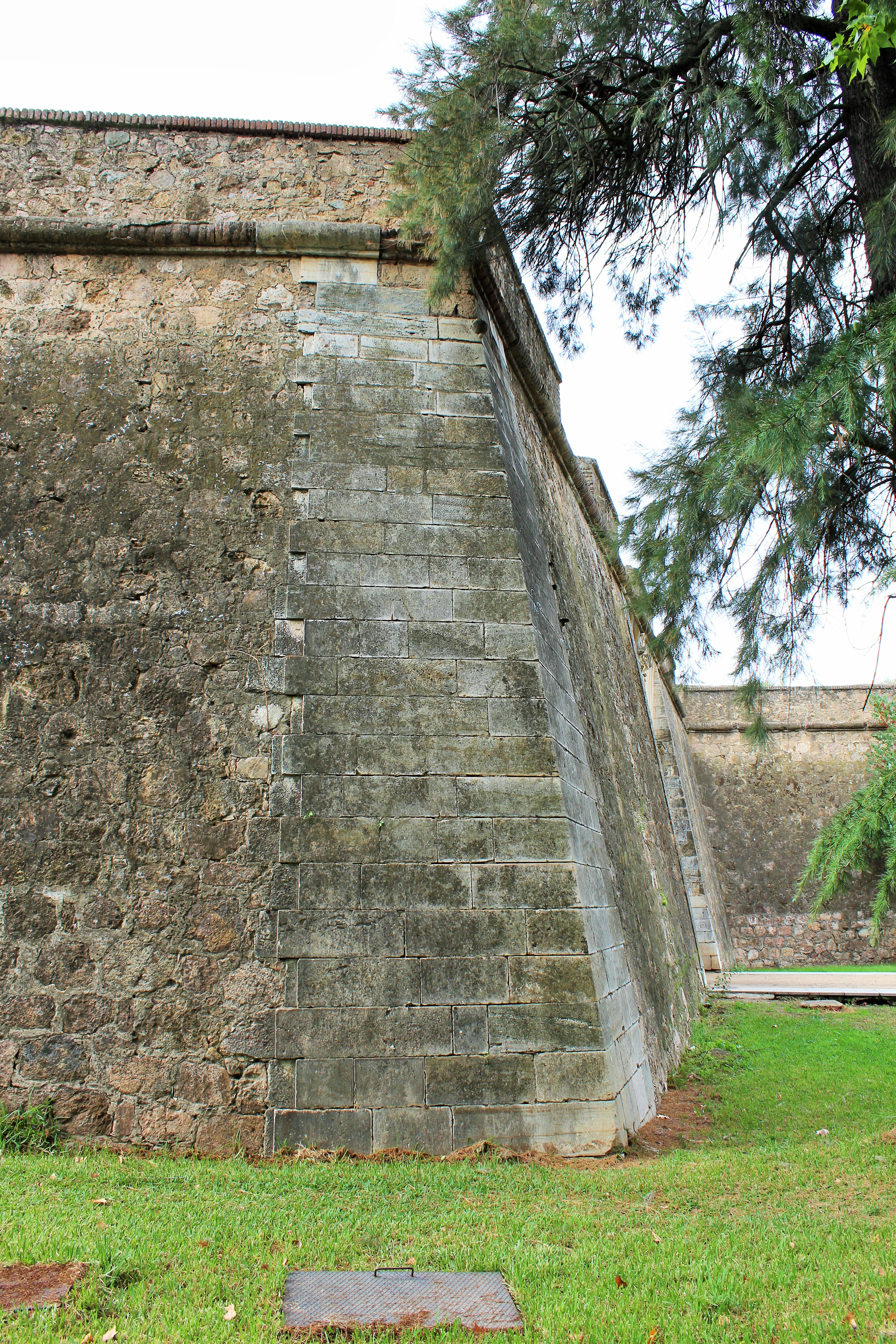
Varios lienzos del flanco este
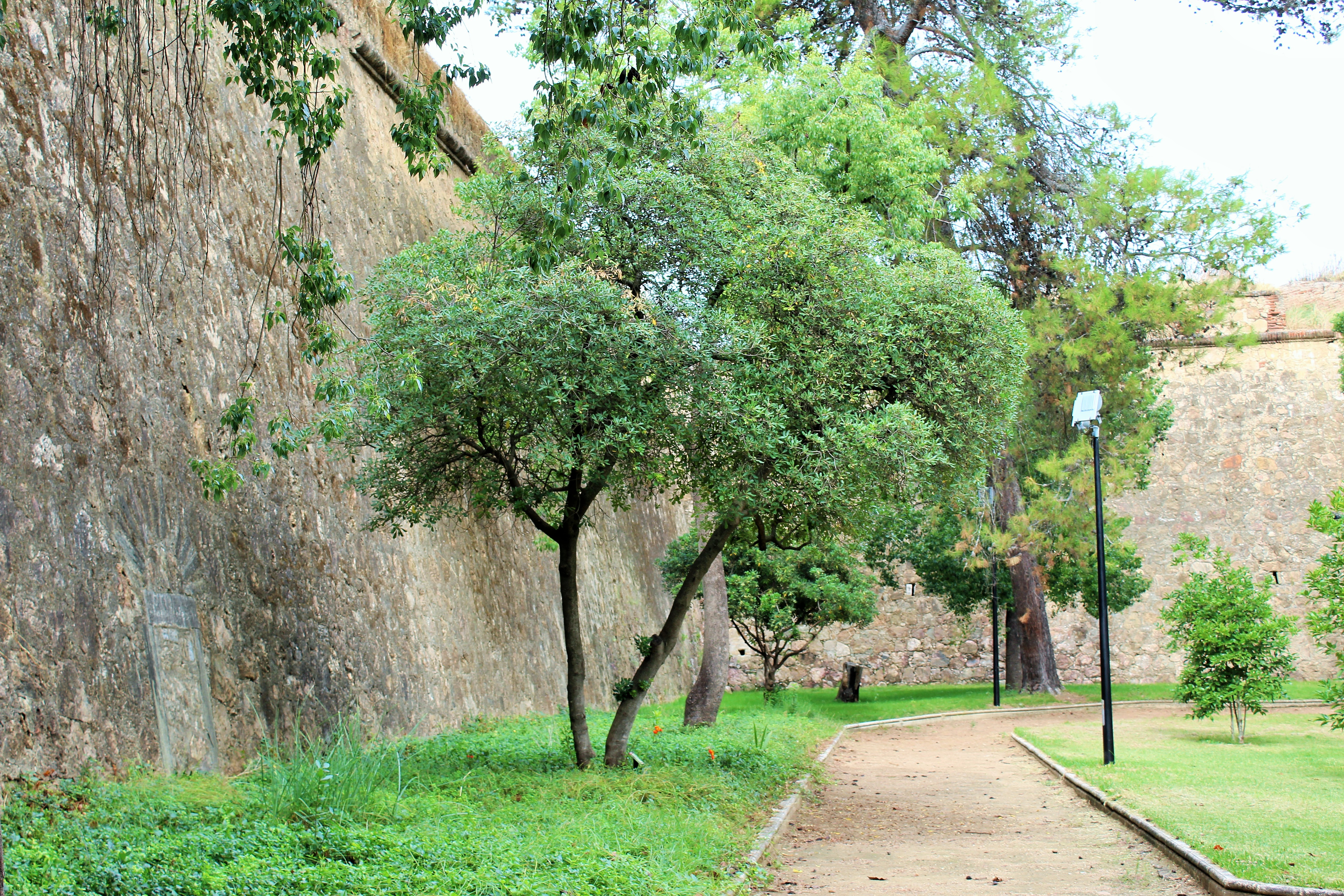
Lienzos en ángulo
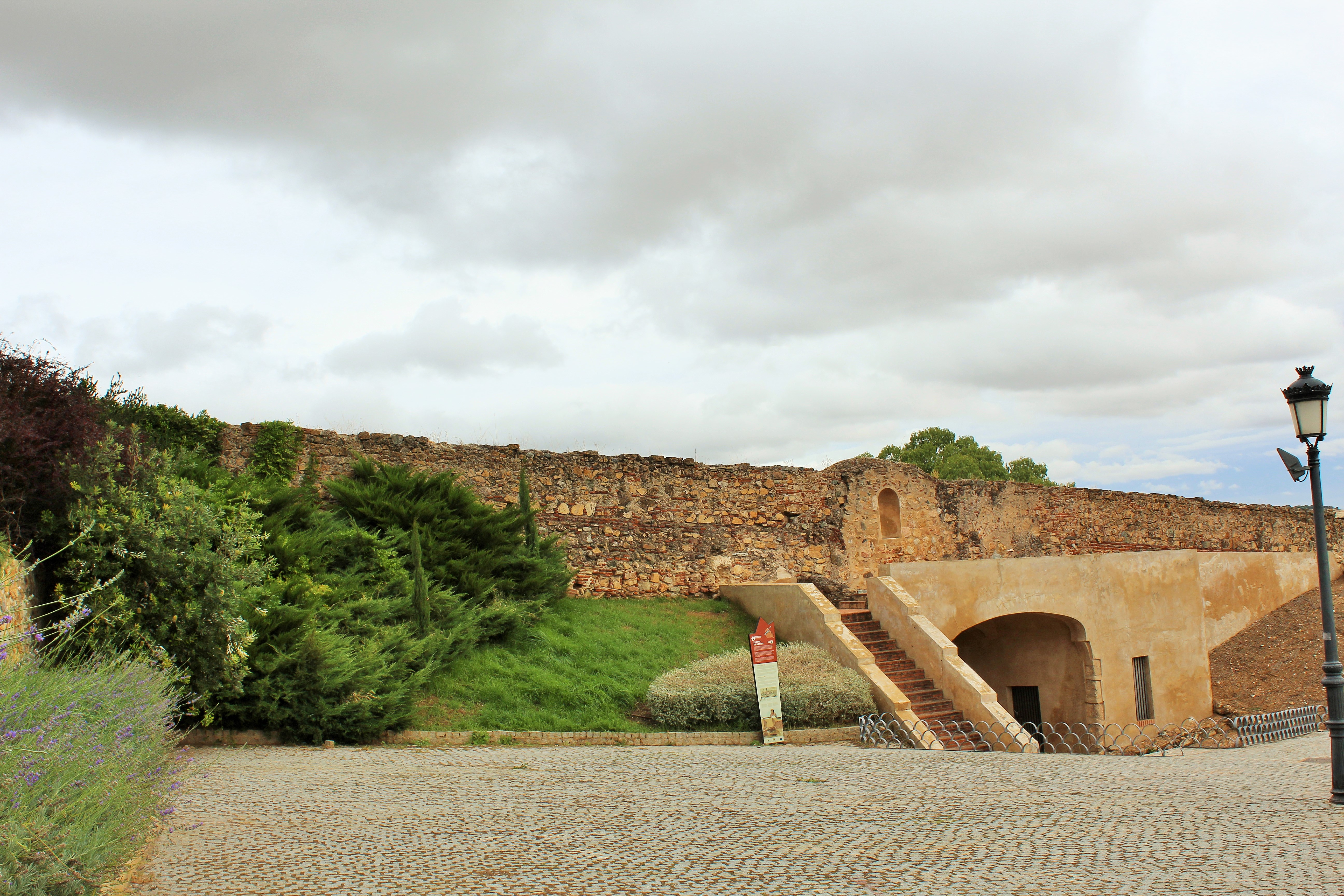
Zona interior del baluarte rehabilitada con puerta y portillo superior
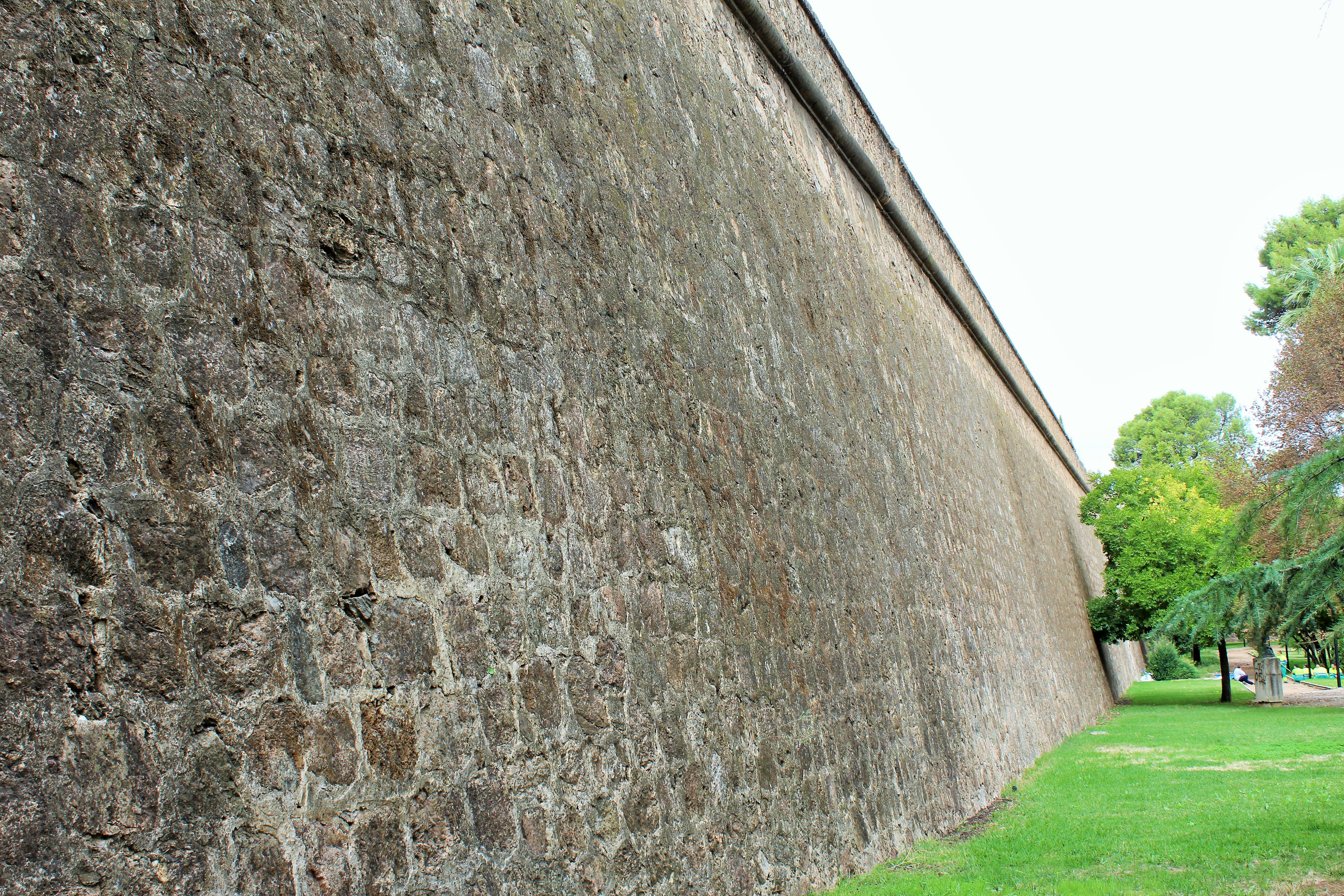
Gran lienzo orientado al sur
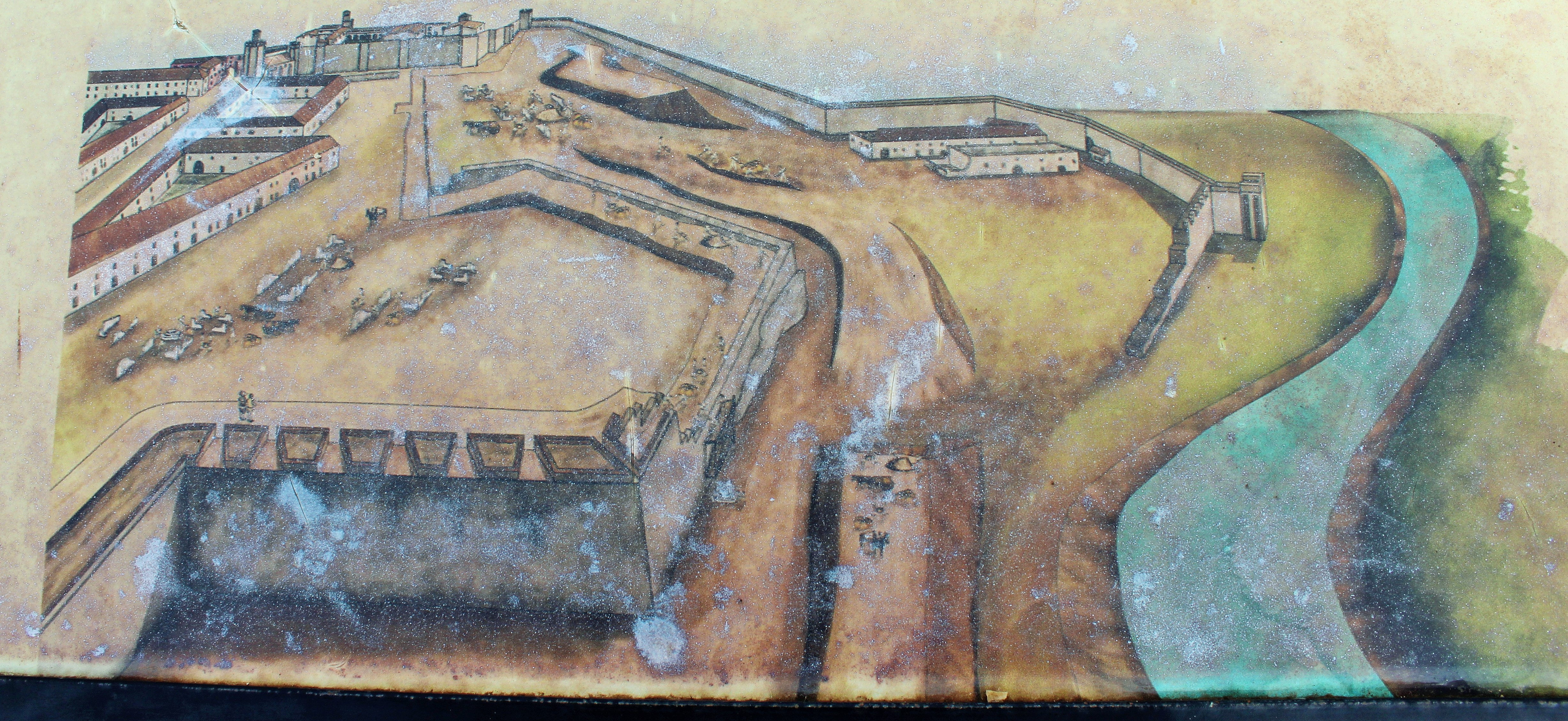
Esquema antiguo del baluarte con el arroyo Rivillas frente a este

#### Baluarte de la Trinidad

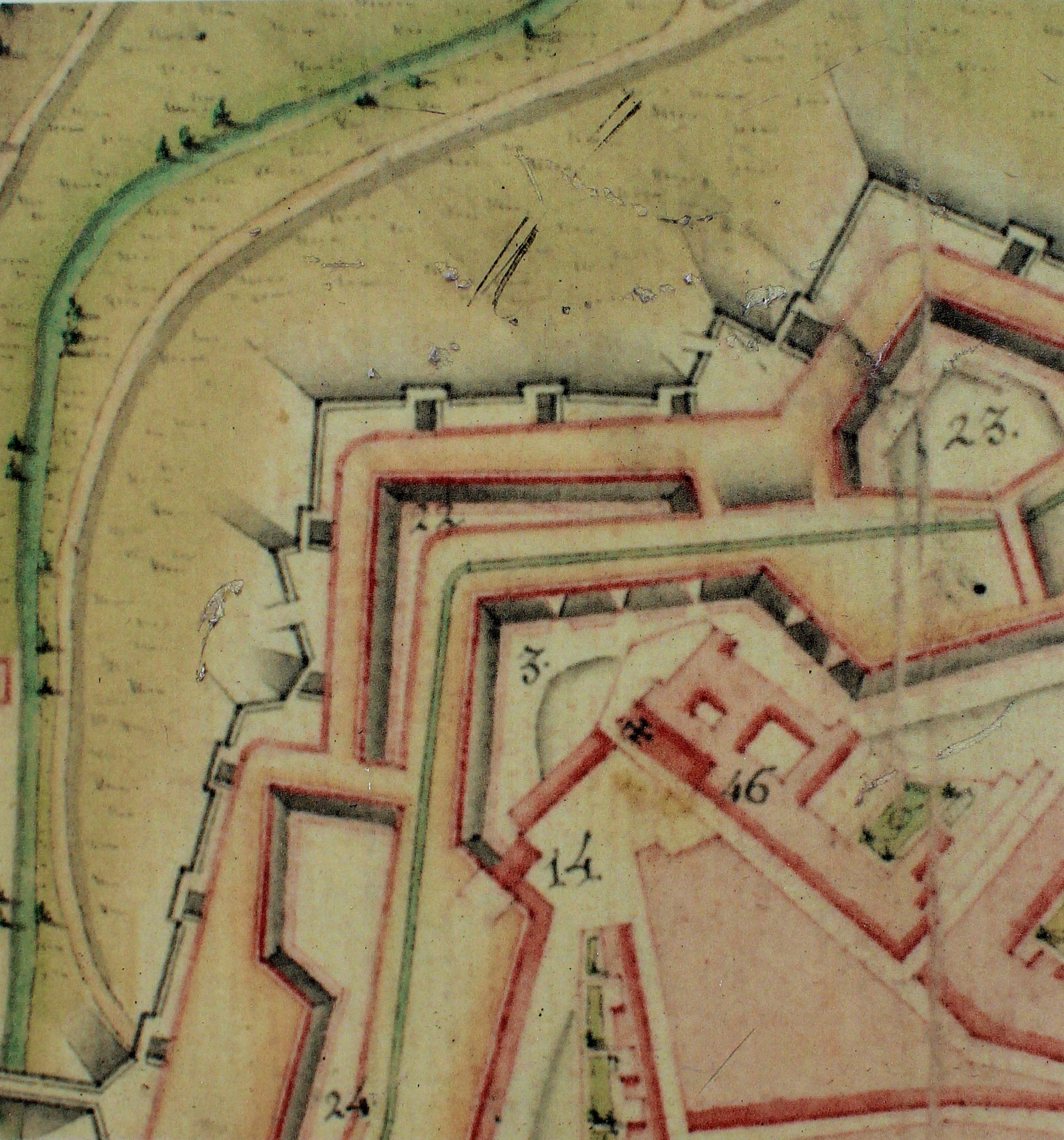
Plano de la Plaça y castillo de Badajos, capital de Extremadura y frontera con Portugal de J. Gabriel de Mercier, en 1775.

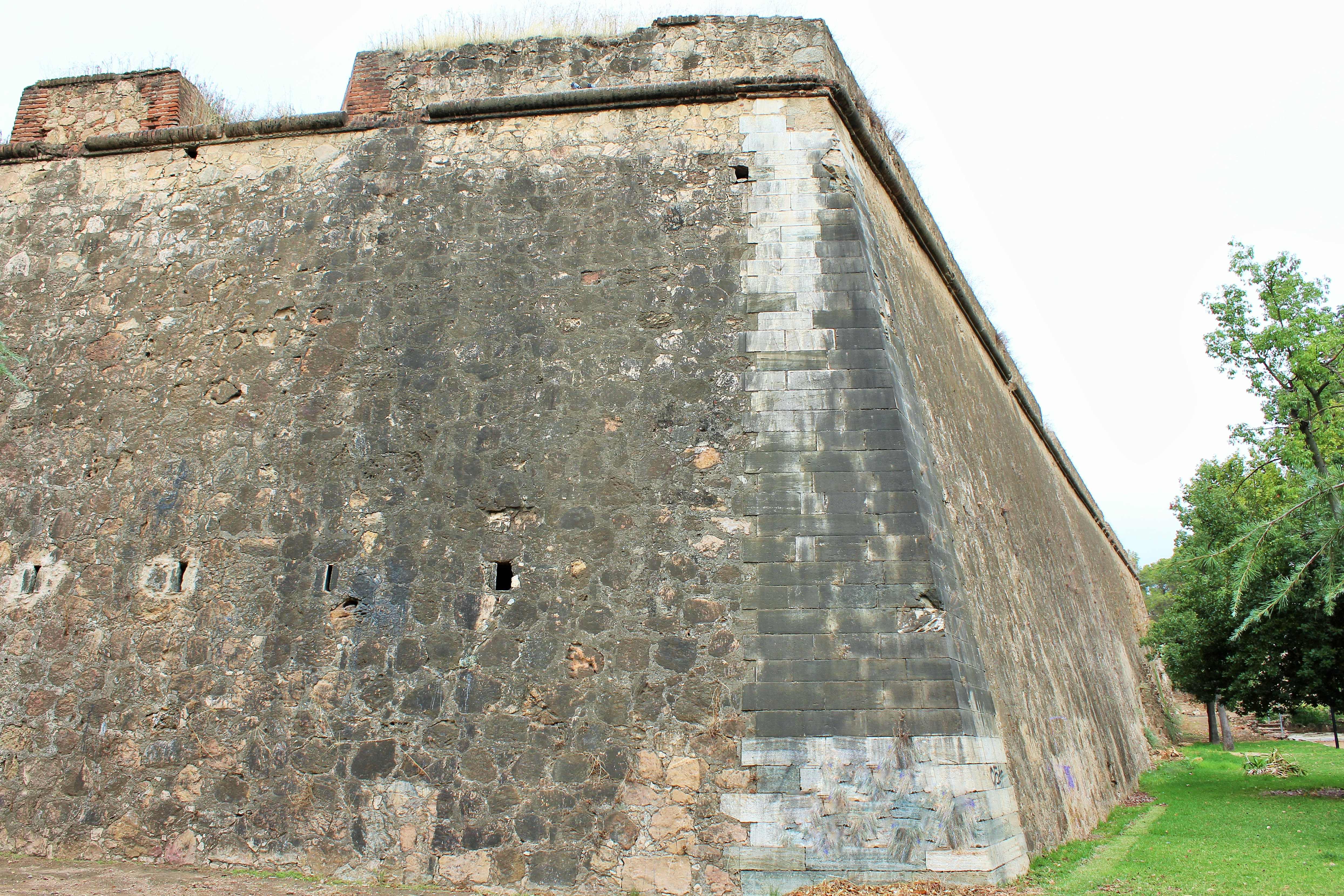
Lienzos en esquina, o contraguardia, hechos de sillares con marcas de impactos de balas de cañones y aspilleras para fusilería.

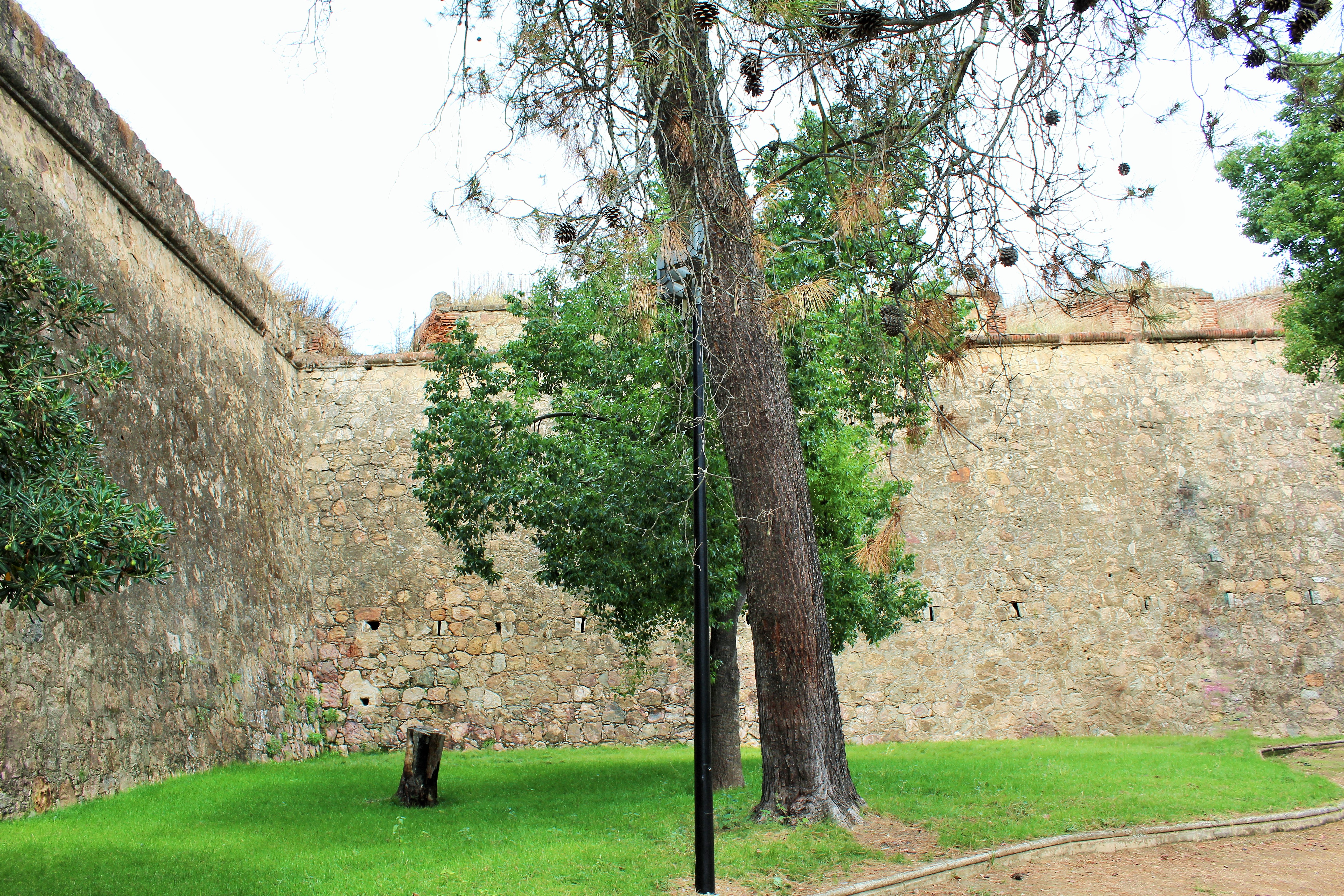
Lienzos en ángulo hacia adentro con troneras y aspilleras.

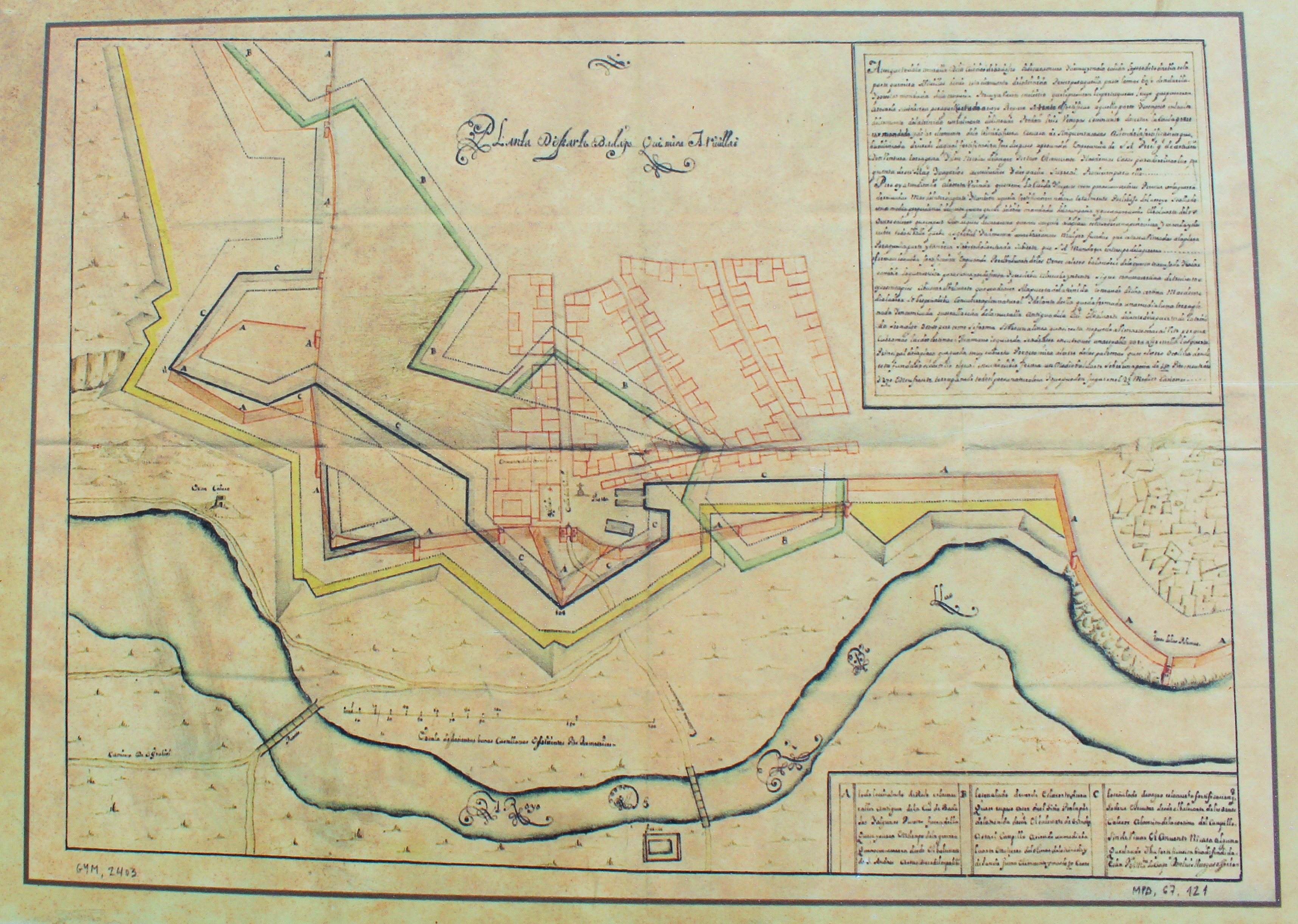
Plano de la zona del baluarte de Luis de Venegas de 1677.

Tiene el n.º 3 en el Plano de baluartes. Está ubicado en el ángulo noreste del recinto amurallado, donde estaba situada la torre medieval llamada Torre del Canto, entre el baluarte de Santa María y el baluarte de San Pedro. A la izquierda de este apartado, en el antiguo plano titulado Plano de la Plaça y castillo de Badajos, capital de Extremadura y frontera con Portugal, dibujado por Jean Gabriel de Mercier de Chermont en 1775, se observa que por delante del baluarte y protegiendo sus muros hay una contraguardia señalada con el n.º 22. También se observa que el Convento de la Trinidad, señalado con el n.º 46, ocupa casi todo el interior del baluarte.
Es el baluarte más antiguo del recinto abaluartado de Badajoz junto con el de San Antonio, ya que ambos se construyeron en 1680. Este nombre se debe a que en su interior, antes de ser destruido, se encontraba el convento de trinitarios desde el siglo XIII lo que condicionó en buena medida el trazado del baluarte. Algunos de los ingenieros participantes en el proyecto, como Luis de Venegas, querían retranquear la muralla de tal forma que el convento quedara fuera del recinto amurallado, mientras que otros, entre ellos Francisco Domingo, proyectaban un trazado con el convento en el interior del baluarte, como así se hizo, solución que fue muy criticada por los ingenieros militares encargados de la defensa de la plaza, ya que, al rodearlo, esta zona quedaba en una cota muy baja y fácilmente atacable desde las alturas de «La Picuriña». De este convento solo se encuentran algunos restos, ya que sus piedras se utilizaron para reconstruir el baluarte; tenía varias garitas de vigilancia y observación, pero no quedan restos de ninguna. Están visibles las aberturas cañoneras que tenía en todos sus lados y aspilleras para fusilería a media altura del lienzo. A lo largo de toda la longitud donde hay aspilleras había un pasillo interior para la comunicación entre los fusileros y de ellos con el interior del recinto.
El plano que realizó Luis de Venegas en 1677 muestra los distintos trazados propuestos para la zona de la muralla que da hacia el arroyo Rivillas. La muralla medieval está marcada en color rojo; un primer trazado que dejaba fuera de las murallas al convento de la Trinidad está marcado en color verde y el trazado que albergaba al convento en el interior del recinto está en color negro. Este trazado se aproxima mucho al que se hizo definitivamente. El camino cubierto hacia el exterior está marcado en color amarillo.
Este bastión fue destruido en los sitios que las fuerzas francesas ejercieron sobre la ciudad en 1811 y 1812 con motivo de la Guerra de la Independencia y fue reconstruido en el último tercio del siglo XX.
En parque público que se realizó en su interior hay varias estatuas de Juan de Ávalos: una es un grupo escultórico representando al «Héroe caído»; otras cuatro, de bronce y del mismo autor, representan a los cuatro evangelistas tal y como están en el Valle de los Caídos.

Galería
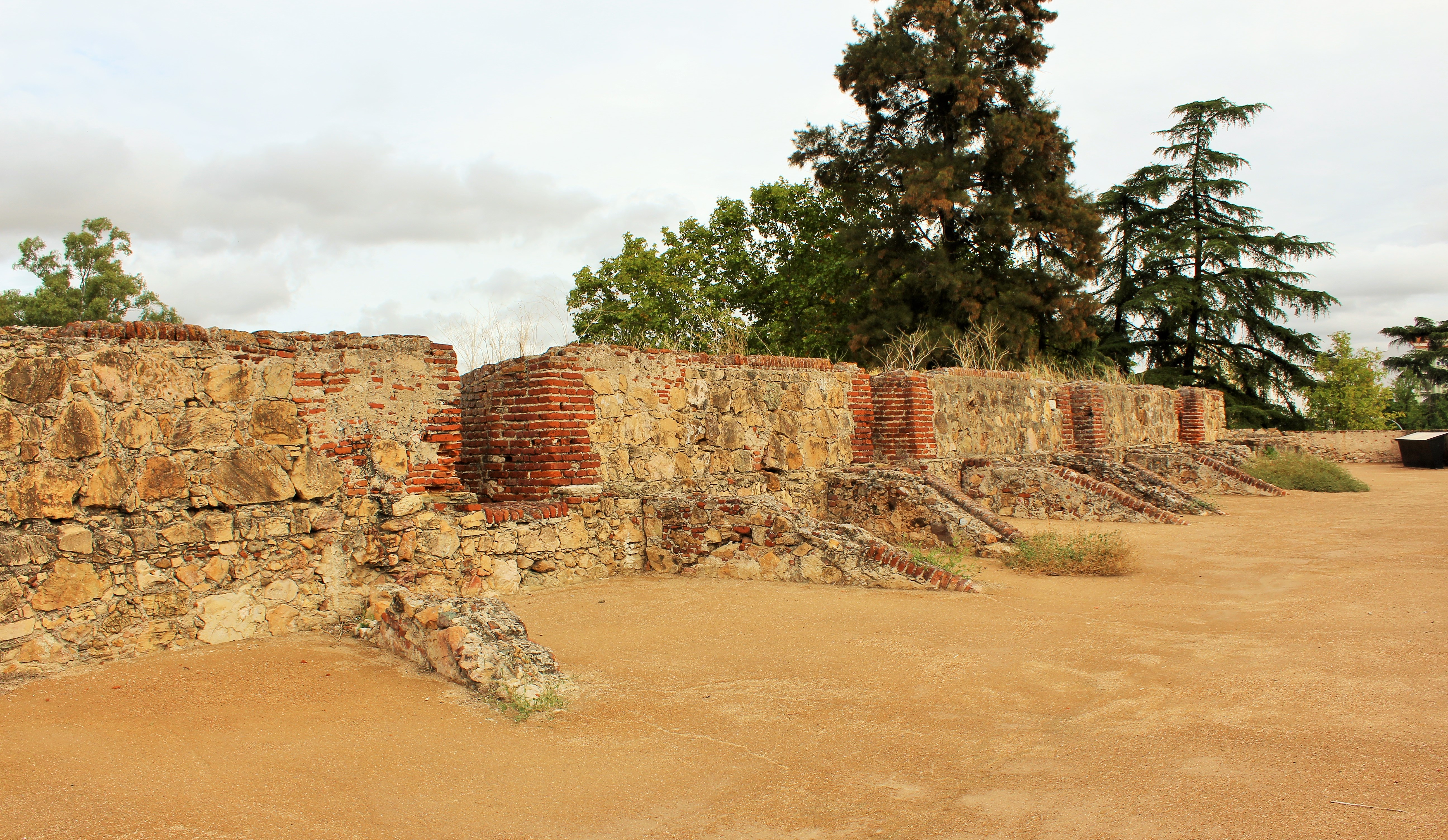
Interior del baluarte con troneras sobre la muralla
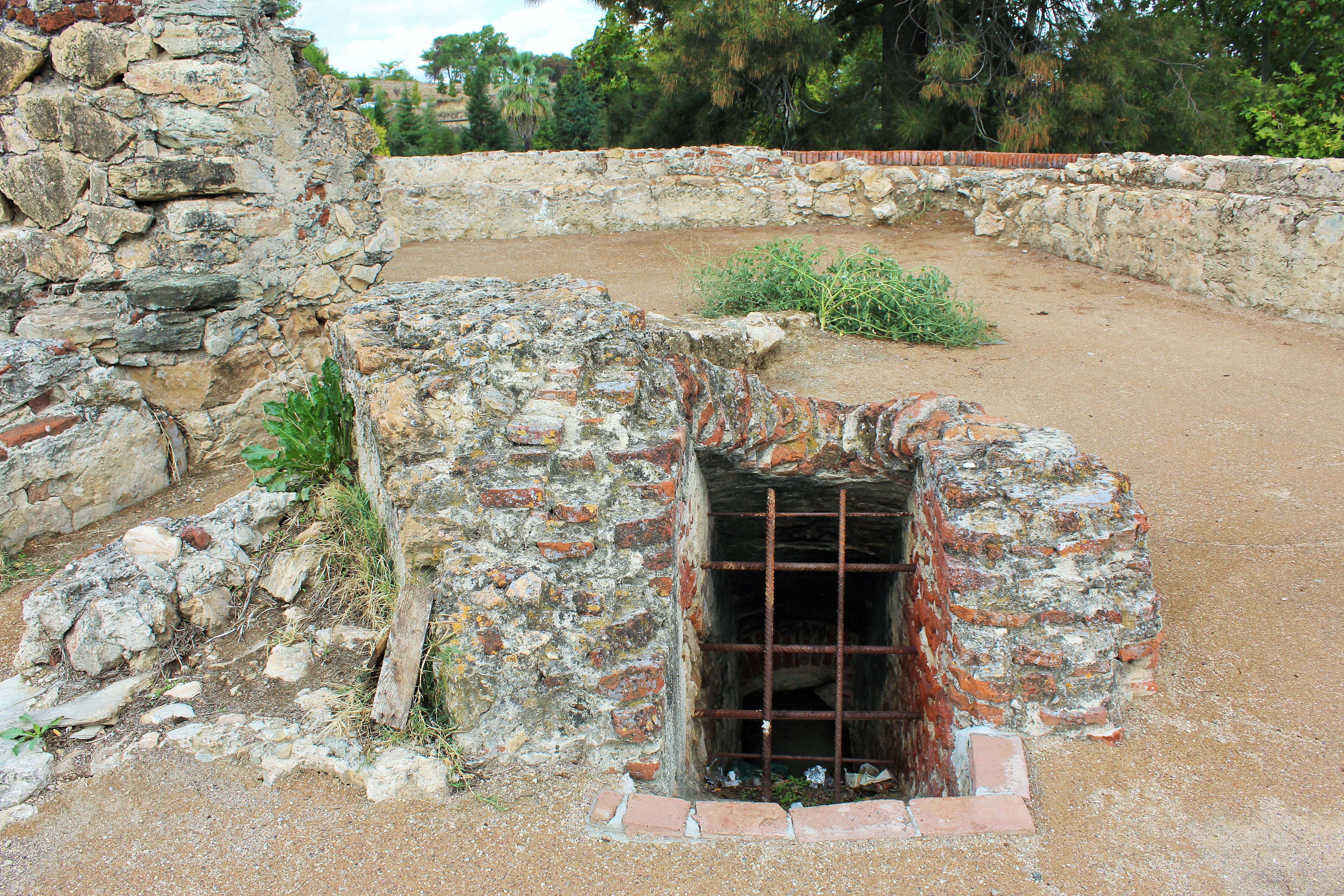
Hueco de comunicación entre el adarve y el interior del baluarte
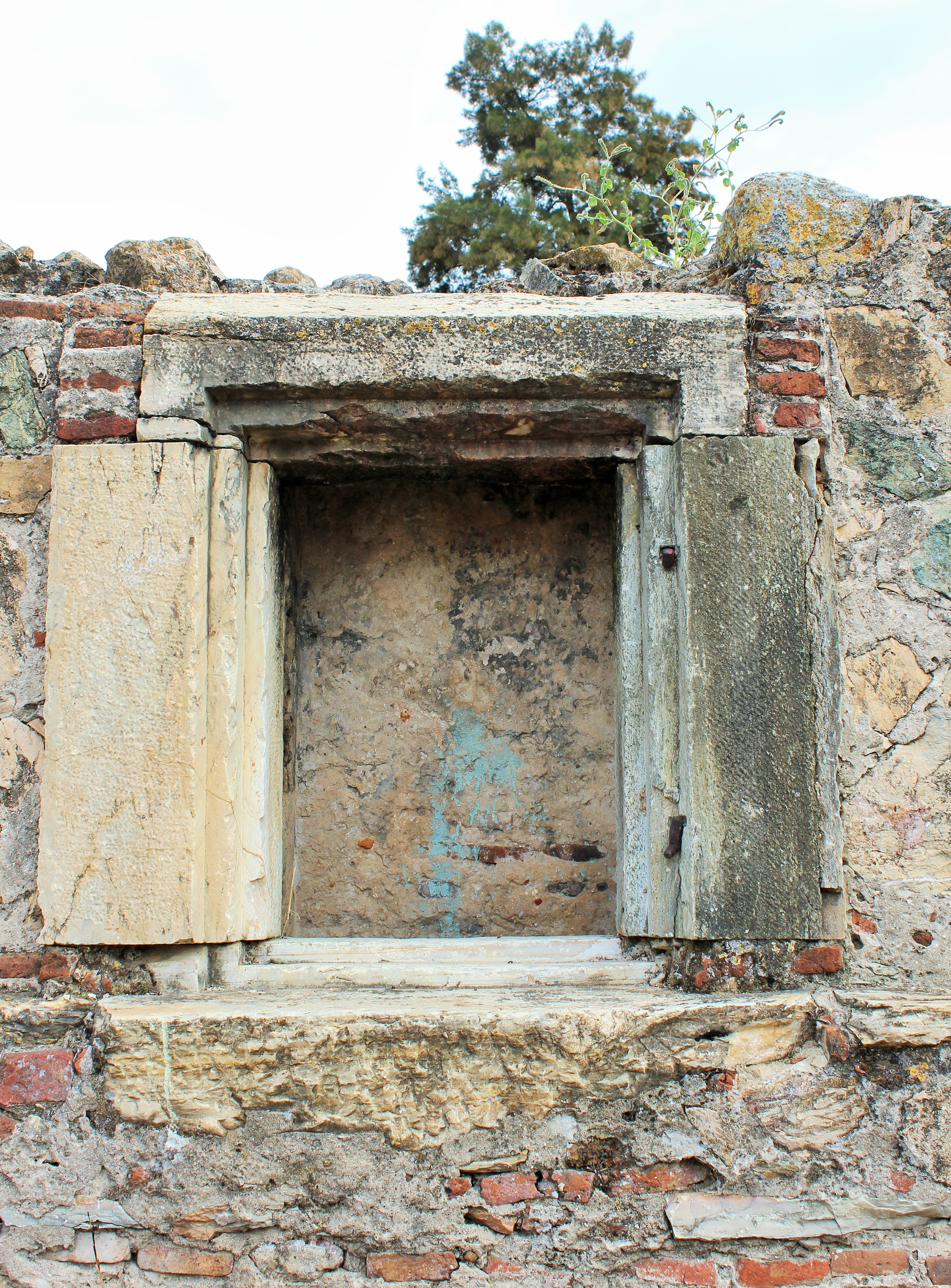
Ventanuco de comunicación desde el interior con el adarve
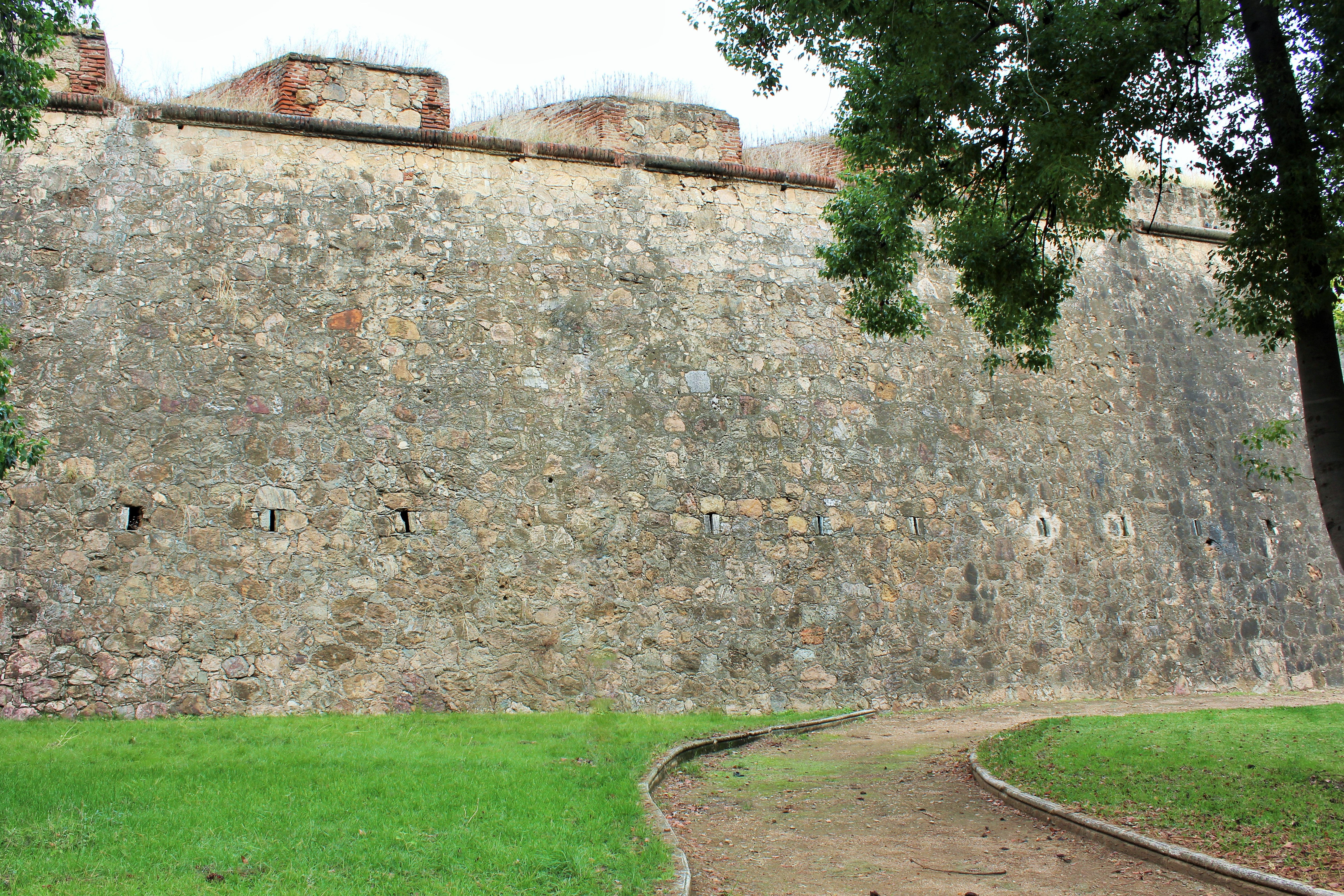
Gran lienzo con troneras y aspilleras
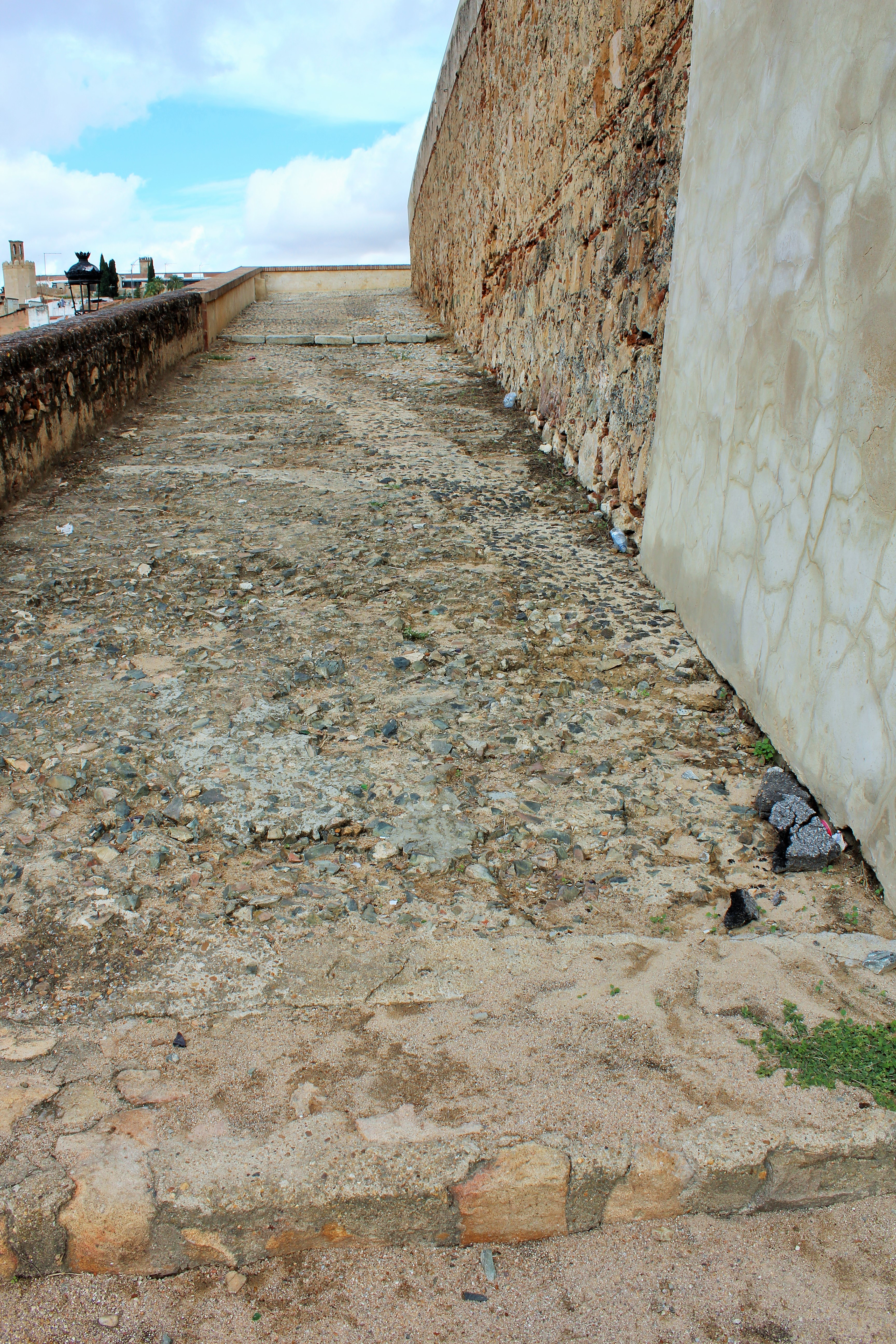
Rampa de subida y acceso al adarve
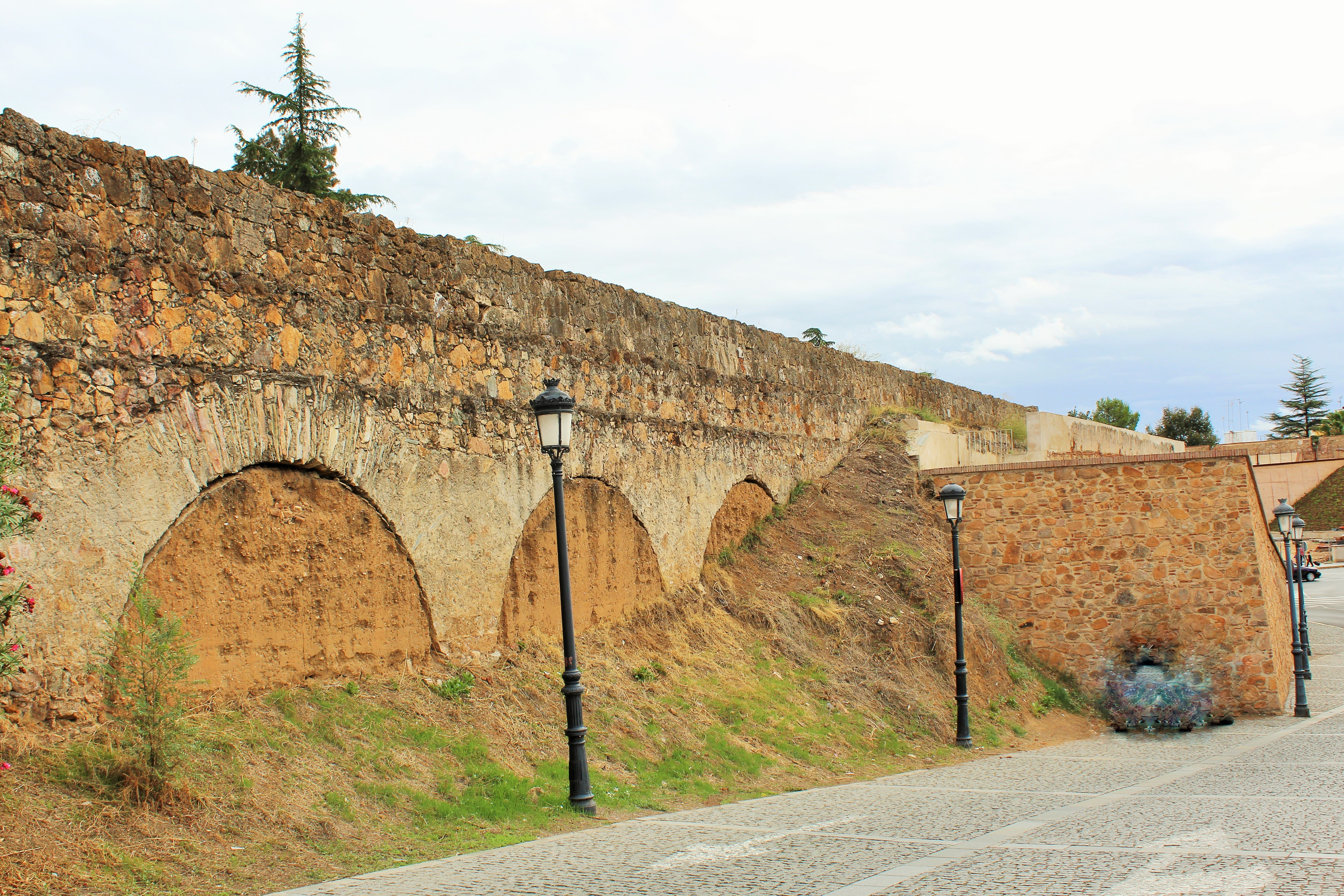
Accesos interiores al adarve y las poternas
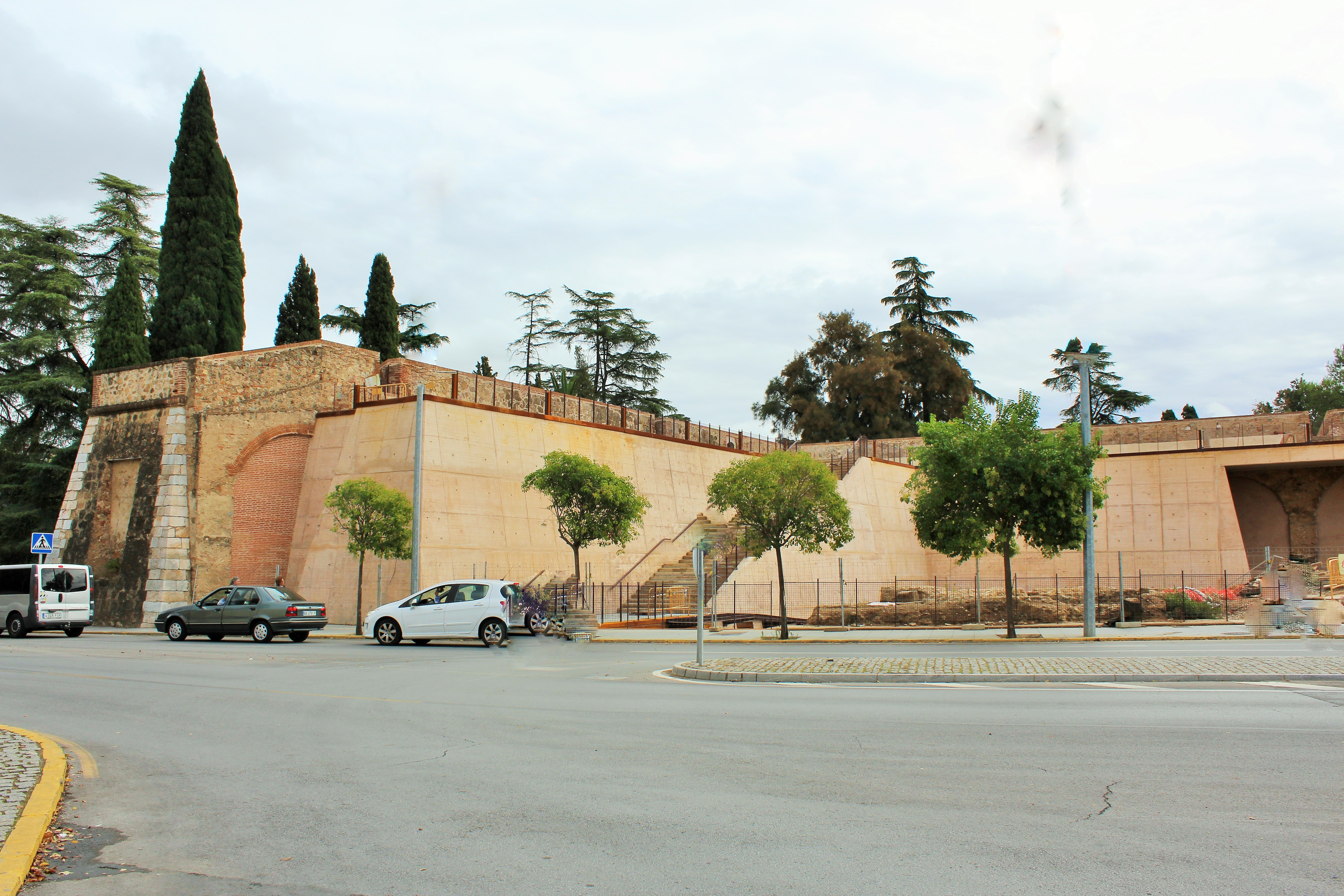
Flanco este; comienzo del baluarte visto desde el interior
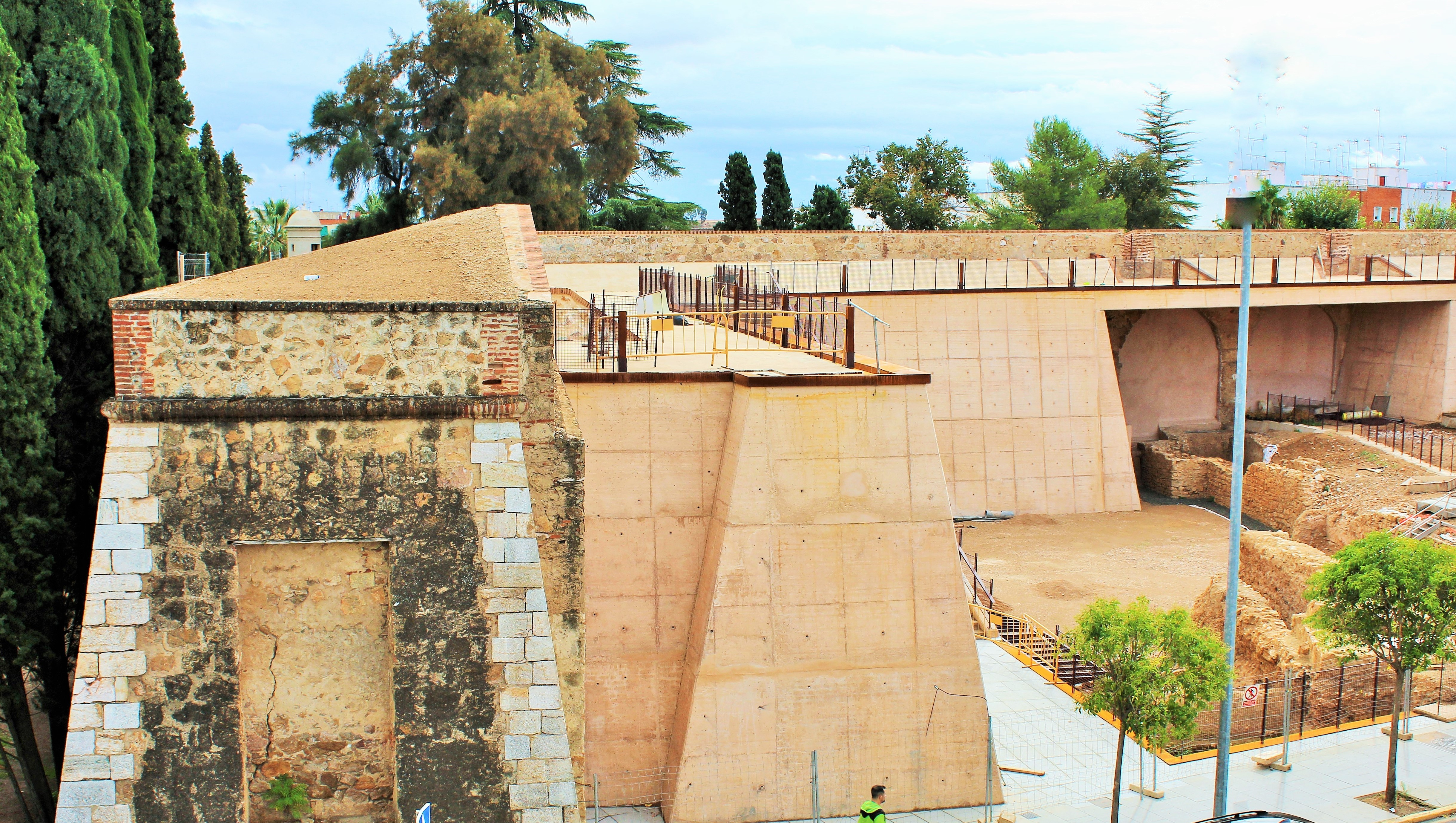
Vista donde se hizo la apertura para tráfico rodado
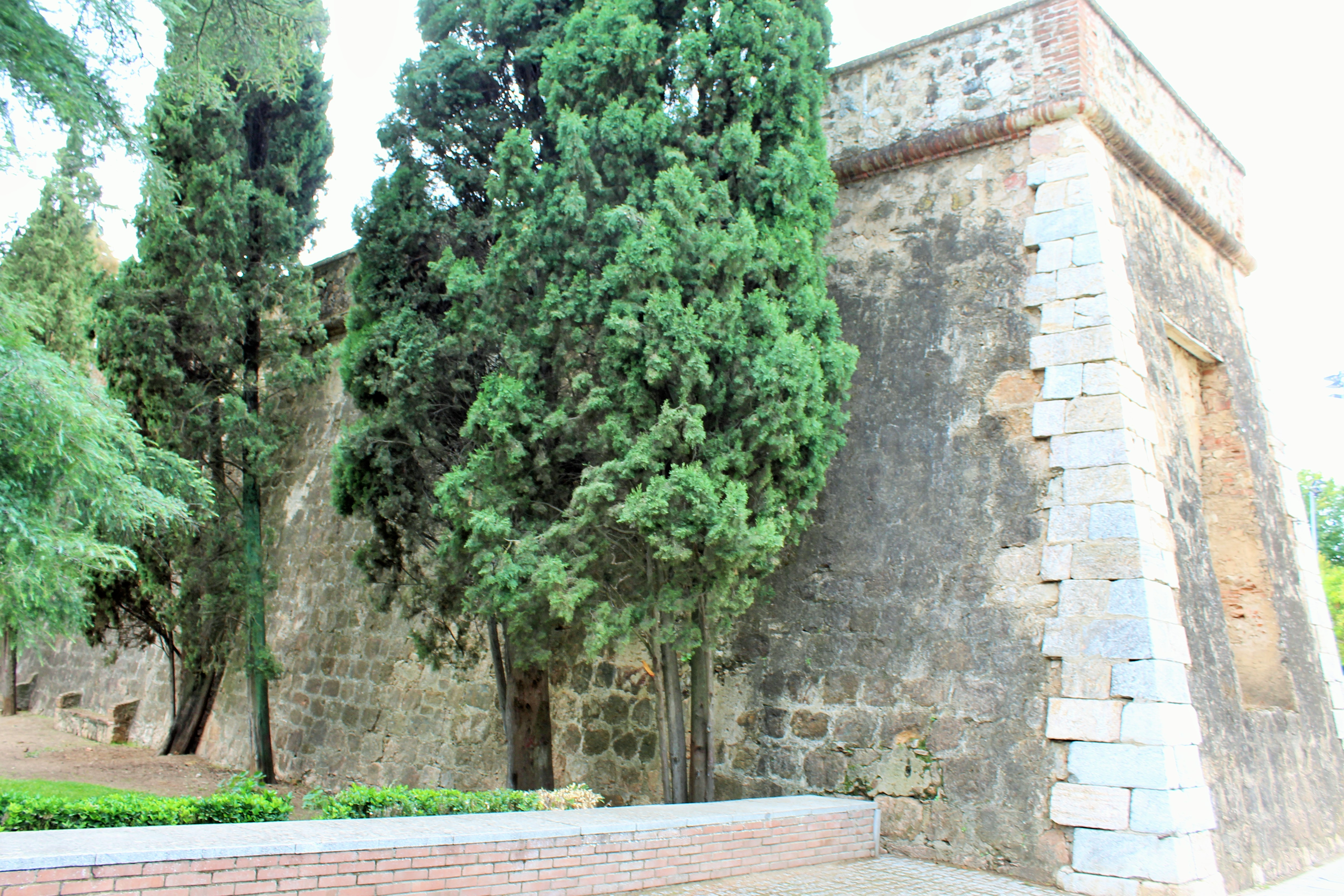
Comienzo del baluarte; lienzo al este
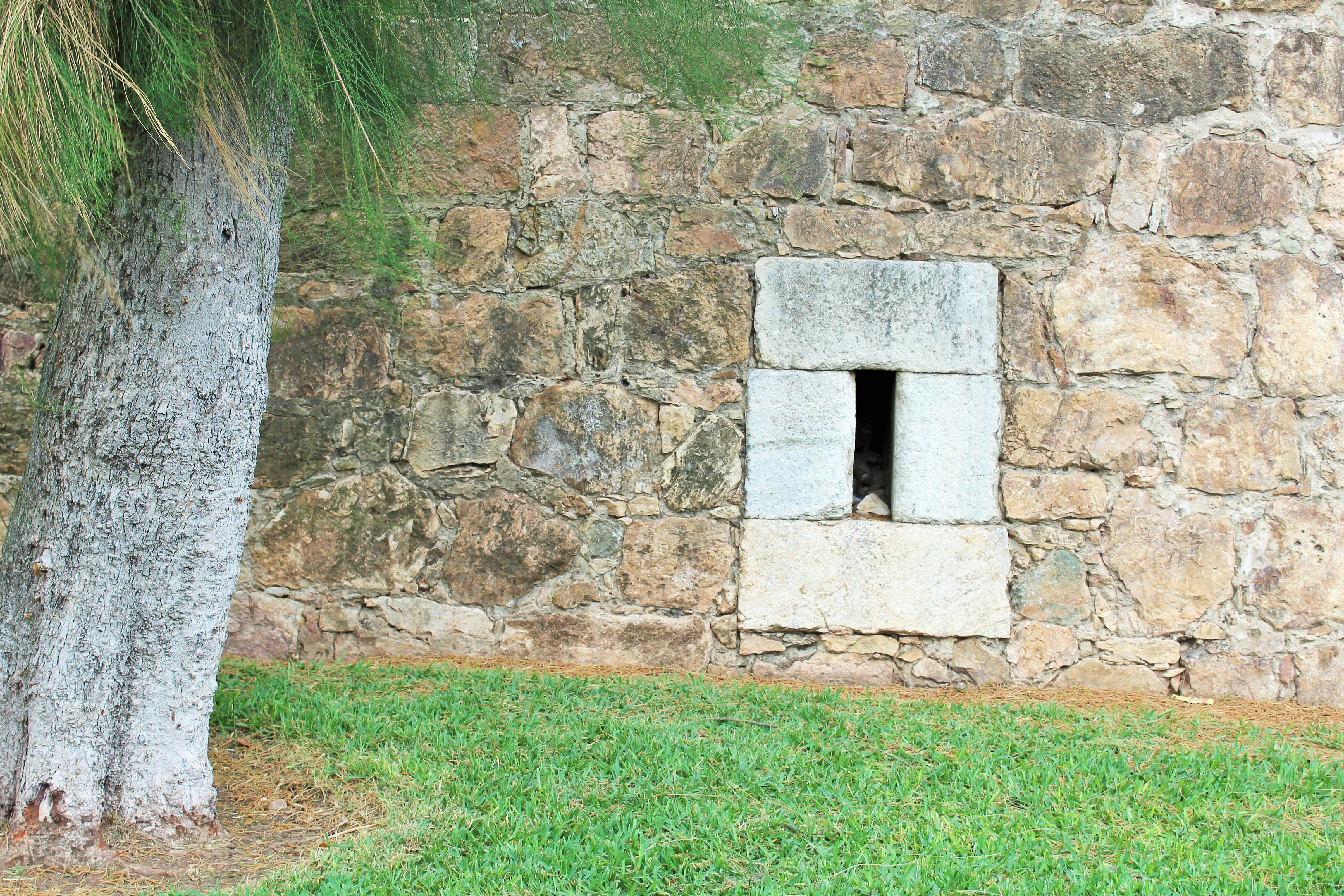
Aliviadero o cloaca en la parte inferior de un lienzo
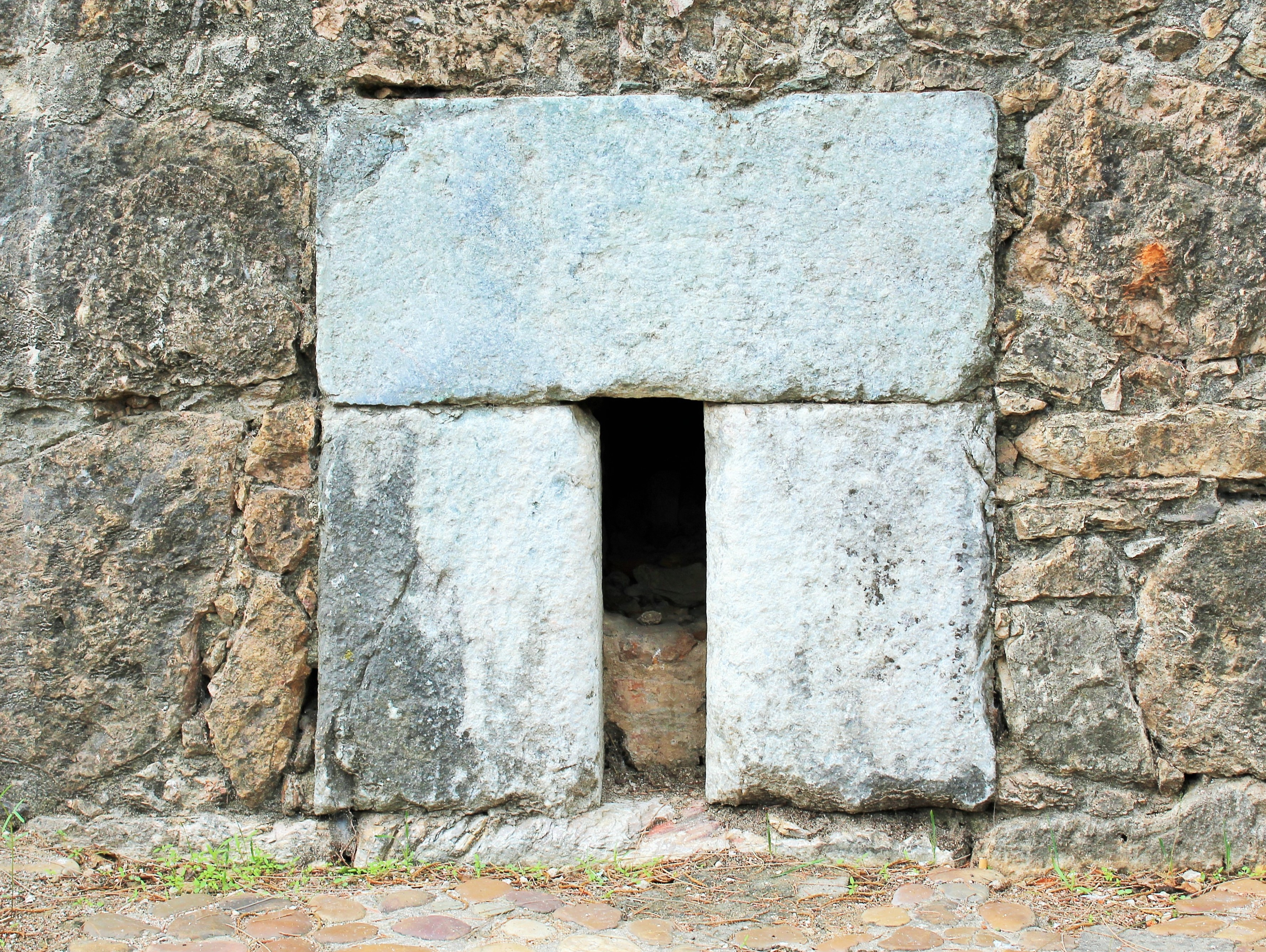
Detalle de aliviadero o cloaca en la parte inferior de un lienzo
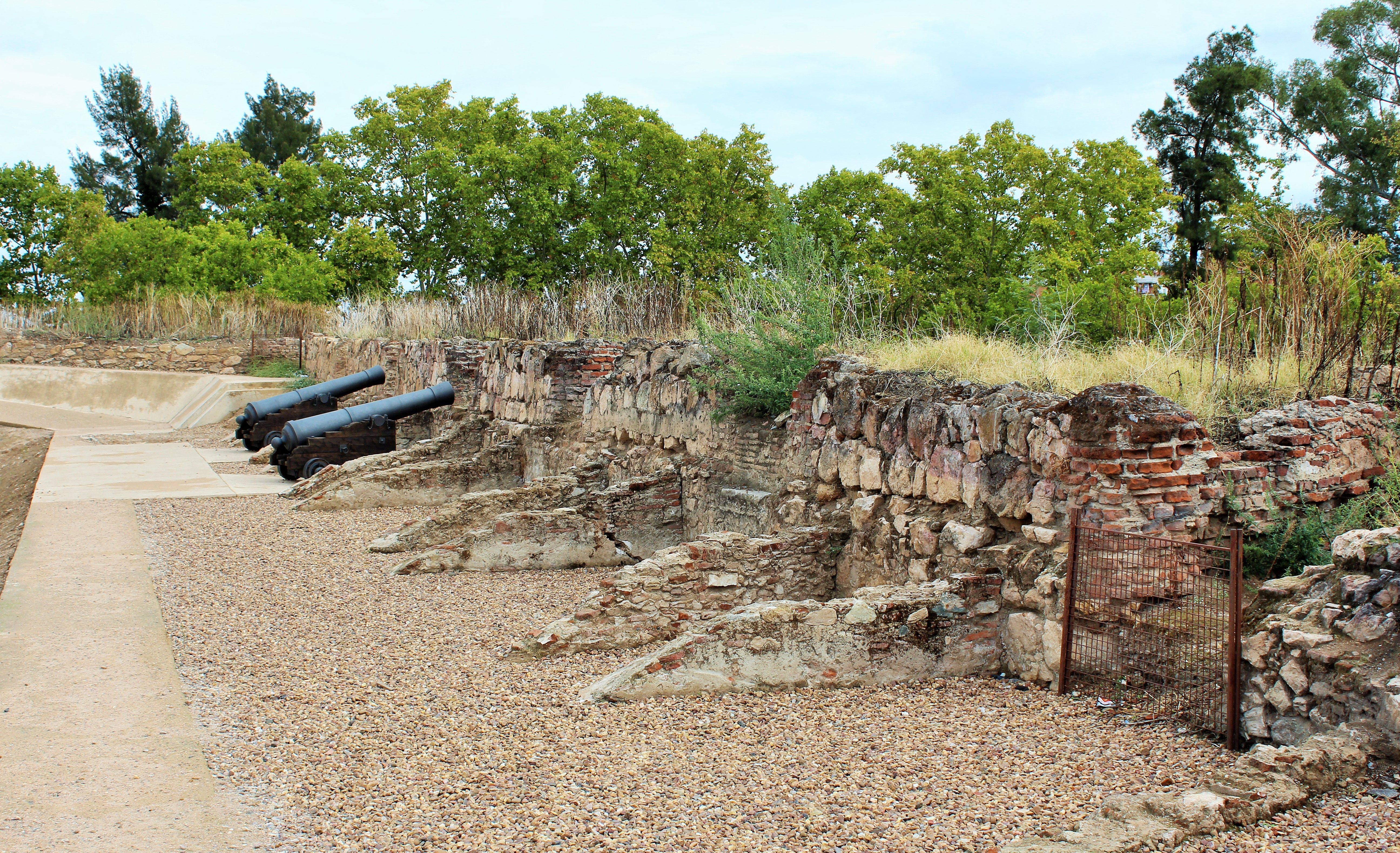
Troneras y cañones en posición sobre la puerta de Trinidad
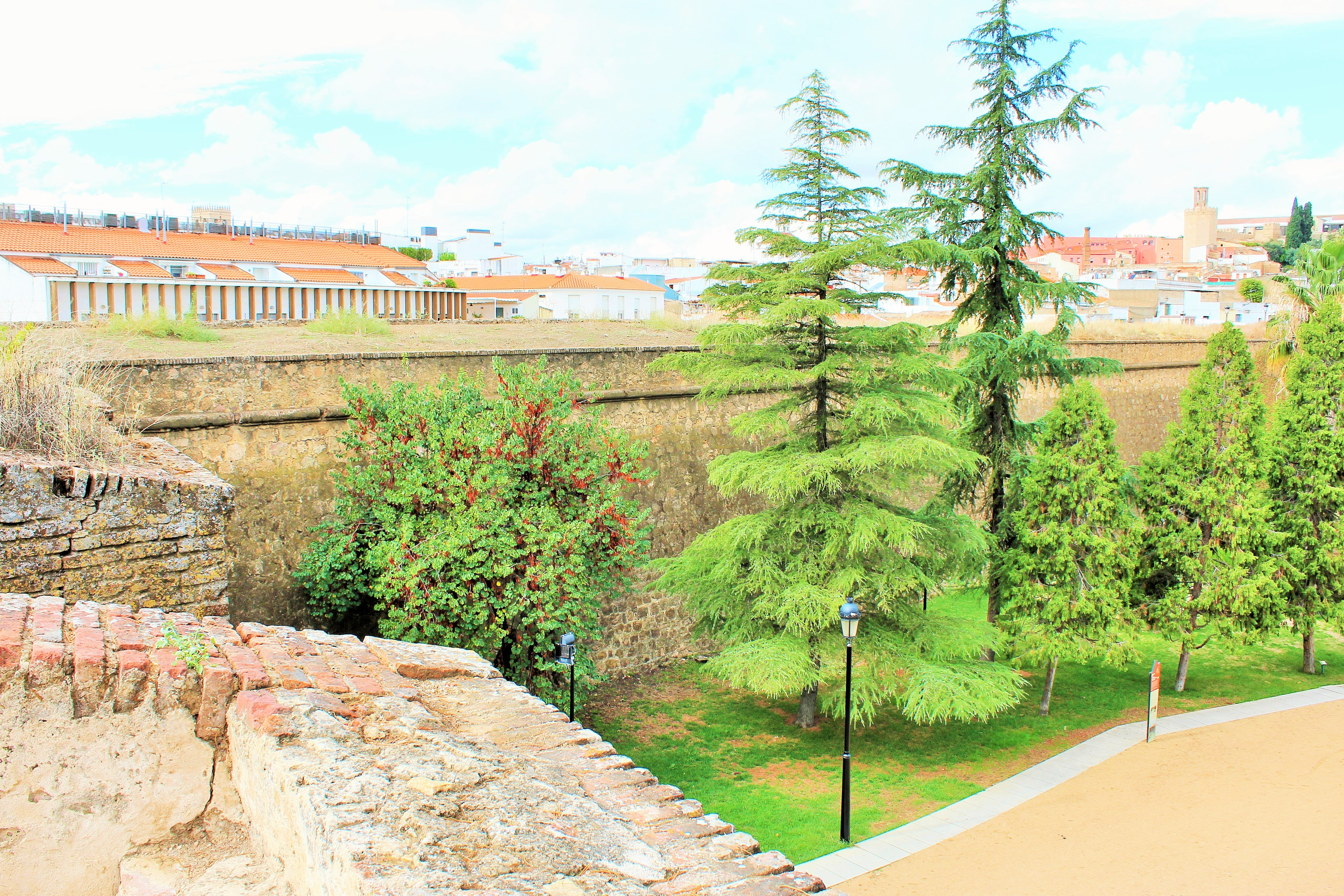
Zona interior del este del baluarte
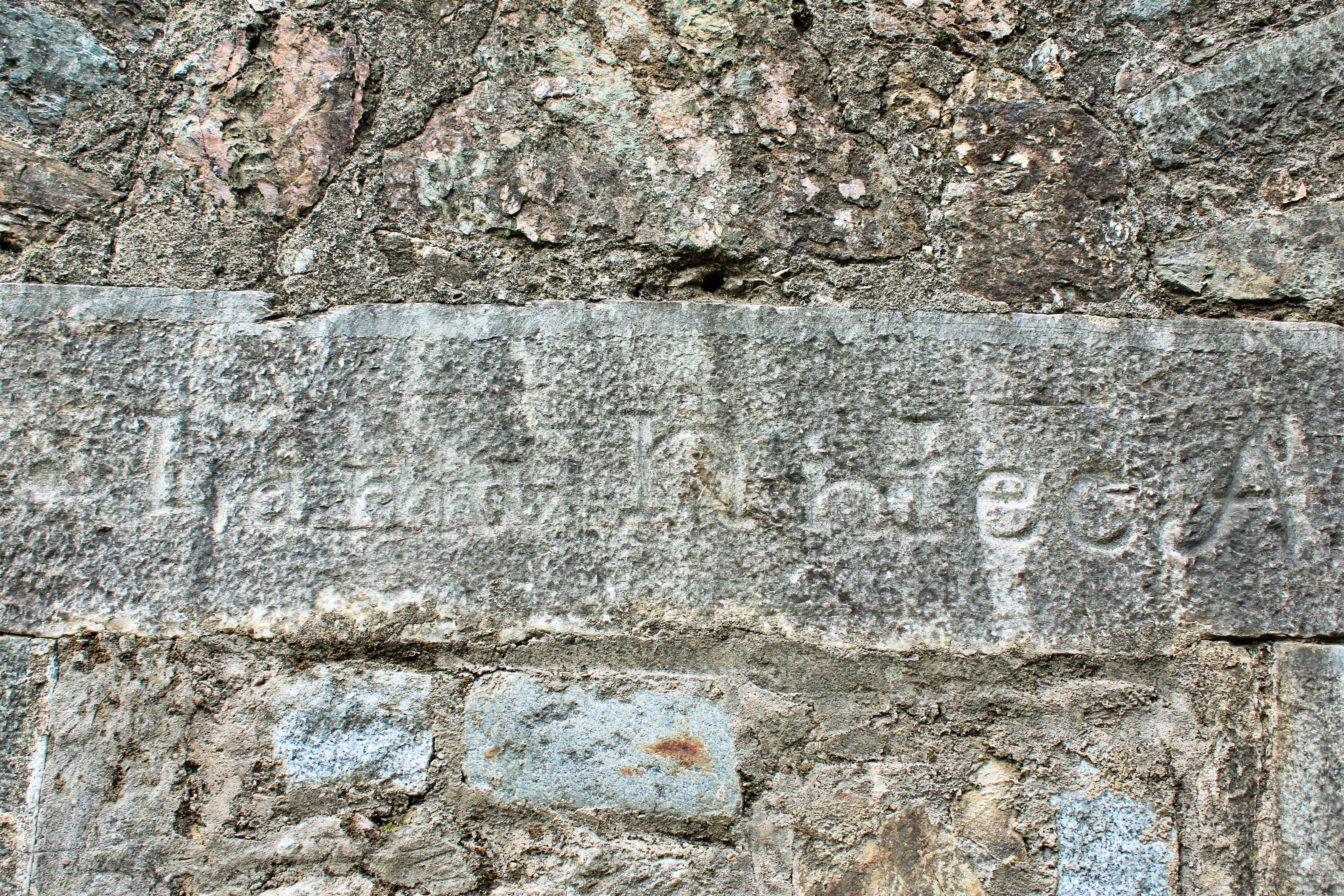
Inscripción en el exterior de un lienzo del baluarte
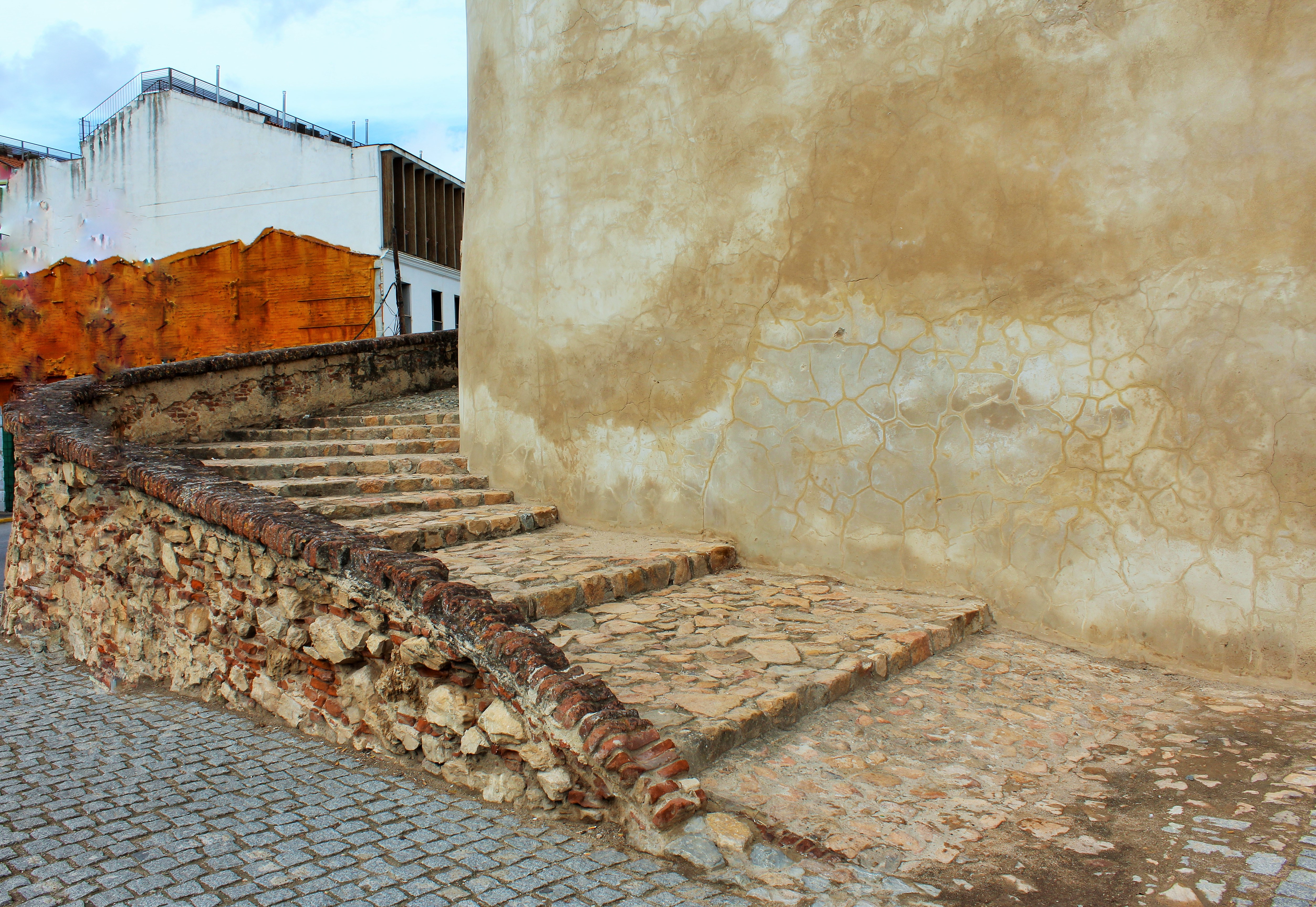
Rampa de acceso al adarve desde la puerta de salida
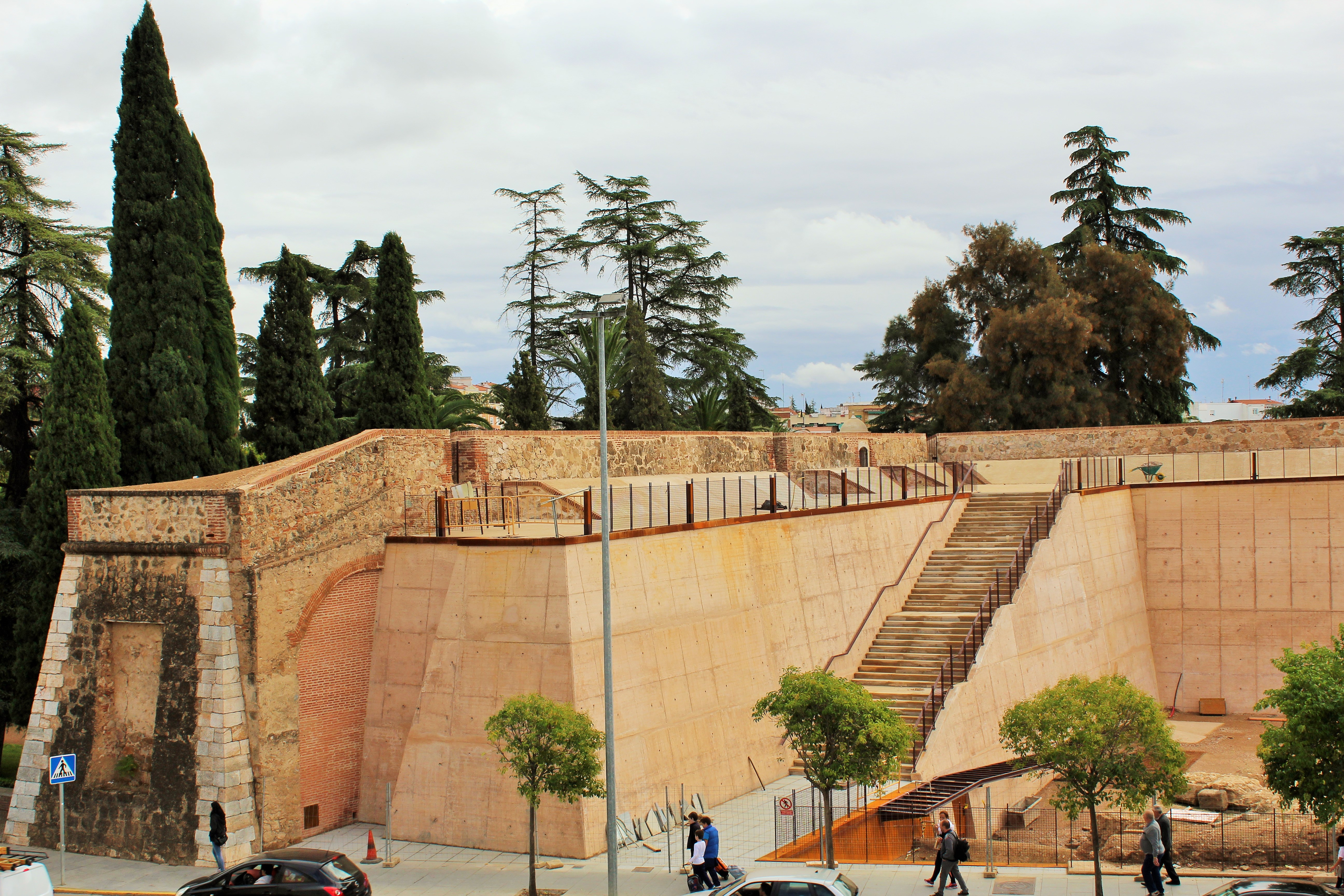
Flanco este; comienzo del baluarte visto desde el baluarte de San Pedro
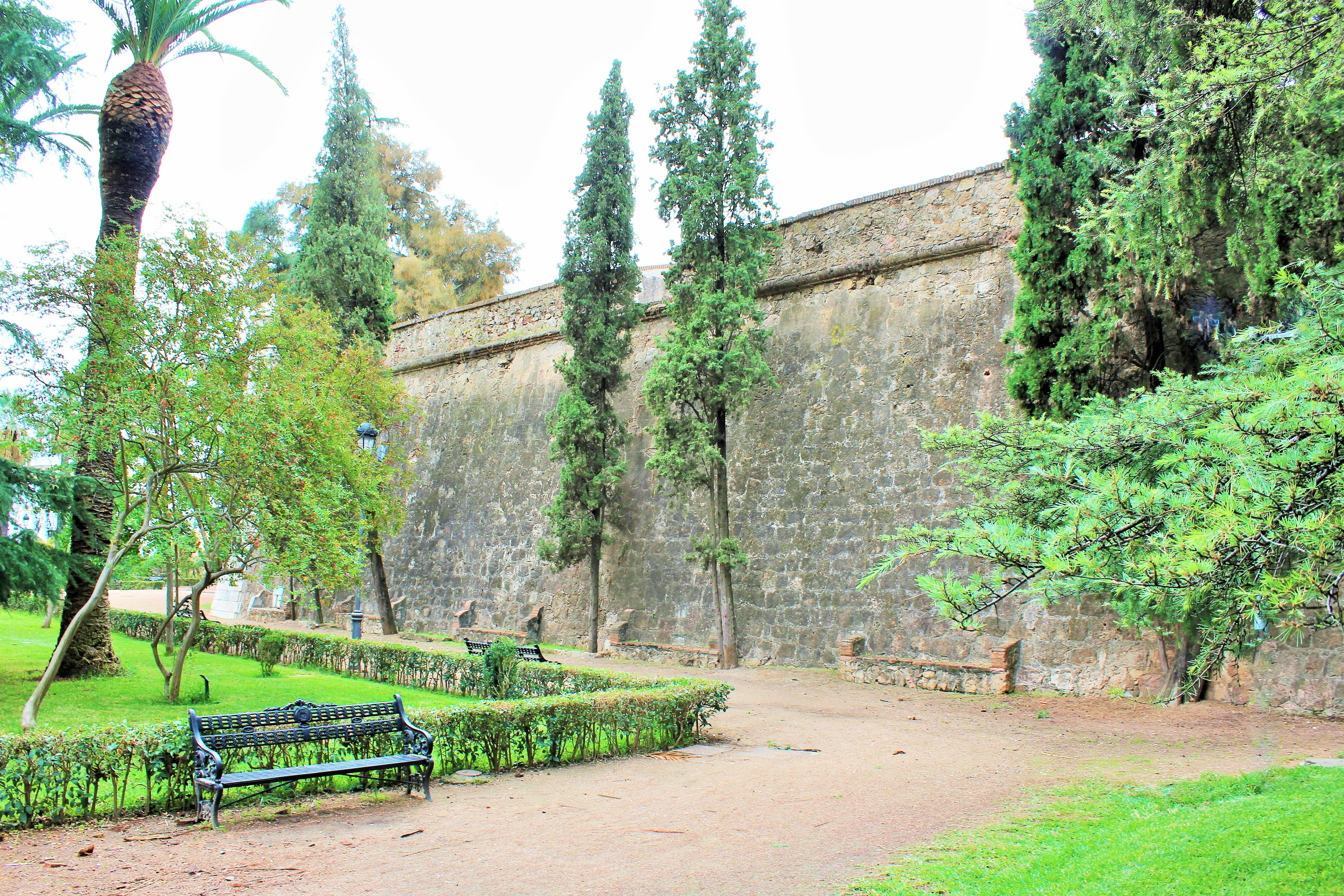
Muralla y comienzo del baluarte; lienzo al este

#### Baluarte de Santa María

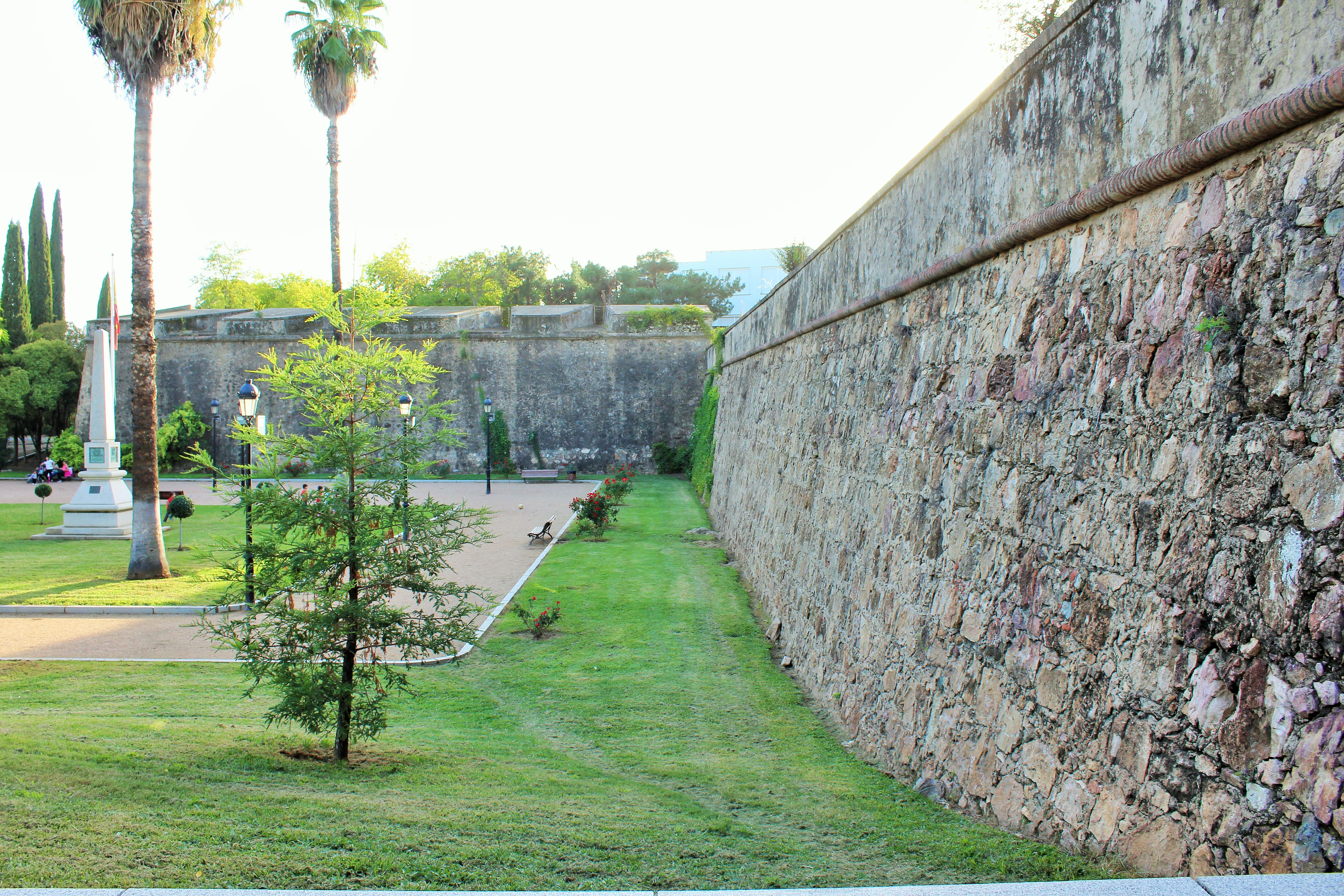
Lienzos con parque exterior y monolitos a los caídos en la Guerra de la Independencia.

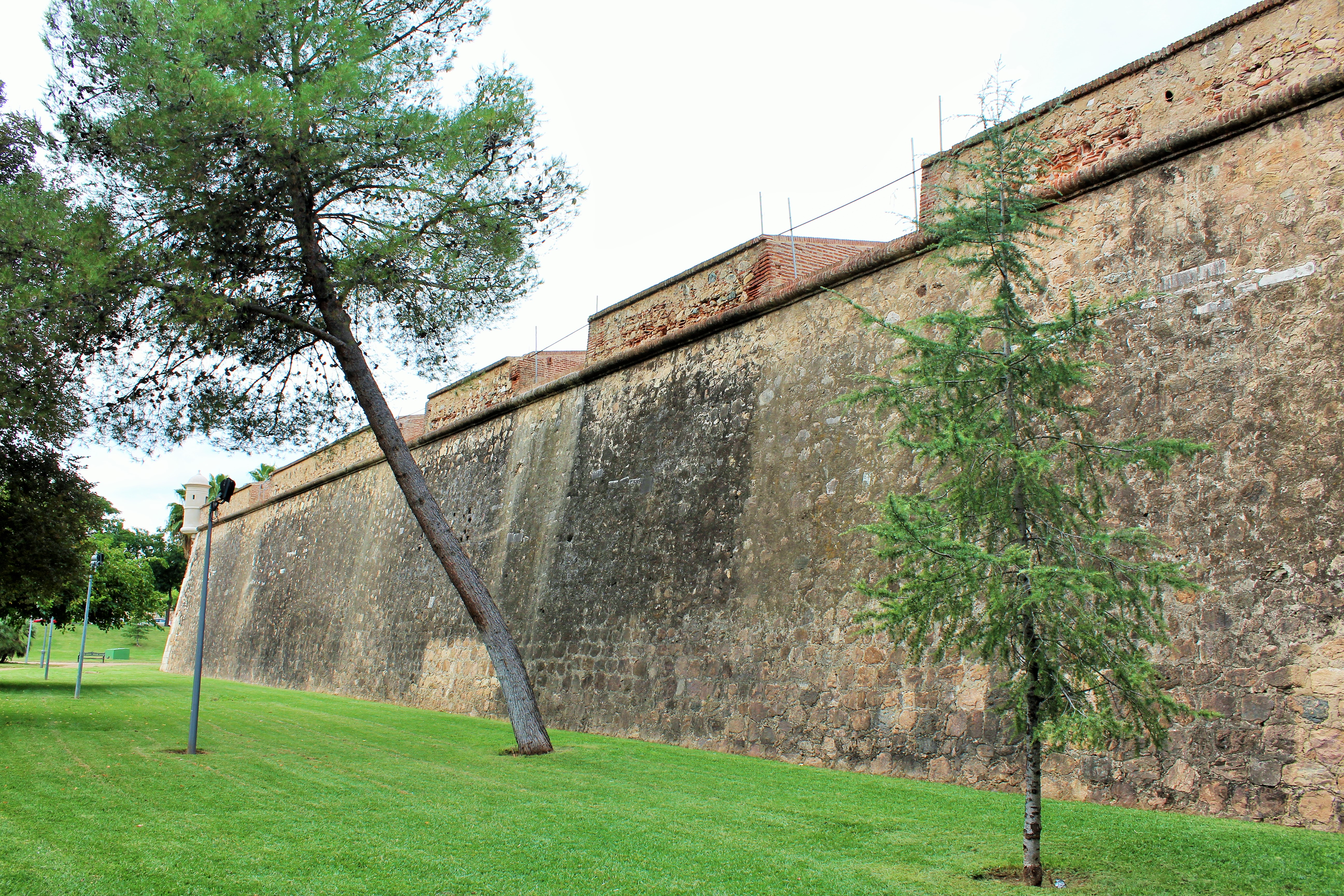
Gran lienzo con troneras y garita de vigilancia al fondo.

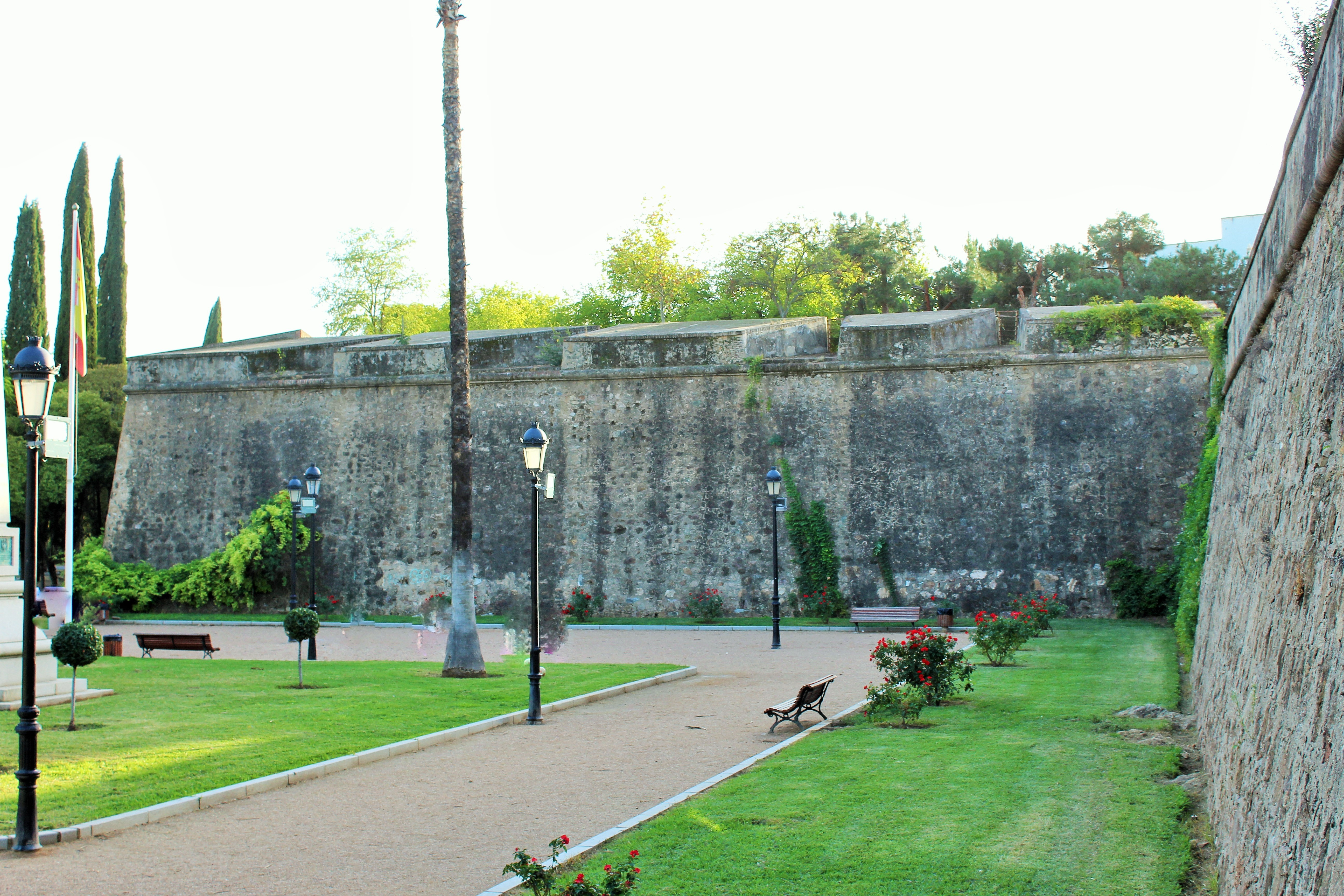
Lienzos sur y este con parque exterior.

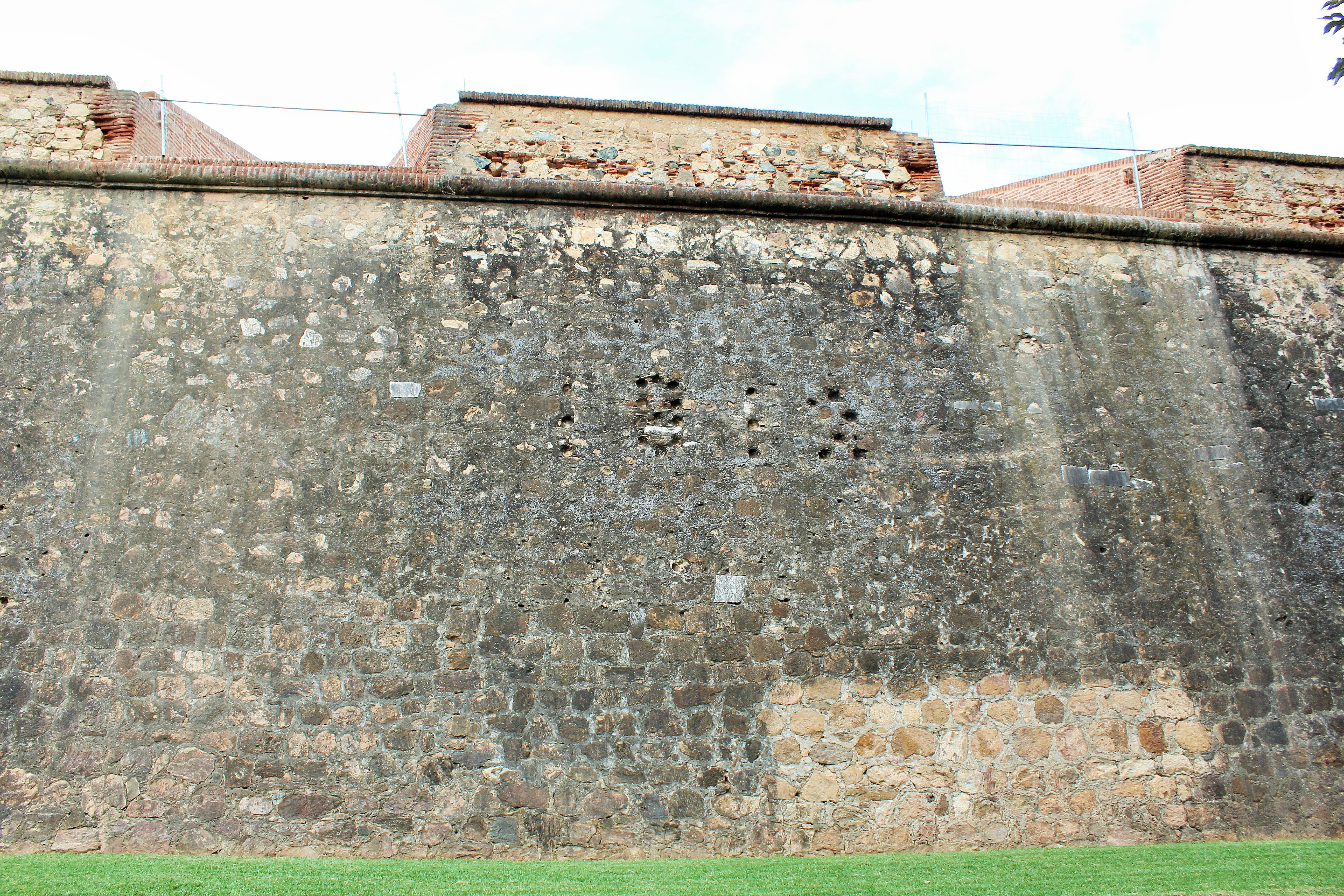
Lienzo con troneras y fecha 1812 grabada con los disparos efectuados por las tropas de Wellington con balas de cañón para conmemorar el asalto a los dos baluartes.

Tiene el n.º 4 en el Plano de baluartes. Está flanqueado por los baluartes de la Trinidad y el de San Roque. También se le llamó de «La Laguna», ya que podía anegarse el foso exterior con las aguas procedentes de unas represas de escasa entidad construidas en el arroyo Rivillas lo cual aumentaba su capacidad defensiva. De esta manera, una buena parte de la ciudad amurallada se convertía en una isla de difícil acceso.
Se construyó en el siglo XVII, pero fue casi totalmente destruido después del asedio y asalto a Badajoz por parte de las tropas francesas a la ciudad en la Guerra de la Independencia en 1812, de tal modo que las fuerzas de lord Wellington pertenecientes a la 3.ª División y a la División Ligera, tomaron la ciudad, pero dejando este baluarte en ruinas. Entre el foso de este baluarte y el de la Trinidad quedan unos pocos restos de un cementerio donde enterraron a los ingleses muertos en combate.
Se reconstruyó en el siglo XVIII y como recuerdo de la fecha de su destrucción también se dejó grabada la fecha de 1812, en este baluarte y también en el de la Trinidad, mediante agujeros dejados por disparos de balas de cañón que componían dicha cifra. El baluarte posee las troneras de catorce cañones: cuatro en la parte frontal y cinco en cada lado. De las garitas de vigilancia que había en cada esquina que formaban dos lienzos de muros, solo quedan dos. Cuando se reconstruyó el baluarte se le dotó de galerías de fusilería.
El baluarte está muy rodeado en la actualidad por edificaciones, sobre todo en la zona sureste y gran cantidad de maleza que, todo ello, hace que permanezca prácticamente oculto a la vista del público.

Galería
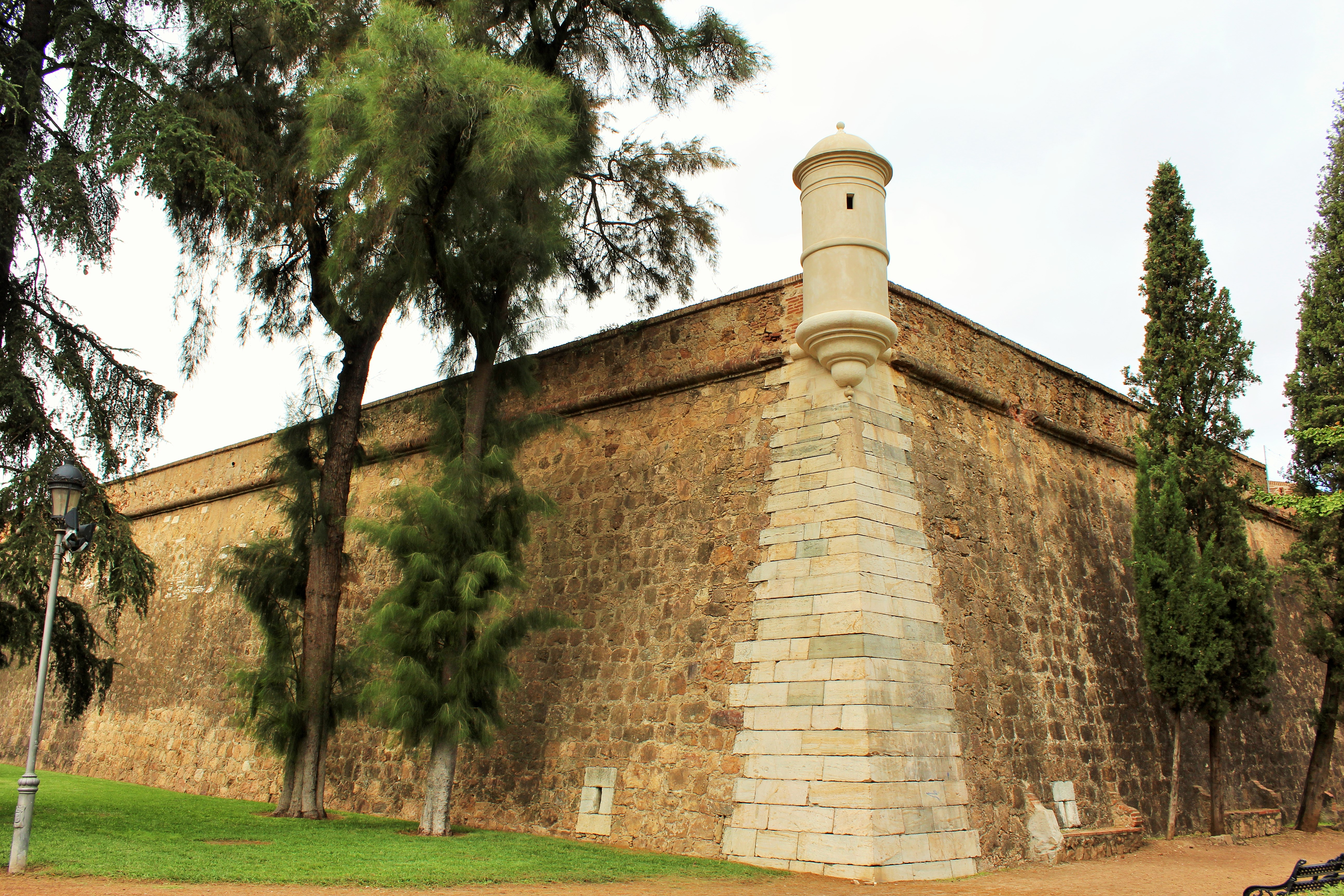
Lienzos en esquina, garita y aliviaderos en zona baja
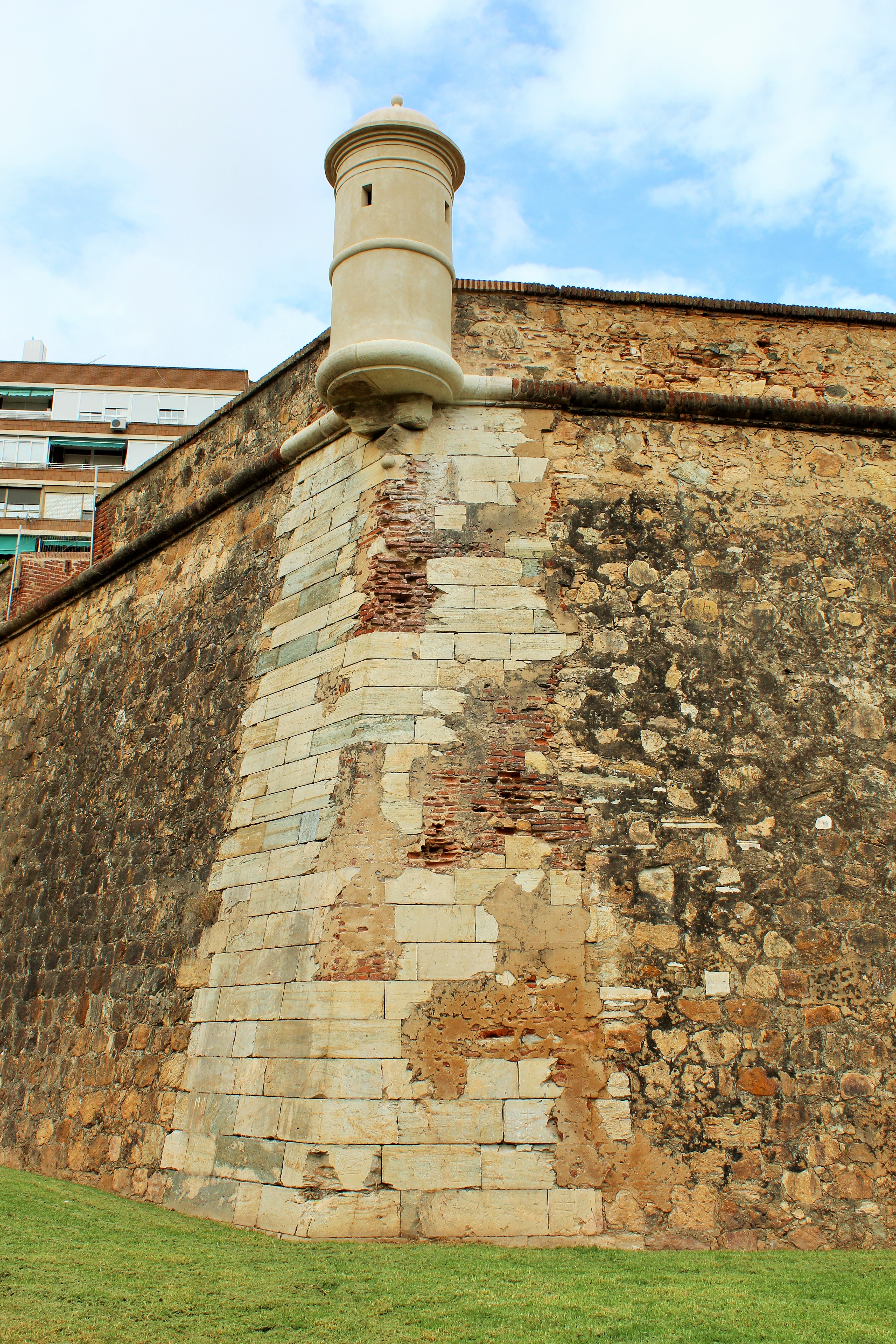
Garita en esquina degradada
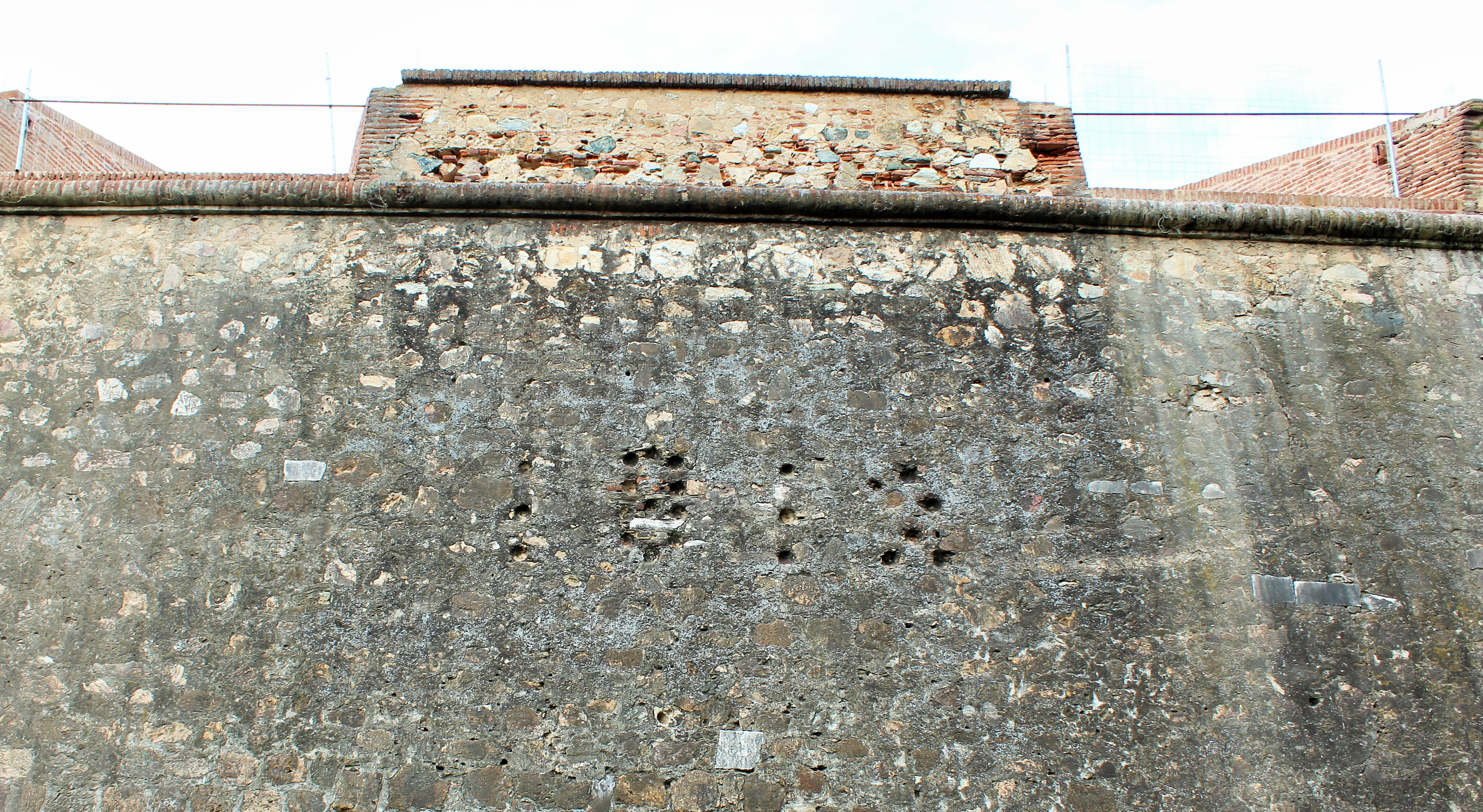
Lienzo con troneras y fecha 1812 grabada con los disparos efectuados con balas de cañón por las tropas de Wellington para conmemorar el asalto a los dos baluartes
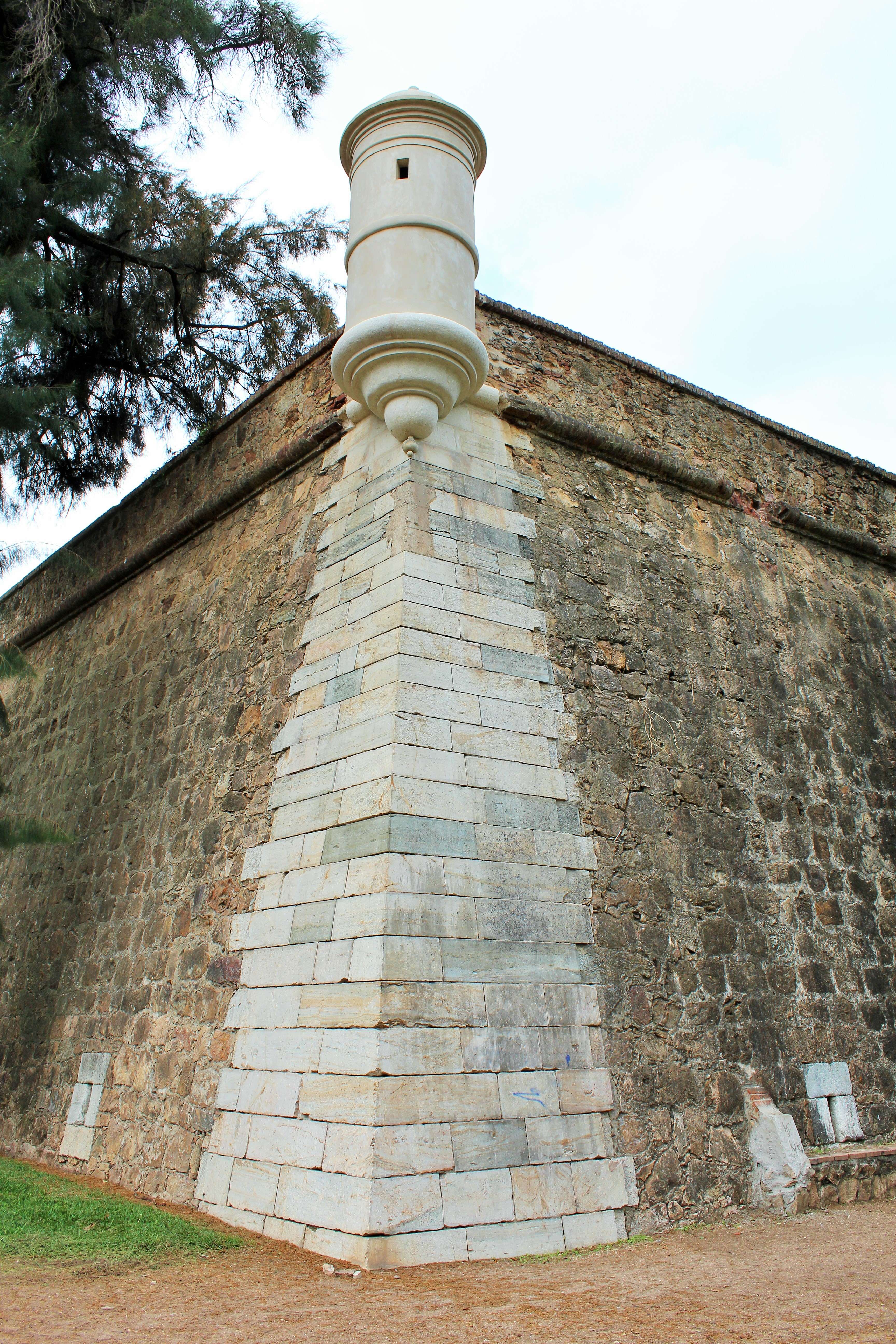
Lienzos en esquina con buena sillería, garita y aliviaderos en zona baja
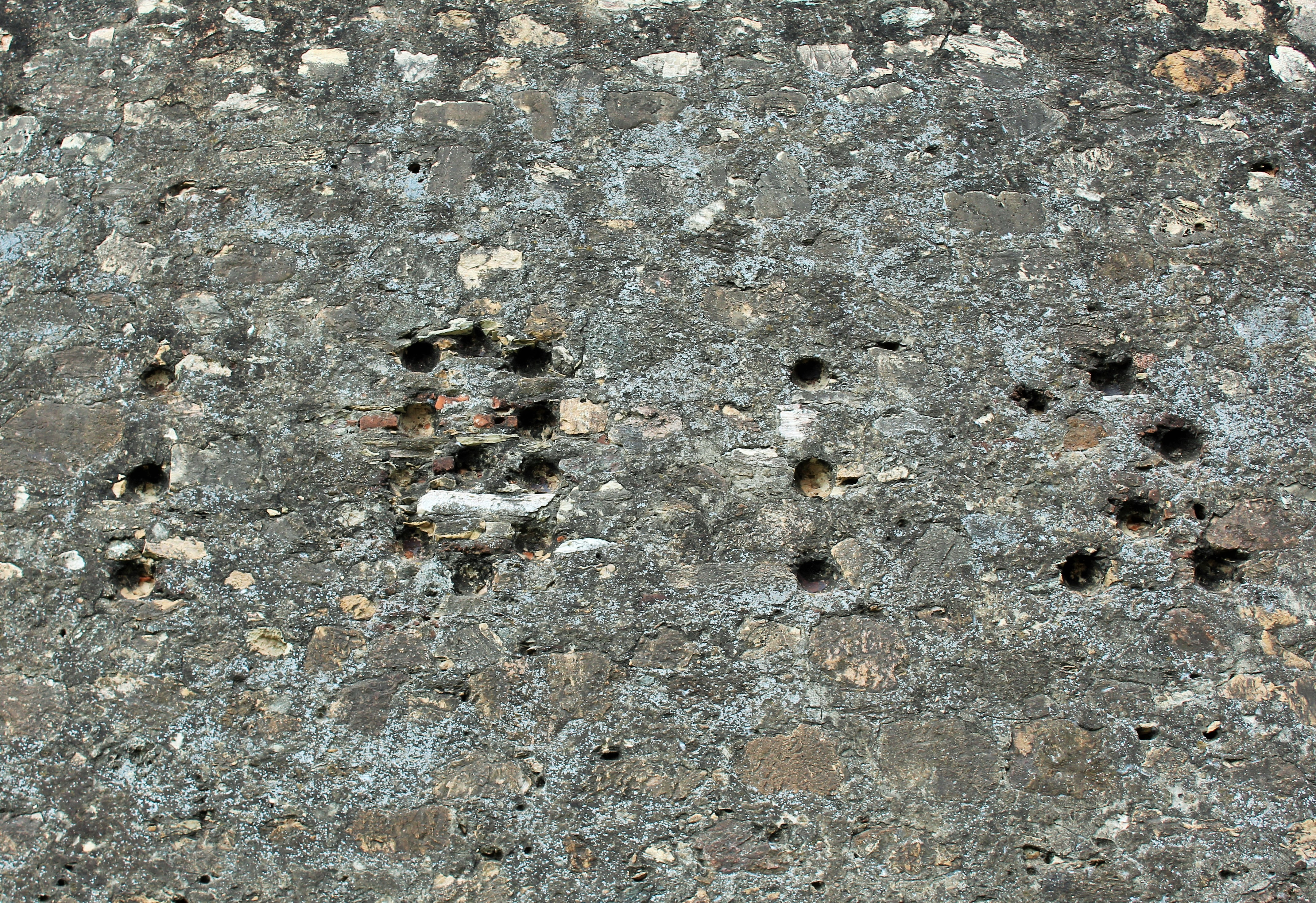
Detalle de la fecha 1812 grabada con disparos efectuados por los artilleros ingleses para conmemorar el asalto a los dos baluartes
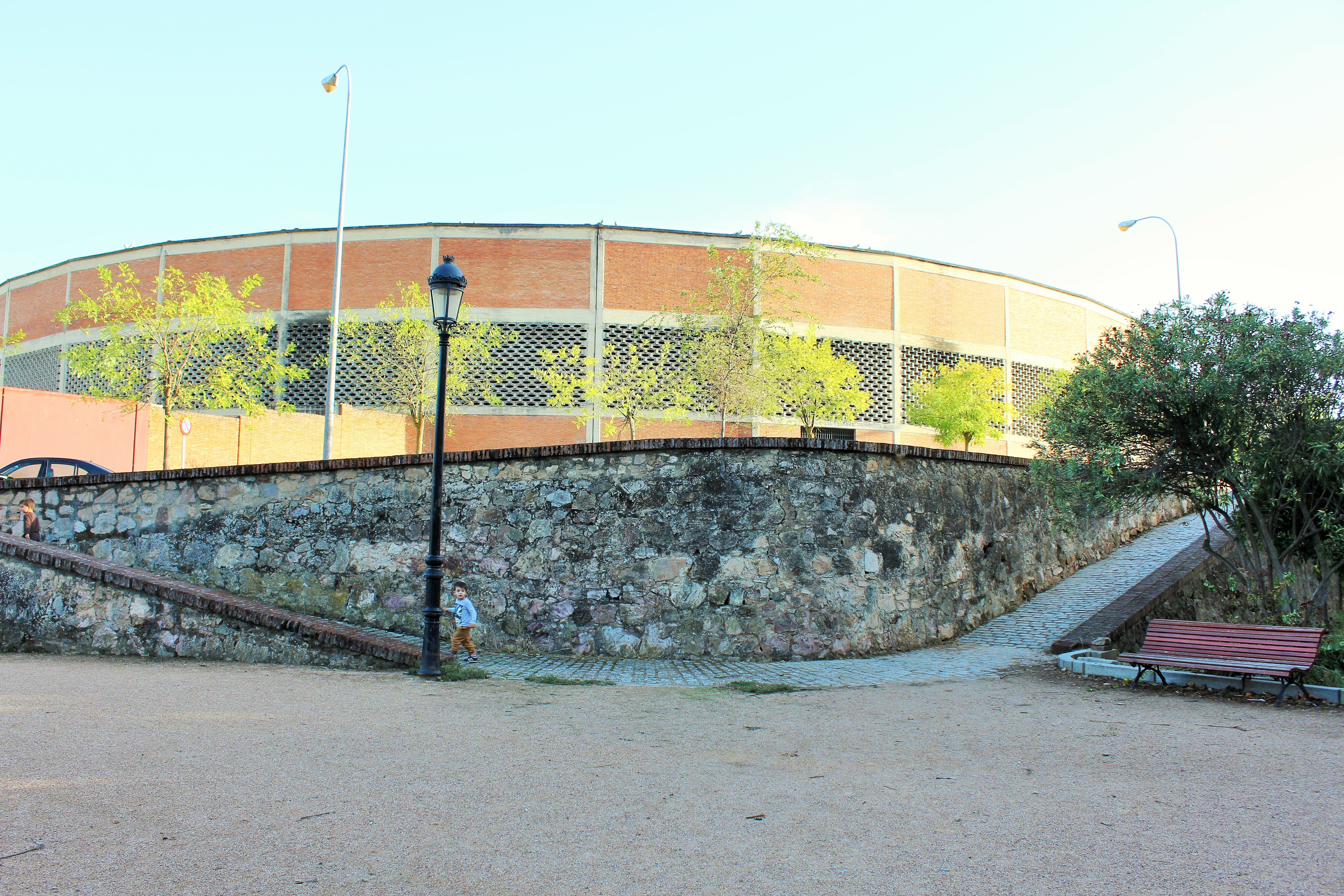
Muralla exterior; plaza de toros al fondo
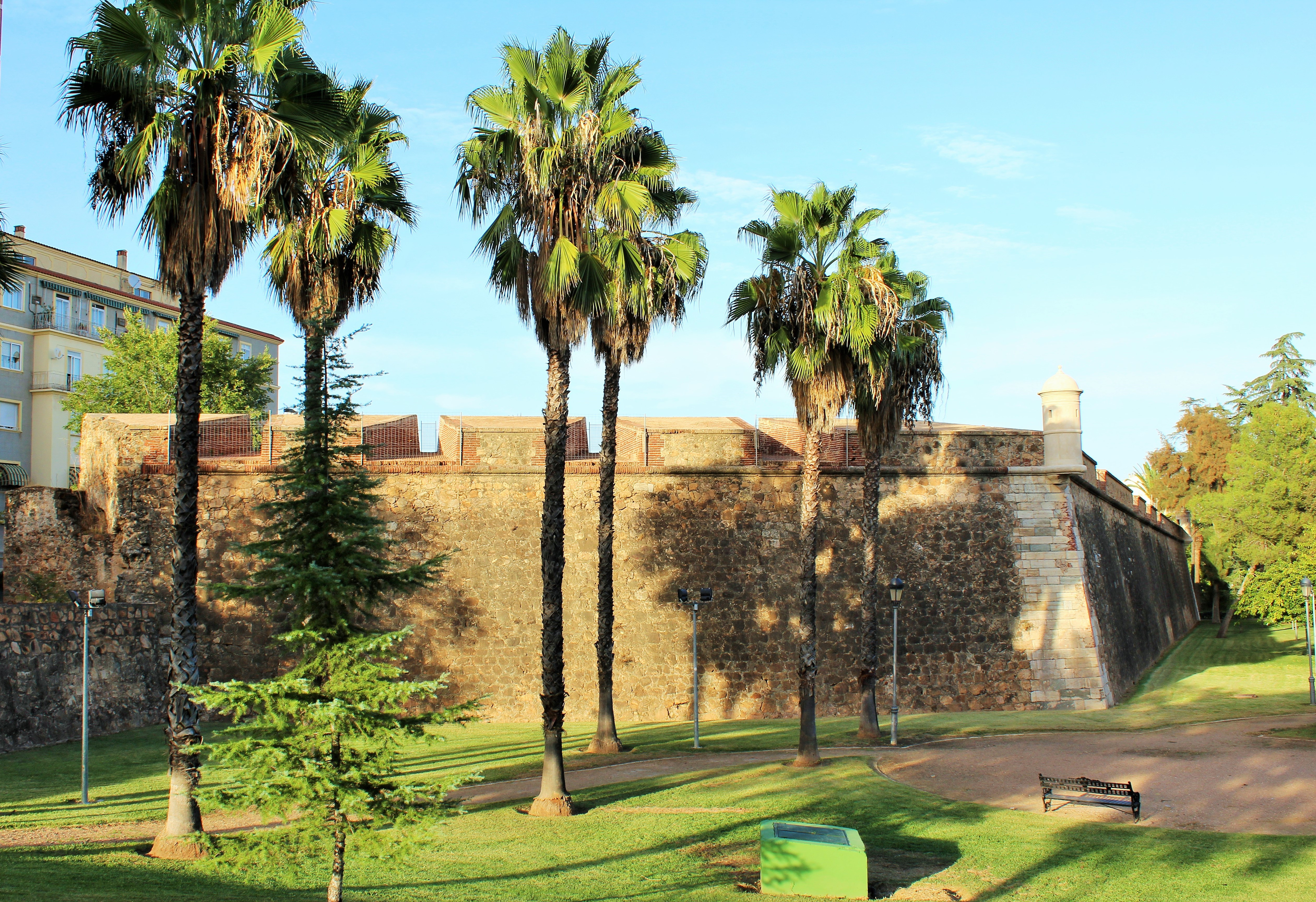
Lienzos sur y oeste en esquina con garita
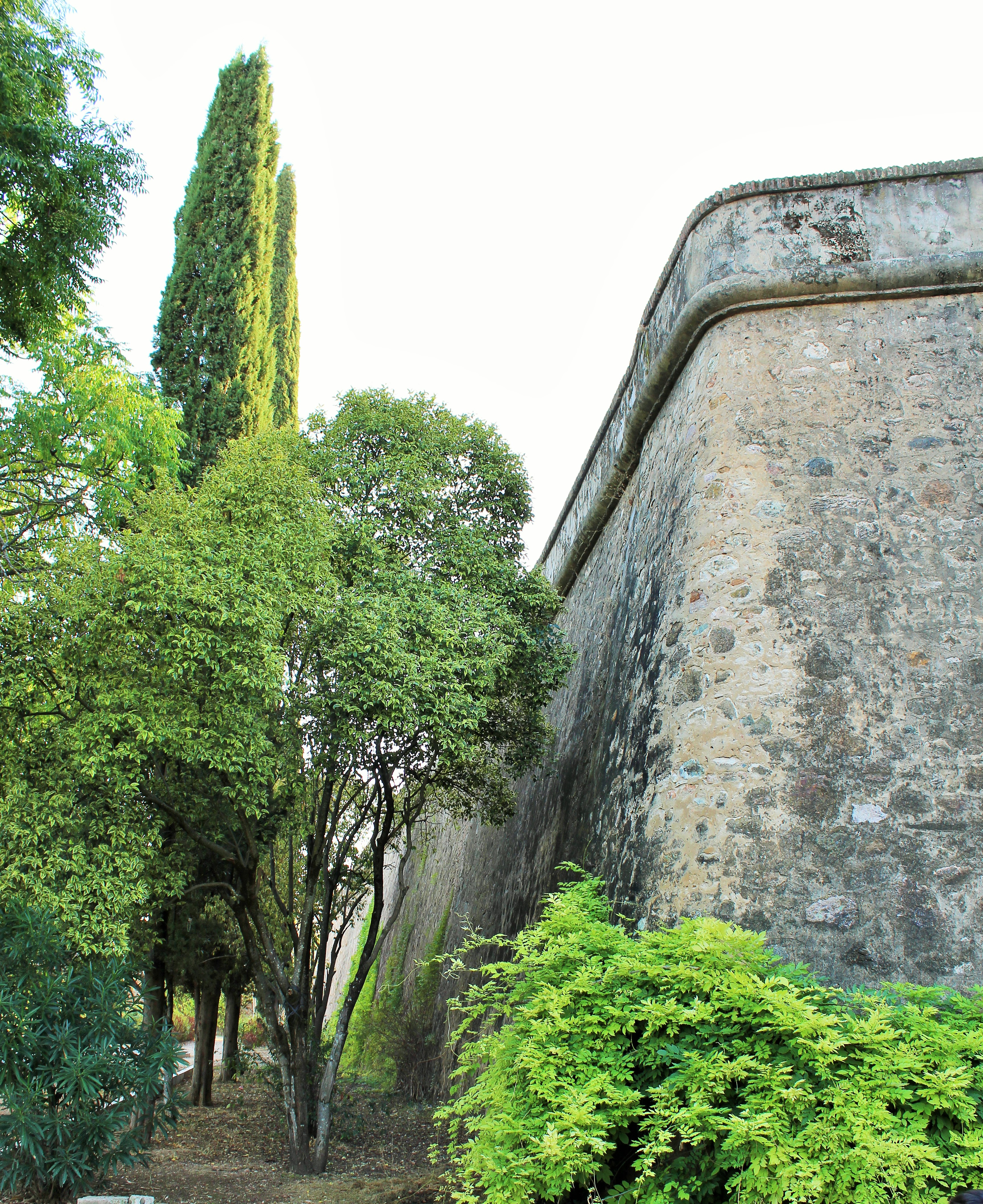
Dos lienzos en esquina curva
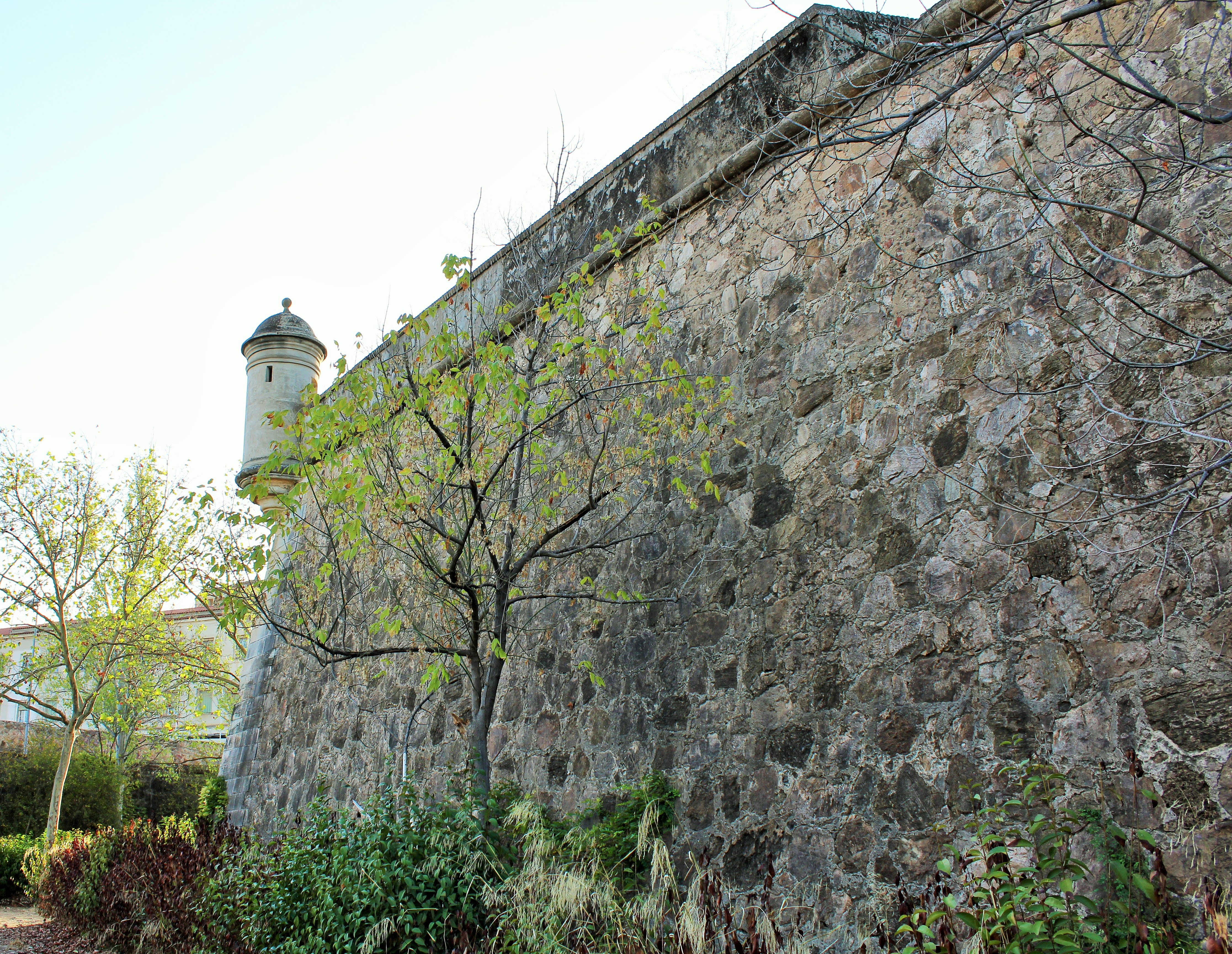
Potente lienzo al este con garita al fondo
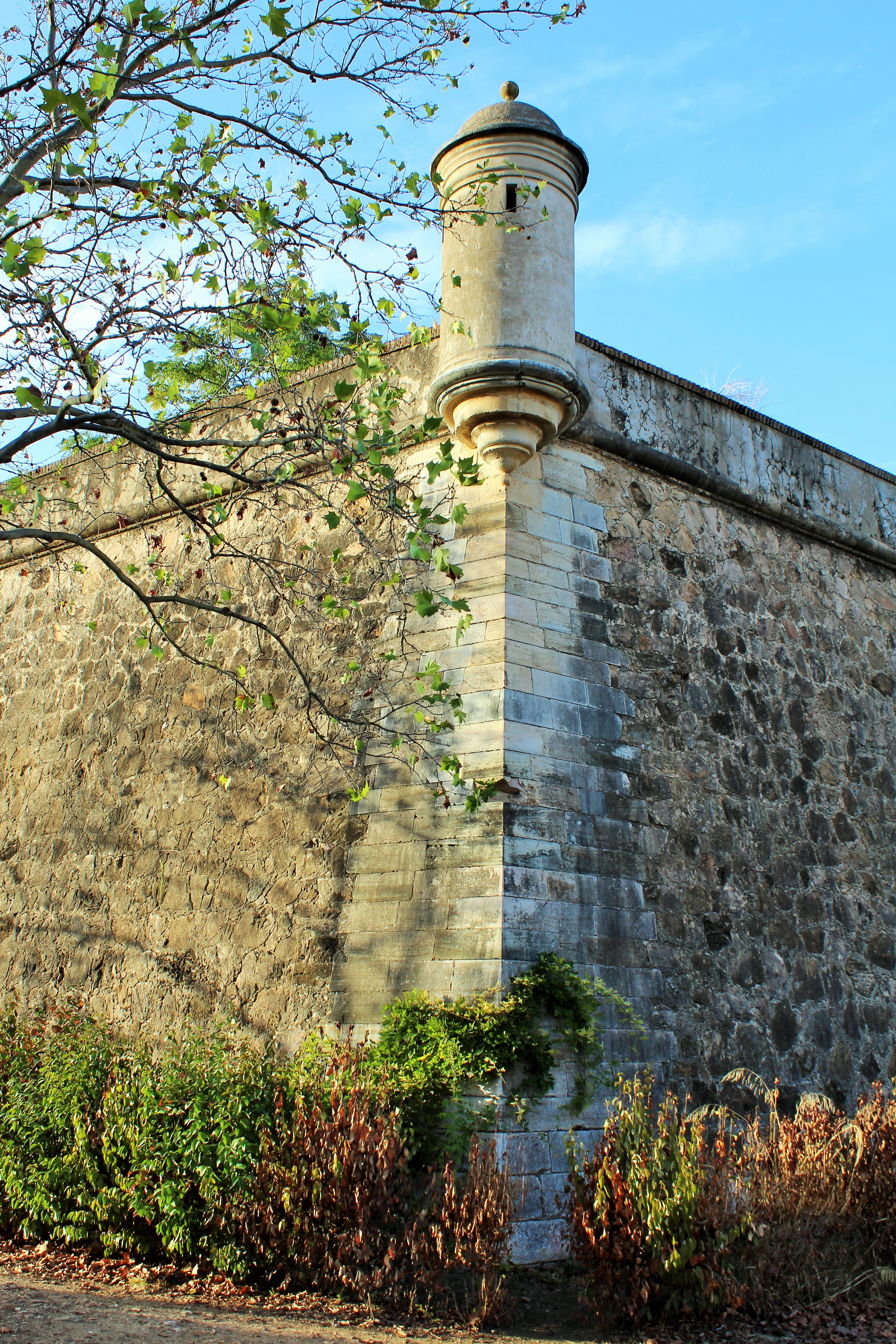
Esquina de sillares y garita
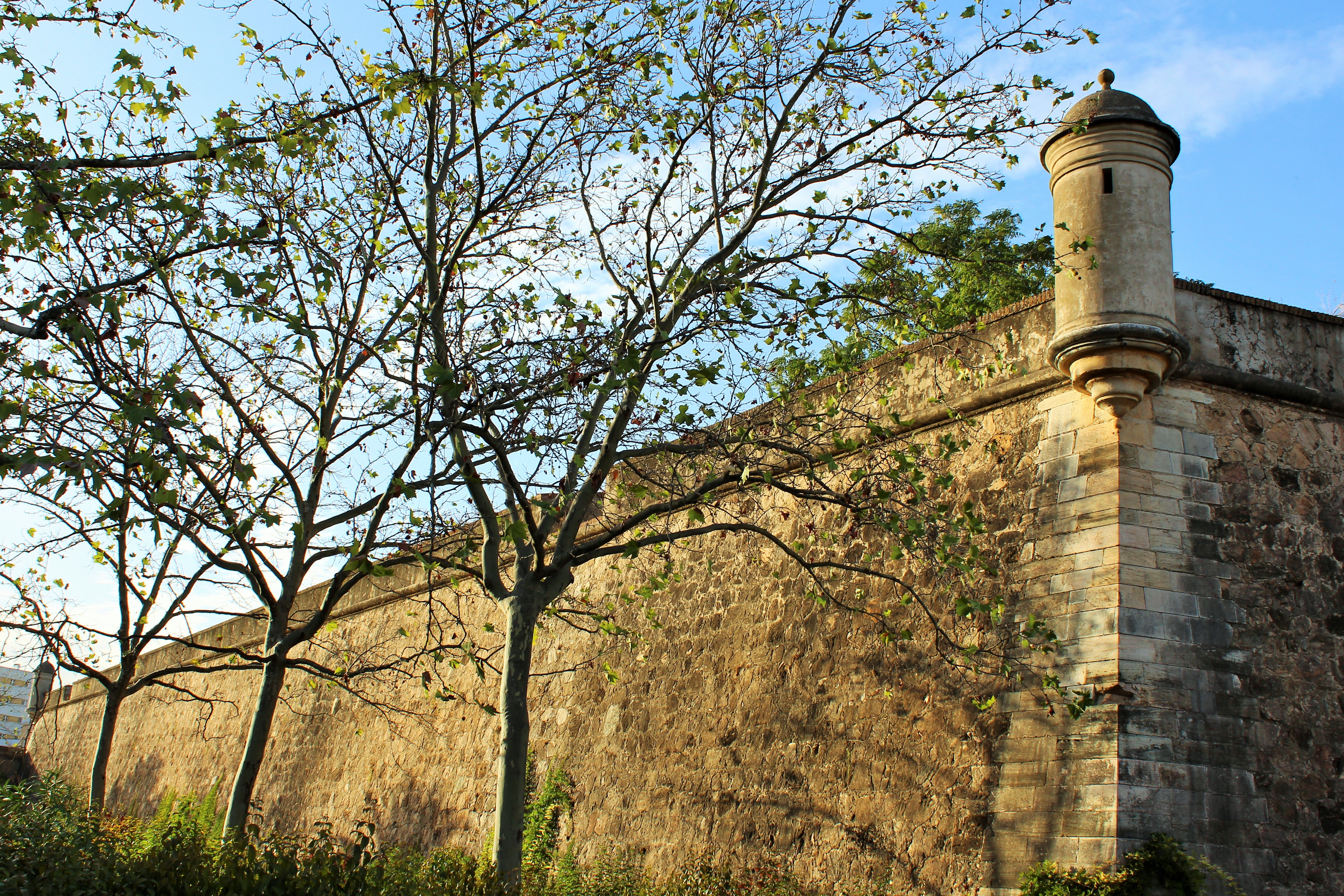
Esquina sur-este afilada, de sillares, y garitas en extremos
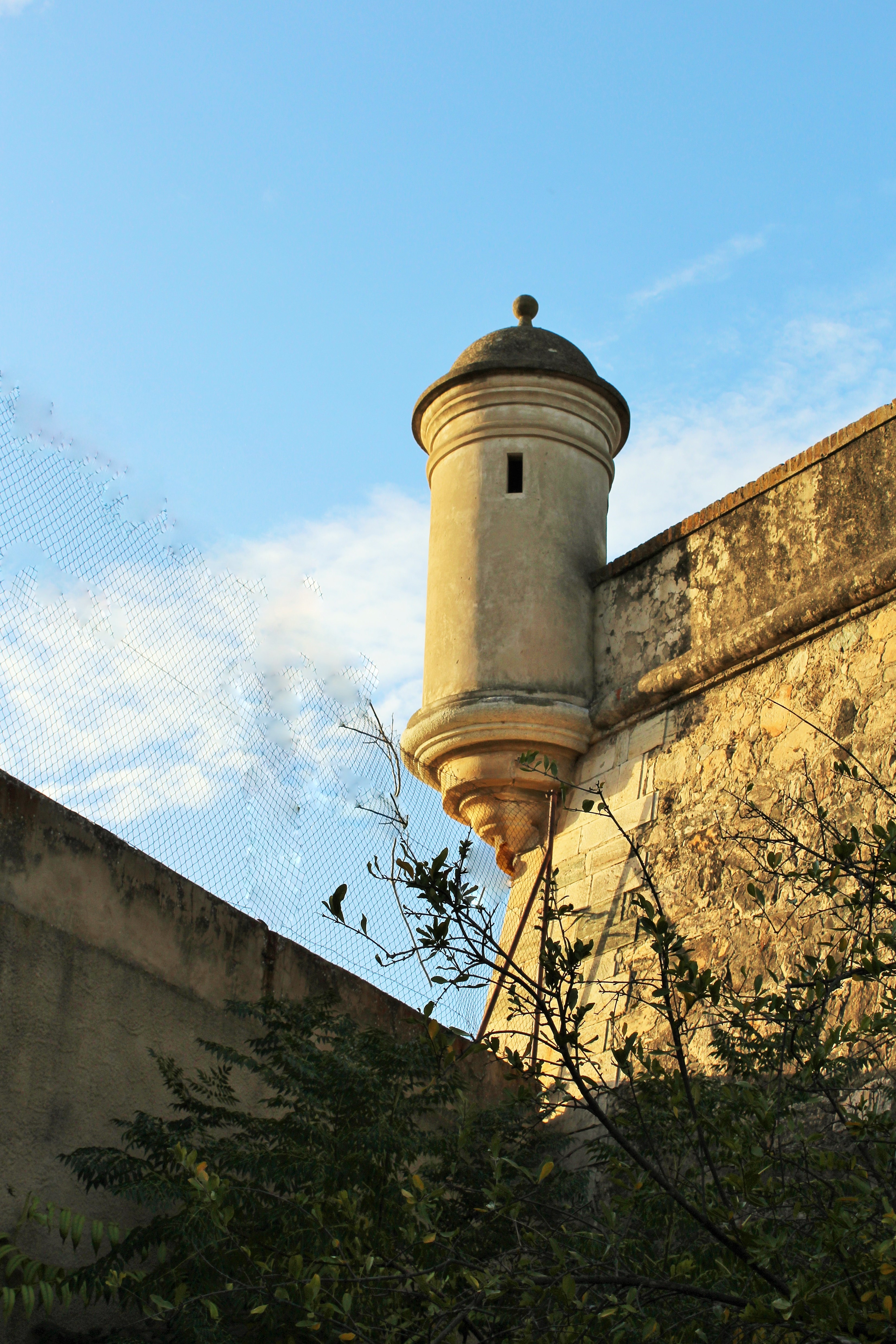
Detalle de garita en esquina sur‑occidental
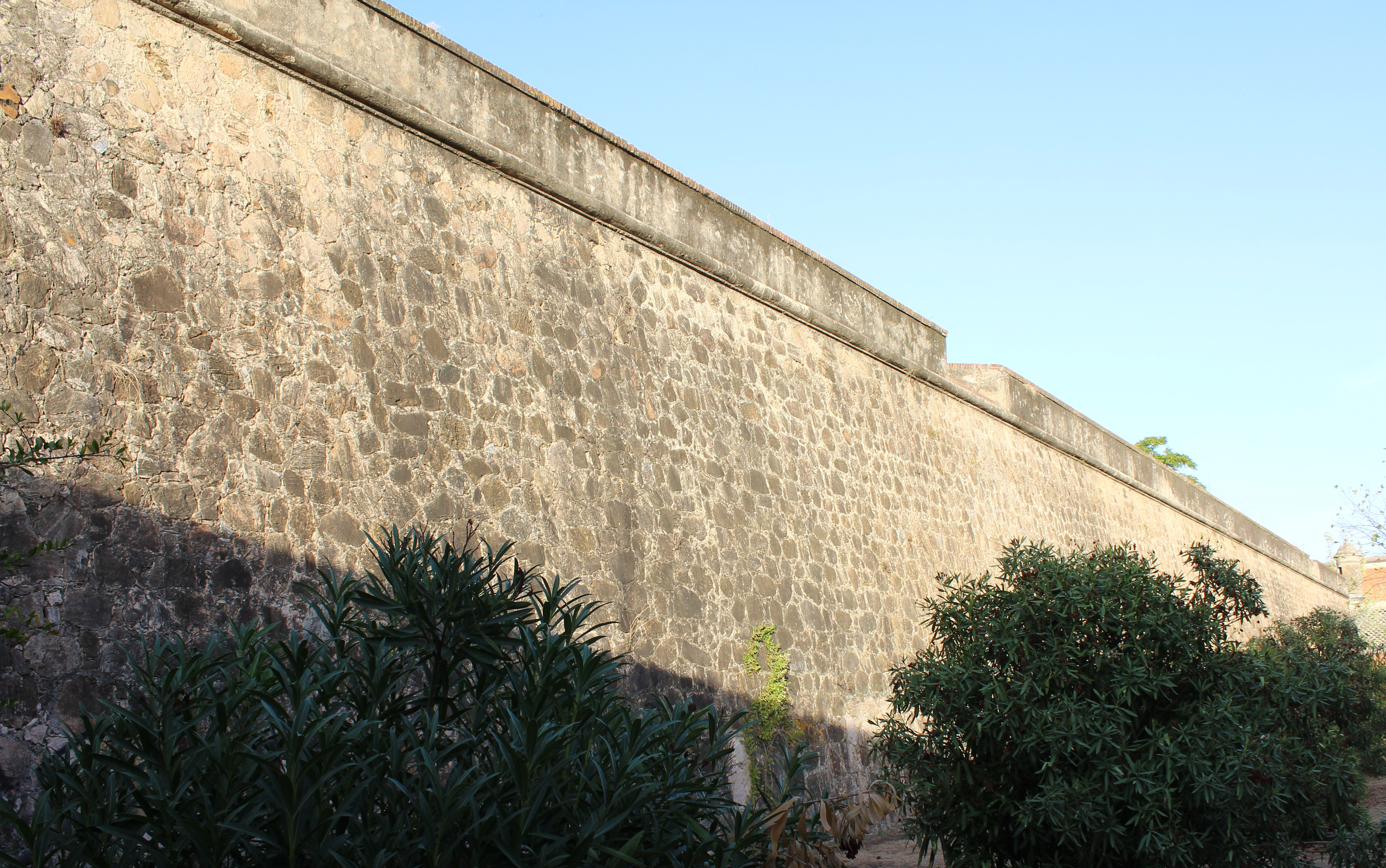
Potente lienzo sur con garita al fondo
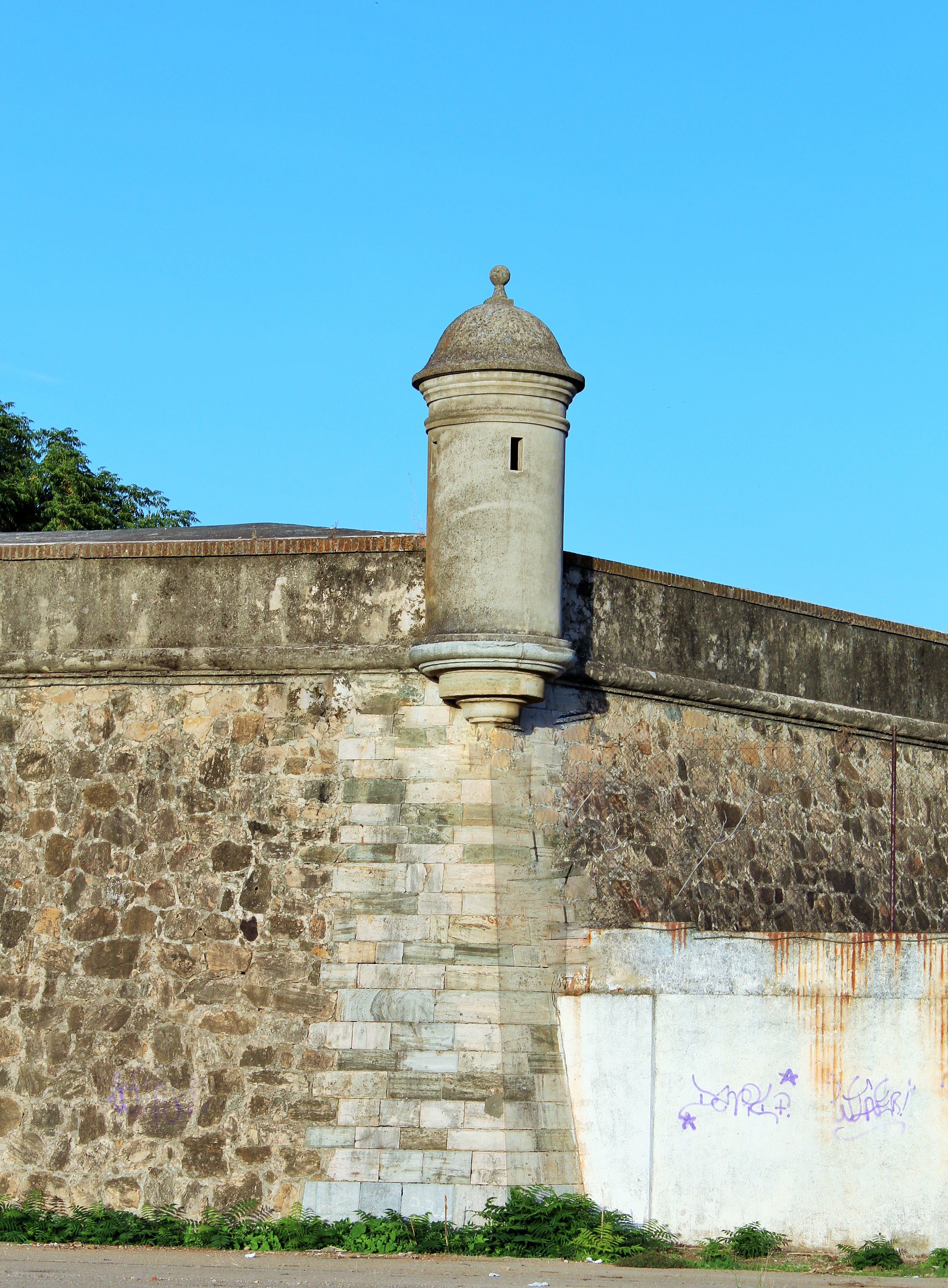
Garita entre lienzos sur y oeste
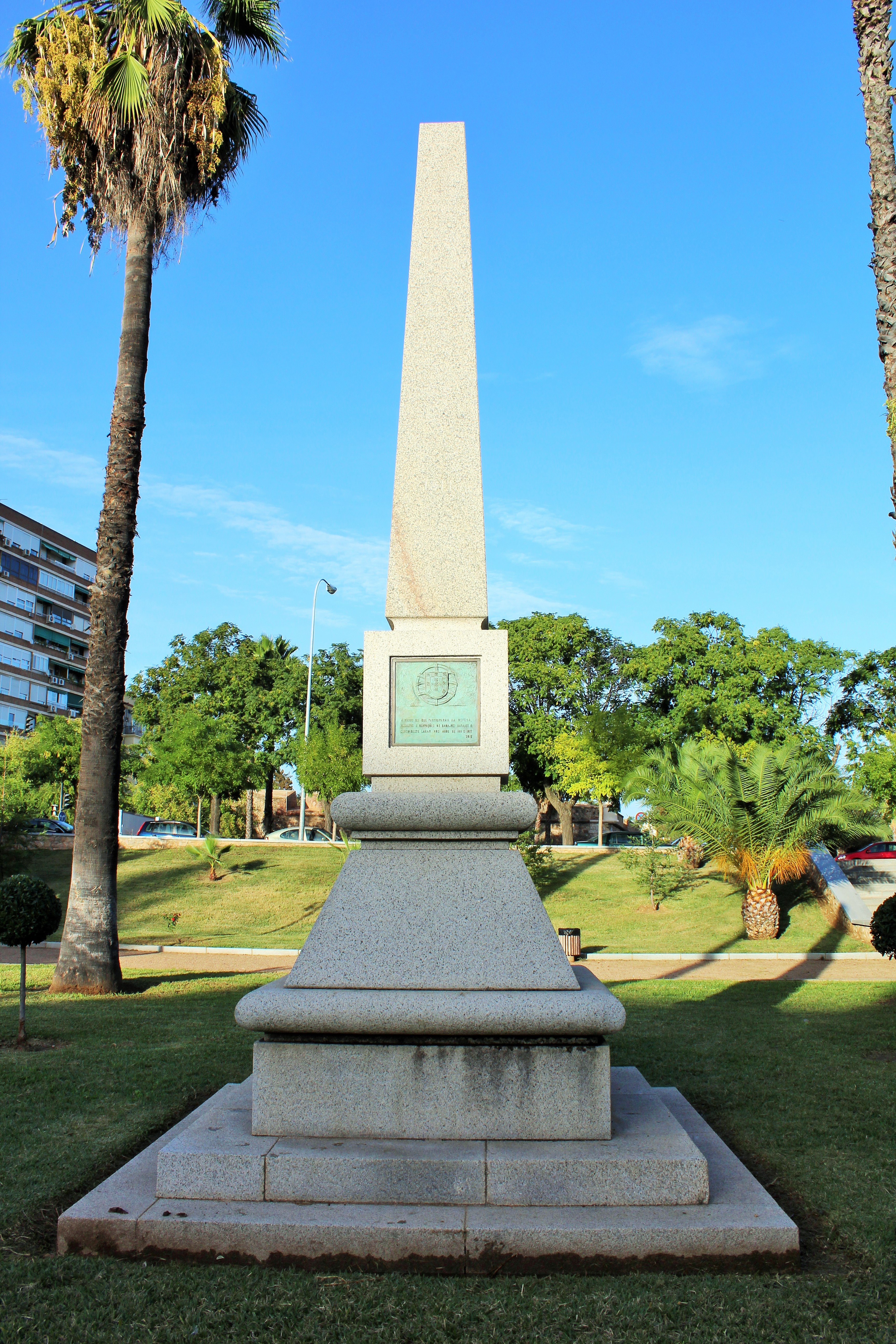
Monumento a los caídos en la Guerra contra Francia
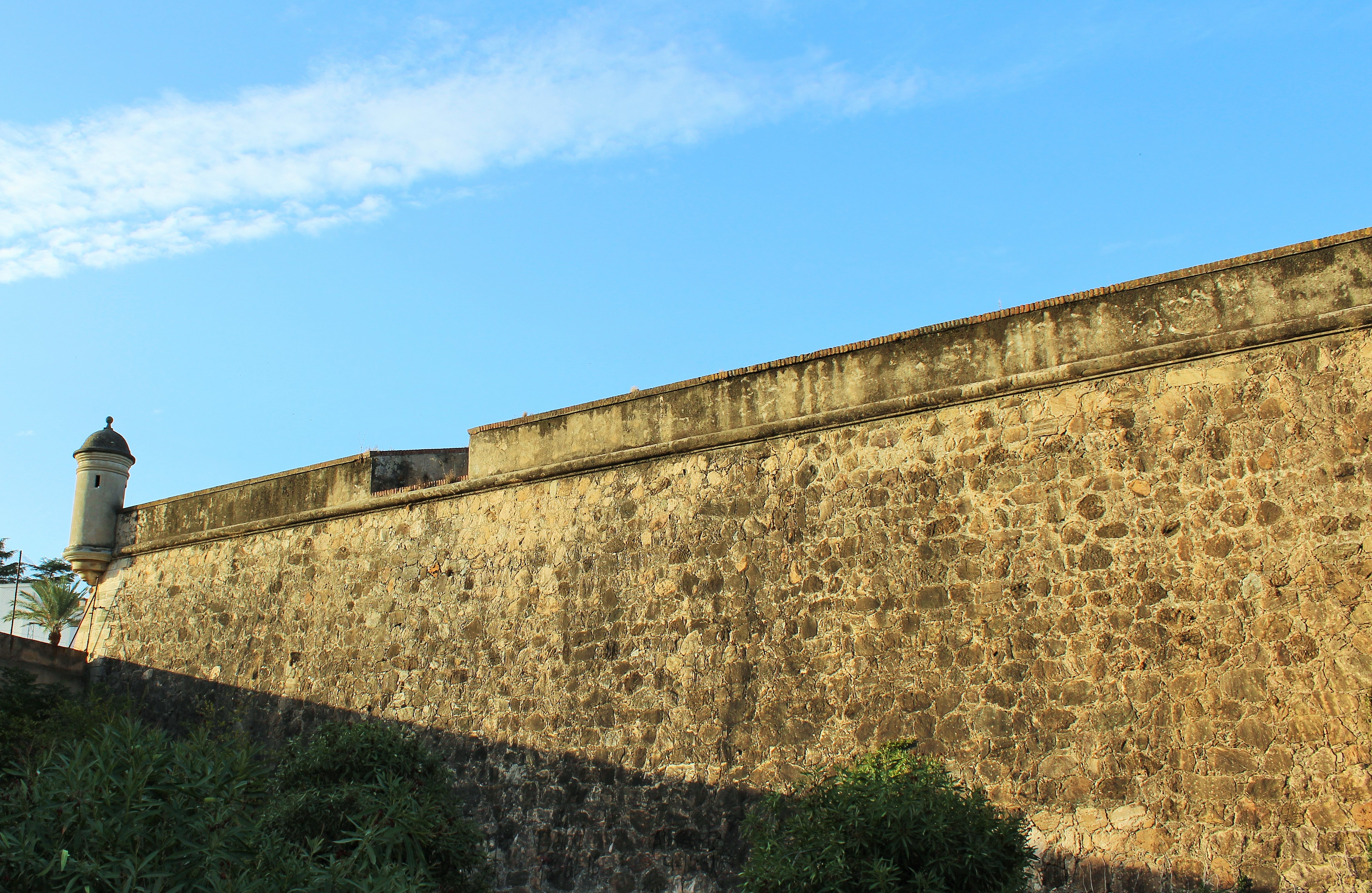
Gran lienzo al sur con garita y troneras
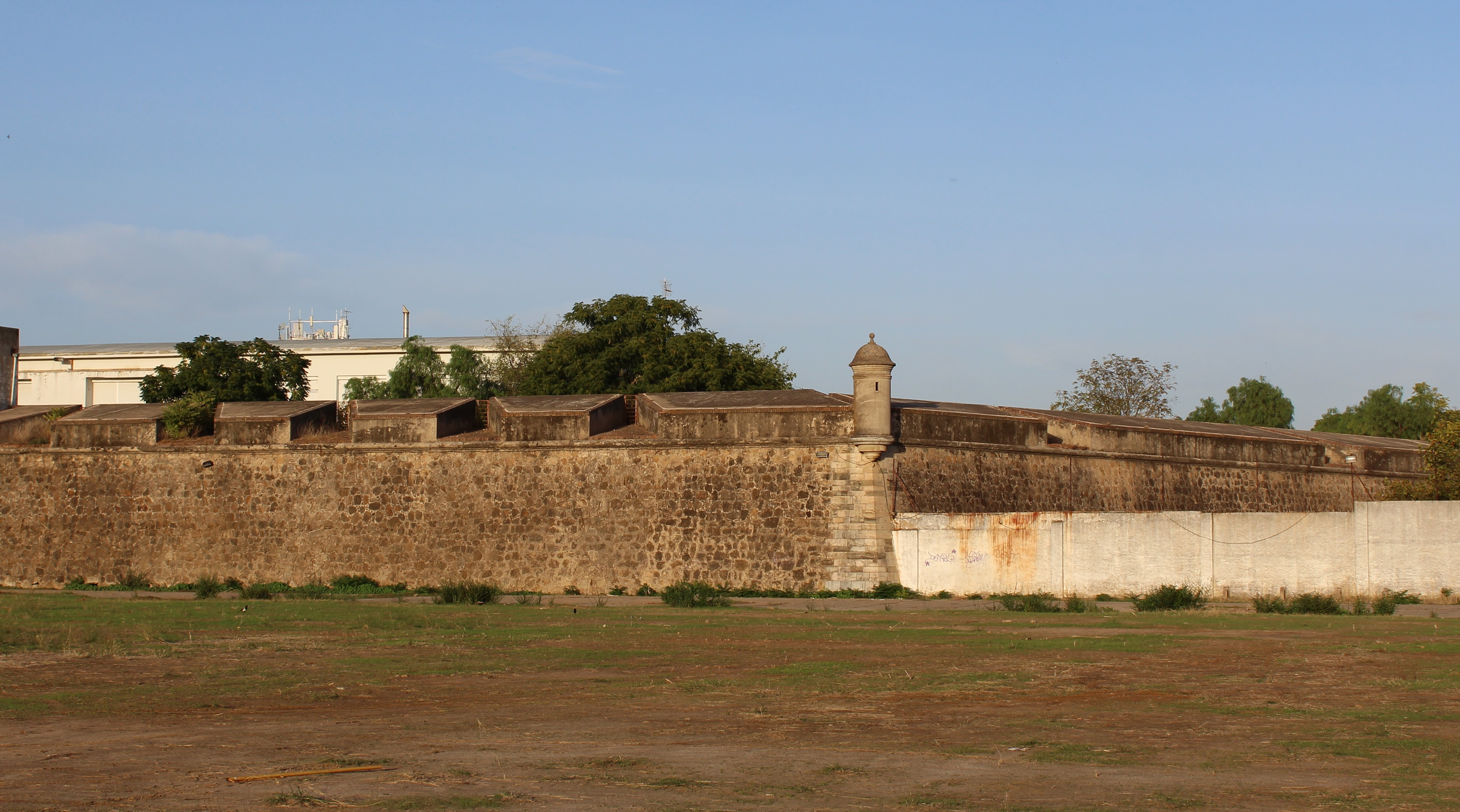
Perspectiva de grandes lienzos sur y oeste
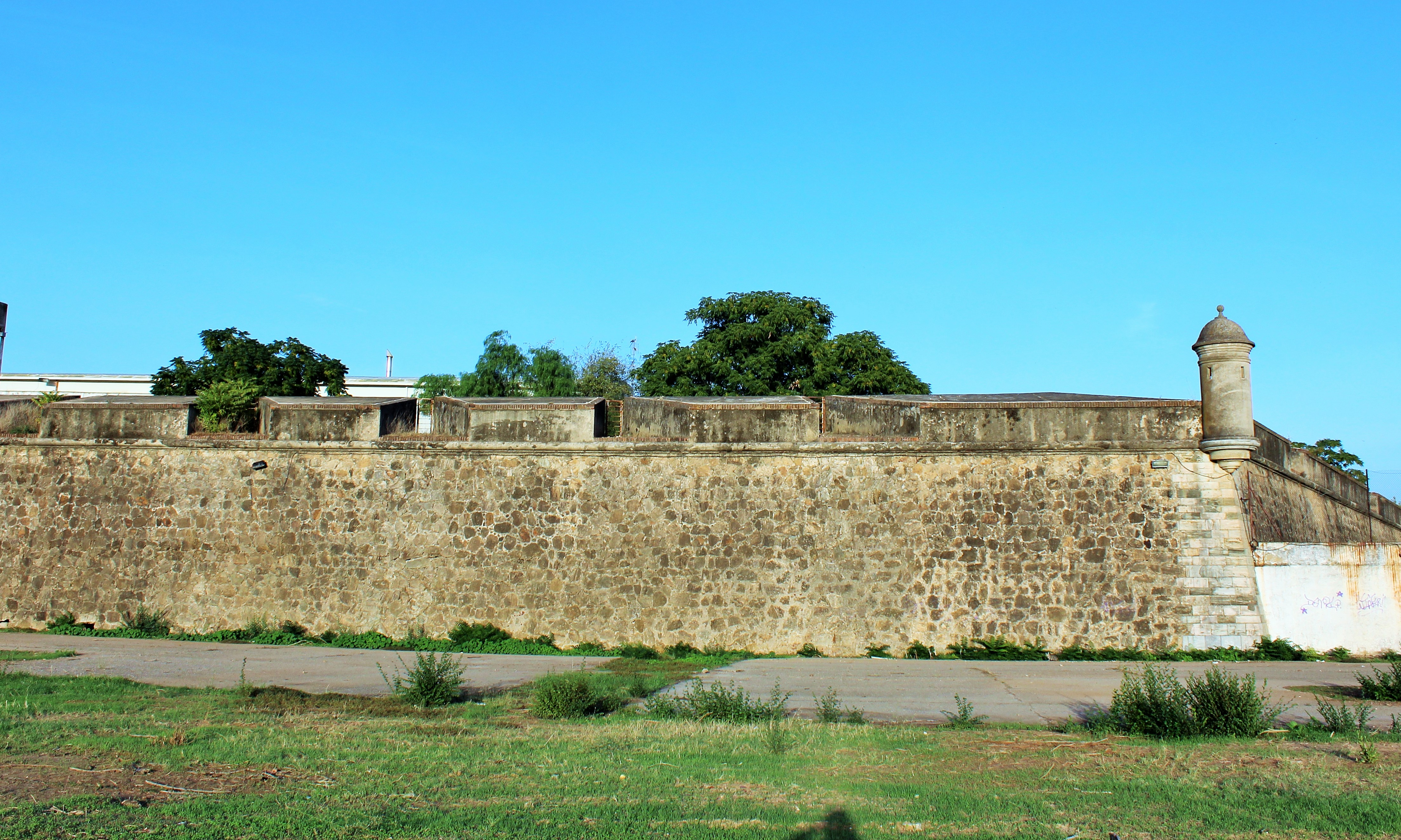
Gran lienzo oeste con garita y troneras
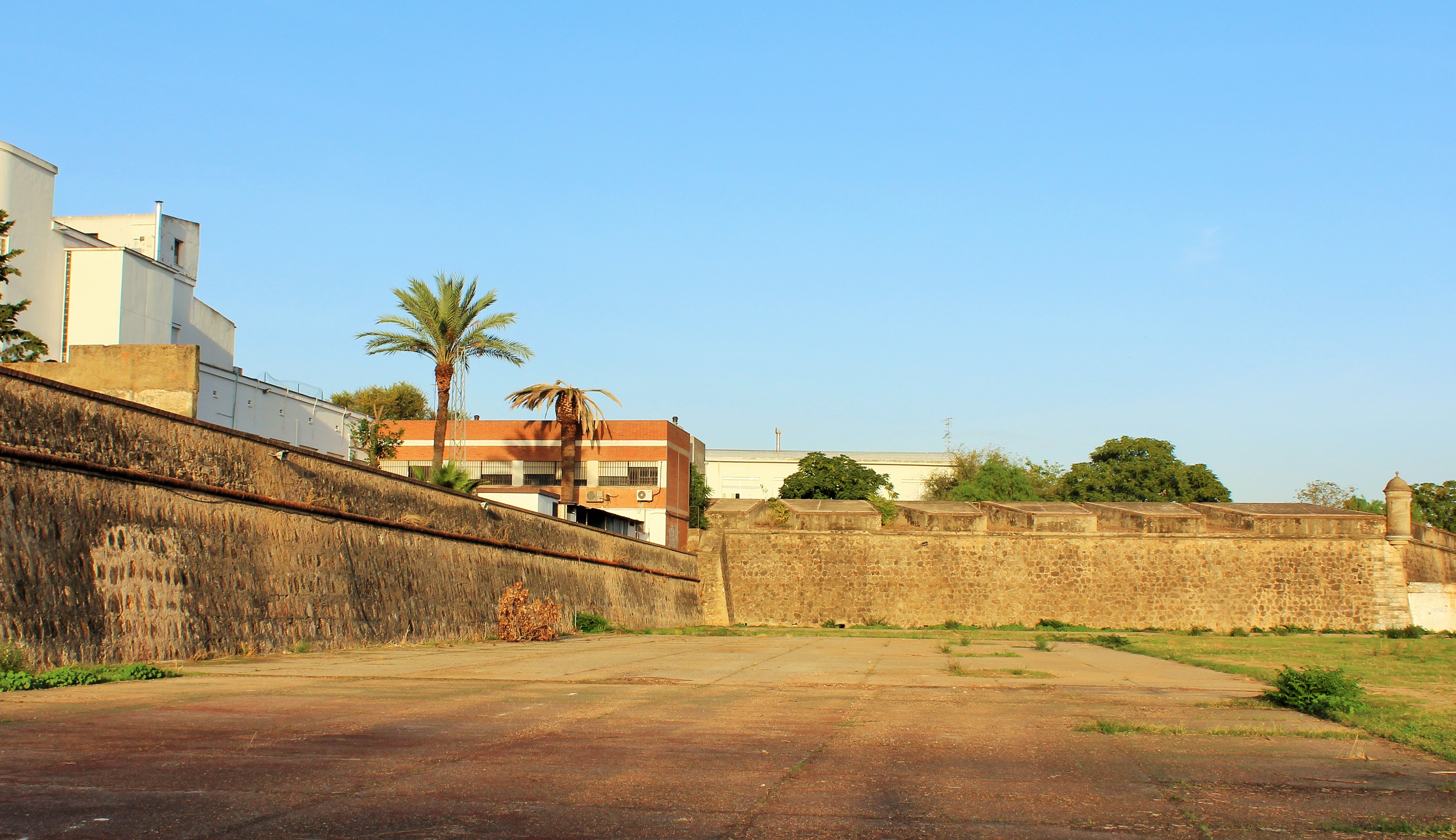
Lienzos oeste y sur, menos potentes

#### Baluarte de San Roque

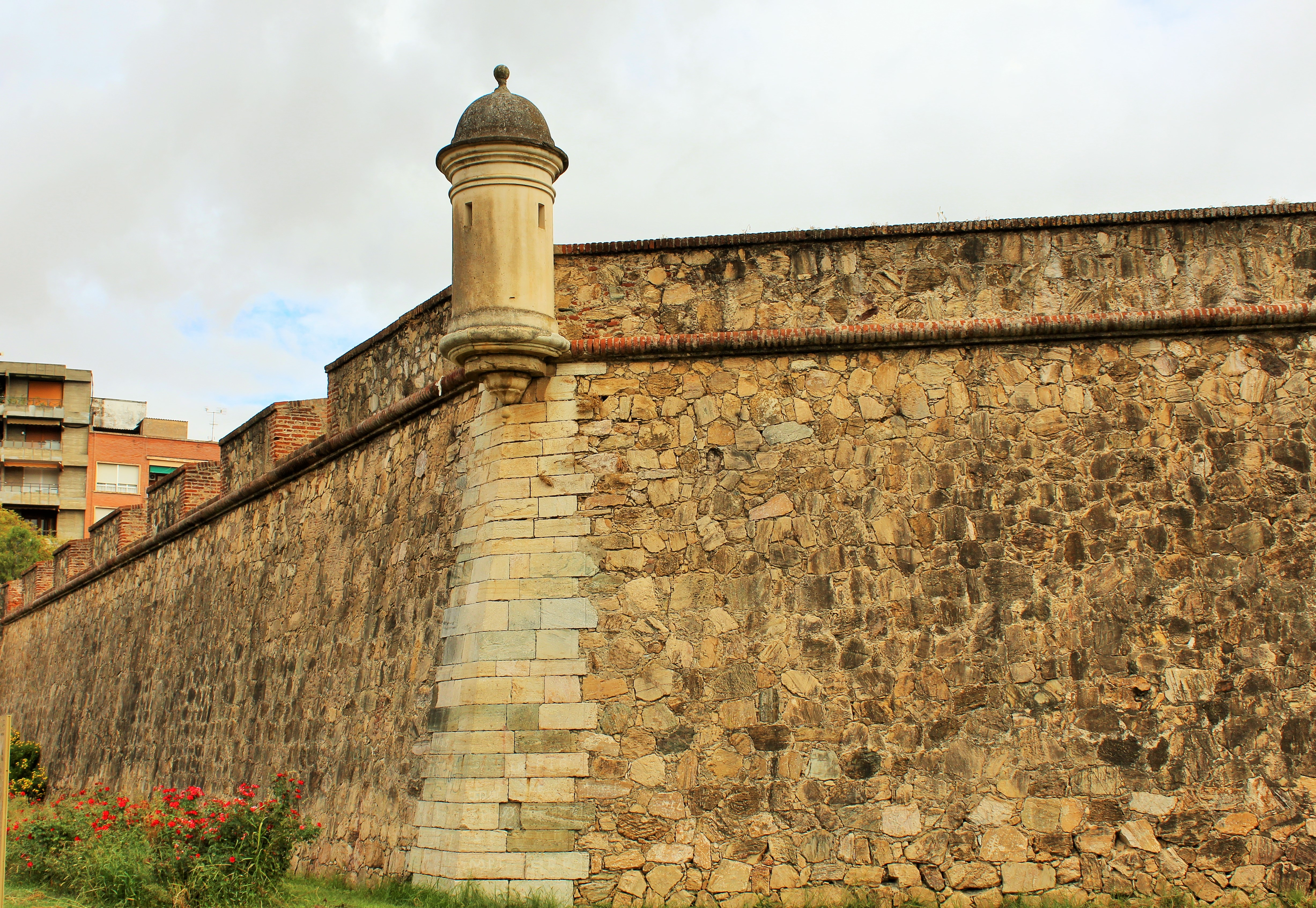
Lienzos sur y oeste y garita en la unión.

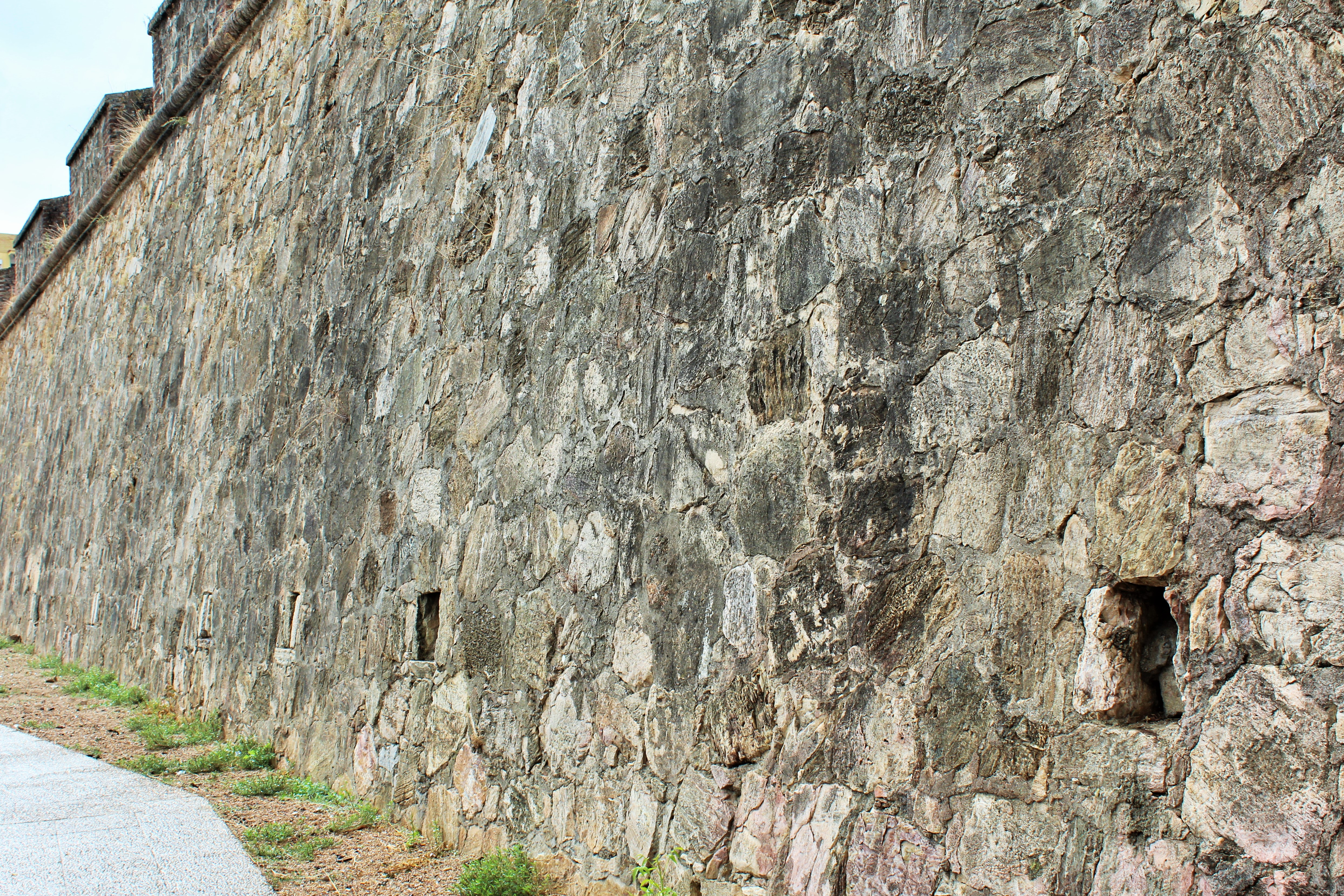
Detalle de galería de fusilería y aspilleras.

Tiene el n.º 5 en el Plano de baluartes. Está situado entre el baluarte de Santa María y el desaparecido baluarte de San Juan, en la zona sur del recinto abaluartado y está limitado por la calle Estadiu y la ronda del Pilar. Su construcción original se remonta al siglo XVII. Durante el siglo XVIII se reforzó con una serie de elementos defensivos de fusilería y cañones. Se construyeron dieciséis cañoneras: cuatro de ellas estaban en la parte delantera y seis en cada flanco o lienzo de muralla lateral. También fue dotado en el flanco izquierdo con galerías para fusileros y aspilleras para que estos pudieran desarrollar su función defensiva.
En el año 1818 se construyó una plaza de toros en la parte interior del baluarte si bien, al construirse otra más moderna en el siglo XX quedó en desuso y fue demolida. Esta última plaza de toros fue destruida en el año 2006 construyéndose en su lugar el Palacio de Congresos de Badajoz.
La galería de imágenes muestra el baluarte empezando por el exterior, junto a Puerta del Pilar, siguiendo hacia el este para luego mostrarlo en sentido contrario, ya por el interior, hasta llegar otra vez a Puerta de Pilar.

Galería
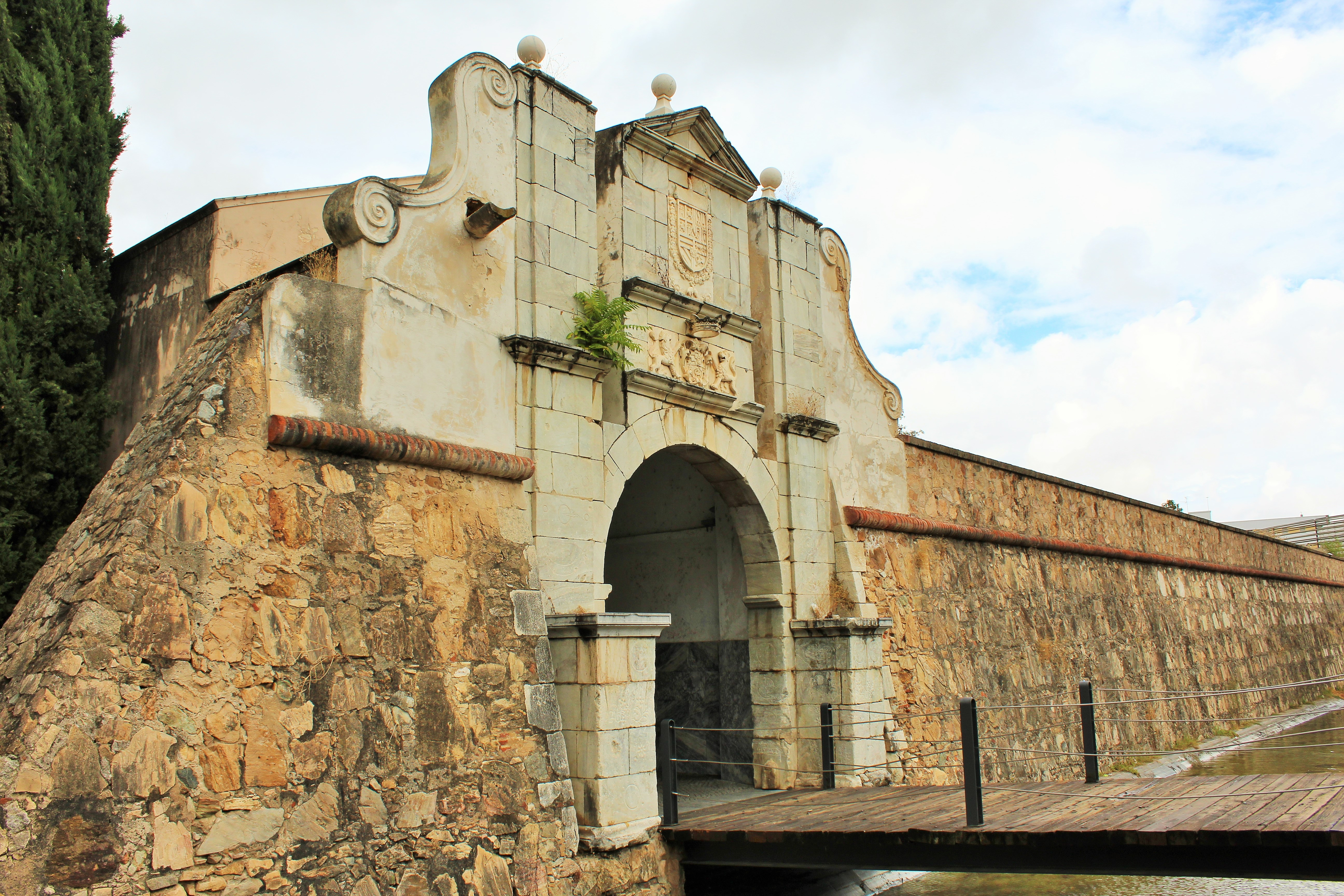
Arranque del baluarte en Puerta del Pilar
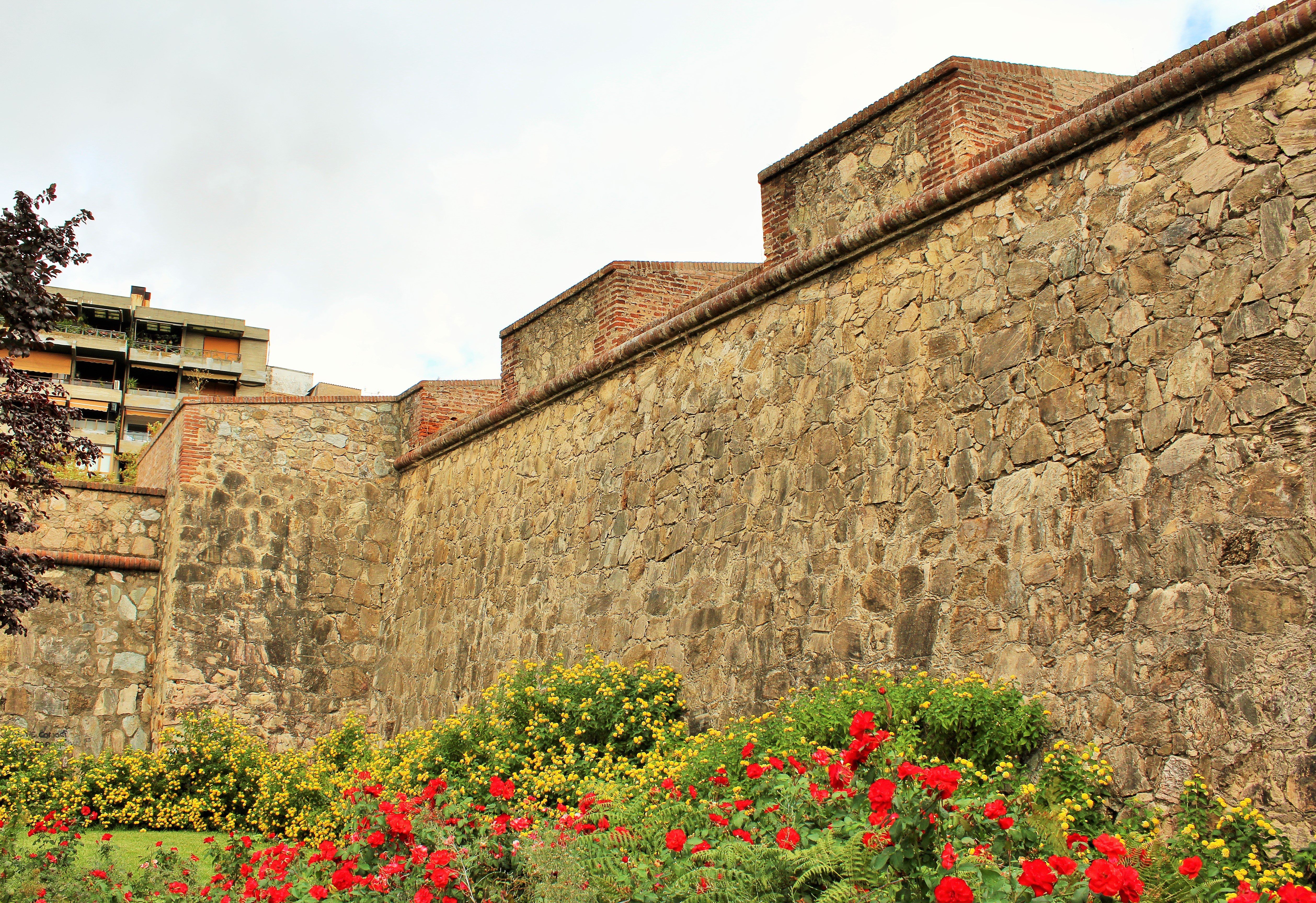
Esquina de lienzos sur y oeste
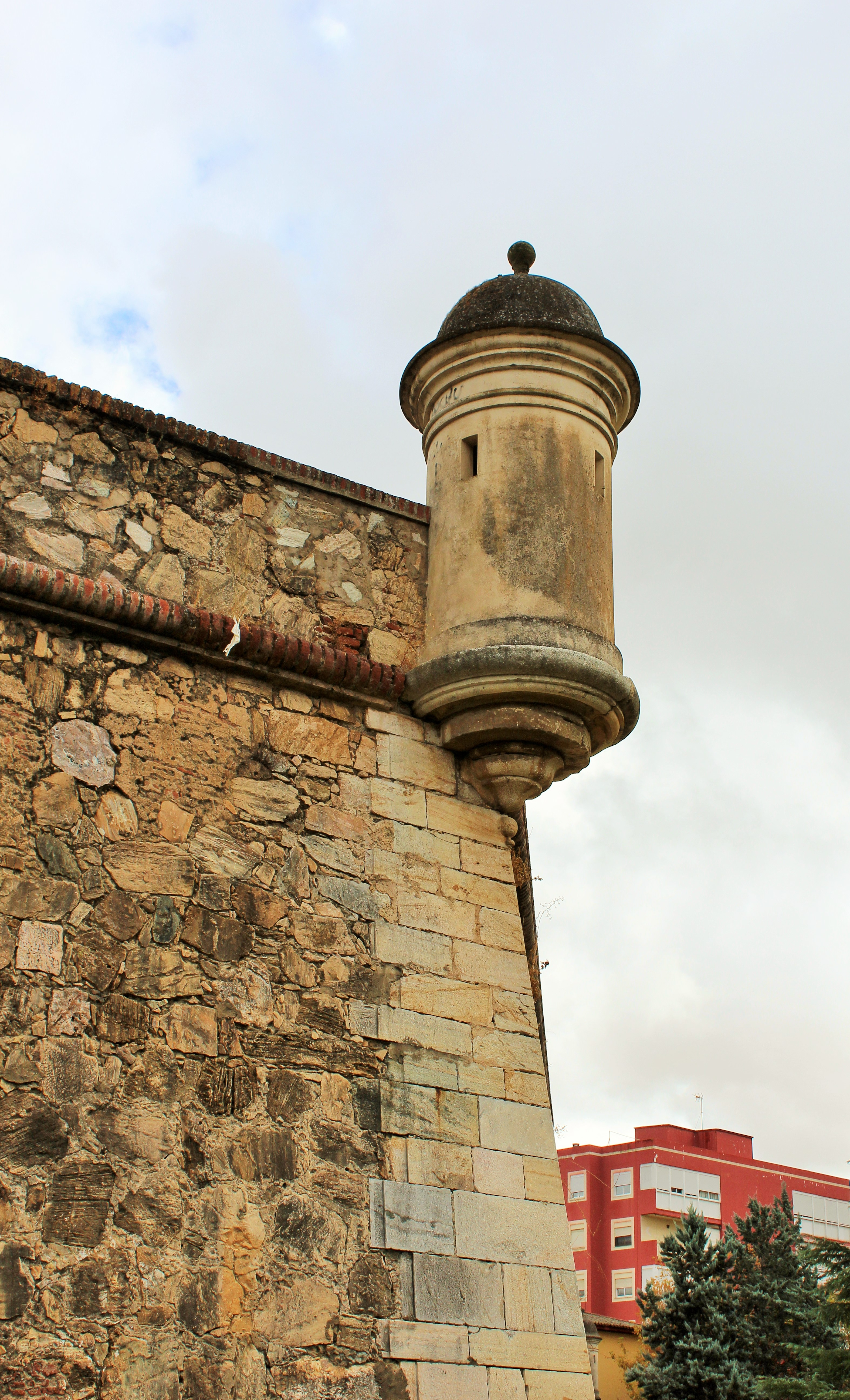
Garita al sur
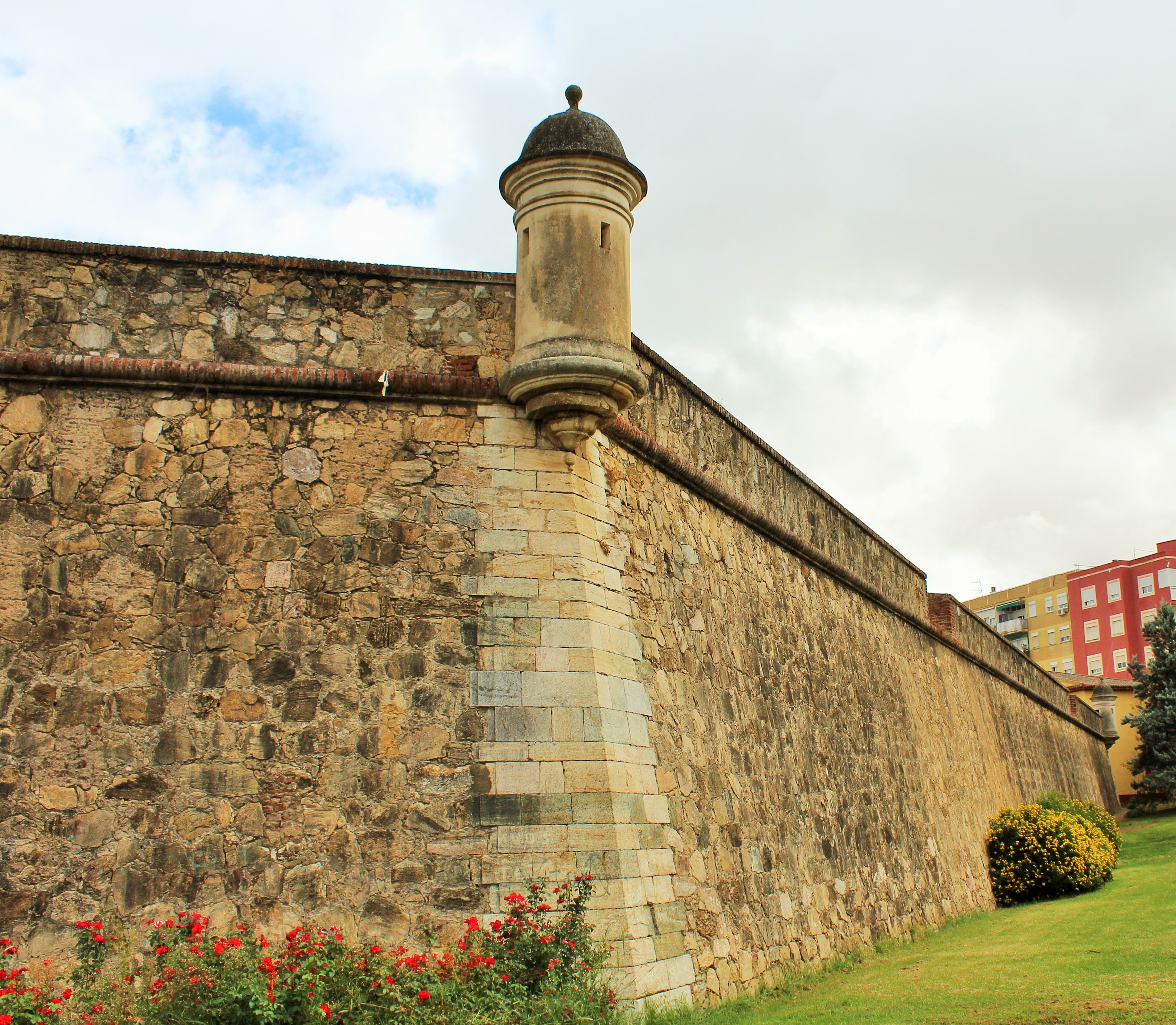
Lienzos sur y oeste y garita en la unión
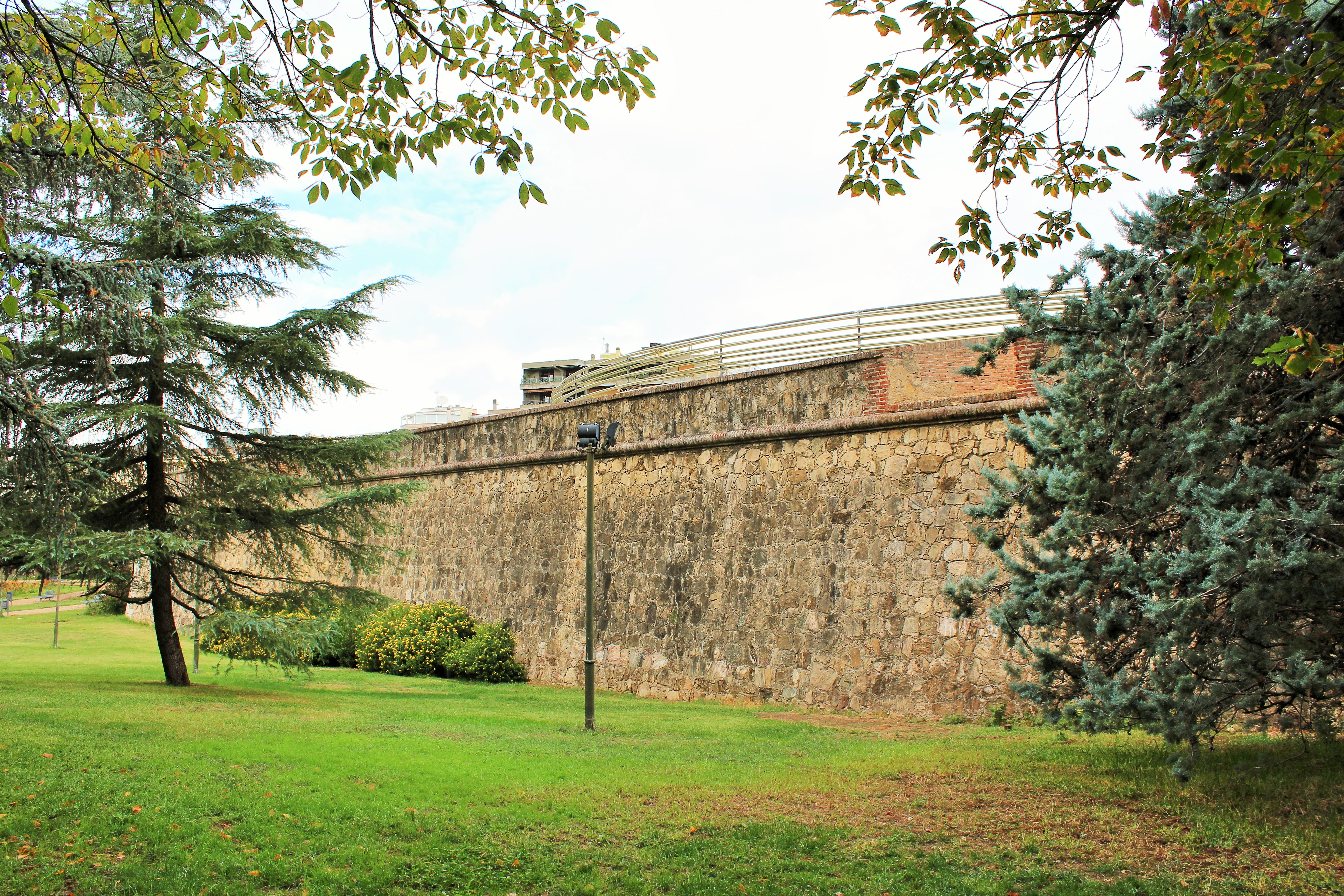
Auditorio sobresaliendo de un lienzo
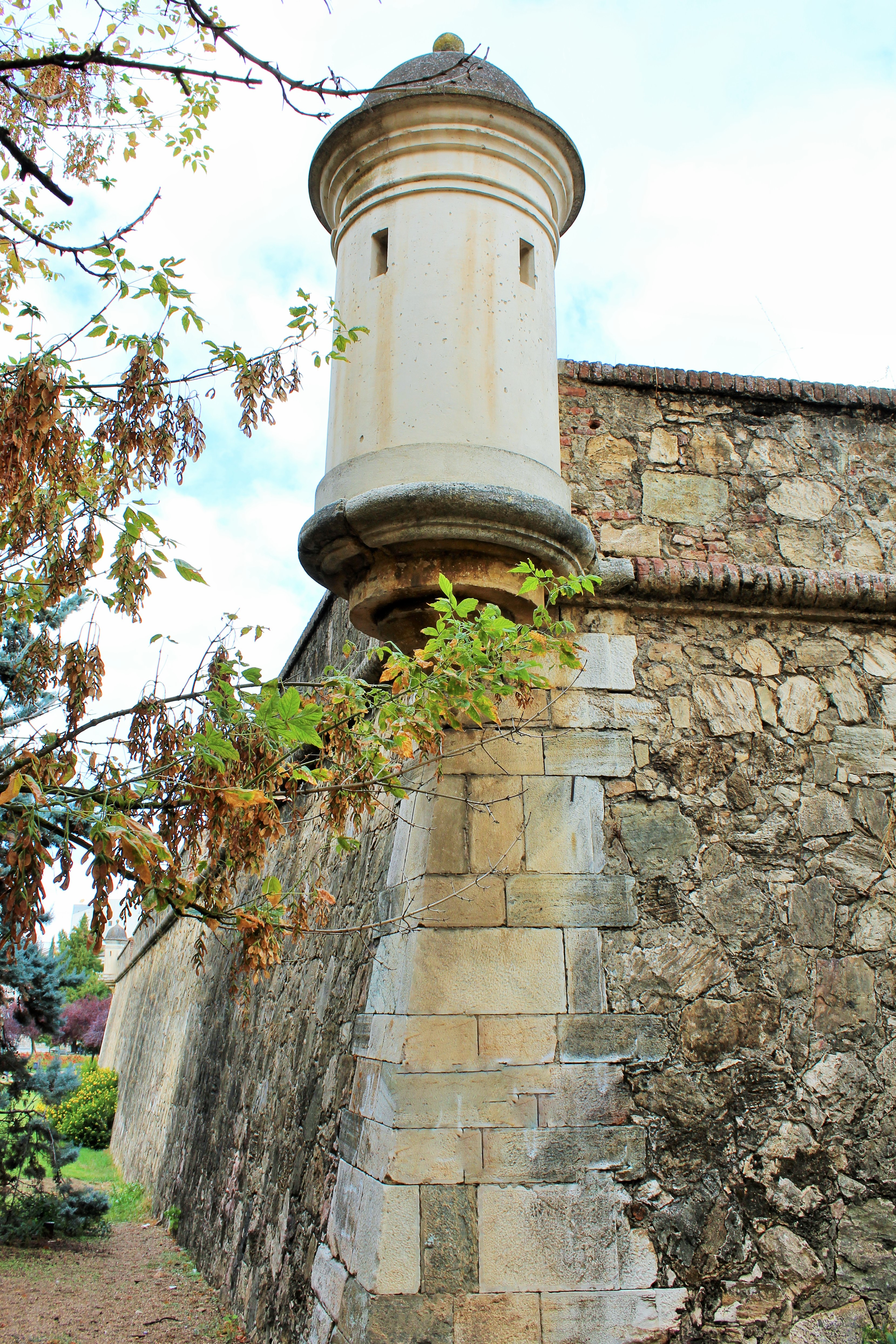
Detalle de garita en la unión de lienzos
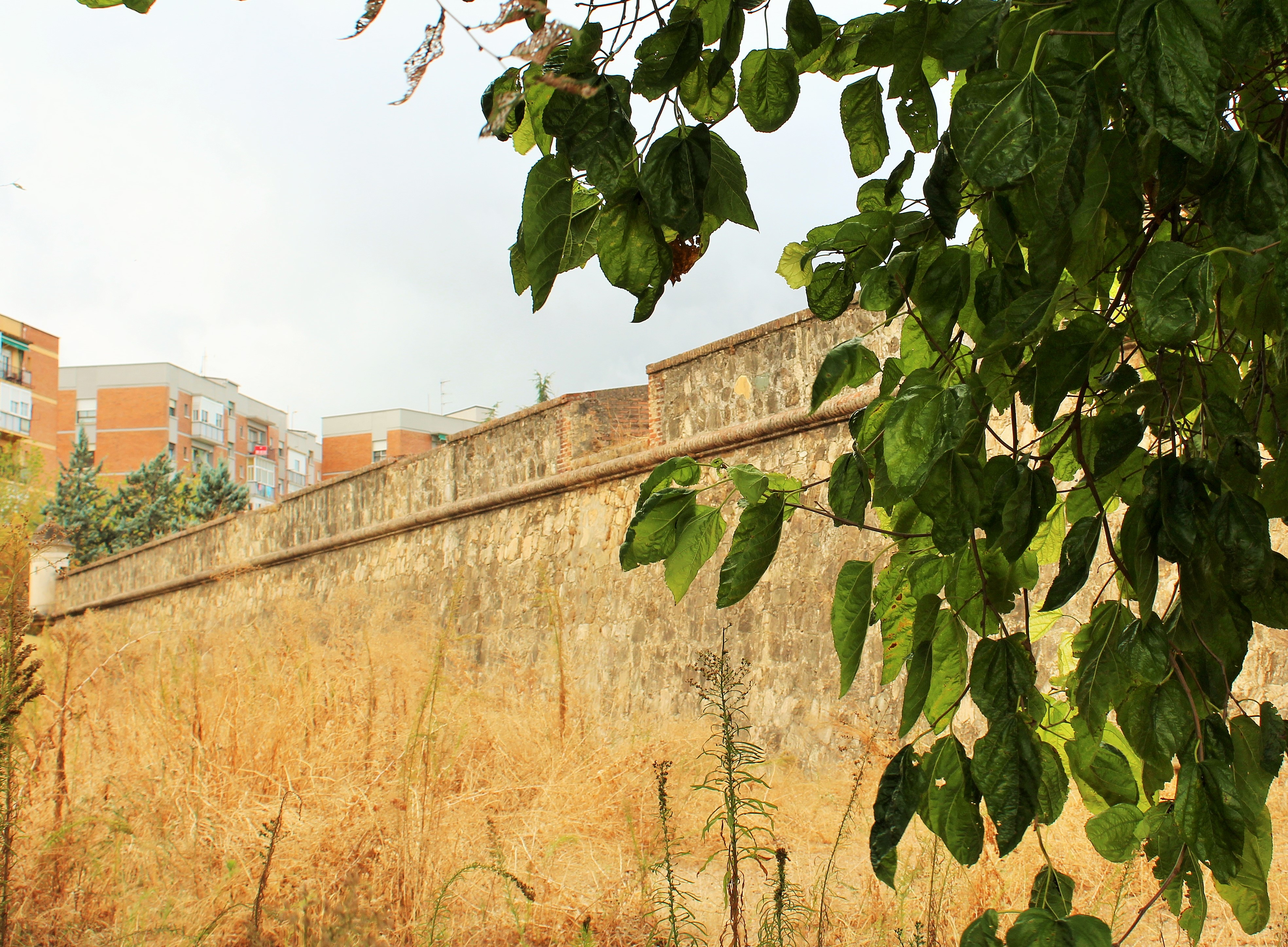
Lienzo sur y garita al fondo
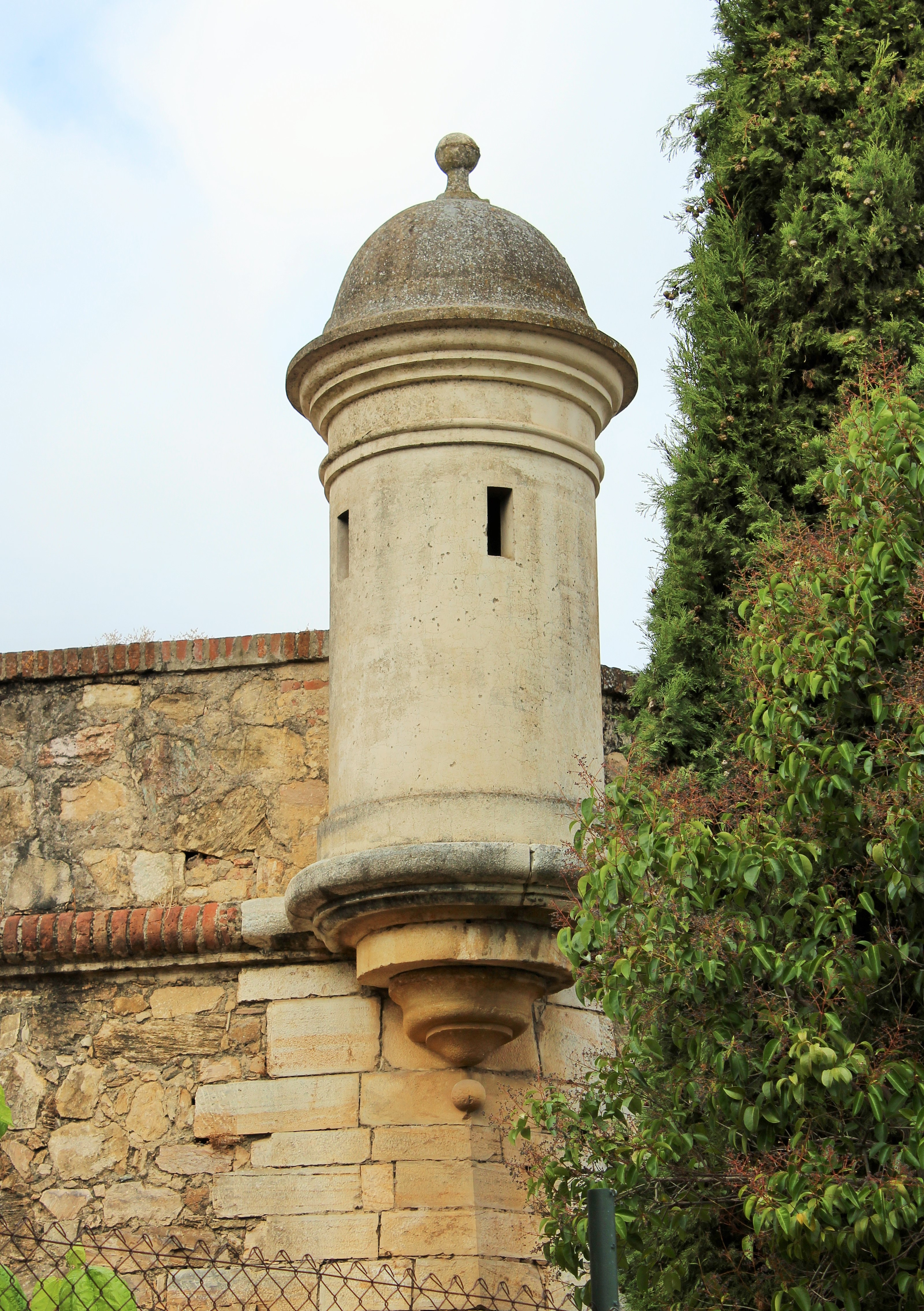
Garita en unión de lienzos este y sur
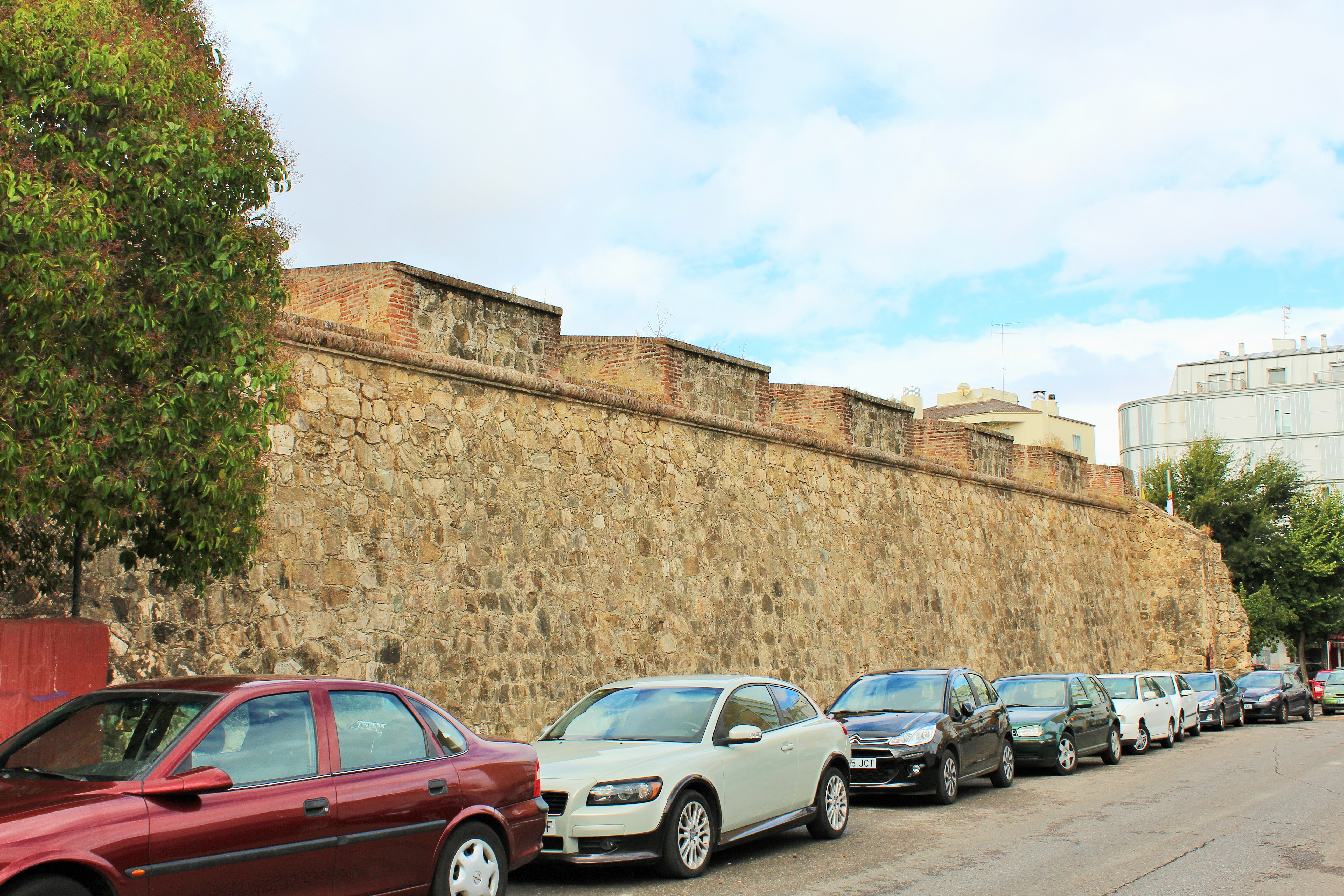
Extremo este con gran apertura al tráfico
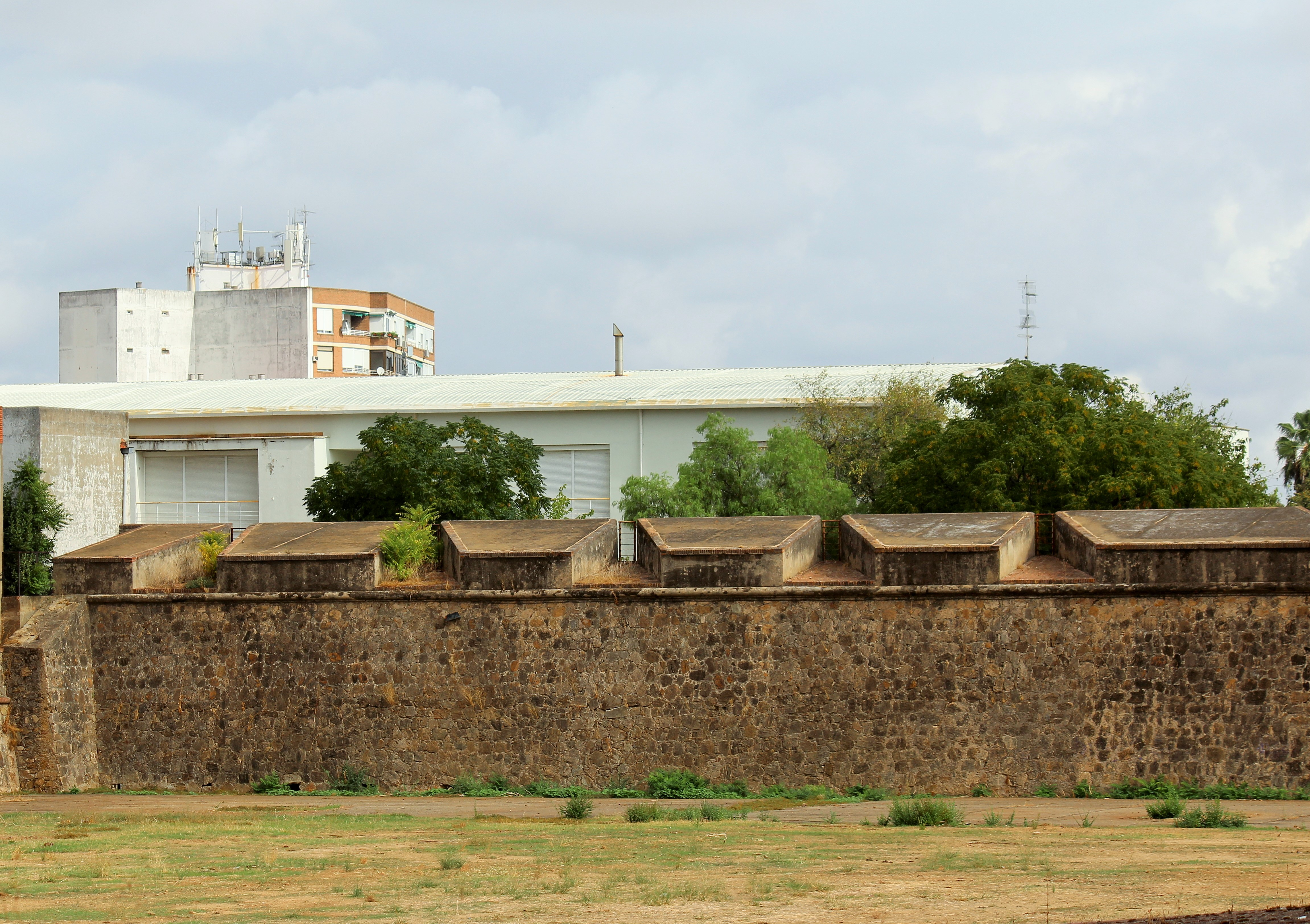
Lienzos oeste y sur con gracis delantero
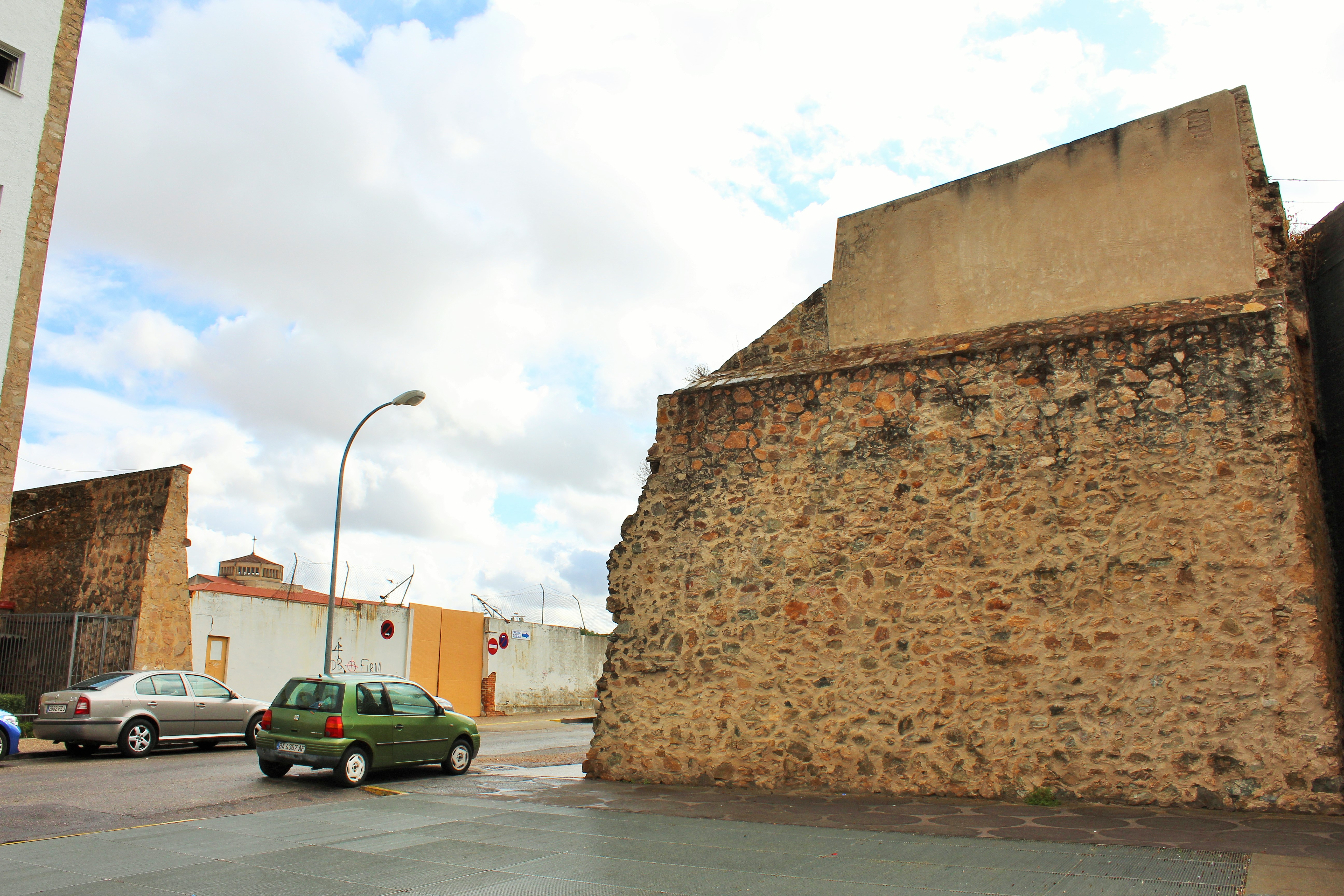
Extremo este con gran brecha para al tráfico
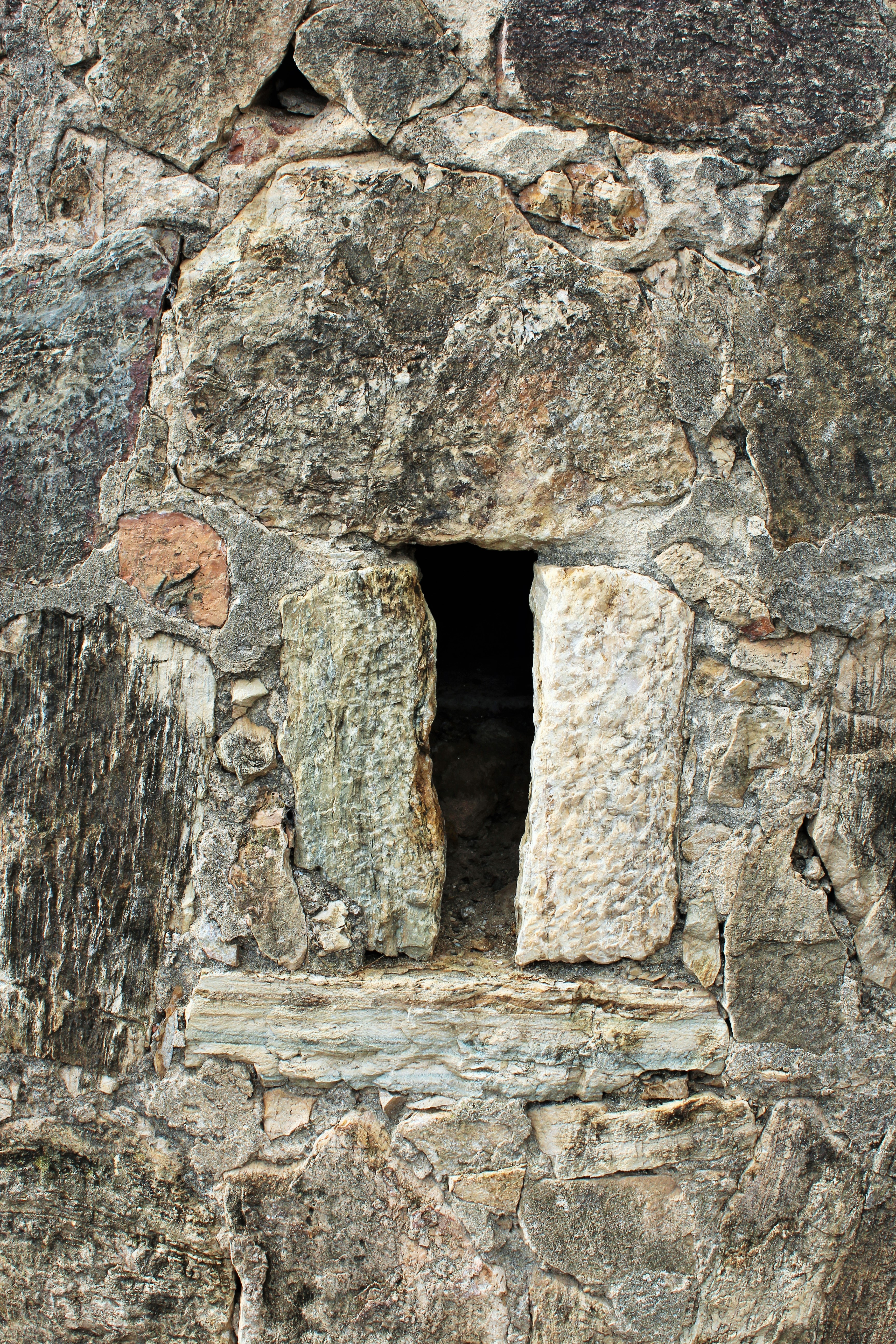
Detalle de aspillera
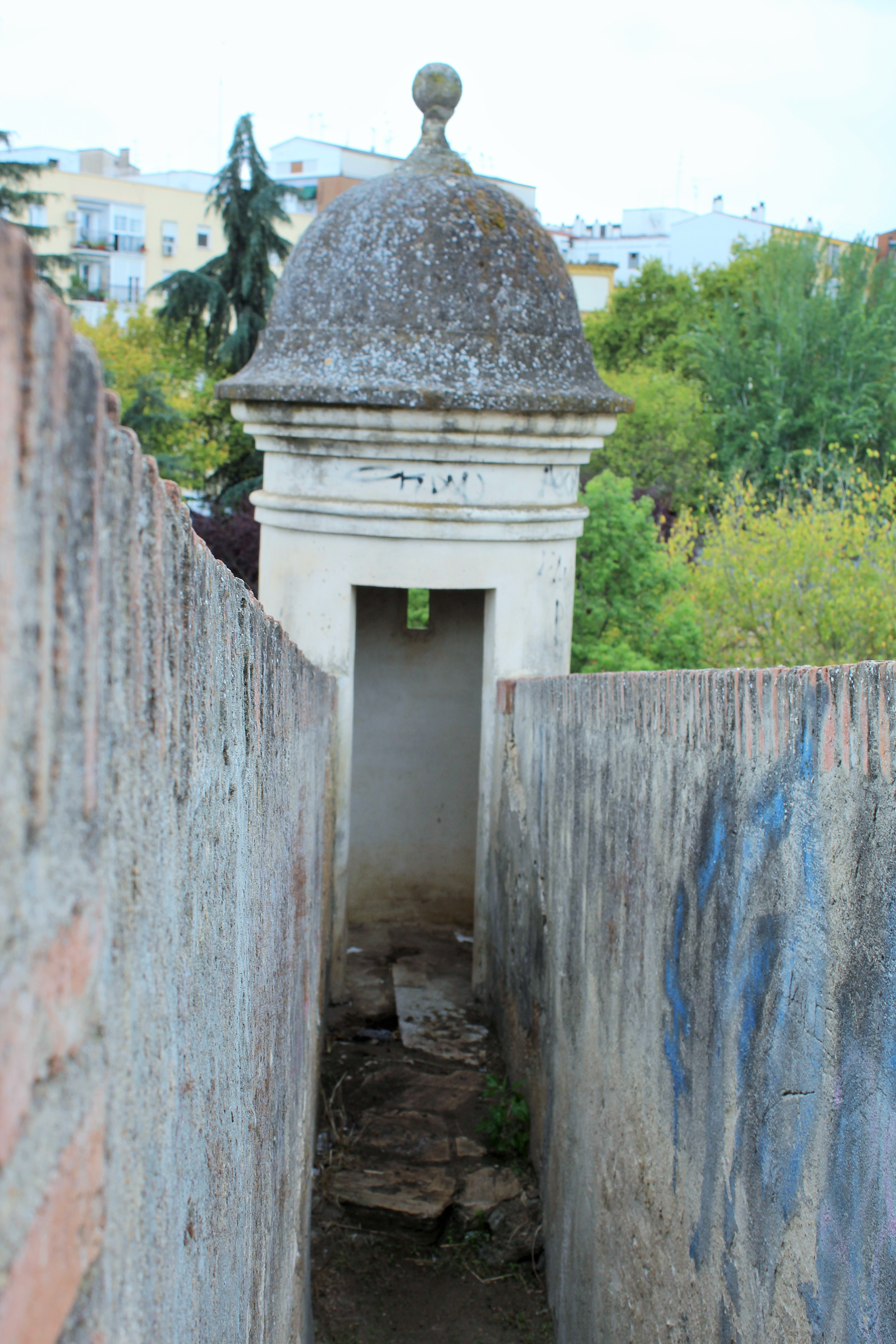
Detalle de interior de garita
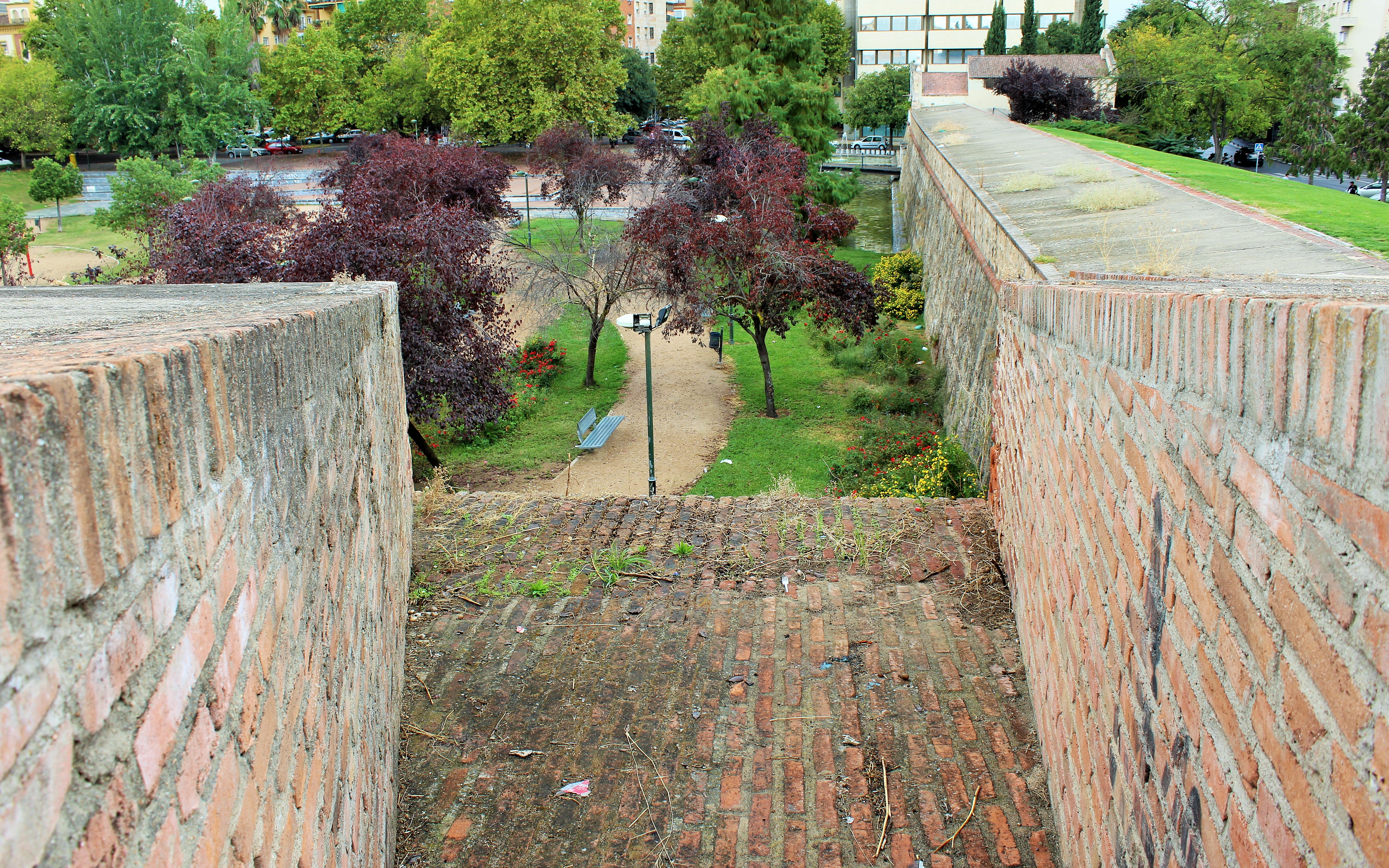
Cañonera batiendo un lienzo sur
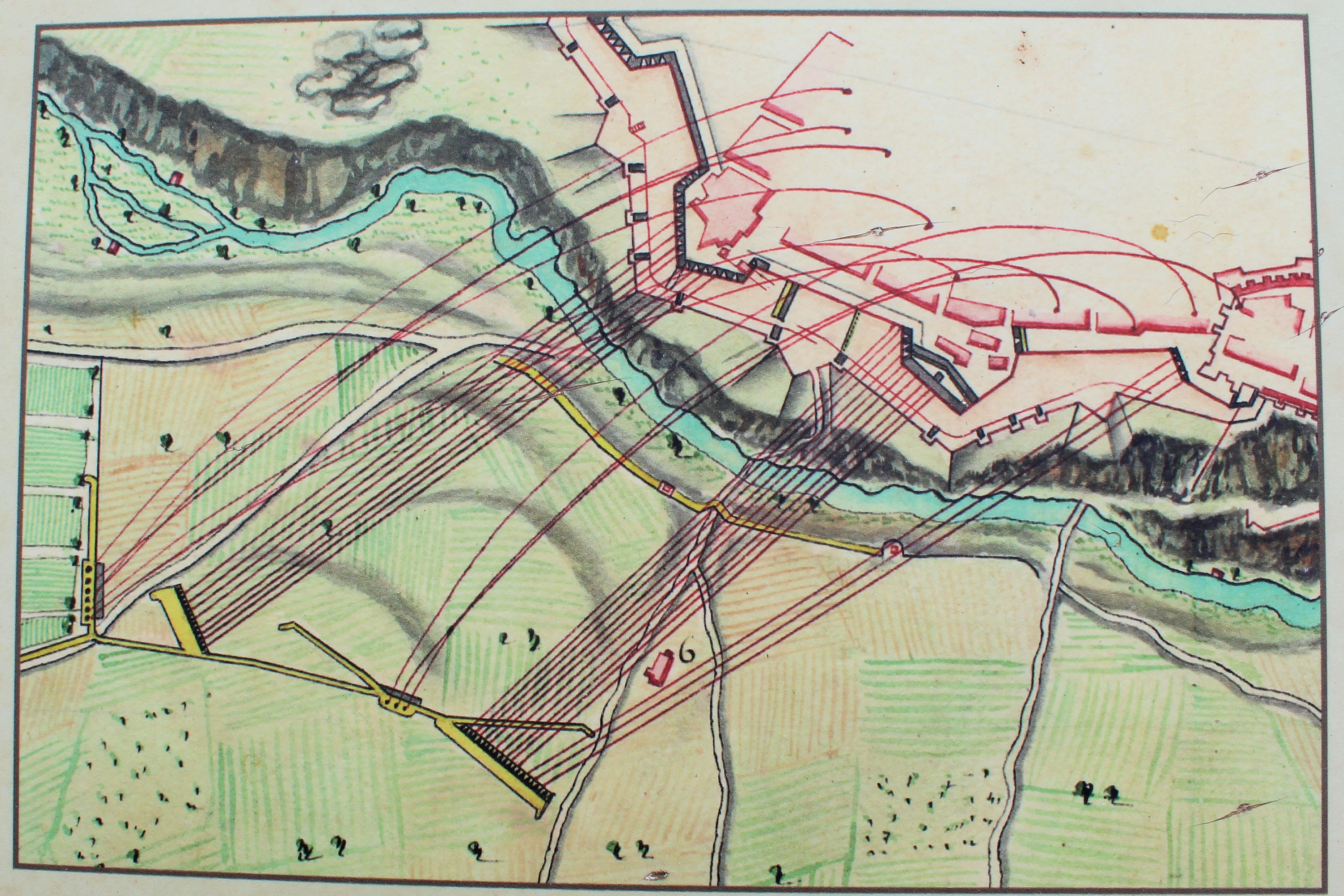
Detalle del ataque al baluarte de San Roque. Jacques Pennier, 1705
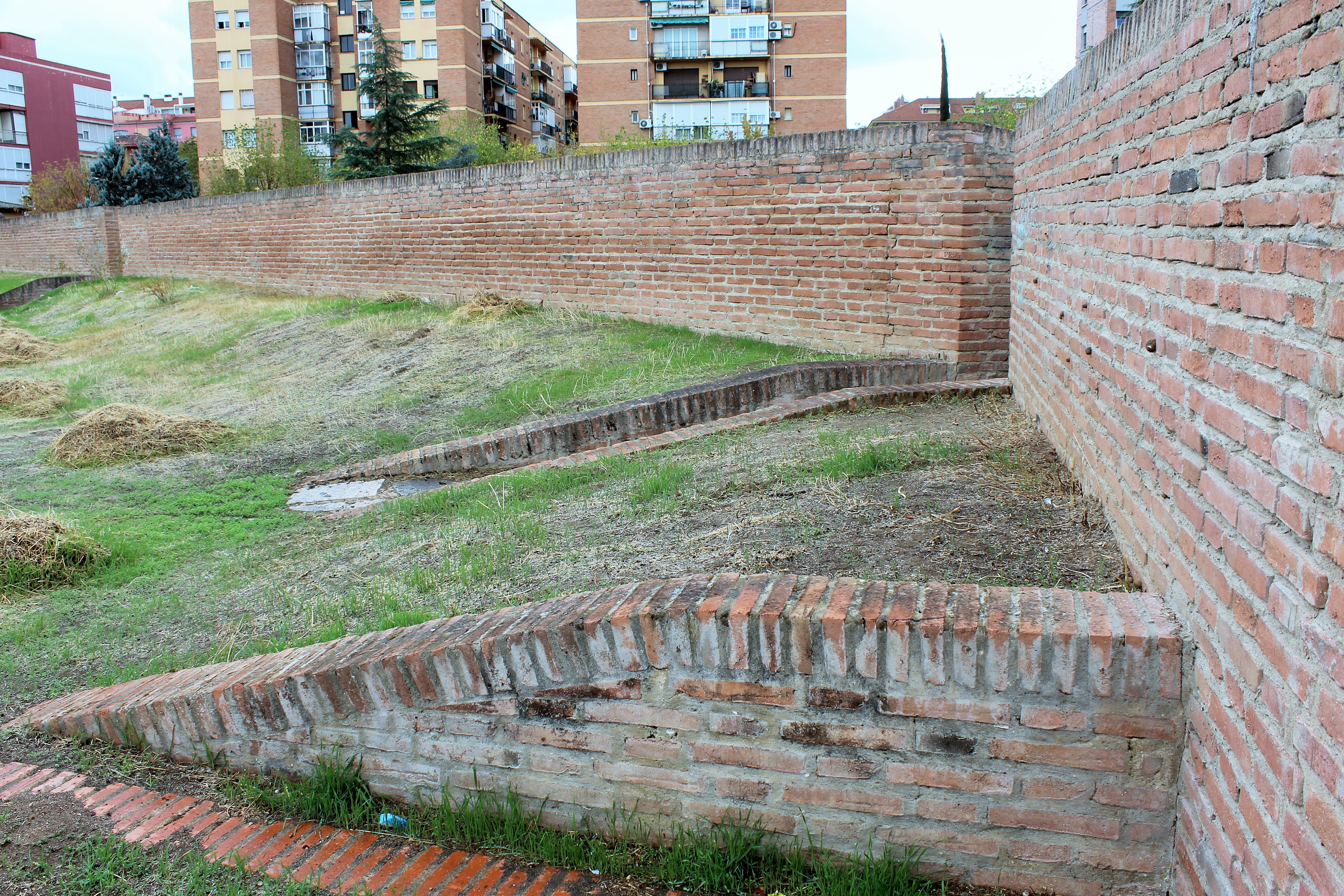
Detalle de cañoneras
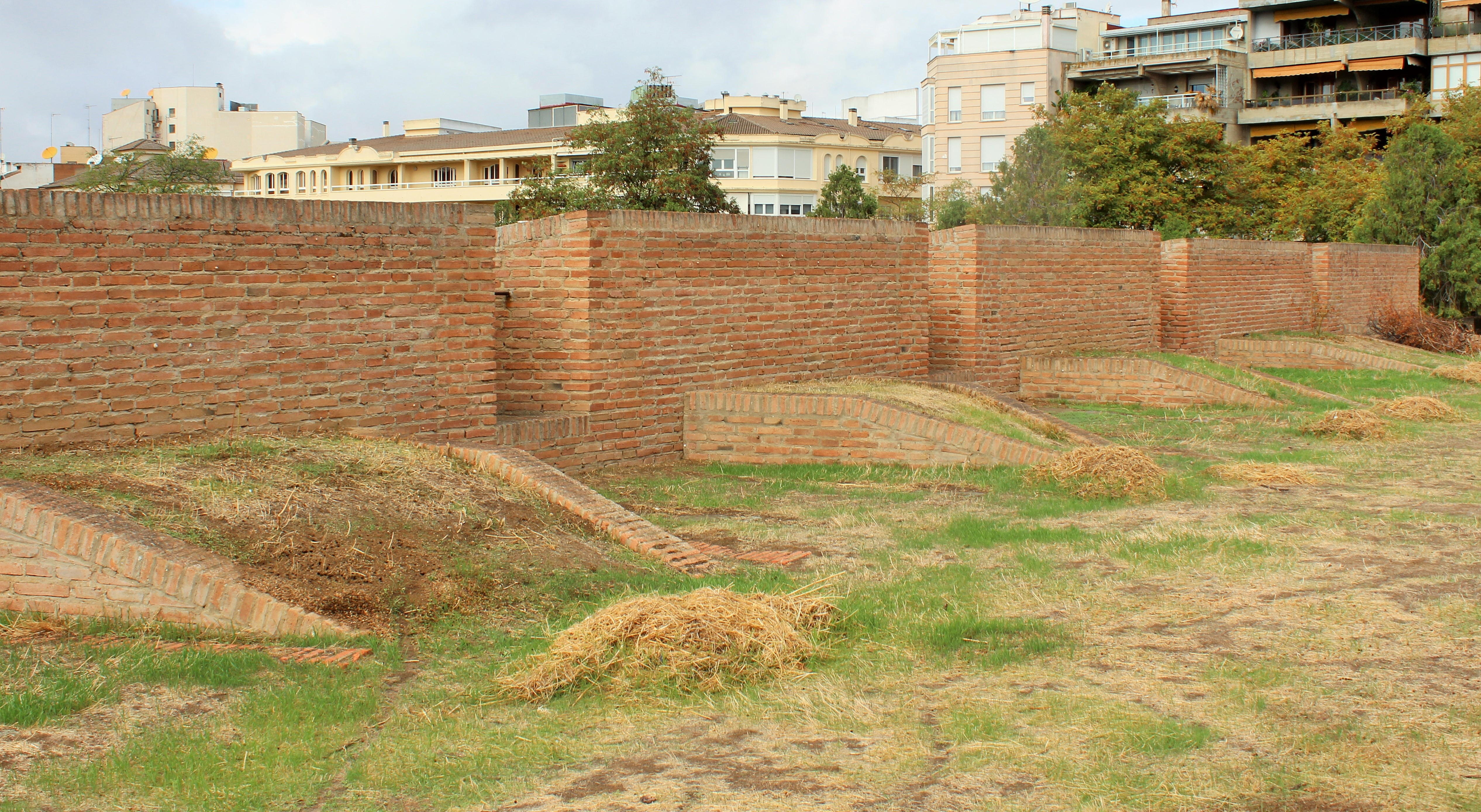
Cañoneras en la parte superior
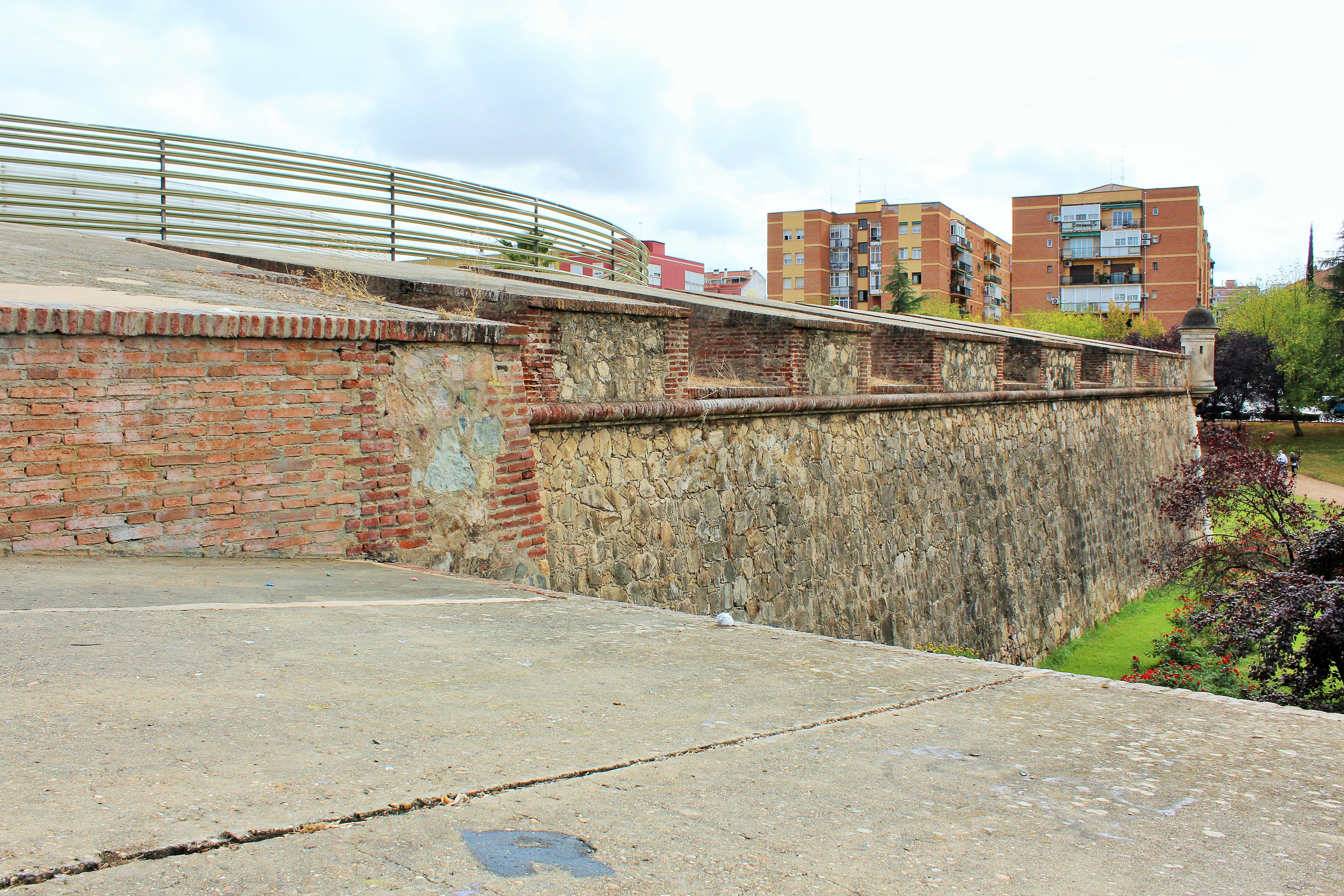
Flanco sur y garita al fondo
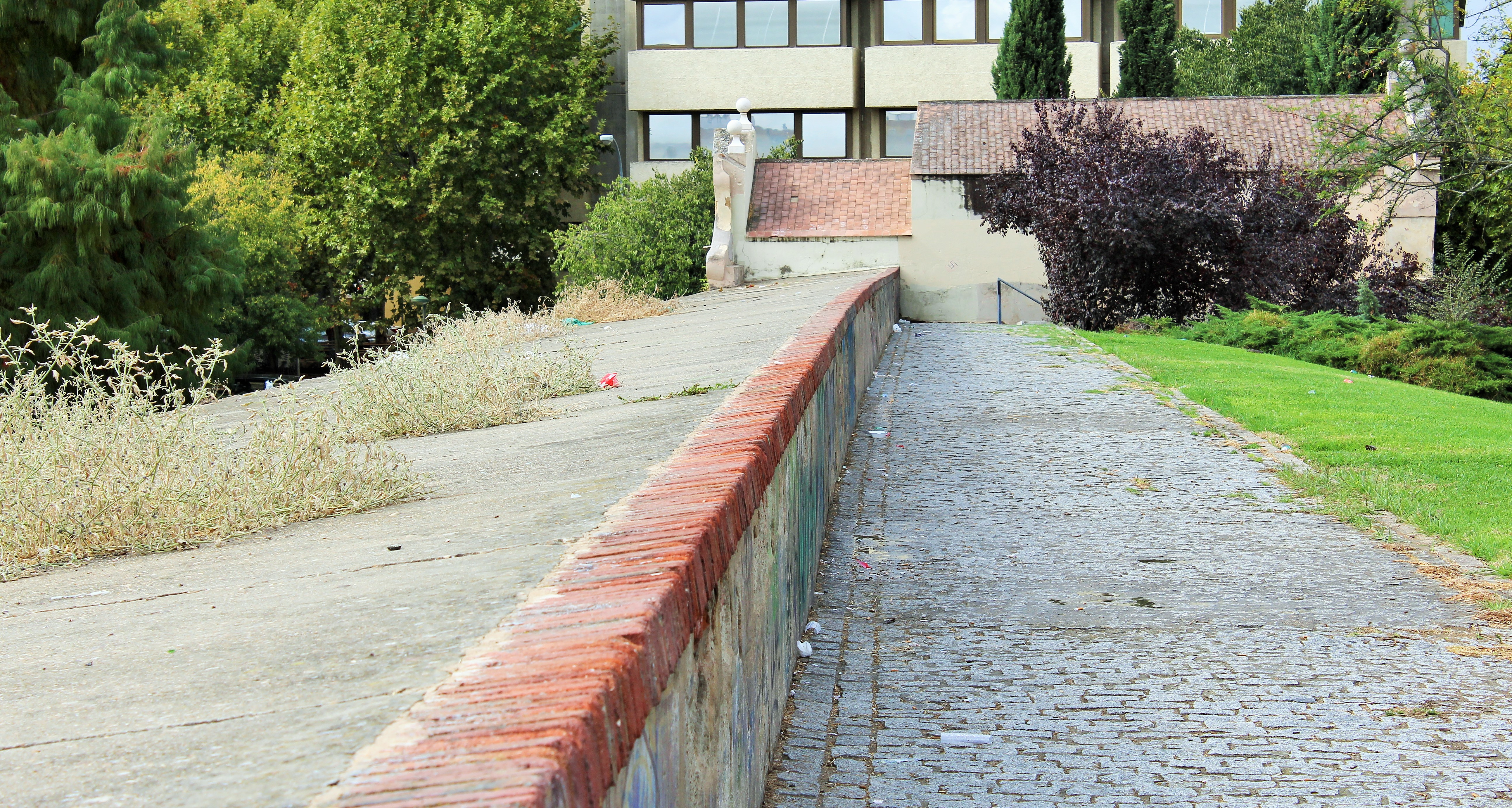
Unión del baluarte con Puerta del Pilar

#### Baluarte de San Juan
El baluarte de San Juan, que tiene el n.º 5 en el plano de baluartes, estaba situado entre el baluarte de San Roque y el baluarte de Santiago. Fue demolido en su totalidad para dar acceso rodado al centro de Badajoz a través de la avenida de Europa. En el propio Plano de baluartes se muestra la planta del que fue baluarte de San Juan. Así desaparecieron varios siglos de historia de una parte del recinto abaluartado de Badajoz.
Este baluarte, muy próximo a la Puerta del Pilar y demolido en la década de 1950, era conocido también como el baluarte de la Bomba, ya que en su interior existía, desde muchos años atrás, un cuartel de Caballería llamado Cuartel de la Bomba. La zona que dejó el baluarte se urbanizó posteriormente y tenía como arteria viaria principal la calle General Rodrigo en recuerdo del militar que tomó parte en la ocupación de Badajoz durante la guerra civil española. Más adelante se cambió el nombre por el de «avenida de Europa».

#### Baluarte de Santiago

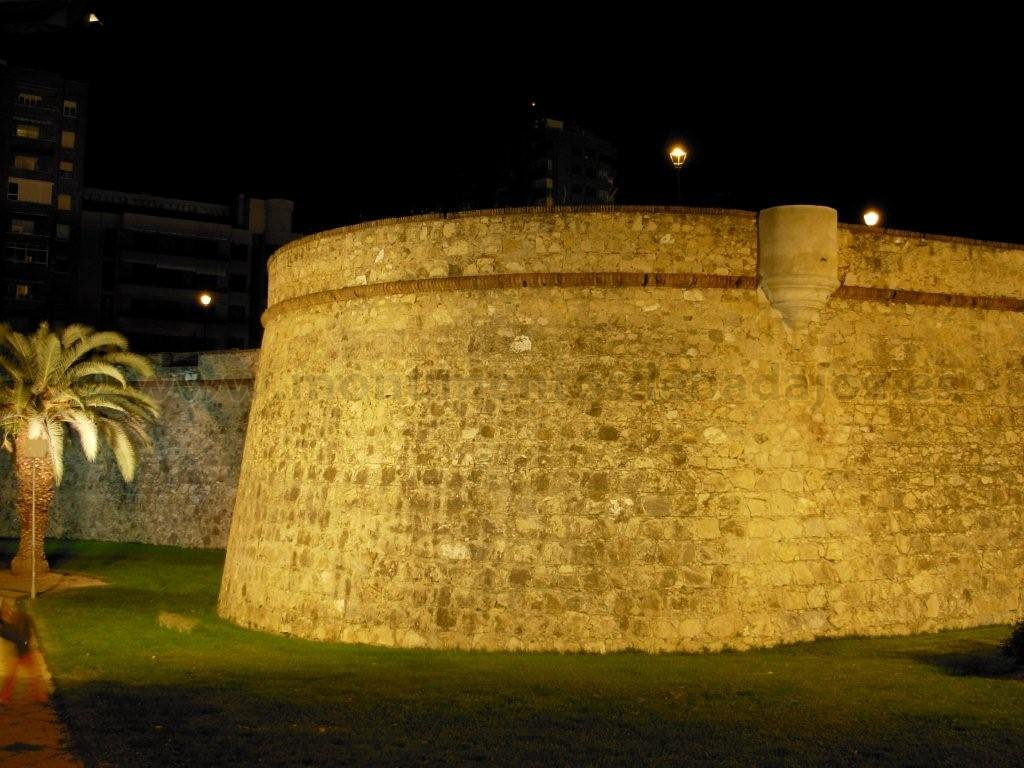
Vista nocturna del orejón y garita en extremo occidental.

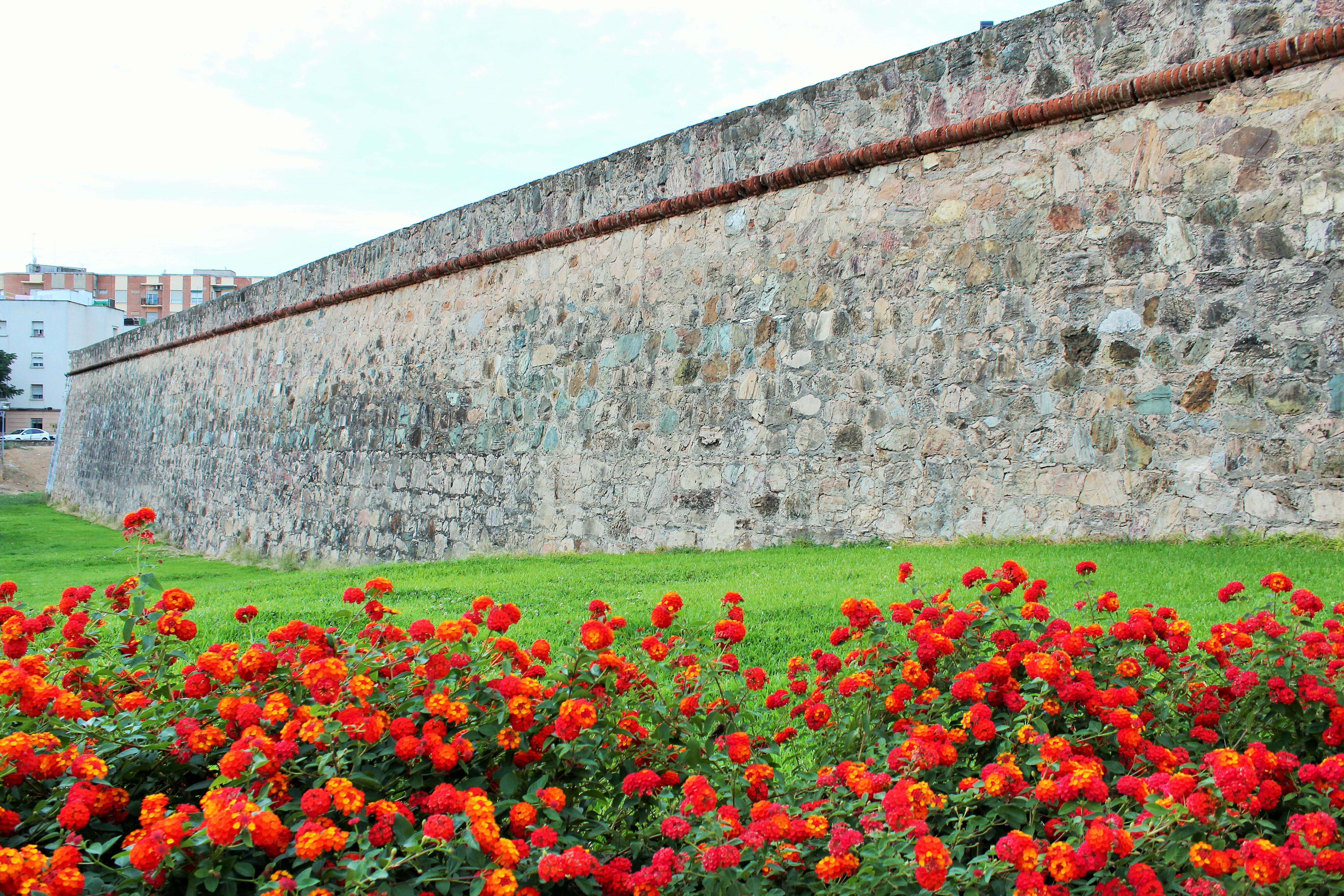
Lienzo oeste.

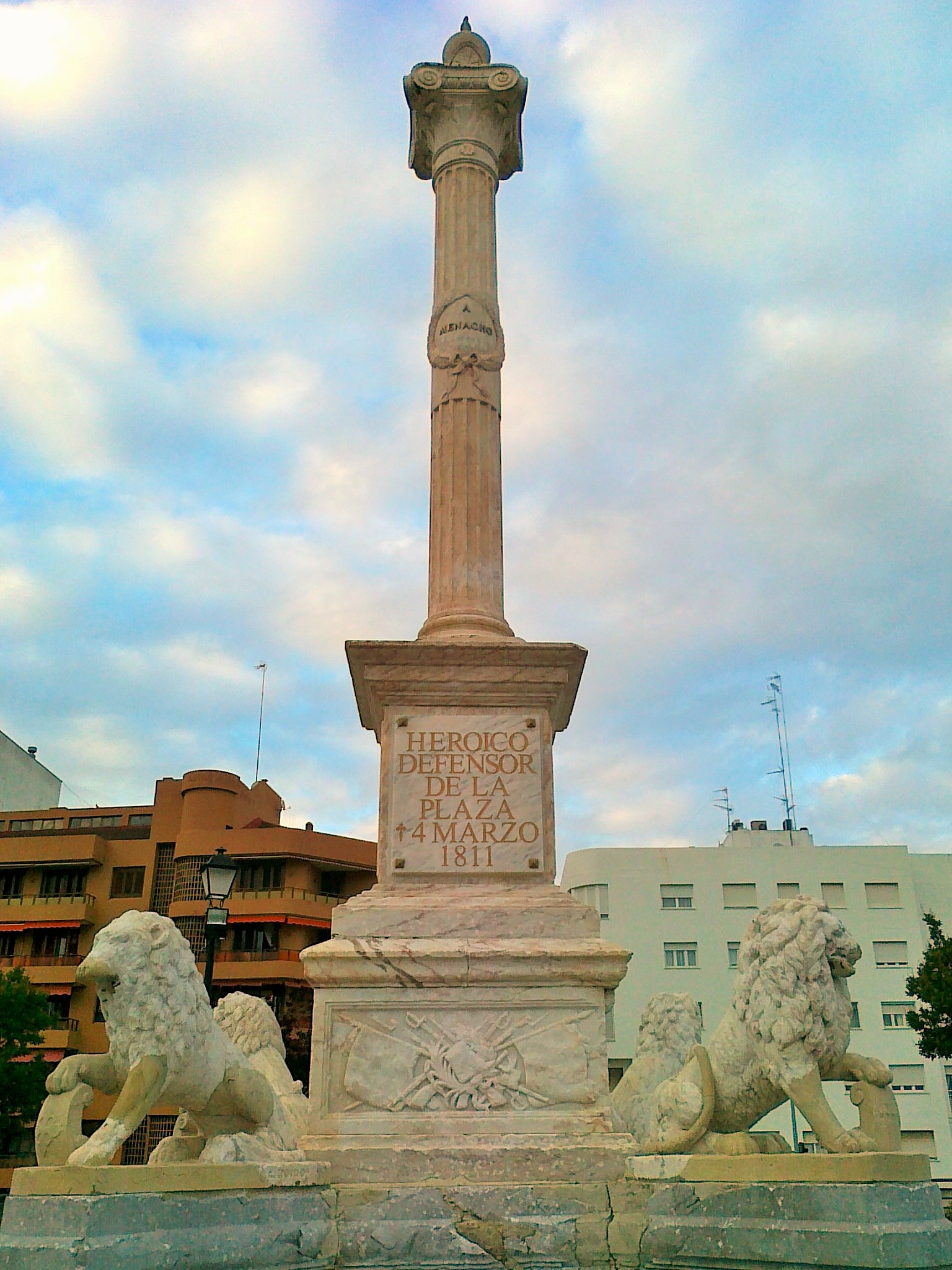
Monumento en honor del General Menacho.

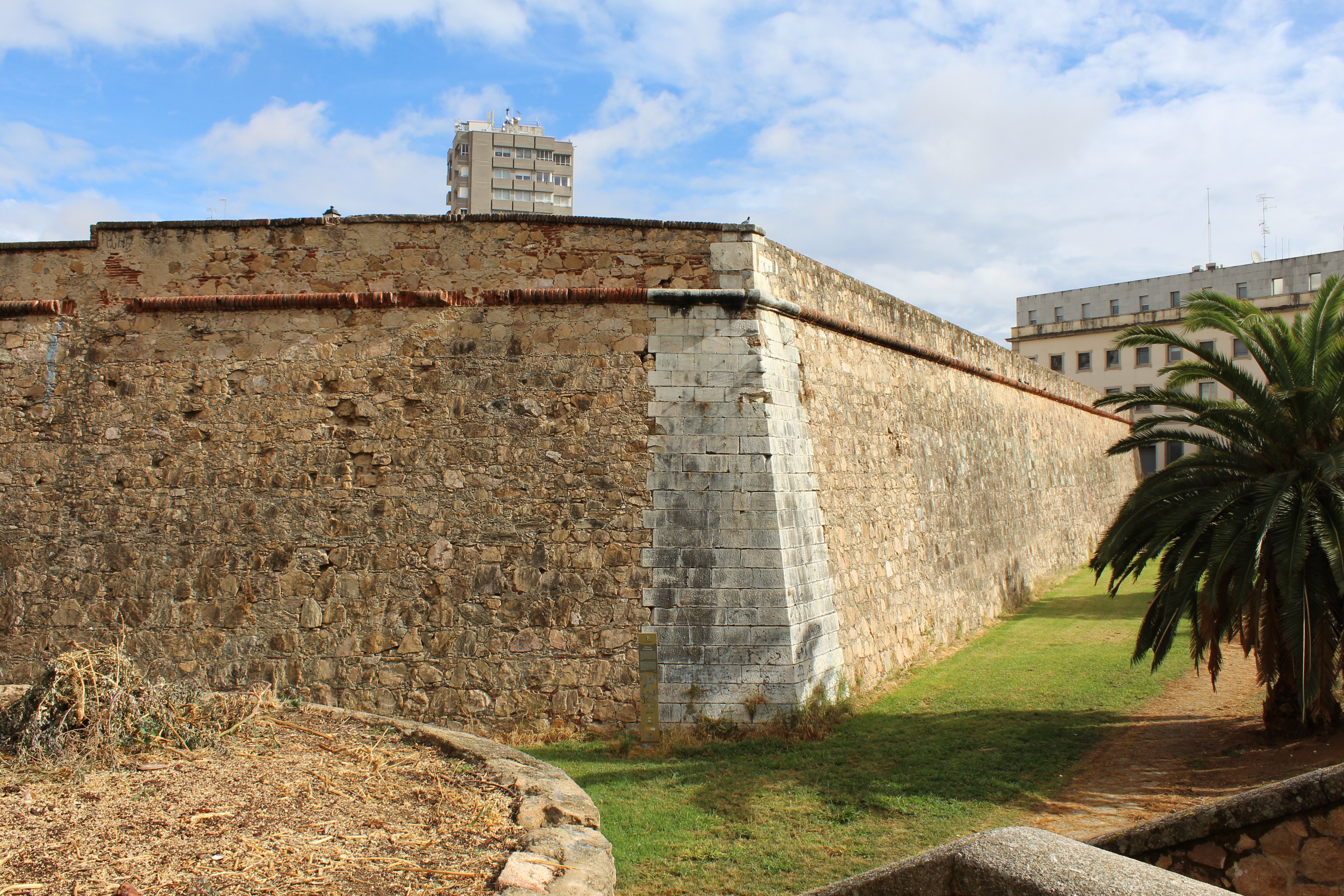
Unión de los lienzos sur y oeste.

Tiene el n.º 6 en el Plano de baluartes. Está situado al final de la calle Menacho, entre el baluarte de San Juan al este, totalmente desaparecido, y el de San José al oeste, todos ellos en la zona sur de Badajoz. El baluarte, de planta pentagonal, se construyó en el siglo XVII y en el XVIII tuvo gran cantidad de modificaciones. En su flanco derecho se construyó un orejón, elemento semicircular cuya misión era la de defender el lienzo de muralla entre dos baluartes consecutivos —o de baluartes que sobresalían con respecto al flanco en el que se encontraban—. También tenían por objeto la protección de las poternas. Tenía garitas de vigilancia en el orejón y en todos los vértices si buen solo permanece la situada en el orejón. En la actualidad el baluarte está aislado del recinto amurallado debido a la demolición del muro que lo unía con el baluarte de San José por la zona más occidental y del baluarte de San Juan por la posterior desaparición de este.
También se llama «baluarte de la Memoria» por la gesta protagonizada por el General Menacho, que murió en 1811 cuando defendía la ciudad de Badajoz de los ataques del ejército francés. Tras su muerte le sustituyó el brigadier Imaz que entregó la plaza a las tropas francesas. En 1852 se colocó una inscripción conmemorativa en este baluarte, justo en el lugar donde fue abatido. Se conserva parte del monumento pues faltan los cuatro leones tallados en mármol, apoyados sobre sus ancas. El proyecto del monumento fue de Julio Carande, capitán de Ingenieros, y la realización corrió a cargo de los marmolistas Almendro y Zoido. Fue inaugurado el día 2 de mayo de 1893 con una inscripción en memoria del general Menacho, militar español que tomó parte en la Guerra de Independencia Española en la defensa de Badajoz y murió en combate en 1811. Para la ejecución del pedestal y las escalerillas se emplearon mármoles de Alconera y para el resto se trajo mármol de Borba. Las lápidas con las inscripciones correspondientes se tallaron en mármol traído de Italia.
A finales del siglo XIX se realizaron los trabajos para dotarla de una poterna, pero nunca ejerció su misión concreta, que era la de ser una pequeña puerta de servicio abierta en la muralla para una fácil comunicación con el exterior a través del foso y de un sistema sencillo y seguro de cierre en caso de ataque exterior. Su uso fue el de servir de almacén.
Durante las obras de construcción de un aparcamiento se encontraron unos tramos de lienzos de la muralla más antiguos, que son visibles desde un punto muy concreto, de difícil acceso, en su flanco noroeste y también desde dentro del propio aparcamiento, ya que se dejaron expresamente a la vista. También se encontró un cementerio árabe de los siglos X y XI.
La galería de imágenes muestra el baluarte empezando por el exterior, desde su comienzo, tras la Delegación del Gobierno, siguiendo hacia el oeste para luego mostrarlo en sentido contrario, ya por el interior, hasta llegar otra vez al comienzo, en su flanco sur.

Galería
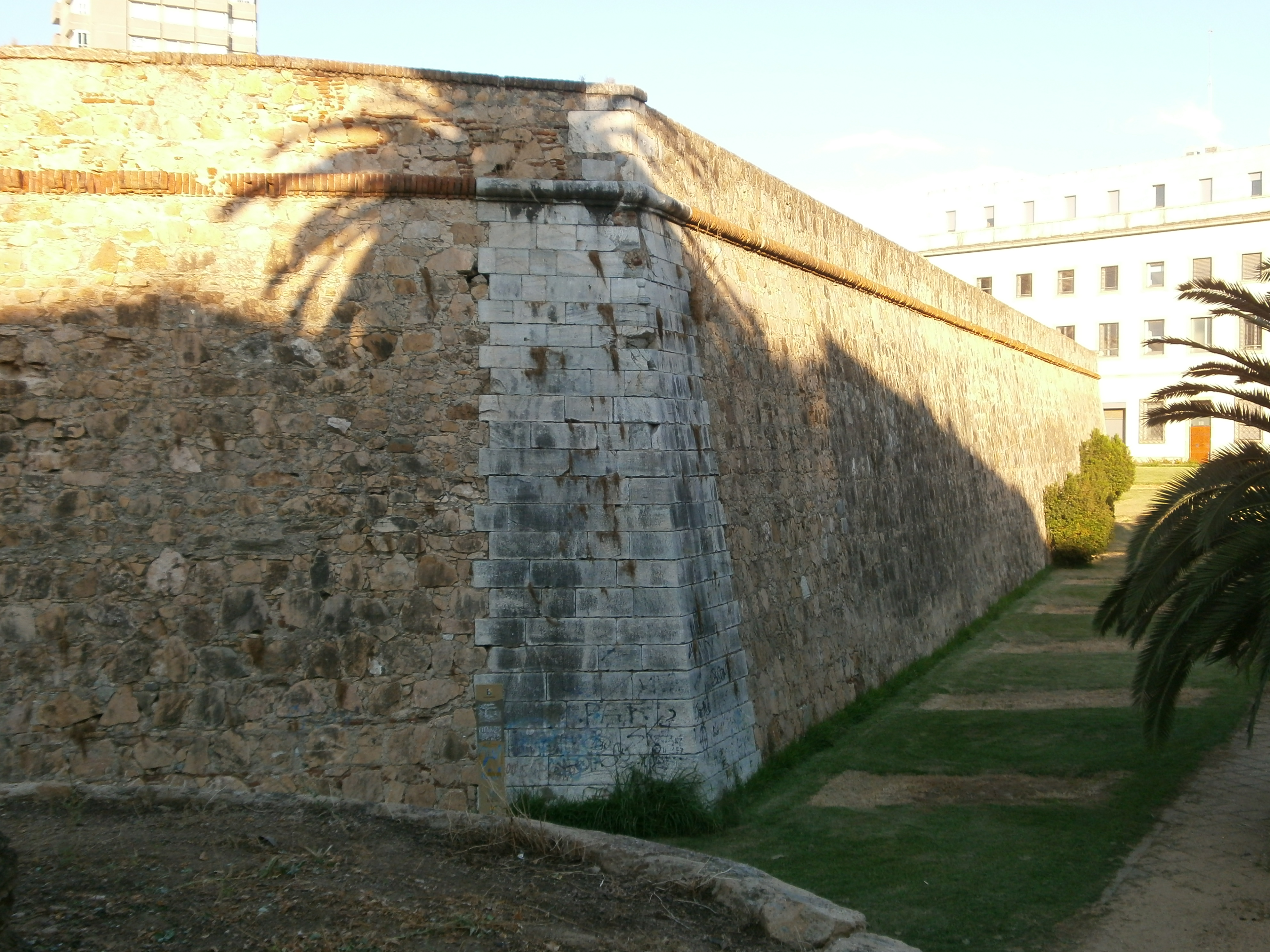
Unión de dos lienzos en el extremo oriental del baluarte
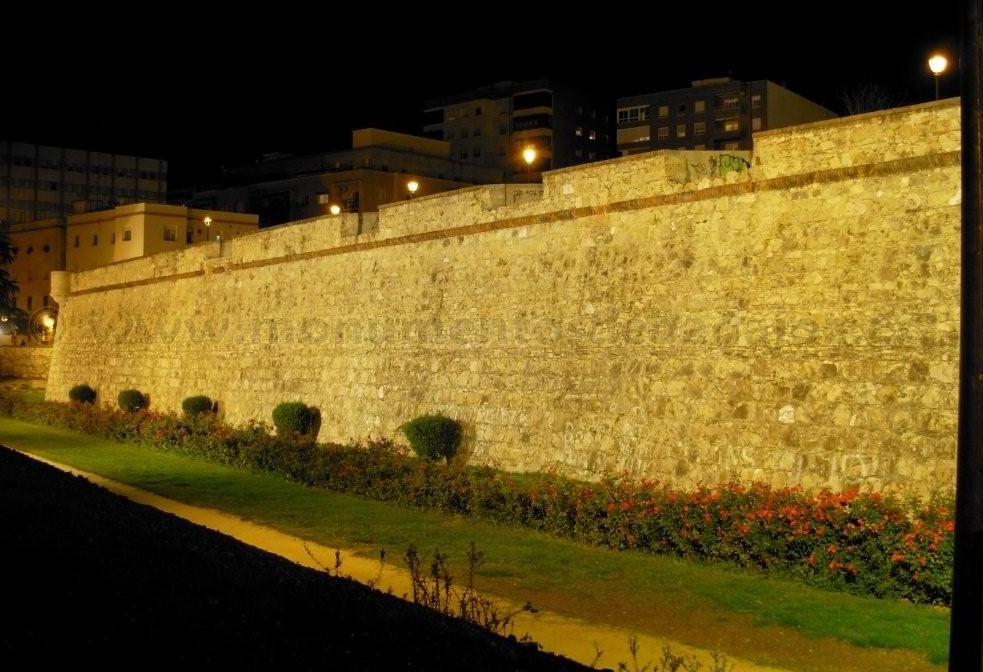
Vista nocturna del potente lienzo sur con troneras superiores
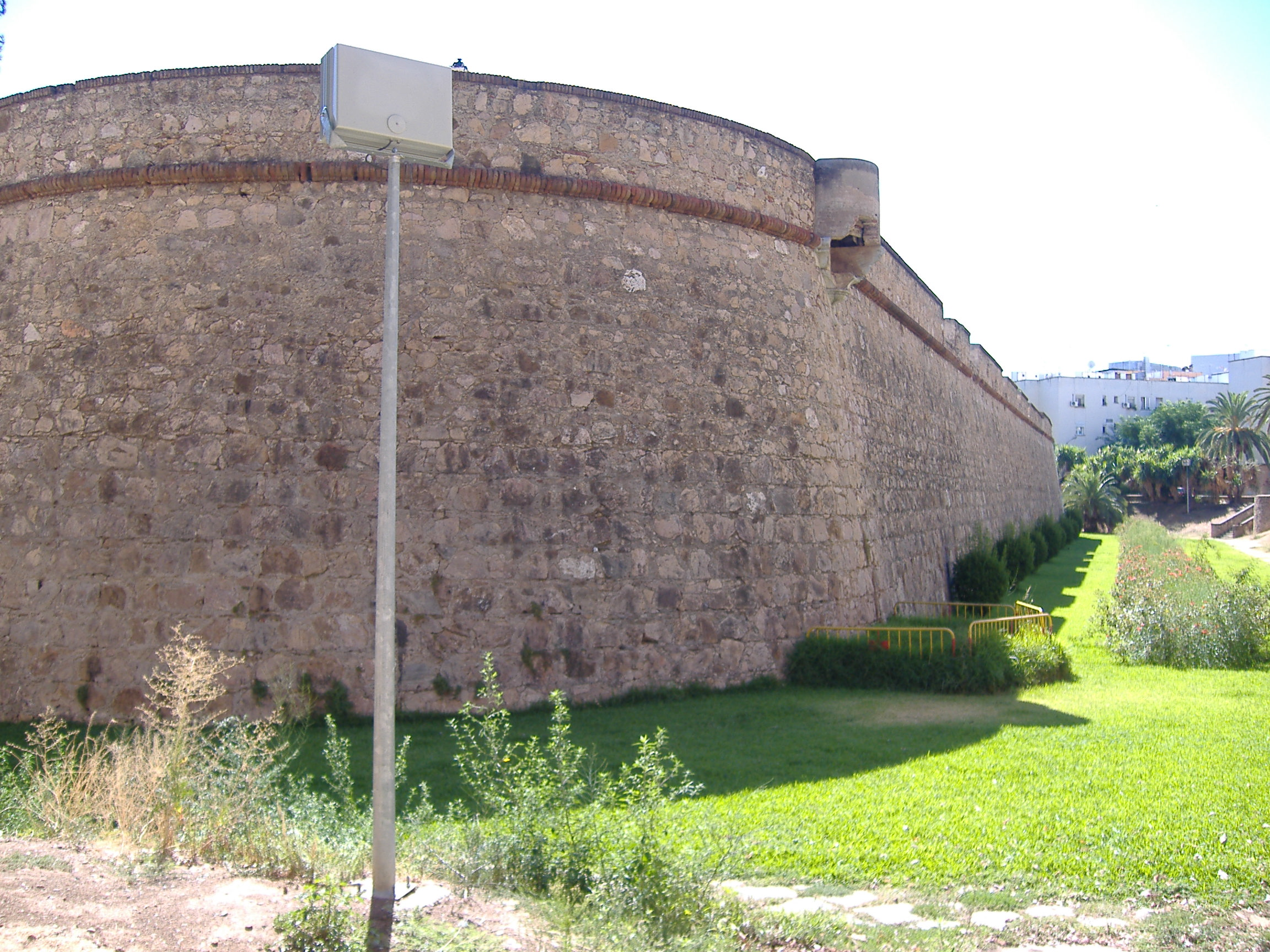
Lienzo sur en el entronque con orejón y garita de vigilancia
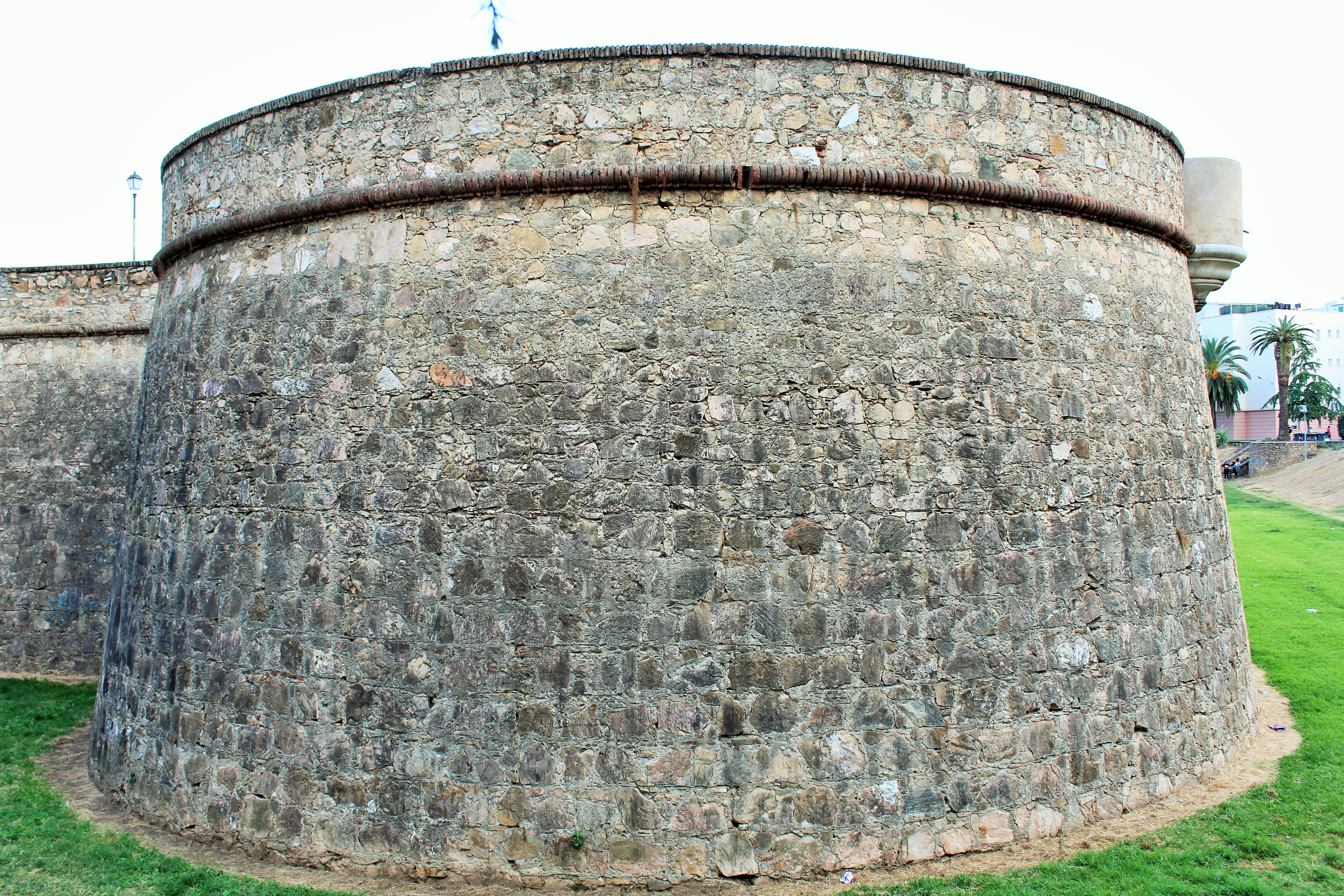
Orejón en extremo occidental con garita
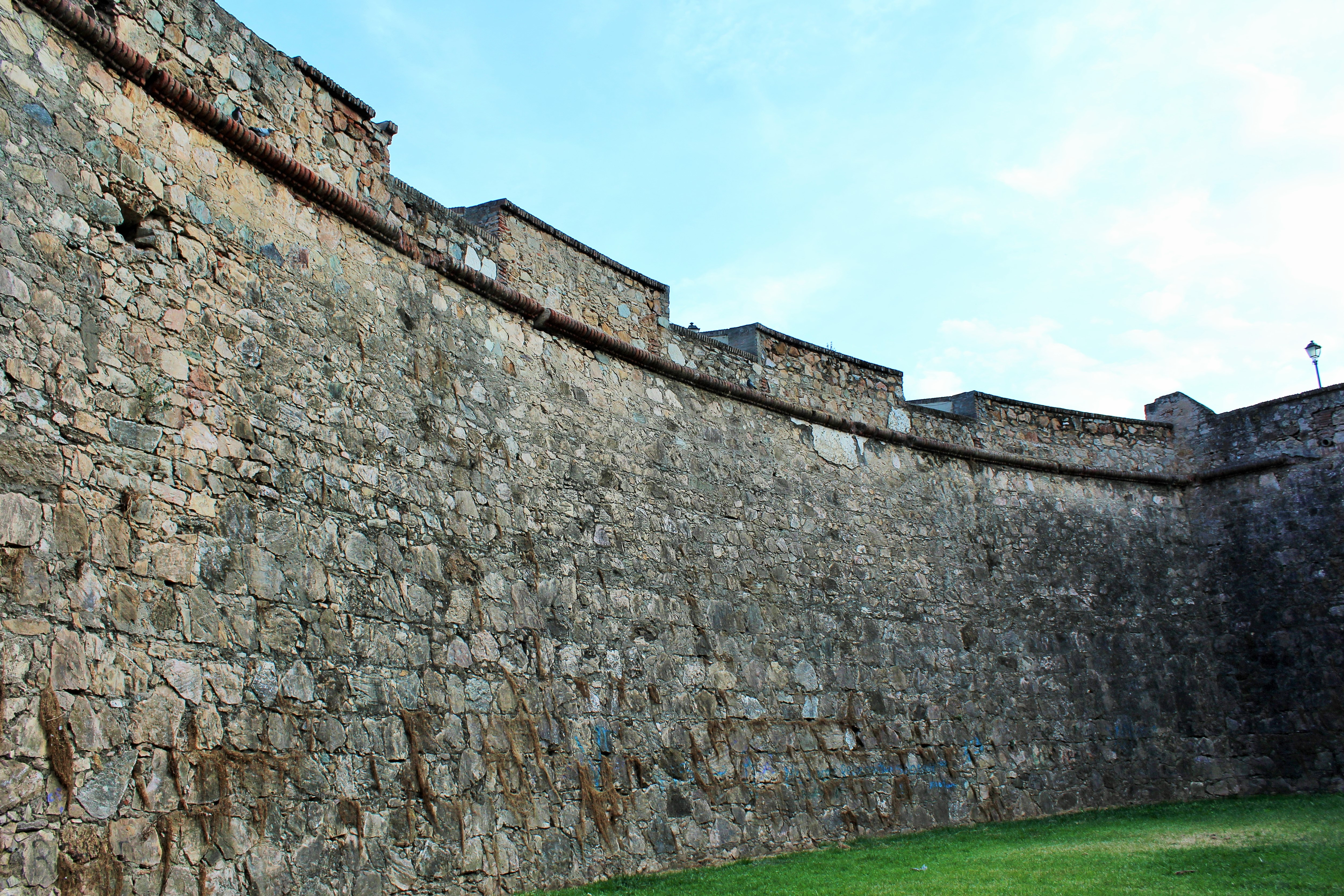
Lienzo cóncavo en extremo oeste con troneras superiores
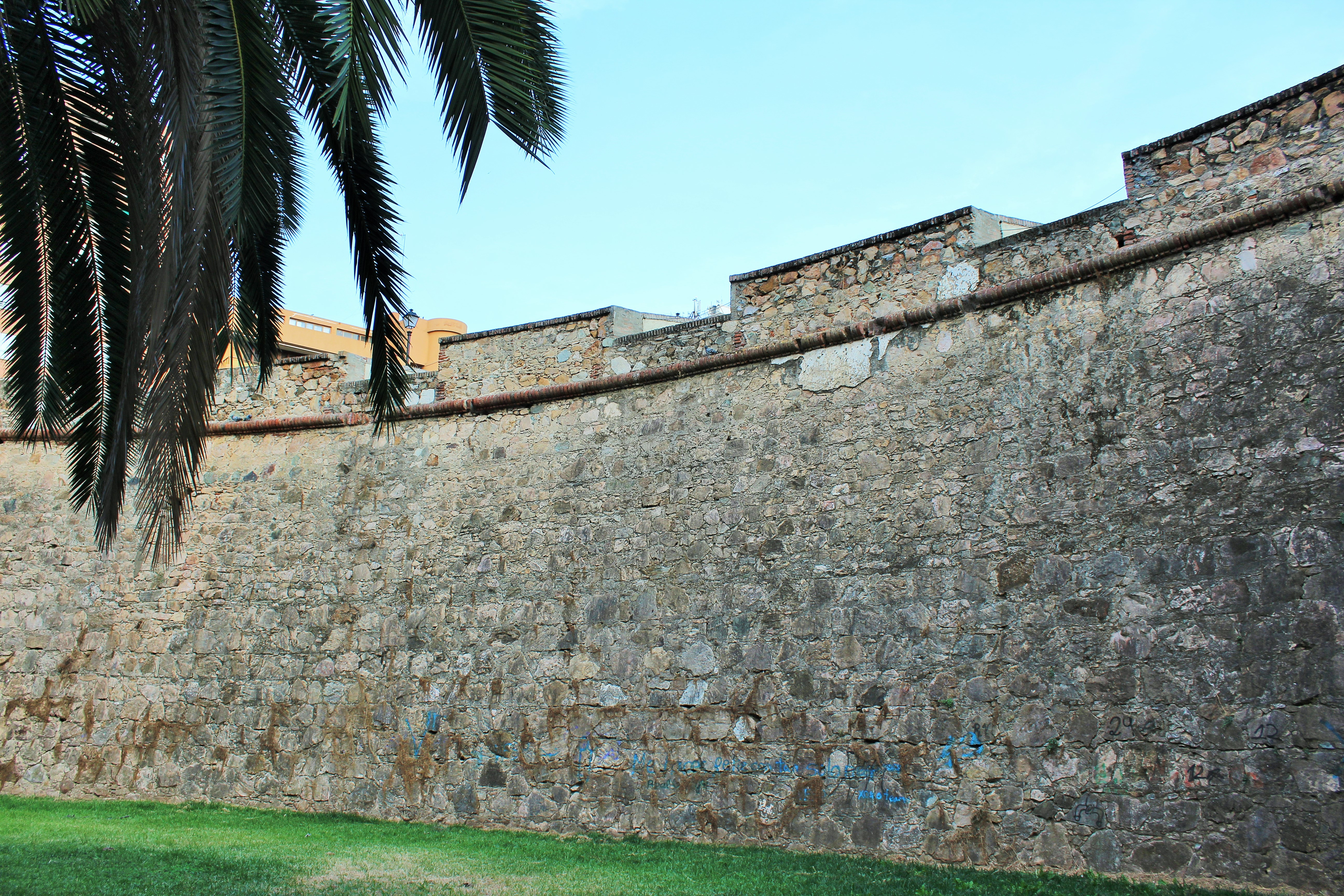
Continuación del lienzo cóncavo con troneras superiores
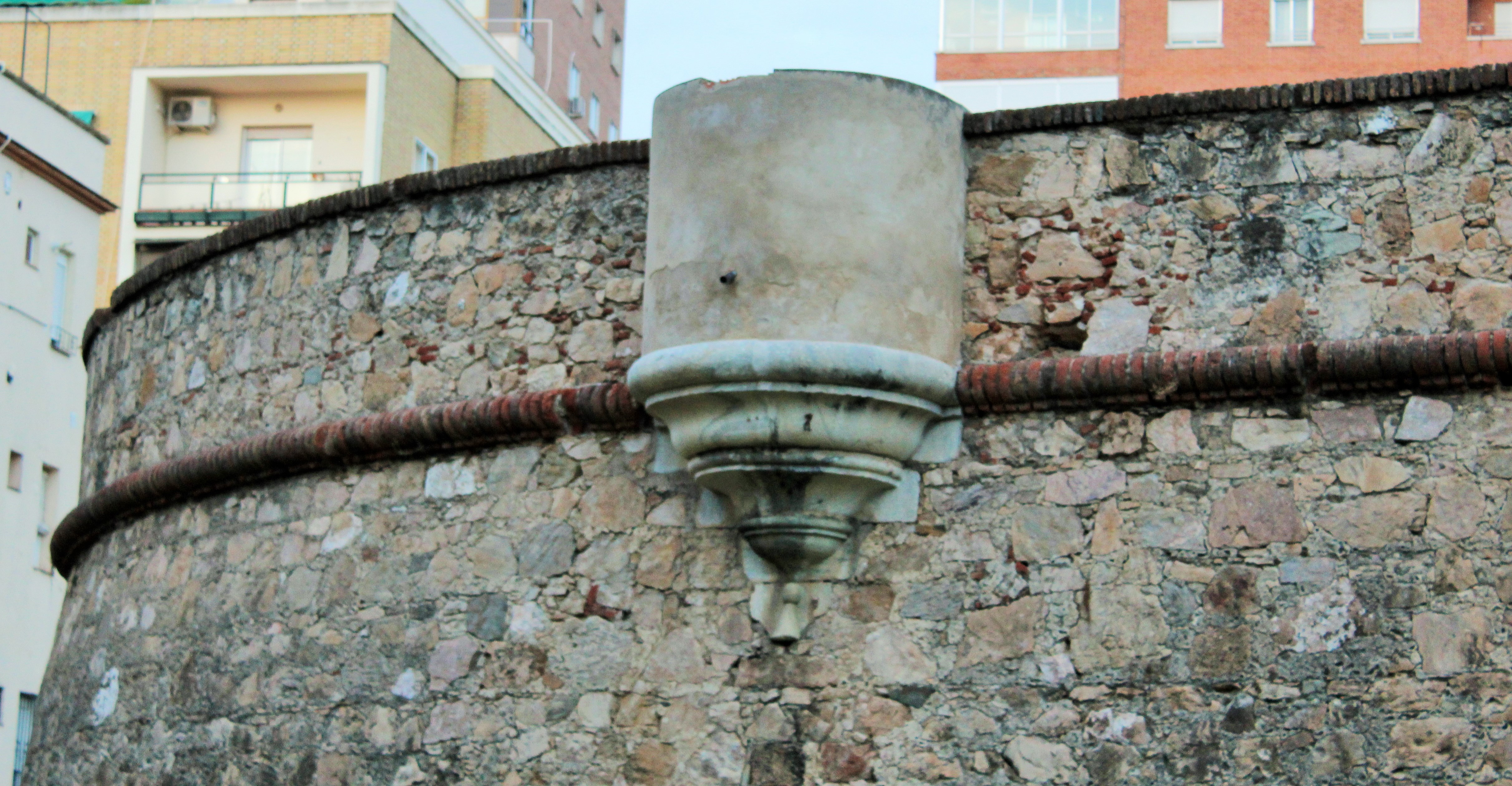
Detalle de garita desmochada en orejón oeste
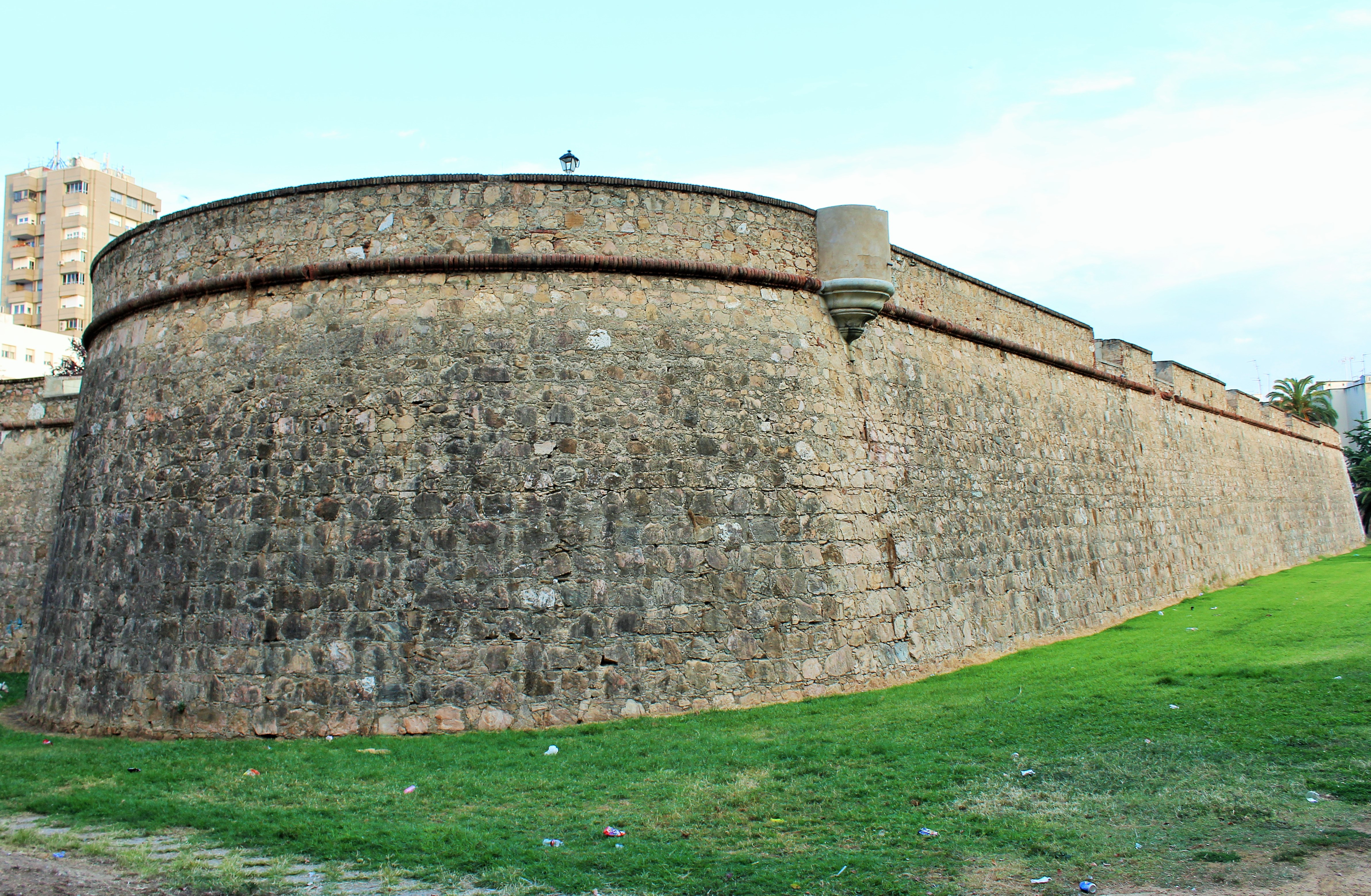
Orejón en la zona oeste, murallas, troneras y garita
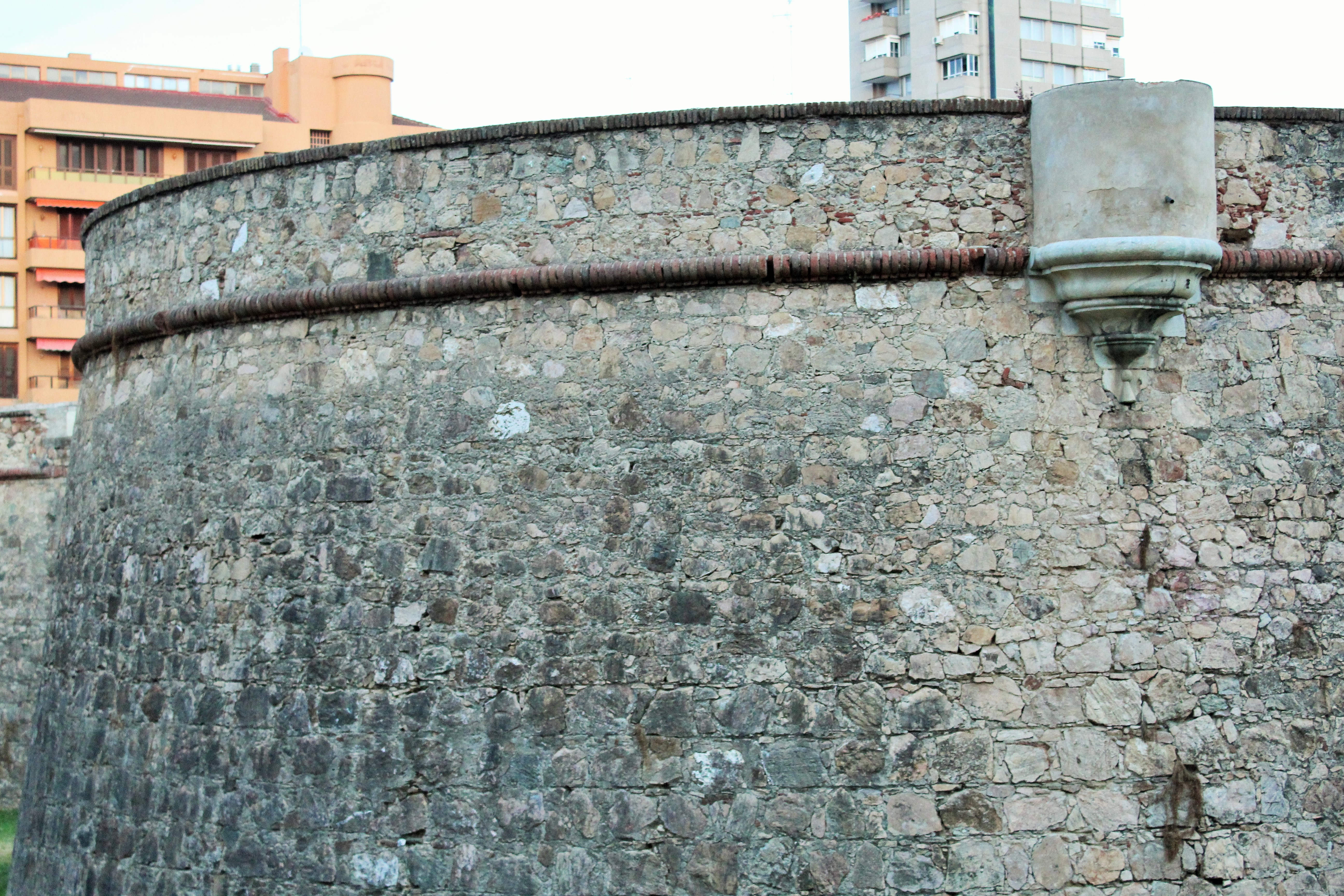
Orejón oeste con restos de garita
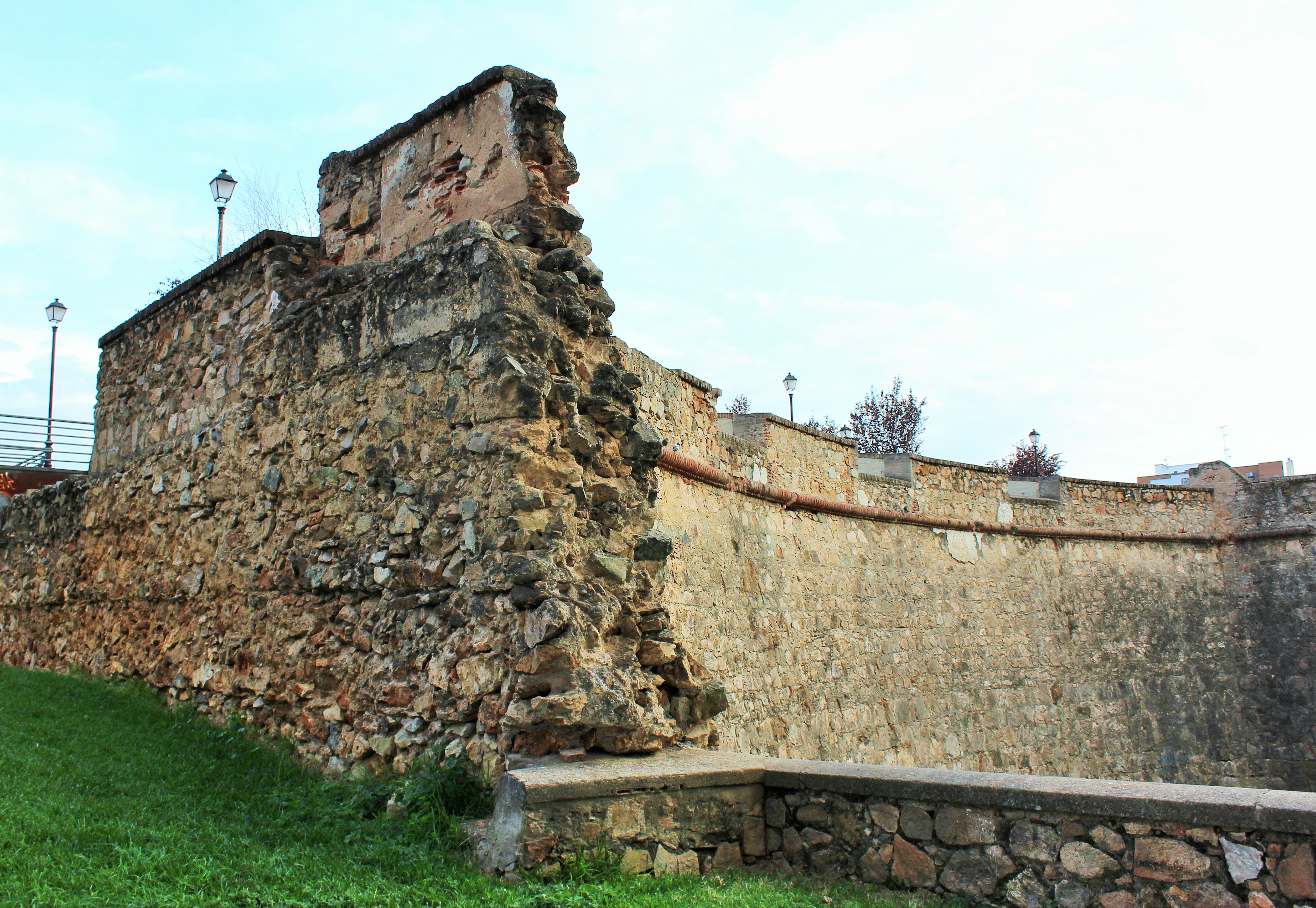
Entronque de muralla cóncava con muralla antigua
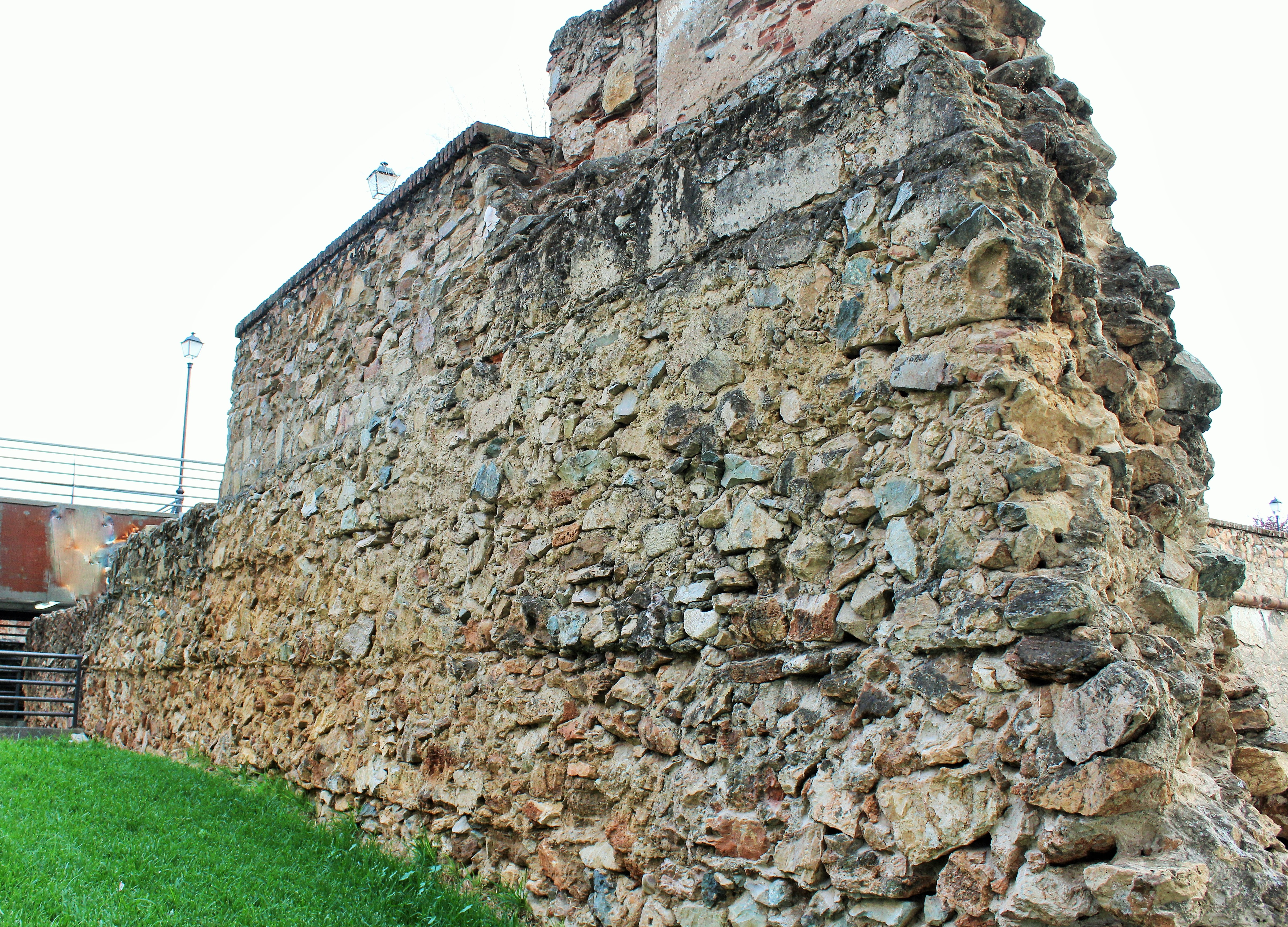
Restos de muralla en el extremo oeste
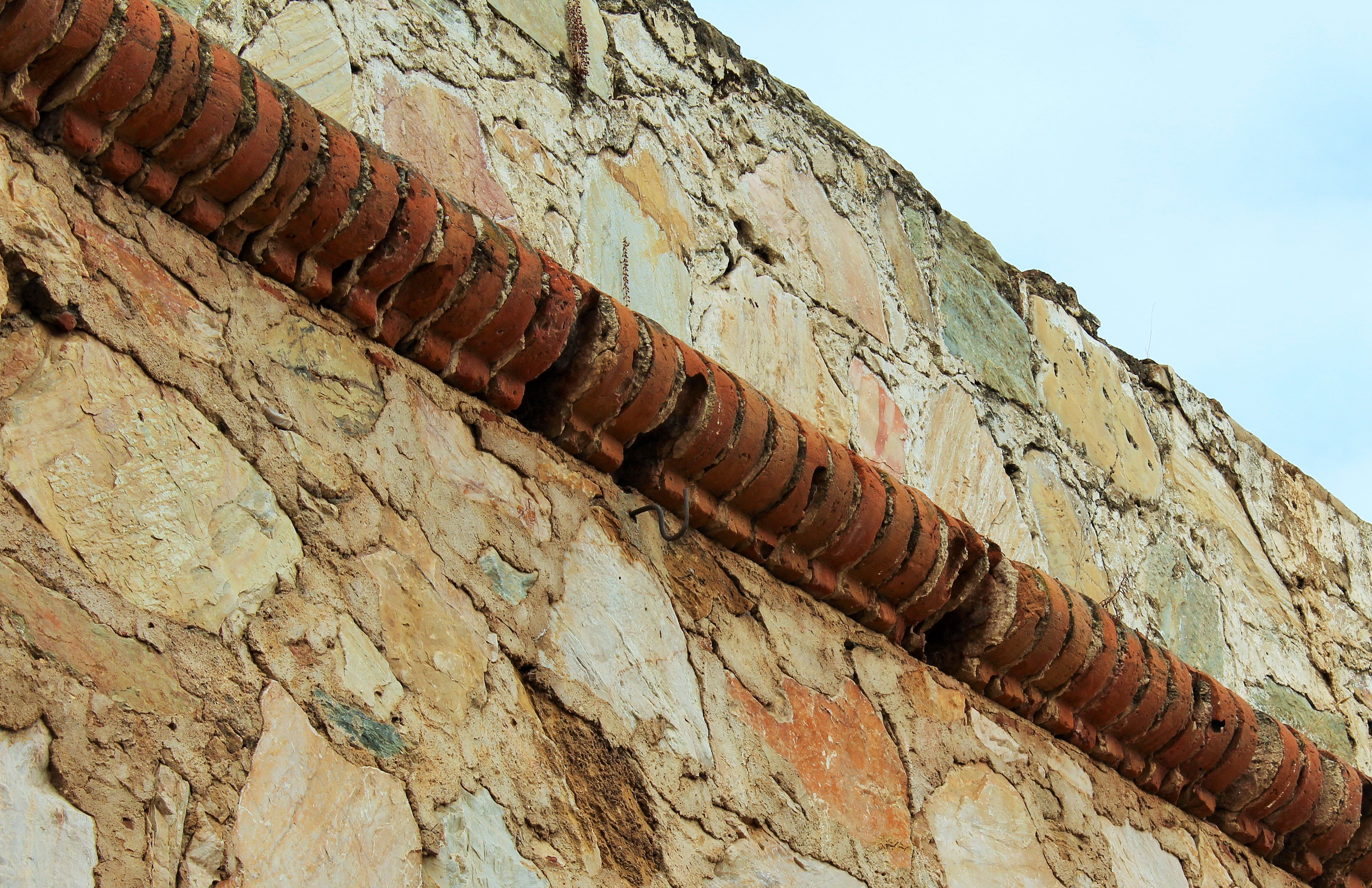
Detalle de verdugada en parte superior de lienzo
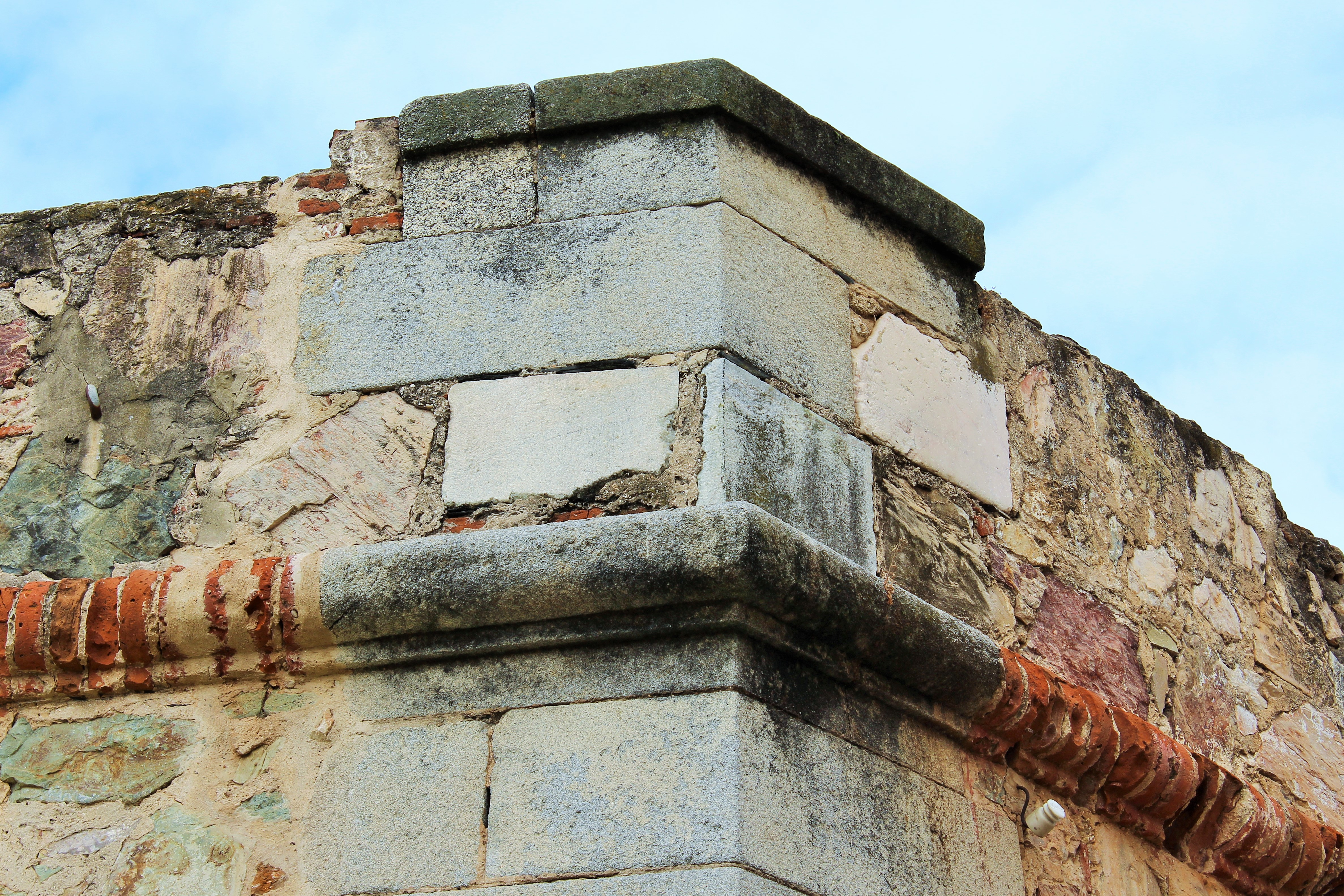
Detalle de unión en coronación de los lienzos sur y oeste
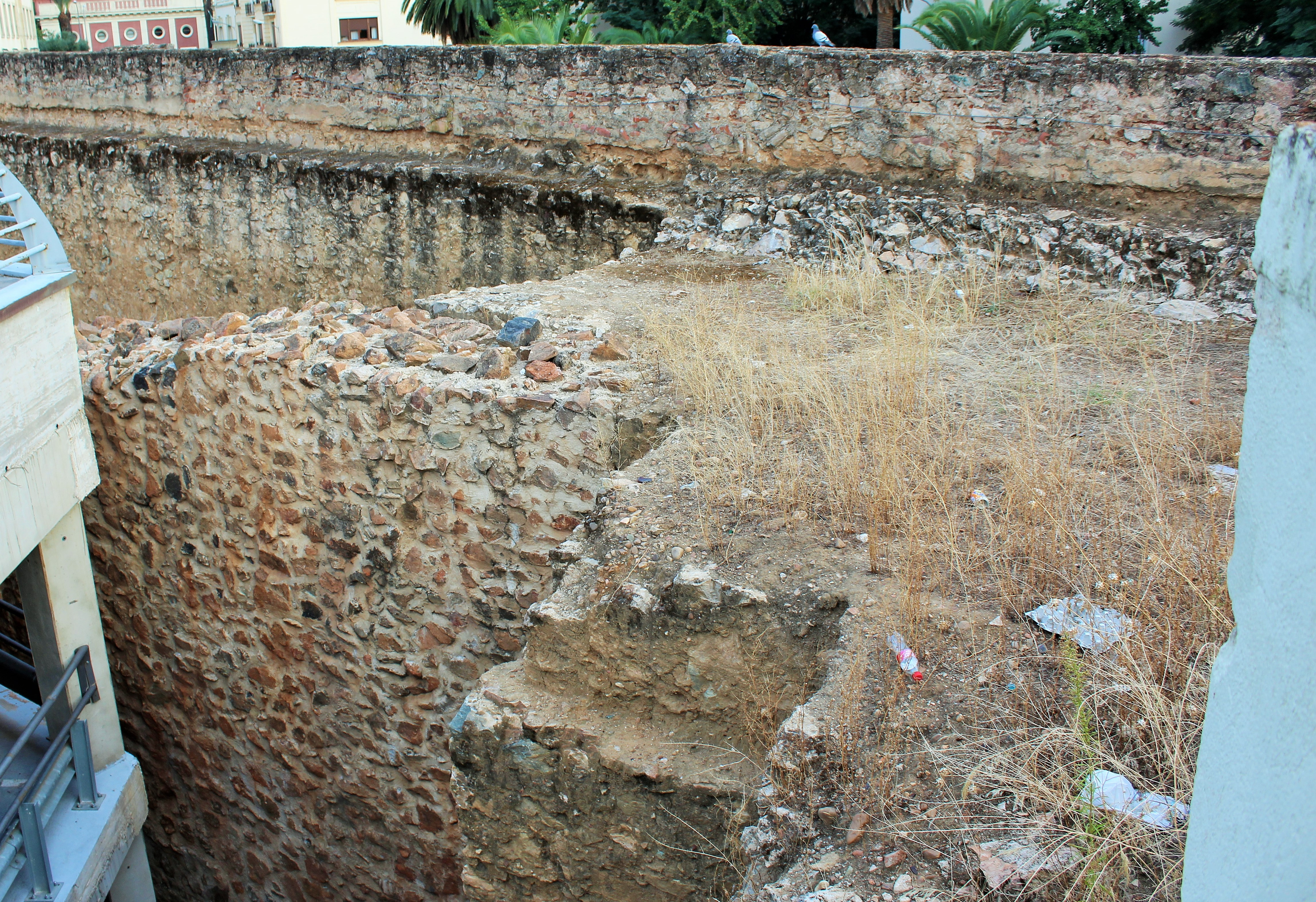
Extremo oeste con muralla vieja descubierta recientemente
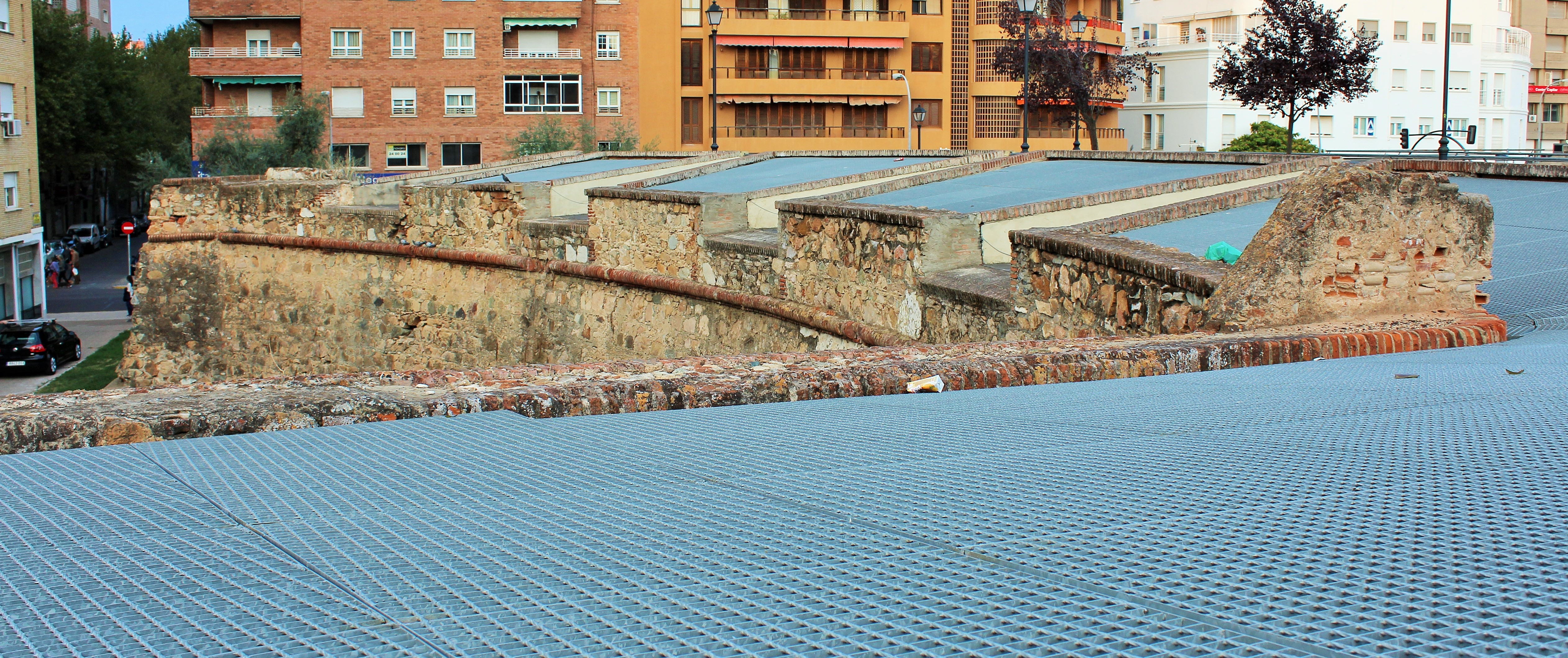
Troneras en muralla cóncava del flanco oeste
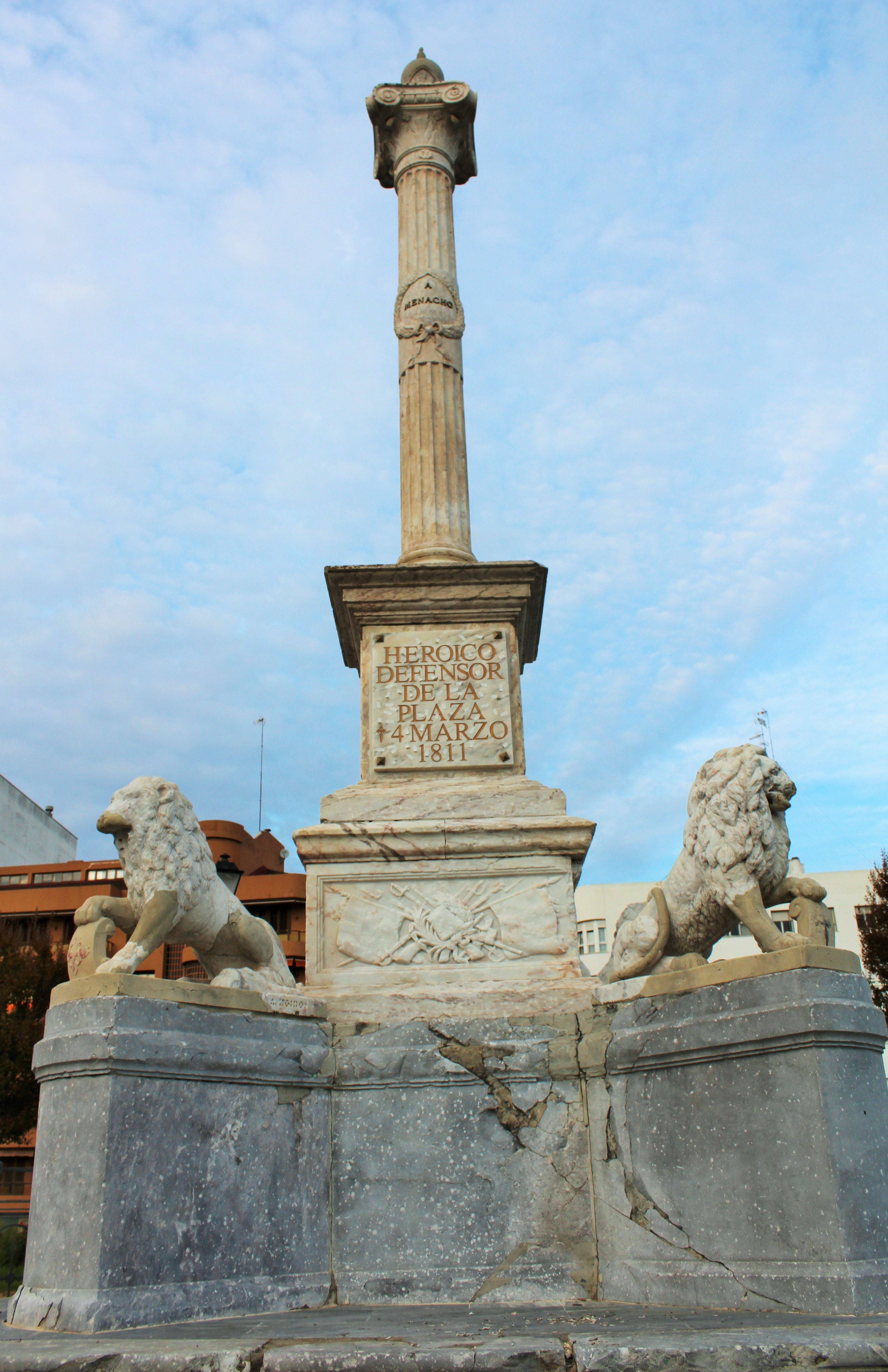
Monumento al G. Menacho
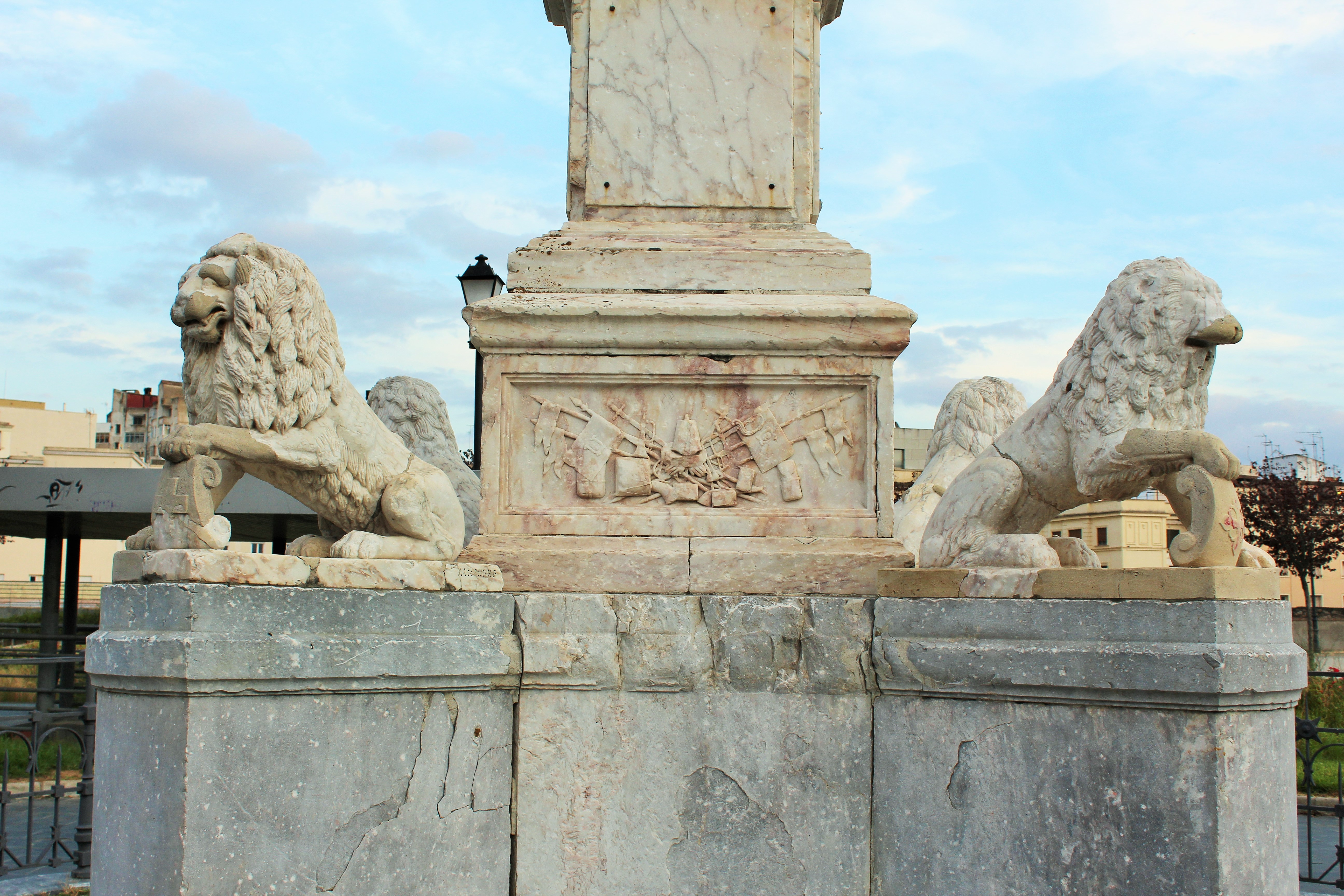
Detalle de la base del monumento al General Menacho
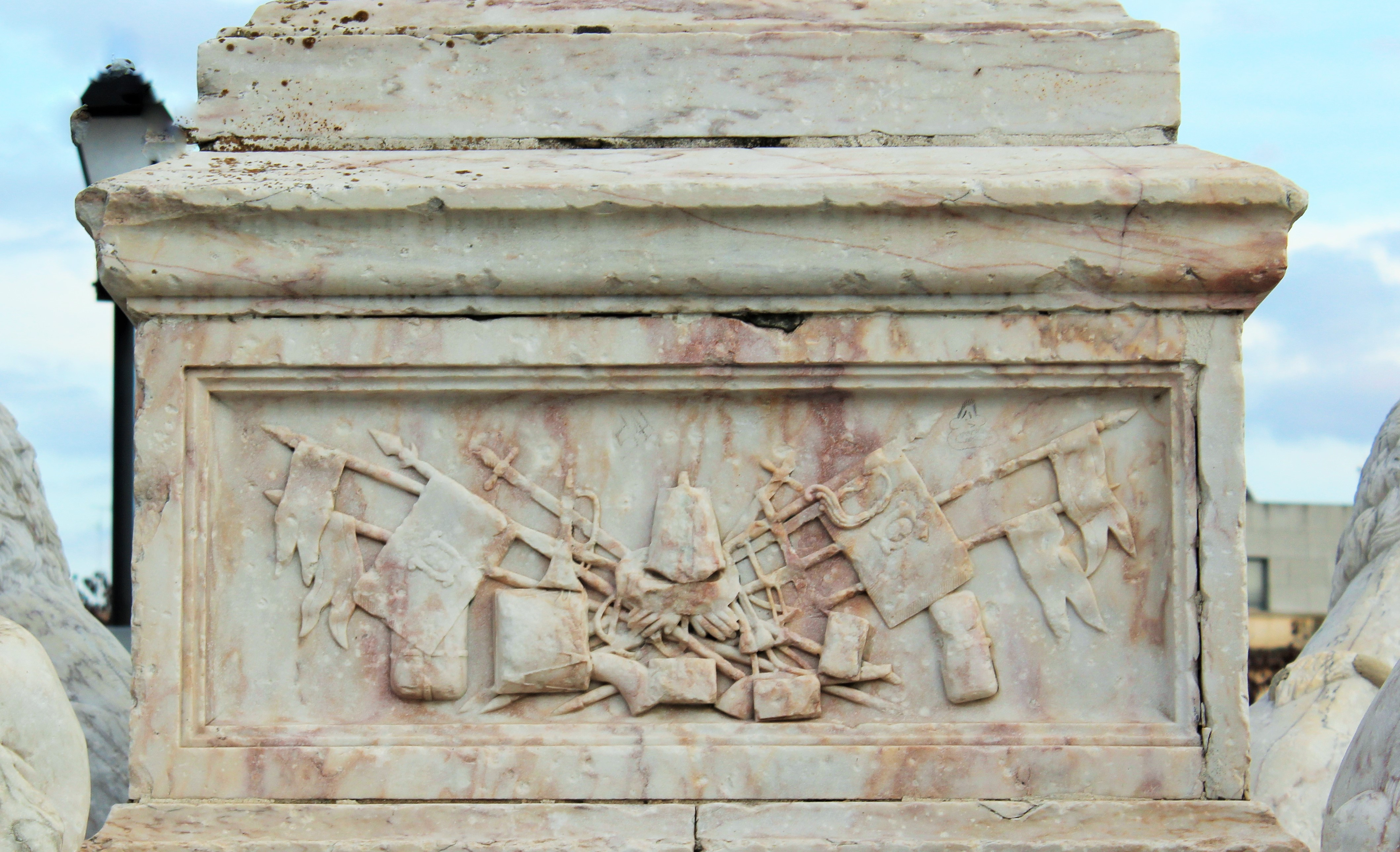
Detalle de la base del monumento al General Menacho
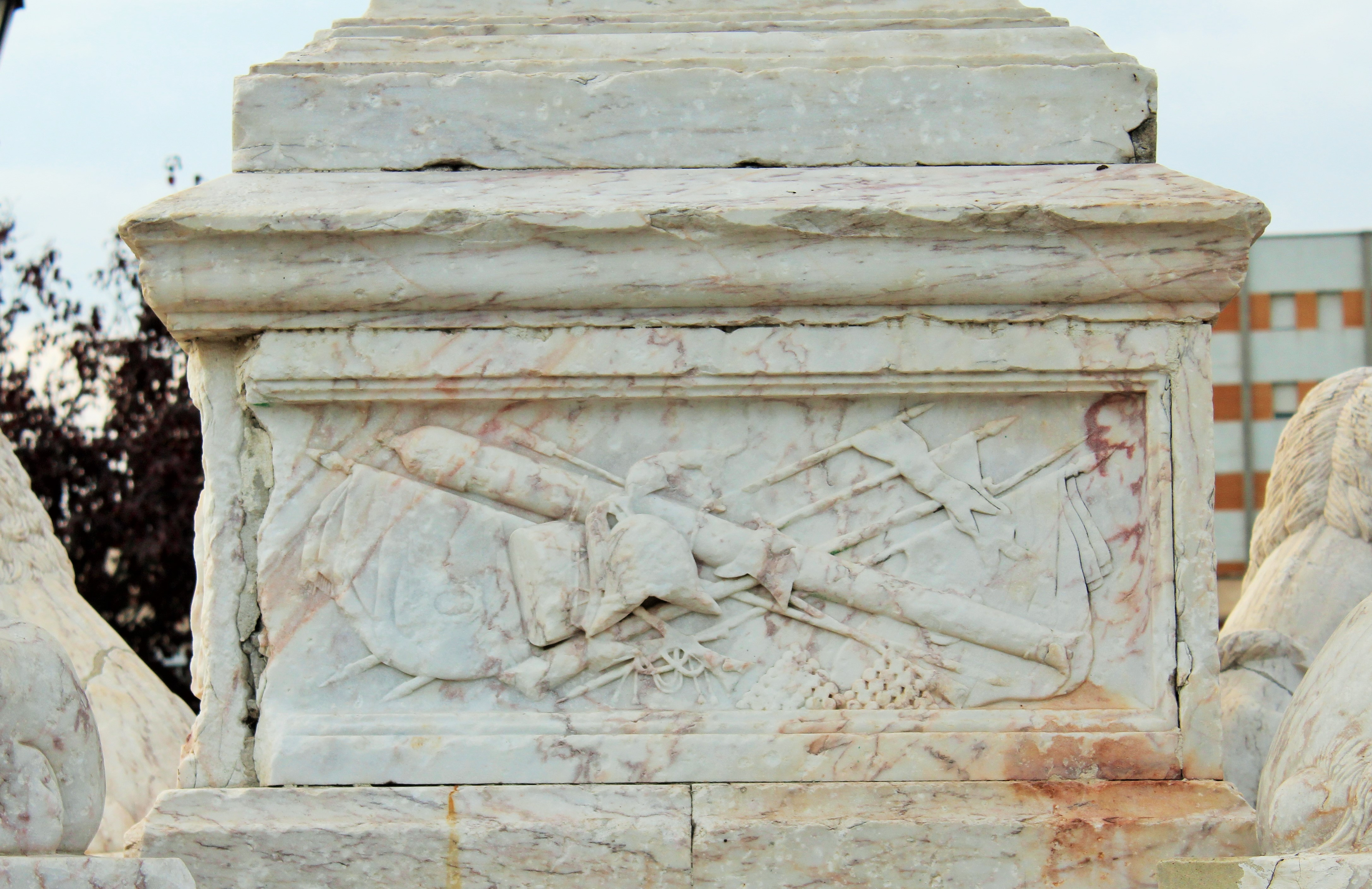
Detalle de la base del monumento al General Menacho
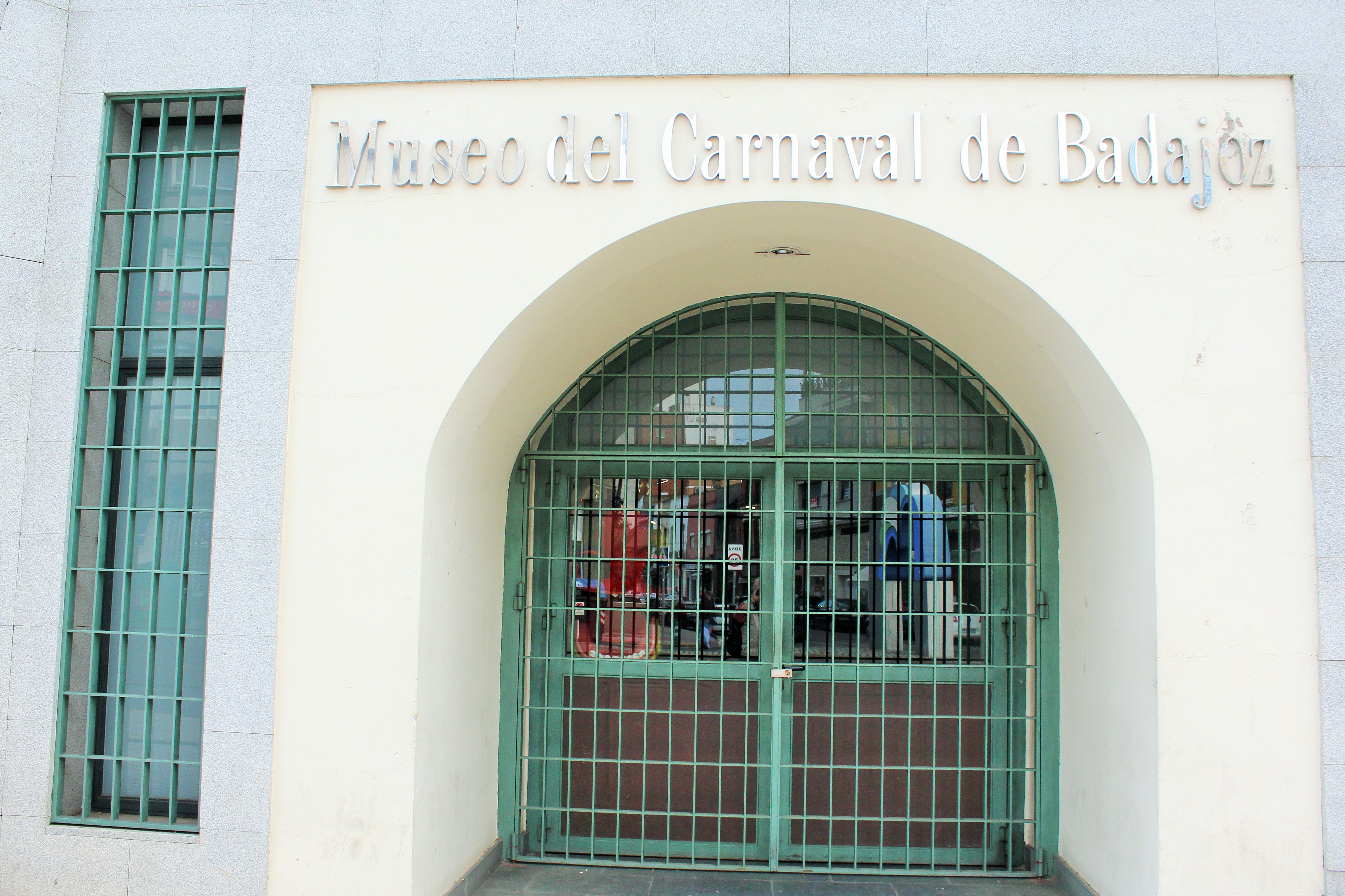
Museo del Carnaval de Badajoz en las poternas
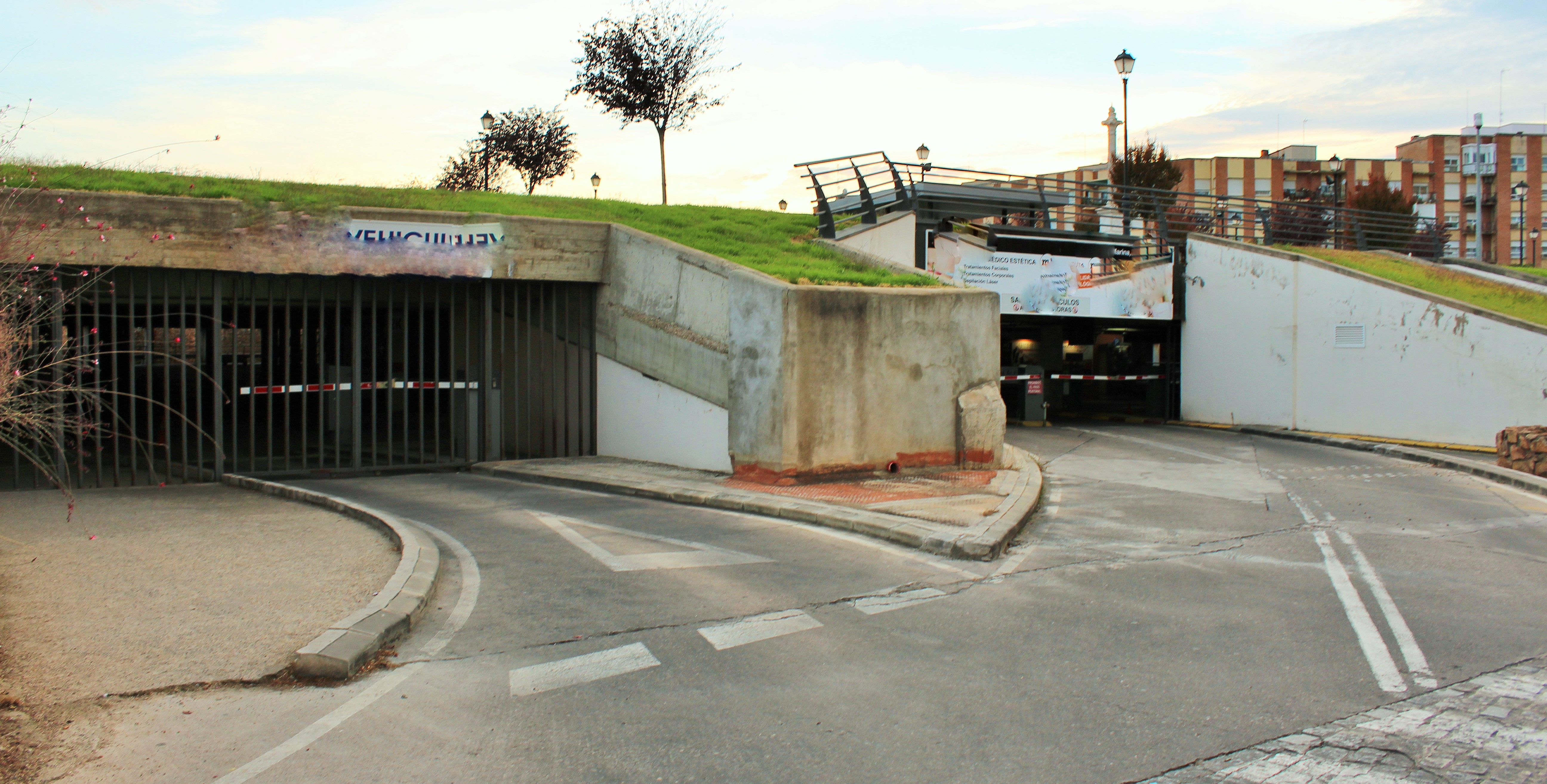
Aparcamiento público en las poternas
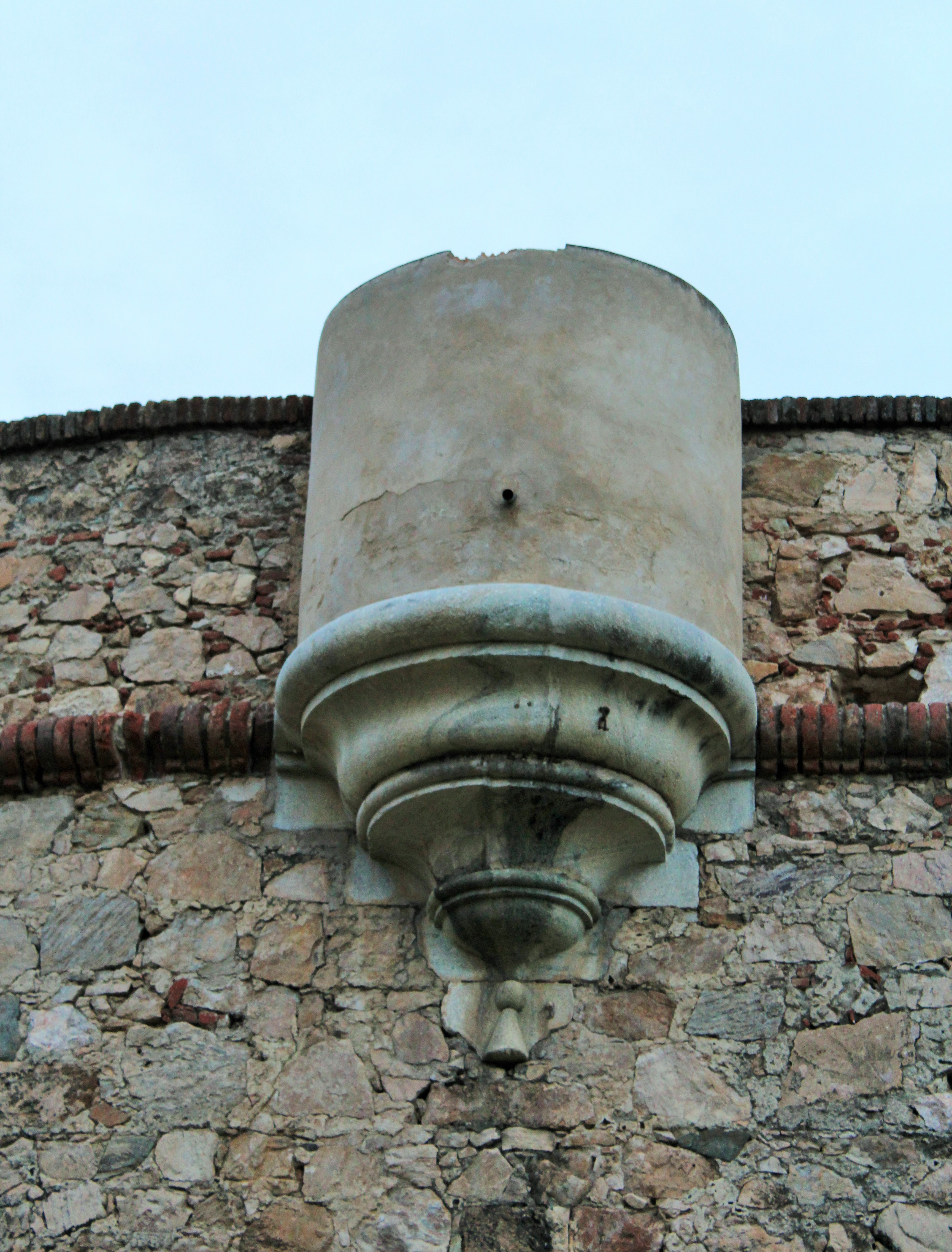
Detalle de garita desmochada
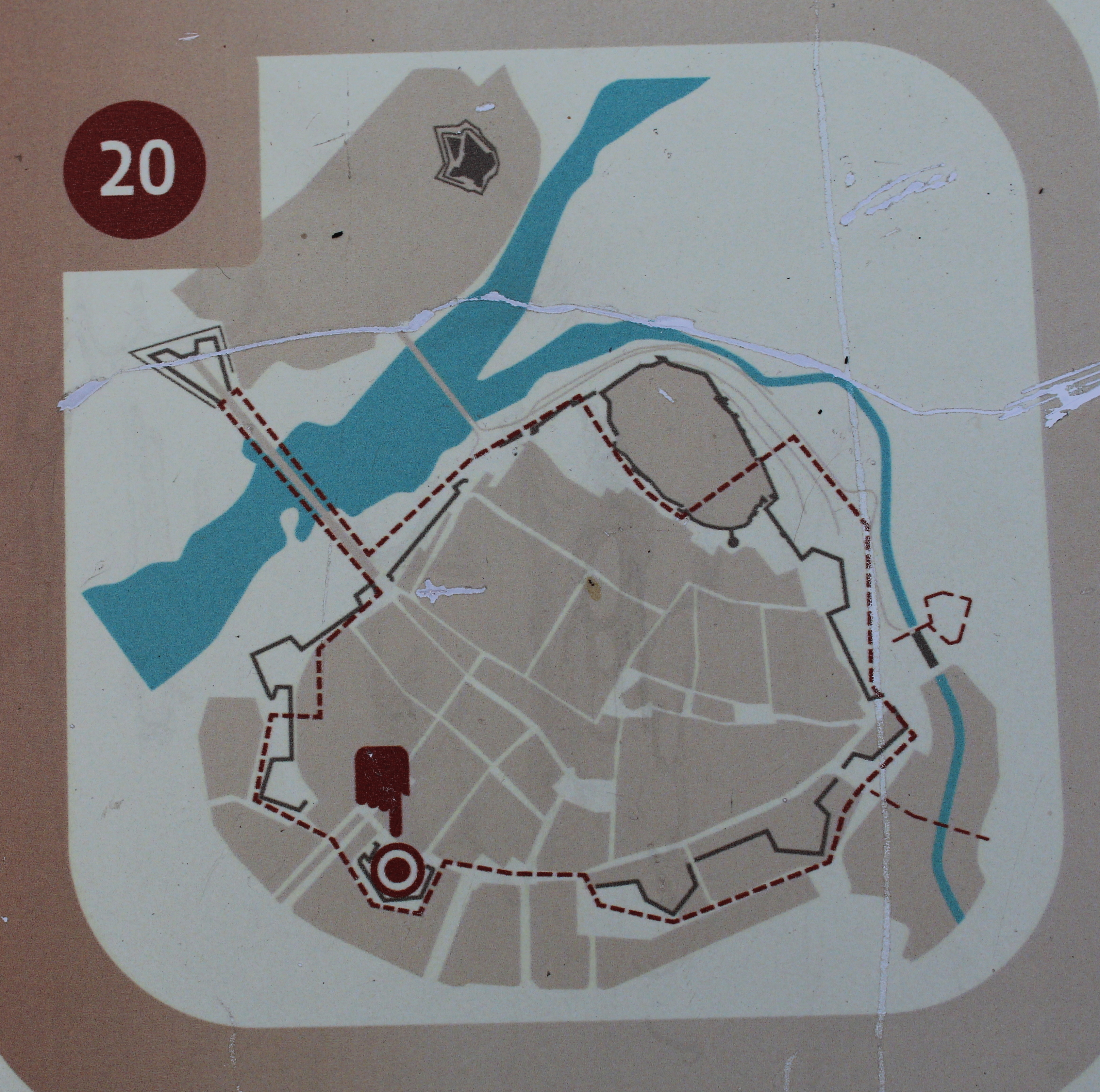
Plano de situación del baluarte en el recinto

#### Baluarte de San José

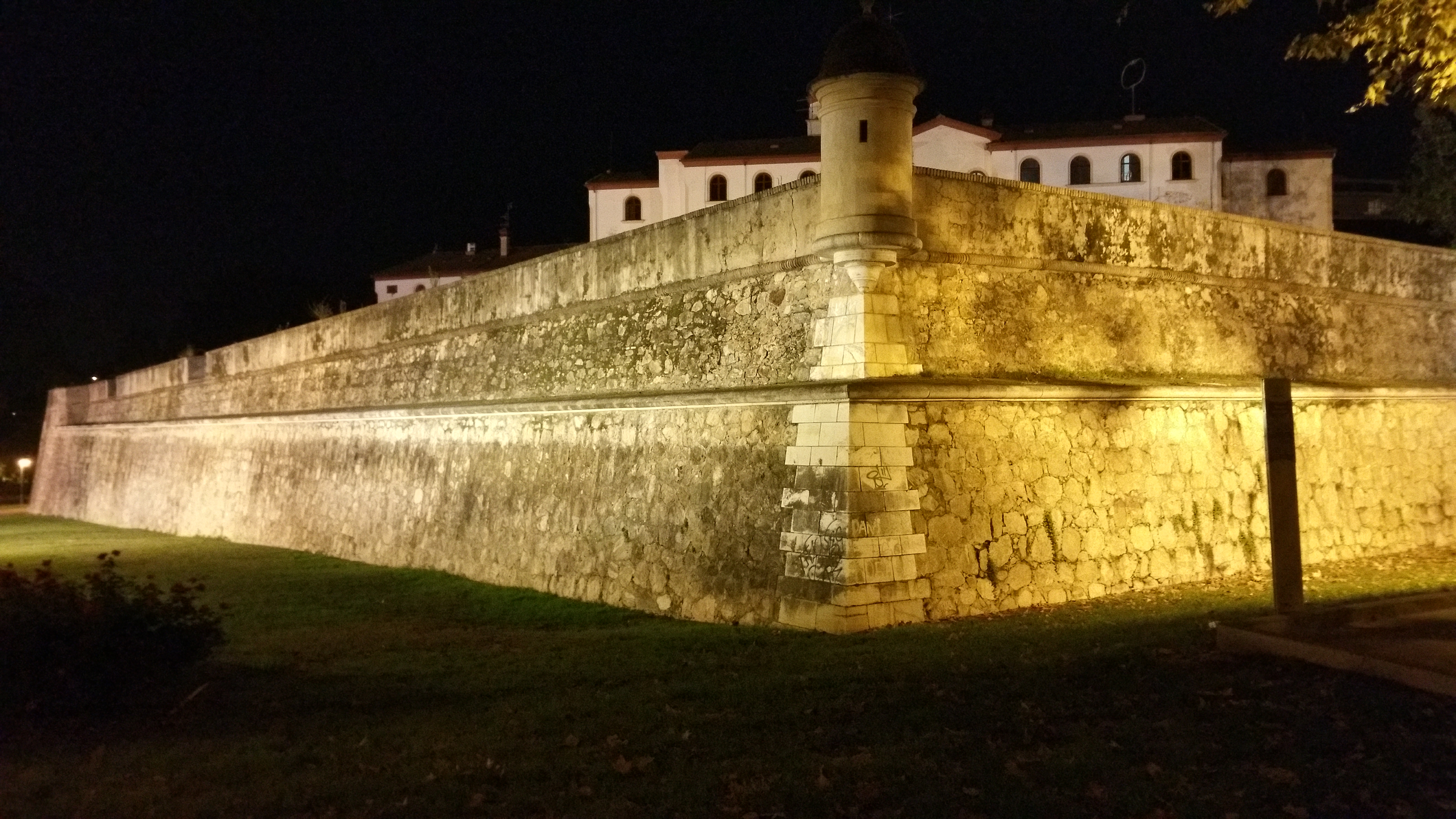
Vista nocturna de lienzos sur-occidentales.

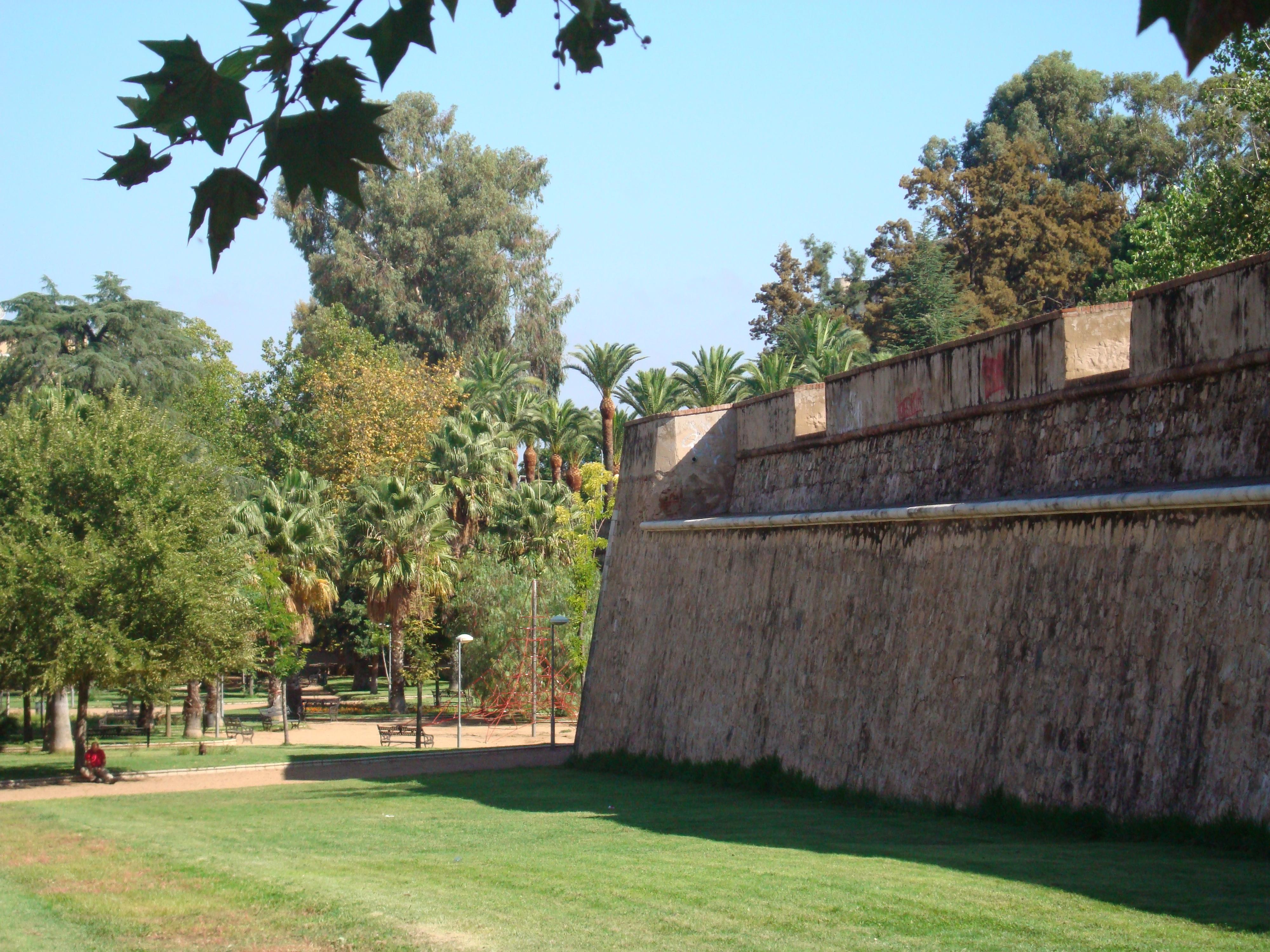
Parte del baluarte de San José.

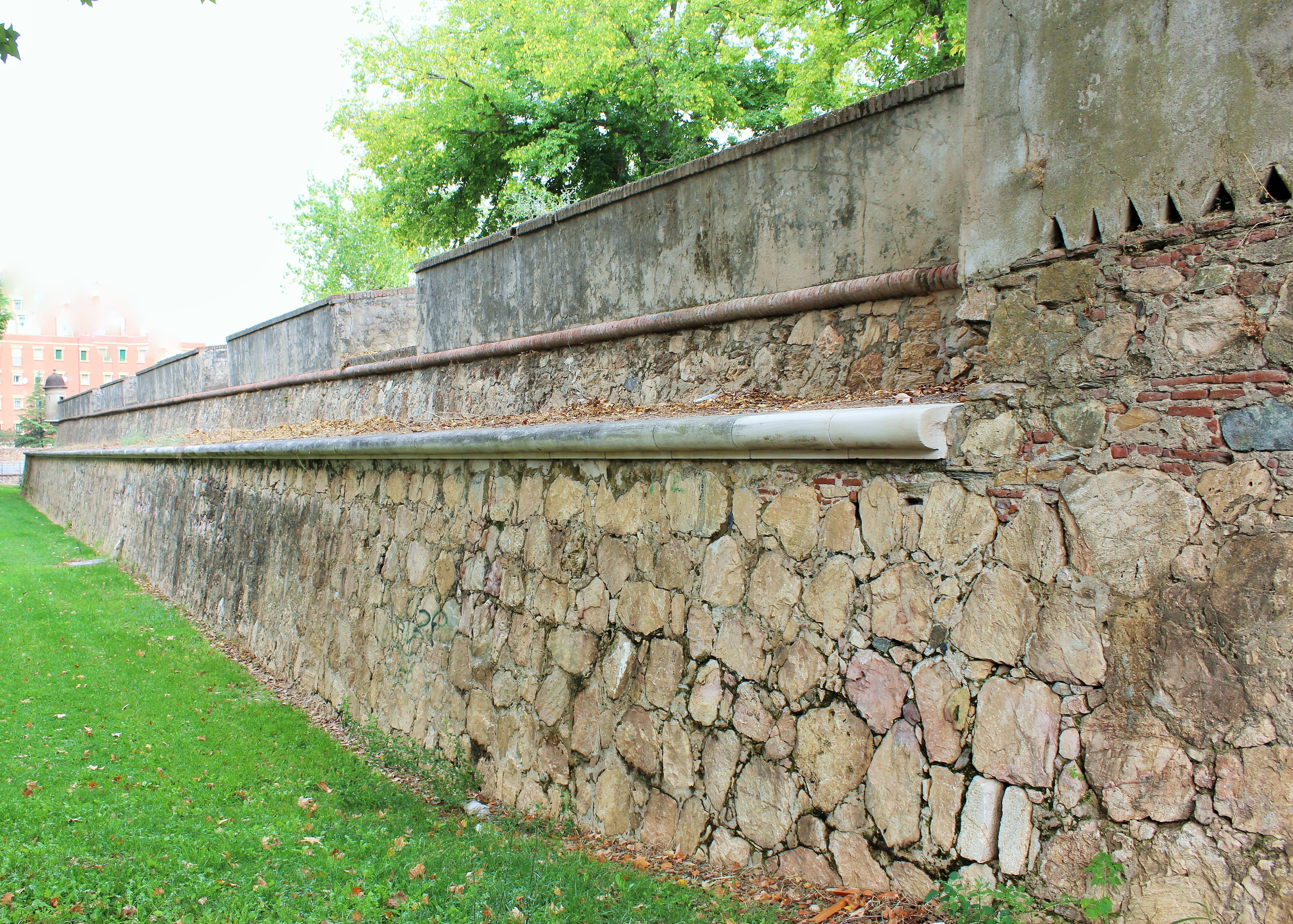
Detalle del verdugada en el lienzo.

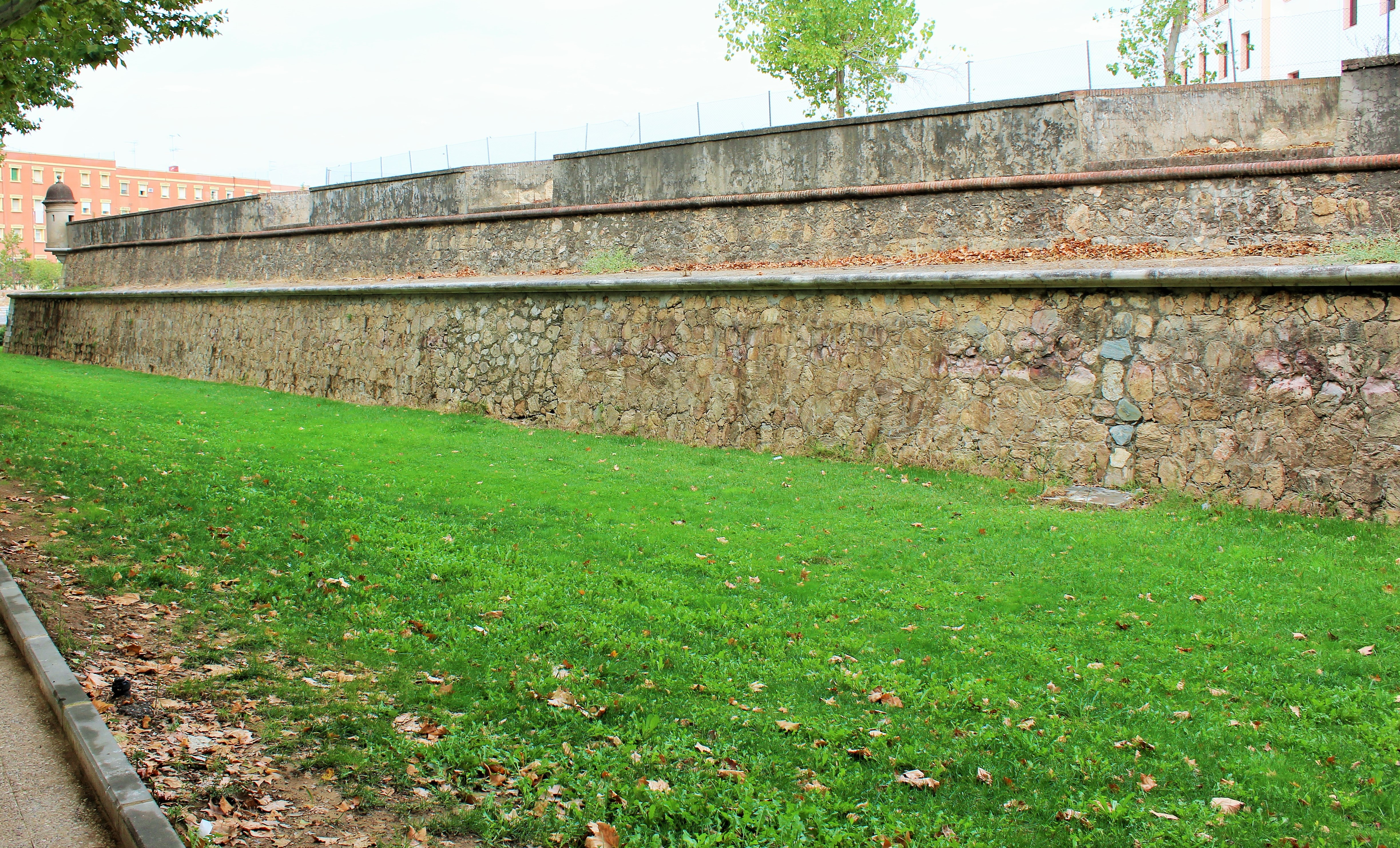
Potente lienzo sur y garita al fondo.

Tiene el n.º 7 en el Plano de baluartes. Está flanqueado por el baluarte de Santiago por el sur, y por el baluarte de San Vicente en su ala suroeste. No está unido al baluarte de Santiago, ya que se demolió el lienzo que los unía para que pasara la avenida de Colón, que une el centro de Badajoz con su área de expansión hacia el occidente. El muro cortina que lo une al baluarte de San Vicente está en perfectas condiciones y se mantiene íntegro desde su construcción, que se inició en el último tercio del siglo XVII. Fue reformado y ampliado en el siglo XVIII y se le dotó con un refuerzo a poca distancia de la coronación de los lienzos. Se le dotó con ocho cañoneras, cuatro apuntan hacia el baluarte de Santiago, dos hacia el revellín y otros dos hacia el lienzo de muralla que lo une con el baluarte de San Vicente.
Entre los años 1772 y 1777 se reforzó una buena parte de los baluartes para darles mayor grosor y, por tanto, mayor resistencia al fuego de artillería, entre ellos el Baluarte de San José. Se le dotó con dos «galería de fusileros», también llamada «galería aspillerada» por las aberturas o aspilleras utilizadas por los fusileros. Es el único baluarte que conserva ambas galerías si bien la situada en el flanco izquierdo está prácticamente hundida. También se conserva en buen estado un trozo del camino cubierto, que rodea todo el baluarte, cuya función defensiva era que la de descubrir al enemigo mucho antes de que se acercase a las muralla sin que los defensores que circulaban por él pudieran ser vistos por el enemigo. Por ello constituía la primera línea defensiva. Este baluarte cumplió sobradamente su función defensiva si bien es cierto que intervino en pocos asedios a pesar de los muchos que tuvo la ciudad. Fue la zona menos castigada por la artillería enemiga.
El recorrido se hace por el exterior a partir del extremo sur del baluarte que es la zona más próxima al baluarte de Santiago, separados casi únicamente por la avenida de Colón, para terminar en su extremo suroeste para luego continuar por el interior del baluarte.

Galería
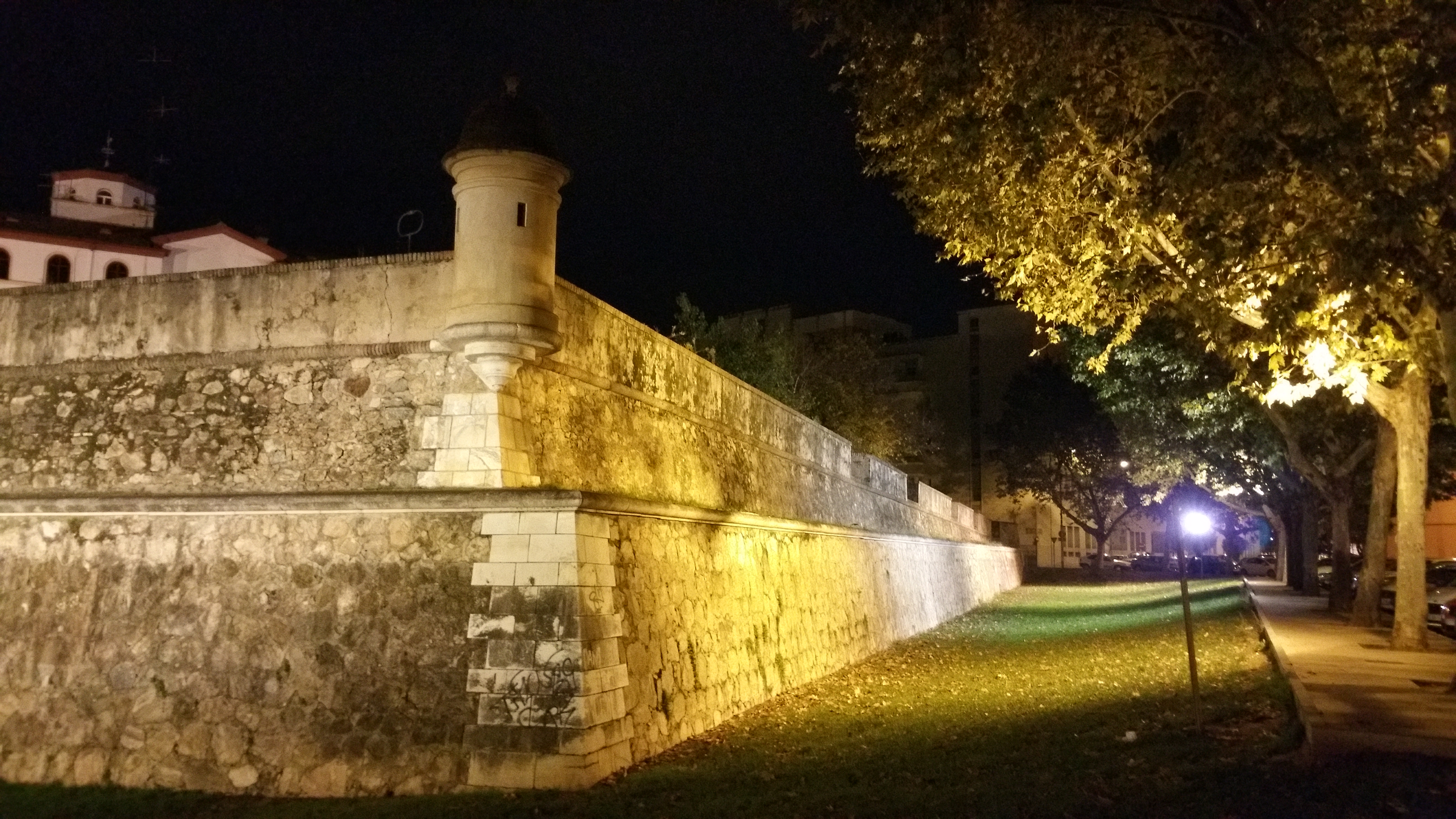
Lienzos sur y occidental con garita en esquina
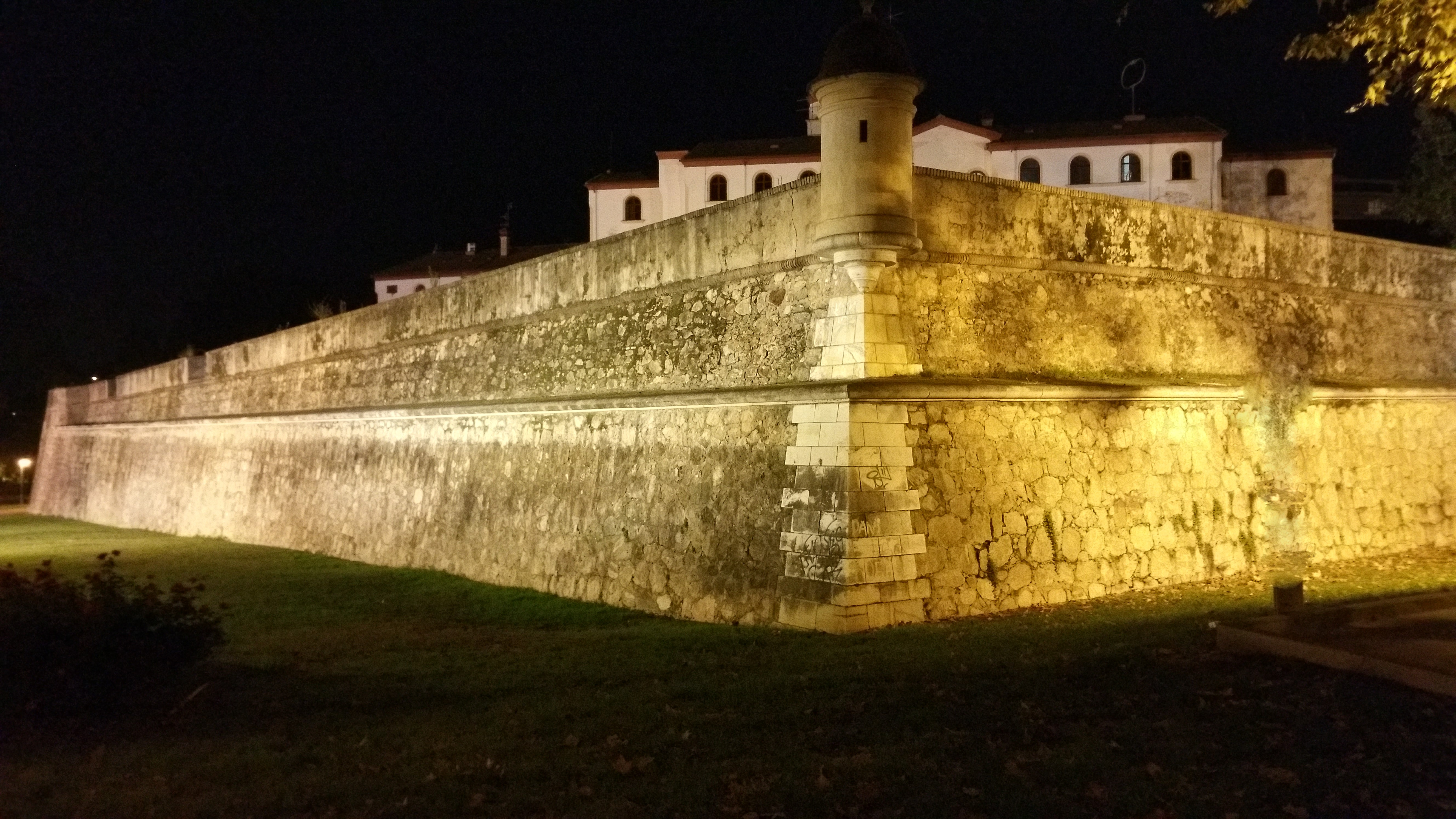
Unión de los potentes lienzos sur y occidental
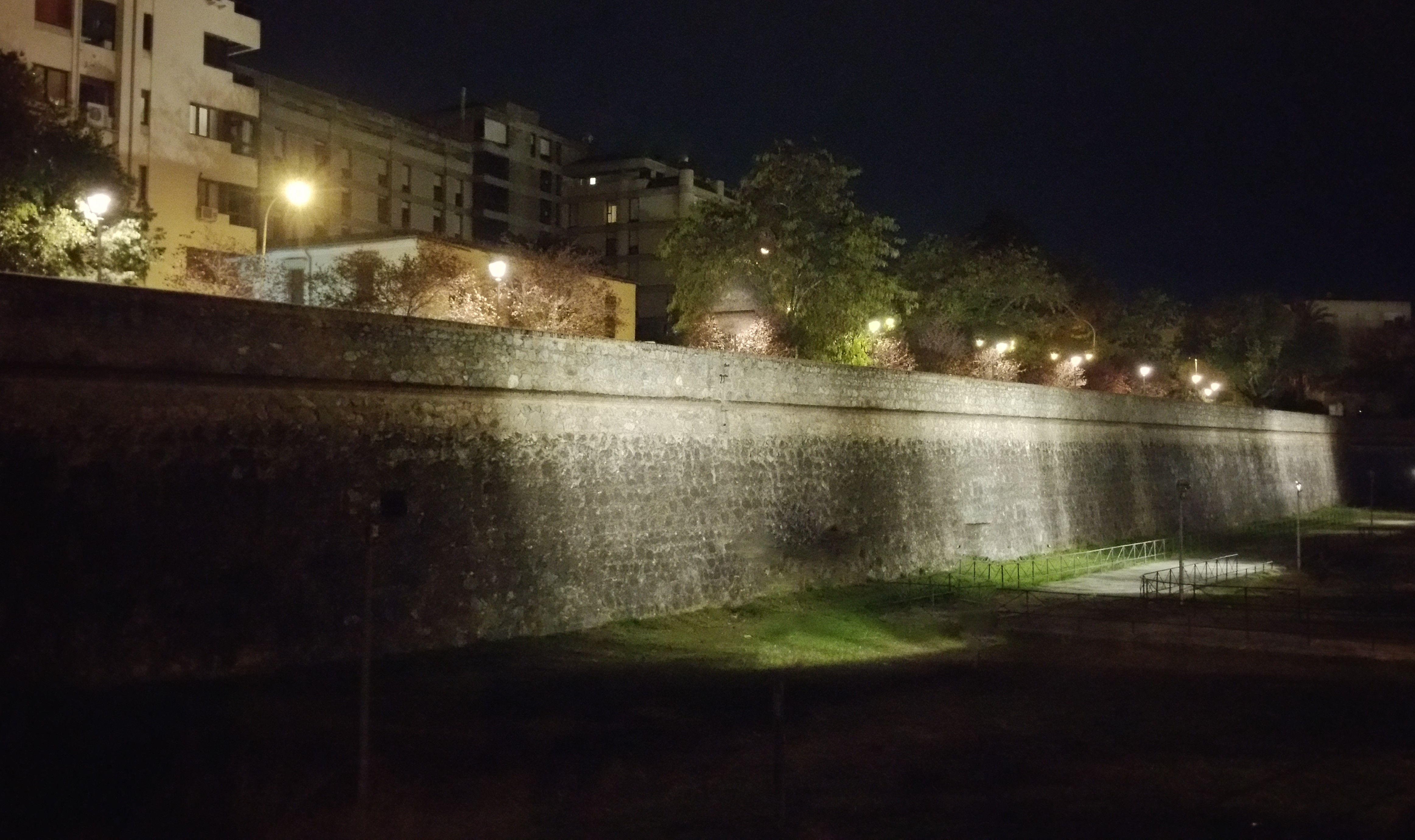
Potente lienzo nor-occidental
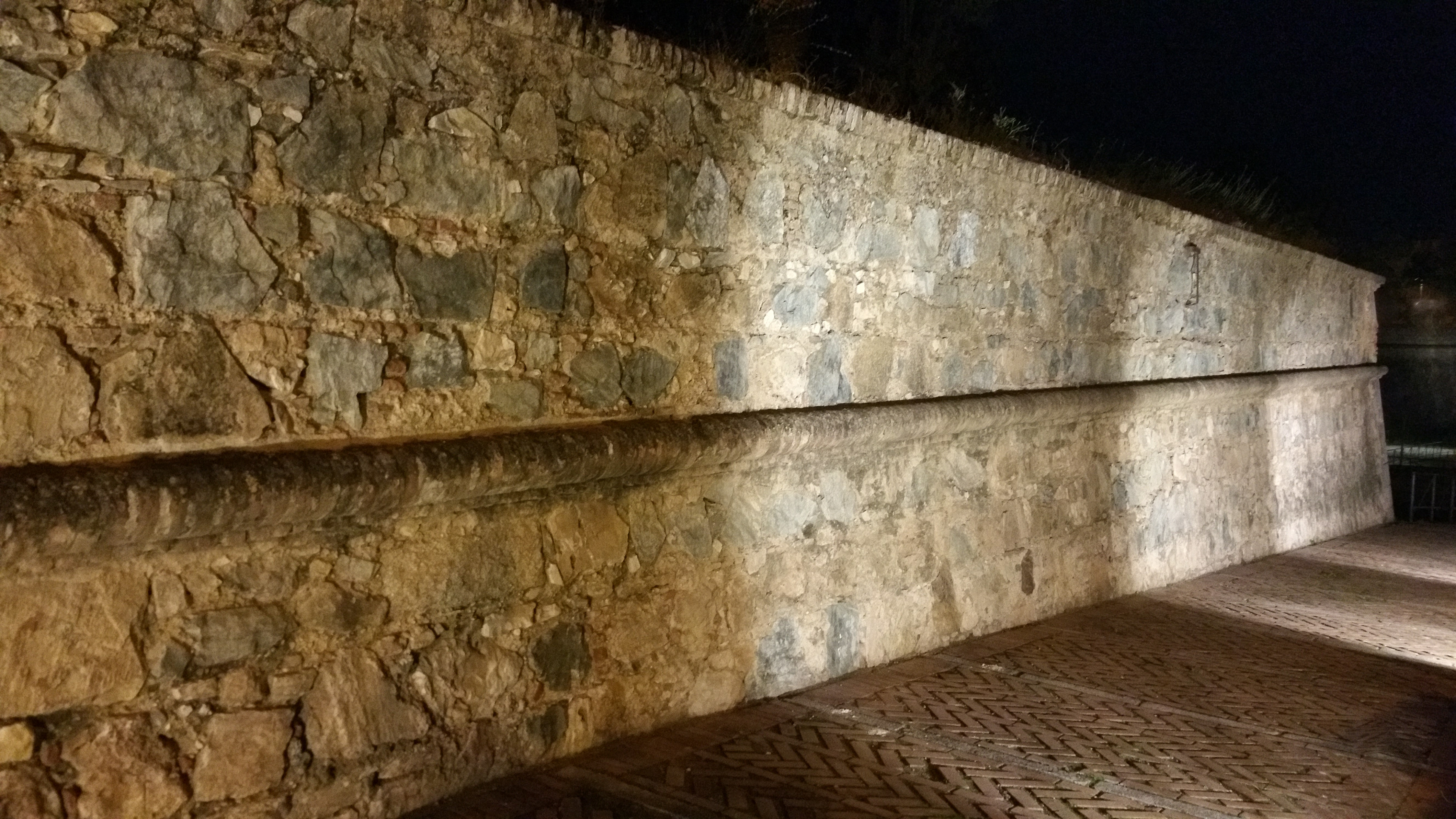
Detalle de coronación de lienzo
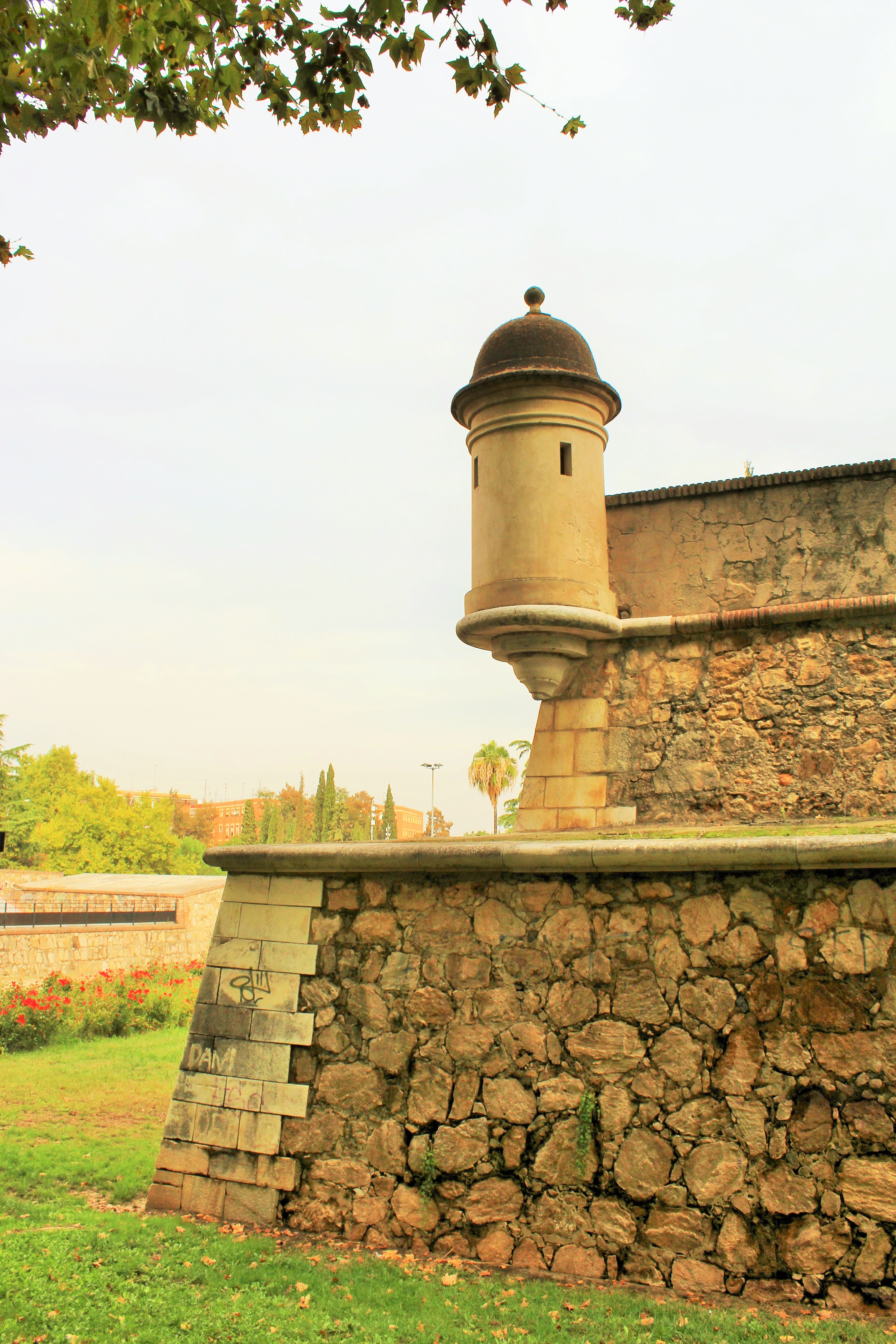
Garita y foso
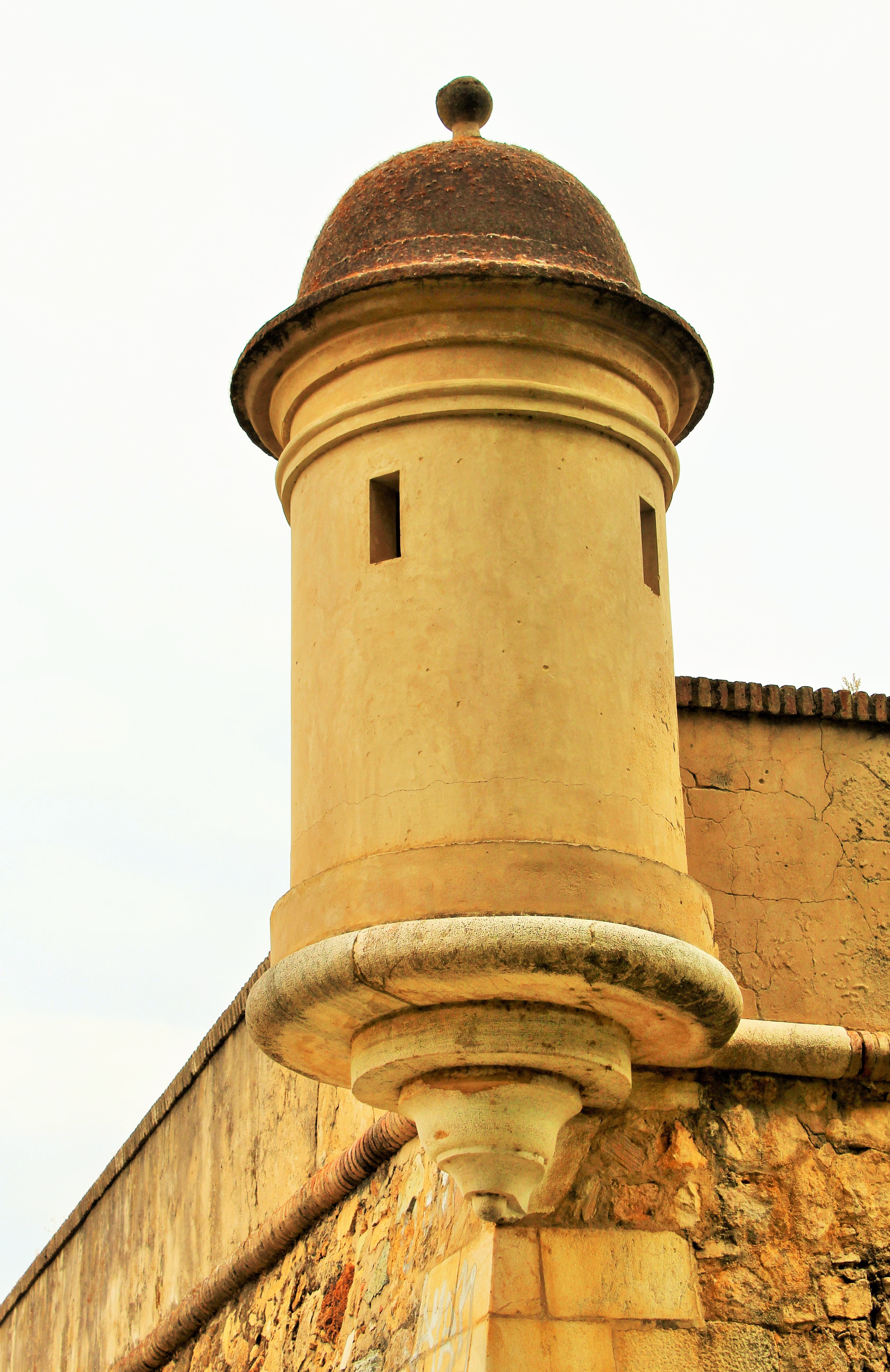
Detalle de garita
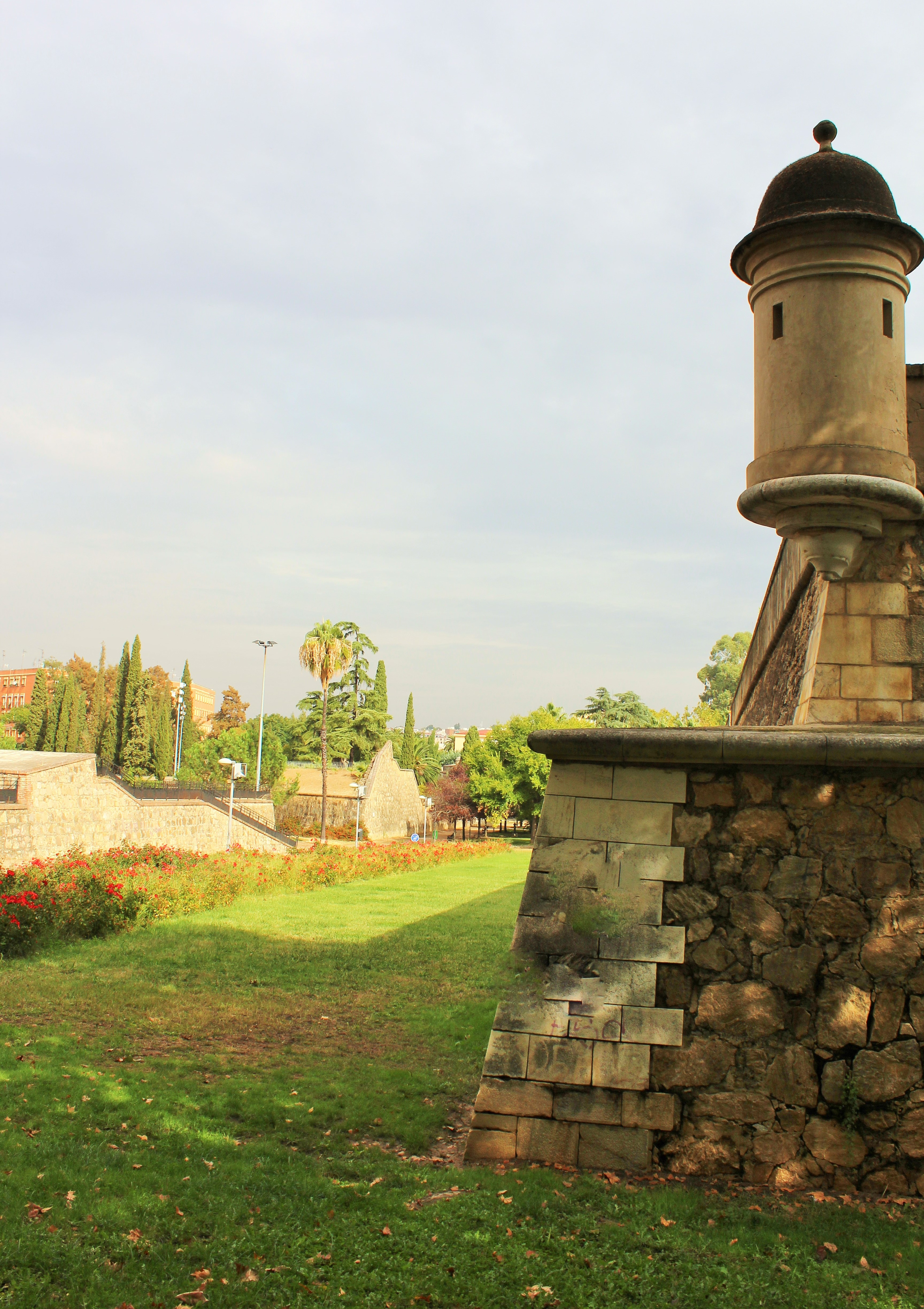
Garita, foso y revellin al fondo
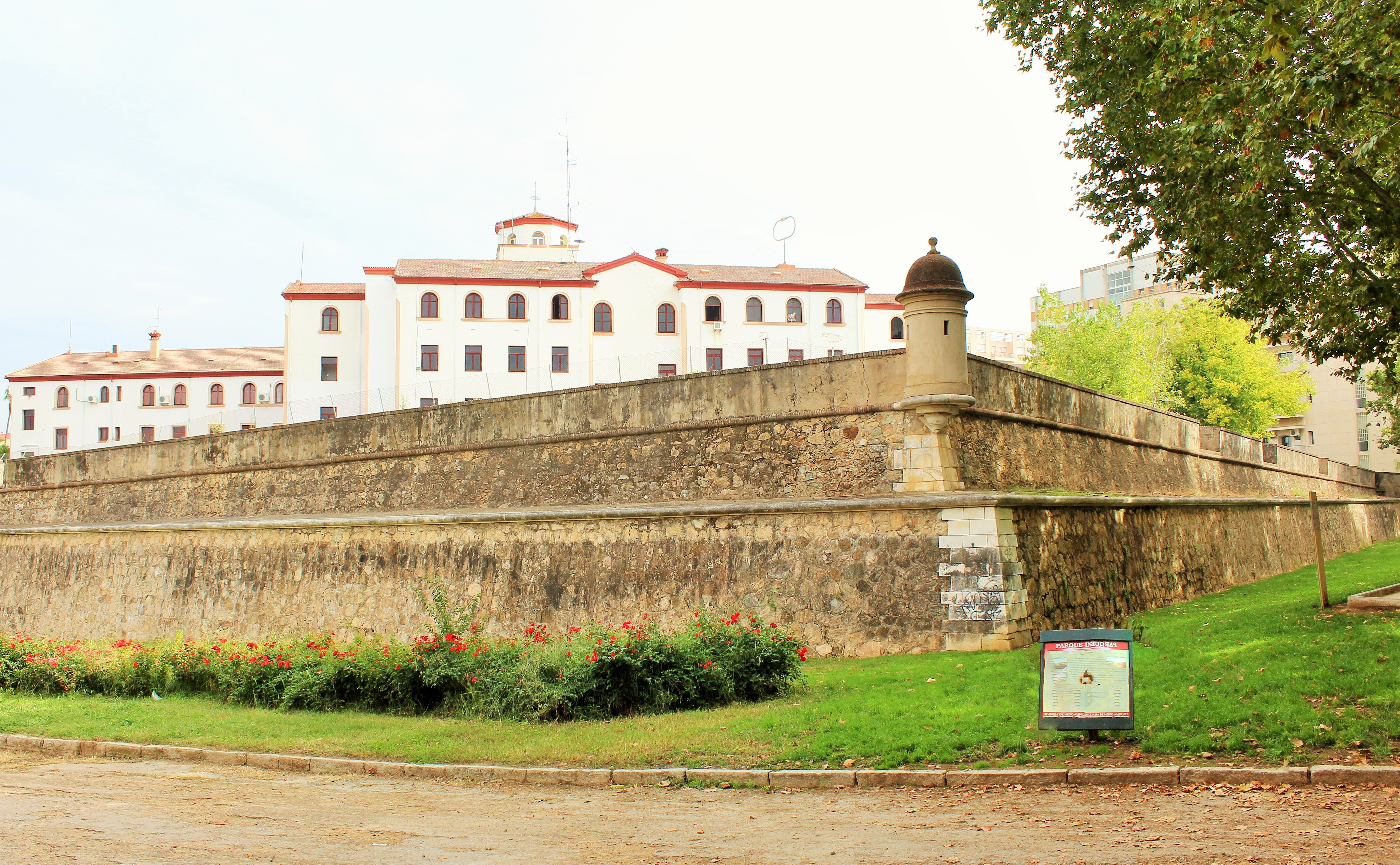
Esquina sur-occidental del baluarte
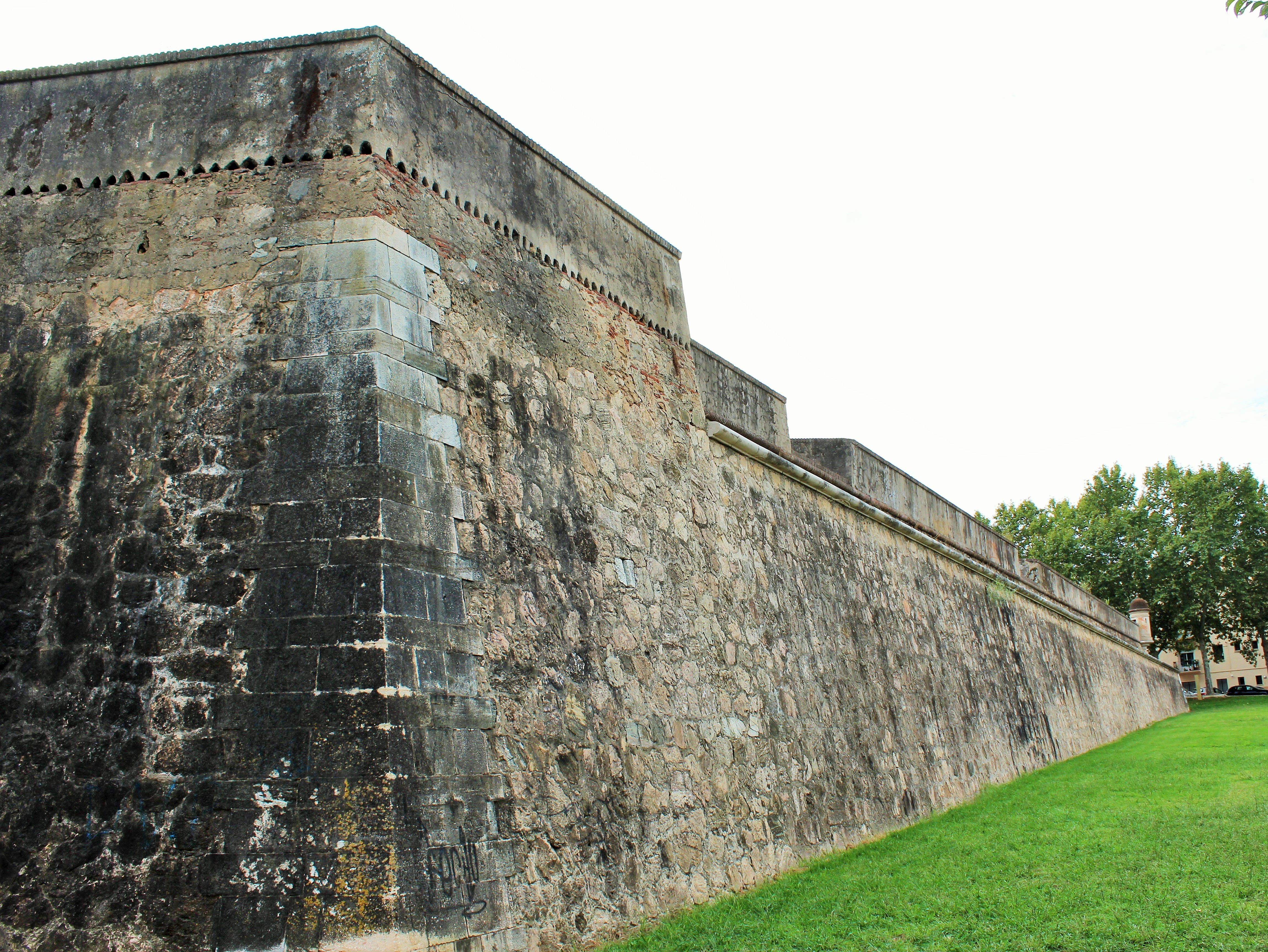
Potente lienzo nororiental
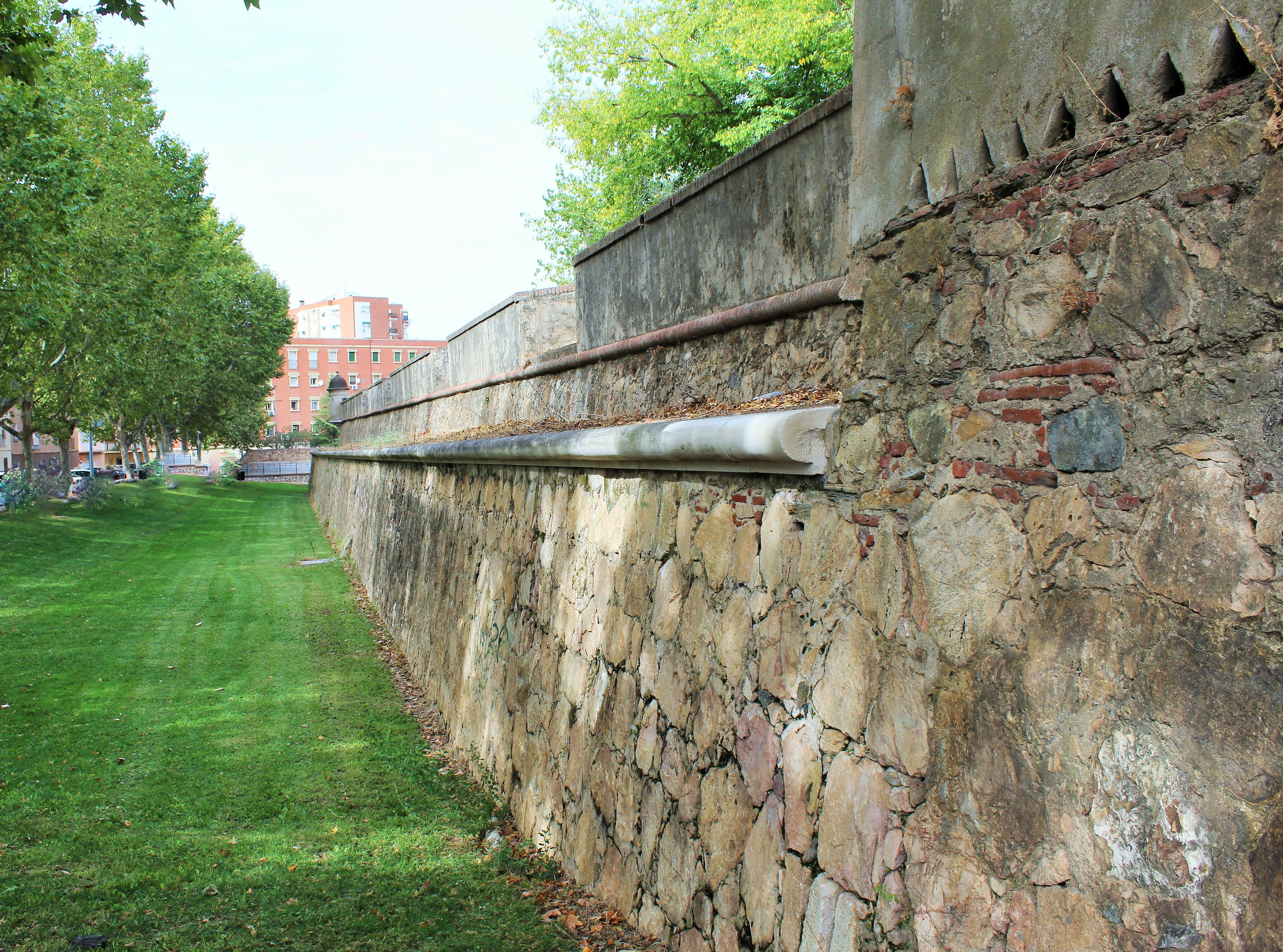
Detalle de verdugada bajo troneras
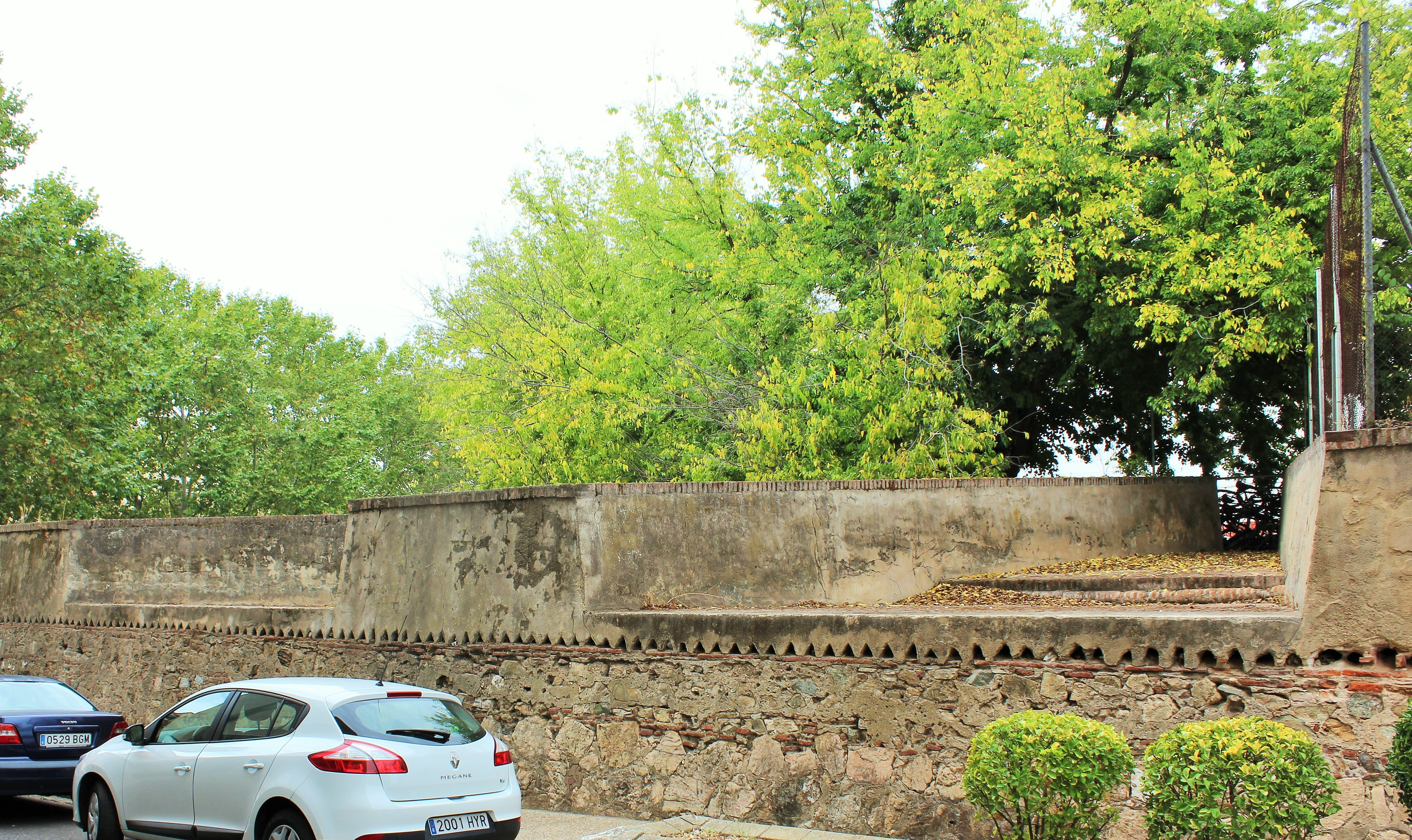
Interior del baluarte con troneras

#### Baluarte de San Vicente

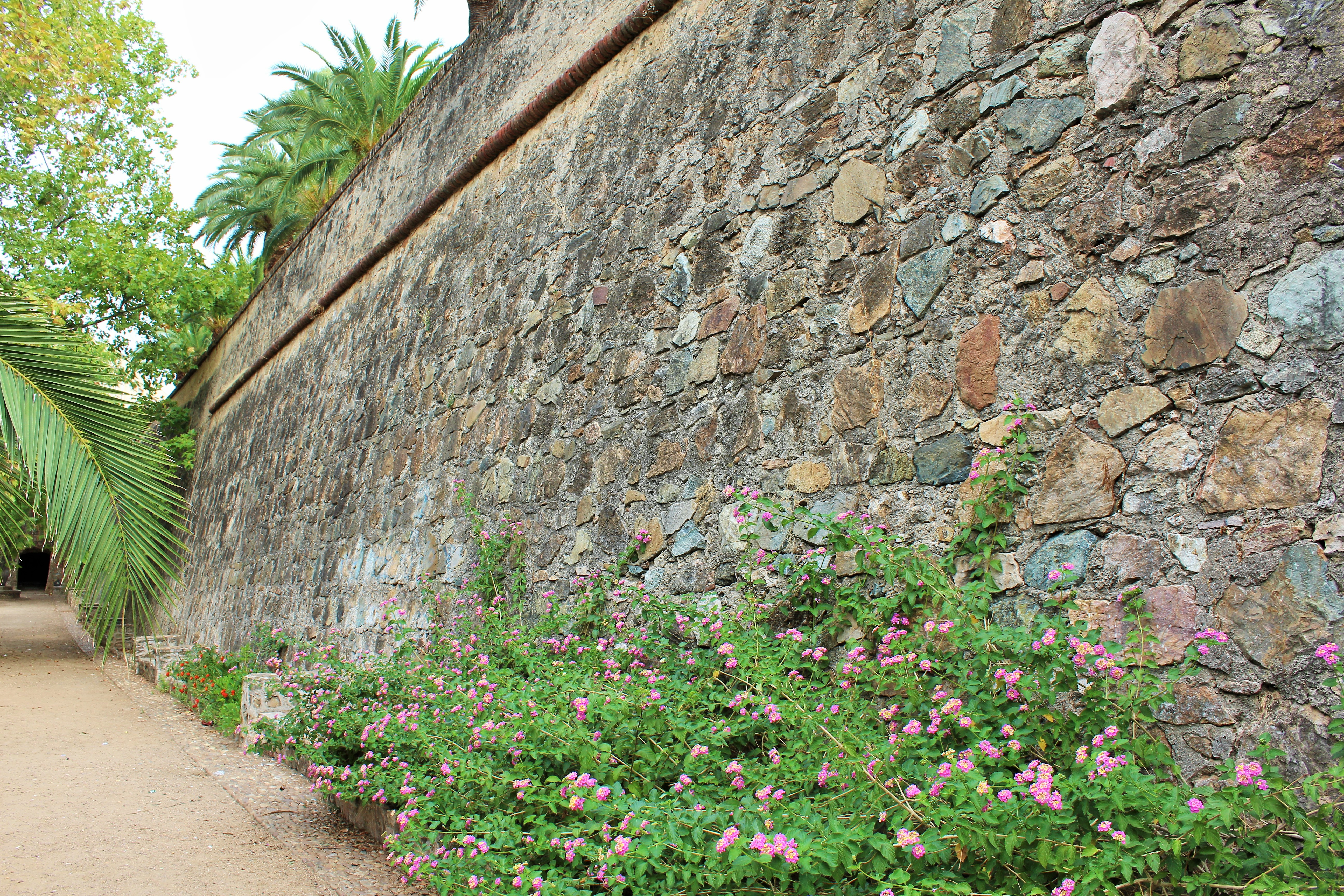
Potente lienzo al norte.

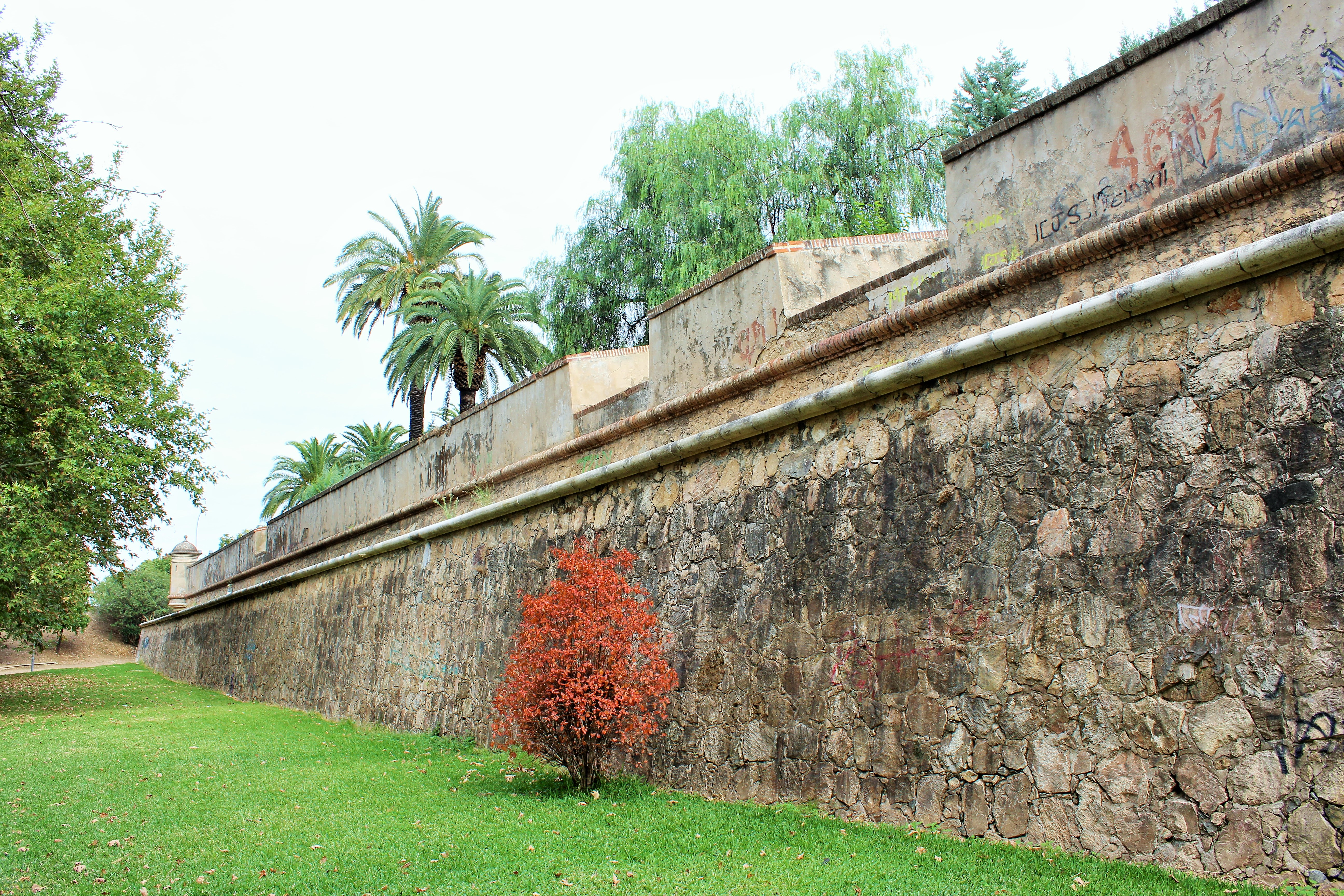
Lienzo al norte, troneras y garita.

Tiene el n.º 8 en el Plano de baluartes. Tiene en su flanco izquierdo, a occidente, al baluarte de San José y en el derecho, al noroeste, al semibaluarte de Puerta de Palmas. El baluarte fue construido en el siglo XVII y su fuego cubría la parte noroeste del baluarte de San José. Se mantiene en perfecto estado un orejón en el extremo izquierdo. Junto con el del Baluarte de Santiago, son los únicos que conservan este sistema defensivo. Tiene aperturas, a modo de troneras para alojar piezas de artillería de gran calibre, sobre el orejón, sobre la poterna y en el flanco que da frente al río Guadiana. Tiene garitas en las esquinas que forman los lienzos así como sobre el «orejón». Este baluarte y el de San José son los que más atractivo tienen para los visitantes, ya que en ambos conservan una gran variedad de elementos defensivos de la época.

Galería
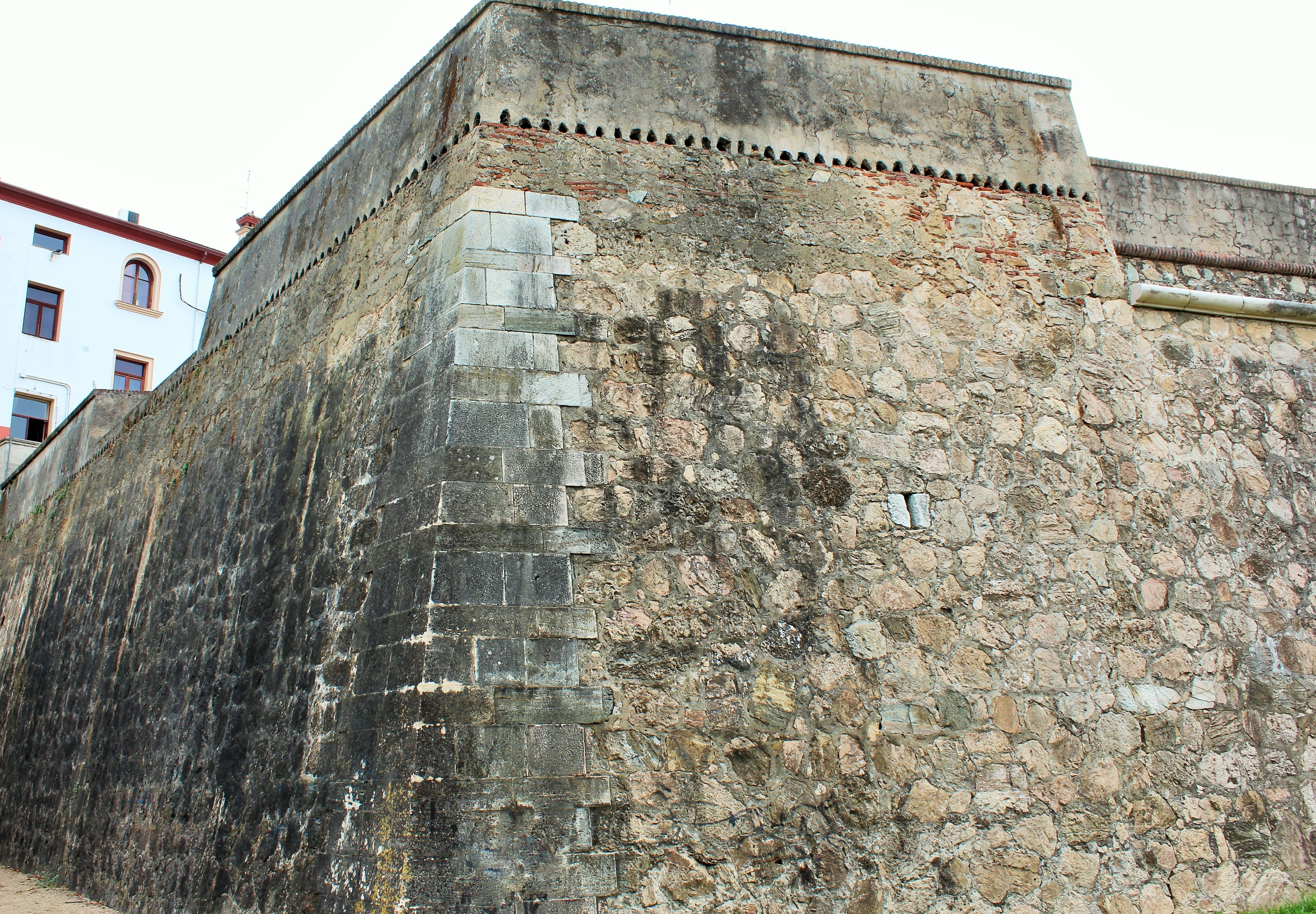
Flanco izquierdo; unión de lienzos oeste y norte
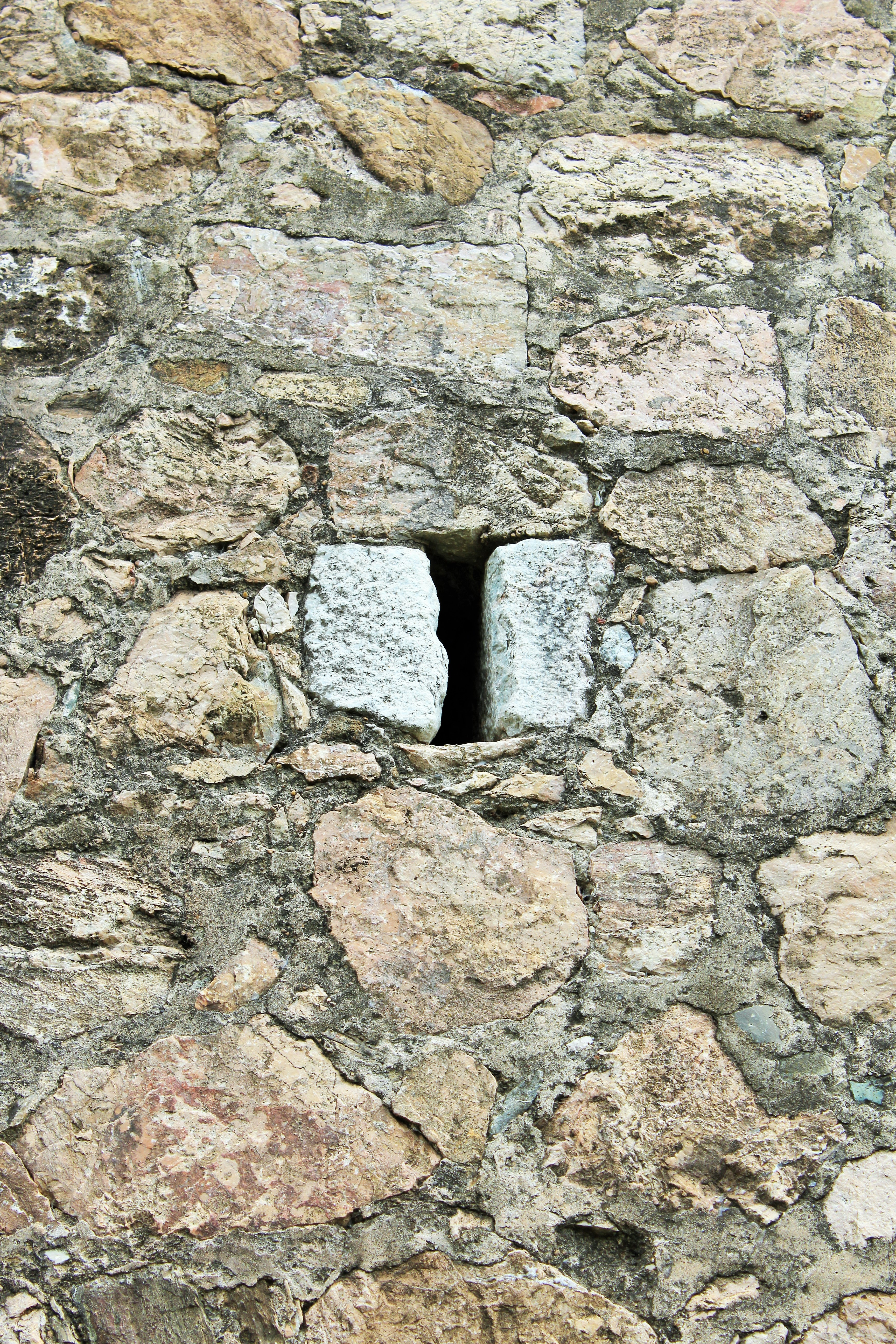
Detalle de aspillera para fusilería
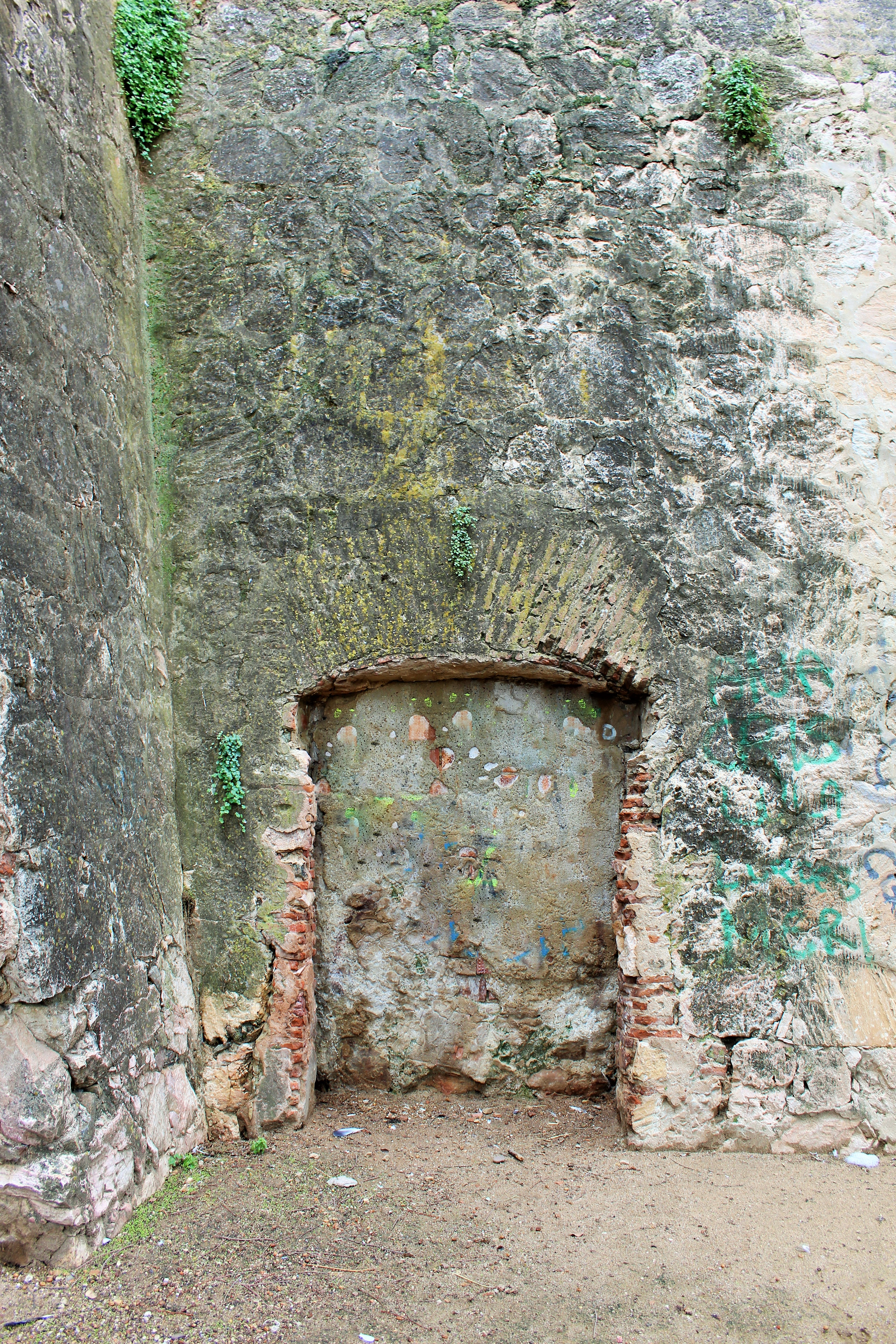
Puerta de acceso al foso desde la poterna
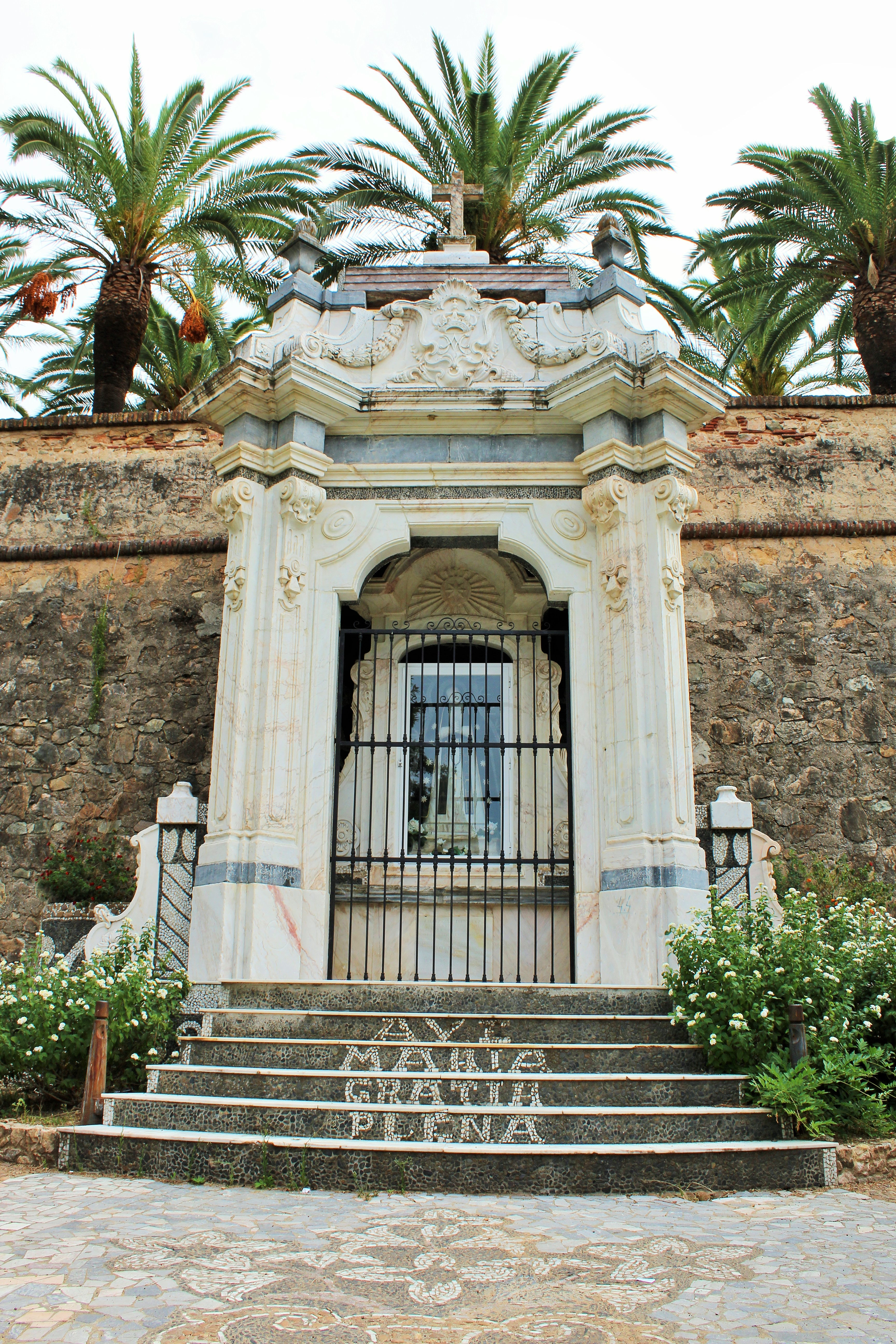
Capilla dedicada a la Virgen de la Soledad, patrona de la ciudad, con una imagen suya en el interior; construida trasladando en su integridad la fachada de la antigua ermita situada en la actual plaza de su nombre donde hoy se levanta el edificio de La Giraldilla y que fue adosada al lienzo de la muralla entre los baluartes de San José y de San Vicente
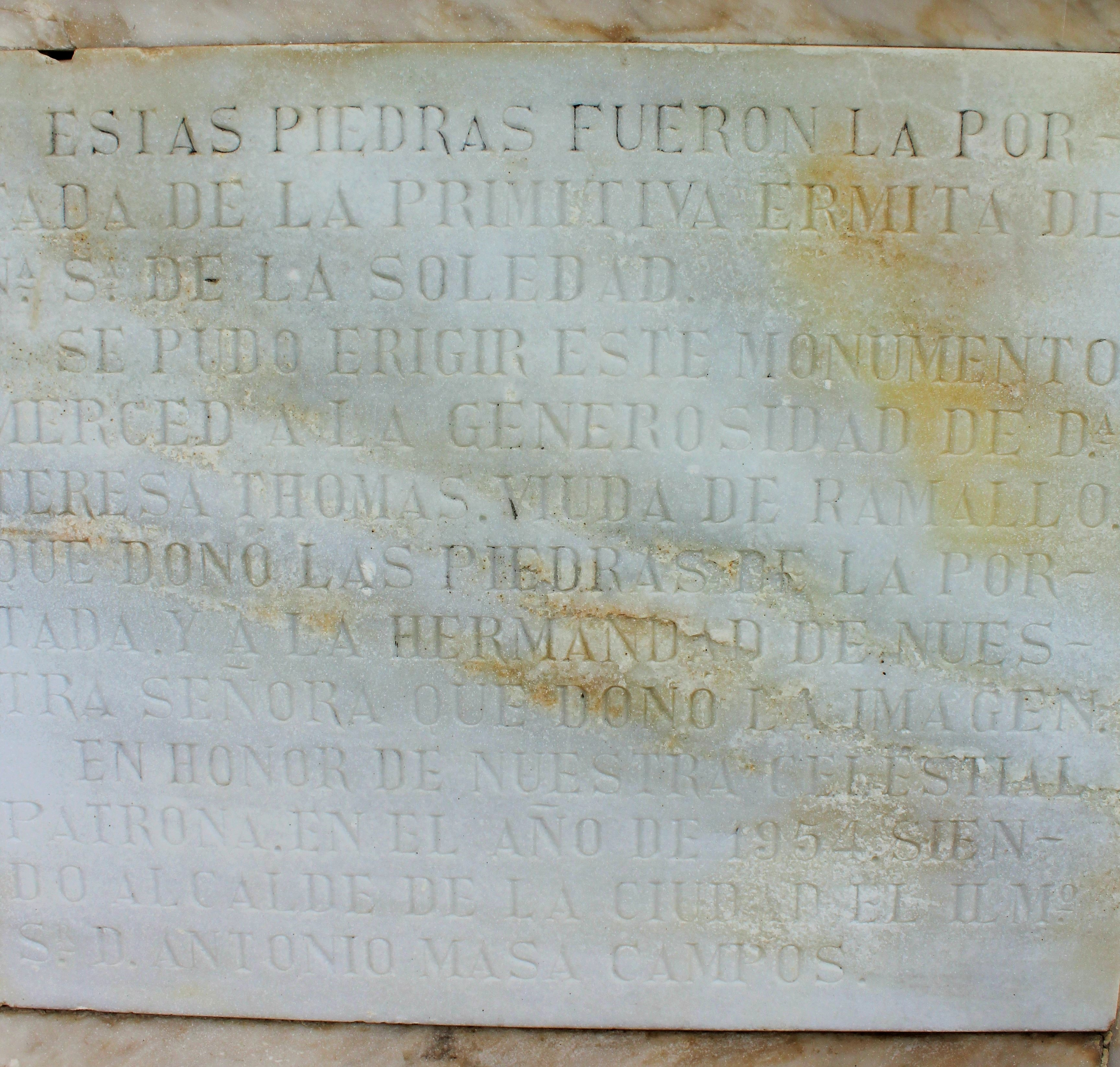
Inscripción en lápida, al exterior
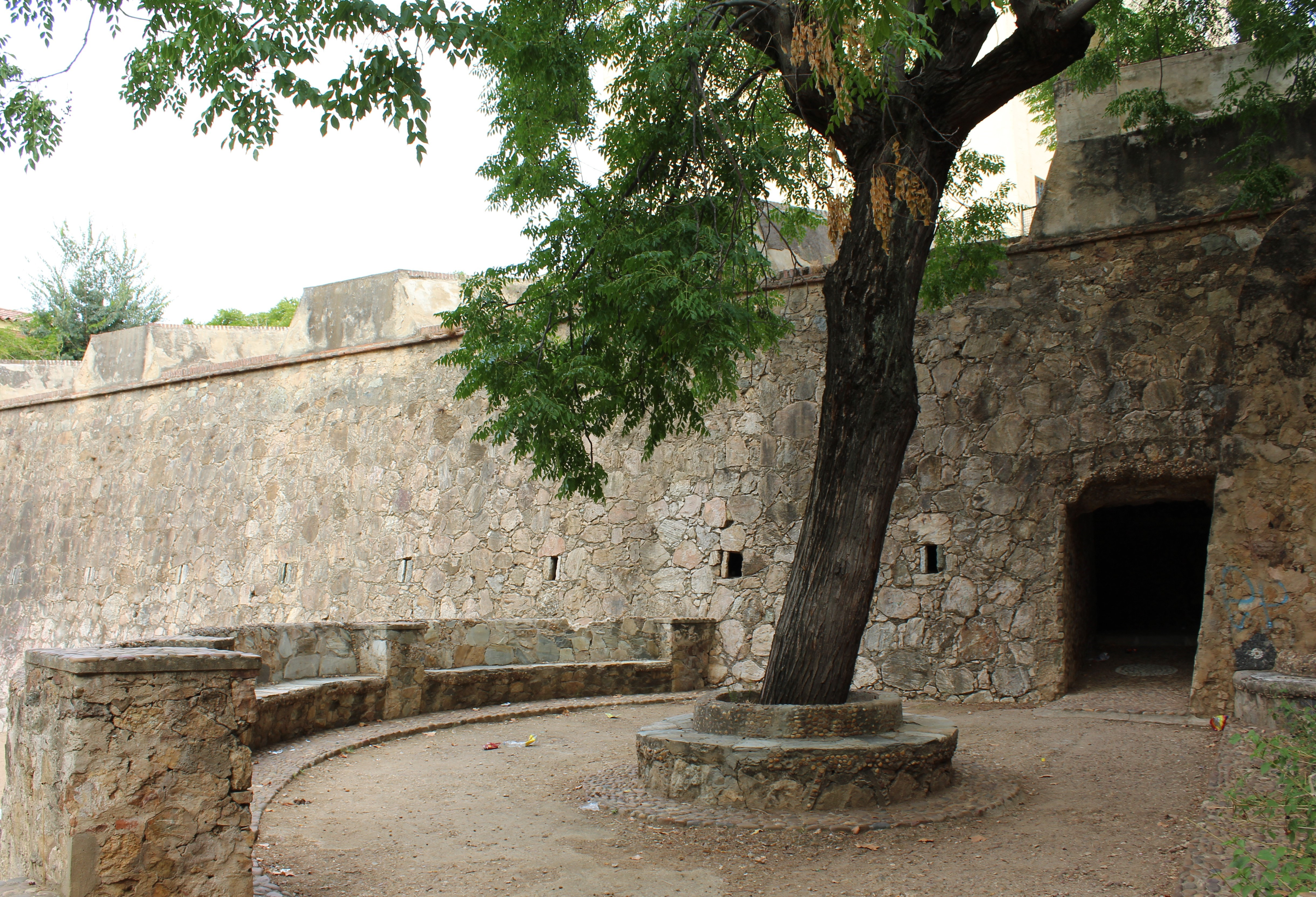
Salida de poterna al foso y galería de fusileros a la izquierda
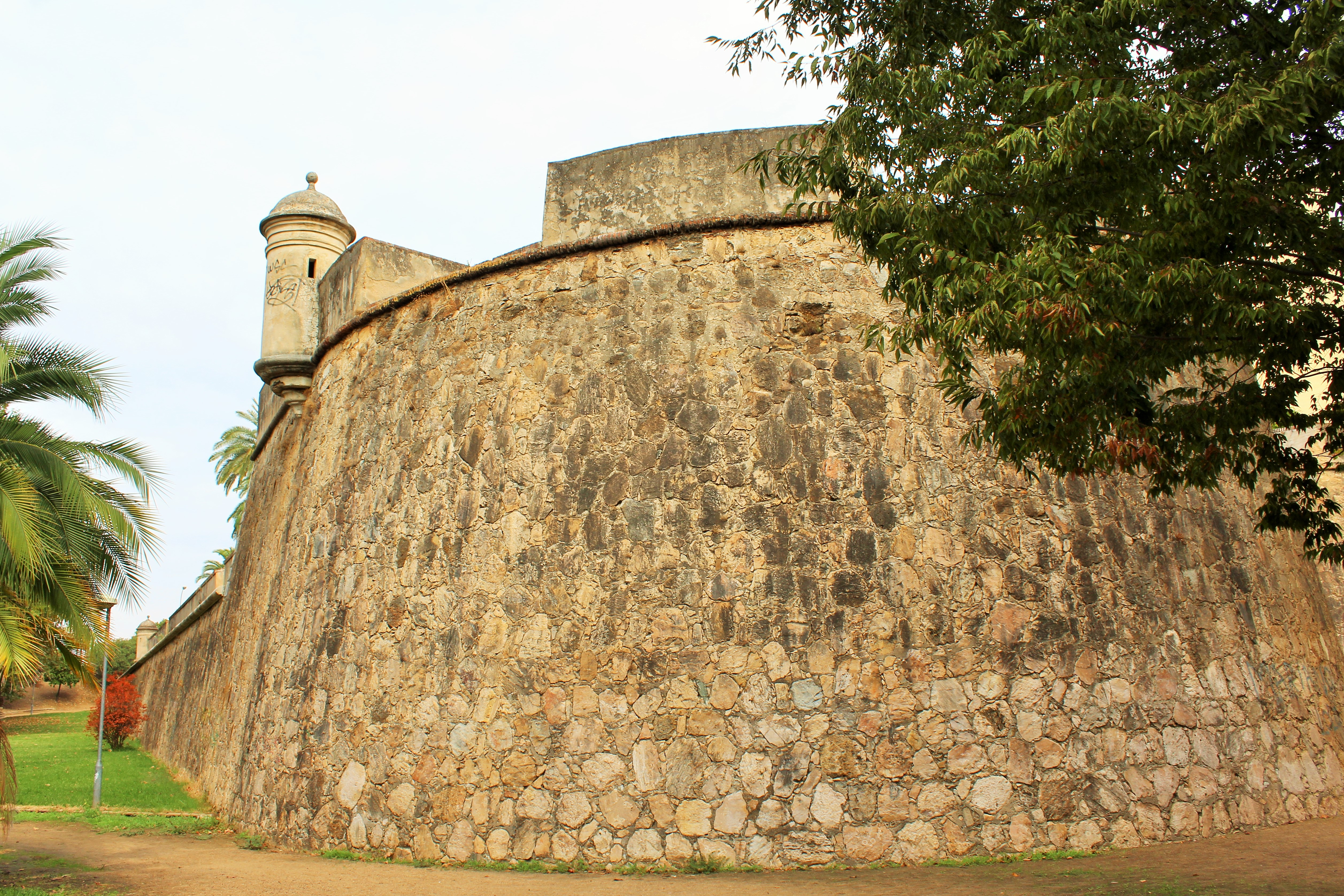
Orejón que protege la entrada a la poterna, garita y troneras
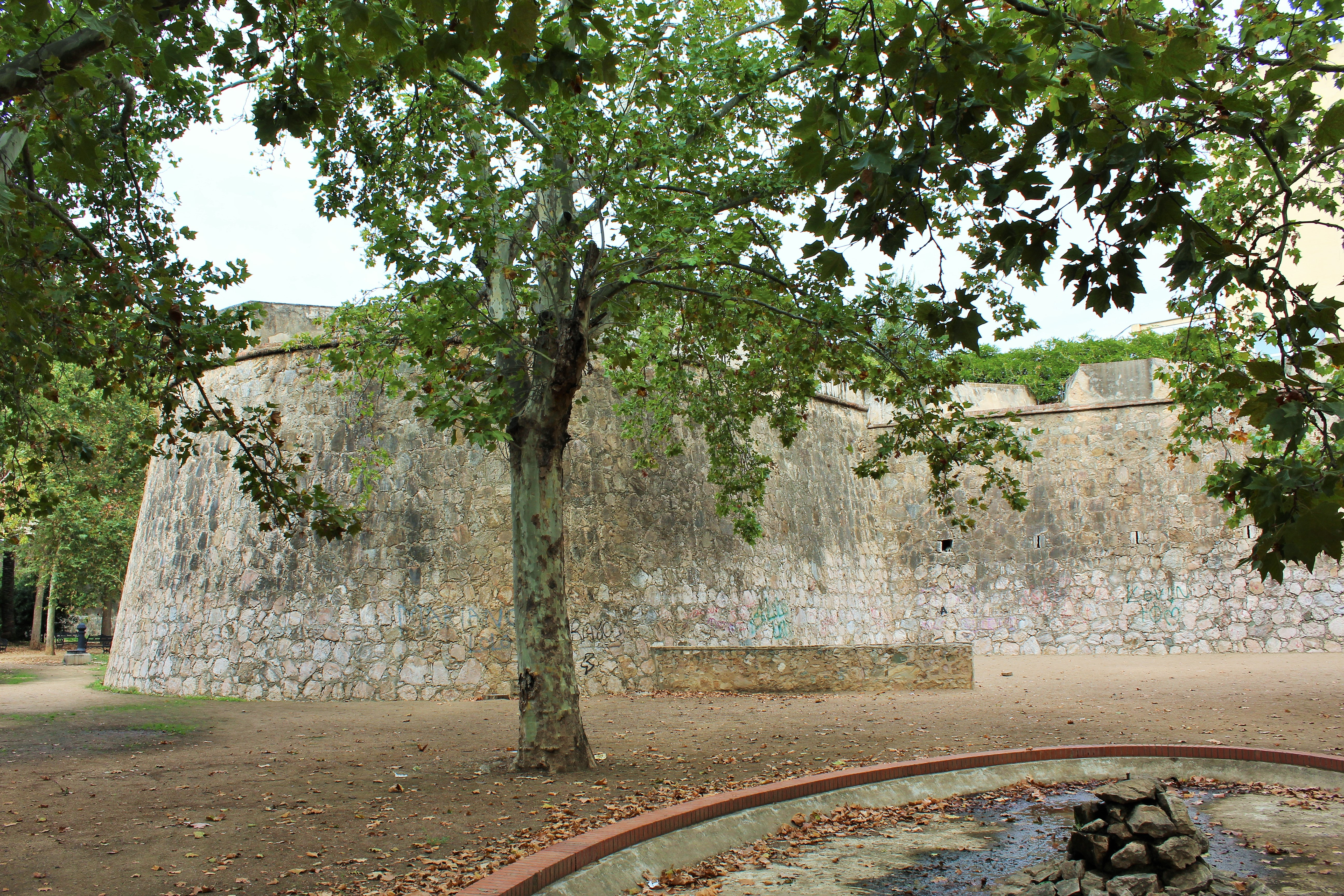
Orejón que protege la entrada a la poterna, garita y troneras
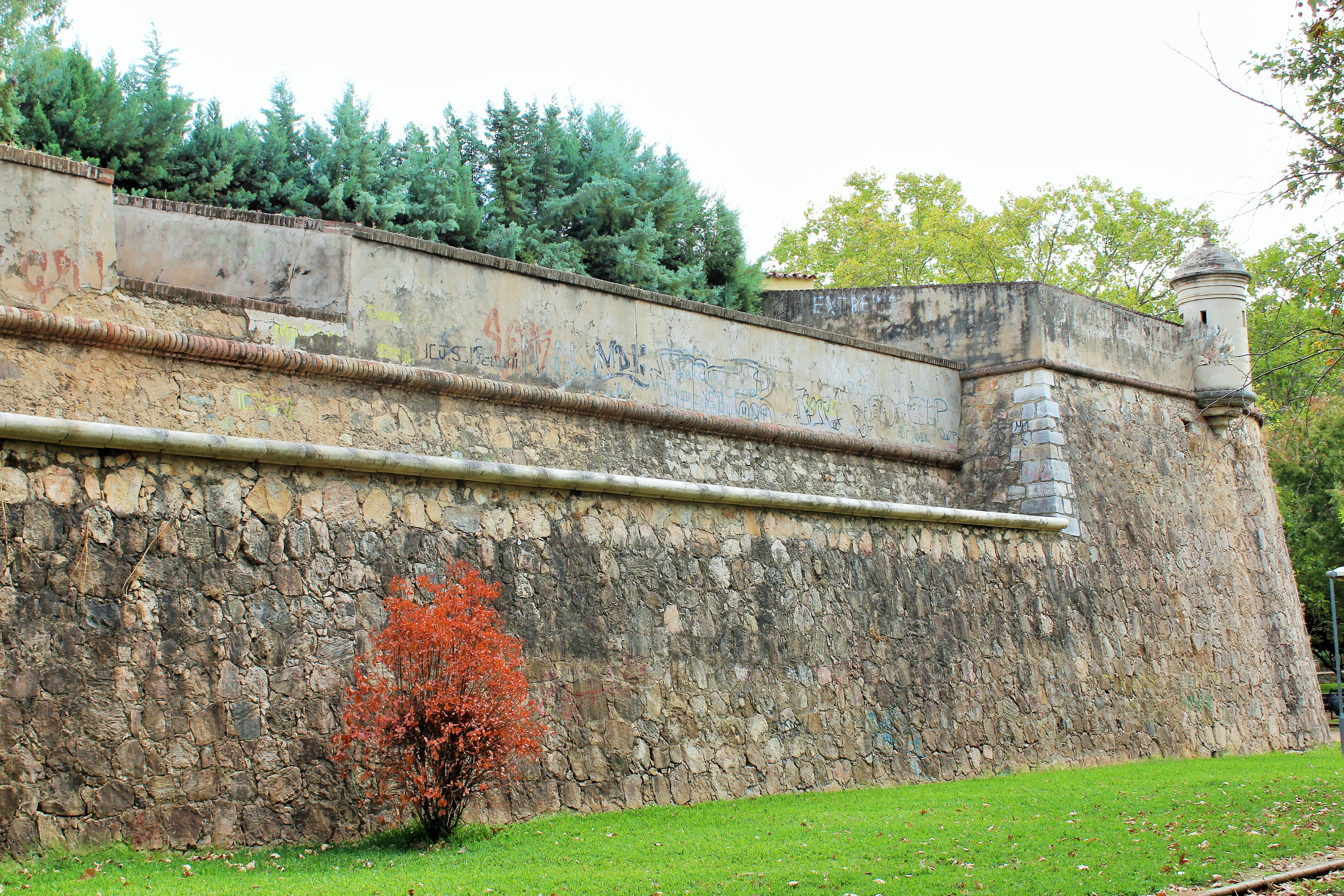
Detalles de garita, troneras y lienzo al norte
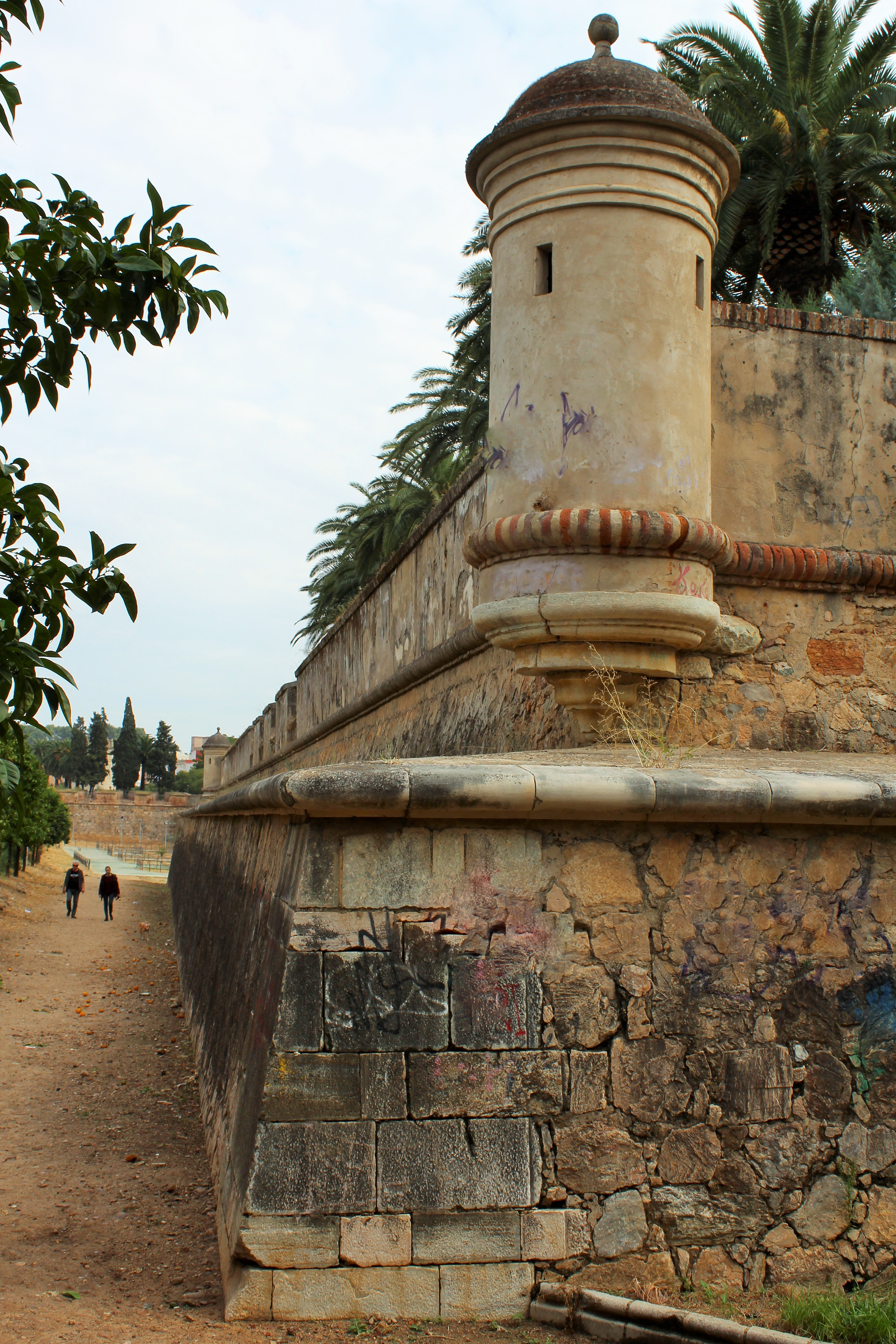
Detalle de muro cortina entre garitas y troneras superiores
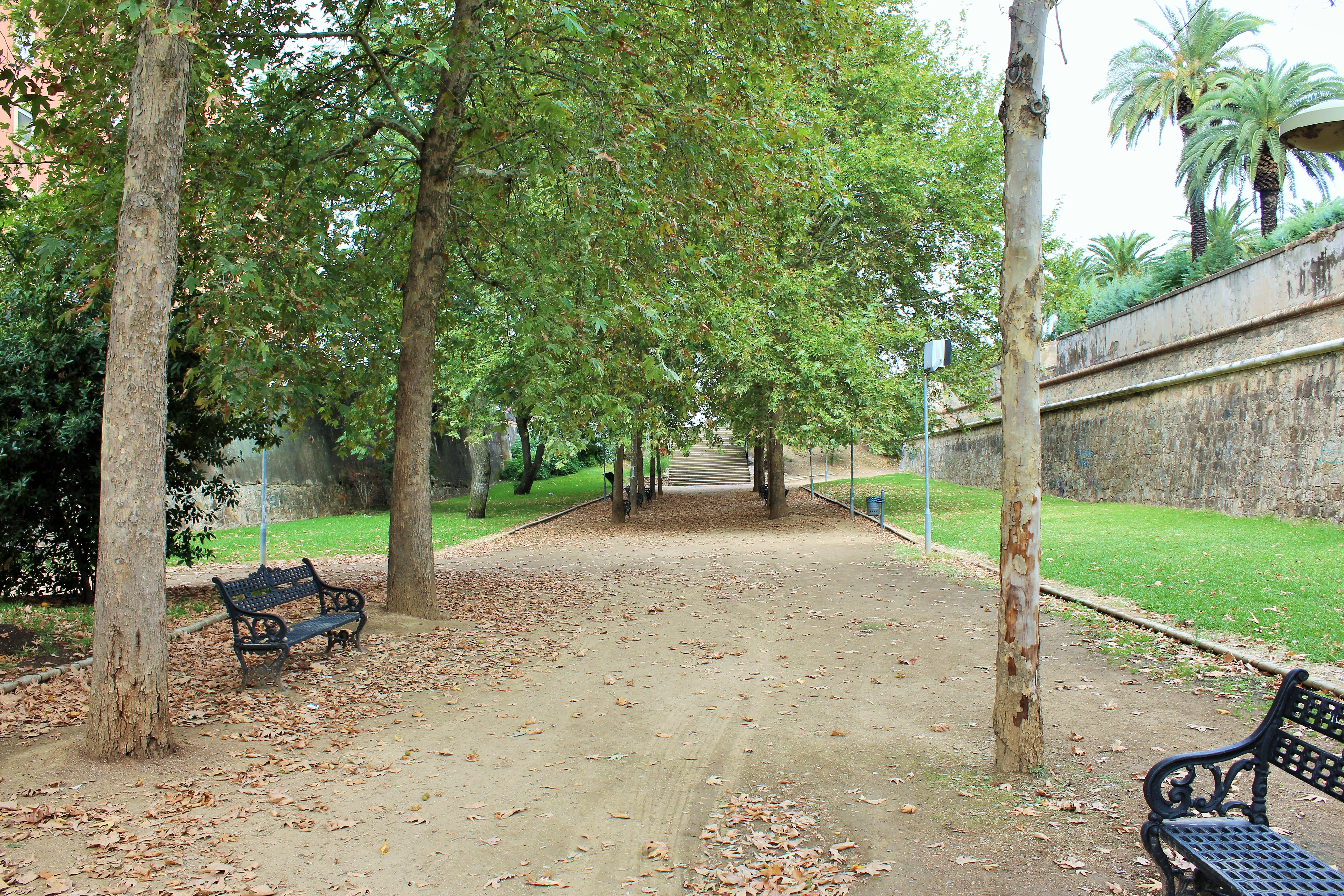
Lienzo al noroeste y parque ejecutado en el foso
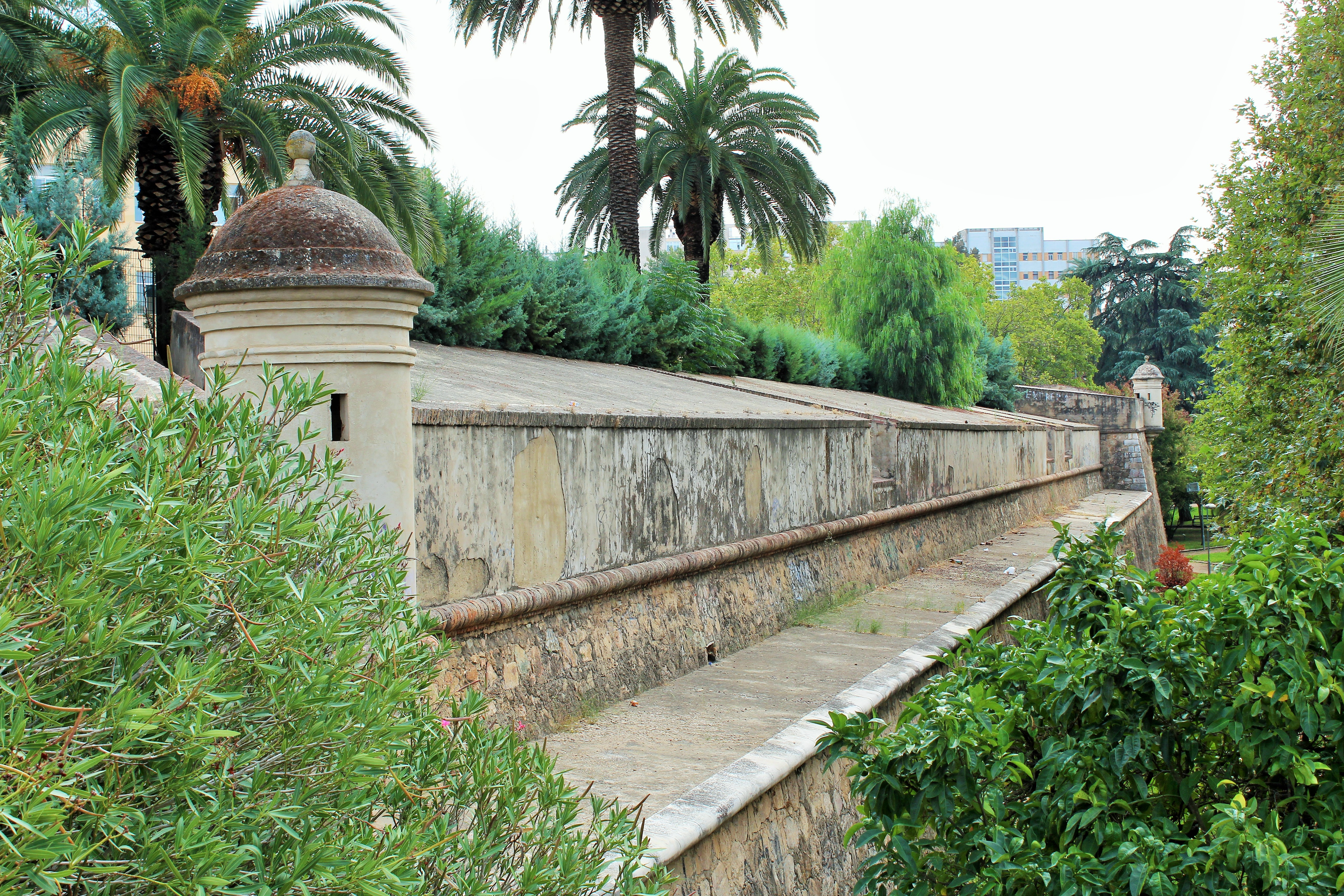
Lienzo al noroeste entre dos garitas
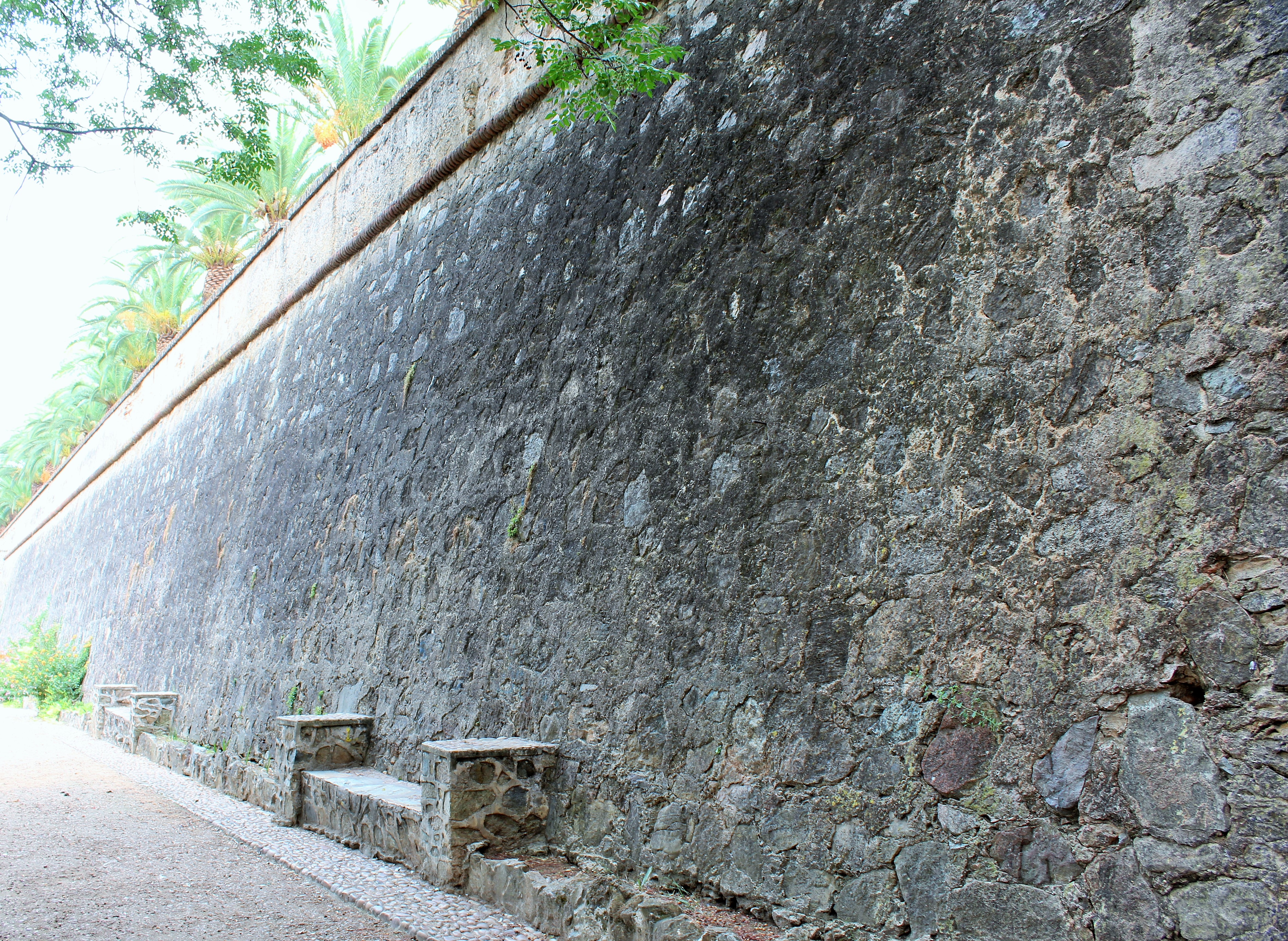
Potente lienzo al norte
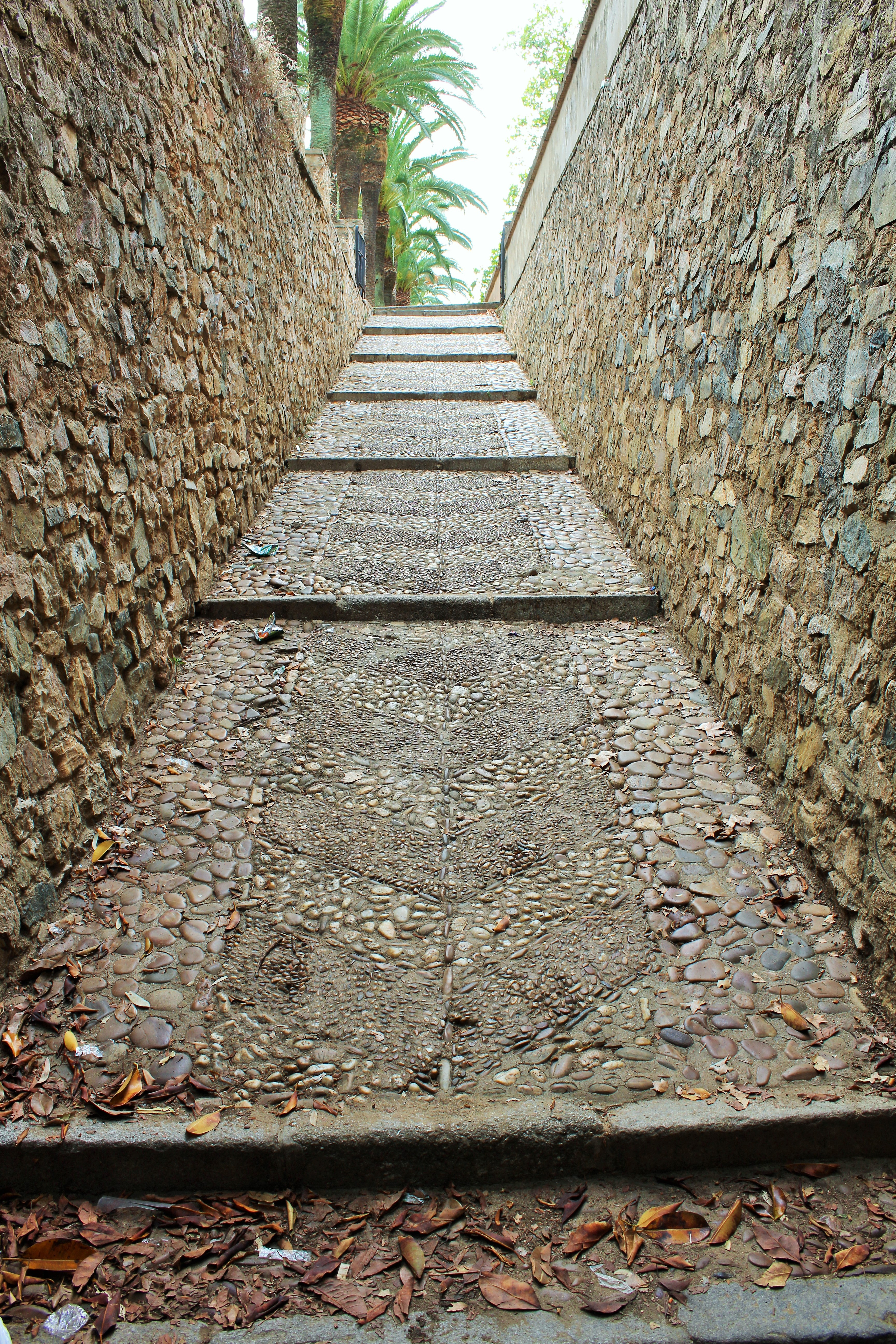
Bajada a la poterna desde el interior del baluarte al foso
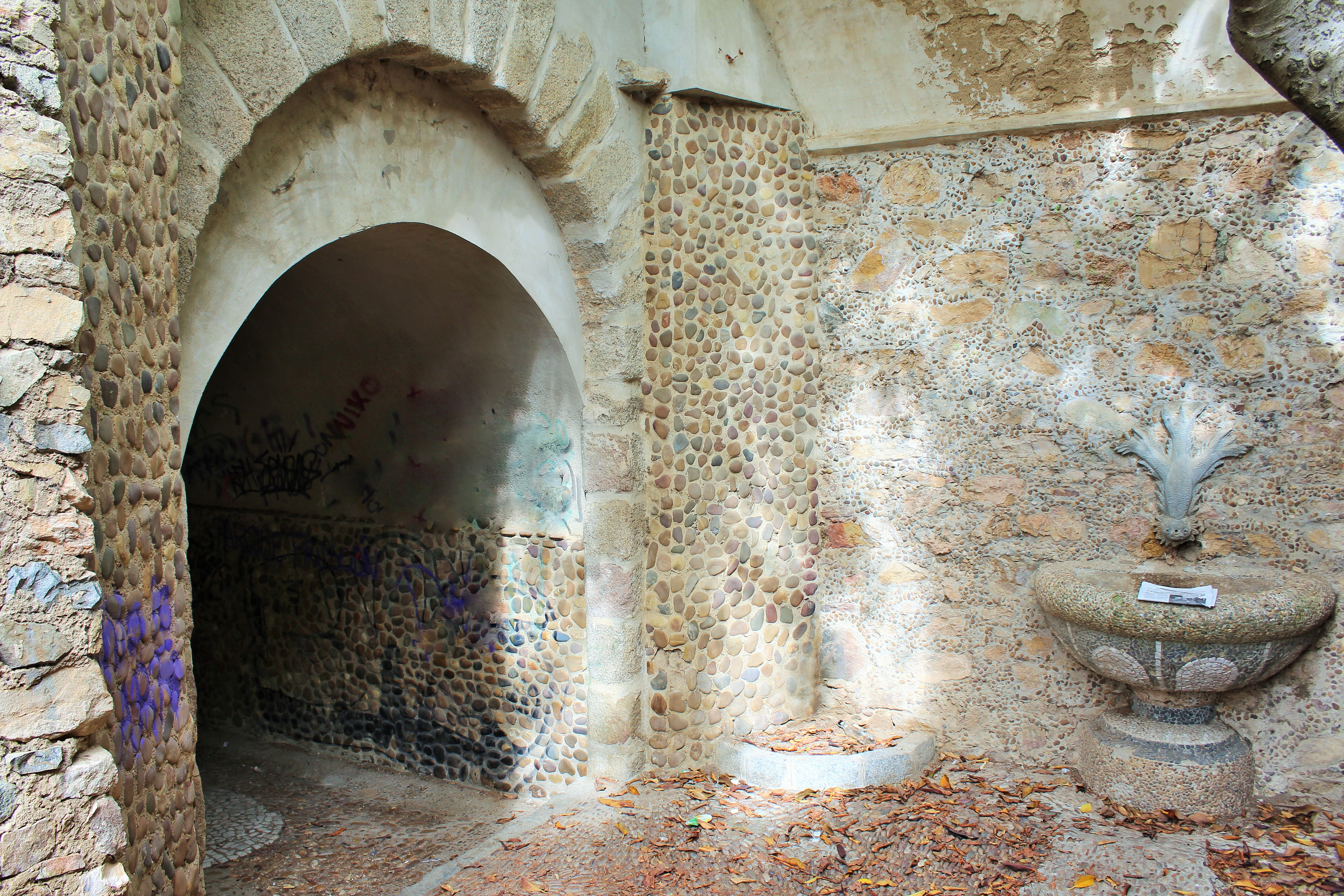
Puerta de la poterna

#### Semibaluarte de Puerta de Palmas

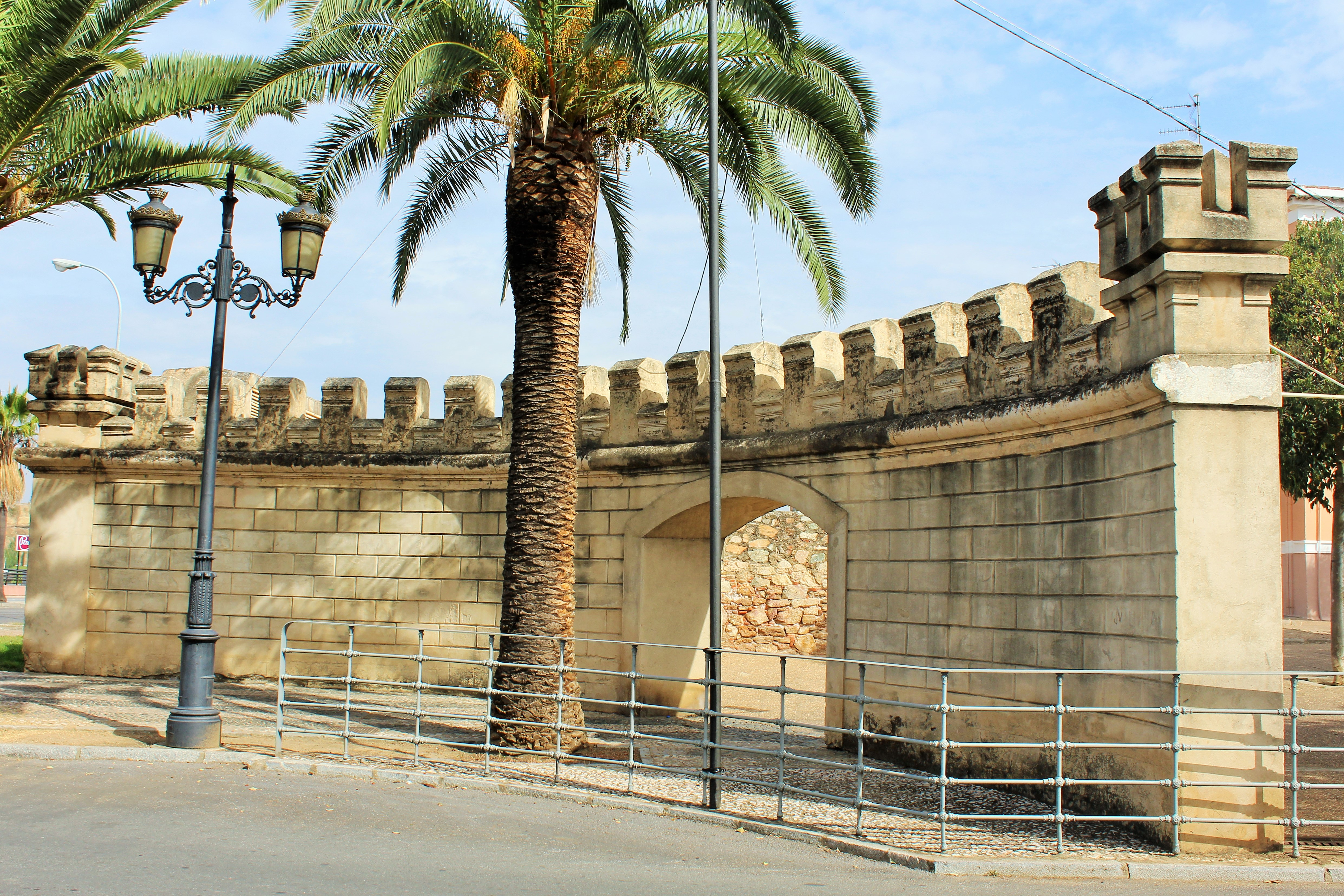
Lienzo cóncavo con puerta y almenado junto a Puerta de Palmas.

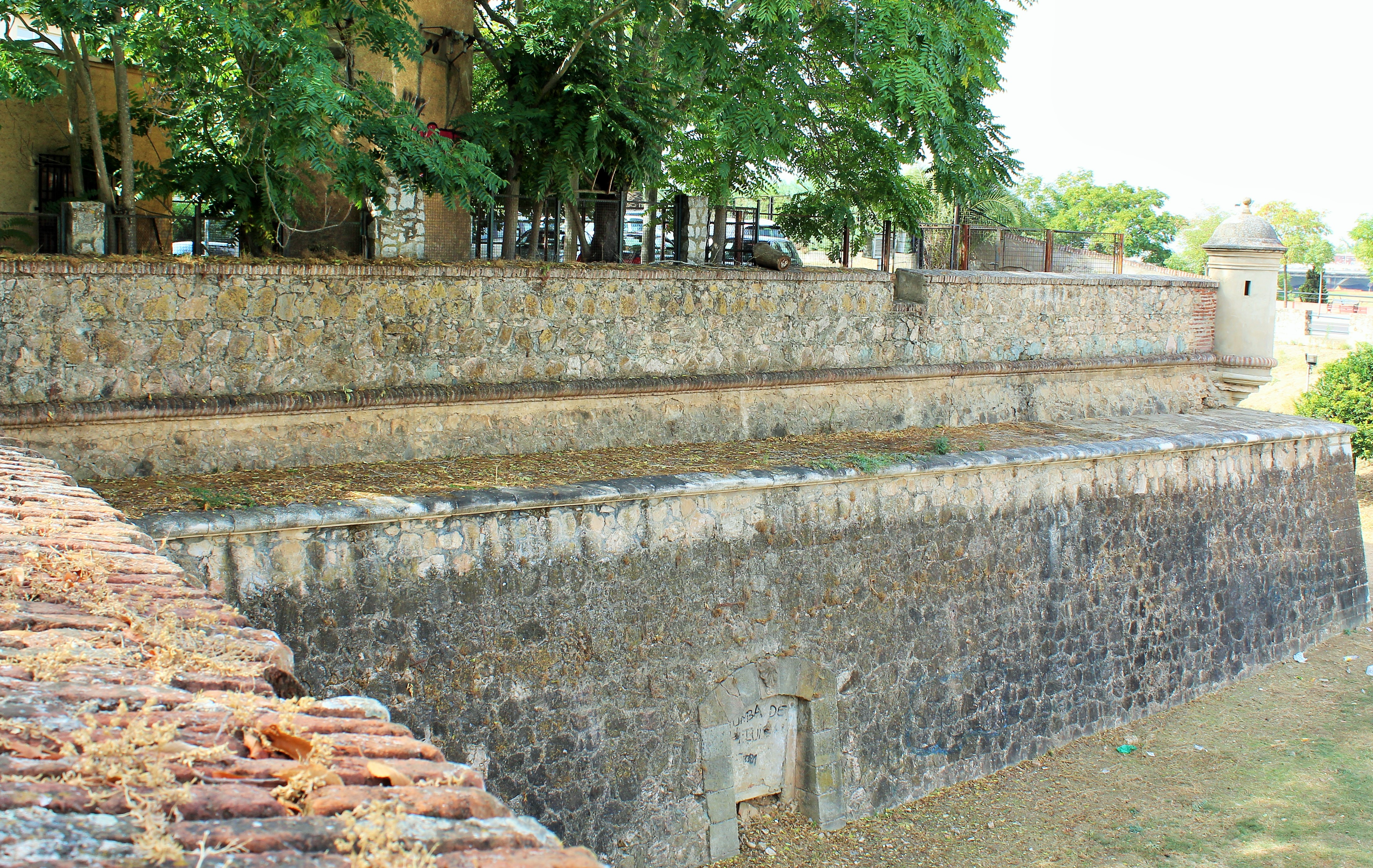
Dos lienzos en ángulo, puerta de poterna y garita visto desde el interior.

También conocido como Baluarte de las Lágrimas tiene el n.º 9 en el Plano de baluartes. Está situado en el flanco izquierdo de Puerta de Palmas. La Puerta de Palmas tuvo una serie de elementos defensivos entre los que estaba este semibaluarte que es la única edificación que se conserva. El semi-baluarte tiene dos muros cortina formando ángulo: uno está orientado hacia el río Guadiana y el otro hacia el occidente que conecta en el extremo con el baluarte de San Vicente. Este muro tiene tres troneras en su coronación orientadas hacia el oeste para proteger con su fuego el posible asalto al foso del baluarte de San Vicente.
El recorrido se inicia en su entronque con el baluarte de San Vicente, por el exterior, hasta la Puerta de Palmas y retroceder por el interior, zona superior del baluarte, en dirección contraria.

Galería
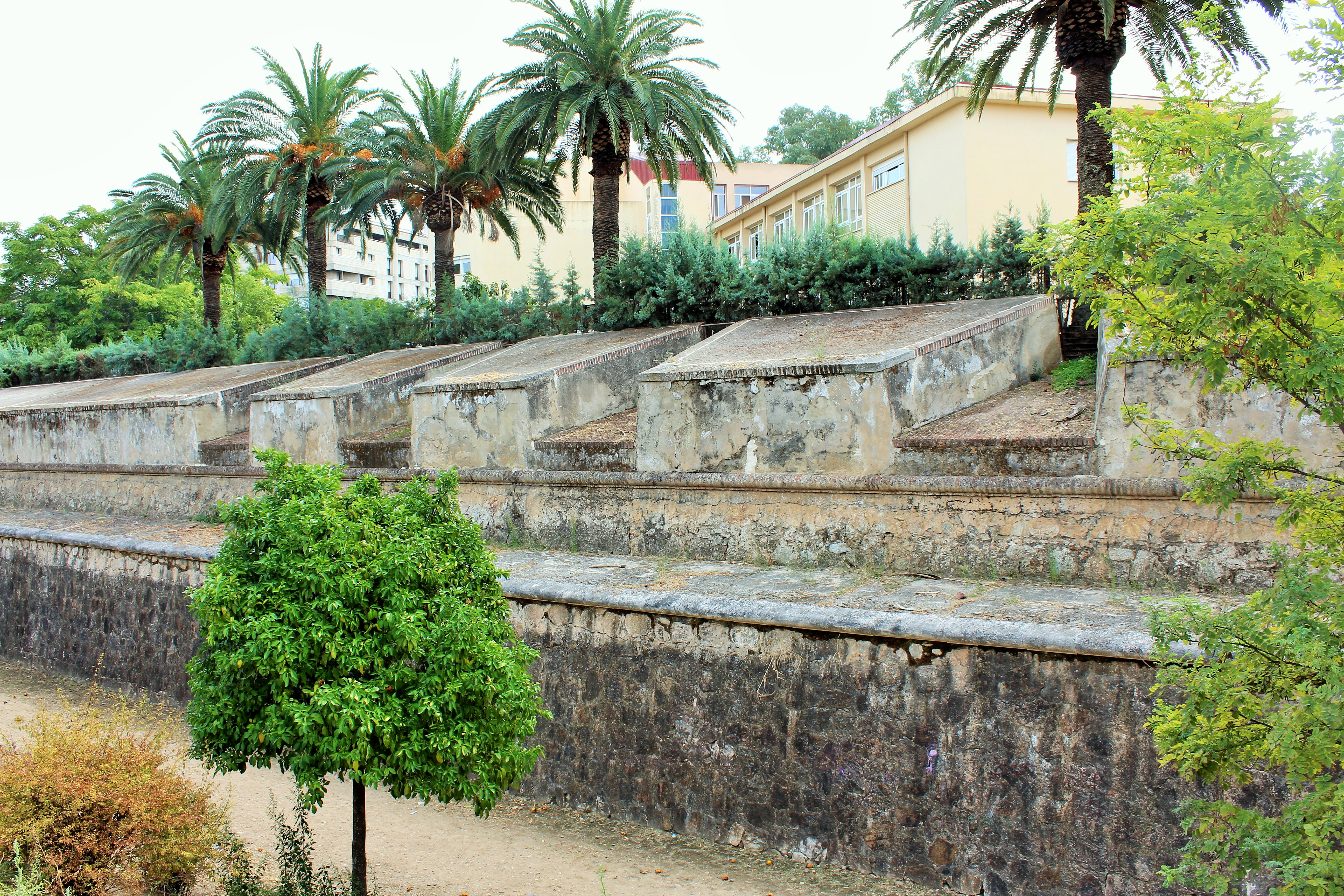
Lienzo continuación del Baluarte de San Vicente
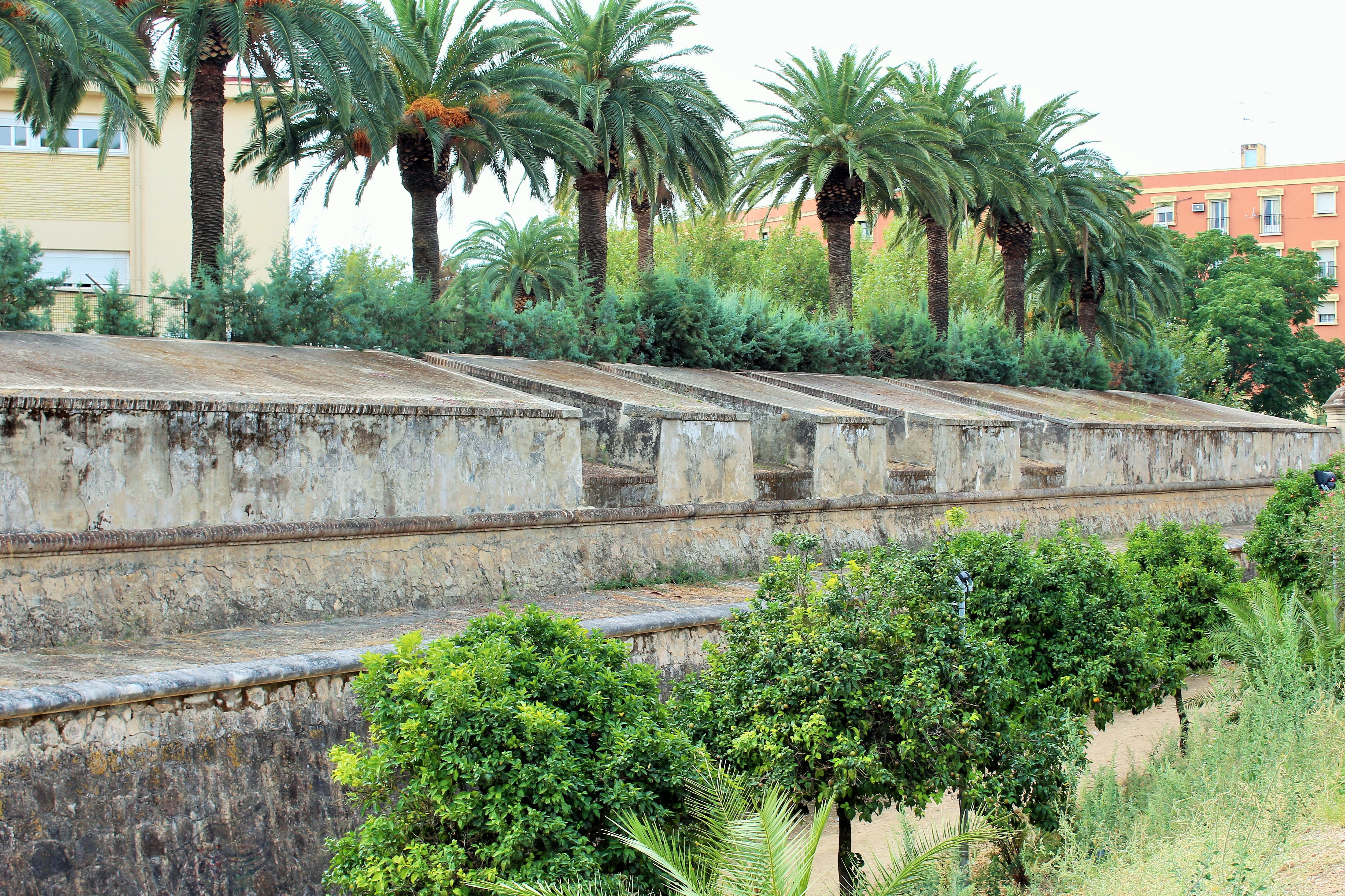
Lienzo continuación del Baluarte de San Vicente con troneras superiores
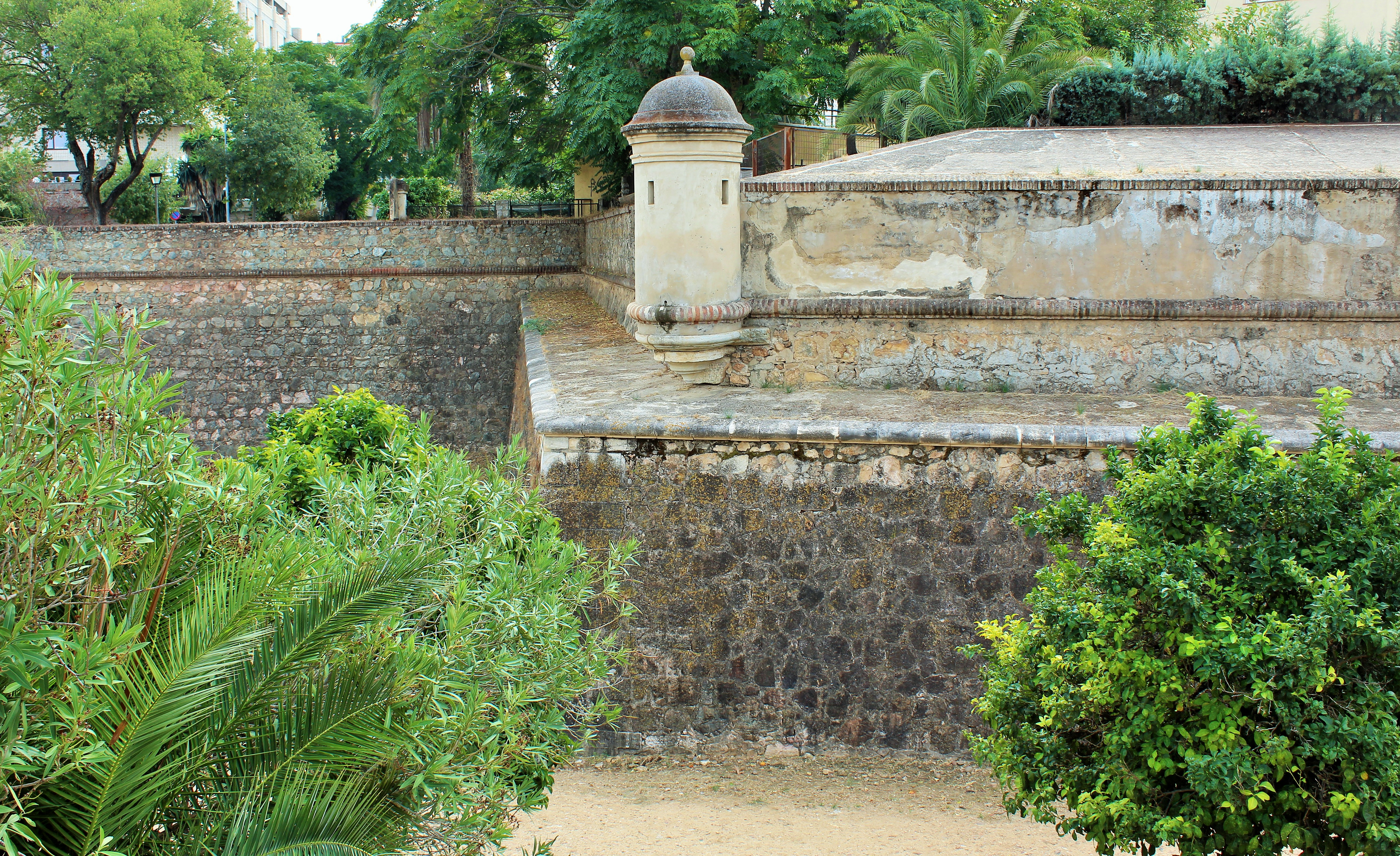
Tres lienzos de «zeta» con garita intermedia
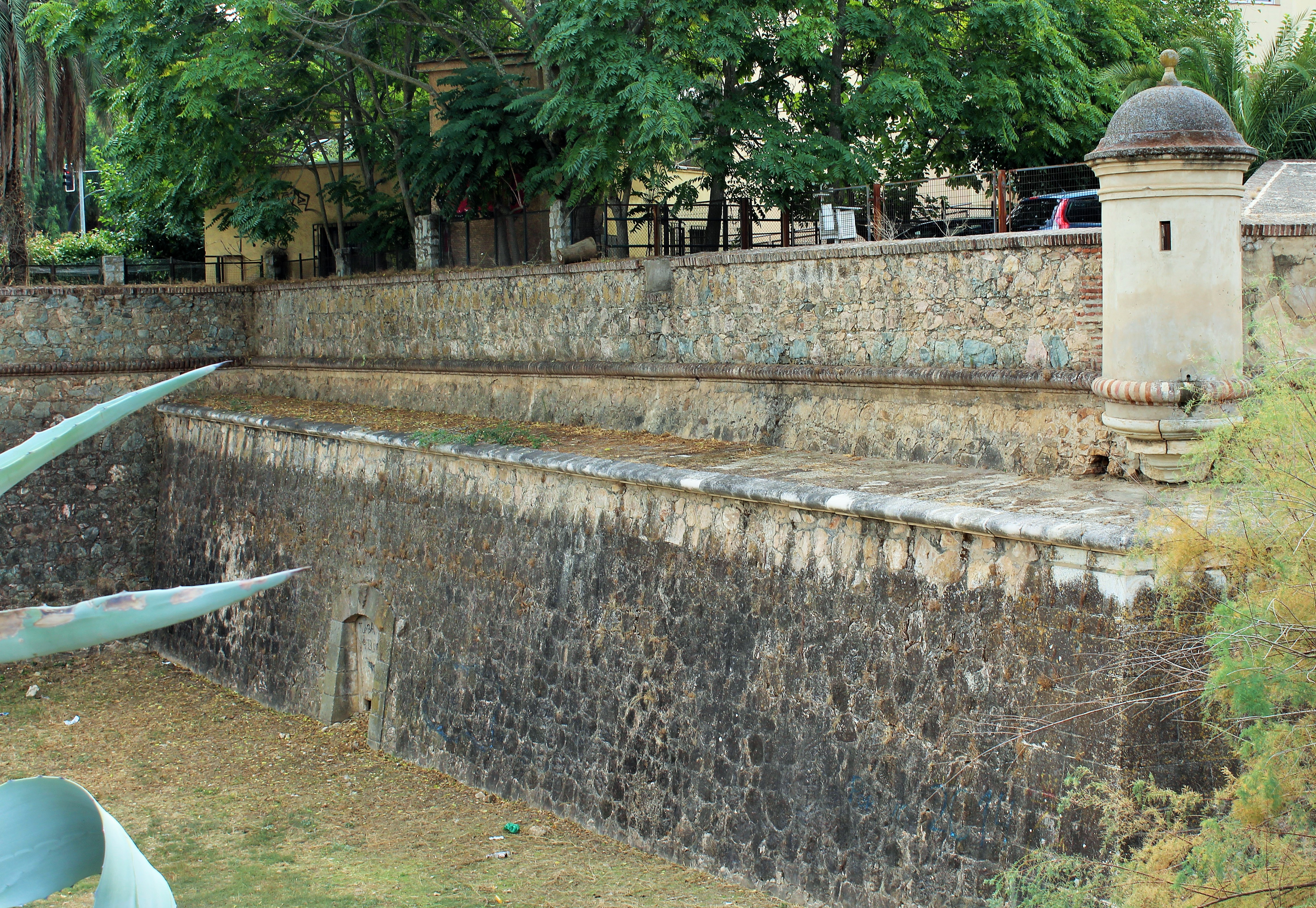
Uno de los lienzos de «zeta» con garita y salida de la poterna al foso
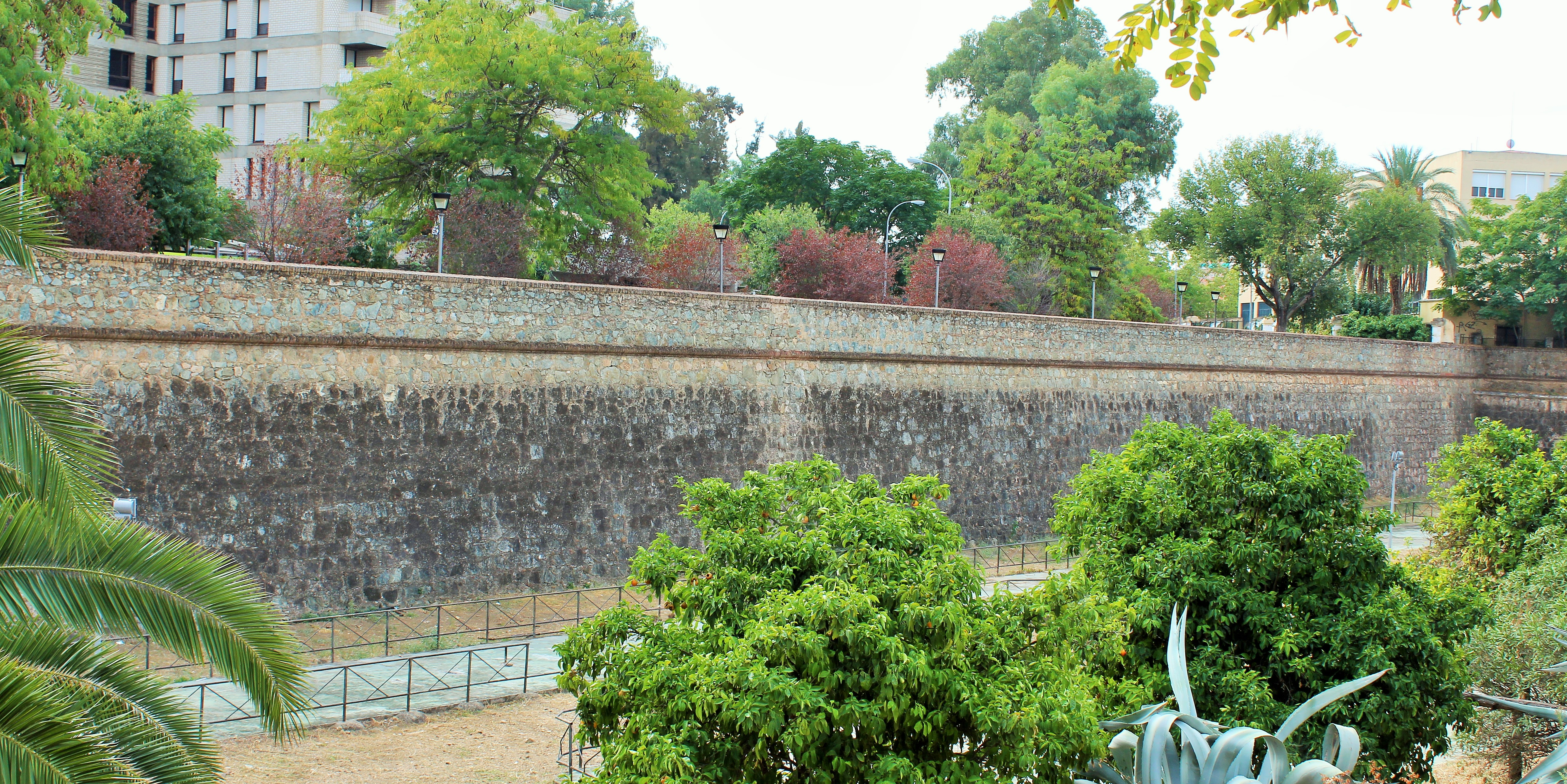
Potente lienzo al norte
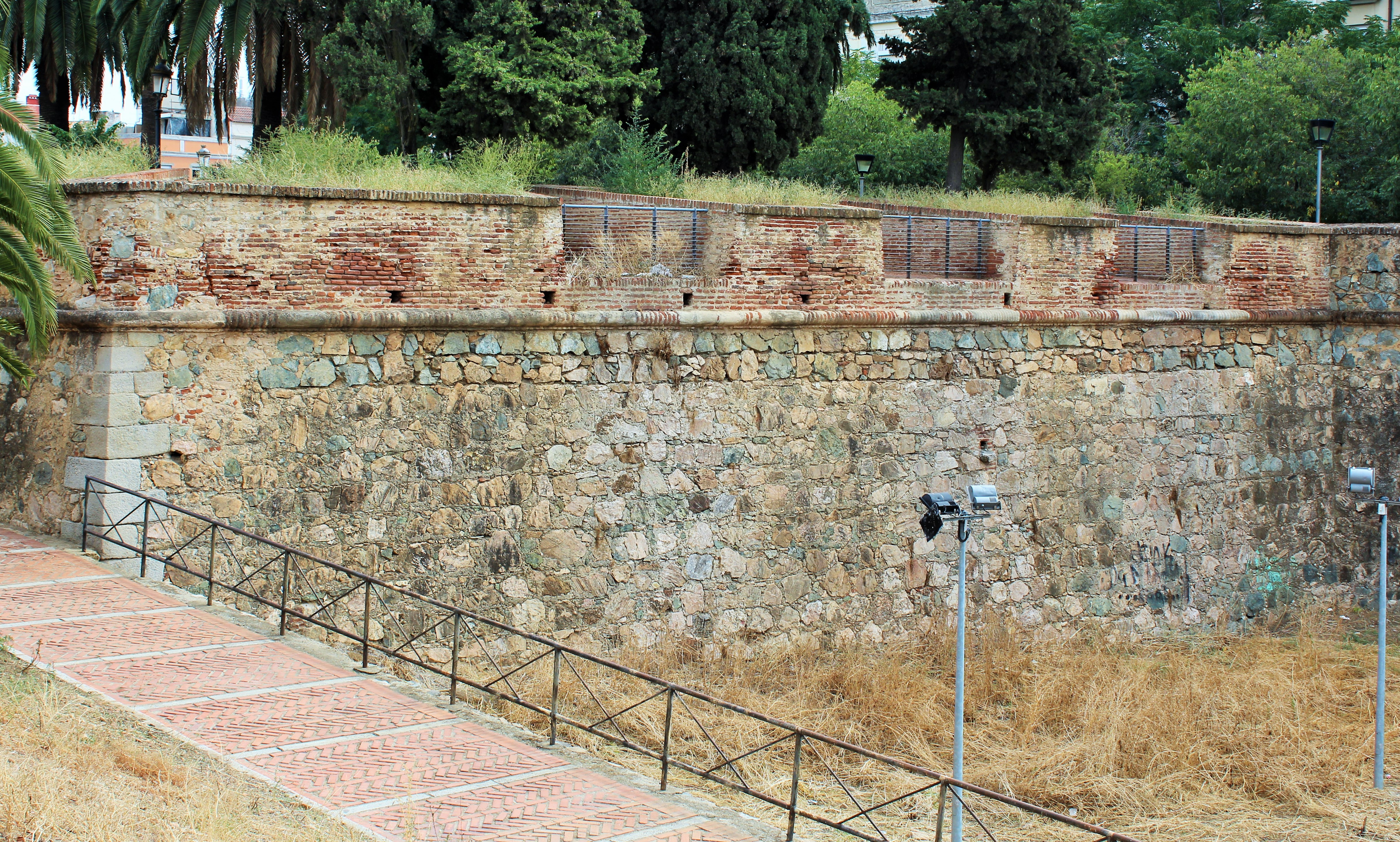
Final de lienzo norte con troneras y bajada al foso
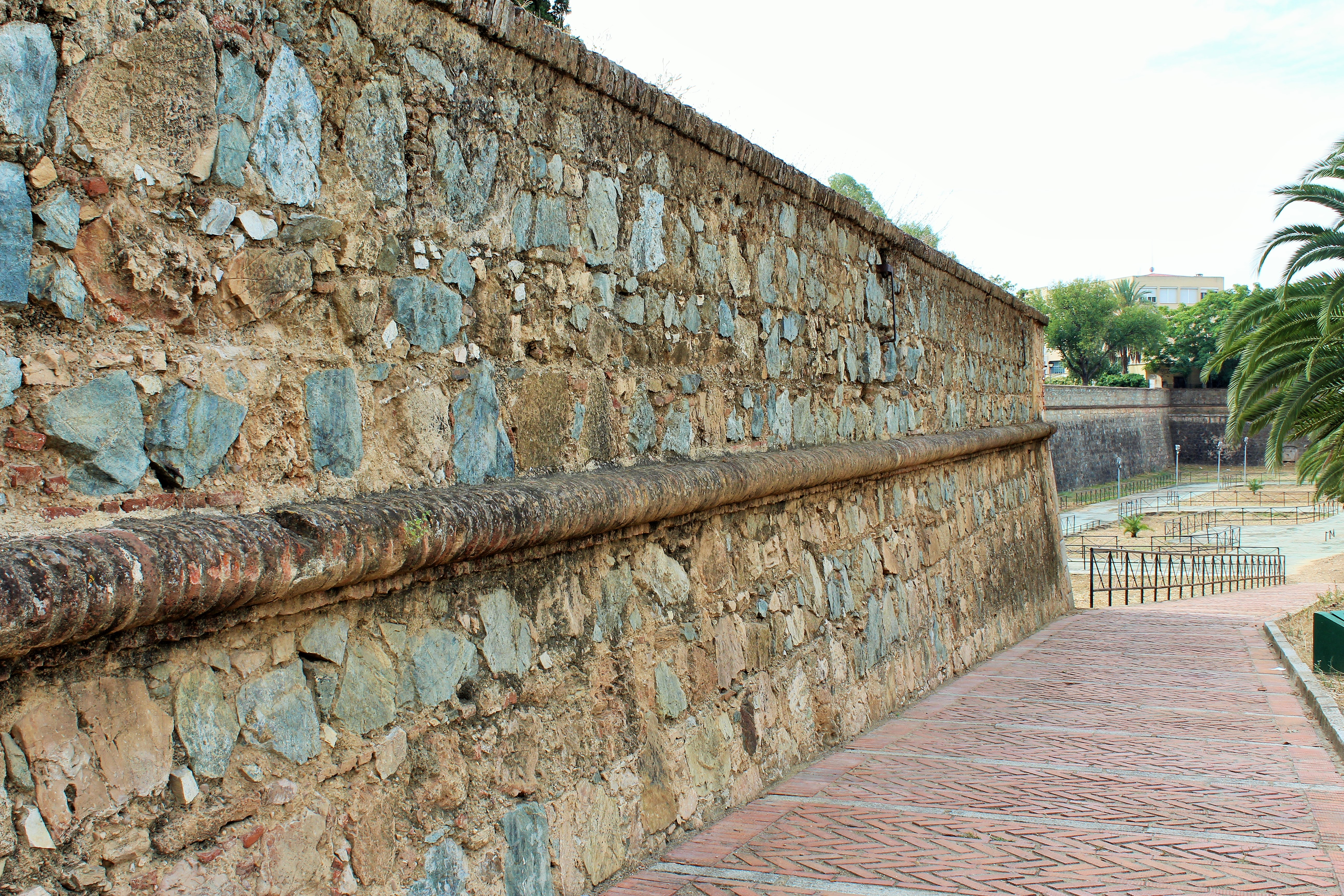
Bajada desde interior de la muralla al foso. Detalle de verdugada superior
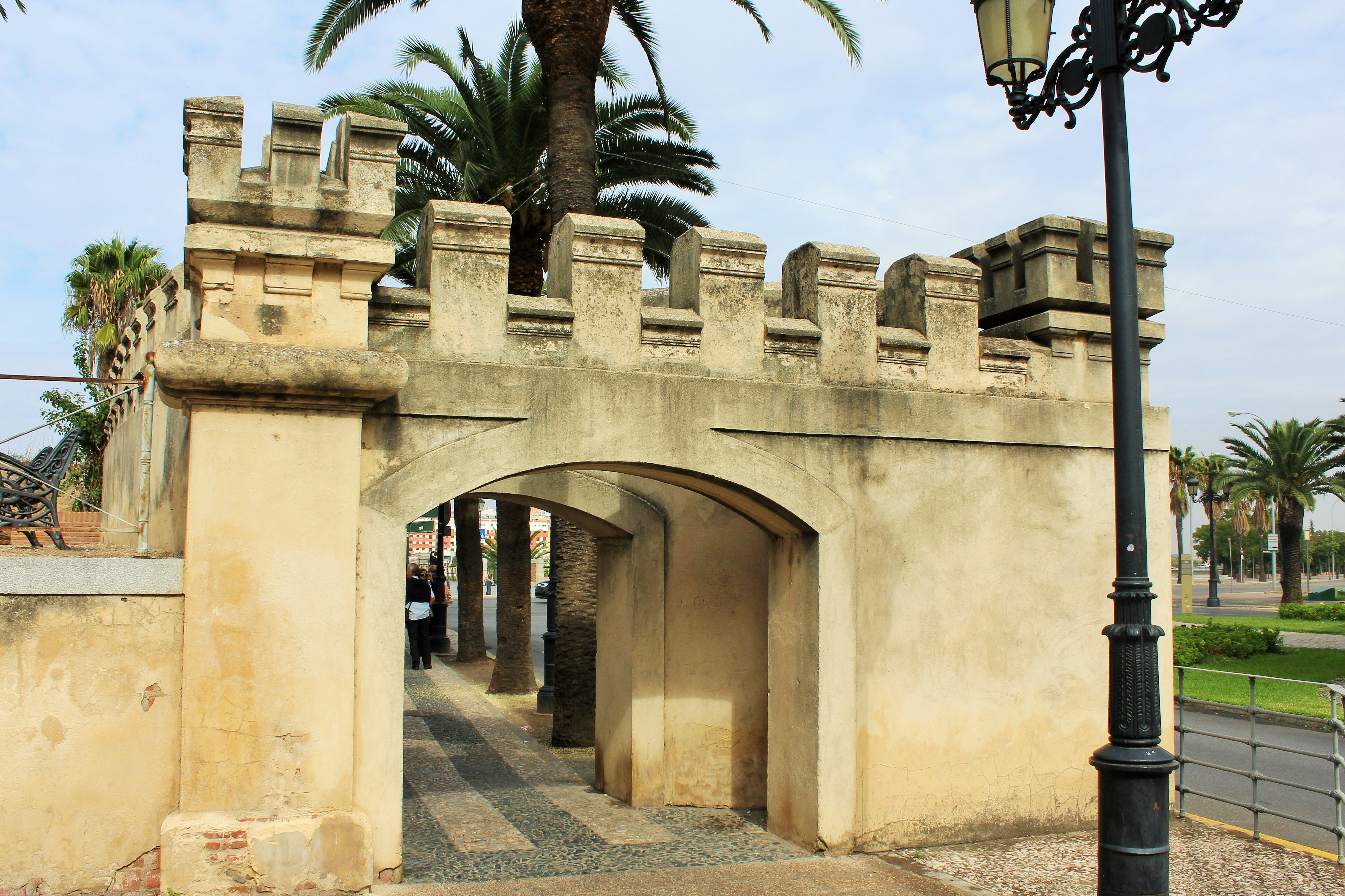
Puertas finales del semi-baluarte
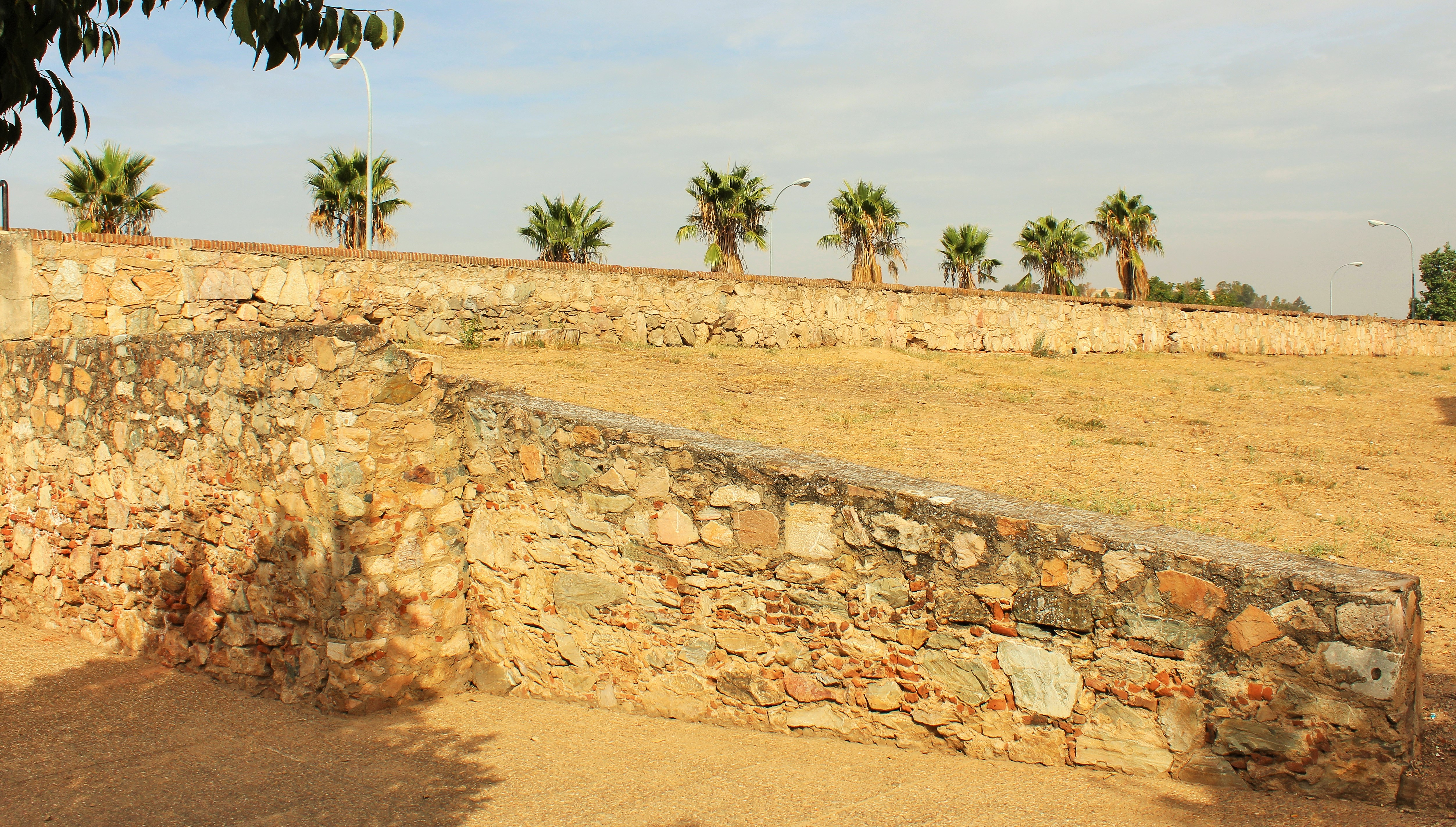
Zona interior de la muralla próxima a Puerta de Palmas
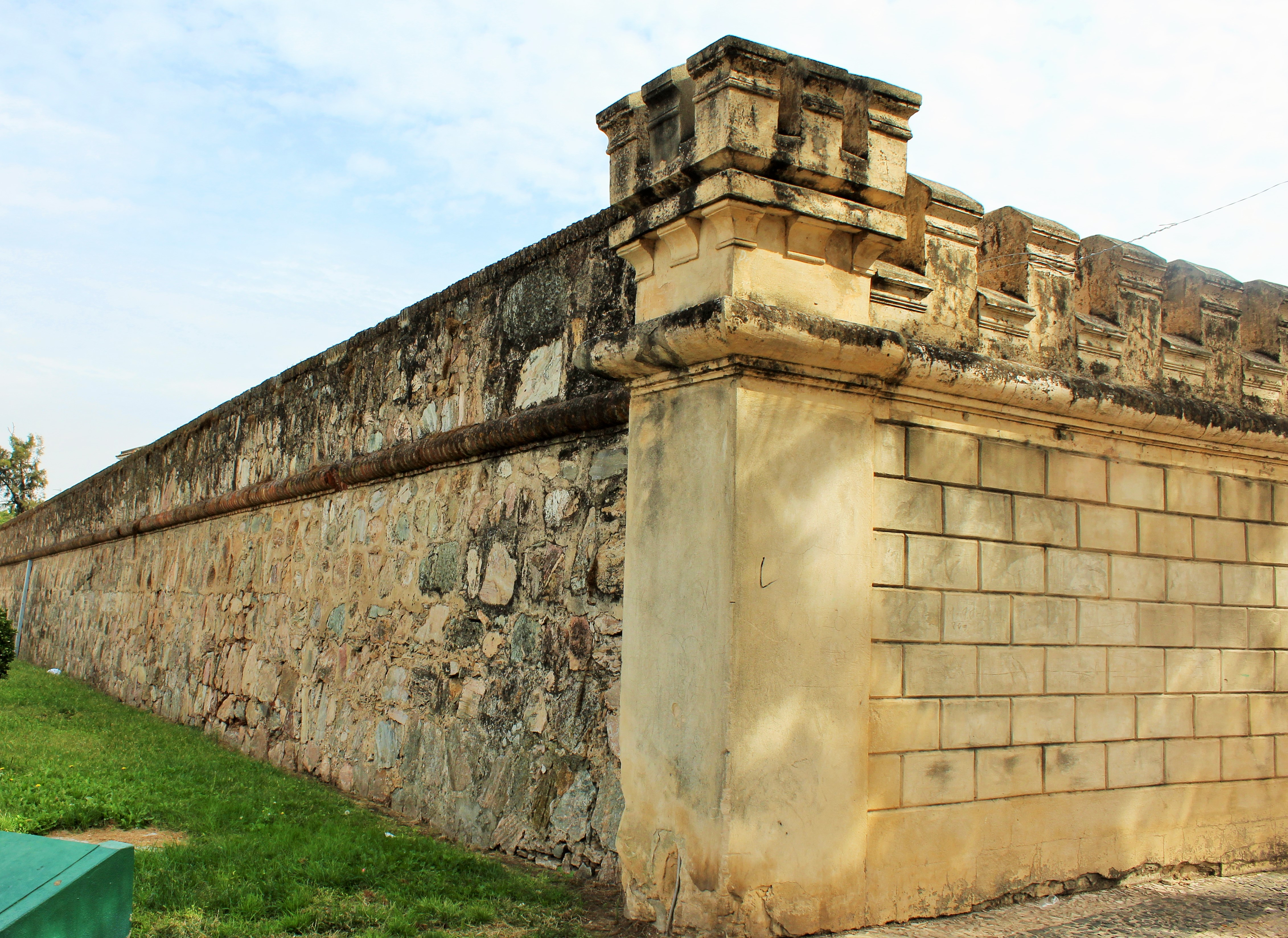
Esquina de engarce entre lienzo exterior y el curvo junto a la puerta
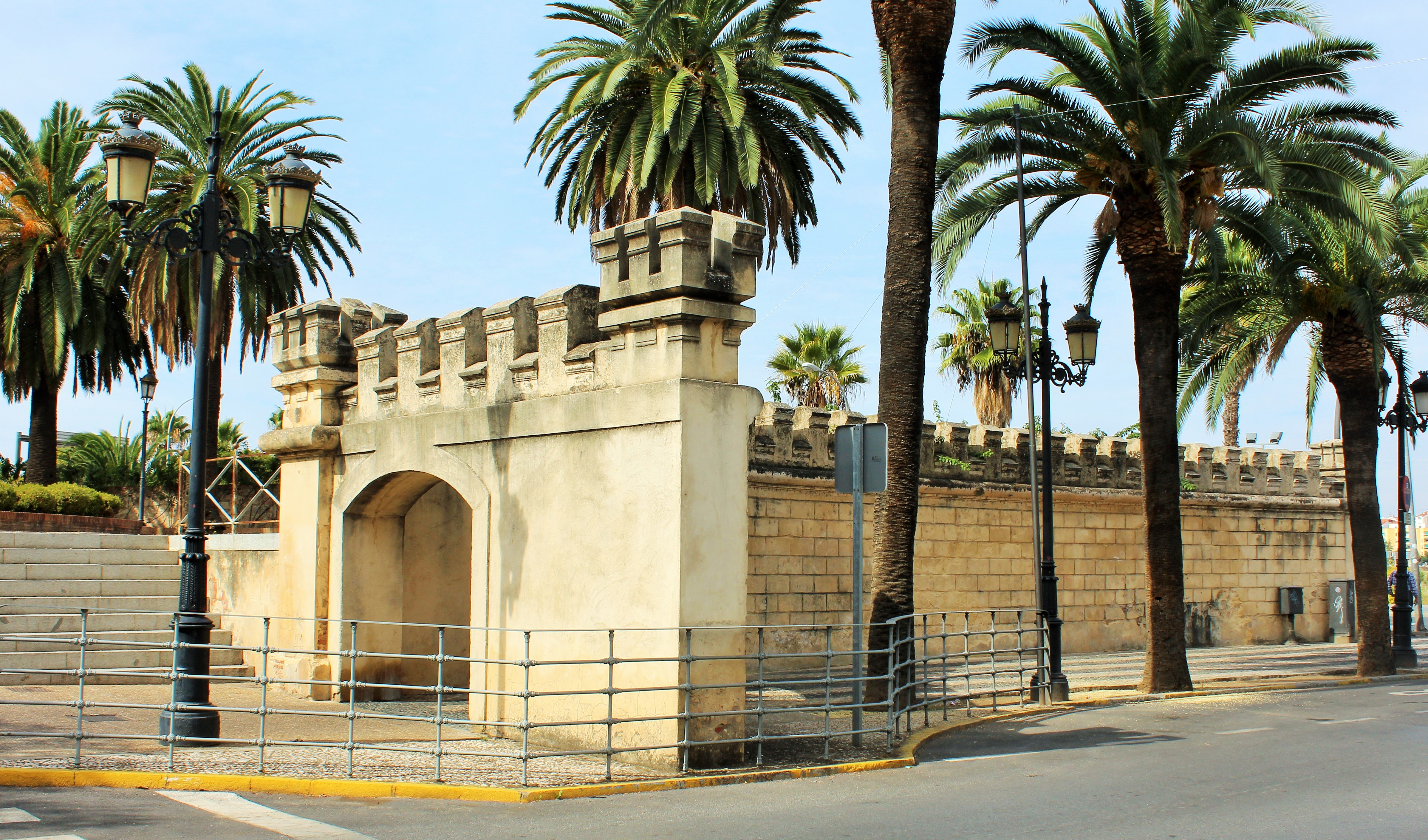
Extremo este del semi-baluarte junto a Puerta de Palmas
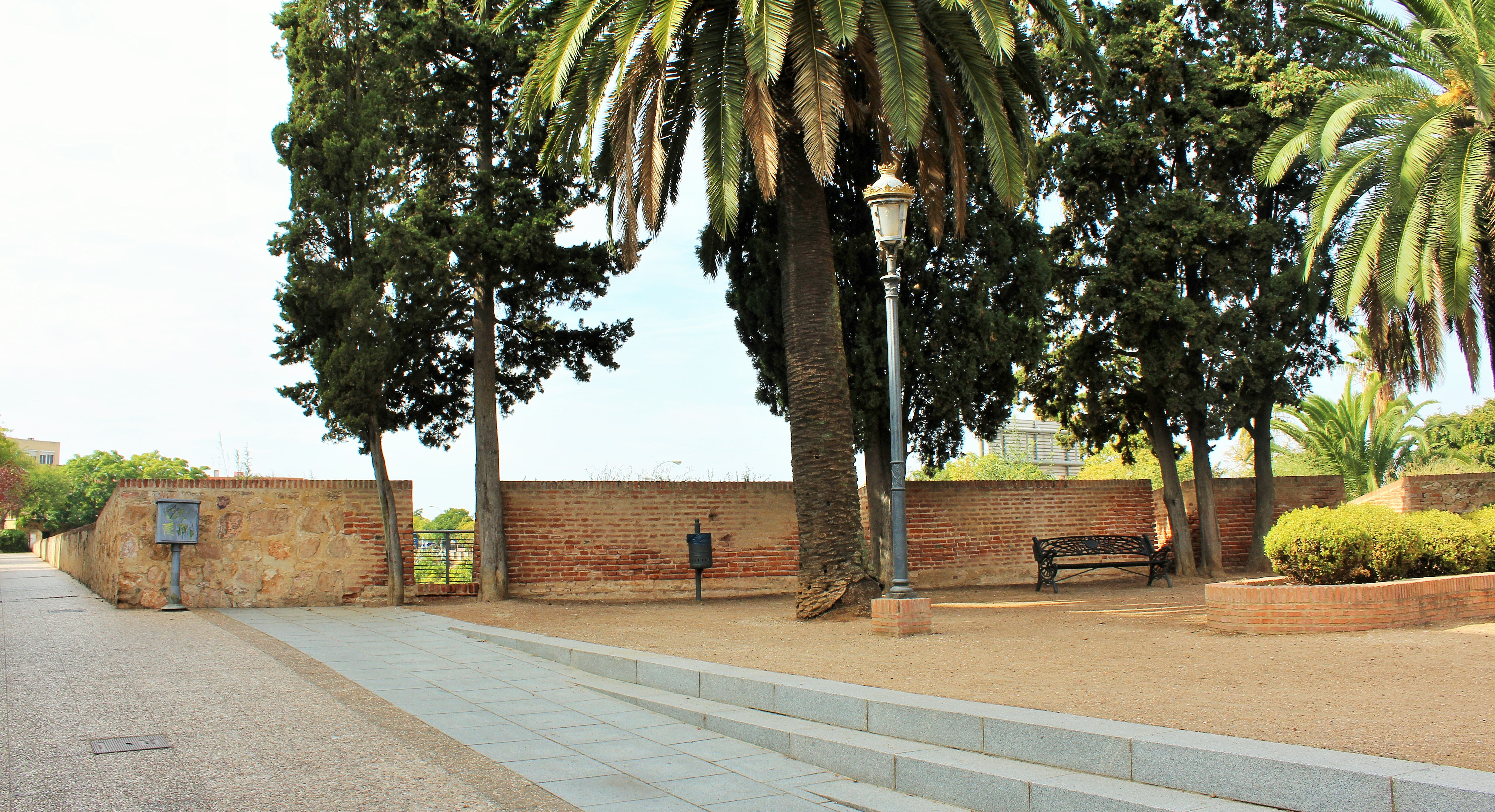
Interior del semi-baluarte con troneras, cercano a Puerta de Palmas
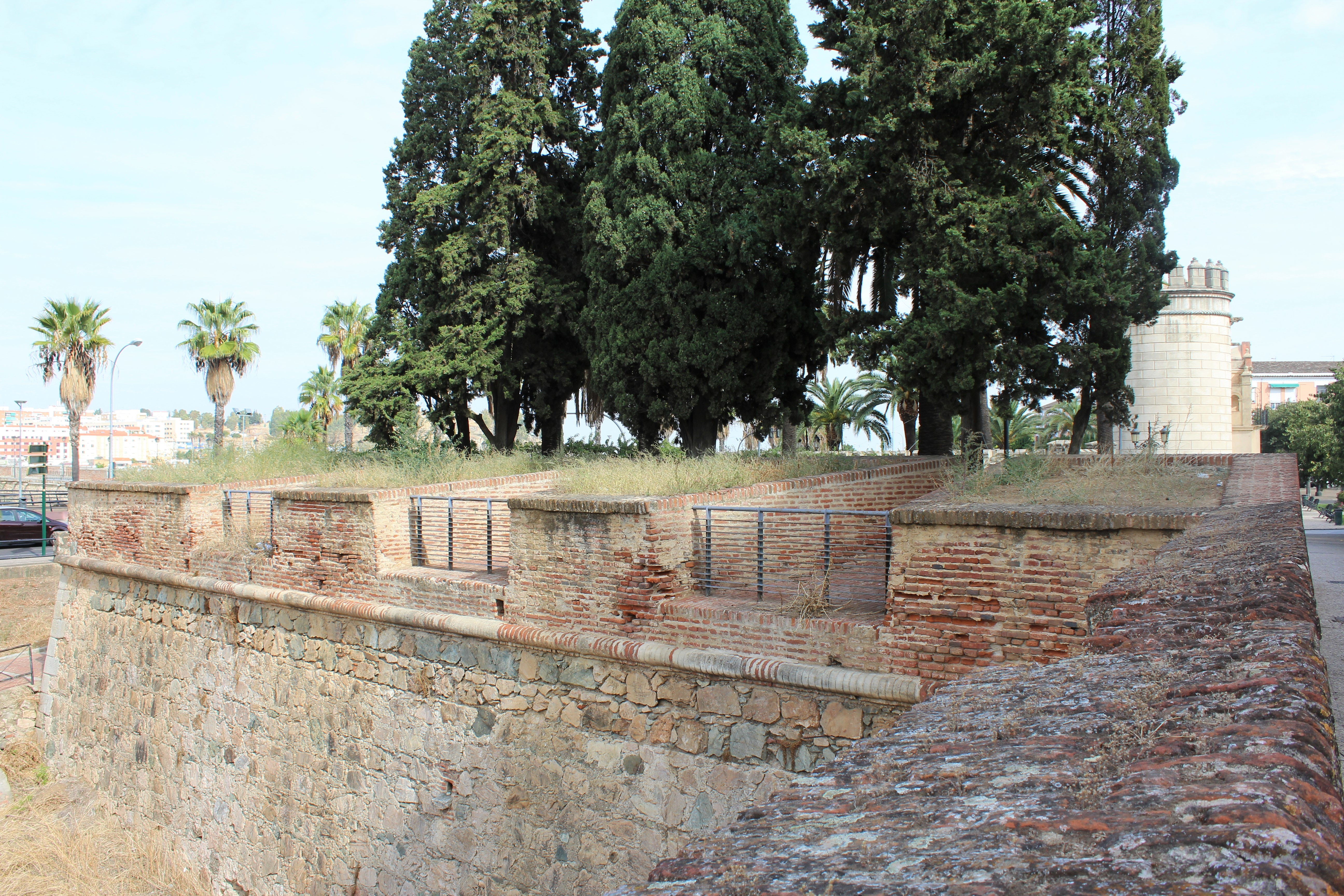
Lienzo al oeste con troneras defendiendo el foso y Puerta de Palmas al fondo
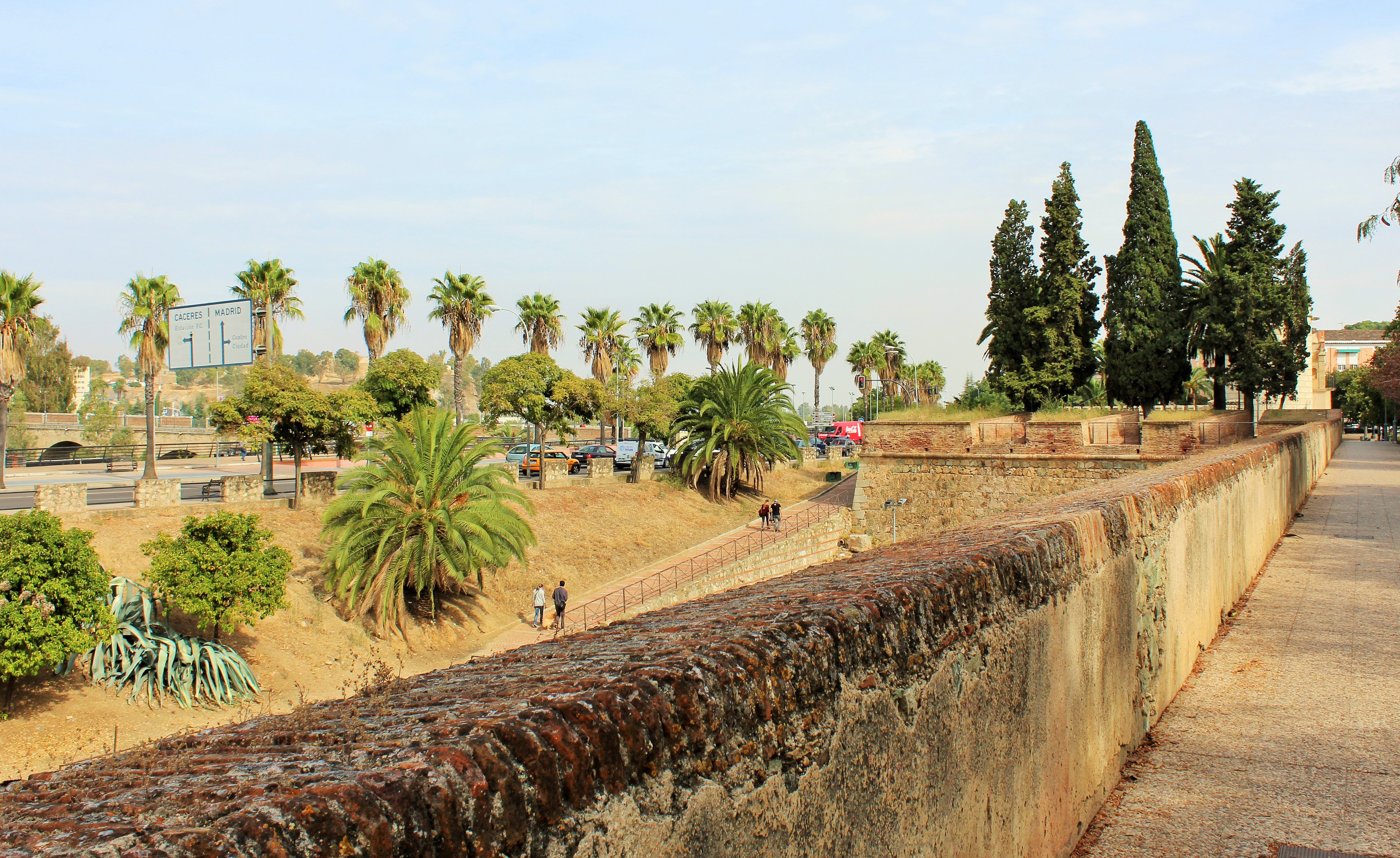
Lienzo al oeste con troneras defendiendo el foso y bajada a este
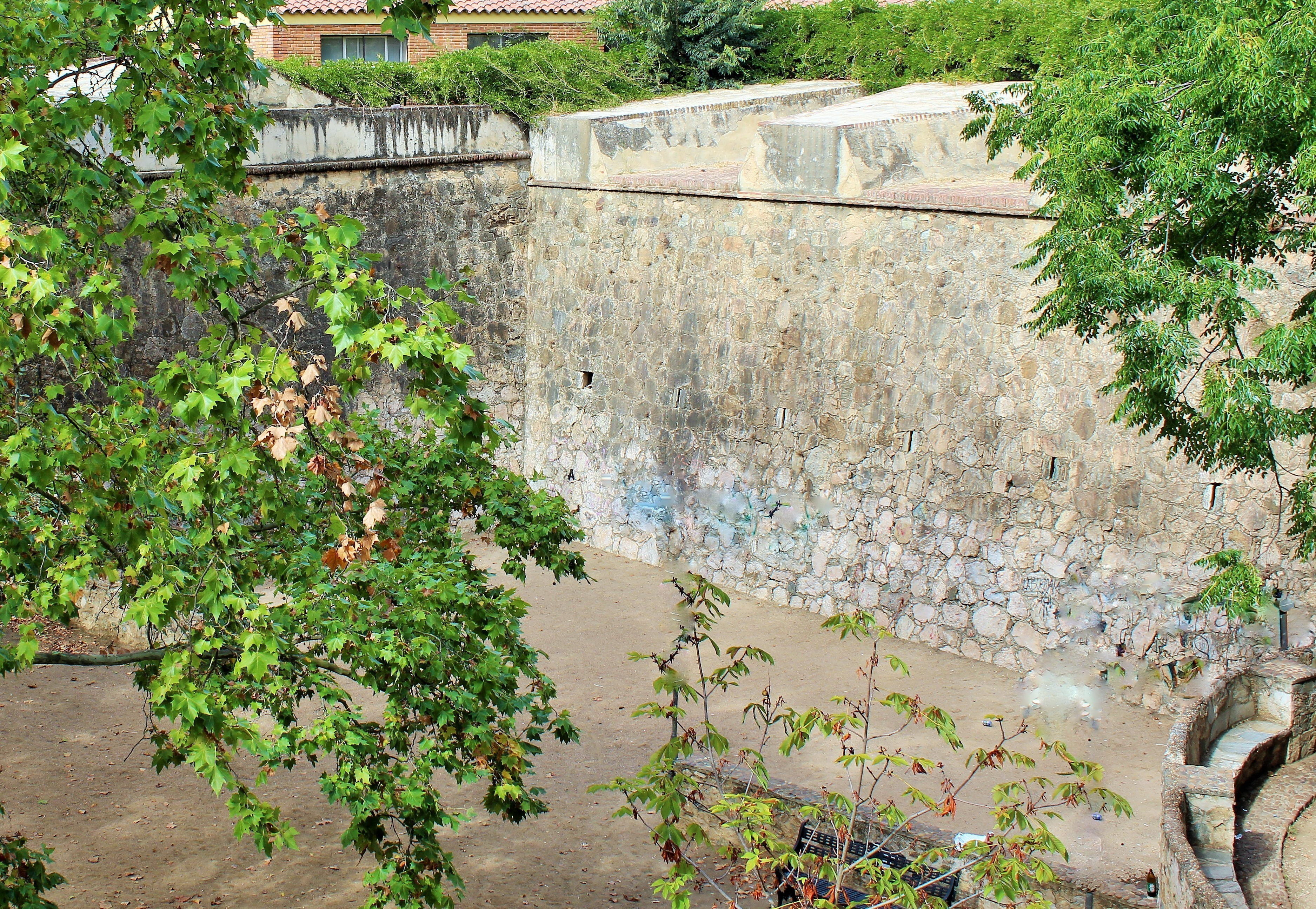
Lienzo con troneras y aspilleras para fusilería

### Puertas

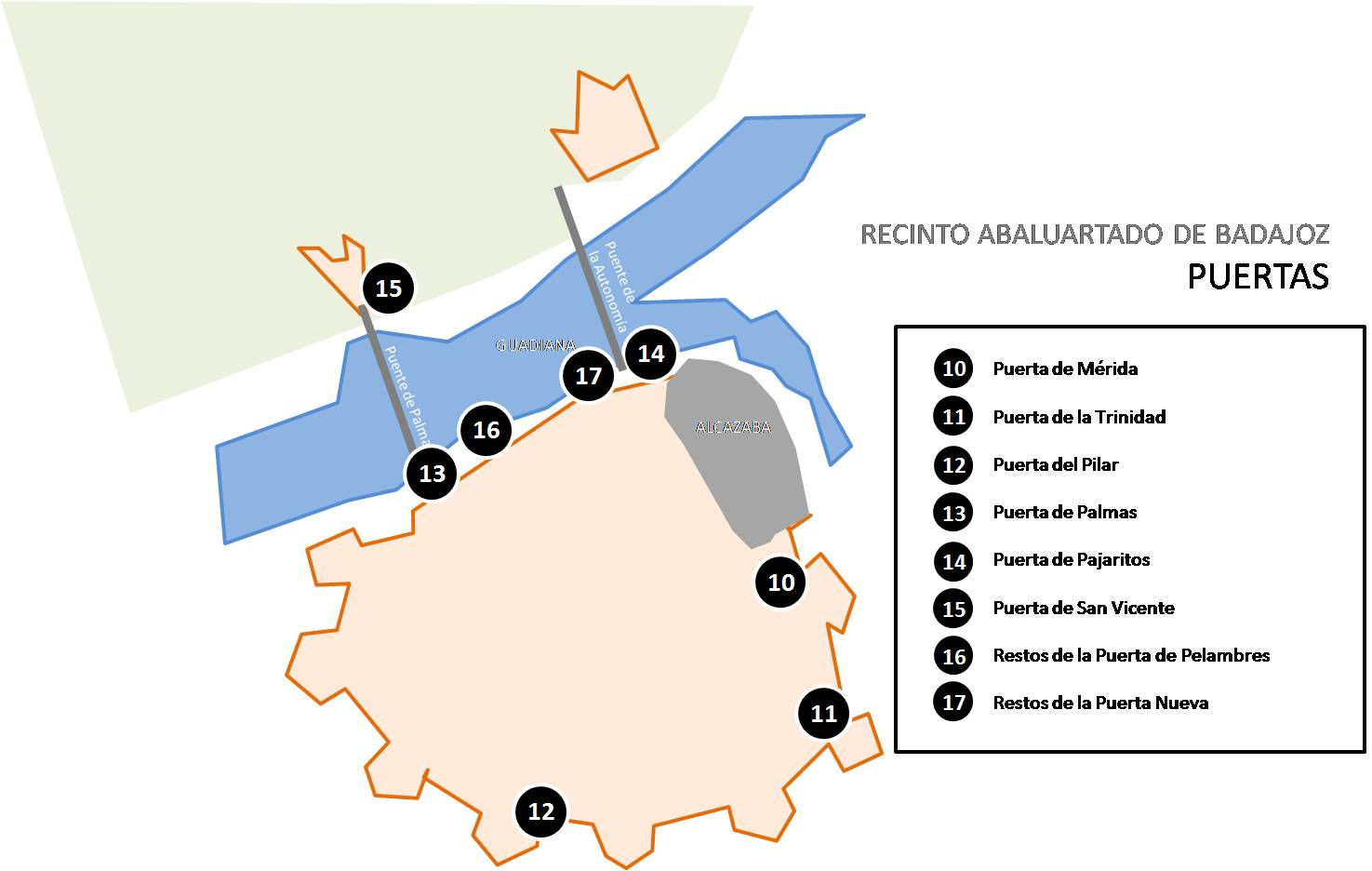
Mapa de puertas del Recinto abaluartado de Badajoz.

Las puertas de los recintos abaluartados eran las aberturas hechas en sus «muros cortina» para la entrada y salida de personas y carruajes así como para el control de estos. Hasta mediados del siglo XX se abrían al amanecer y se cerraban al anochecer. También ejercían un efecto fiscalizador, ya que era donde se pagaban los impuestos, entonces llamados aranceles, sobre ciertas mercancías que entraban en la ciudad. Aunque en los últimos años de funcionamiento de este tipo de cobro de impuestos que se cobraban en la Puerta de Palmas, en la vía lateral de entrada, años antes se hacía en medio del puente de Palmas donde hay dos garitas en forma de torreones almenados.

#### Puerta de Mérida

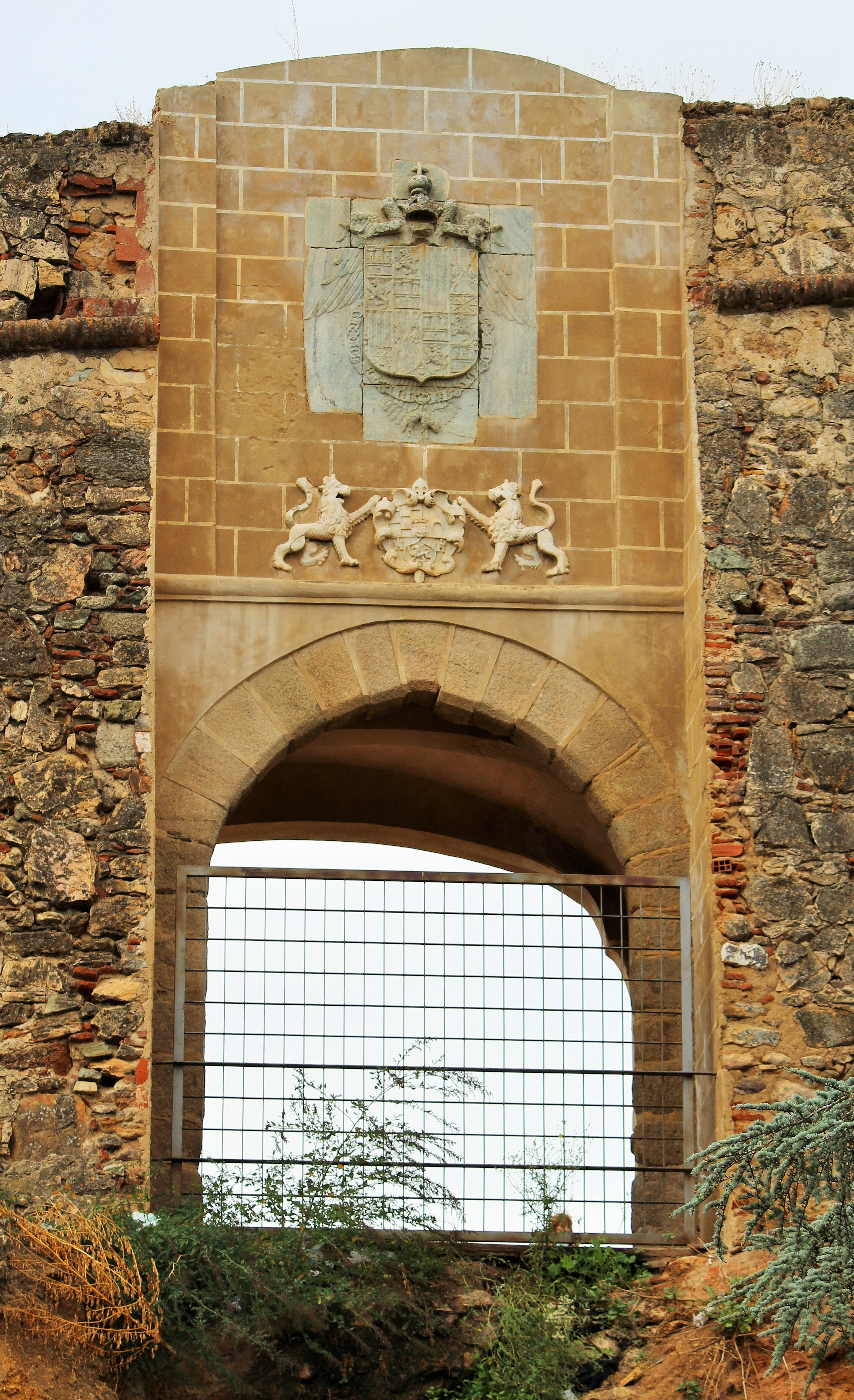
Fachada exterior de la Puerta de Mérida.

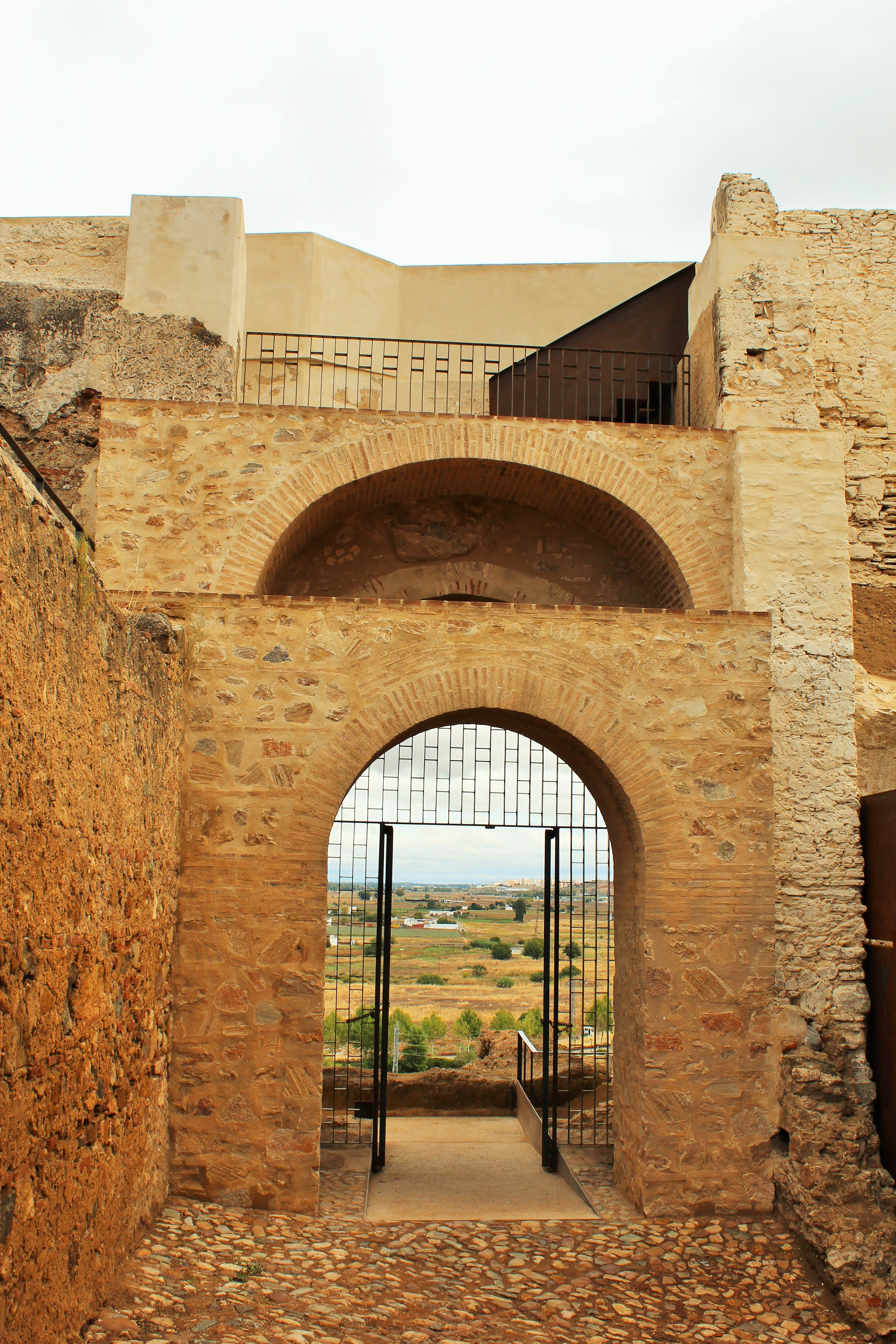
Fachada interior con doble arco de la Puerta de Mérida.

Es la puerta que tiene el n.º 10 en el «Plano de puertas». Está situada en un lugar llamado «Campillo», al sur de La Alcazaba.
En un principio esta puerta se encontraba en la primitiva muralla almohade del siglo XII y situada un poco más al este, sobre un muro cortina del Baluarte de San Pedro y que daba entrada a la ciudad por el camino viejo de Talavera desde Mérida y de ahí su nombre, si bien había que vadear el arroyo Rivillas para acceder a ella. Como en el siglo XVII se inició la construcción del sistema defensivo tipo Vauban, se modificó su ubicación y se trasladó al lugar donde está ubicada, entre los baluartes de San Pedro y de San Antonio. Estaba flanqueada por dos grandes torres de sección cuadrada, una a cada lado de la puerta, y otros tipos de defensas.
A pesar de este traslado, la puerta tuvo que ser inutilizada, ya que las obras del nuevo sistema defensivo necesitaron de una cantera que estaba situada en la parte exterior de la puerta lo que originó un gran talud casi vertical que hacía imposible su uso por lo que tuvo que ser tapiada. En la actualidad, a principios del siglo XXI, sigue impracticable e inaccesible desde el exterior.
Tiene un escudo de Gran Bretaña muy próximo a ella como recuerdo y homenaje de las Cortes de Cádiz a lord Wellington por su participación y ayuda en la conquista de Badajoz a los franceses en 1812 y la del conde de Montijo, entonces capitán general de Extremadura, ya que este fue uno de los grandes impulsores de la construcción del recinto abaluartado. Sobre la puerta se construyó una capilla que estaba bajo la advocación de la Virgen de Tentudía, hoy desaparecida. 
En la fachada interior existía una zona destinada al personal de guardia de la puerta y para la capilla citada. El arco de la fachada exterior está construido por grandes sillares y piedras labradas en forma de cuña, de granito, que eran de la puerta vieja. En la parte superior del arco de la fachada hay unos bloques pétreos sobre los que están fijados los escudos del rey Carlos V, que es el que estaba puesto en la puerta primitiva, y el del conde de Montijo que sustituyó al escudo de Badajoz.

Galería
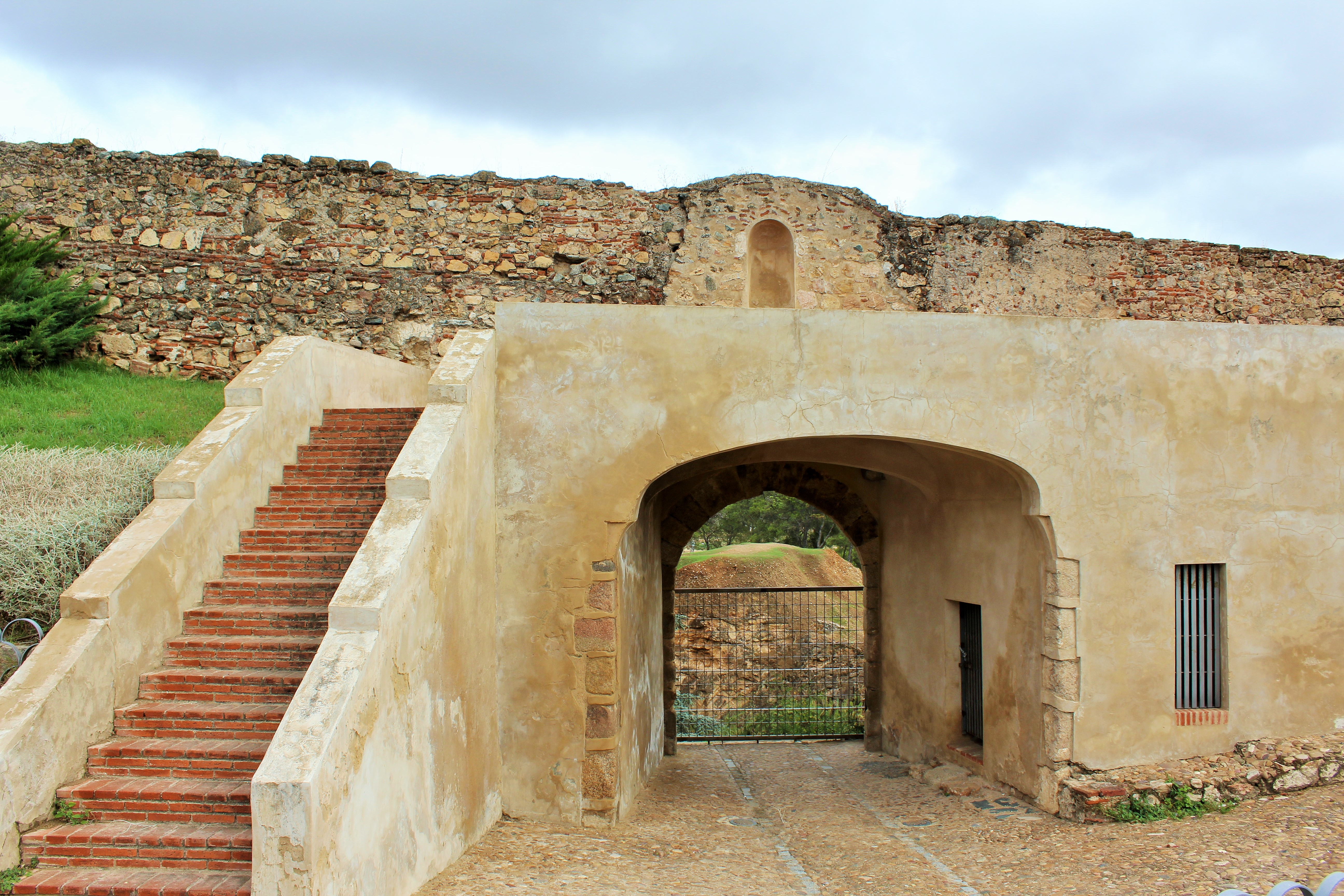
Vista lateral interior
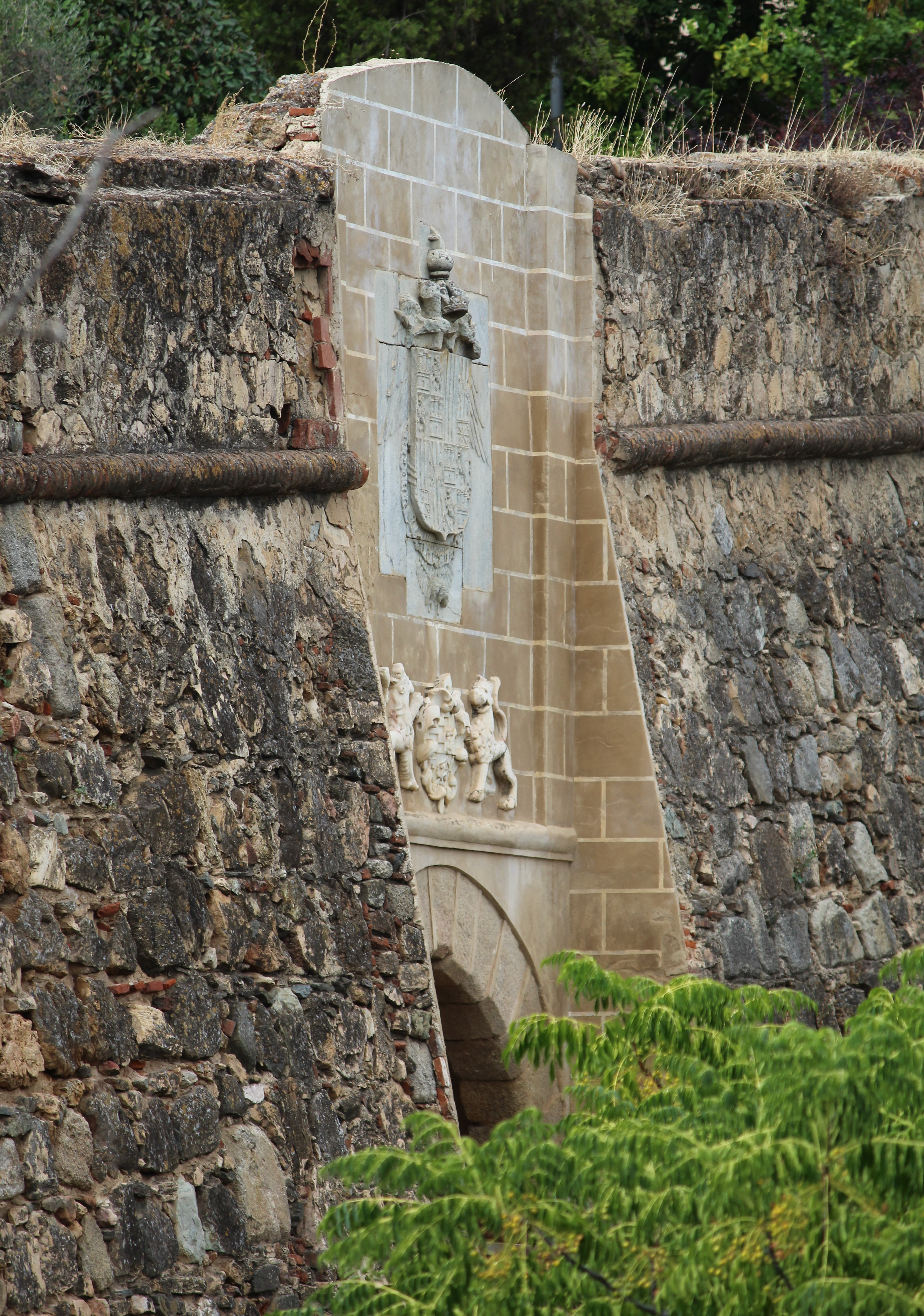
Vista exterior desde la primera barrera defensiva
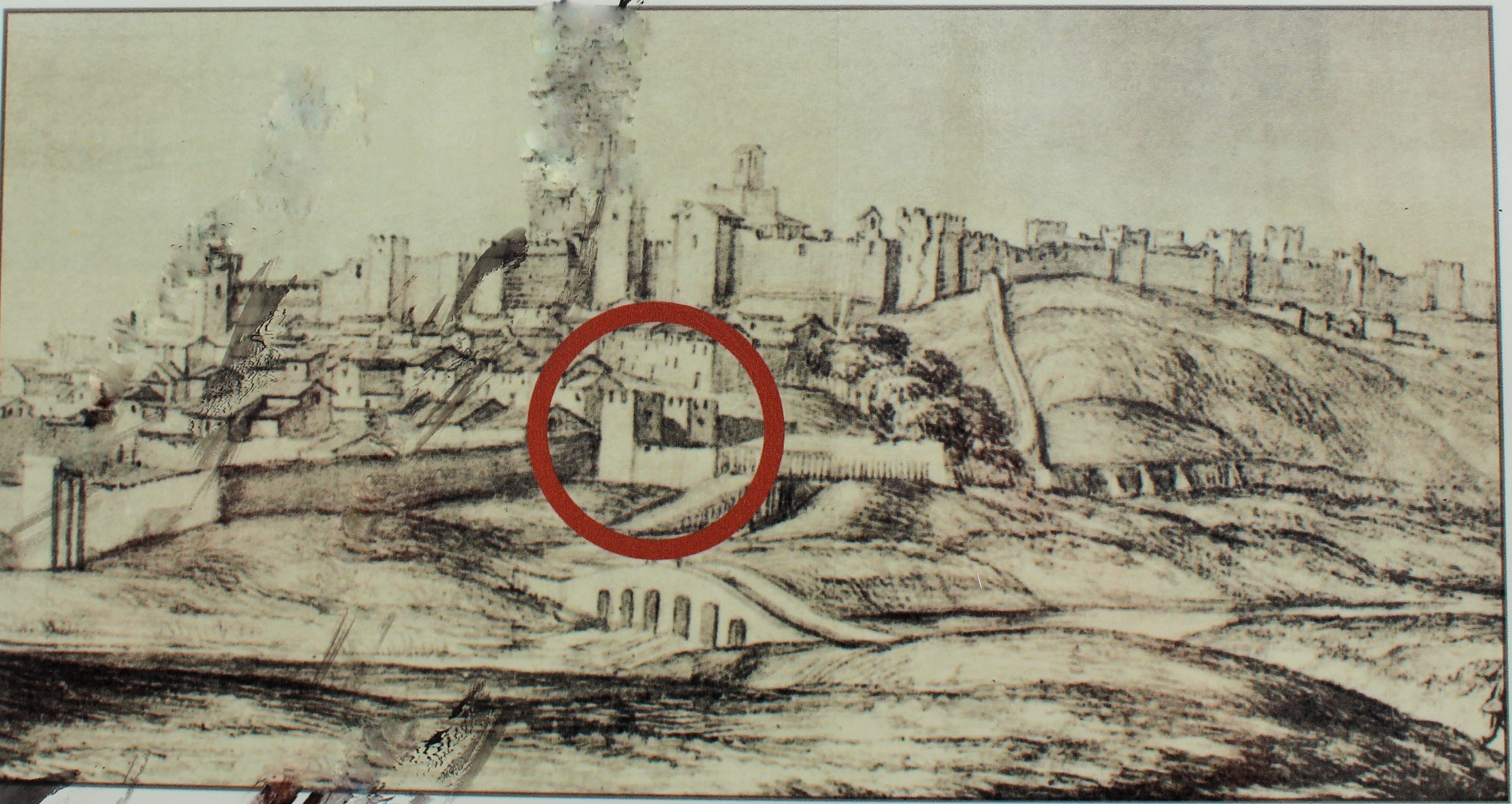
Vista de Badajoz dibujada por Pier Maria Baldi en 1668; la Puerta de Mérida se encontraba entonces en su antigua posición
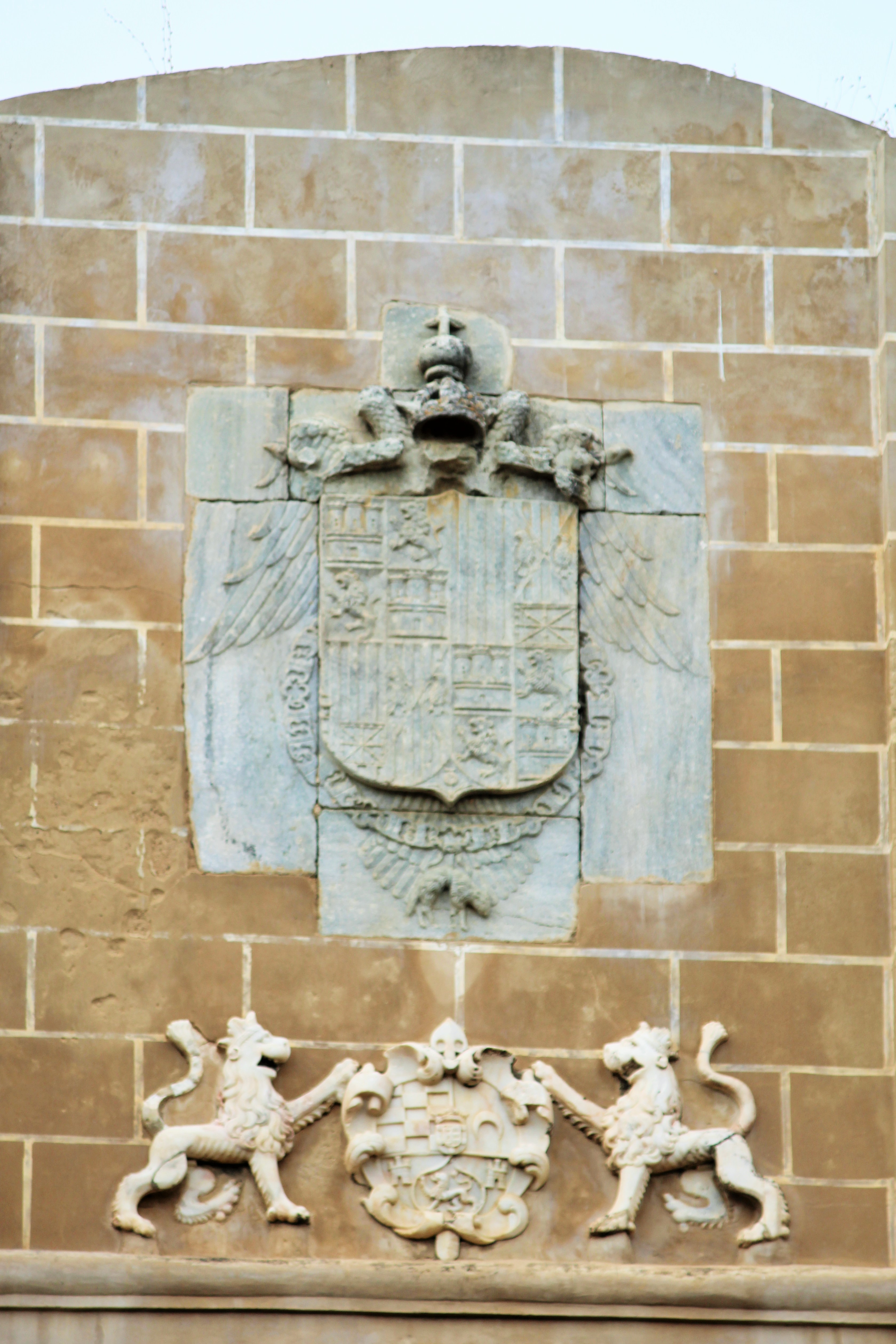
Escudo de Carlos V sobre la puerta
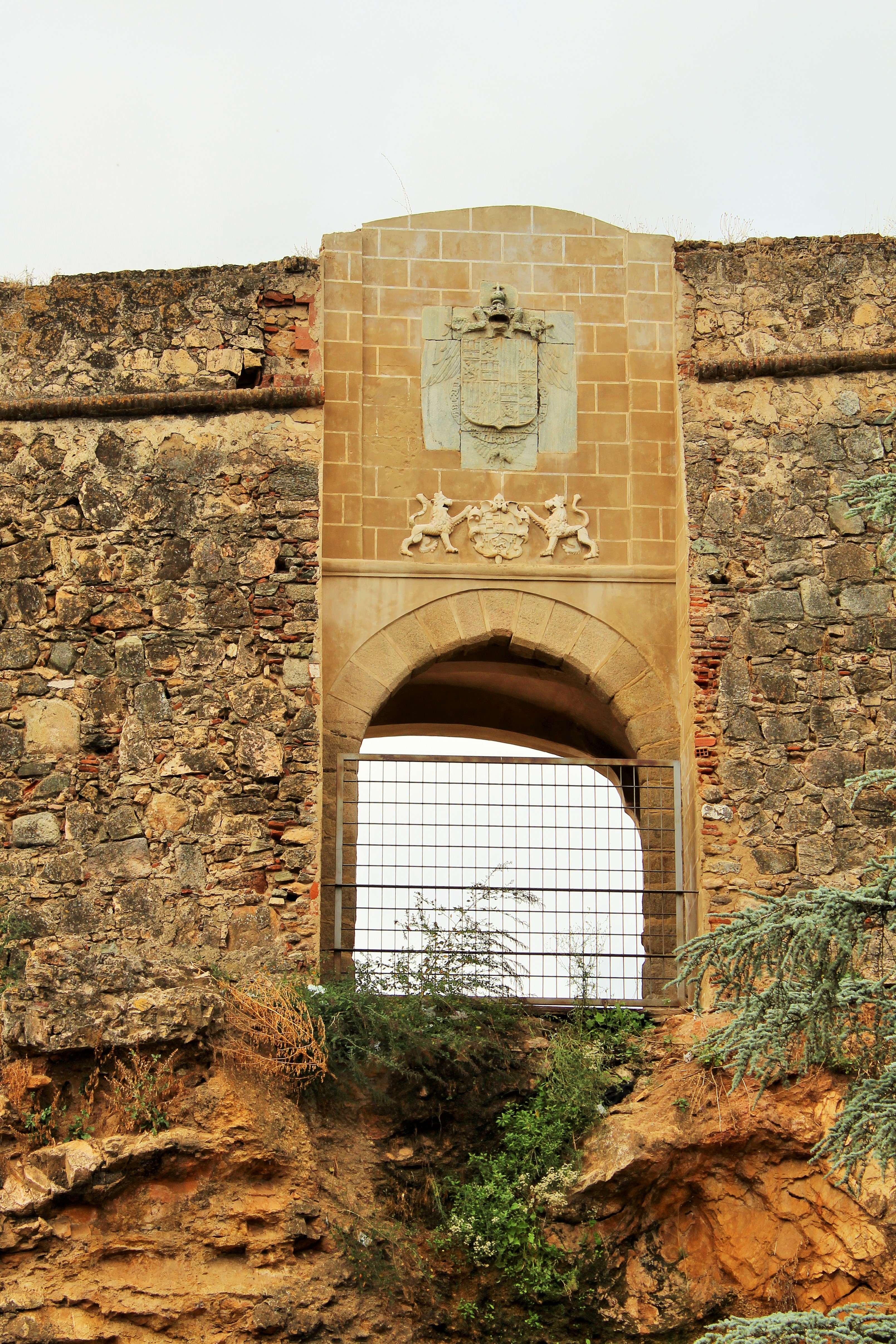
Vista exterior de la puerta sin posibilidad de acceso por el gran desnivel
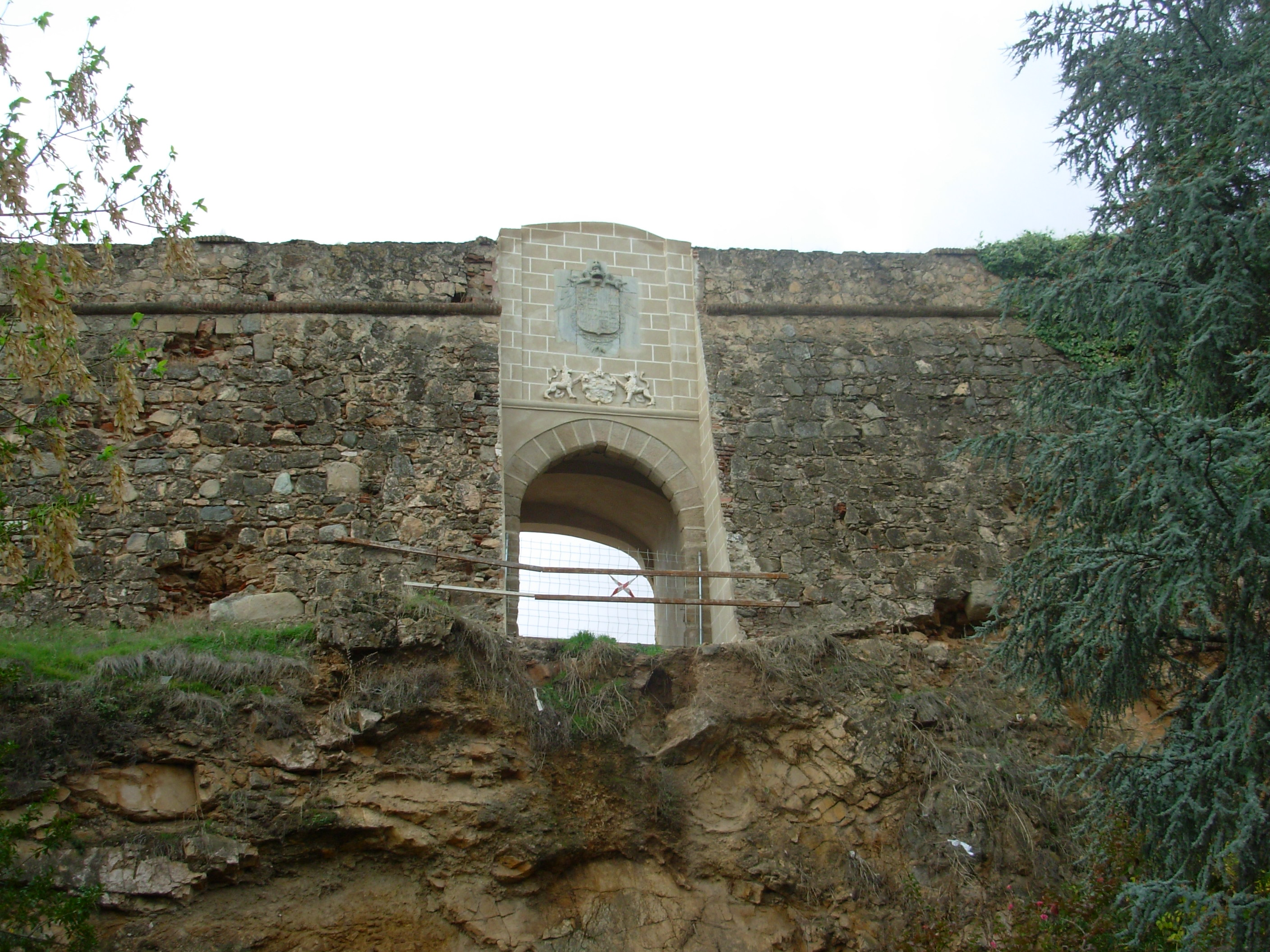
Vista de la muralla y la puerta

#### Puerta de la Trinidad

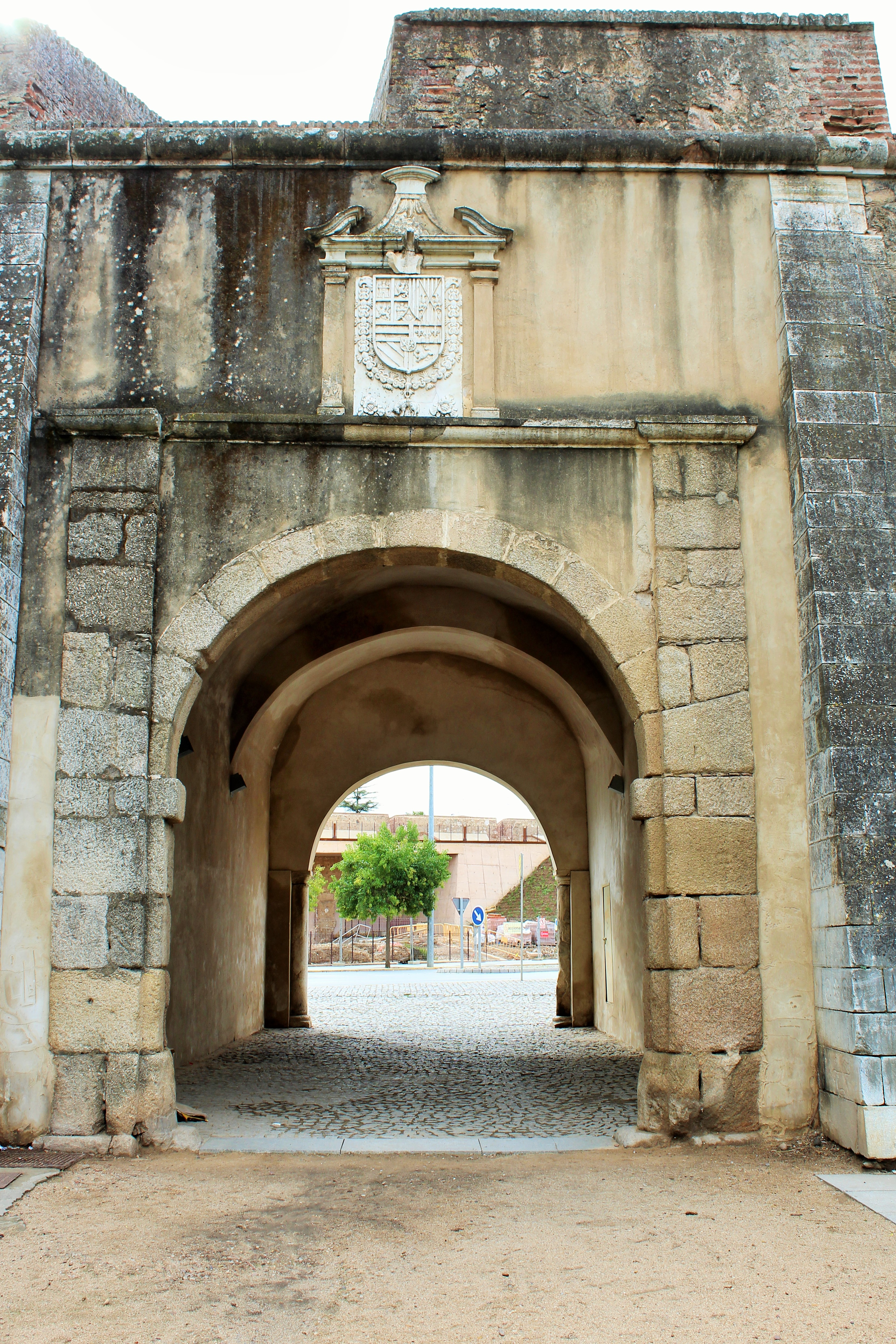
Fachada exterior.

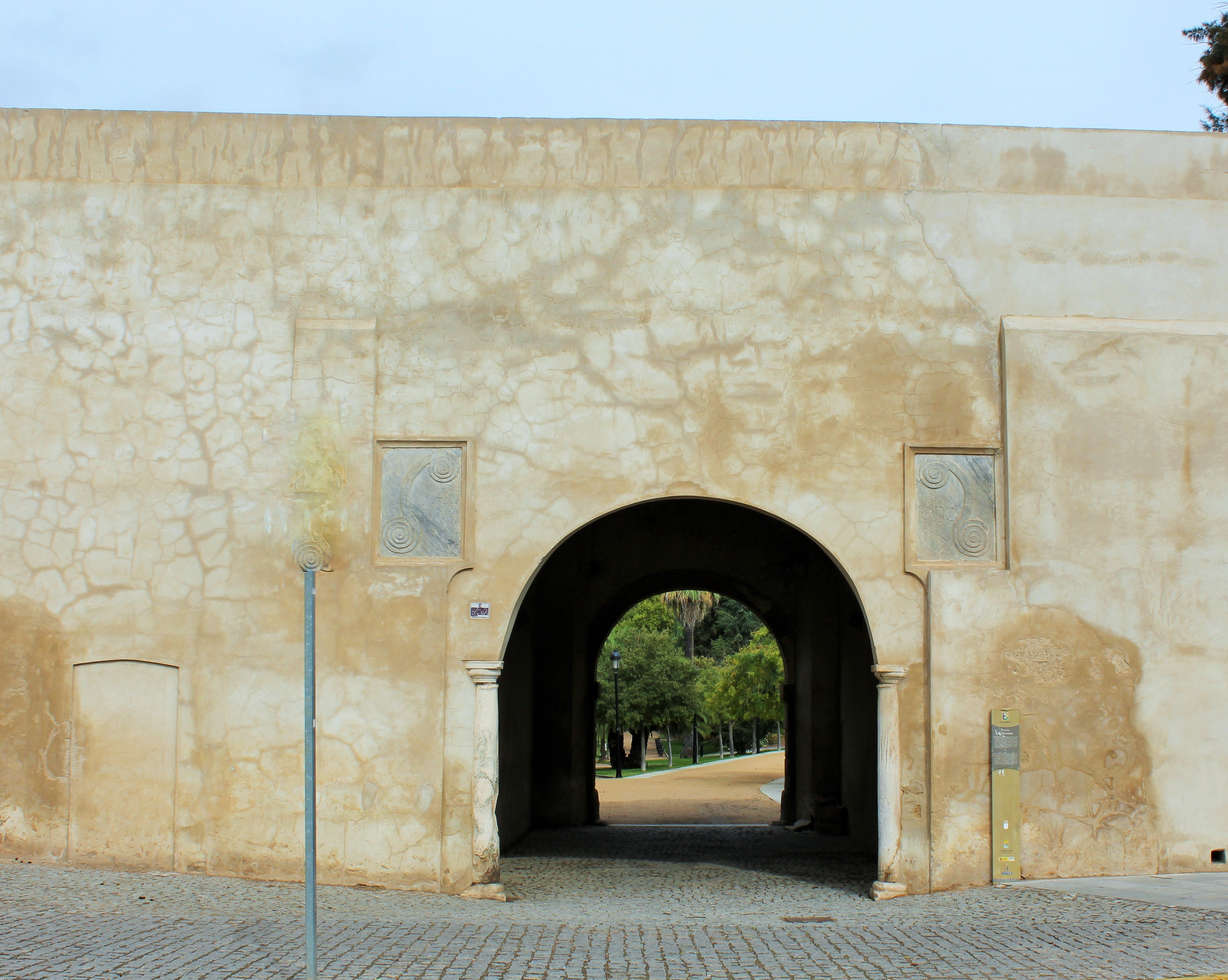
Fachada interior.

Tiene el n.º 11 en el Plano de puertas. Está situada junto al puente de San Roque, al comienzo de la ronda del Pilar, frente del Monumento al Héroe Caído, y da acceso al baluarte de la Trinidad». Se construyó en 1680, con sillares de granito, y está coronada en su parte exterior con el escudo de Carlos II, ya que se construyó durante su reinado. Sobre la muralla que supera la puerta hay varias troneras para artillería de gran calibre. Está puerta, al igual que otras preexistentes, se demolió para construir el nuevo sistema defensivo y se construyó otra similar que es la que permanece en la actualidad. Al contrario de lo que ocurre con otras puertas, que se colocan en medio de una cortina de las murallas entre dos baluartes consecutivos, se abrió en un flanco del baluarte de la Trinidad lo que fue considerado uno de los mayores errores en el diseño de las defensas.
En este lugar la anchura de la muralla es de unos doce metros. El paso bajo la muralla se hace bajo una bóveda de medio cañón muy amplia. La fachada interior es de porte sencillo y solamente está decorado por un par de figuras en forma de espiral con la fecha de la construcción: 1680. También tiene una pequeña poterna, es decir, una puerta secundaria disimulada y semioculta, cuya misión era la salida rápida al foso y de desagüe de aguas pluviales. Entre 1930 y 1940 se demolió una parte del propio baluarte para que pudiera pasar el tráfico rodado en detrimento de un elemento histórico de la ciudad.

Galería
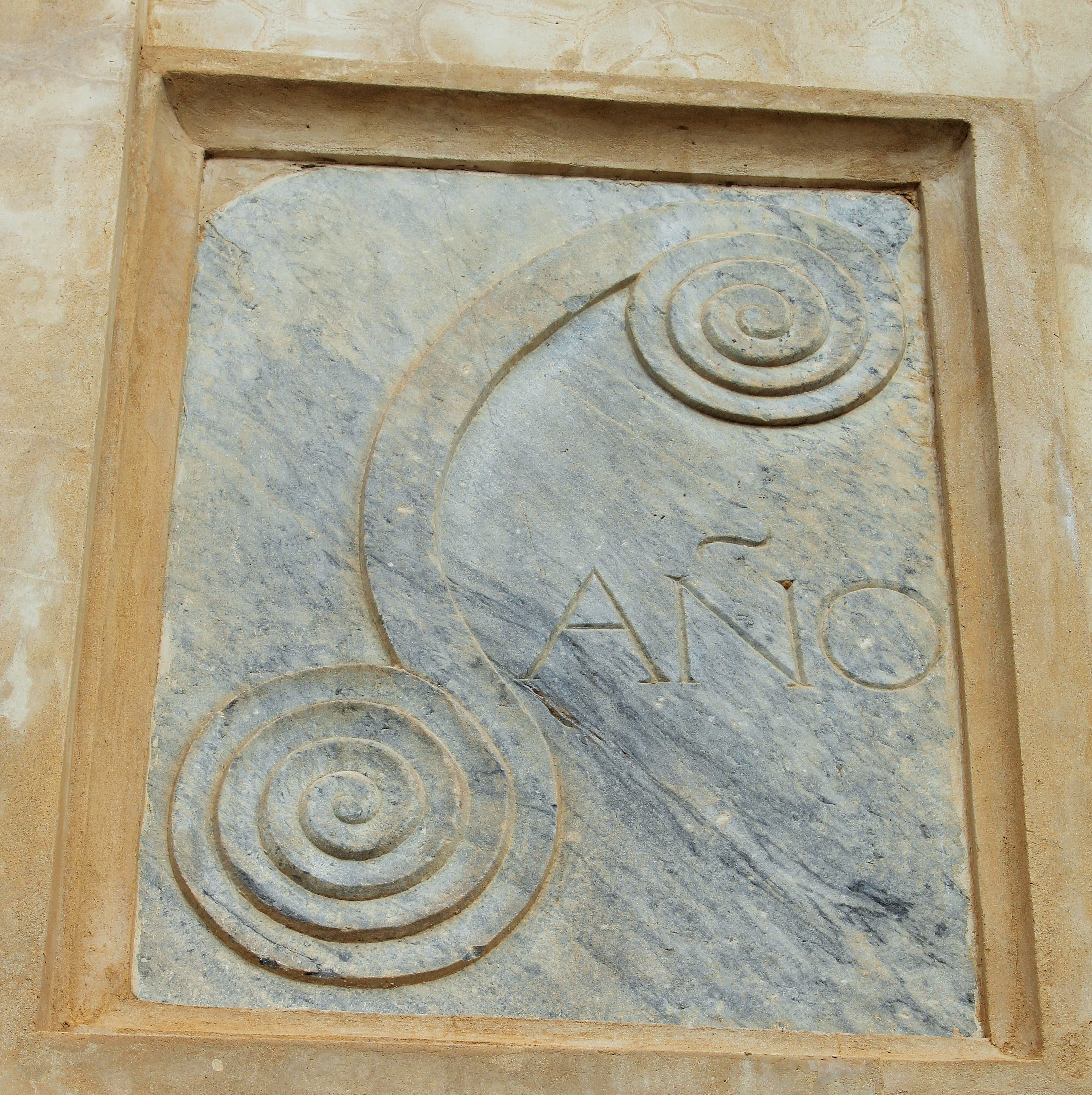
Placa con la leyenda «AÑO» (de su construcción)
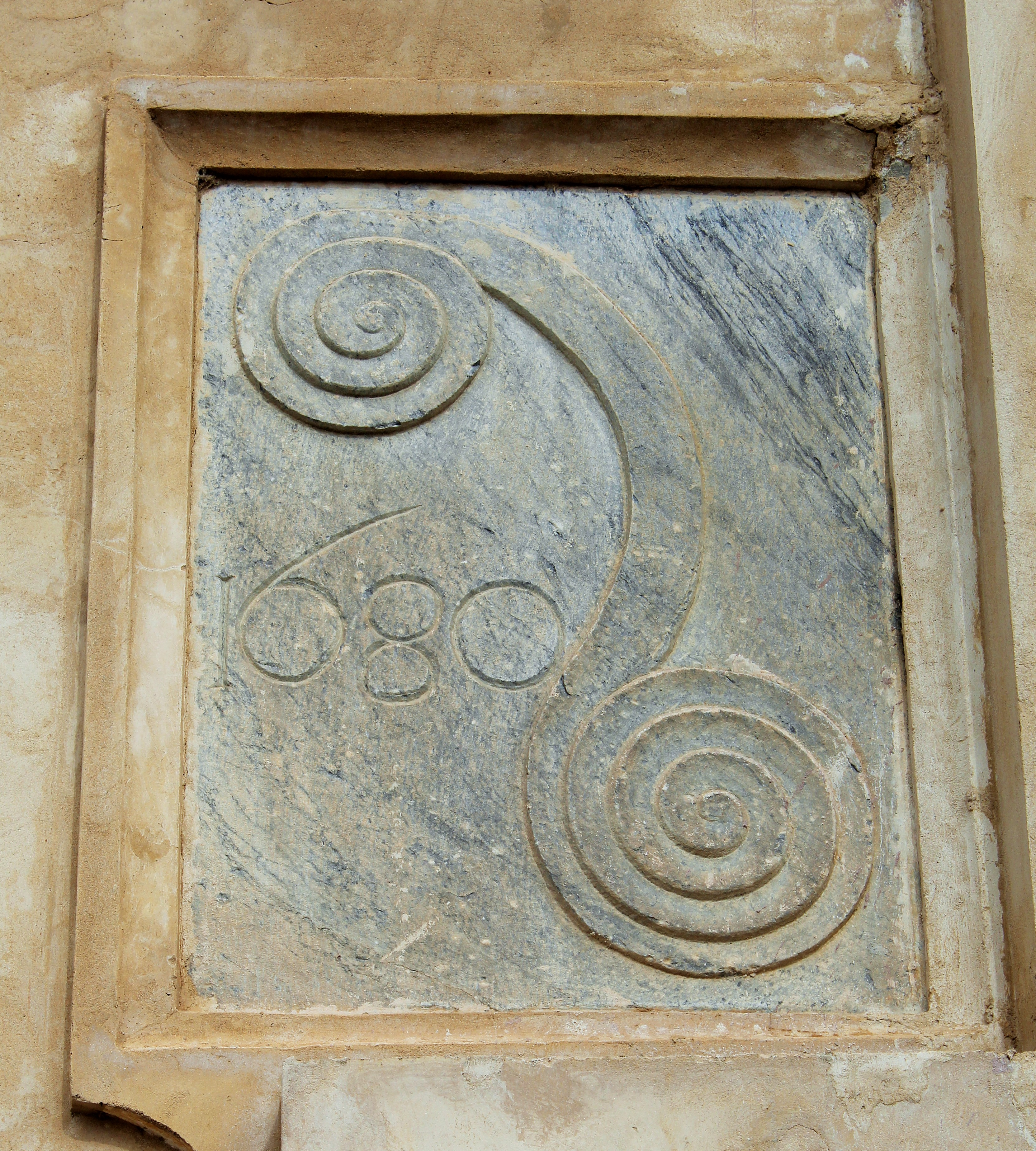
Placa con la leyenda «1680» (año de su construcción)
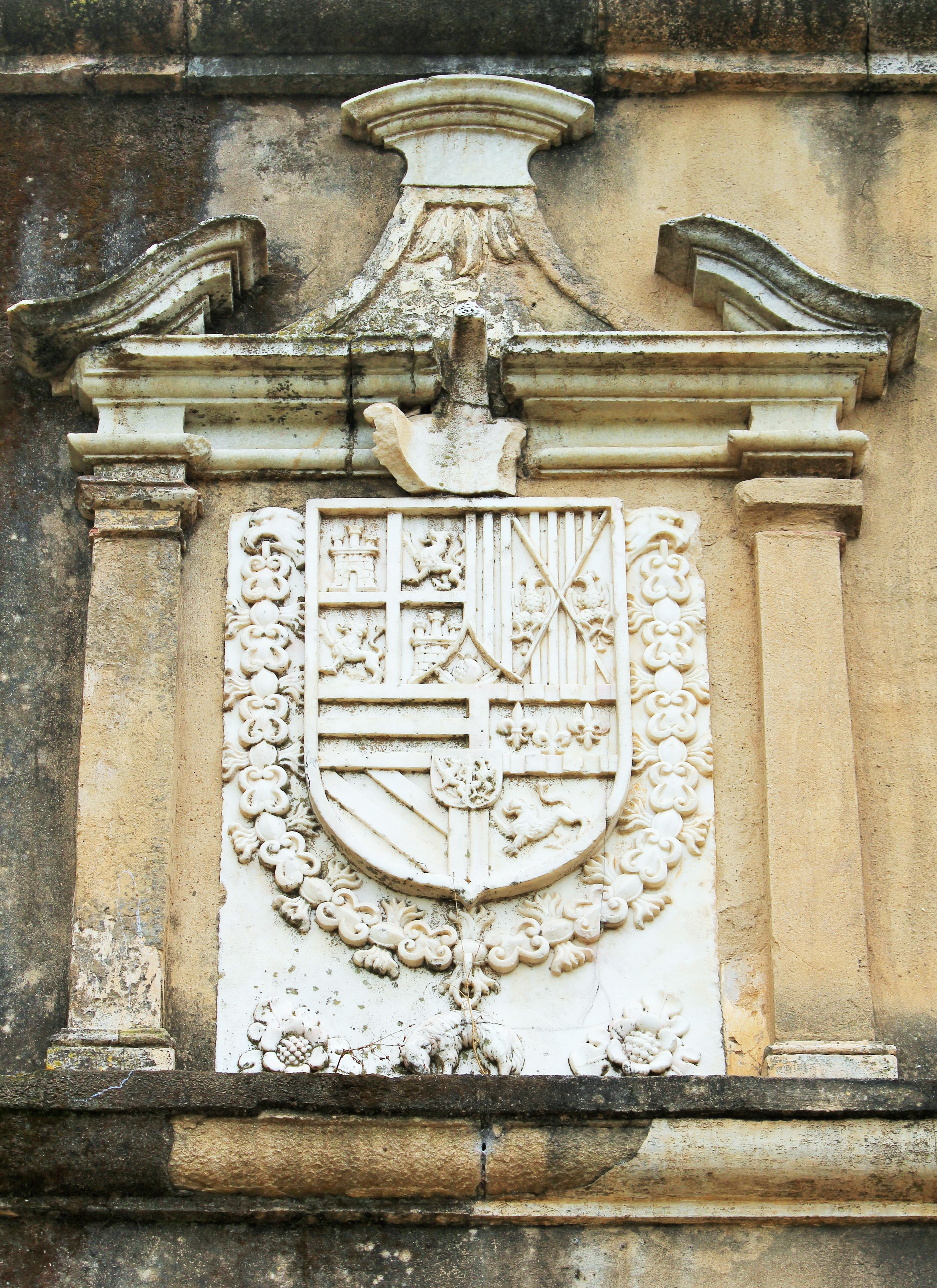
Escudo de Carlos II sobre la fachada exterior
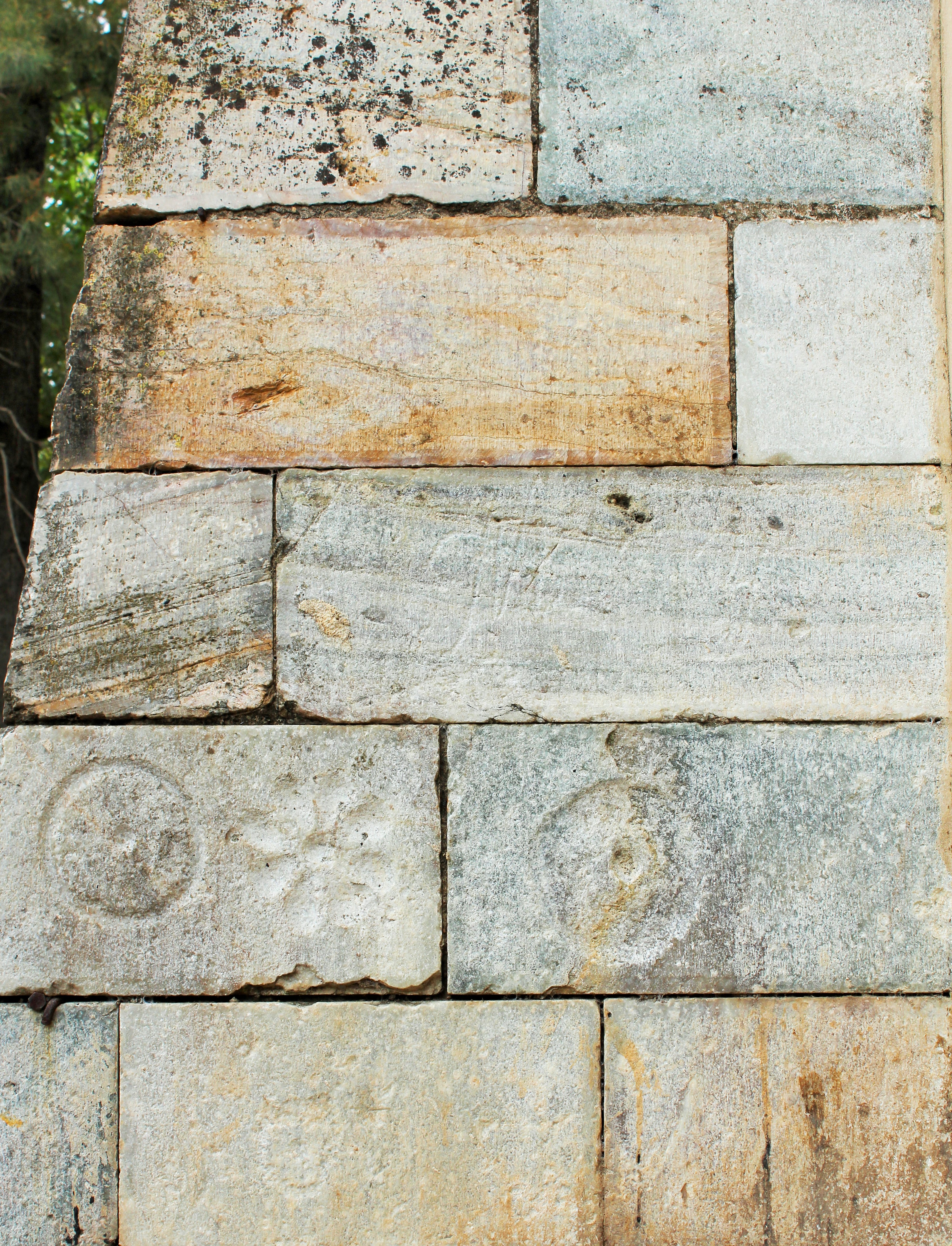
Marcas de canteros en los sillares
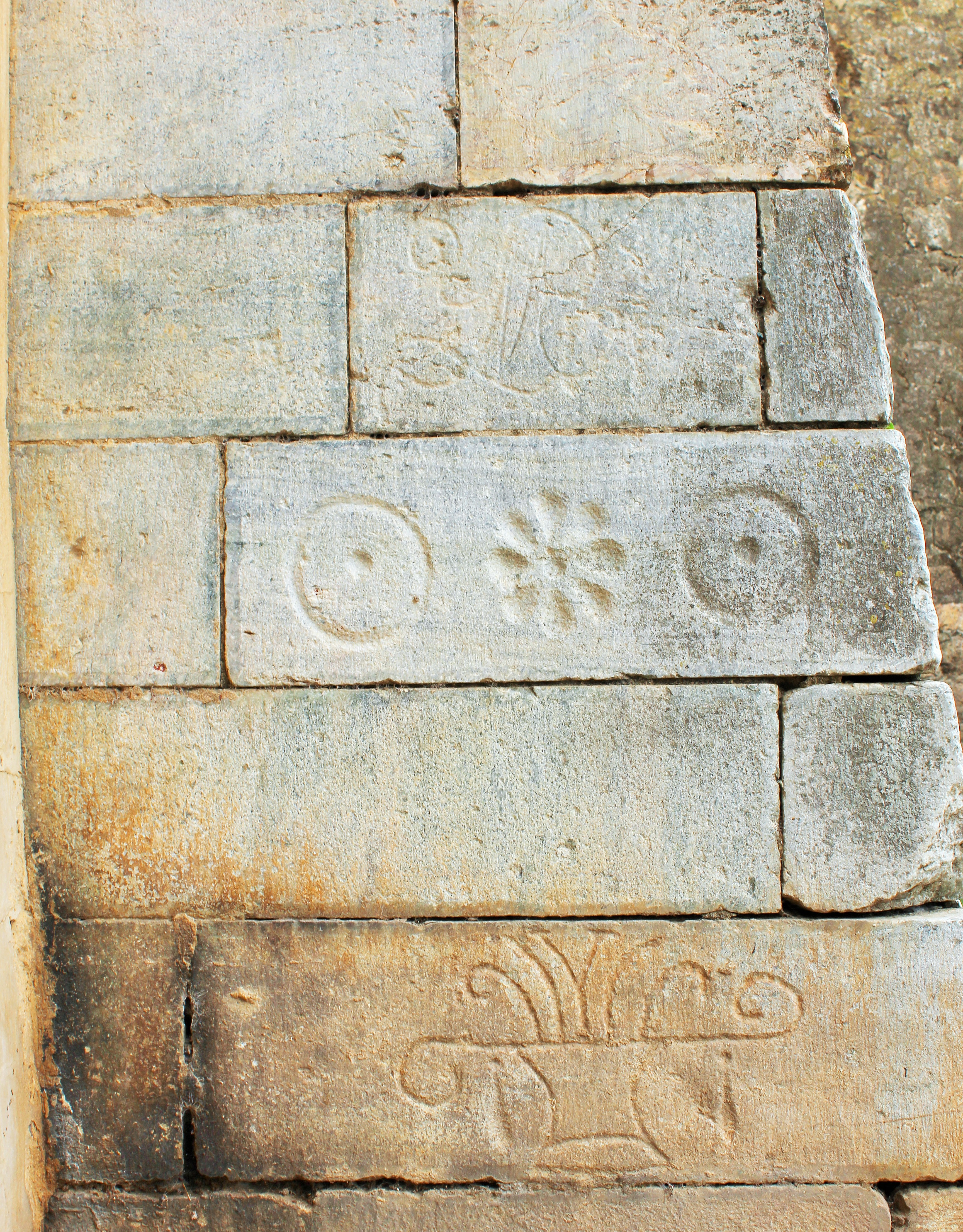
Marcas de canteros en los sillares
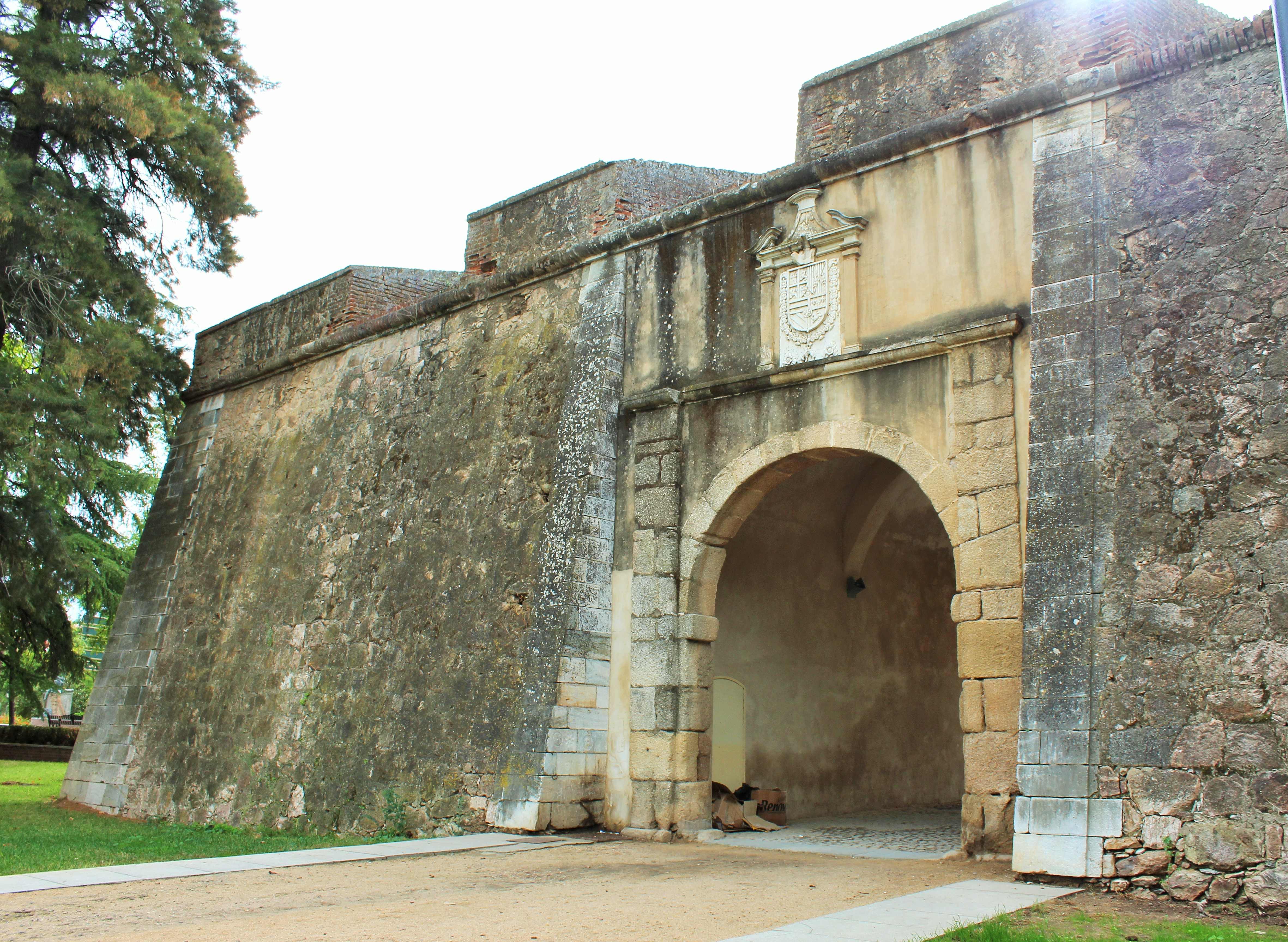
Fachada exterior
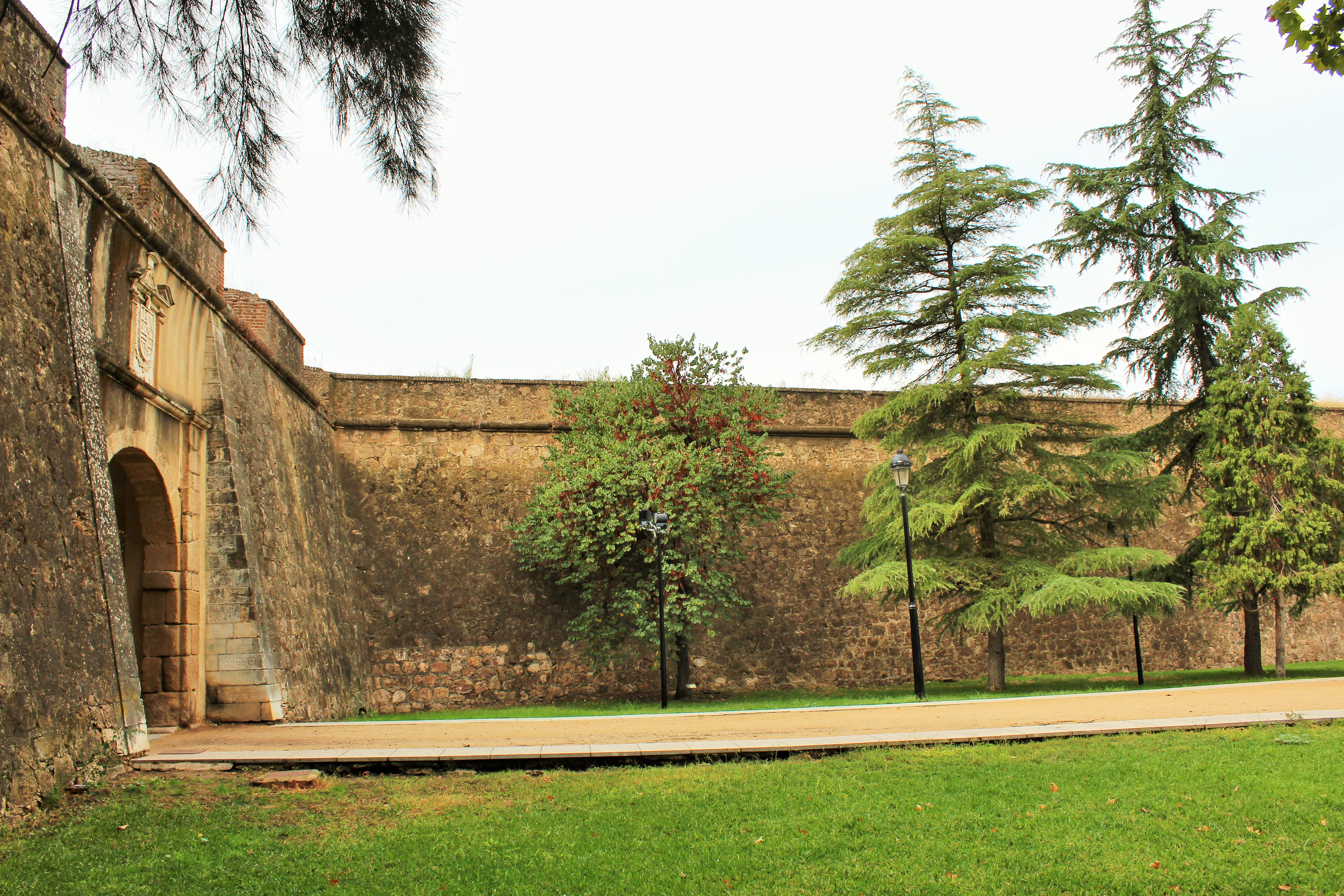
Puerta de Trinidad y lienzo orientado al suroeste
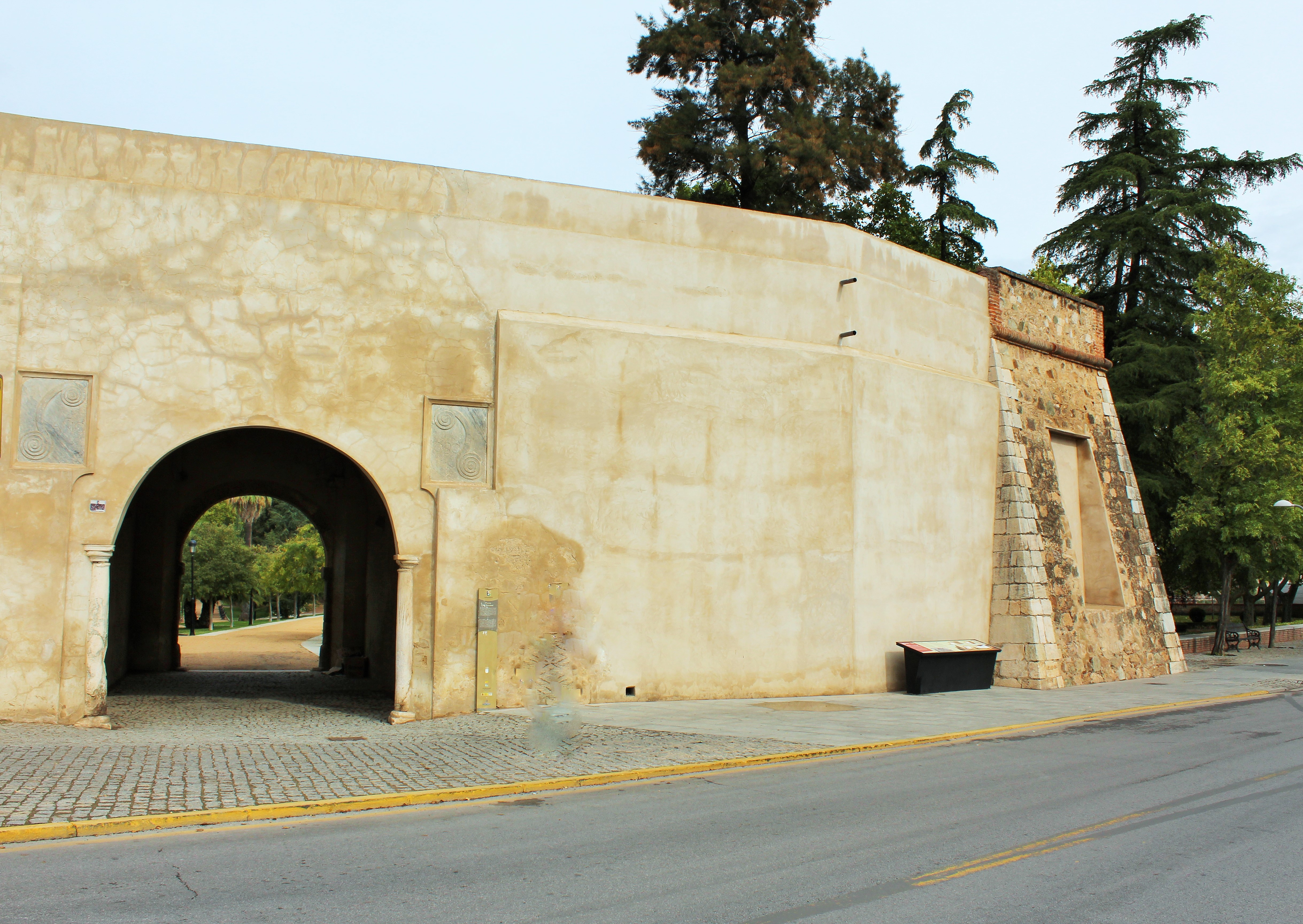
Fachada interior

#### Puerta del Pilar

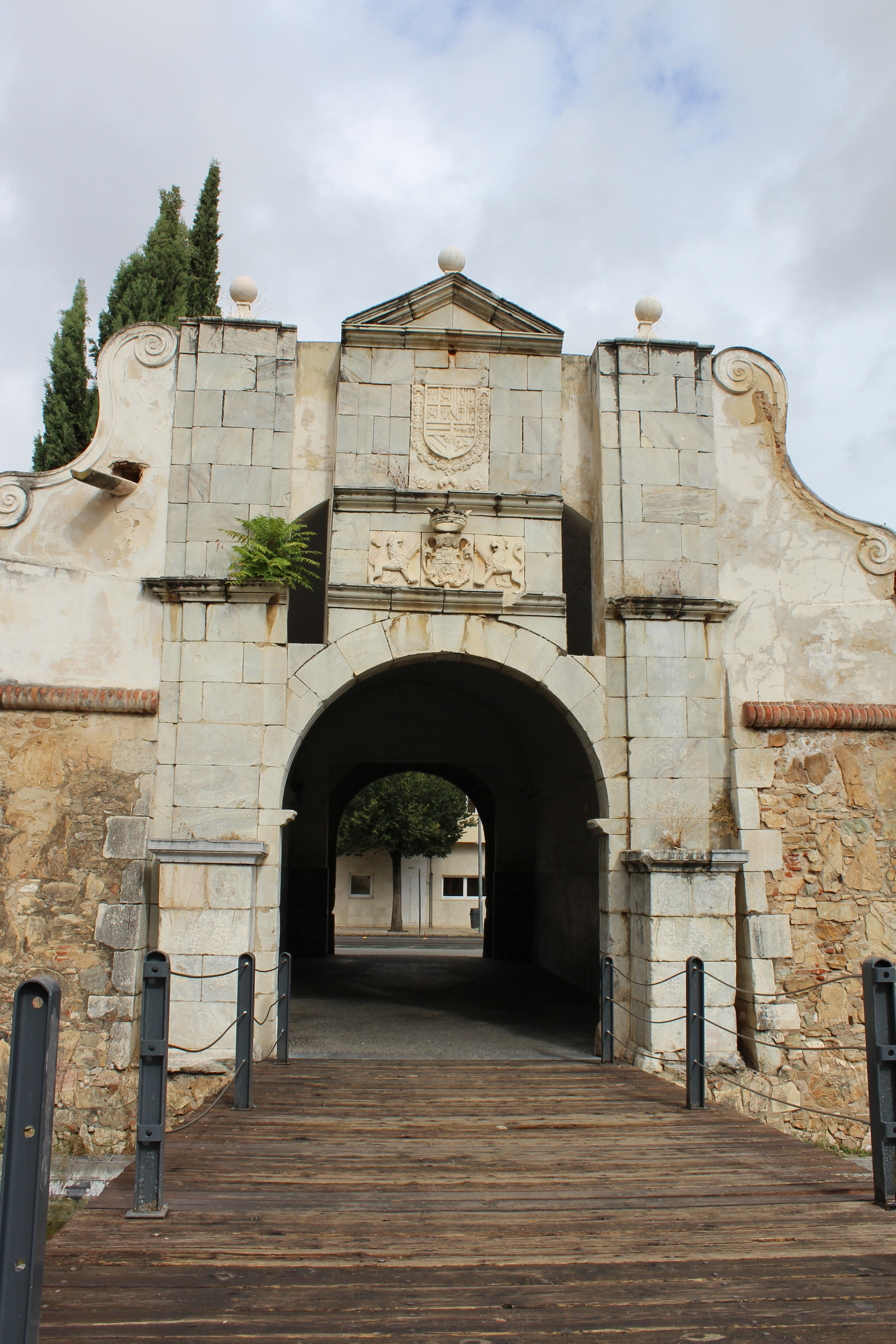
Fachada exterior.

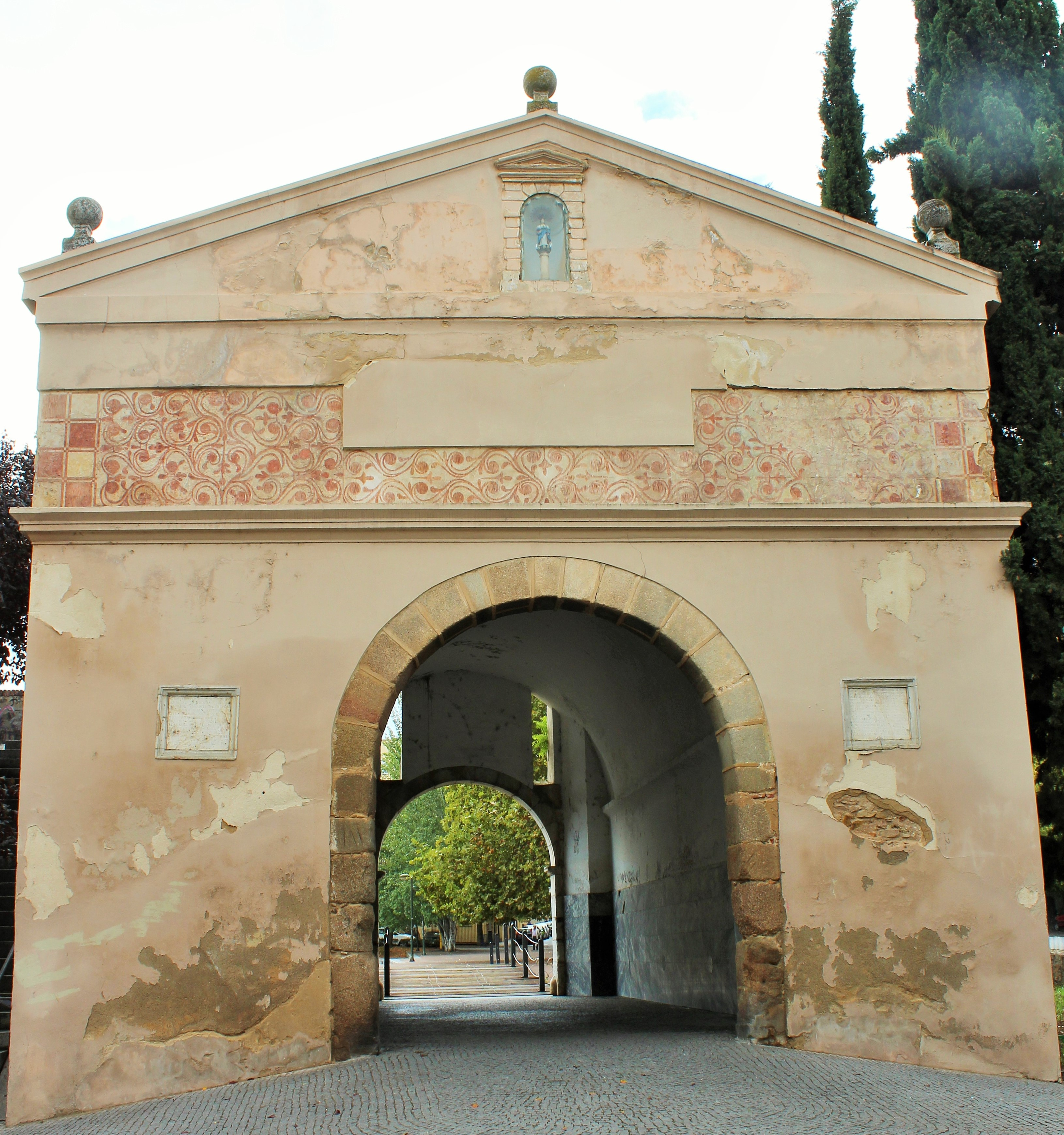
Fachada interior.

Tiene el n.º 12 en el Plano de puertas. Está situada en la parte suroeste del sistema defensivo, entre el Baluarte de San Roque y el de San Juan y fue construida en 1692. Era una de las más expuestas al fuego enemigo y por ello estaba protegida con un glacis y frente a ella se encontraba el «Fuerte de Pardaleras» con el que se comunicaba mediante un «camino cubierto» del fuego enemigo por donde se podían hacer sin peligro el relevo de las tropas que defendían el fuerte, su municionamiento y otros servicios como el de aprovisionamiento de alimentos, agua, etc. Originariamente tenía un puente levadizo para permitir atravesar el foso que rodeaba la ciudad. Todavía se conservan las aberturas que alojaban el sistema de palancas a ambos lados de la puerta que levantaban dicho puente. Es la única puerta del recinto de la que se conservan datos fehacientes de haber dispuesto de un puente levadizo.
En la fachada exterior figura el escudo del conde de Montijo —con leones rampantes a cada lado—, que era el capitán general de la provincia bajo cuyo mandato se construyó esta puerta, que la concluyó en 1692 y que fue quien donó la pequeña estatua de la Virgen del Pilar de su fachada interior y de ahí le vino su nombre. Por encima, la del rey Carlos II. La estatua de la Virgen fue trasladada en procesión desde la catedral, procesión presidida por el obispo de Badajoz Marín de Rodezno, hasta dicha puerta e instalada en la cara interior de ella. A ambos lados de la fachada exterior hay dos columnas que se supone sirvieron de pedestal de imágenes de personas religiosas. Anteriormente fue llamada Puerta de Jerez, ya que el camino que partía desde Badajoz a través de ella conducía a Jerez y, posteriormente, Puerta de Santa Marina por la cercanía del convento de ese mismo nombre, perteneciente a los templarios.
Hasta finales del siglo XX estaba unida a la muralla. Hacia el oeste por el baluarte de San Roque y hacia el este el baluarte de San Juan, que fue demolido a finales del mismo siglo para dar paso al tráfico rodado, lo que proporcionó una pérdida irreparable de la historia de este recinto defensivo. Tiene dos placas conmemorativas en ambas caras del lado interno que se colocaron en el acto de su inauguración y dicen así:

La devoción fervorosa del Excelentisimo Señor conde de Montijo,... mandó colocar en esta puerta la Imagen de Nuestra Señora del Pilar, ... a mayor honra y gloria de Dios y su Santisima Madre. año de 1692.

Concedio don Juan Marin de Rodezno Obispo de Badajoz cuarenta dias de indulgencias ... de esta frontera y provincia de Extremadura.

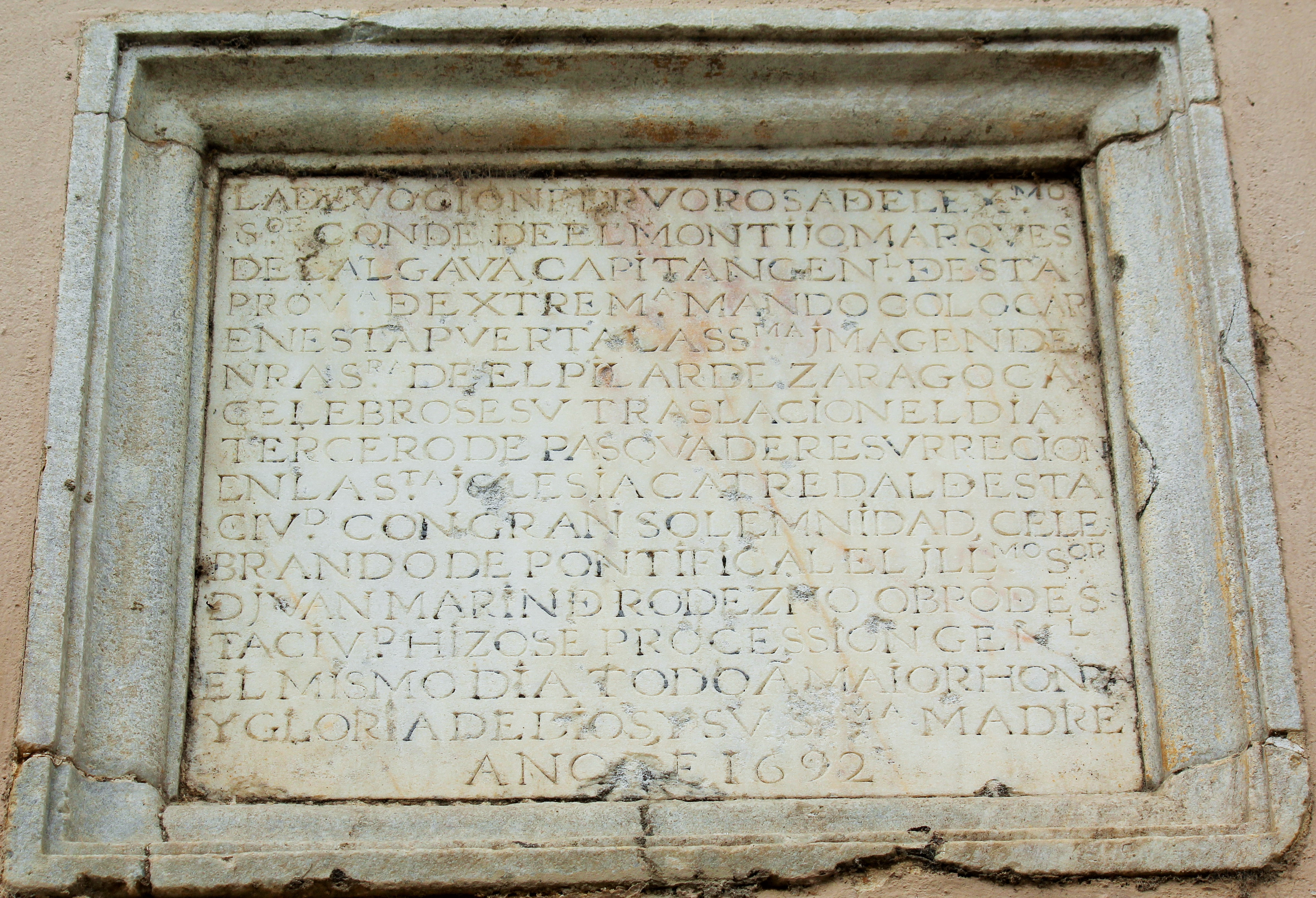
Placa homenaje al conde de Montijo, capitán general de Extremadura que mandó colocar la imagen de la Virgen del Pilar.

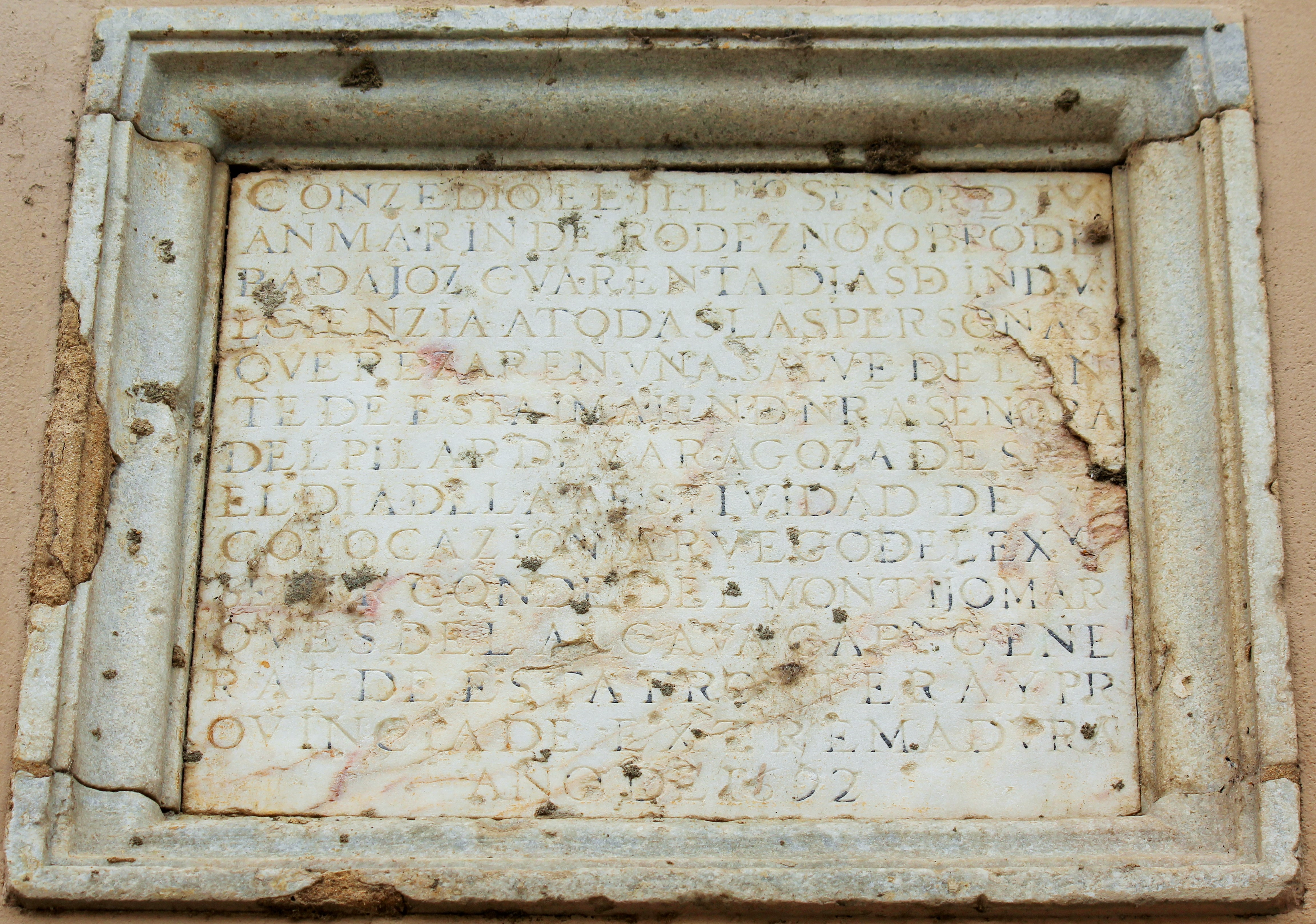
Placa de homenaje a Juan Marin de Rodezno, obispo de Badajoz, por las indulgencias concedidas al pueblo pacense.

La característica principal de la Puerta de Pilar es que no solamente era una puerta al modo tradicional, sino que era una galería abovedada de grandes dimensiones para permitir el paso de carruajes, de una longitud algo mayor que la anchura de la muralla, con sus fachadas en forma de arco de medio punto, frontones sobre las cornisas y rematadas por tres bolas que conservaron sus características barrocas originales. Actualmente está rodeada por un parque llamado de los Cañones. Todavía son visibles las acanaladuras por donde discurrían las cadenas que facilitaban el izado y arriado del puente levadizo de paso y que posteriormente fue sustituido por uno fijo. Esta puerta tiene la peculiaridad de que conserva unos dibujos y grabados en las columnas de la cara exterior que, al parecer, fueron hechos por los canteros y los soldados que en su día hacían guardia en la puerta. Fue restaurada en el último tercio del siglo XX con buena aceptación por parte de los historiadores, ya que se conservaron sus características barrocas originales, se mantuvo el frontón y el escudo real así como las acanaladuras por donde deslizaban las cadenas que movían el puente levadizo.

Galería
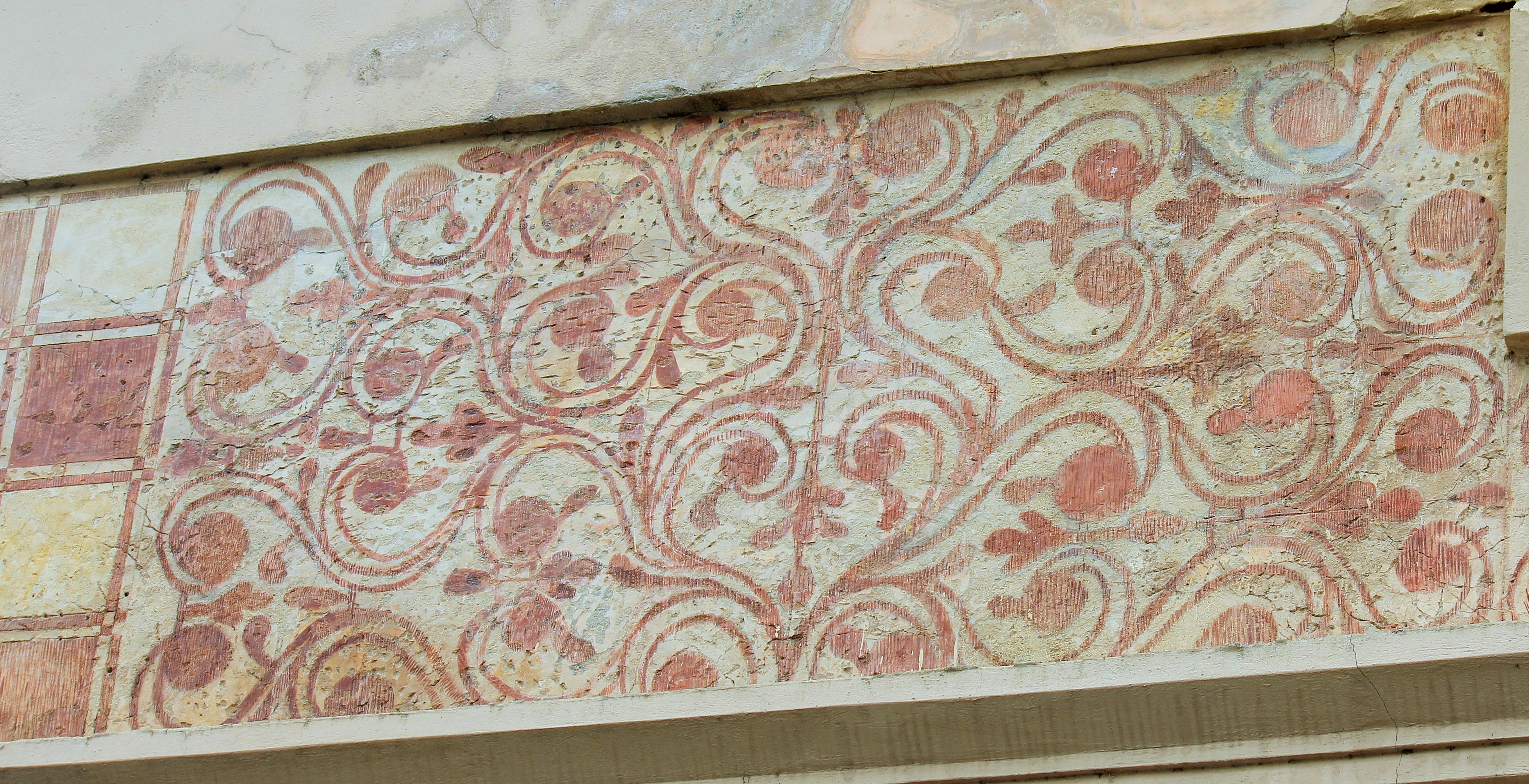
Decoración geométrica elaborada con esgrafiado en la zona interior
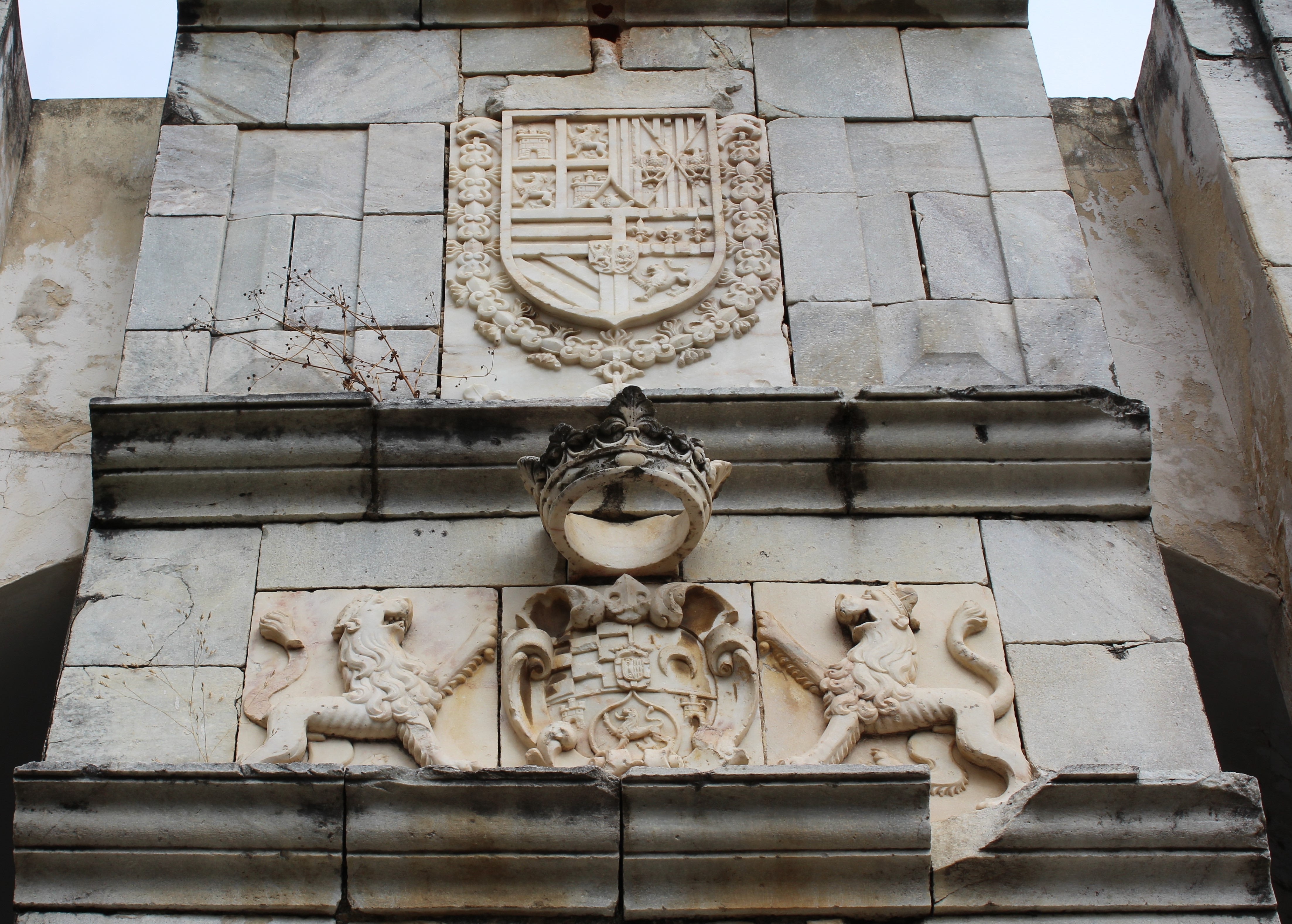
Escudos en la fachada exterior
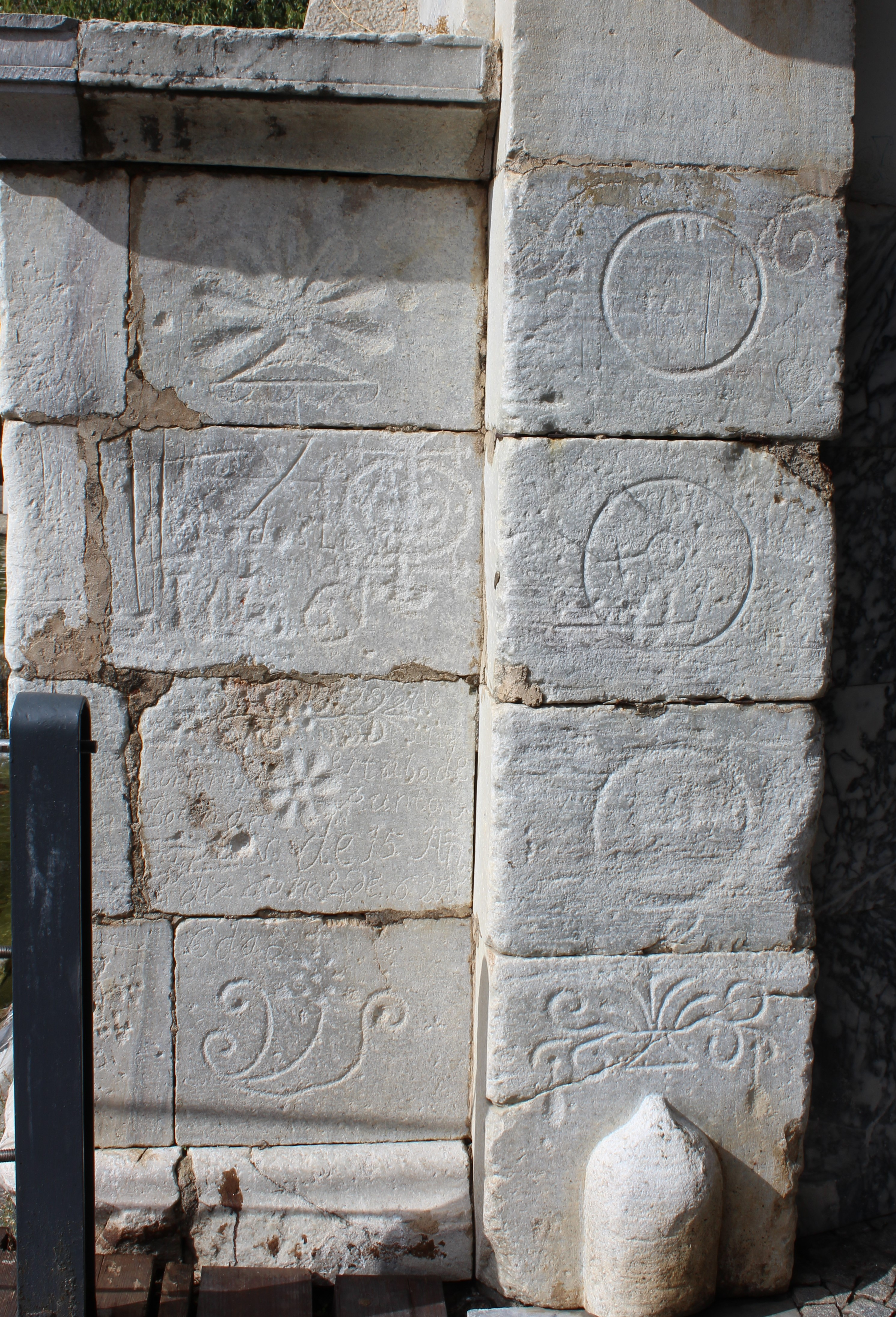
Marcas de canteros
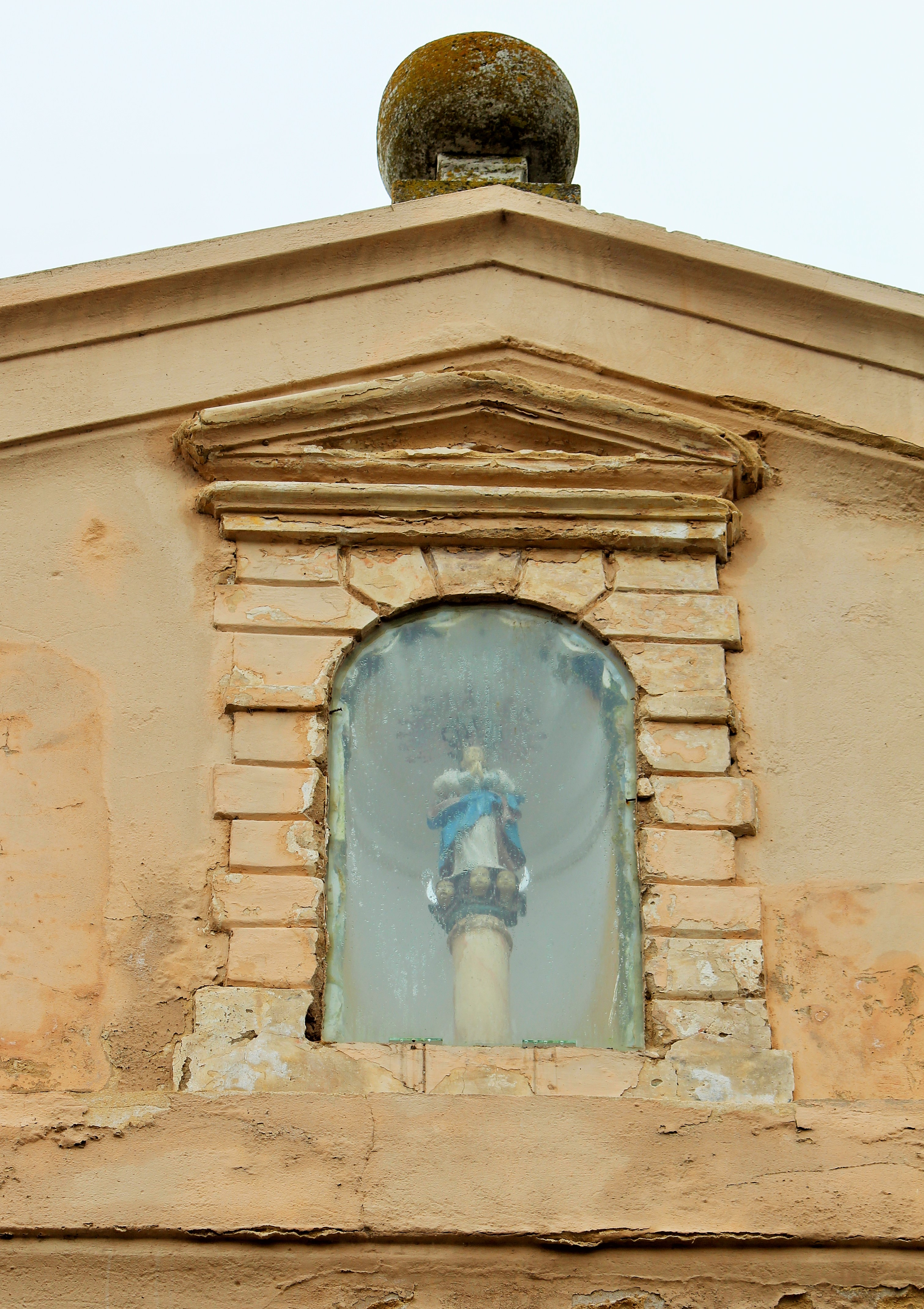
Hornacina con imagen de la Virgen del Pilar
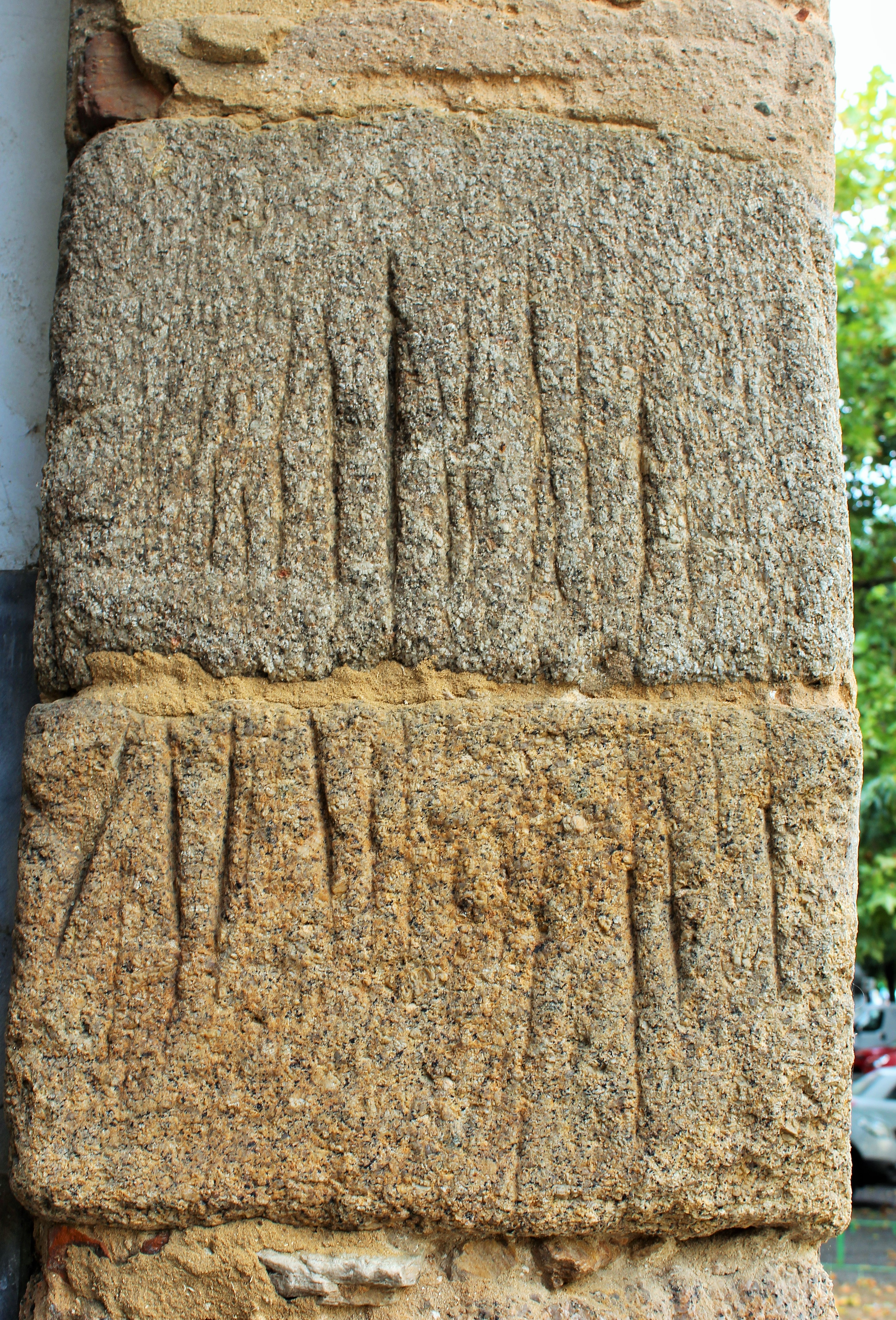
Marcas de los soldados de guardia
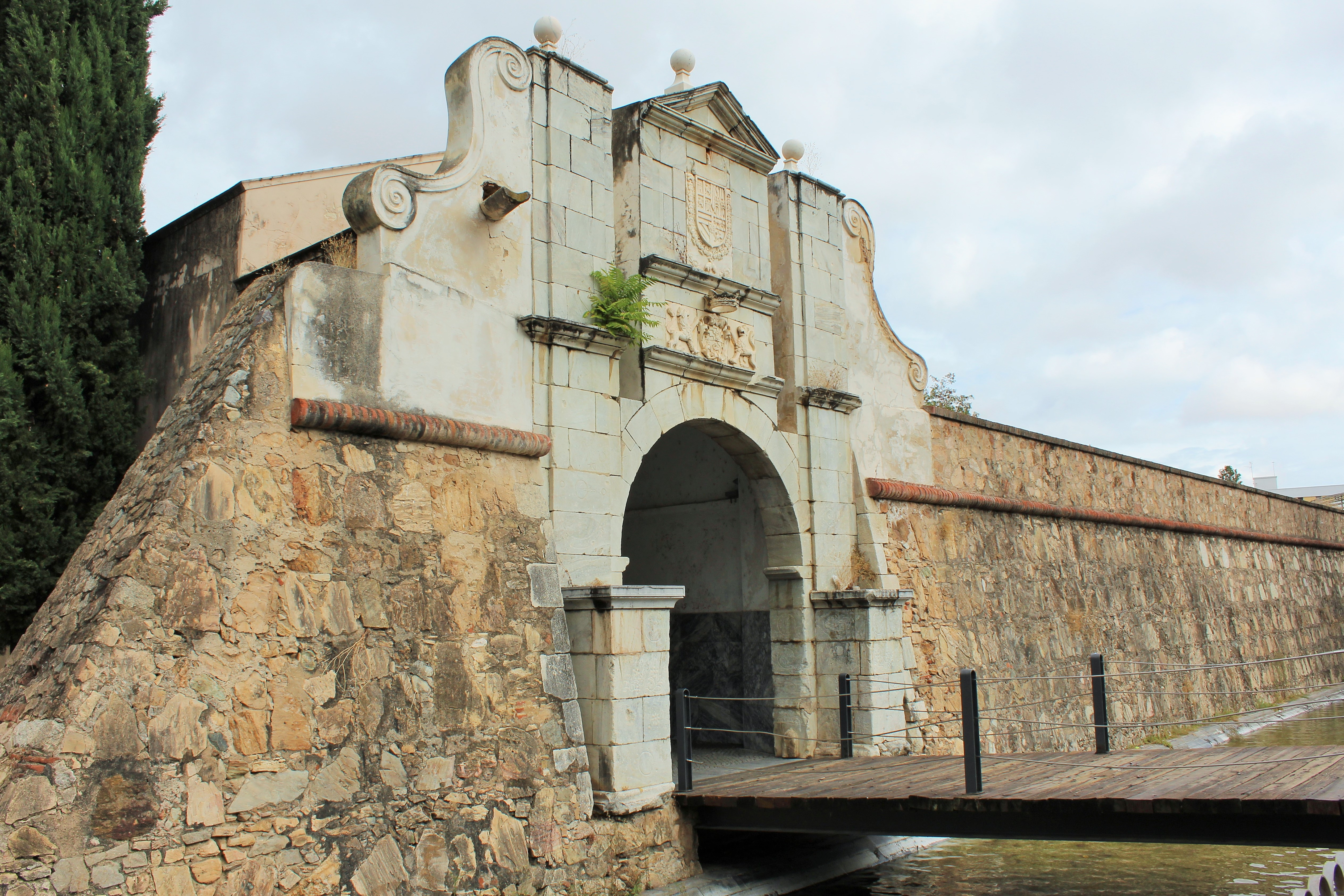
Fachada exterior con puente levadizo

#### Puerta de Palmas

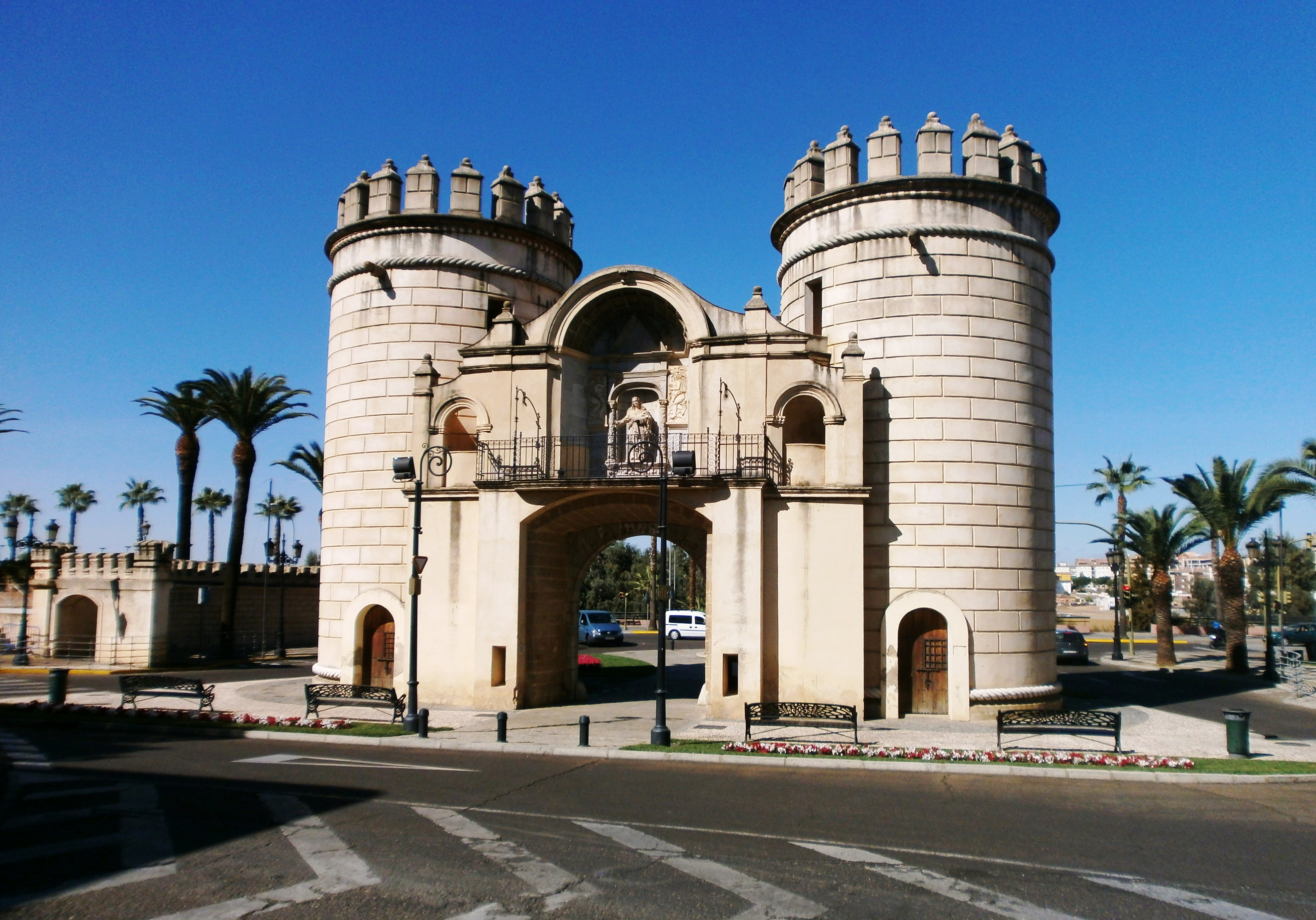
Fachada interior de Puerta de Palmas.

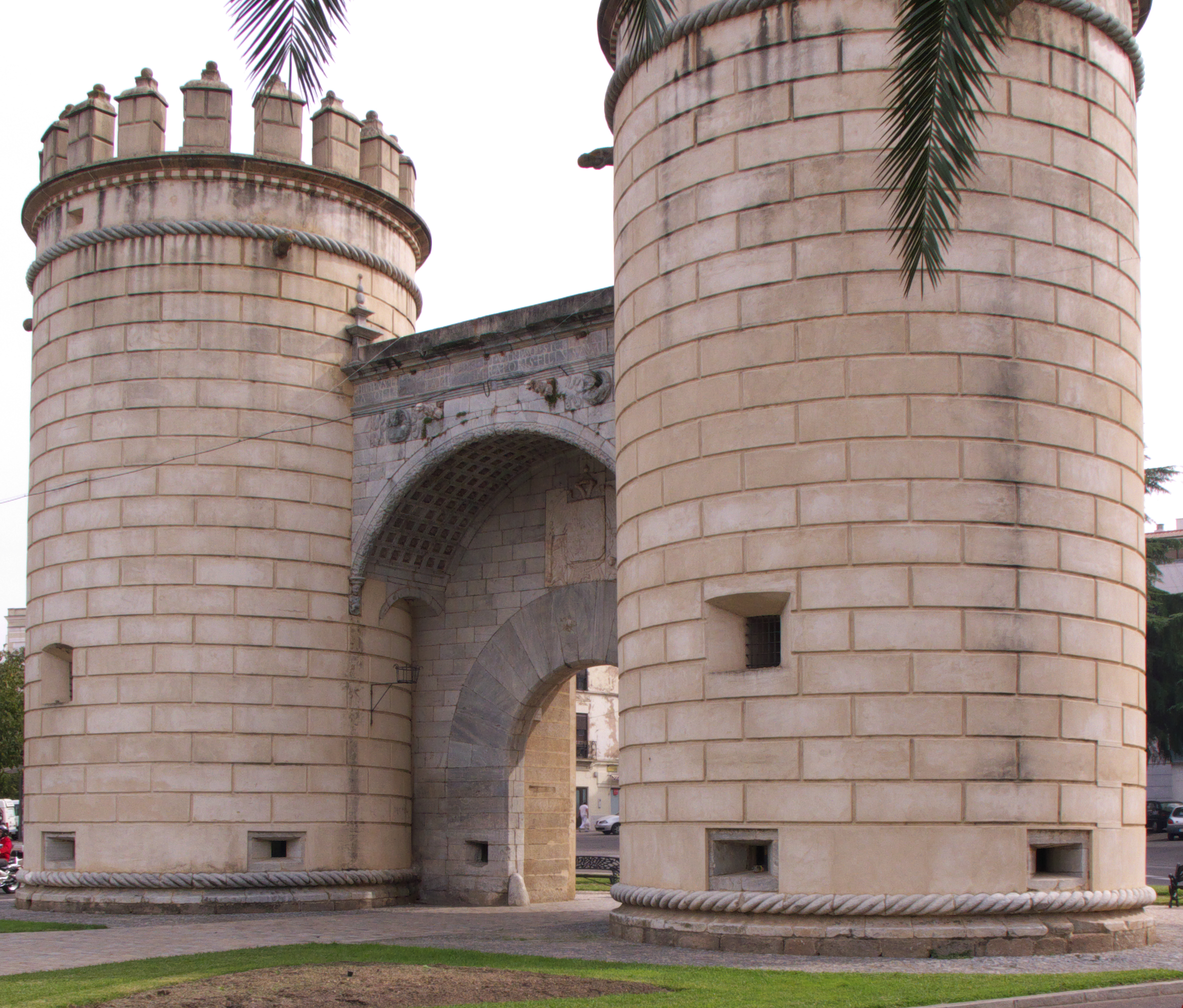
Fachada exterior de Puerta de Palmas.

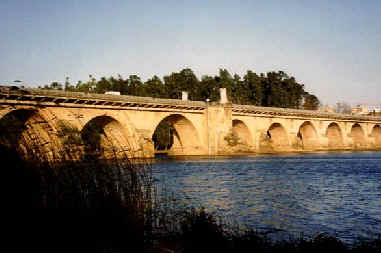
La Puerta de Palmas se conecta con el puente de Palmas que da acceso a la ciudad.

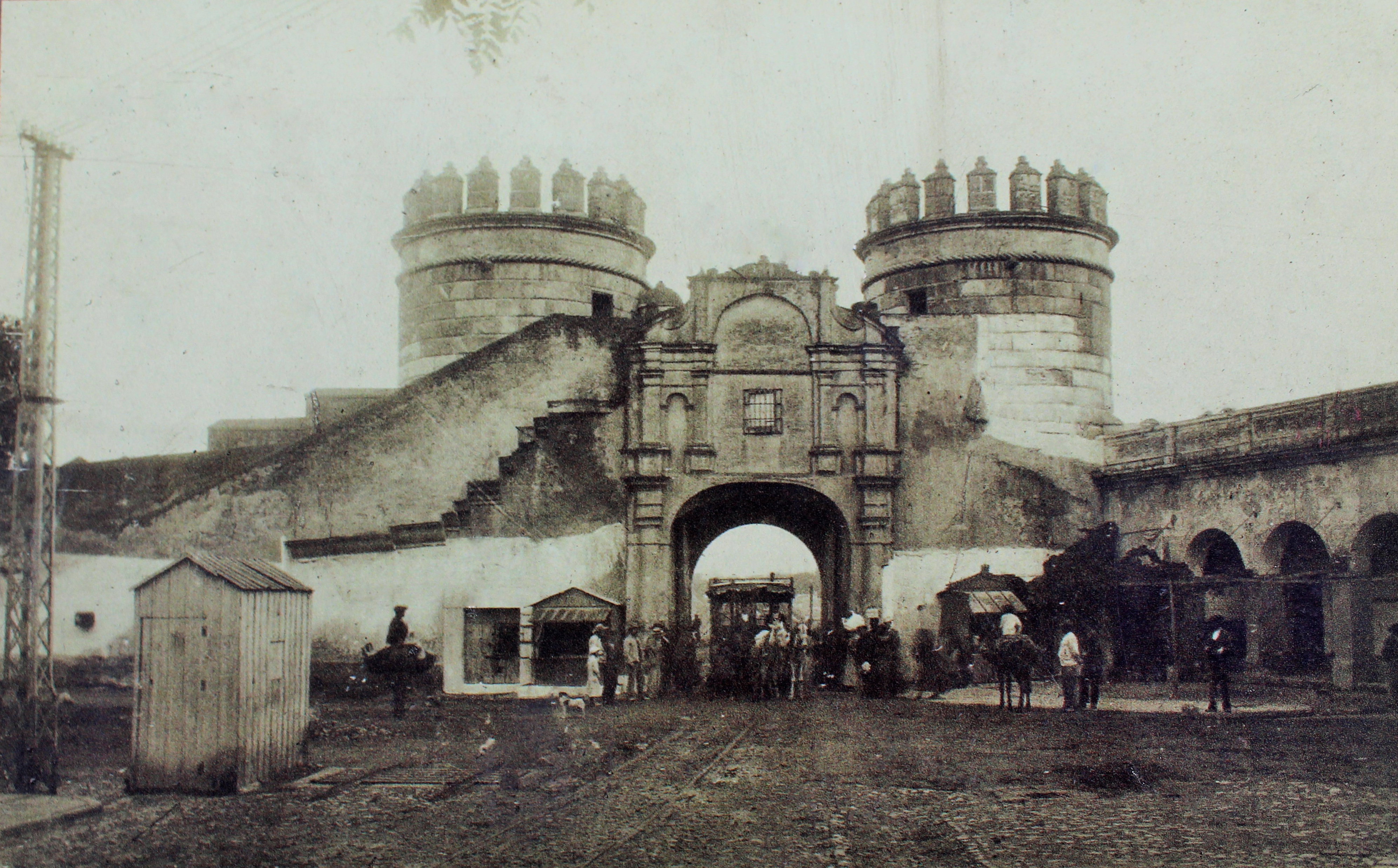
Imagen de Puerta de Palmas en 1903.

Tiene el n.º 13 en el «Plano de puertas». Está situada frente al puente de Palmas o puente Viejo, es anterior al resto del recinto abaluartado y es una de las más visitadas y estudiadas por su belleza y estado de conservación. Está ubicada en la plaza de los Reyes Católicos. Fue construida hacia el año 1460 y unía el casco histórico de Badajoz con el puente viejo sobre el río Guadiana, función que sigue ejerciendo si bien está aislada como elemento arquitectónico histórico y la unión con el citado puente se realiza por dos calles laterales que la rodean. En un principio se llamó «Puerta Nueva», pero debido a la construcción de otra puerta en el siglo XVII frente al actual puente de la Autonomía, pasó a llamarse Puerta de Palmas. La puerta tiene las dos fachadas —interior y exterior— totalmente diferentes.
En la fachada interior, la puerta está flanqueada por dos torres almenadas cilíndricas de sección circular unidas por un primer cuerpo inferior o vano de acceso a la ciudad que une las dos torres torres mediante un arco rebajado y con un ligero abocinamiento. Ambas torres están rodeadas en su parte superior, por debajo de las almenas, por un cordón pétreo decorativo, característicos del siglo XVI. Las torres tienen en su parte superior, a la altura de sus terrazas, acróteras o zócalos que sostienen los adornos. El segundo cuerpo, o cuerpo superior, tiene tres arcos de medio punto sucesivos, de una torre a otra. El arco central es el de mayor tamaño se continúa hacia el interior de forma ligeramente abocinada y está decorada con casetones en cuyo centro hay una imagen de bulto de «Nuestra Señora de los Ángeles», realizada por Guillermo Silveira por encargo del arquitecto Francisco Vaca Morales, metida en una hornacina renacentista, que tiene un arco escarzano y está rematada por un frontón algo rebajado y en cuyos lados hay sendos ángeles simétricos tallados en relieve. Por delante de estos tres arcos hay una terraza a modo de adarve que sirve de comunicación entre ambas torres.
La fachada exterior tiene dos arcos de medio punto concéntricos. La parte interior del arco exterior está adornado con huecos geométricos a modo de casetones. En las enjutas del arco exterior tiene dos medallones, uno a cada lado, de Carlos I y de Felipe II. En la parte superior de esta fachada hay una inscripción que indica que la puerta fue construida en 1551, durante el reinado de Felipe II.
La Puerta de Palmas, como otro tipo de puertas similares, tienen no solo su función defensiva y de control de paso, sino también simbólica como arcos de triunfo en honor a los soberanos y reyes de la época y, siguiendo el estilo renacentista, imitan a los arcos de triunfo de la civilización romana. Esta puerta sirvió de prisión a comienzos del siglo XIX. Fue restaurada en 1960 por el arquitecto, escritor, ensayista y crítico de arte Francisco Vaca Morales. El puente de Palmas, el más antiguo que cruza el Guadiana por Badajoz, está muy relacionado con la Puerta de Palmas y se construyó en el año 1596, durante el reinado de Felipe II siendo gobernador de Badajoz Diego Hurtado de Mendoza. En el puente hay una inscripción que indica que fue terminado en el año citado de 1596. Sin embargo, ciertos historiadores opinan que el puente se construyó a la vez que la puerta, en 1460, y que fue posteriormente destruido por una gran riada en el año 1545.

Galería
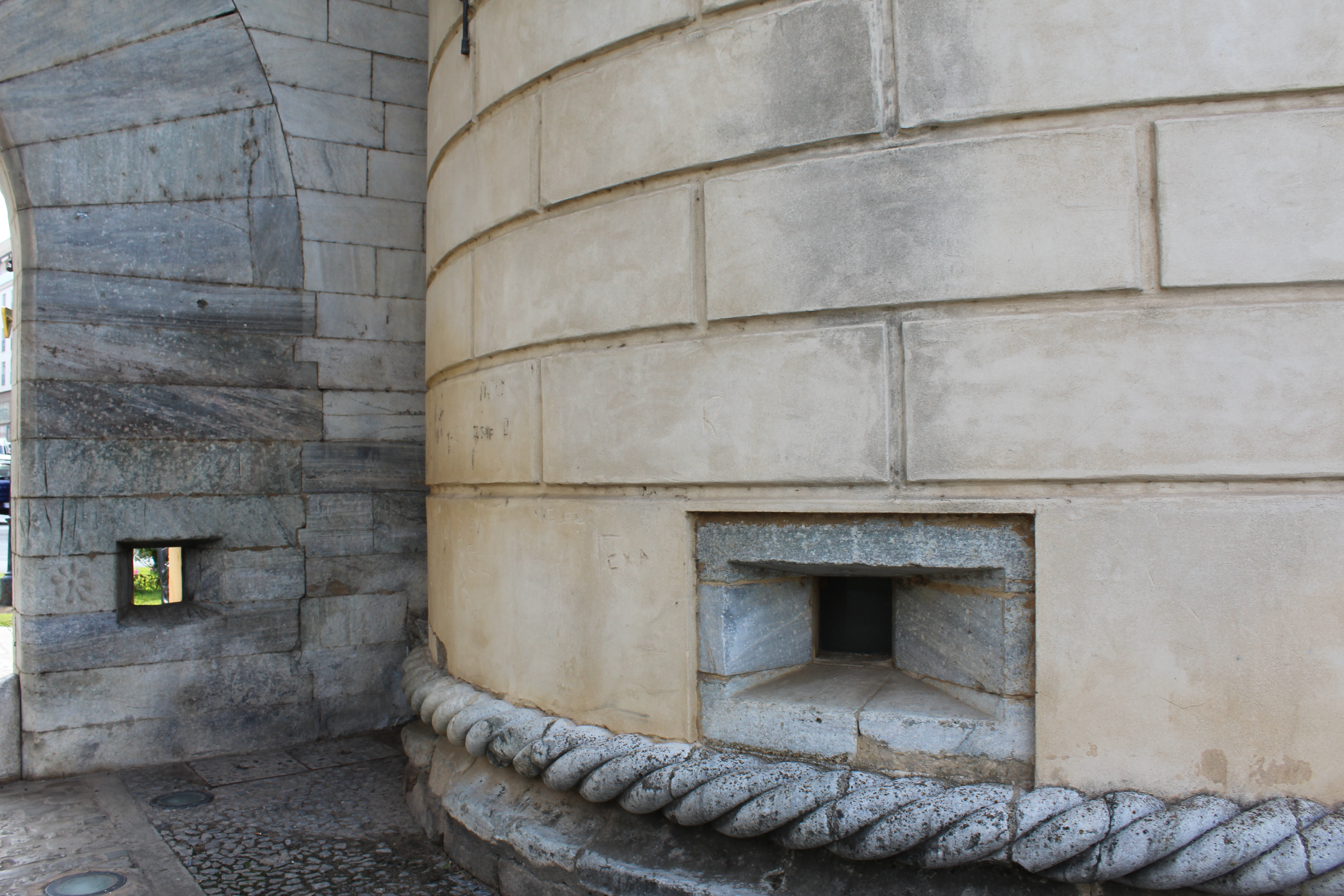
Detalle de cordón, ventanas y hastial
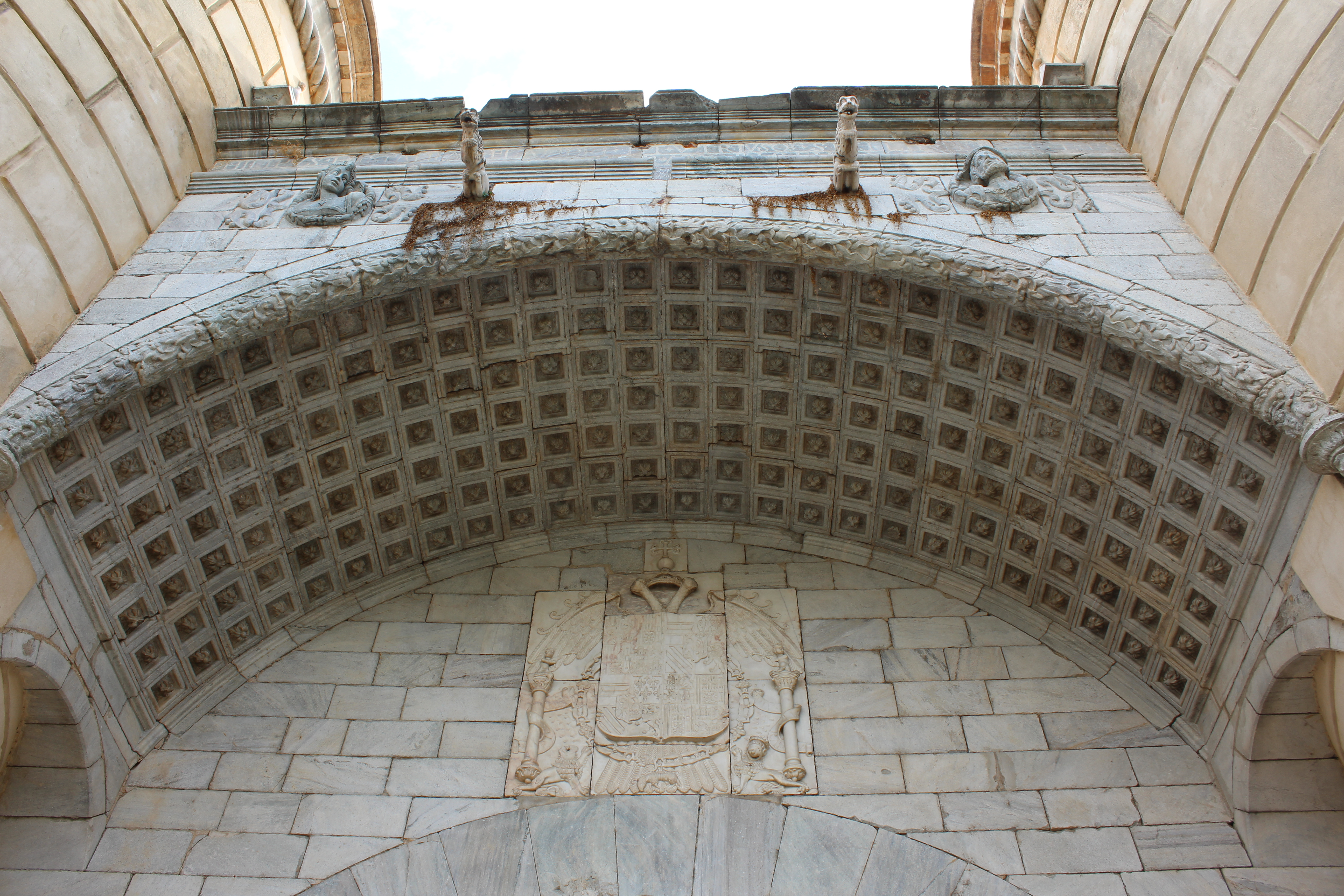
Arco interior con casetones
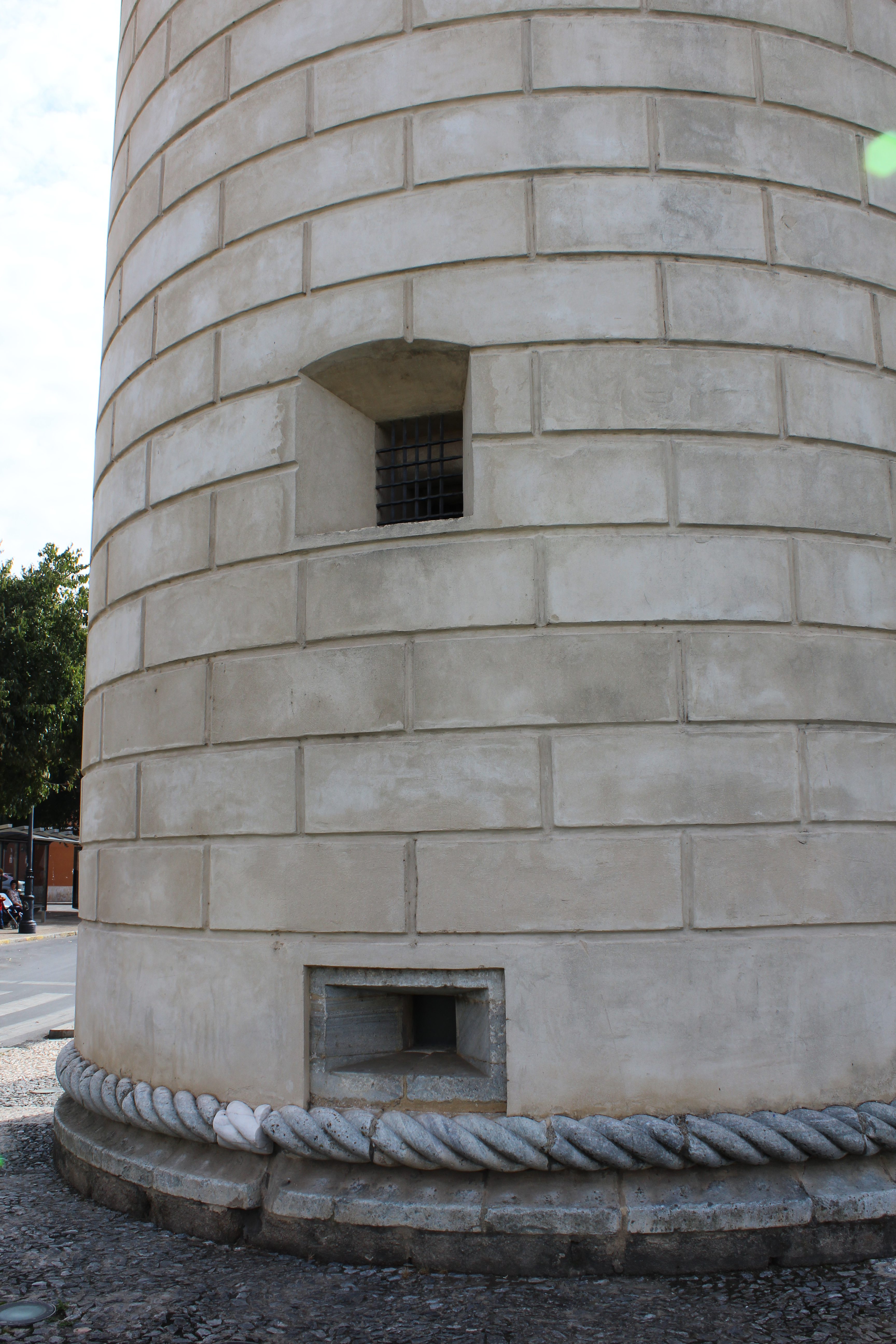
Torre este con ventanas y cordón
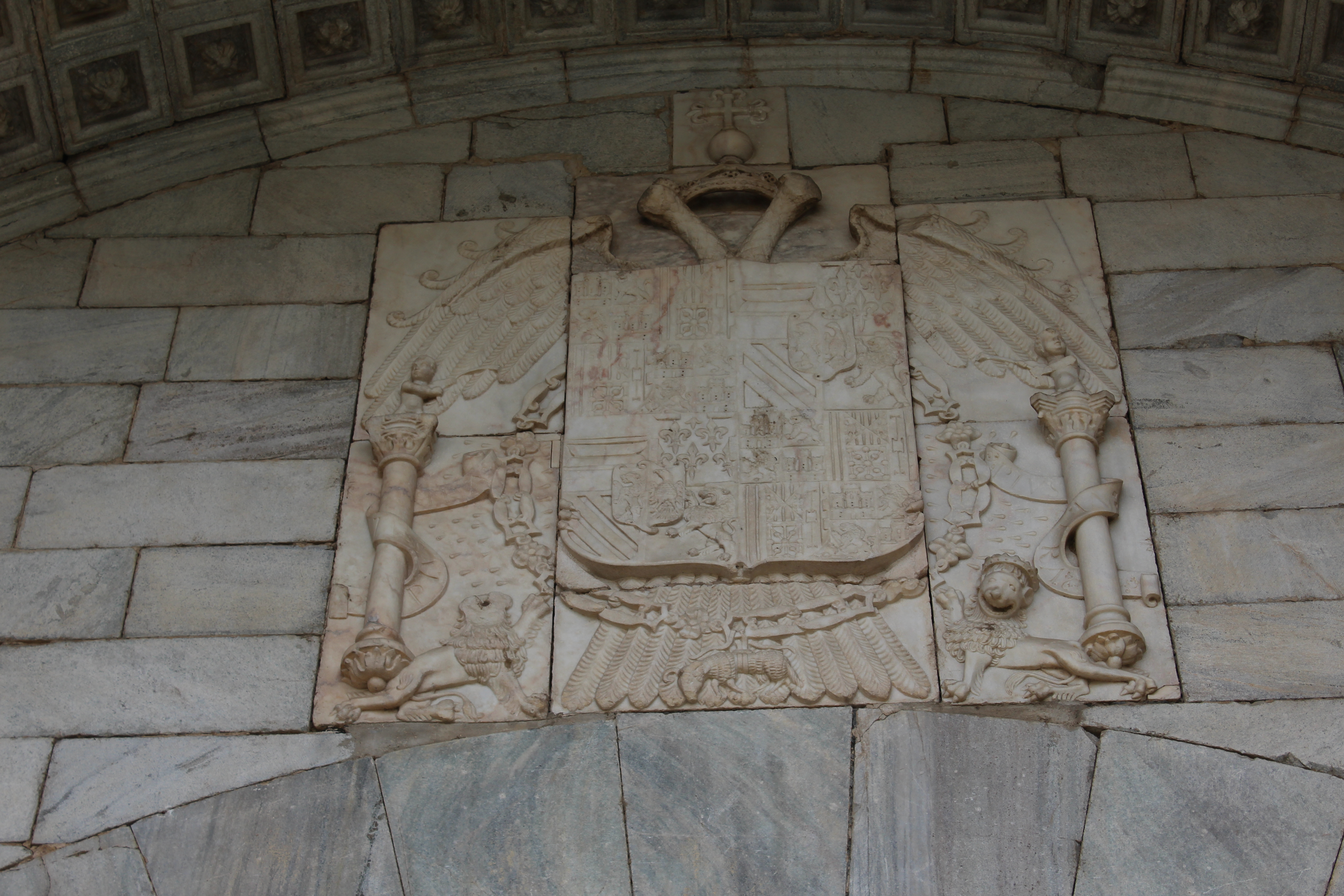
Escudo de Carlos V en la fachada exterior
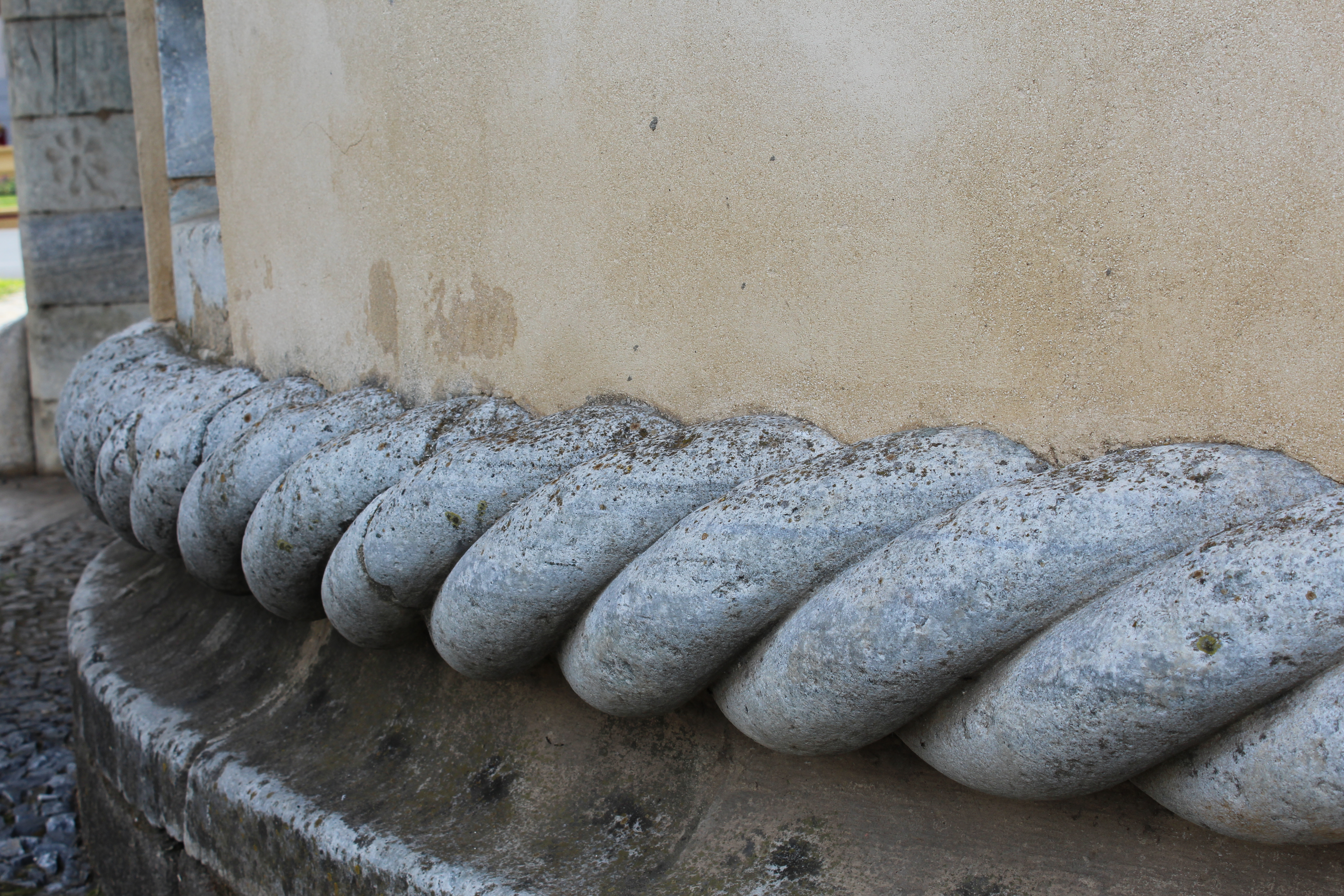
Detalle del cordón pétreo en la base de las torres
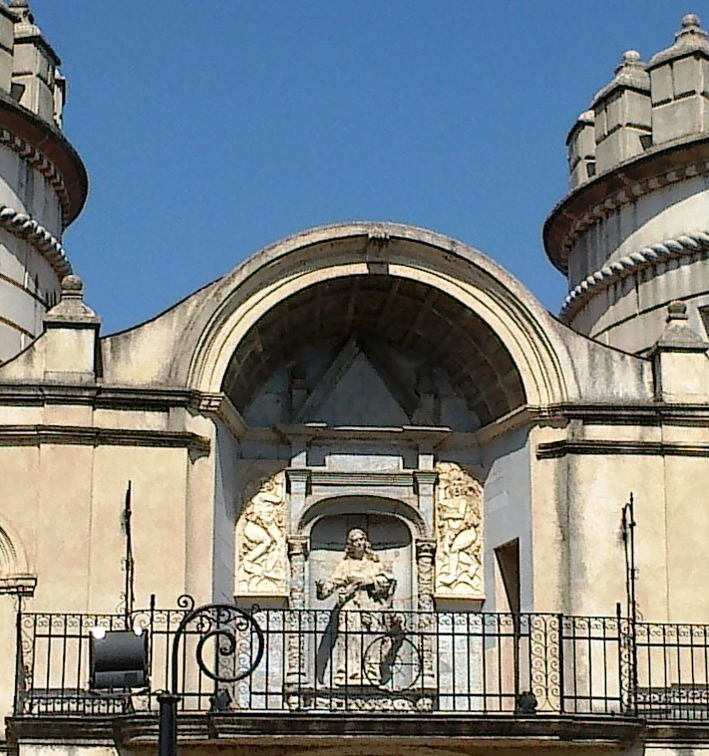
Virgen de los Ángeles en la fachada interior de Puerta de Palmas

#### Puerta de Pajaritos

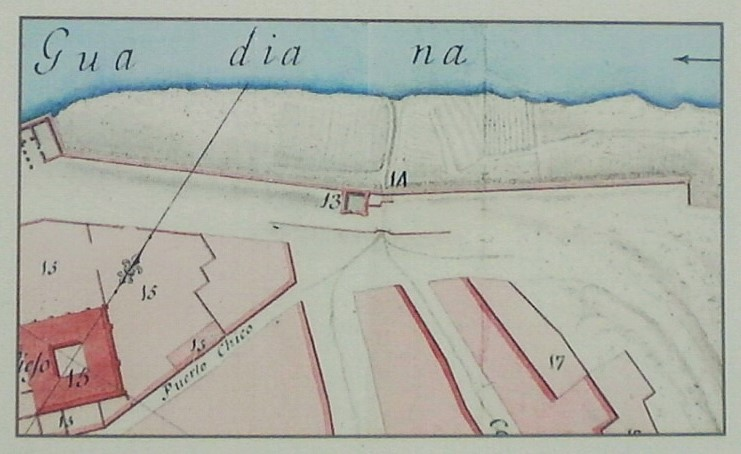
Plano de 1803 por José de Gabriel. La Puerta de Pajaritos está marcada con el n.º 14.

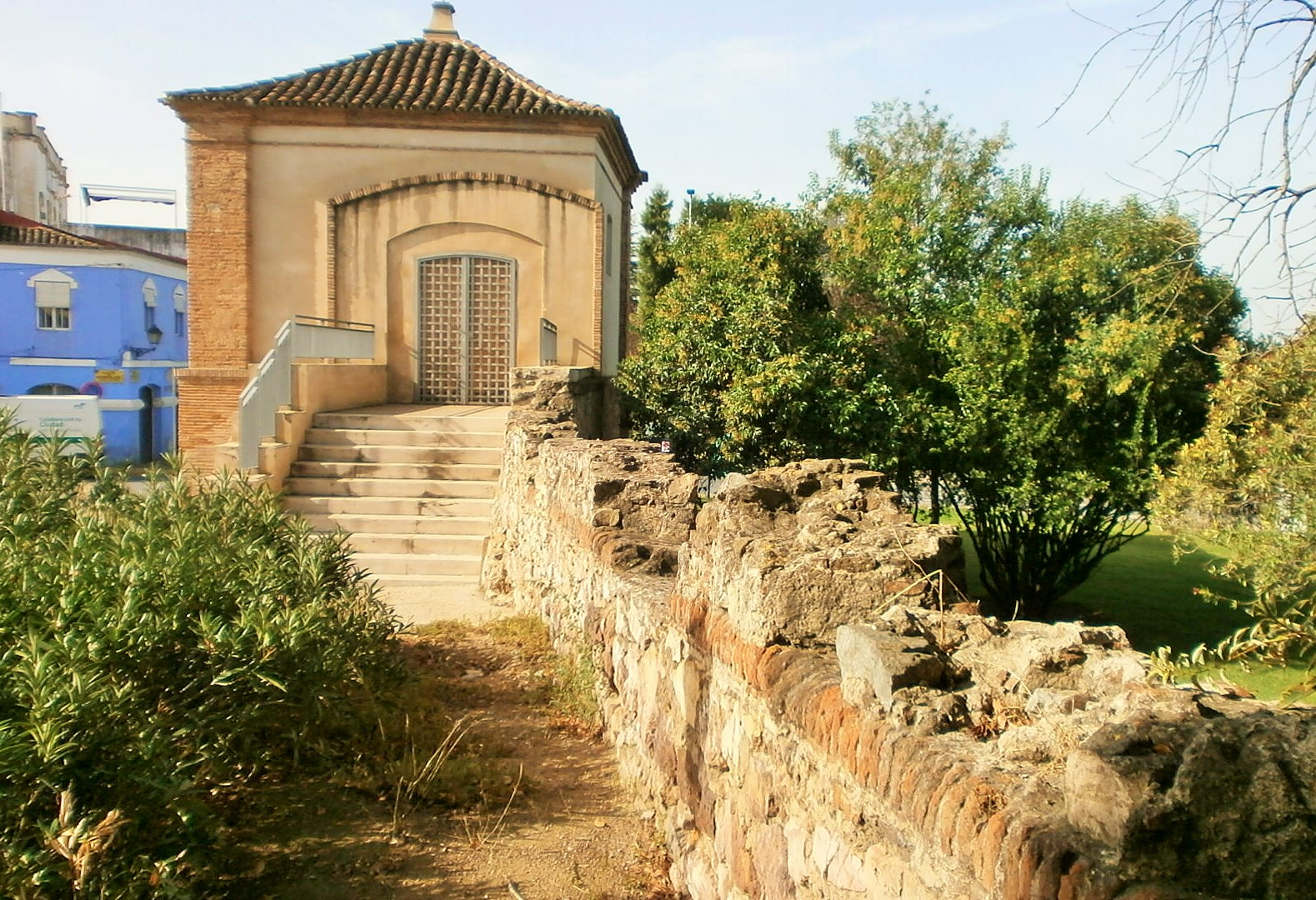
Ermita de Pajaritos y arranque de muralla.

Tiene el n.º 14 en el «plano de puertas». Está situada bajo una torre en la que se ubica la ermita de Pajaritos que, si bien no se conoce la fecha exacta de su construcción, ciertos historiadores como Ayala y Rubio se inclinan por la tesis de que pudo ser de origen islámico e indican que fue de eje acodado, es decir, no recto, para dificultar el paso al enemigo y que no fue demolida al levantarse la muralla Vauban. Otros historiadores indican que se edificó en el siglo XVI.
Esta puerta estuvo cerrada al paso de vehículos y personas durante mucho tiempo e, incluso, se utilizó como cloaca. En la actualidad está tapiada. Cuando se levantó la muralla Vauban la respetaron. Su estructura era la de un pasillo cerrado superiormente por una bóveda de cañón y rematada en sus extremos con arcos de ladrillo. La base de la bóveda a todo lo largo de la puerta está apoyado en sillares de granito. Un pequeño pasadizo hacía las funciones de acceso a una dependencia que, probablemente, estaba destinada a albergar al personal del cuerpo de guardia de la puerta. Se encuentra semienterrada, aunque en el momento de su construcción estaba a una cota superior a la del entorno para que ejerciera sus funciones de puerta.
Está situada cerca del «puente de la Autonomía», junto una rotonda con las esculturas de las cabezas de Luis Álvarez Lencero, Jesús Delgado Valhondo y Manuel Pacheco, todos ellos poetas extremeños. La obra es del escultor pacense Luis Martínez Giraldo.
Junto a la puerta está situada la «ermita de Pajaritos» o de la Oropéndola sin que se conozca la fecha de su primera construcción. La tradición popular dice que el nombre de la puerta se debe a que en ella estuvo expuesto un cuadro de Luis de Morales llamado «La Virgen del pajarito», fechado en 1546, actualmente conservado en la iglesia de San Agustín de Madrid. Sin embargo, la realidad parece ser que lo que existía en esa puerta era una talla de la Virgen y el Niño, que en la actualidad está en la iglesia de San Agustín de Badajoz.

Galería
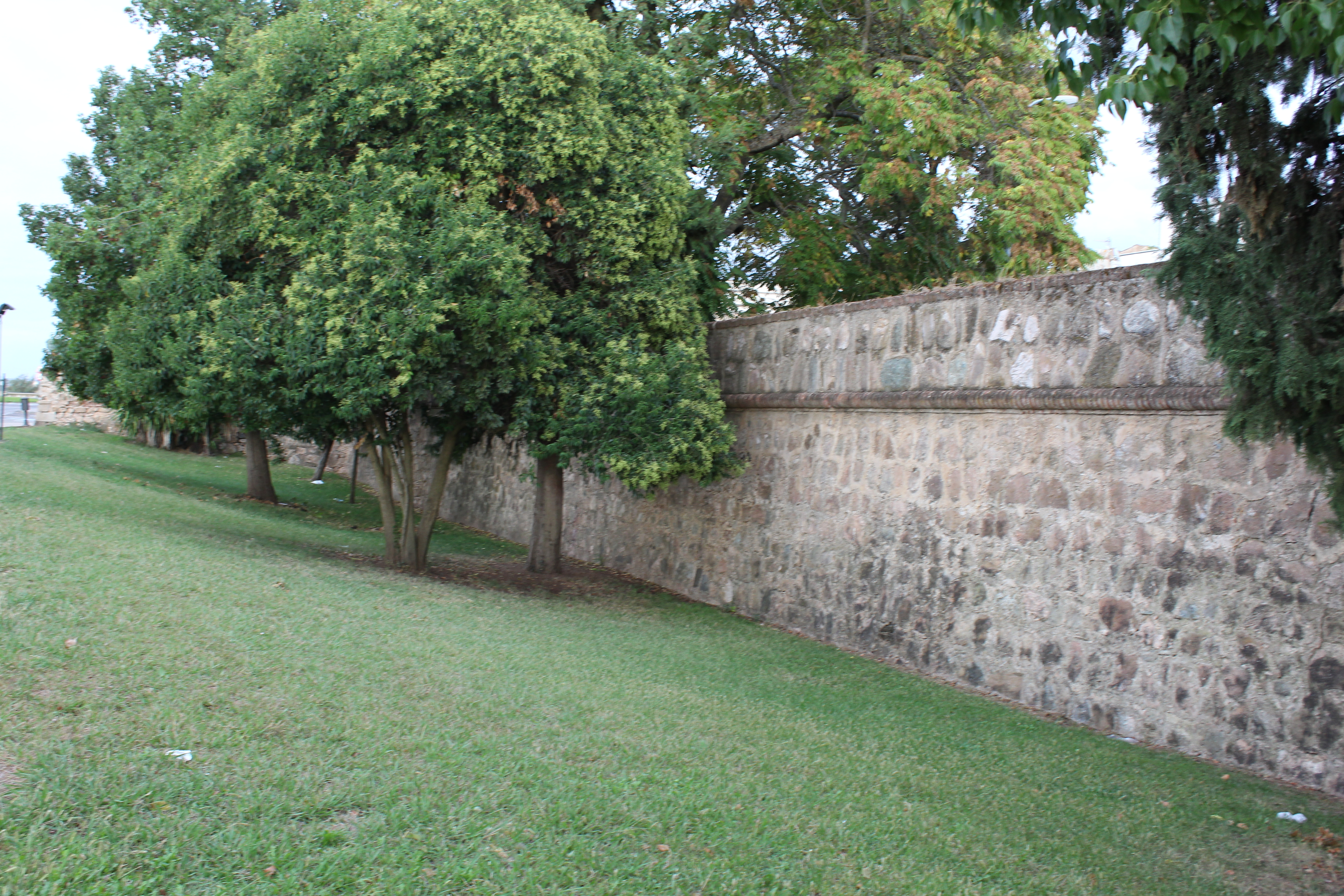
Zona de la muralla próxima a donde estaba la puerta
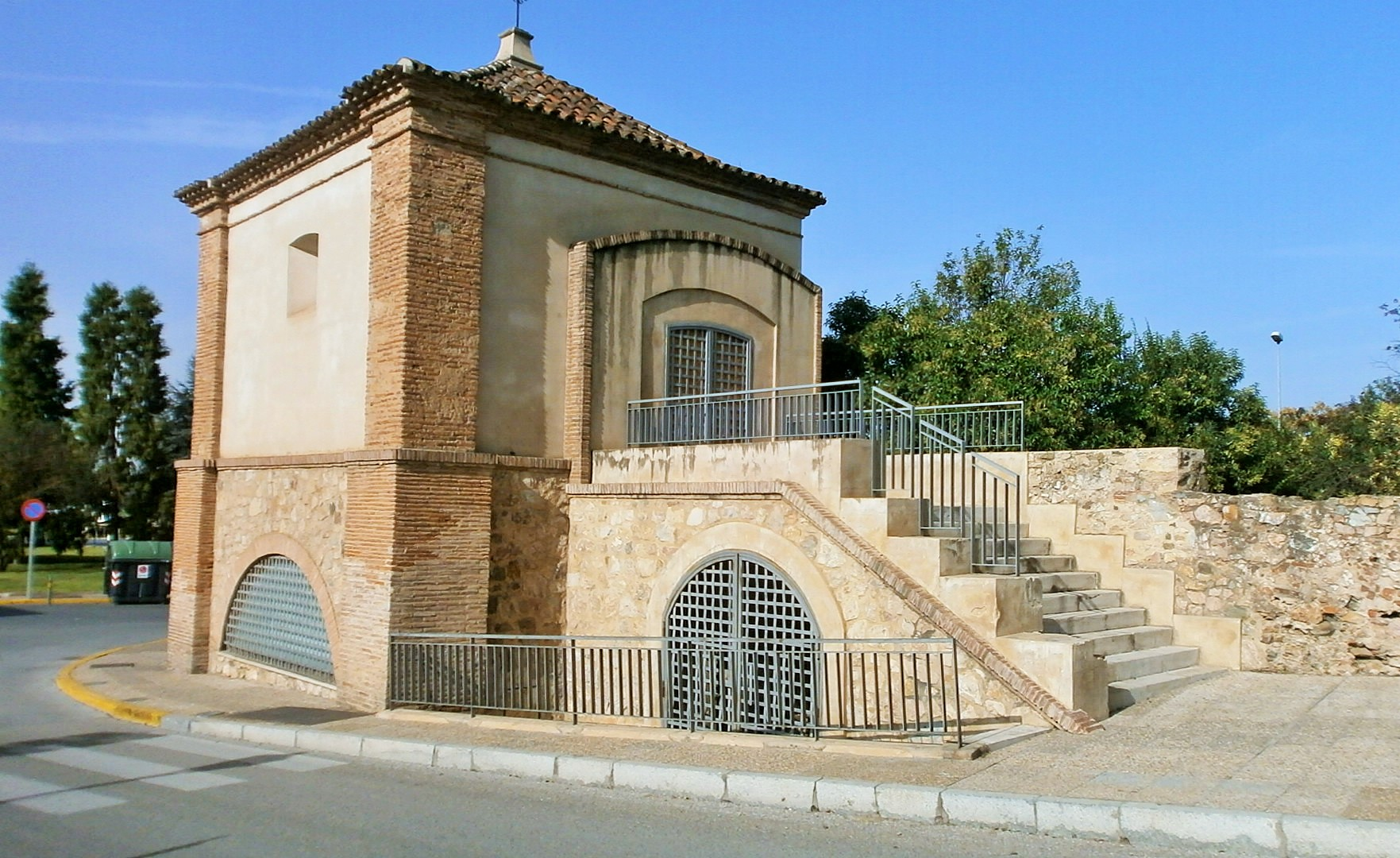
Vista sur-oriental y de arranque de muralla al este
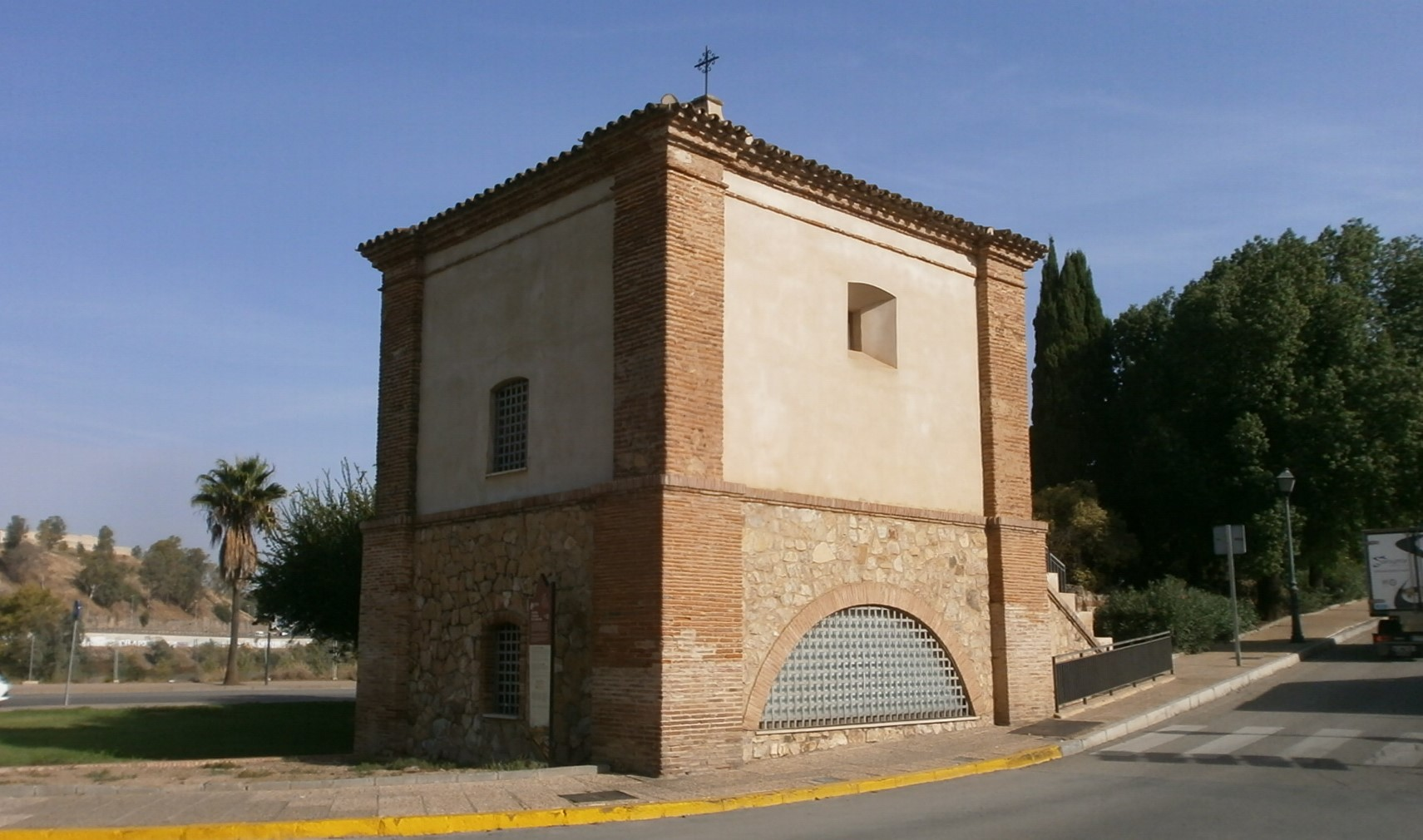
Vista occidental de la ermita
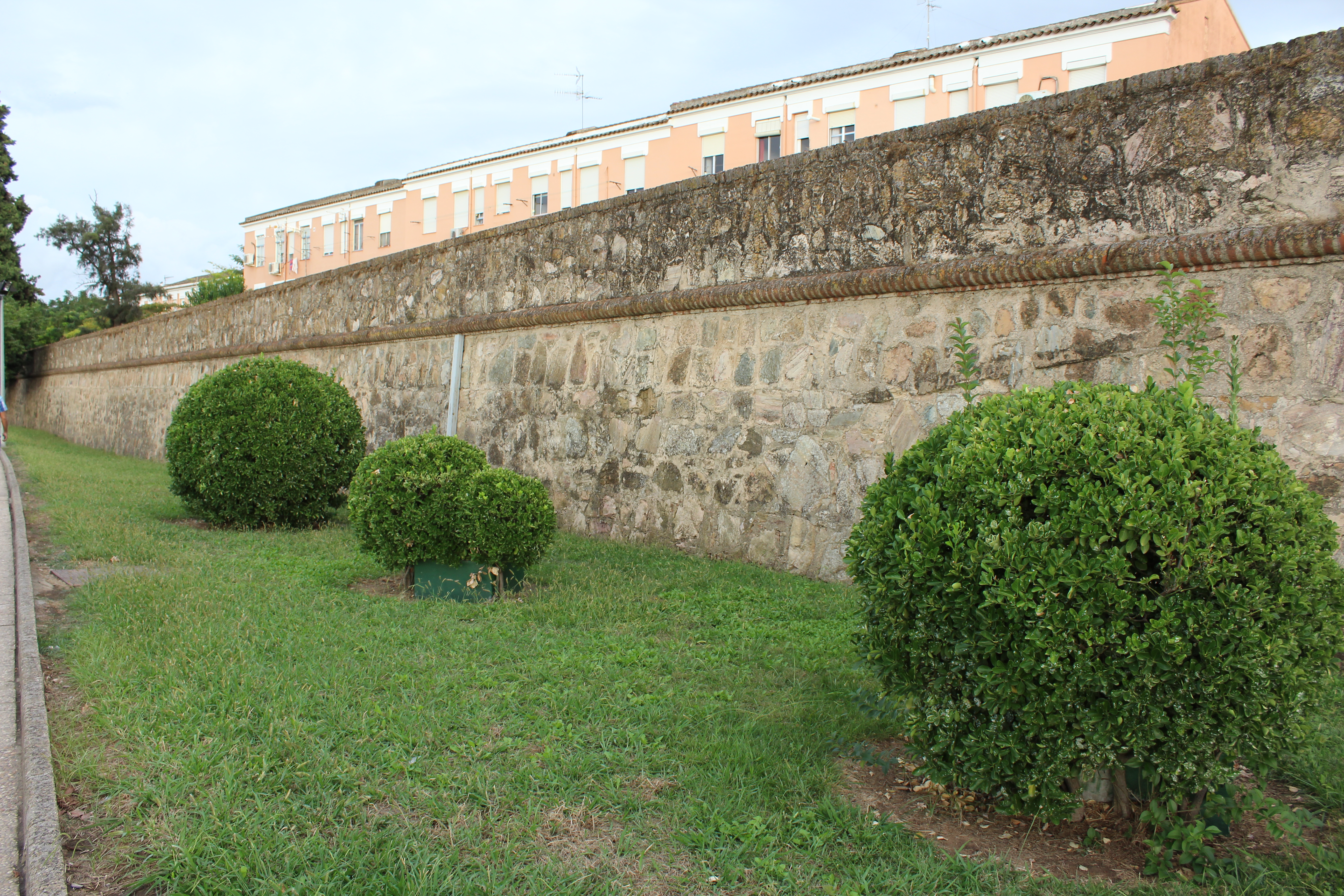
Lienzo de muralla donde estaba la Puerta de Pajaritos
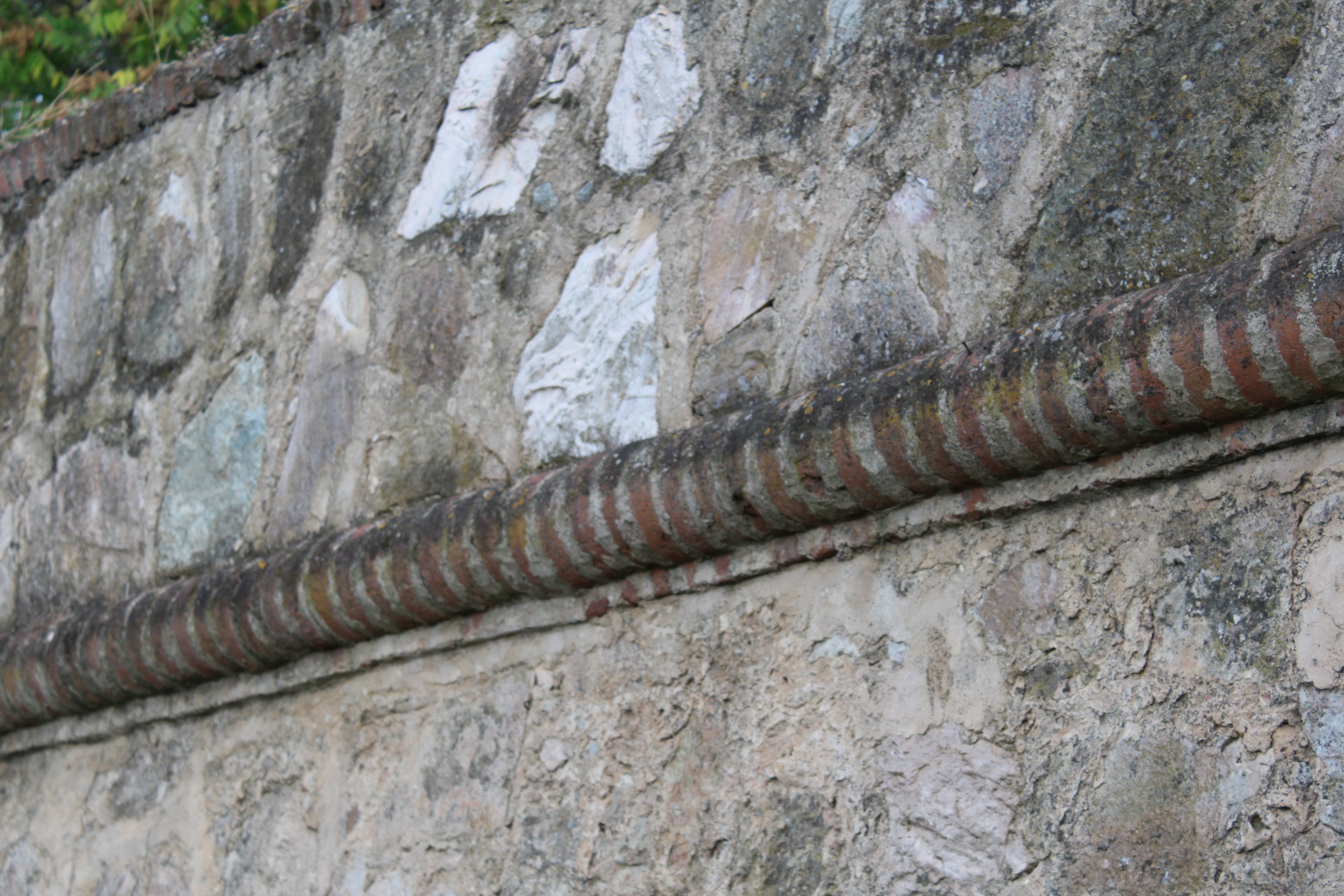
Detalle decorativo en la muralla en esa zona
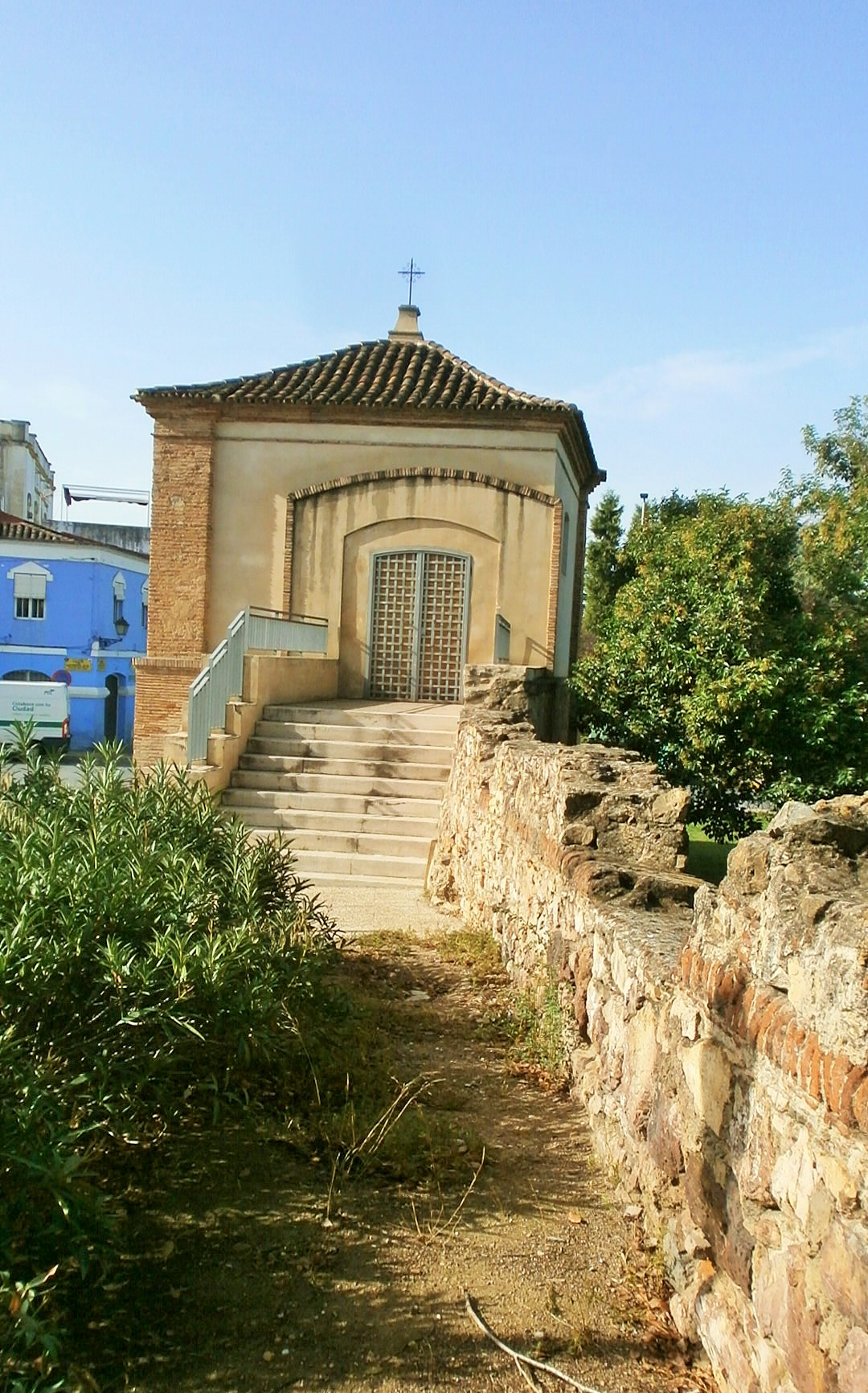
Ermita de Pajaritos; vista sur‑oriental y arranque de murallas

#### Puerta de San Vicente

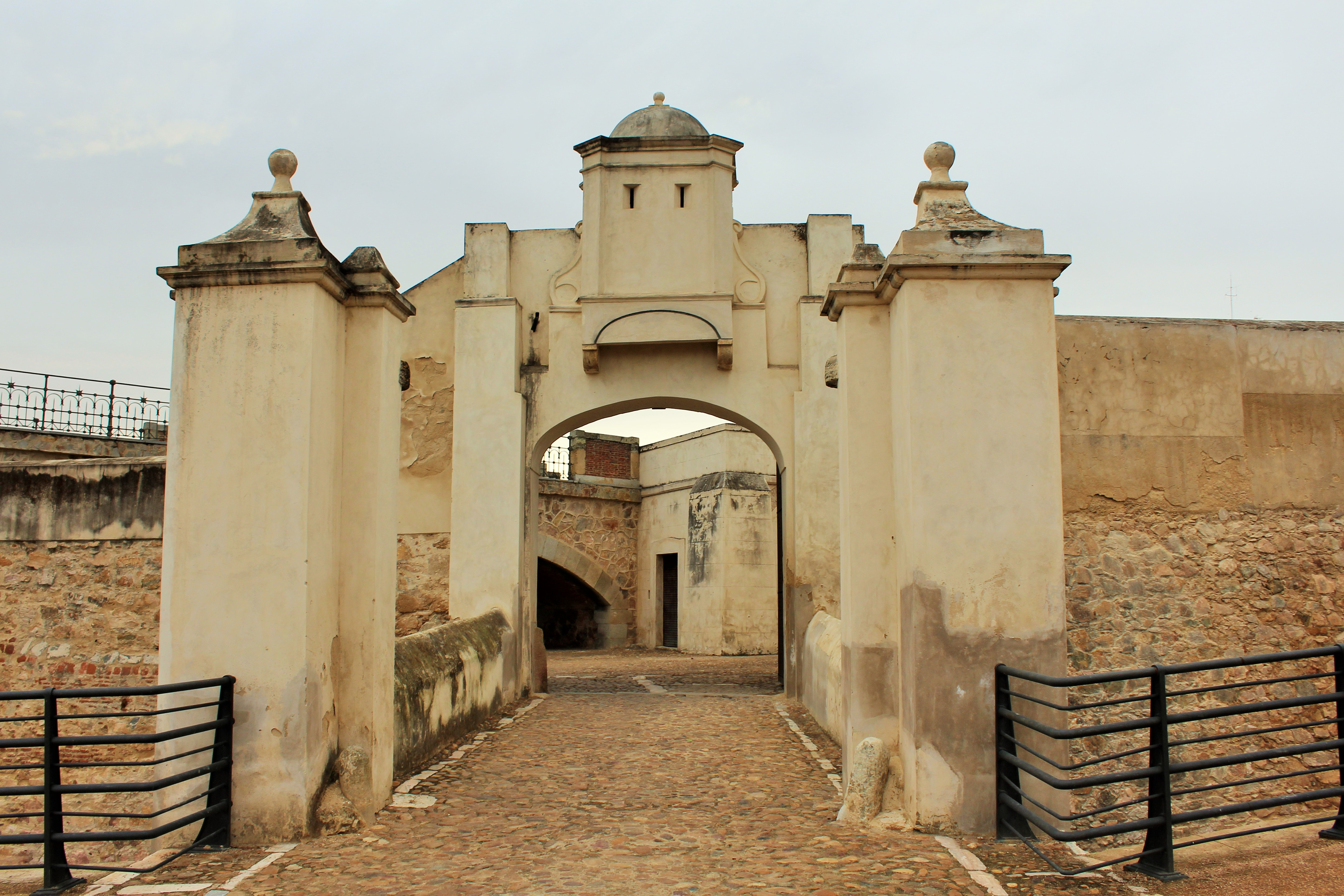
Fachada exterior, al este.

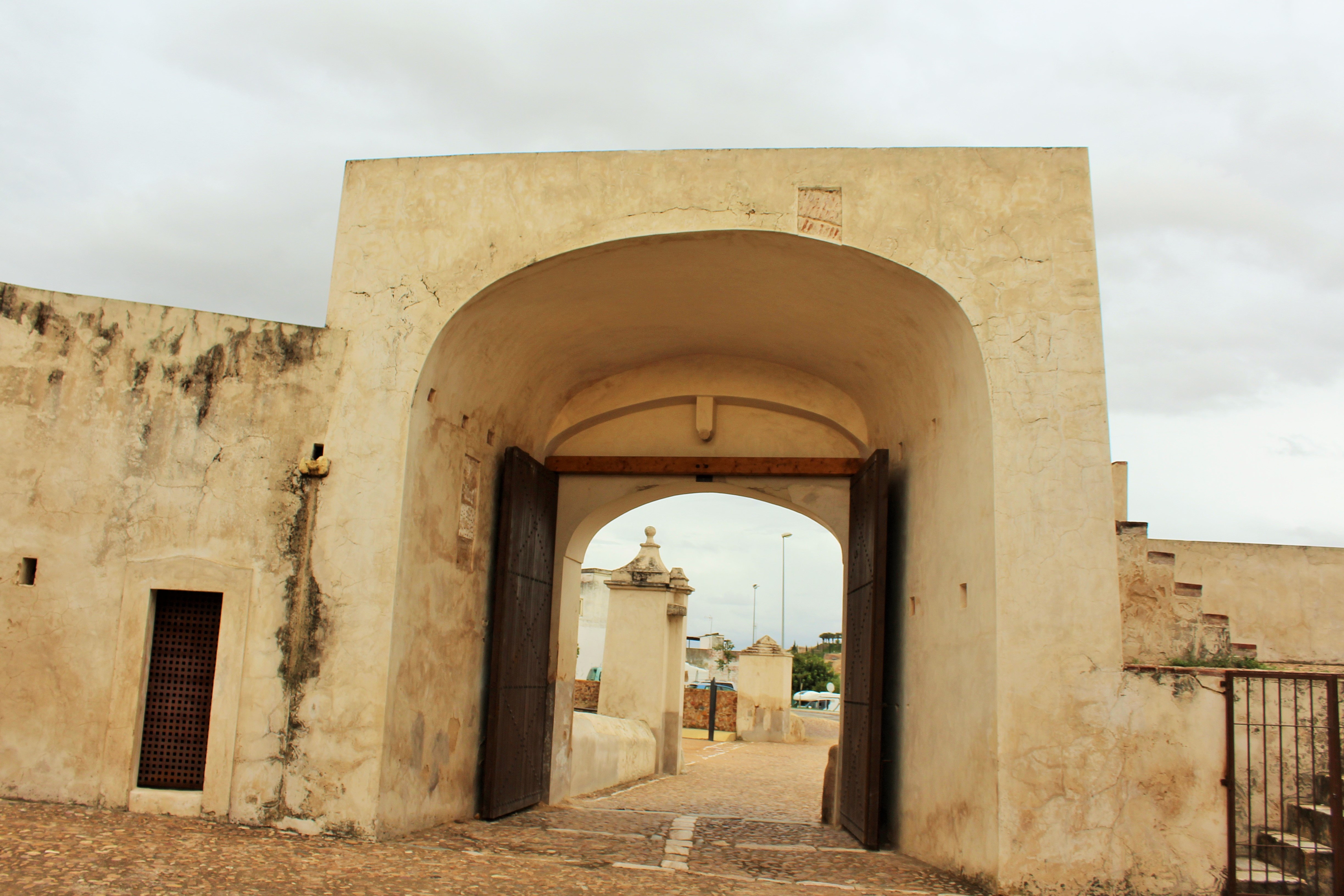
Fachada interior, al oeste.

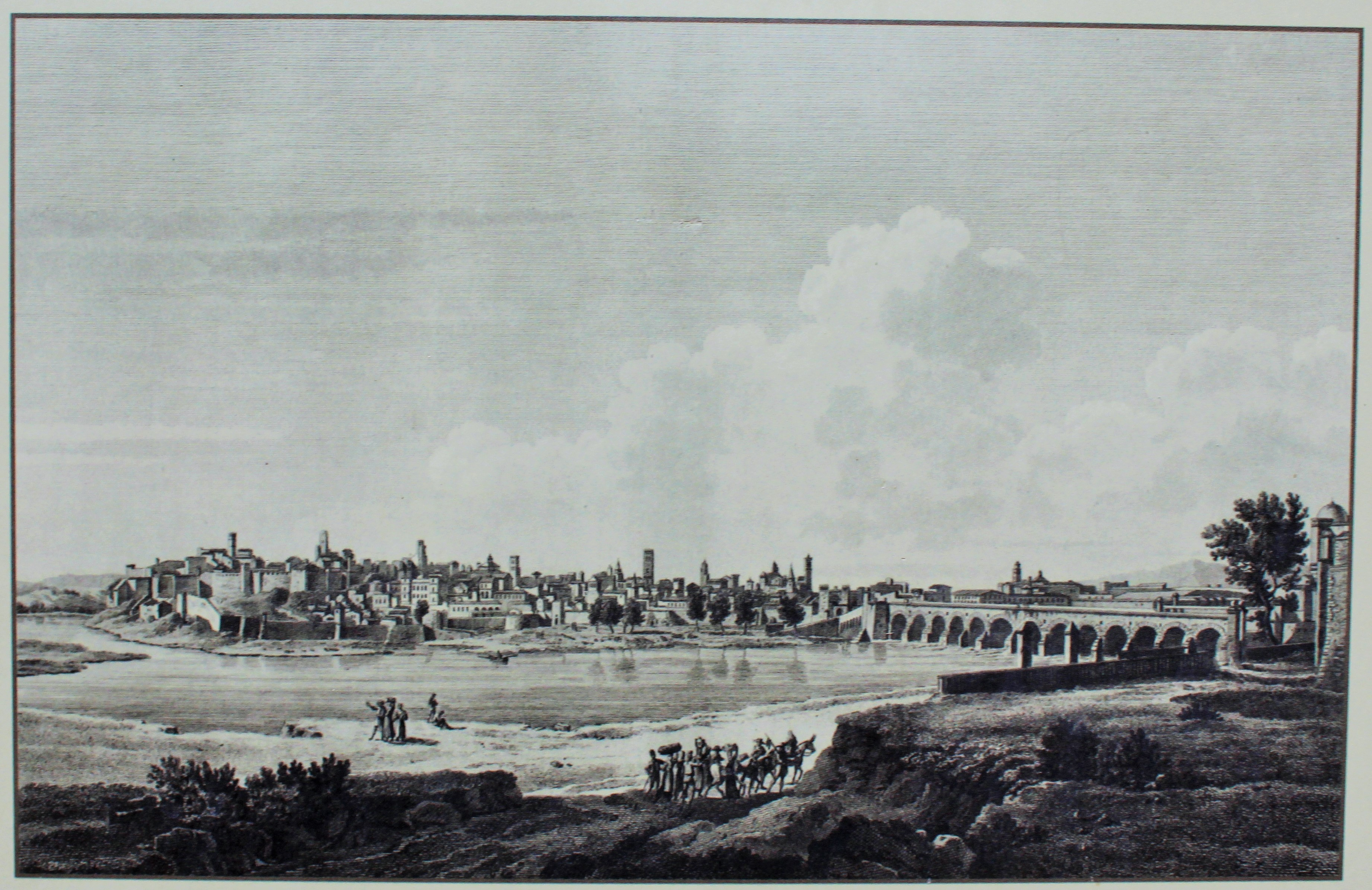
Grabado Vista general de Badajos de Jean Jerôme Baugean y François Jacques Dequevauviller en 1812. En el margen derecho se distingue la Puerta de San Vicente.

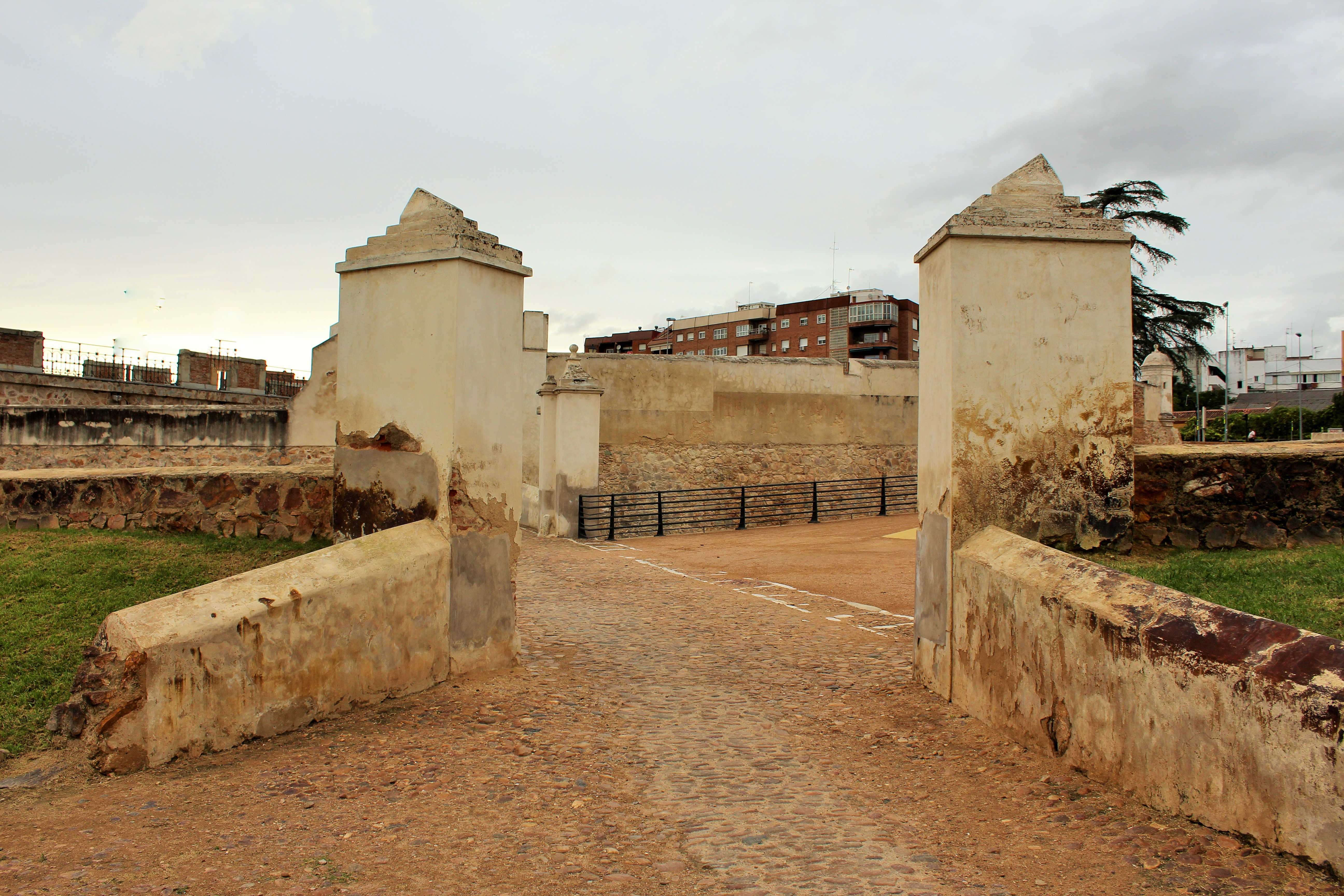
Ante-puerta de la Puerta de San Vicente.

Tiene el n.º 15 en el «plano de puertas». La Puerta de San Vicente es la única puerta que se encuentra en el exterior del recinto abaluartado de la ciudad de Badajoz, en la margen derecha del río Guadiana, en el extremo norte del puente de Palmas al este del «Hornabeque del Puente de Palmas» en dirección de salida del puente.
Se construyó en torno al año 1665 y fue durante más de dos siglos una de las puertas principales de acceso, sobre todo porque a través de ella se permitía el acceso a la ciudad previo paso del puente de Palmas que conecta las dos márgenes del río. Desde allí partía un camino cubierto que llegaba hasta el fuerte de San Cristóbal, también en la margen derecha del río, sobre un cerro que domina toda esta margen, a lo largo la ciudad antigua de Badajoz.
La bocana de la puerta es de sección semielíptica que se prolonga en el interior mediante pasadizo cuya sección es de bóveda de cañón. Sobre la puerta hay una garita ladronera, es decir, en voladizo y con suelo aspillerado para vigilar desde la parte superior el acceso a la puerta sin tener que asomarse los defensores ni exponerse al fuego de los atacantes. Tiene sección cuadrada, la única de esta forma geométrica que existe en el sistema defensivo abaluartado de Badajoz, y una terraza para el acceso a ella.
Dispone de un habitáculo que hacía las funciones de alojamiento del «cuerpo de guardia» que controlaba el acceso a la puerta, de su apertura matutina y del cierre vespertino. Bajo el hornabeque hay un foso que se pasa mediante un puentecillo que tiene dos columnas de sección cuadrada coronadas por una bola. Tanto el puentecillo como las columnas están hechas de mampostería. Cuando se prolongó el tablero del puente de Palmas sobre el hornabeque a finales del siglo XIX, la puerta dejó de ejercer sus funciones.

#### Puerta de Pelambres

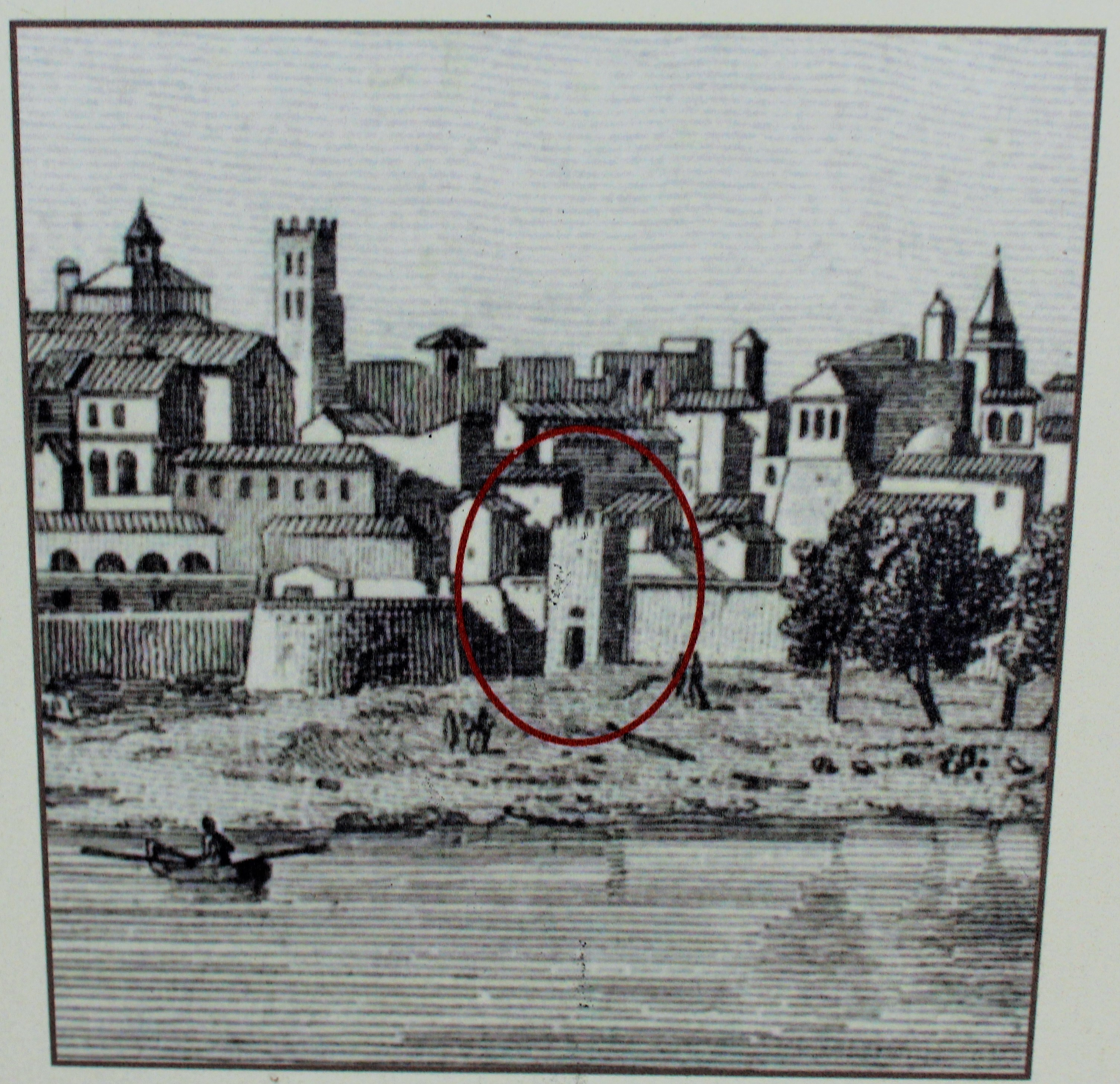
Puerta de Pelambres en el como puerta-torre. Detalle del grabado Vista general de Badajos de Jean Jérôme Baugean y François Jacques Dequevauviller.

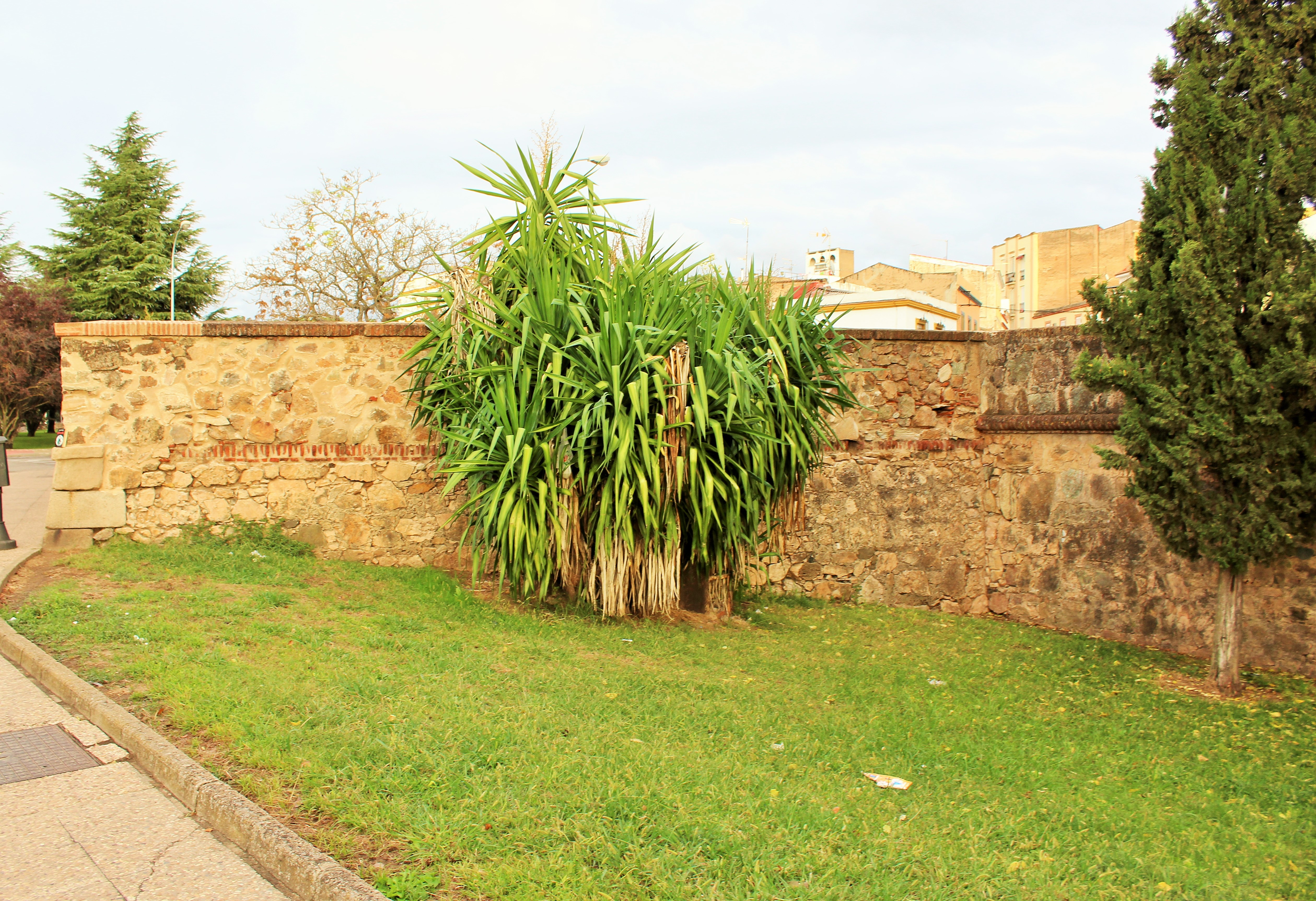
Lugar donde estuvo situada la Puerta de Pelambres.

Tiene el n.º 16 en el Plano de puertas. La Puerta de Pelambres, también llamada «Portillo de Pelambres», tiene las primeras referencias de su existencia a principios del siglo XVI. Su nombre le venía del gremio de curtidores que se habían establecido en sus proximidades y por ella se evacuaban los desperdicios los asentados en el barrio de «Curtidores». El portón o postigo de esta puerta estaba frente a la antigua calle del Río, ya que daba salida frente al Guadiana y que pasó a llamarse posteriormente «calle de Joaquín Sama». Está situada entre la Puerta de las Palmas y la Nueva.
Según la cartografía y grabados existentes debió estar construida entre dos torres no muy grandes o bien en el medio de otra torre bastante mayor que permaneció hasta bien entrado el siglo XVIII. Su función era, además de la de dar acceso al río, darlo también a la próxima «fuente de Mafra». Después de la apertura de la «Puerta Nueva o de carros» y de la «Puerta de Palmas», muy próximas ambas, esta puerta dejó de tener utilidad como tal y su misión quedó reducida a la de cloaca o aliviadero. La puerta fue totalmente cegada cuando se unió la «Batería del Redondo» con la «Puerta de Palmas» mediante una muralla en el año 1886. Se rellenó de tierra y piedras por su cara interna para formar una calle a mayor nivel que favoreciese la posición defensiva de esta zona. En la actualidad solo se aprecian algunos vestigios del dintel del aliviadero en la cara exterior de la muralla y a ras de suelo.

#### Puerta Nueva

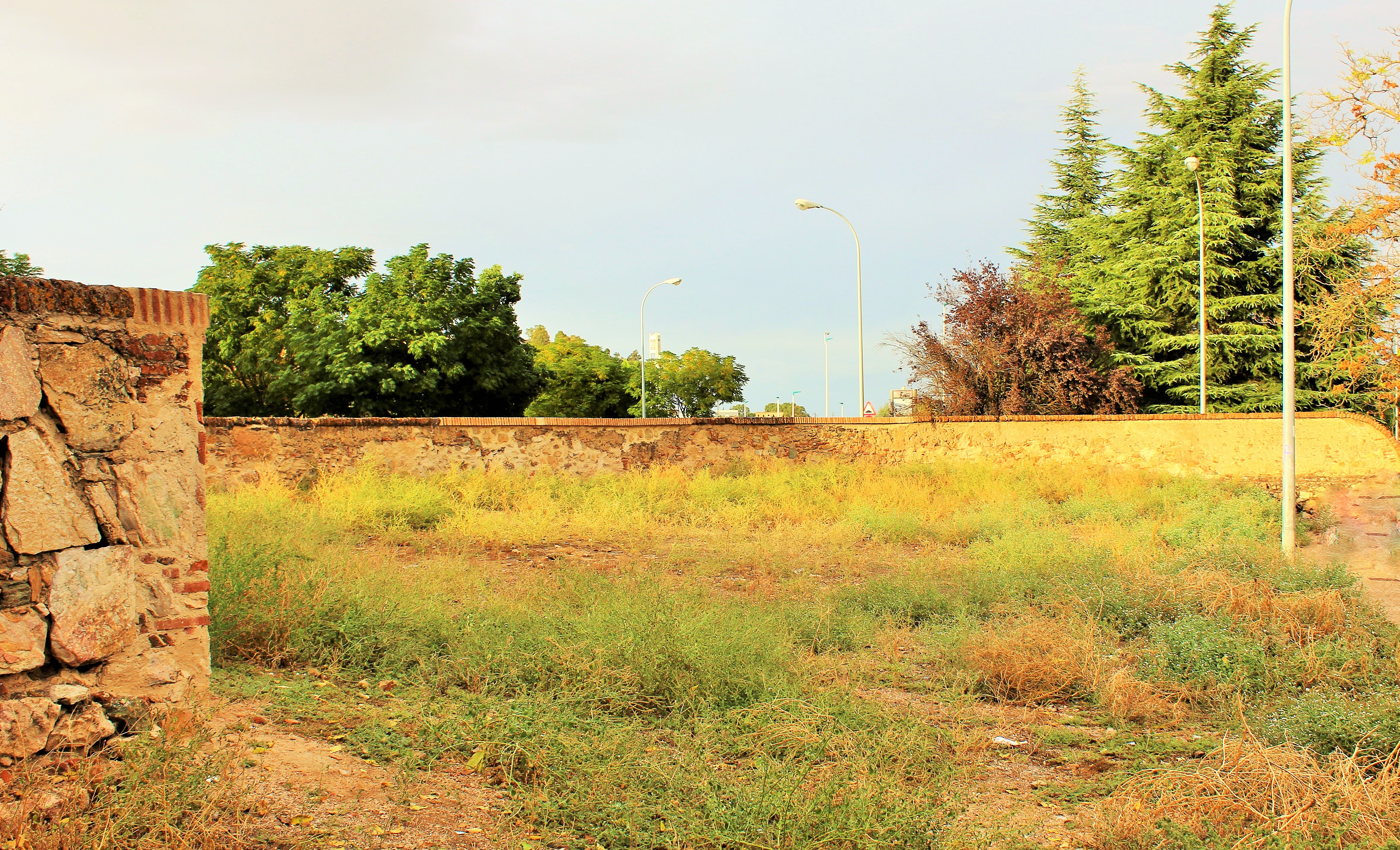
Lienzo de muralla donde se encontraba la puerta nueva

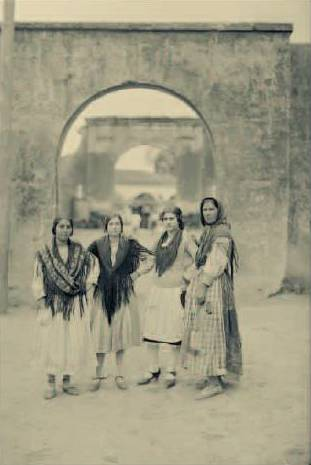
Puerta Nueva a principios del

Tiene el n.º 17 en el Plano de puertas. La Puerta Nueva está situada frente al actual puente de la Autonomía y detrás del palacio de Godoy —anteriormente cárcel y hoy Escuela de Ciencias Empresariales—, en un lienzo de la muralla que iba desde la Puerta de Pajaritos hasta la Puerta de Pelambres. Con la apertura de esta puerta se cerraron al tráfico las puertas de Pelambres y de Pajaritos. Era un acceso de doble portada con tambor delantero y un lugar para el cuerpo de guardia.
Se comenzó a construir a finales del siglo XVII según el proyecto que diseñó el ingeniero militar Martín de Gabriel y se inauguró en el año 1765. También se la conocía como Puerta de Carros o Puerta del Río si bien estas denominaciones también recayeron sobre otras puertas del recinto amurallado que daban hacia el río Guadiana. Tenía características similares a la «Puerta del Pilar», ya que, aunque esta puerta se derribó en el año 1962, según las fotos y descripciones que se conservan estaba constituida por un arco rebajado flanqueado por columnas y rematado por una cornisa. Al igual que la Puerta del Pilar, disponía de un habitáculo que hacía las funciones de «cuerpo de guardia» y una rampa de acceso. Se encuentra situada frente al puente de la Autonomía. A comienzos del siglo XXI se descubrieron sus cimientos que permanecían enterrados desde cuando fue clausurada y, después, derruida.

### Fuertes

#### Fuerte de San Cristóbal

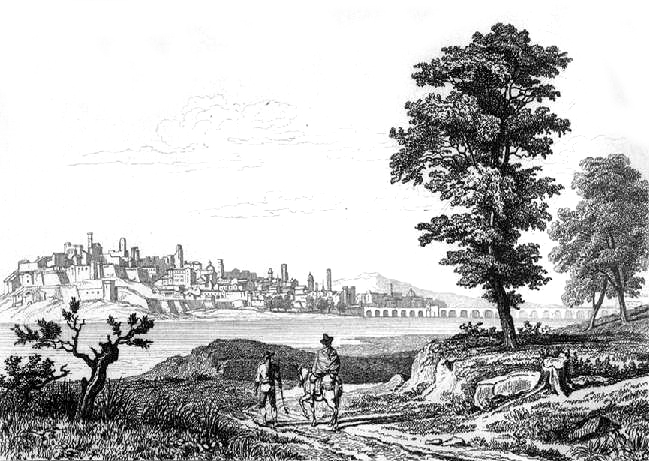
Vista de Badajoz desde los altos de San Cristóbal. Obra de Eugene Buttura (1812-1852).

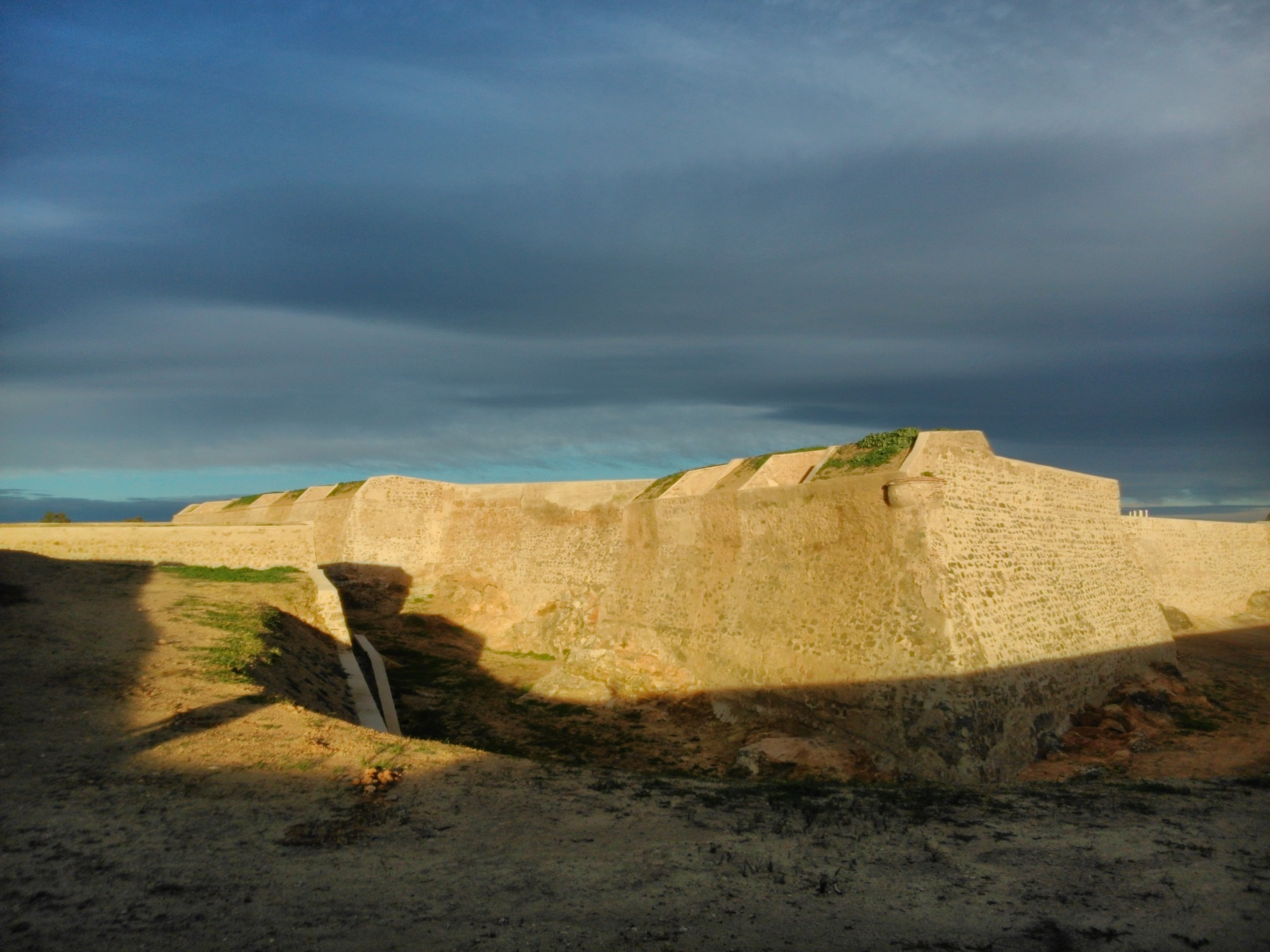
Fuerte de San Cristóbal.

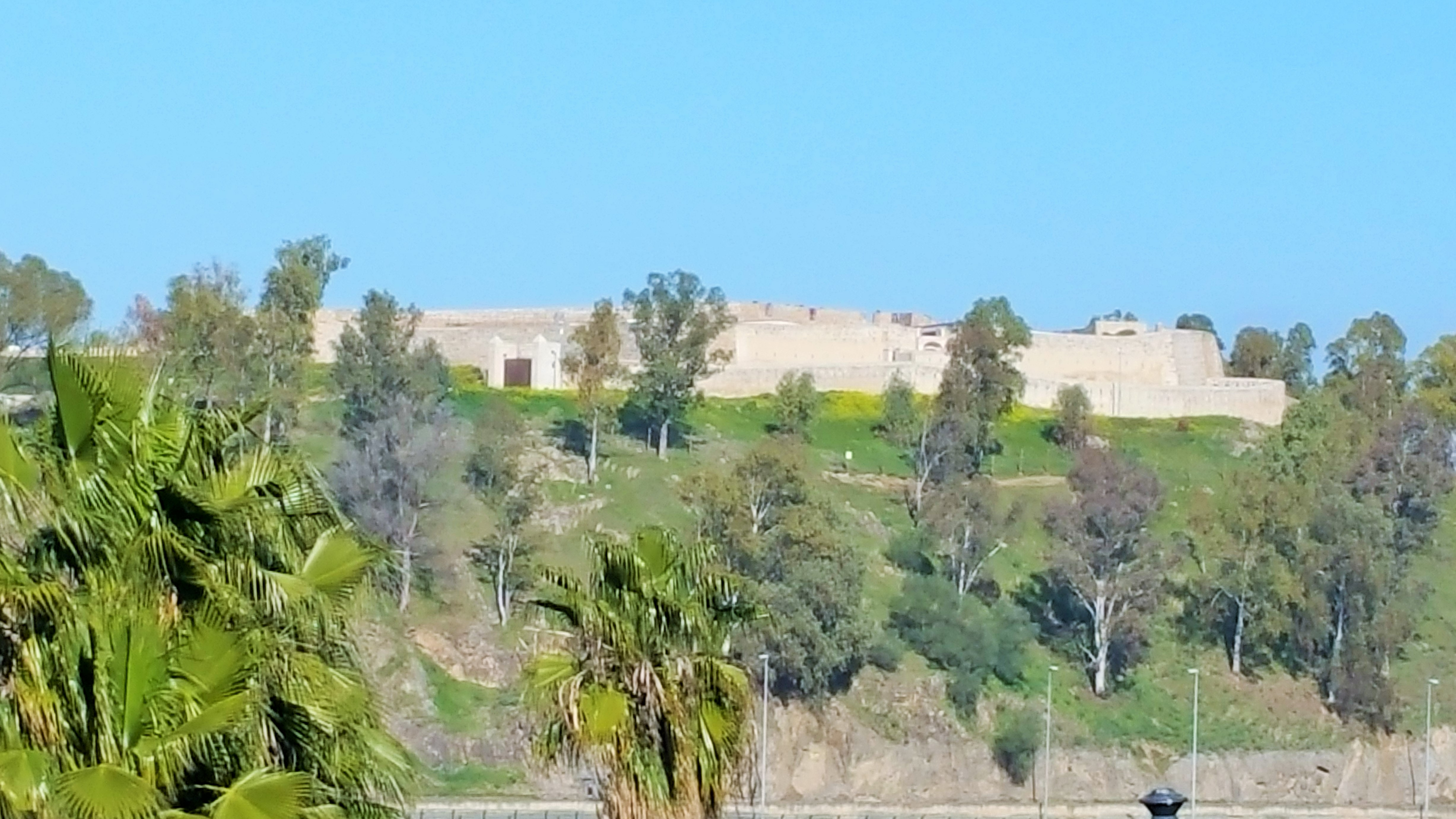
Vista del fuerte desde la alcazaba

Está situado en la margen derecha del río Guadiana sobre el «Cerro de San Cristóbal» al que rodea la carretera EX-100. El acceso desde esta carretera se hace por medio de un camino de tierra, recientemente asafaltado, a partir del cruce que forman las calles de Inés Medrano Gil y Cardenal Cisneros. Era propiedad del Ministerio de Defensa al que se lo adquirió el Ayuntamiento de Badajoz en 1973.
El fuerte de San Cristóbal es el único de los fuertes de las construcciones defensivas exteriores de la ciudad que se conserva tal y como se construyó. En el lugar donde fue levantado, el cerro de San Cristóbal, se encontraba anteriormente el palacio de los duques de Orinaza, y en este cerro pretendió Ibn Marwan fundar la ciudad de Badajoz en el siglo IX.
Este fuerte, levantado durante la Guerra de Restauración portuguesa, fue una de las primeras obras que potenciaron el sistema defensivo medieval de Badajoz y se inició su construcción en 1642. Es el único fuerte exterior, de los muchos que se erigieron, que se conserva completo. Tiene forma rectangular con dos pequeños baluartes y dos semi-baluartes. La parte de la muralla que une los dos baluartes, que están orientados al norte, está protegido por un revellín. Los semi-baluartes, orientados al sur, están unidos mediante una gola aspillerada que es un estrechamiento en la parte triangular del propio revellín en el lugar de contacto con la muralla.

Diagrama que representa la situación de las tropas y los principales movimientos durante la batalla de Gévora, y su situación con respecto a Badajoz y al fuerte de San Cristóbal.
Ejército aliado hispano-portugués
Ejército francés

Estaba dotado con cañoneras para doce cañones y capacidad para unos trescientos fusileros. Sus murallas están rodeadas por un foso revestido en piedra de una cantera cercana. Sobre este foso se asienta otra muralla así como un «paseo de ronda». En su reconstrucción, sus viejas murallas se reforzaron con piedra y se le dotó con cinco medias lunas exteriores que servían como defensas avanzadas y que fueron distribuidas a lo largo del flanco norte, que no estaba protegido por la defensa natural que constituía el río. Las obras de reparación prosiguieron durante toda la guerra cimentándose en la antigua muralla medieval. La puerta del fuerte y la Puerta de San Vicente, en el Hornabeque del Puente de Palmas, estaban conectadas por un camino cubierto del que se conservan algunos tramos.
En sus cercanías se libró la batalla de Gévora el 19 de febrero de 1811 (nombre de la localidad perteneciente al término municipal de Badajoz, y del río de su mismo nombre), que terminó con victoria francesa sobre el ejército español, y que figura en el Arco del Triunfo de París (con los nombres tanto de Badajoz como de Gévora, haciendo alusión a sus batallas). En su interior alberga el centro de interpretación de las Fortificaciones de la Frontera. En enero de 2014 se llevaron a cabo las obras de restauración así como la explotación turística mediante adjudicación de ella a una empresa privada.

#### Fuerte del Príncipe o de la Picuriña
Está situado en la parte sur-oriental de la ciudad, en el llamado «Parque de la Picuriña», junto a la calle Marqués de Lombay. Este fuerte formaba parte de las defensas exteriores del sistema defensivo del recinto abaluartado de Badajoz. Estaba situado en el nordeste del baluarte de la Trinidad, entre la sierra de San Miguel y el arroyo Rivillas. En la actualidad solo quedan algunas edificaciones en estado semi-ruinoso.
Se construyó en 1705 y se mantuvo hasta la década de 1970 en que se demolió la mayor parte y solo quedaron en pie algunas edificaciones. Era una fortificación no muy grande, pero muy potente desde el punto de vista defensivo, exenta del recinto abaluartado de la ciudad. Estaba rodeado por un foso con un único acceso al interior mediante un puente levadizo. La comunicación con Badajoz se hacía mediante un camino cubierto. El espacio libre interior, que hacía de patio de armas, tenía planta triangular. A lo largo de la coronación de la muralla perimetral tenía veinte cañoneras, lo que da idea de su potencia defensiva. Tenía garitas de vigilancia en los vértices del perímetro y troneras en la parte inferior del muro, consistentes en aberturas de mayor tamaño que las arpilleras para poder usar armas de fuego y piezas de artillería para proteger el foso en caso de ser tomado por el enemigo.

#### Fuerte de las Pardaleras, o de Pardaleras

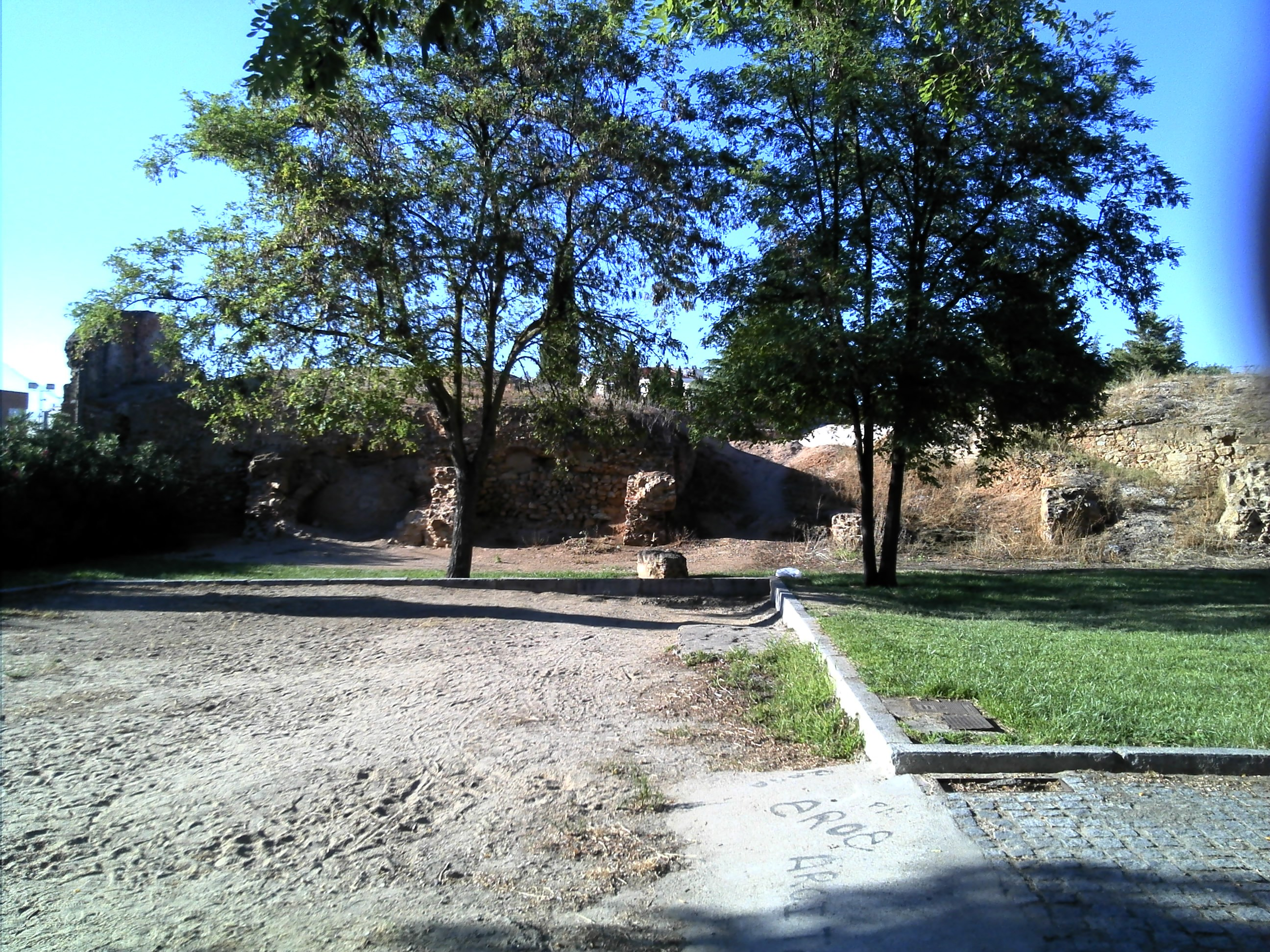
Ruinas del fuerte de Pardaleras.

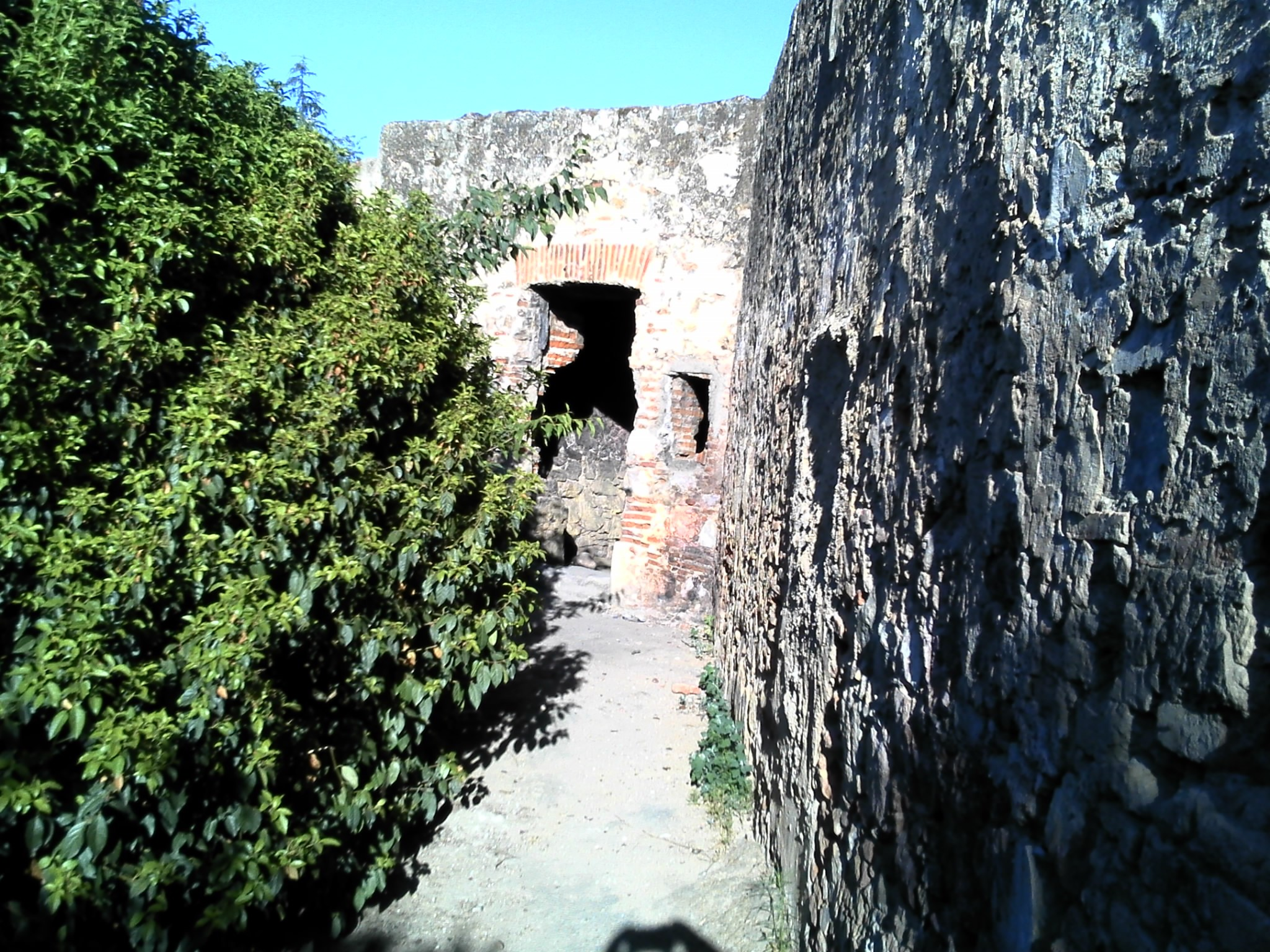
Ruinas del fuerte de Pardaleras.

Este fuerte era uno de los reductos amurallados que formaban parte de las defensas exteriores del recinto abaluartado. Su emplazamiento era muy estratégico, ya que podía cubrir con su fuego el arroyo Calamón así como el fuerte de la Picuriña y el cerro del Viento mediante fuego de artillería. Este cerro es un altozano de no mucha altura, pero de una buena posición estratégica que fue muy deseada por los sitiadores por lo que la mayoría de los ataques a la ciudad se efectuaron por esa zona. Estaba situado frente a la Puerta del Pilar. En el siglo XX se levantó en su interior la Prisión Preventiva y Correccional de Badajoz y más adelante se construyó en este solar el Museo Extremeño e Iberoamericano de Arte Contemporáneo, que conserva el característico edificio cilíndrico de aquella cárcel. Las fotografías que aparecen en la descripción del fuerte de Pardaleras realmente se corresponden con el fuerte de la Picuriña.

#### Fortín de las Cuestas
En la zona noroeste de Badajoz y exento de la ciudad estaba el «Fuerte abaluartado de Las Cuestas» o línea de fortificación de las Cuestas, al norte del barrio de Santa Engracia. Su perímetro bordeaba la margen derecha del arroyo de las Cuestas zona conocida como «Cuesta Colorada». La fortificación estaban limitada por la carretera BA-020 hacia la ciudad portuguesa de Campo Maior y por una estación de tratamiento de agua potable por el extremo opuesto. Esta fortificación fue atacada por el ejército portugués en diversas ocasiones, ya que era una de las primeras que se le oponían a sus avances hacia Badajoz. Después de su utilización fue totalmente arrasada y no se conservan ningunos restos. El fortín de las Cuestas ocupaba la parte central de esta línea defensiva. Tenía planta pentagonal y estaba dotado de baluartes y semibaluartes en las esquinas. Solamente son apreciables desde el aire los restos de tres fortines y de unos 500 metros de trincheras.

#### Hornabeque de la Cabeza del Puente de Palmas

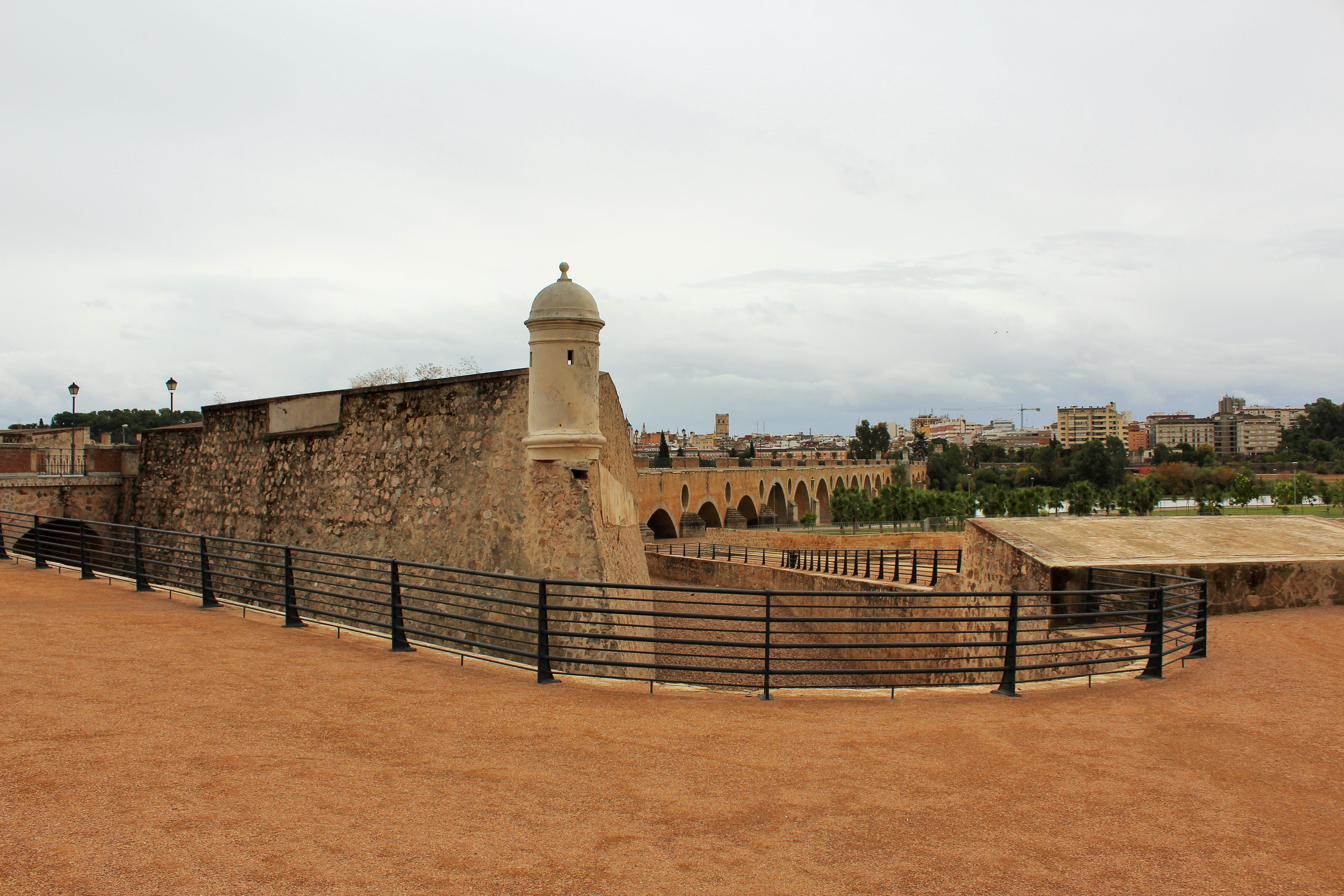
Vista exterior del flanco oeste.

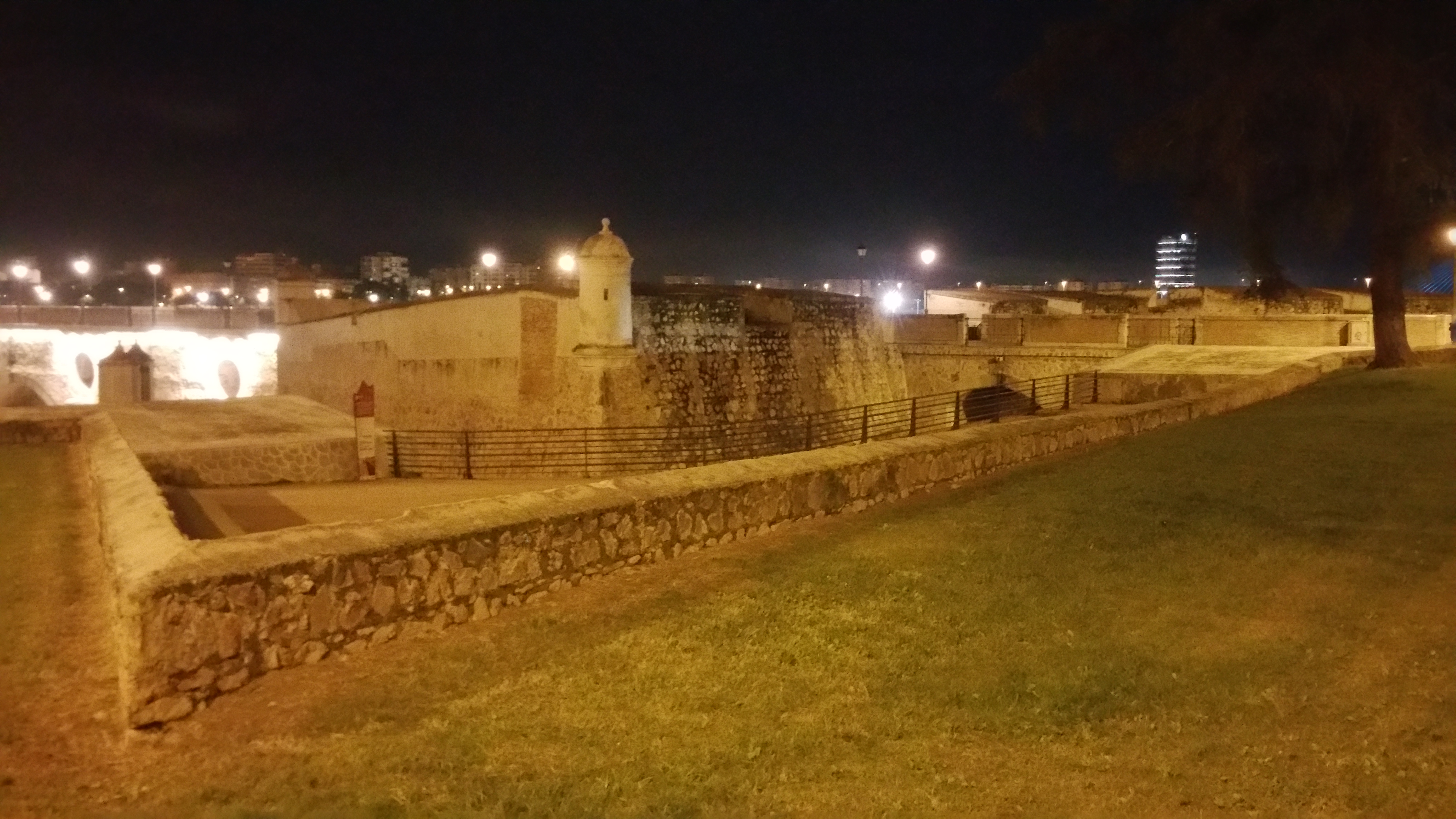
Vista nocturna del exterior del flanco occidental.

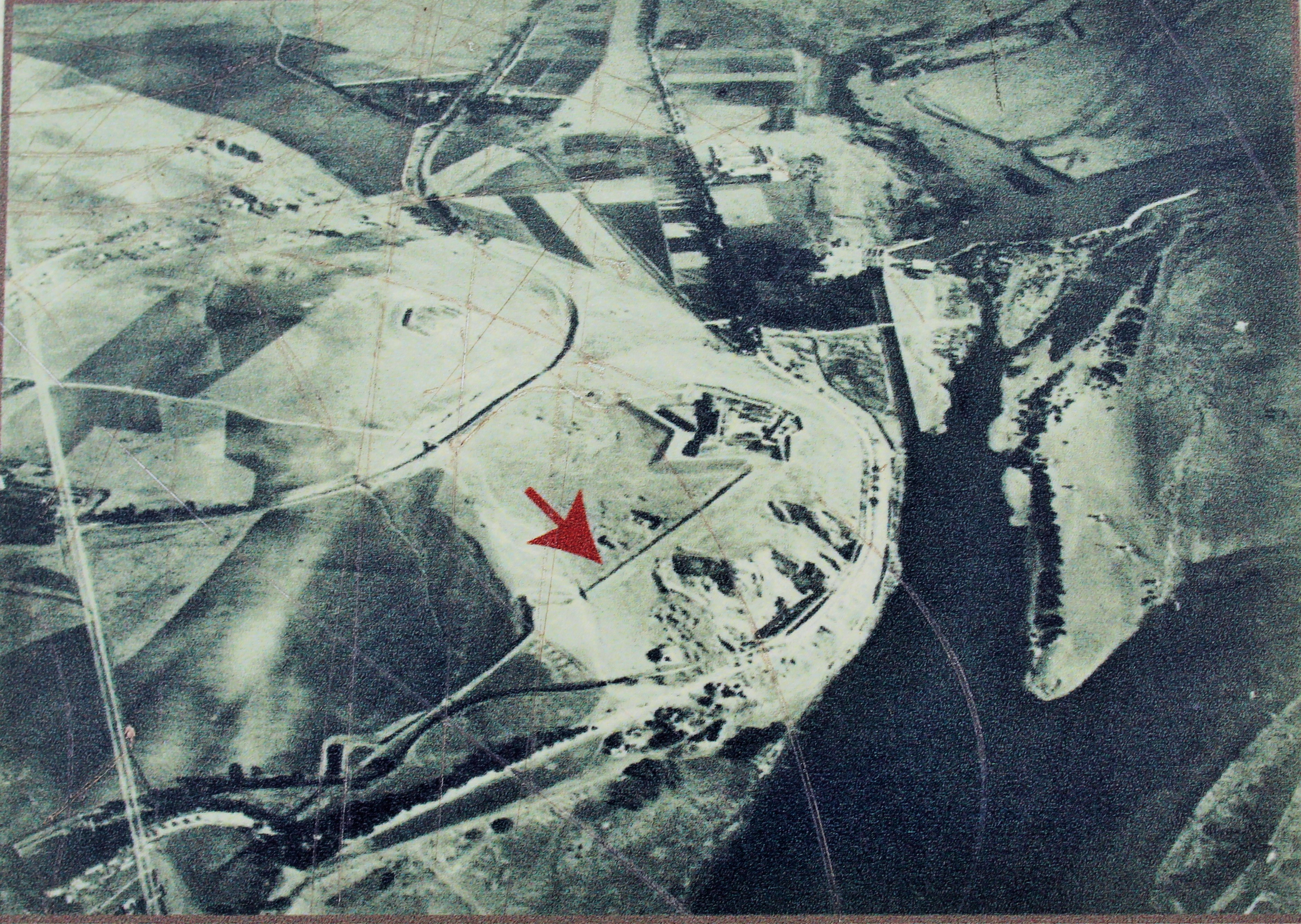
Vista aérea de 1914 del camino cubierto desde hornabeque al fuerte de San Cristóbal.

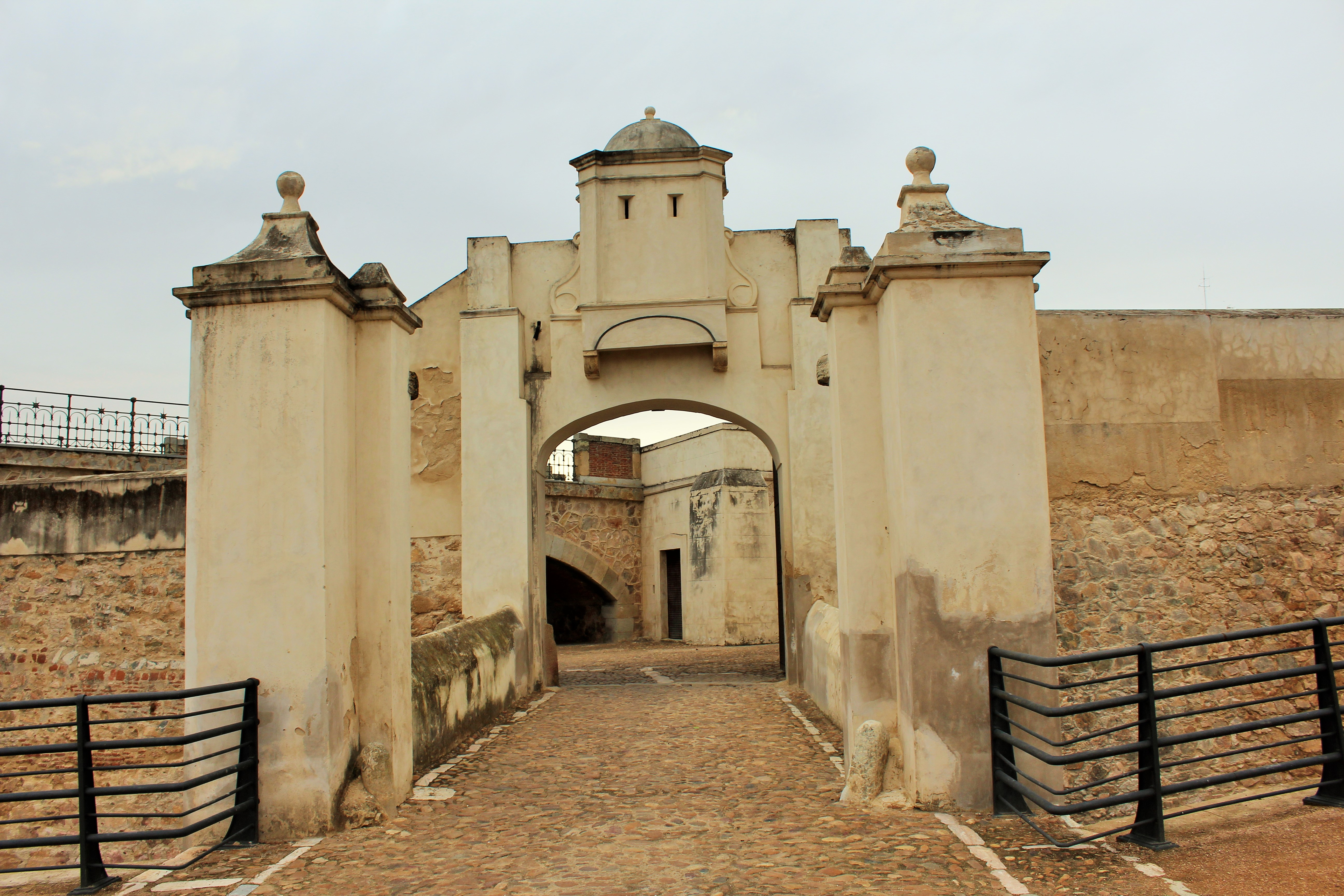
Fachada exterior de la Puerta de San Vicente.

El hornabeque es una defensa exterior a los recintos amurallados y constaba de un muro cortina que unía dos semi-baluartes. En general se construían para la defensa de pasos de ríos. Este hornabeque está situado en la margen derecha del río Guadiana, junto en el extremo norte del puente de Palmas. Se empezó a construir en 1642, en la misma época en que se llevaron a cabo las primeras obras de las defensas modernas de Badajoz.
La «Cabeza del Puente» estaba protegida por un hornabeque de este tipo y está compuesto por dos semi-baluartes unidos por un muro cortina entre ellos. La salida al exterior se efectuaba bajando la rampa que desciende a la Puerta de San Vicente, no existiendo entonces los últimos arcos del puente, que son de construcción moderna. Dispone de foso, plaza de formación de la tropa, traveses, glacis, sala para el cuerpo de guardia y habitación para el oficial jefe de las tropas así como tres garitas de vigilancia y varias troneras para cañones.
El hornabeque tiene una única puerta en su flanco derecho, la Puerta de San Vicente, de donde partían los caminos que iban hacia Alburquerque, Elvas, la ciudad portuguesa de Campo Maior y el camino cubierto que llegaba hasta el fuerte de San Cristóbal. También quedan algunos restos de la fuente de la Rana, construida en el siglo XVIII en sus proximidades. El paso del puente de Palmas sobre el hornabeque se construyó en 1868 alargando el tablero para dar continuidad al puente hacia la calle que unía la ciudad con la nueva estación de ferrocarril y así facilitar el paso de vehículos.
El fortín de la Cabeza del Puente y el fuerte de San Cristóbal tuvieron una gran importancia en la guerra que enfrentó a España contra Portugal, ya que fueron sometidos a varios ataques y asedios. Durante el ataque portugués del 23 de junio de 1658, que duró toda la noche, estas tropas consiguieron tomar el fortín, pero fue recuperado por el «Tercio de la Armada» si bien a costa de muchas bajas, entre ellas la de varios capitanes y la del marqués de Lanzarote que era el gobernador de la plaza de Badajoz. A pesar de ellos, las tropas portuguesas no cesaron en su empeño, ya que se reagruparon en la zona llamada «Vado del Moro», que fortificaron y volvieron a poner cerco a la ciudad.
El recorrido, que no es fácil realizar de forma intuitiva por tener tantas galerías, fosos, etc., se hace por el exterior desde el flanco oeste hacia el este y, a continuación, en sentido contrario con algunas desviaciones por lo ya indicado.

Galería
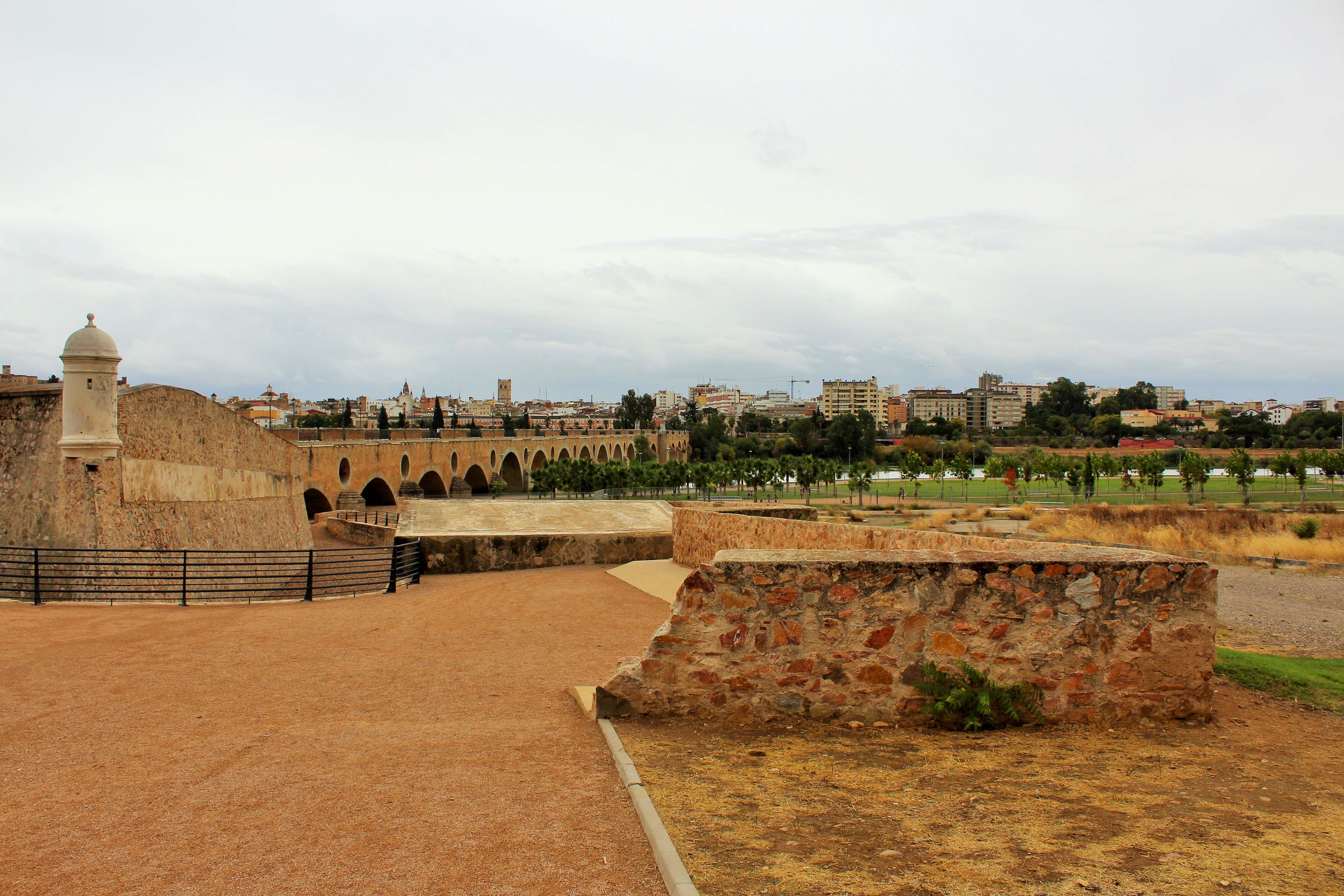
Vista desde el exterior del flanco oeste
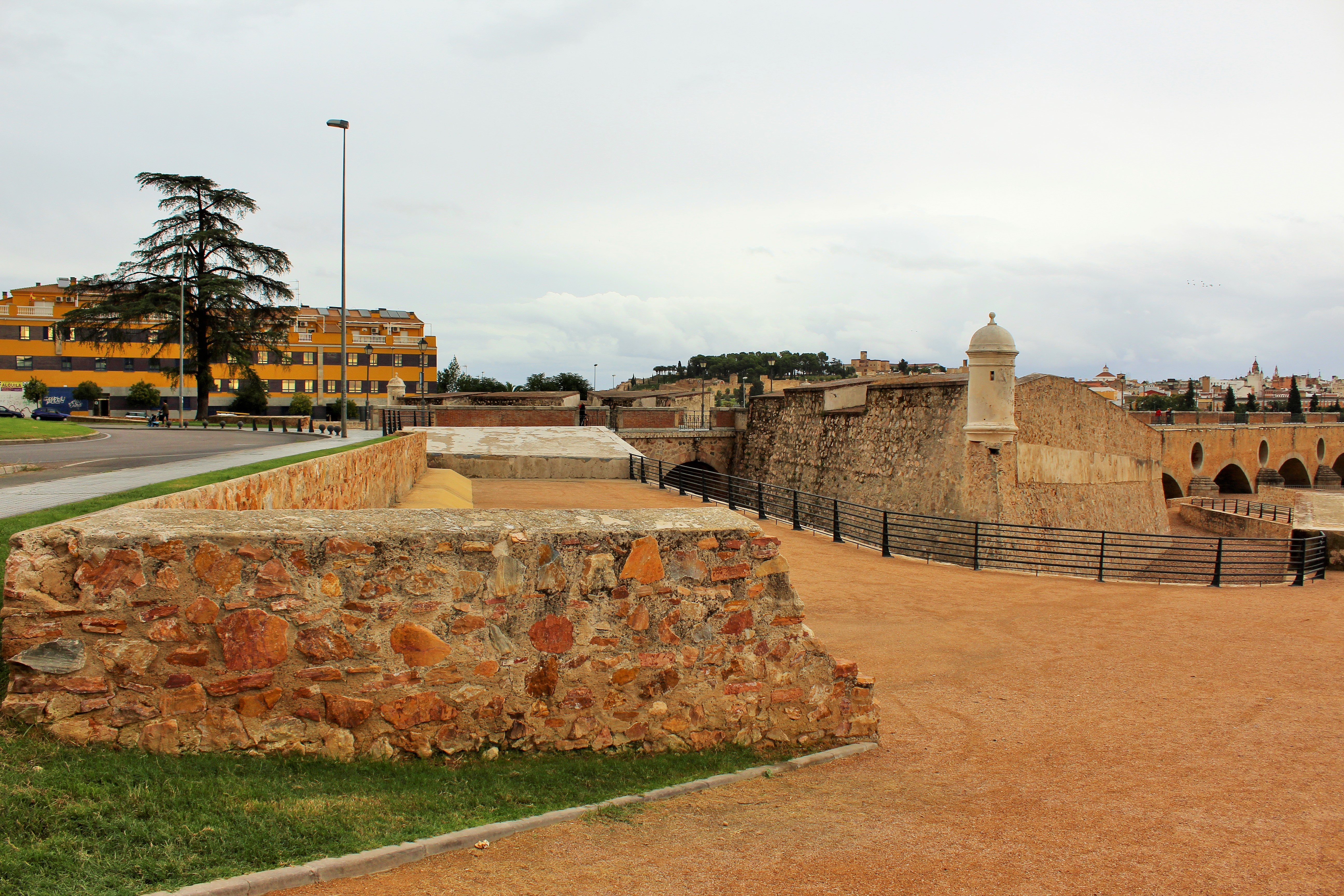
Vista desde el exterior del flanco oeste
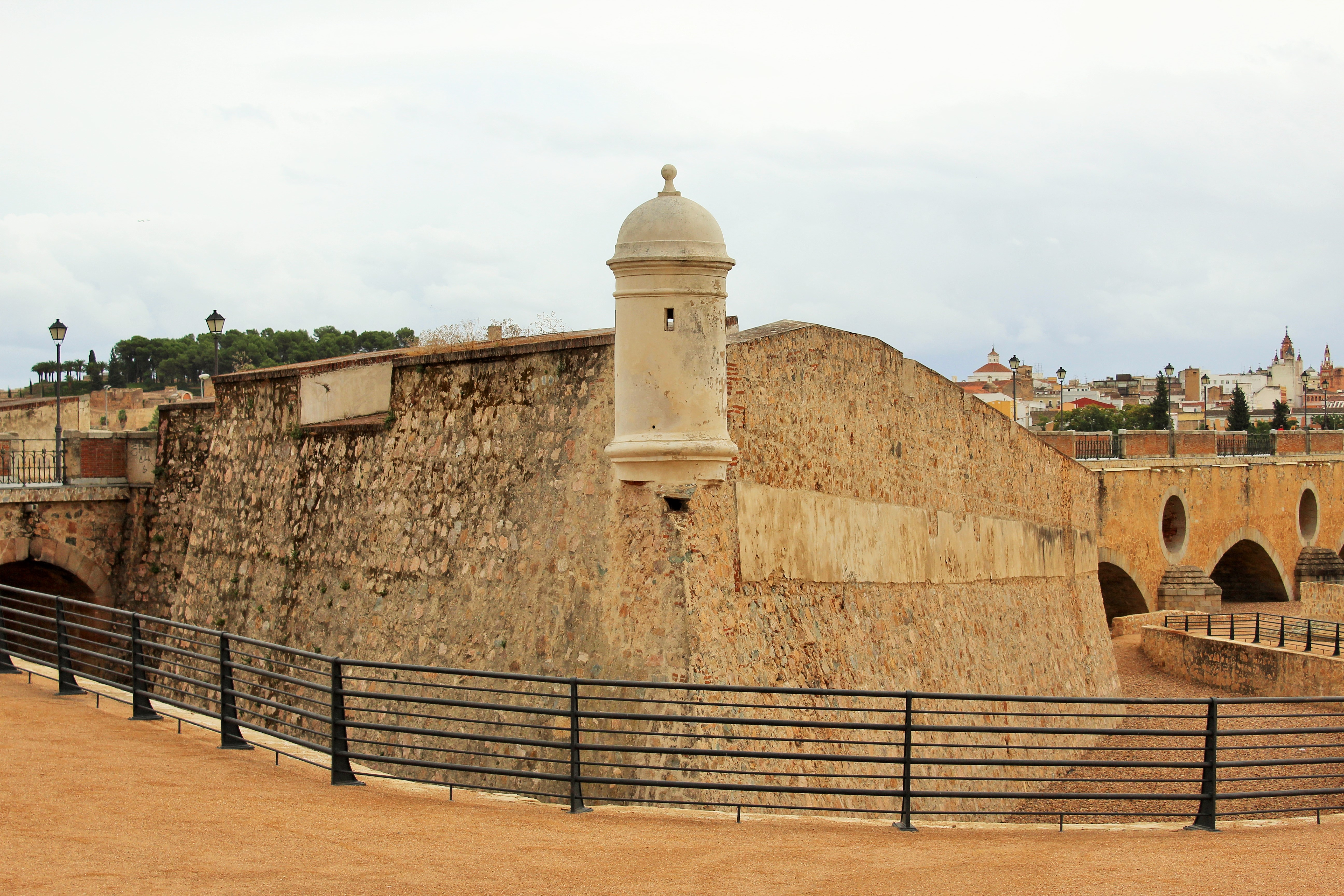
Lienzos de flanco oeste en ángulo agudo, foso y garita
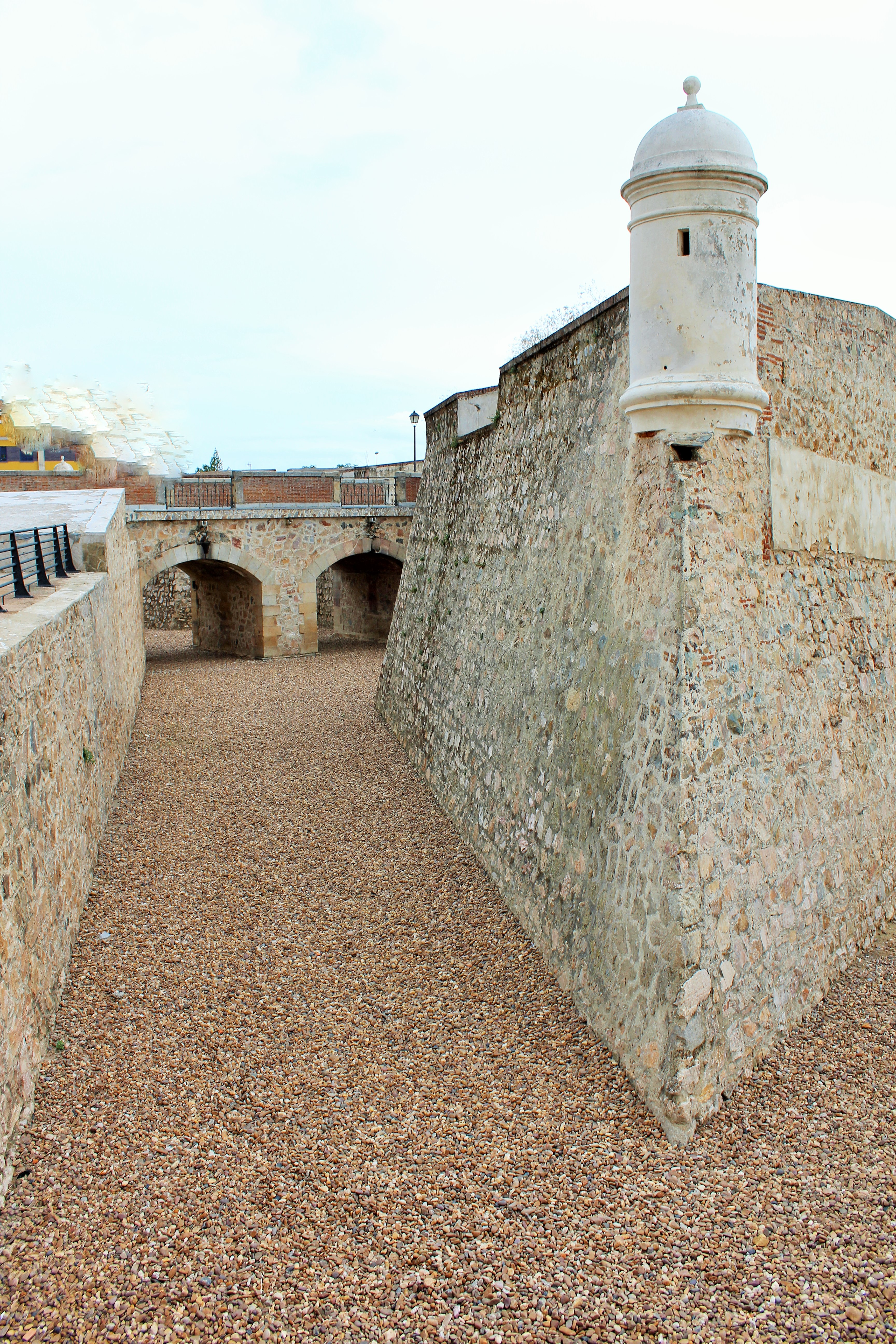
Lienzos en ángulo hacia occidente, garita y foso
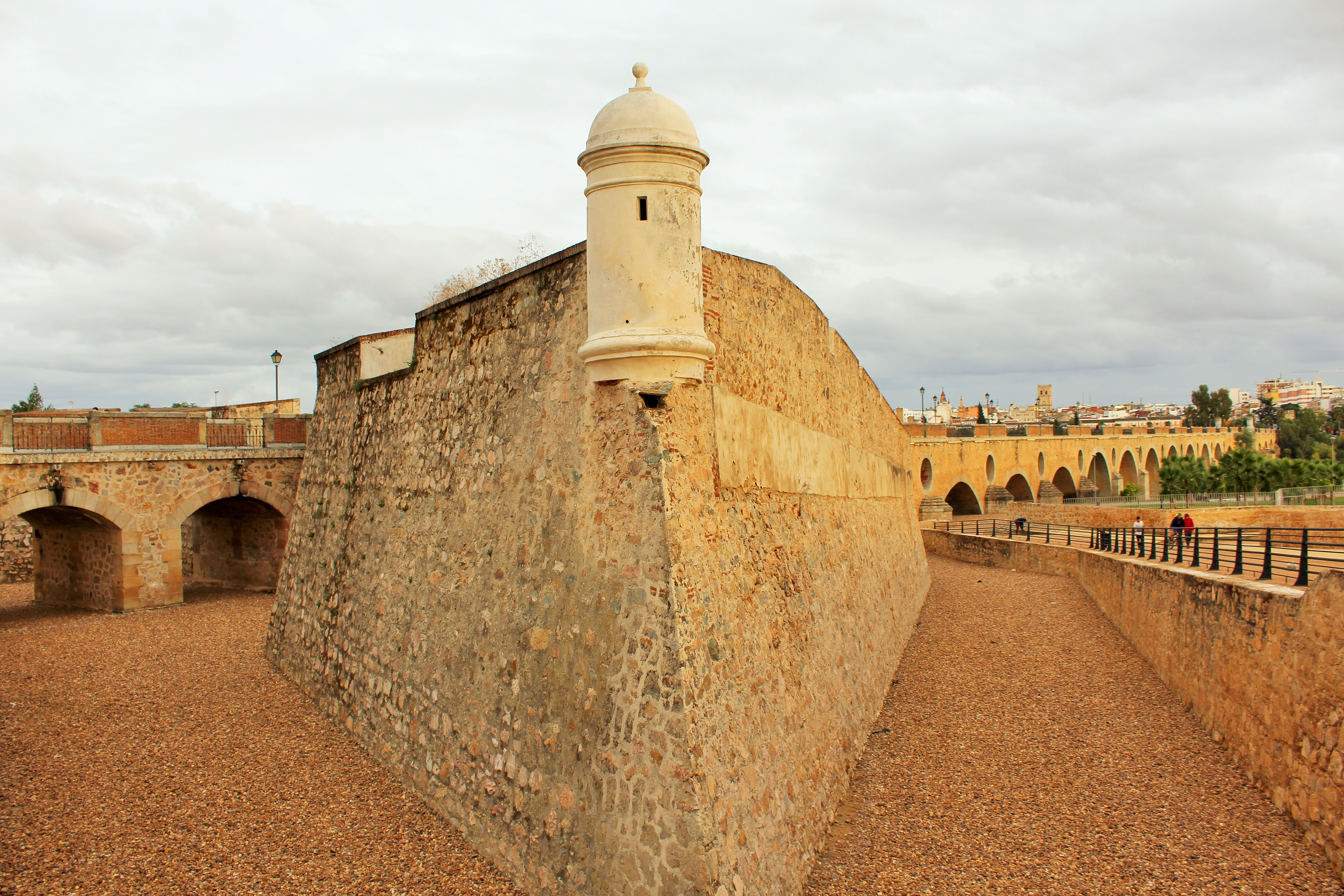
Lienzos en ángulo muy agudo, foso y garita y Puente de Palmas al fondo
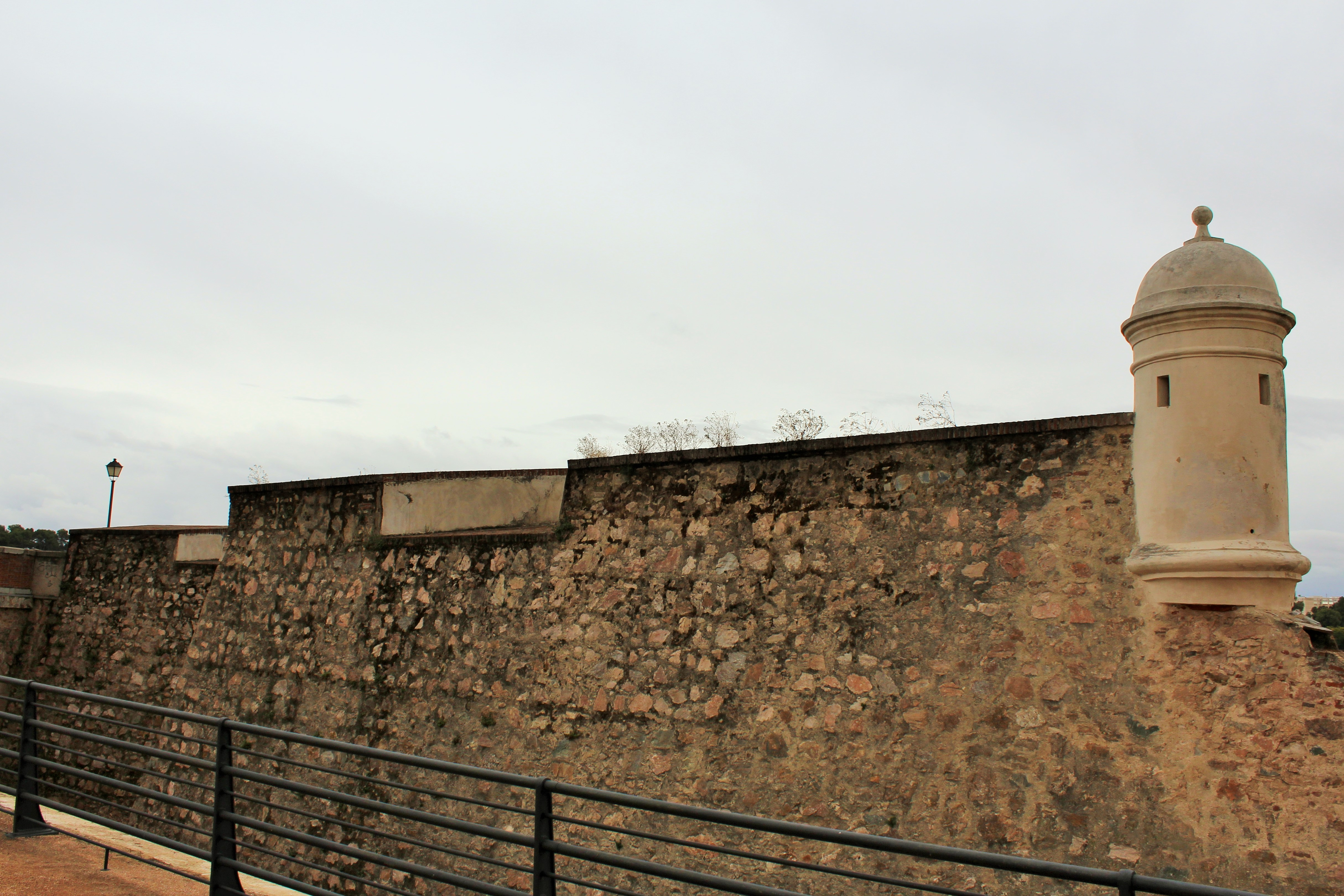
Lienzo de muralla al noroeste con garita y troneras
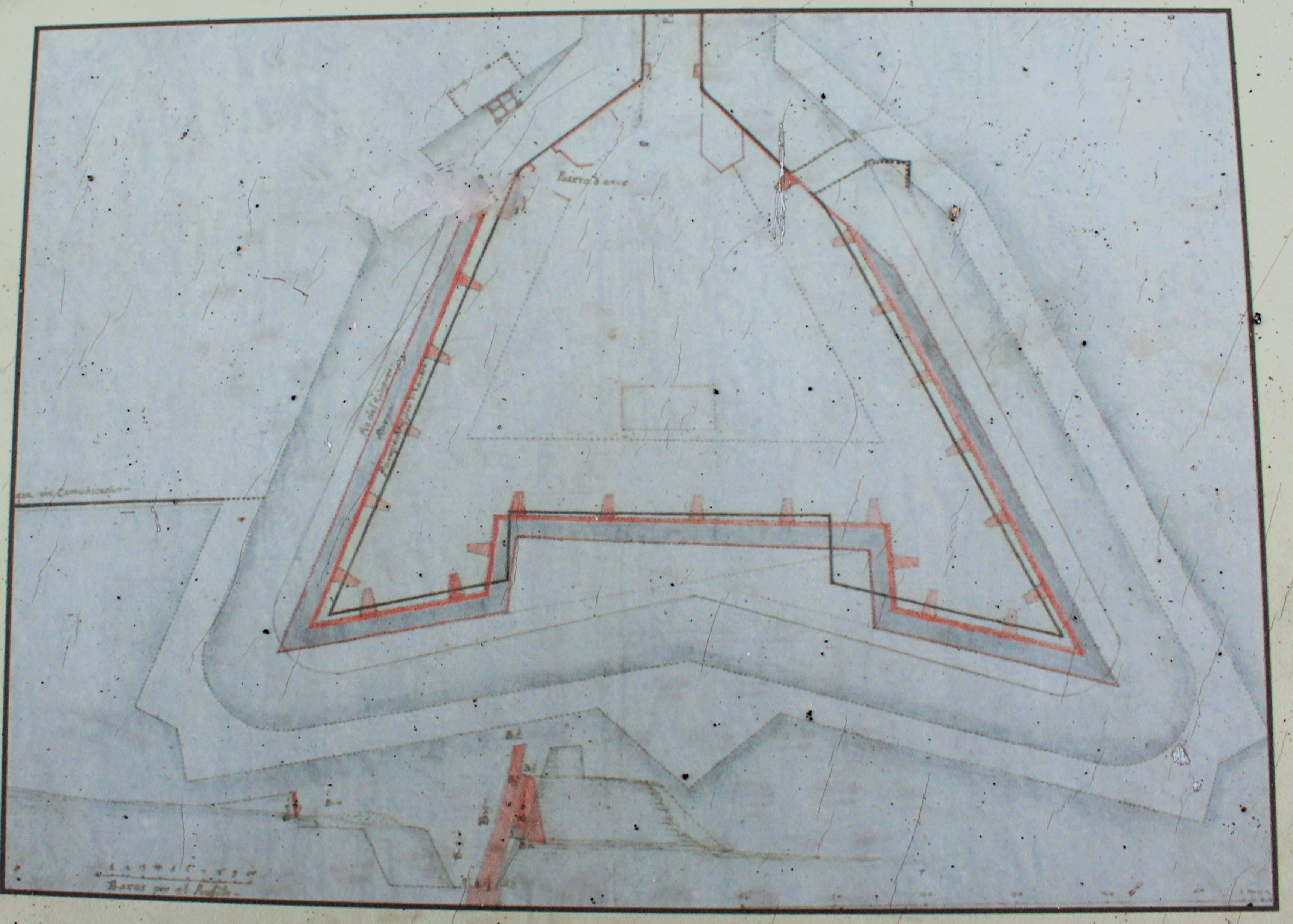
Proyecto de hornabeque de Badajoz de Lorenzo Possi, hacia 1665
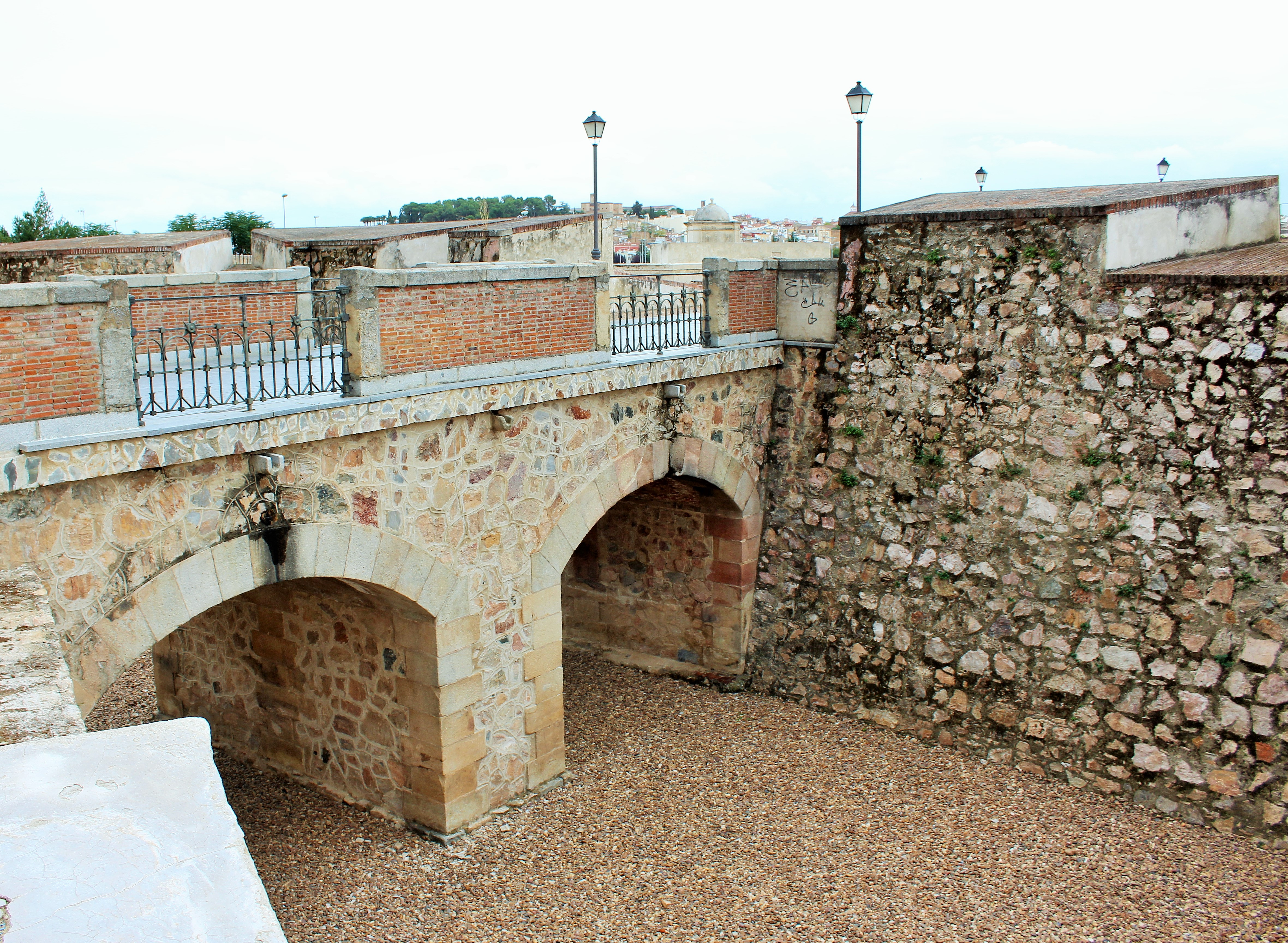
Paso moderno del Puente de Palmas a través del hornabeque
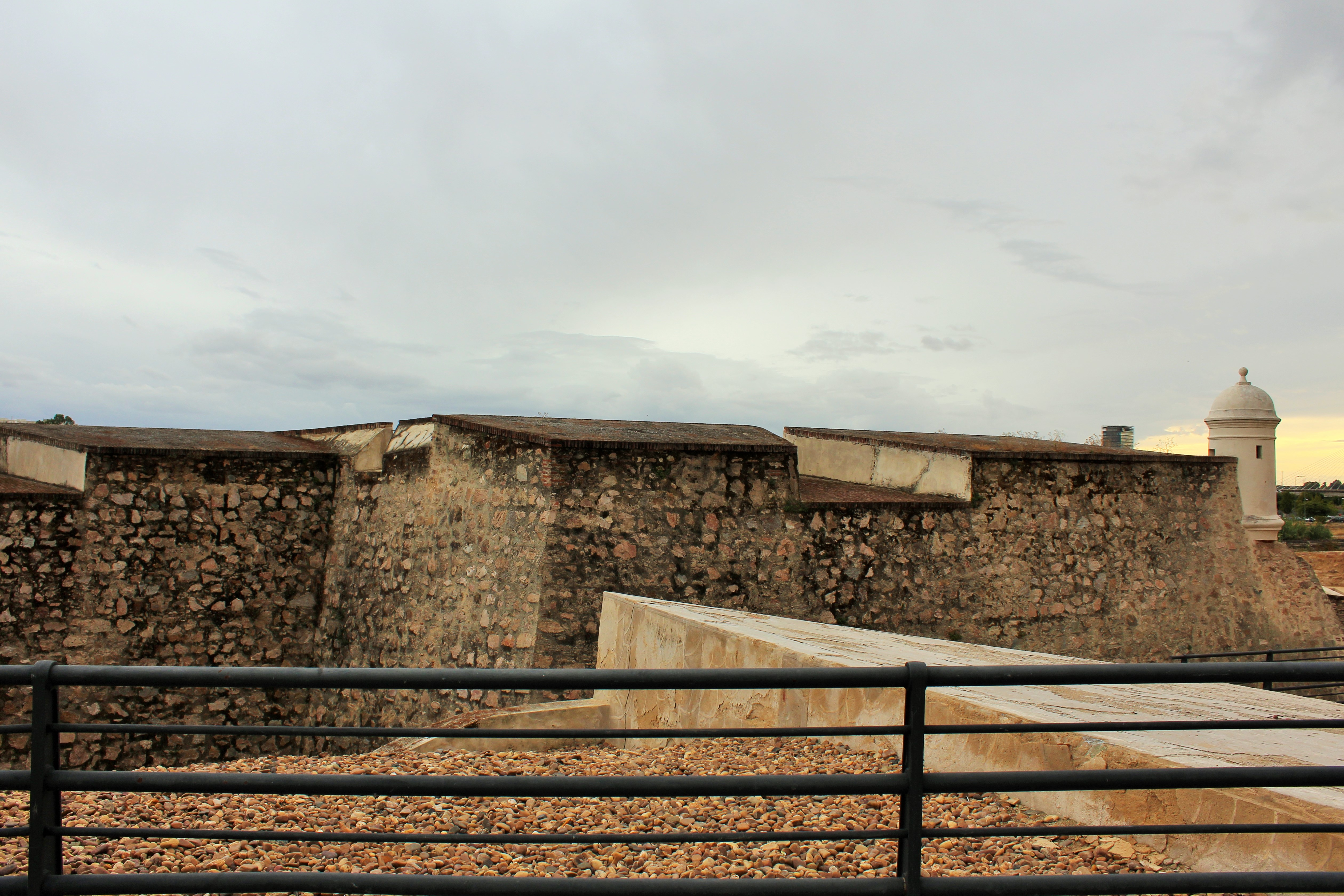
Tres lienzos en ángulo, garita, foso y troneras hacia en noroeste
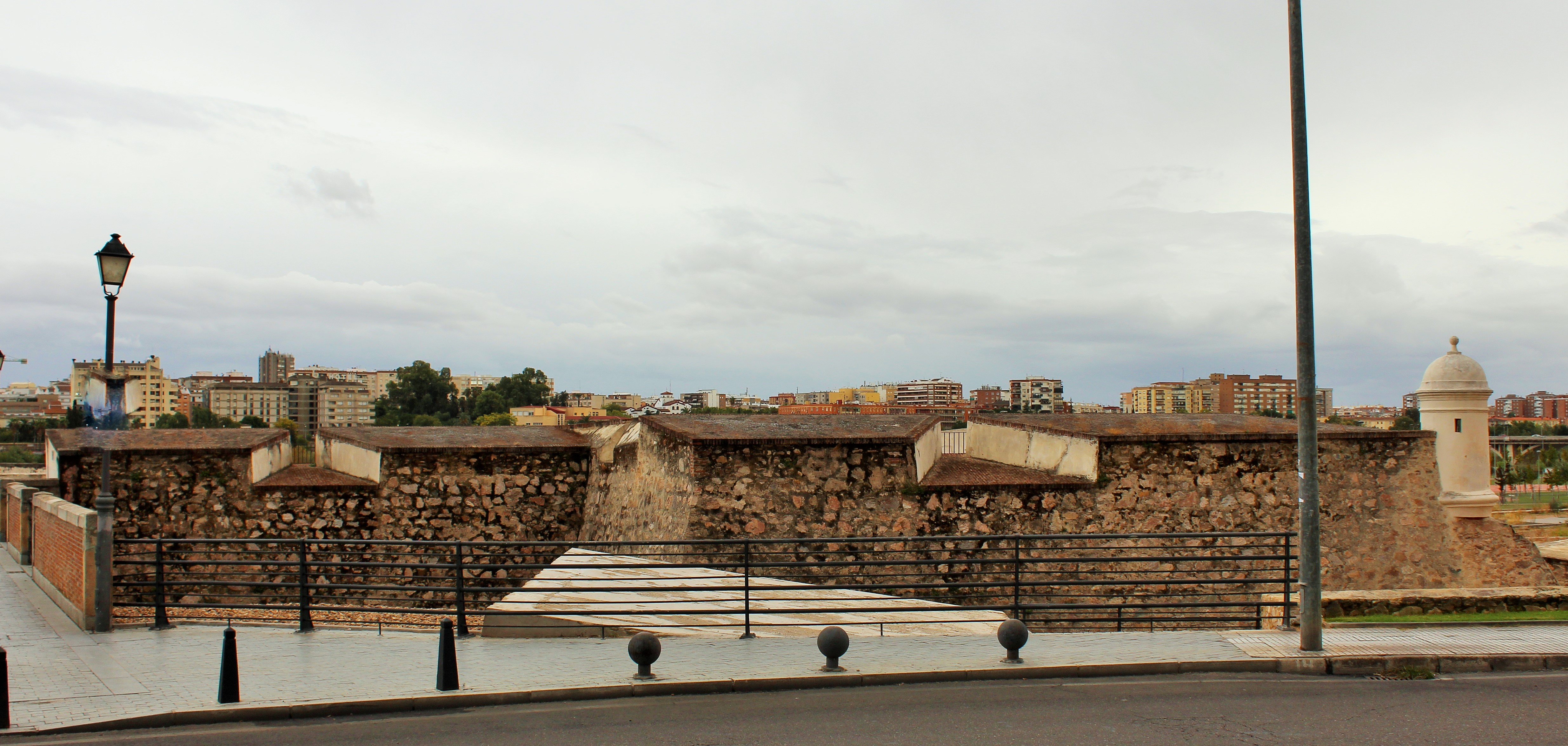
Mitad oeste con lienzos en ángulo, garita, foso y troneras
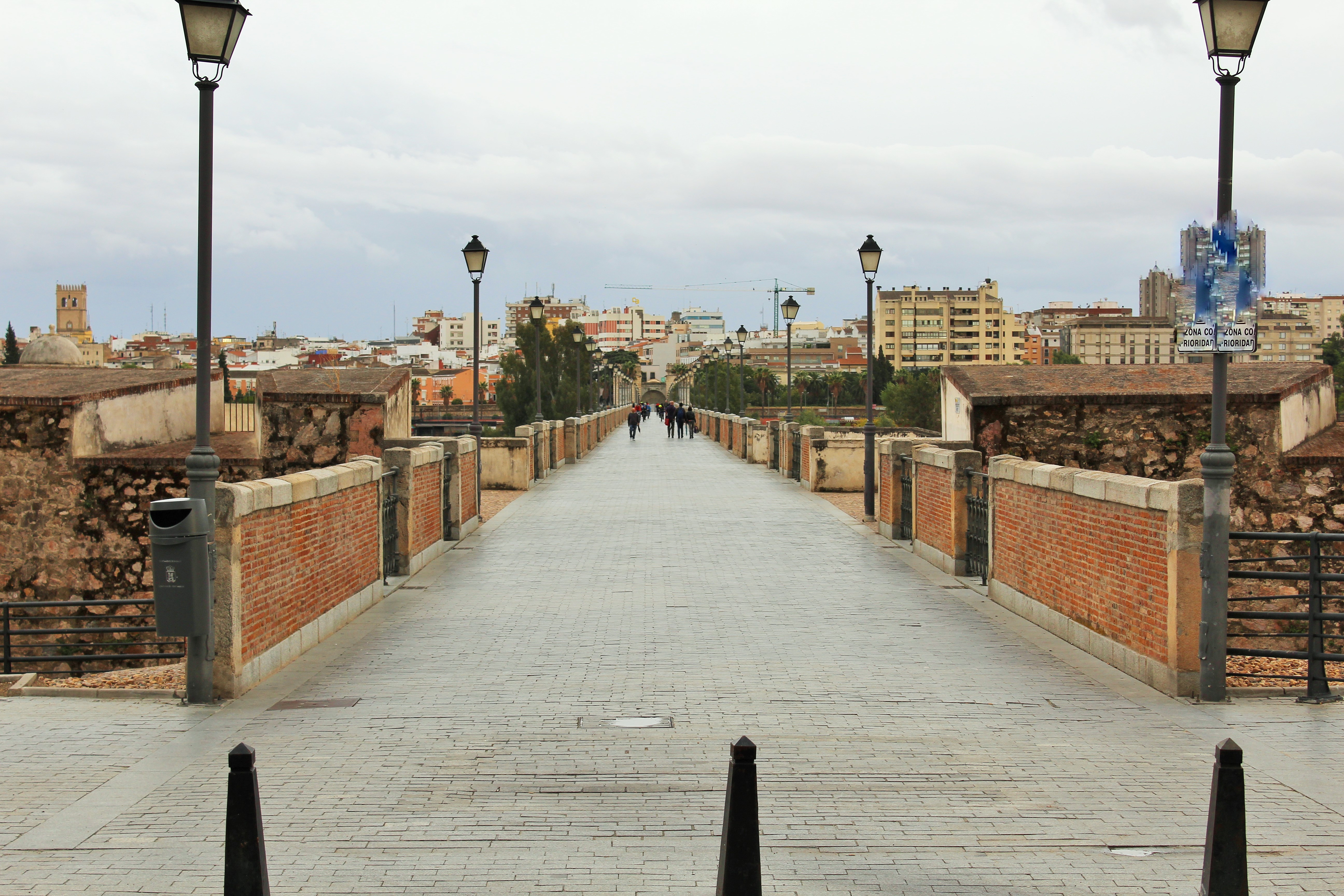
Puente de Palmas desde el hornabeque que queda dividido en dos por el puente
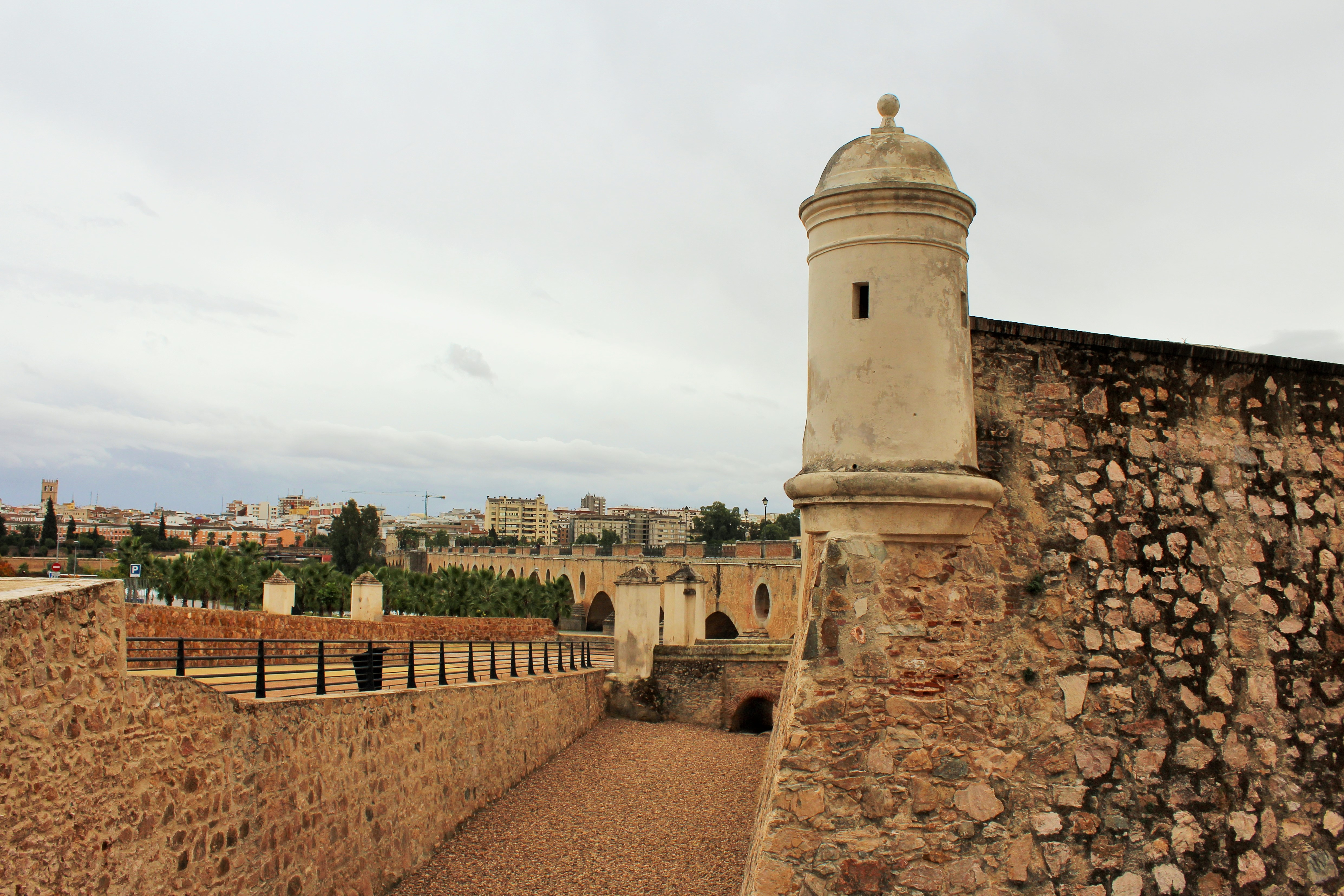
Flanco oriental con garita, foso y Puerta de San Vicente
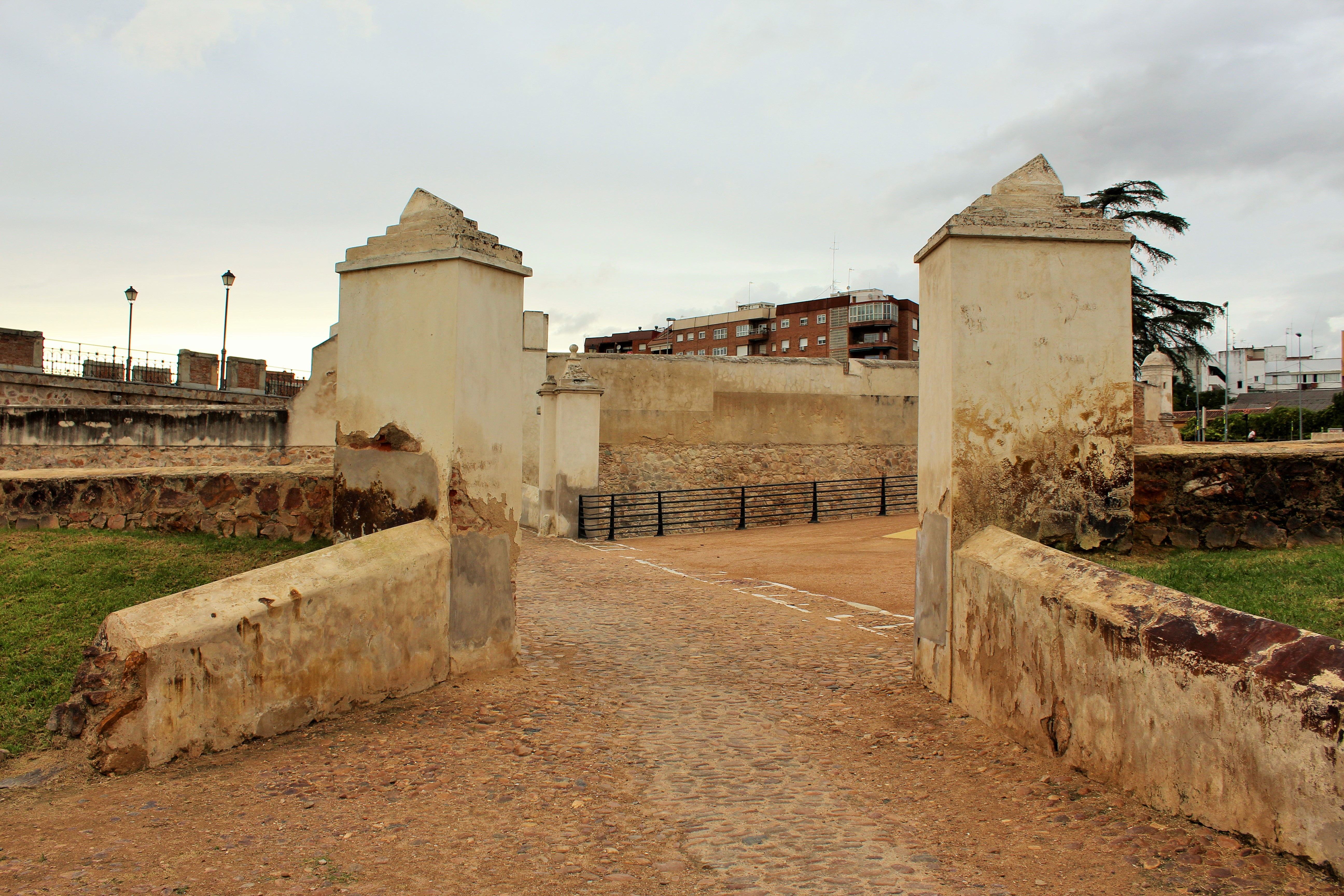
Salida de la Puerta de San Vicente hacia camino cubierto al fuerte de San Critóbal
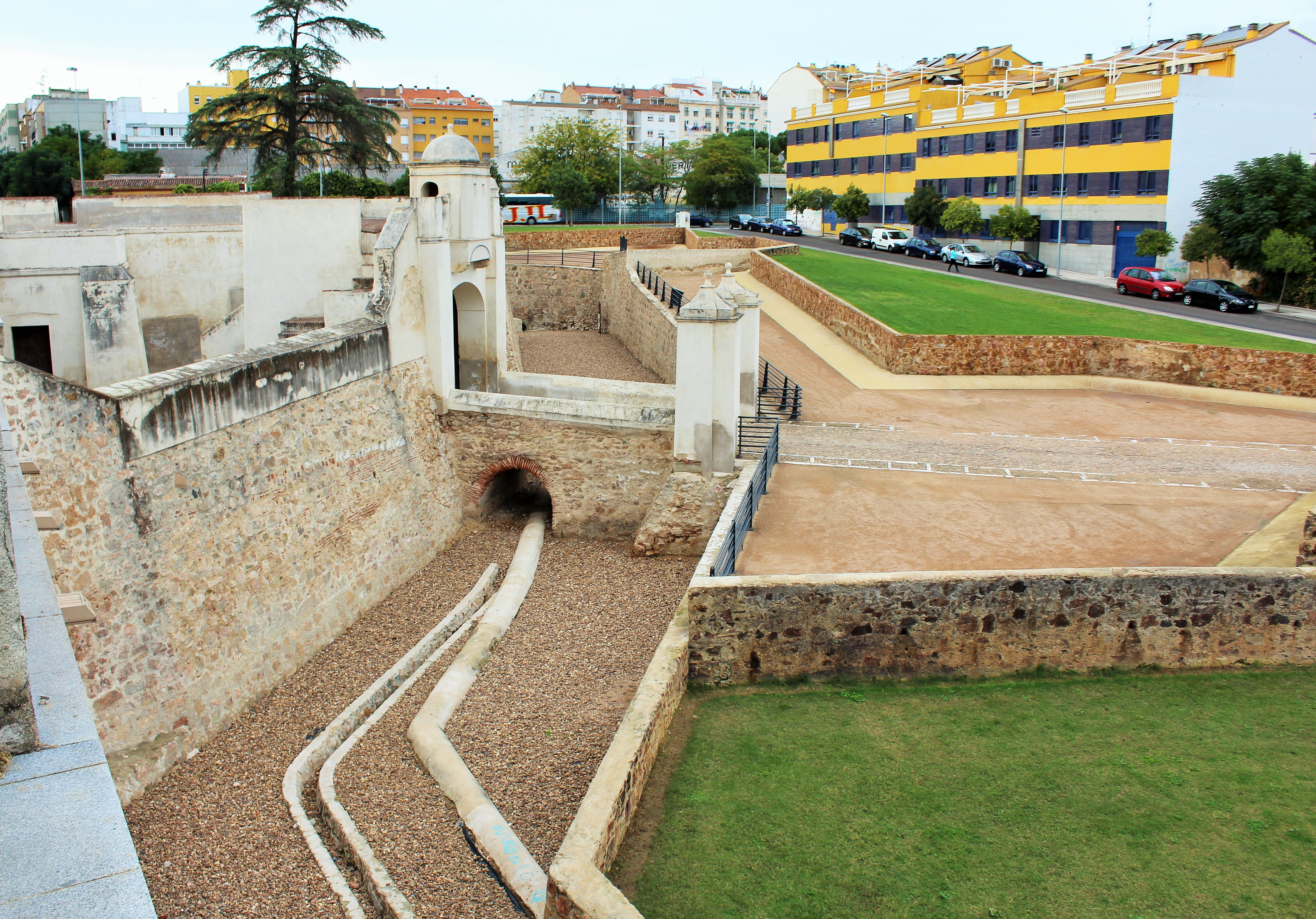
Flanco oriental desde el puente de Palmas y Puerta de San Vicente
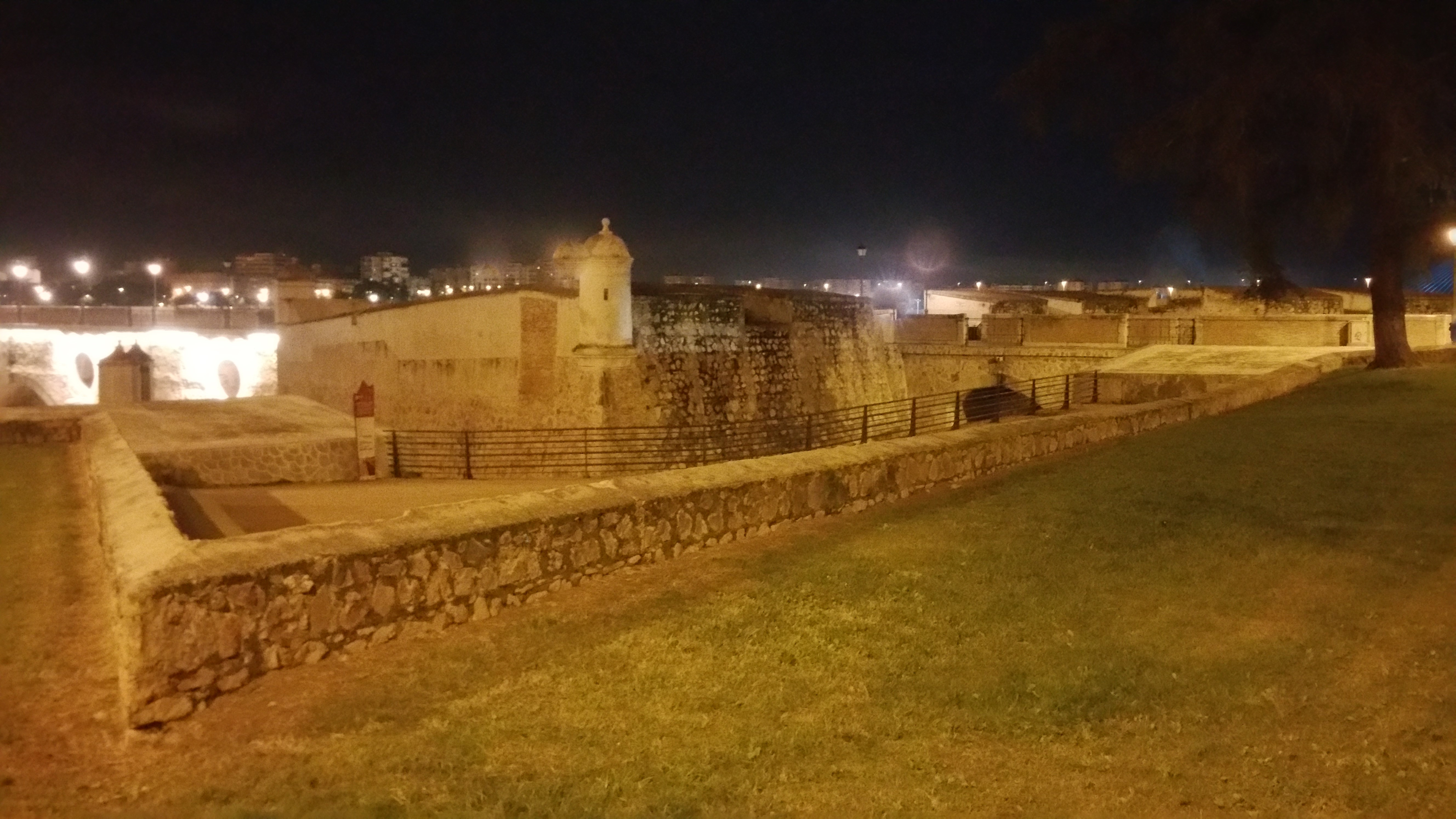
Vista nocturna del flanco derecho, al norte
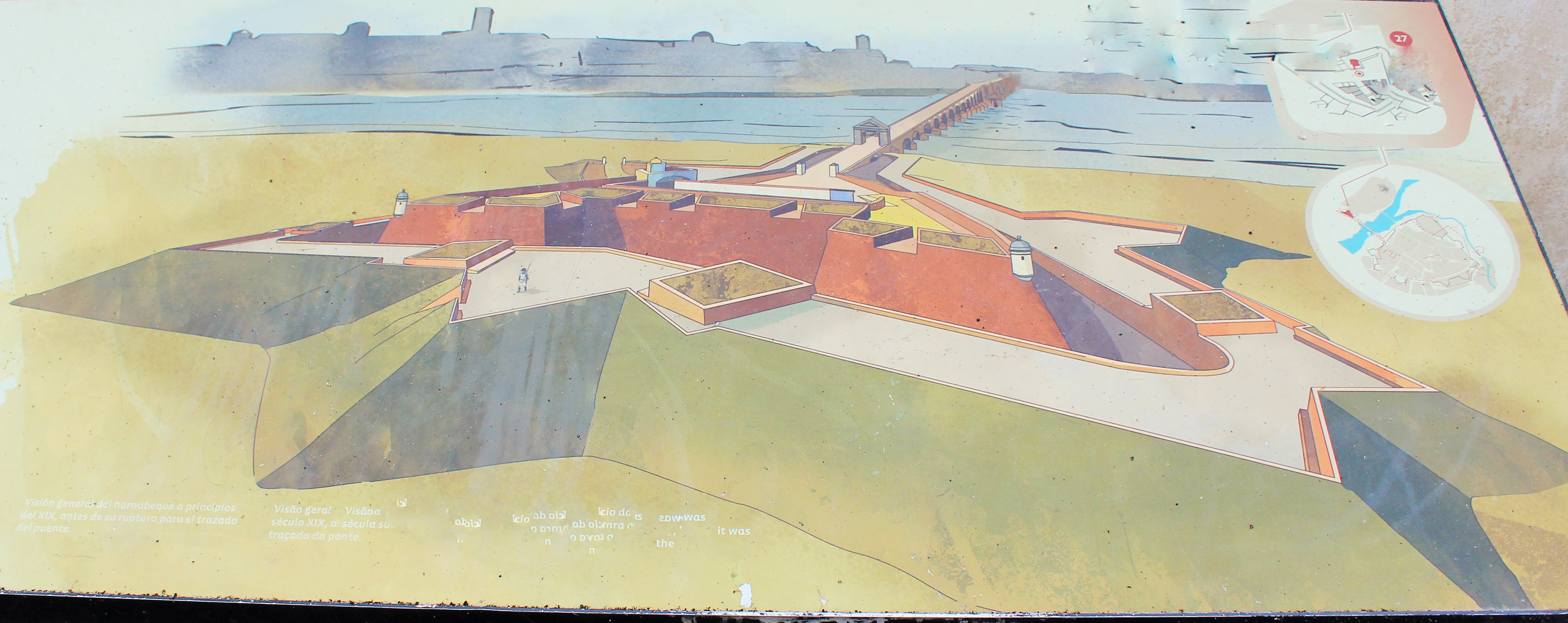
Esquema figurativo del hornabeque

#### Fortines menores
Además del recinto abaluartado y de los fuertes exteriores, también se construyeron una serie de fortines exteriores con menor capacidad defensiva, ya que estaban defendidos únicamente por fosos y estacadas. Erigidos a toda prisa, muy pocos contaban con «pasos cubiertos», es decir, comunicaciones mediante largas fosas con profundidad suficiente como para estar a resguardo del fuego enemigo al transitar por ellas. En varios casos los defensores quedaban cercados por el enemigo, que tomaba el fortín y lo utilizaba para apretar el cerco. Entre los varios fortines que se edificaron estaban los de «Las Mayas», «Cerro del viento», «Vado del Mayordomo», «Vado del Moro», «San Miguel», «San Gabriel», «San Gaspar», «Telena» y varios más.

### Revellines

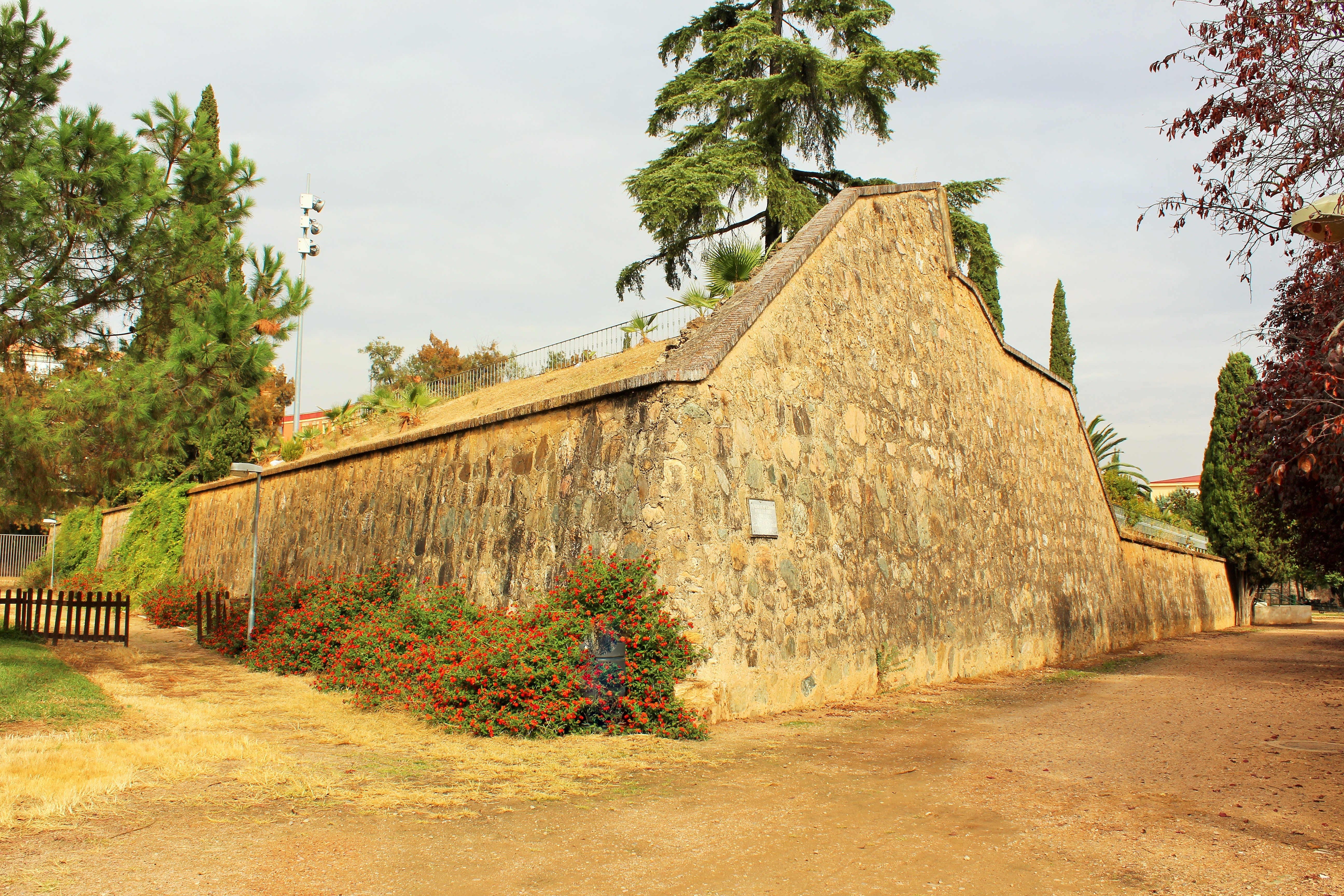
Muralla del revellín del auditorio paralelo a la muralla.

El revellín —en español antiguo también rebellín— es una fortificación generalmente triangular situada exenta del cuerpo de la fortificación principal y delante de ella, que suele estar al otro lado de un foso para dividir a la fuerza atacante y cubrir mejor los muros de cortina mediante fuego cruzado. Junto con otros elementos, forma parte del diseño llamado de traza italiana, de ahí su etimología, ya que procede del italiano rivellino o revellino. Los fusileros se parapetan en bancadas que les permiten disparar mientras que sus compañeros se agachan para cargar sin exponerse al fuego enemigo. El lado del triángulo semi-paralelo al lienzo donde está dispuesto el revellín no suele tener defensas para que, en caso de ser tomado por el enemigo, no puedan parapetarse y hacerse fuertes en el.

#### Revellín de San Roque
Está situado entre la avenida Ricardo Carapeto y el arroyo Rivillas. El revellín de San Roque defendía la Puerta del Pilar, fue construido avanzado el siglo XVIII y estaba unido por un camino cubierto con el Fuerte de la Picuriña. El espacio situado entre este enclave y el resto de la fortificación se podía inundar, para lo que durante el sitio de 1812 se levantó una presa de aguas abajo del arroyo Rivillas, elevándose unos metros el nivel del arroyo. Su misión era la de proteger la zona situada entre el Baluarte de San Pedro y el Baluarte de la Trinidad.
Tiene planta triangular, casi equilátera, con la base en la zona más próxima al recinto abaluartado y el ángulo opuesto apuntando al exterior. La base citada solía estar desprotegida para que, en caso de ser tomado por las fuerzas atacantes, no lo pudieran utilizar como puesto de ataque. Por otro lado, esta desprotección facilitaba el repliegue de las fuerzas defensoras hacia la ciudad si el revellín fuese tomado por los atacantes. La altura de los revellines era inferior a la de las murallas de la ciudad para atacarlos en caso de ser tomados y disponían de un terraplén revestido y parapeto. Durante los primeros años del siglo XXI ha sufrido numerosas modificaciones si bien ha conservado muchos de sus elementos principales. En la zona más próxima al arroyo Rivillas se ha habilitado como parque por lo que se pueden observar algunos de los elementos originales, no así en la zona opuesta donde los edificios modernos constriñen el revellín ocultándolo casi totalmente.

#### Revellín del Auditorio

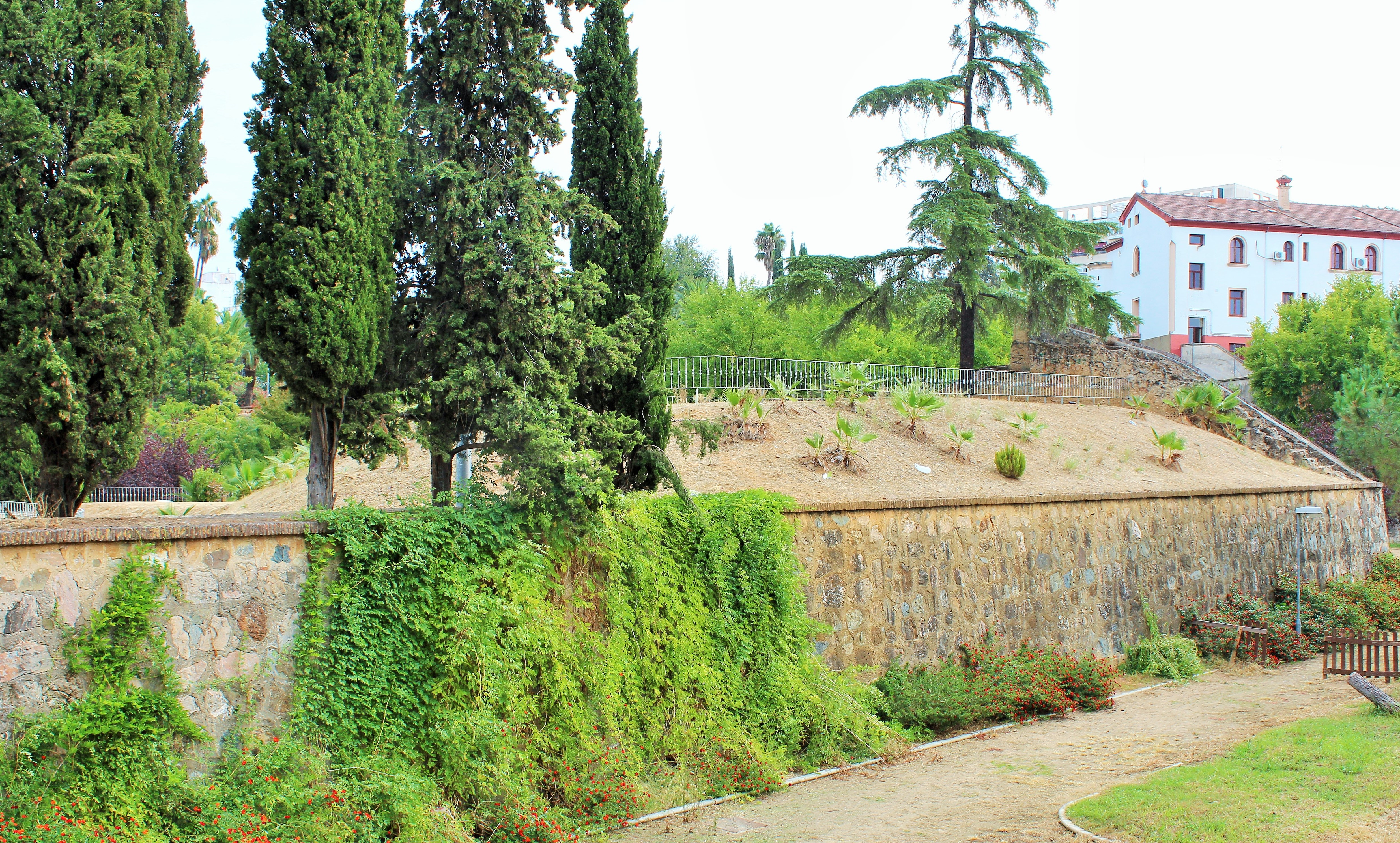
Lateral occidental del revellín

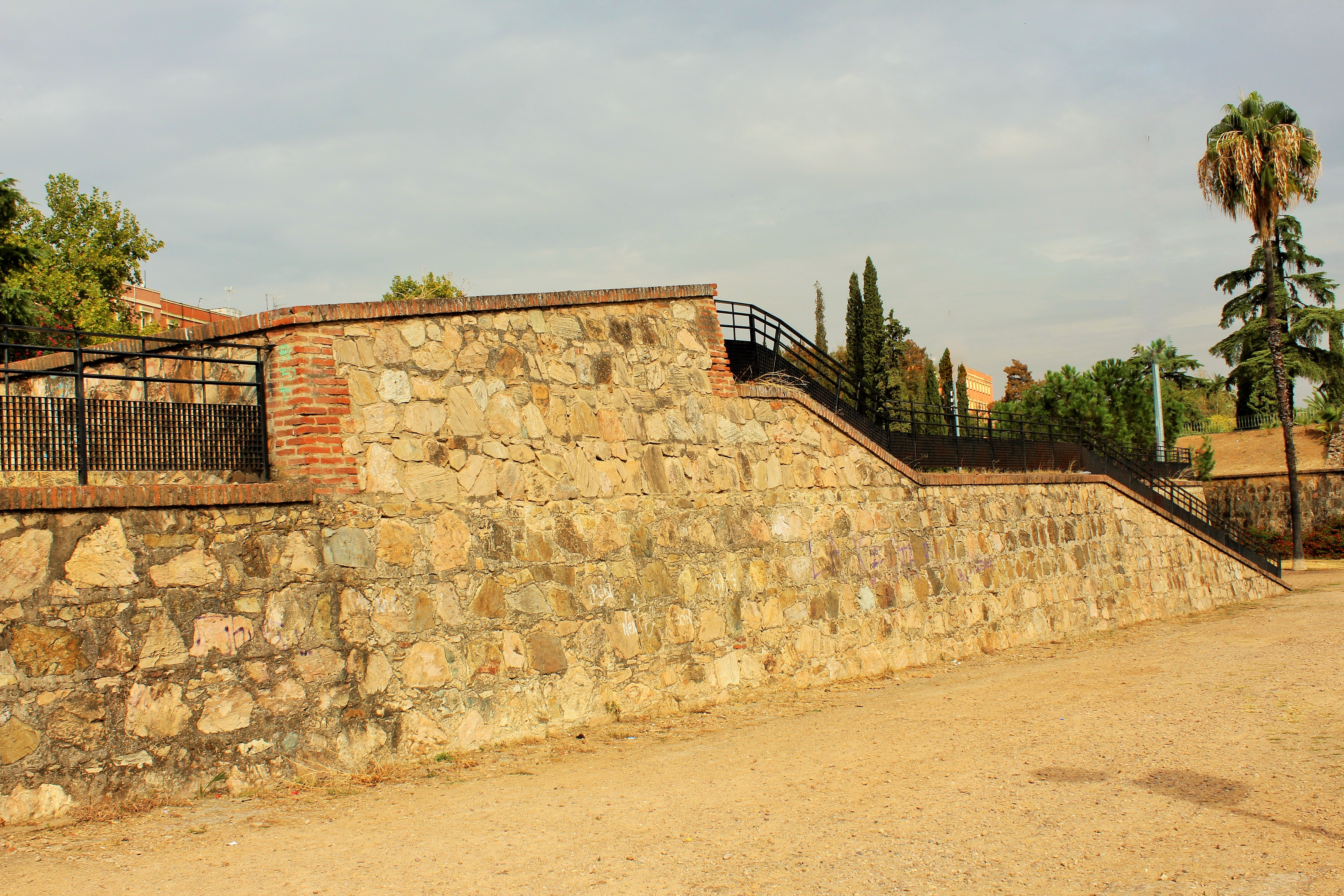
Flanco oriental del revellín

El revellín del Auditorio, llamado así últimamente por estar junto a un auditorio construido al aire libre, está situado entre los baluartes de San José y de San Vicente y su función defensiva era la de proteger el lienzo que une ambos baluartes. Es de poca altura y planta triangular, con una punta del triángulo apuntando hacia el exterior, de donde provenían las fuerzas atacantes, ya que su misión es dividirlas para una mejor defensa del bastión correspondiente. El baluarte de San Vicente tiene una poterna en su flanco izquierdo, protegida por un orejón, al igual que ocurre en otros baluartes ya citados. La comunicación entre las fuerzas apostadas en el revellín y el interior de la ciudad se hacía mediante esta poterna, que todavía subsiste y permitía el paso entre la parte superior del baluarte de San Vicente con la zona donde está el revellín. Junto a este se encuentra el auditorio municipal Ricardo Carapeto, de ahí su nombre popular.

#### Revellín del Fuerte de San Cristóbal
Está situado en el fuerte de San Cristóbal. Como todos los revellines, tiene planta triangular con un vértice del triángulo apuntando hacia el exterior, en este caso hacia el noroeste, desde donde provenían los ataques del ejército portugués.

### Complejo de túneles y subterráneos del sistema abaluartado
Cuando se llevó a cabo la construcción del Semibaluarte de San Antonio como parte del sistema abaluartado de murallas y se clausuró la Puerta del Alpéndiz se construyeron una serie de túneles y salas subterráneas en esa zona durante el siglo XVII, conocidos como los «Subterráneos de Calatrava». Estos tuvieron como funciones el alojamiento de tropas y el almacenamiento de materiales de guerra, gracias a la solidez de sus muros y a sus bóvedas a prueba de bombas.

### Fosos

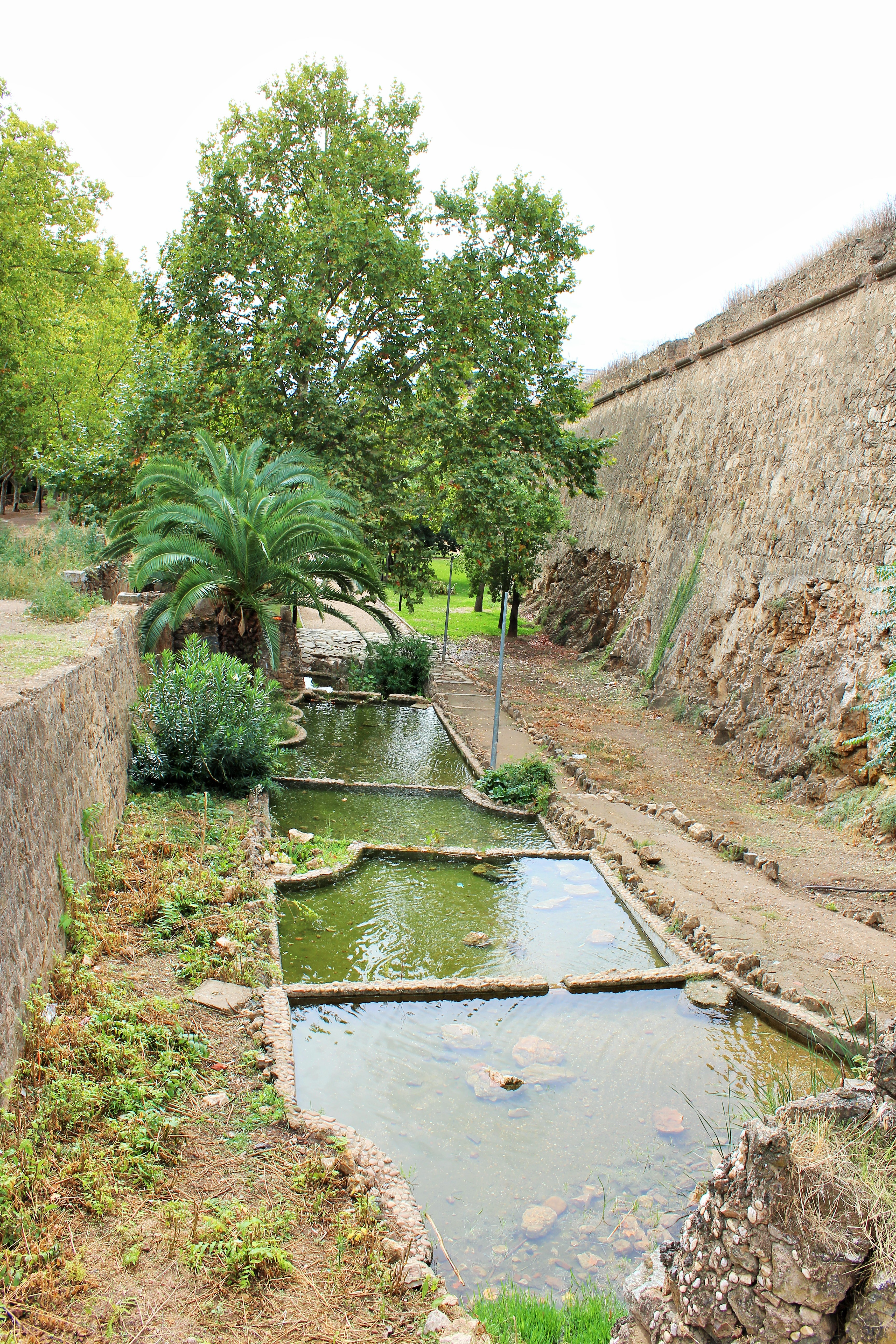
Foso en el semibaluarte de San Antonio.

En el recinto abaluartadas de Badajoz, los fosos rodeaban todo el perímetro, así como el de obras exteriores como fuertes o revellines. En algunos casos los fosos estaban revestidos de modo que la contraescarpa era de mampostería, al igual que la muralla. En puntos concretos, como alrededor del Baluarte de La Trinidad o del Revellín de San Roque, existía la posibilidad de inundar el foso.
En Badajoz todavía permanecen los fosos alrededor de casi todos los tramos de muralla conservados. Sin embargo, la contraescarpa solo se conserva en los entornos de los baluartes de San Pedro y de Santa María, así como en el Hornabeque, el fuerte de San Cristóbal y los revellines de San Roque y Auditorio.

### Las galerías de fusileros
Una galería aspillerada para fusileros es una galería situada en el interior de un baluarte, normalmente en sus flancos, con pequeñas aspilleras, divididas en celdas mediante tabiques transversales, por donde pueden disparar los soldados y así cubrir el foso. En la galería había un grueso tabique se separación cada tres puestos de fusileros para que, en el caso de que algún impacto de artillería abriese un boquete en cualquier zona, no se viesen afectadas las anexas de ambos lados. En el recinto abaluartado de Badajoz se construyeron galerías de fusileros en el último tercio del siglo XVIII según los proyectos del ingeniero Pedro Ruiz de Olano. Actualmente se conservan todas menos una.

### Los caminos cubiertos, traveses, plazas de armas y glacis

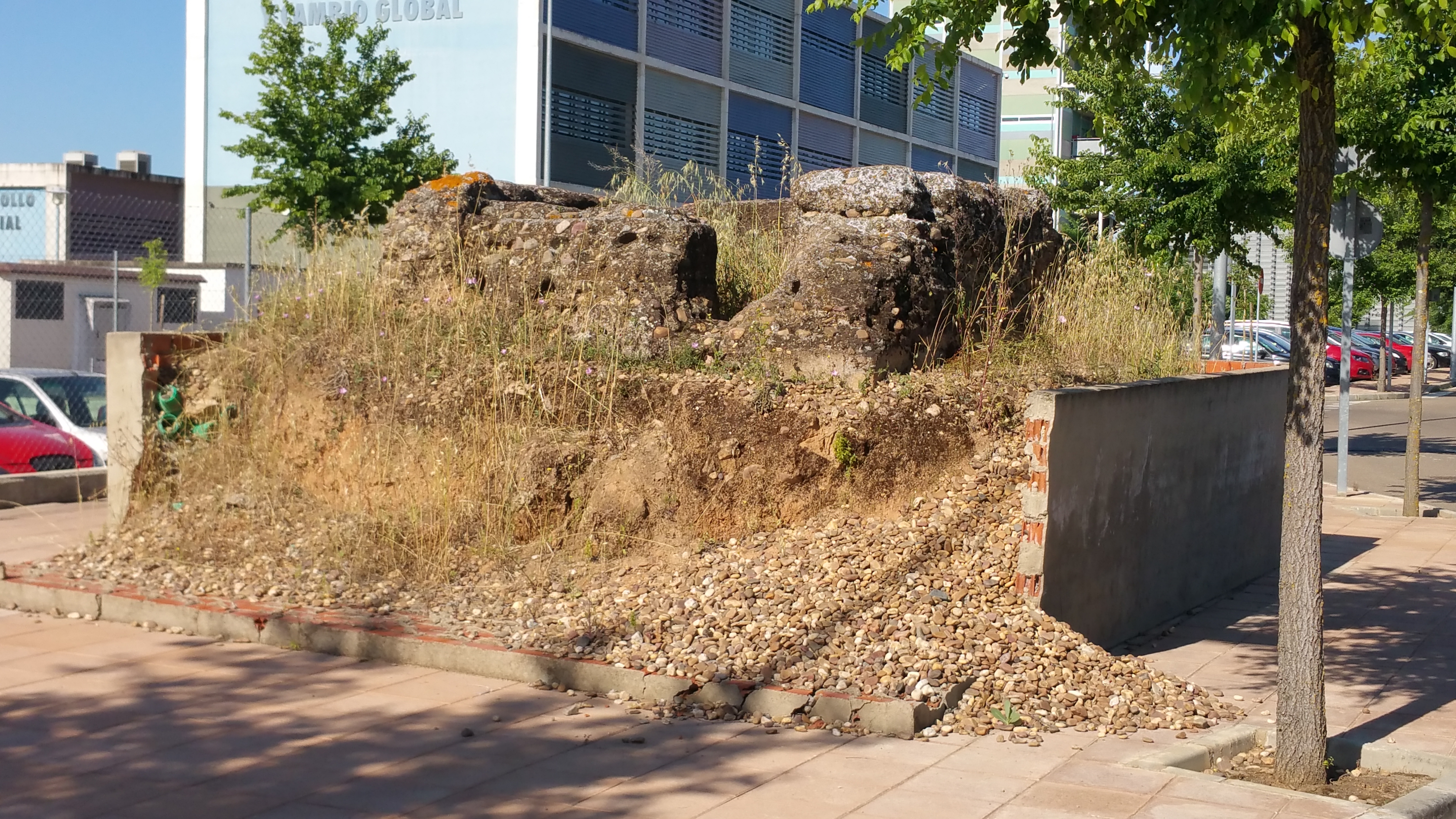
Ruinas del camino de Yelves

Los caminos cubiertos bordeaban todos los fosos, y también comunicaban la ciudad con los fuertes y revellines exteriores. Su función era la de permitir el movimiento de tropas estando a cubierto del tiro del enemigo, y permitir hacer fuego desde su interior subidos en la banqueta y con el cuerpo protegido por el parapeto. Los caminos cubiertos estaban ocultos tras un glacis.
Las plazas de armas también existían en varios baluartes, en el entorno del revellín de San Roque y en del Auditorio así como en el Hornabeque de la Cabeza del Puente. Los traveses, junto con las estacadas, protegían las plazas de armas. En Badajoz solo se situaron traveses en los extremos de las plazas de armas, en el hornabeque de la Cabeza del Puente y en el camino cubierto desde el puente de la Tenaza de La Trinidad hasta la de Mérida.
En la actualidad, la gran parte de los caminos cubiertos han desaparecido, aunque todavía pueden verse en varios lugares: desde el puente de la Tenaza de la Trinidad hasta la Puerta de Mérida, en el fuerte de San Cristóbal, en el hornabeque del puente de Palmas, en el entorno del revellín de San Roque, frente al baluarte de San Vicente, en el revellín del Auditorio y en el entorno del foso que rodea al Baluarte de Santa María. Los glacis que había delante de casi todos los baluartes han desaparecido, ya que, al ser una superficie relativamente llana, han sido utilizados como solares para las modernas construcciones de la ciudad.

### Minas, contraminas y pozos de escucha
La forma de prevenir las minas era construyendo contraminas, en el que se excavaban galerías subterráneas desde la fortificación, con sus consiguientes hornillos rellenos de pólvora. En 1811, cuando los franceses toman Badajoz, lo primero que hacen es abrir contraminas entre los baluartes de Santiago y San Vicente. En Badajoz debía haber varias, incluso subsiste una posible entrada a una de ellas, en el foso del revellín de la Trinidad o de San Roque.
Se ha identificado en las fortificaciones de Badajoz un pozo de escucha en un ángulo, flanqueando el baluarte de la Trinidad, que consta de un pasadizo que parte desde el parapeto y desciende hasta la entrada de la cámara, que sirvió como pozo de escucha. Contaba con unos escalones adosados a la pared que permitían bajar hasta la parte inferior. Se ha datado de forma provisional en la década de 1770. Los pequeños almacenes o repuestos de pólvora podrían haber actuado en algún momento como pozos de escucha.

## El recinto amurallado más largo de España y la mayor alcazaba de Europa y del mundo
Los estudios que han llevado a cabo historiadores y asociaciones, como la Asociación Cívica Ciudad de Badajoz, han llegado a la conclusión de que Badajoz tiene el recinto amurallado más largo de España, con una longitud de 6541 metros de muralla frente a los cinco mil metros de Pamplona, tres mil cuatrocientos metros de Segovia, dos mil quinientos metros de Ávila, dos mil doscientos metros de Lugo y dos mil metros de Melilla la Vieja en Melilla; siendo el segundo mayor de la península después del conjunto fortificado de Elvas (que es considerado el mayor conjunto fortificado del mundo). De la misma forma, se puede constatar que la alcazaba árabe de Badajoz, no solo es la más grande de España, sino que, además, es la mayor de Europa y la más grande del mundo en su género y época (ocho hectáreas y más de mil trescientos metros de lienzo de muralla conservada); aunque su perímetro y área fueron todavía mucho mayores con la denominada «Cerca Vieja» (unos seis mil metros de lienzo de muralla y más de cincuenta hectáreas), de la que todavía se conservan importantes vestigios; y que la convierten en la mayor de las construidas por los árabes en el pasado.

Galería
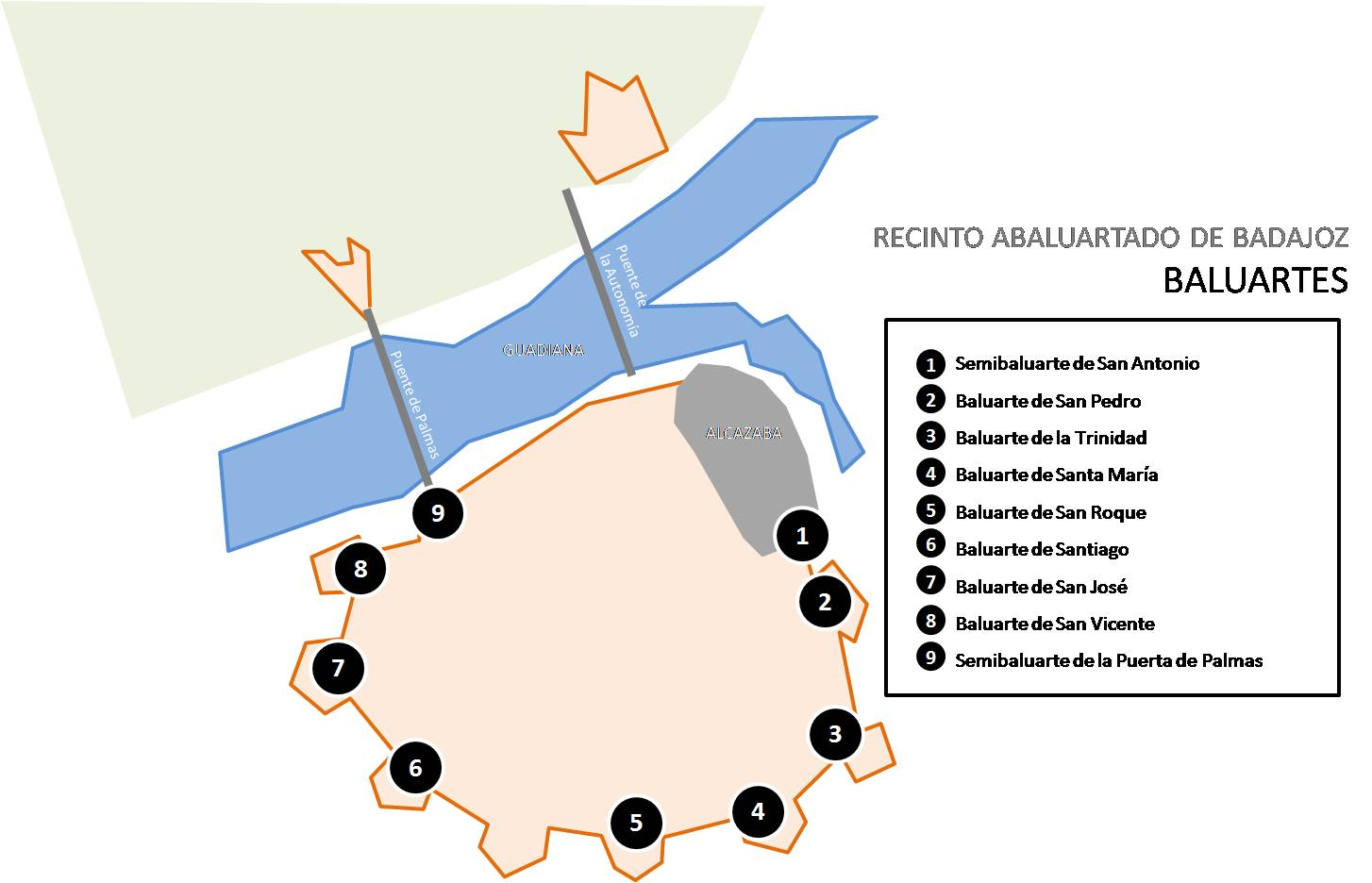
Mapa de baluartes del Recinto abaluartado de Badajoz
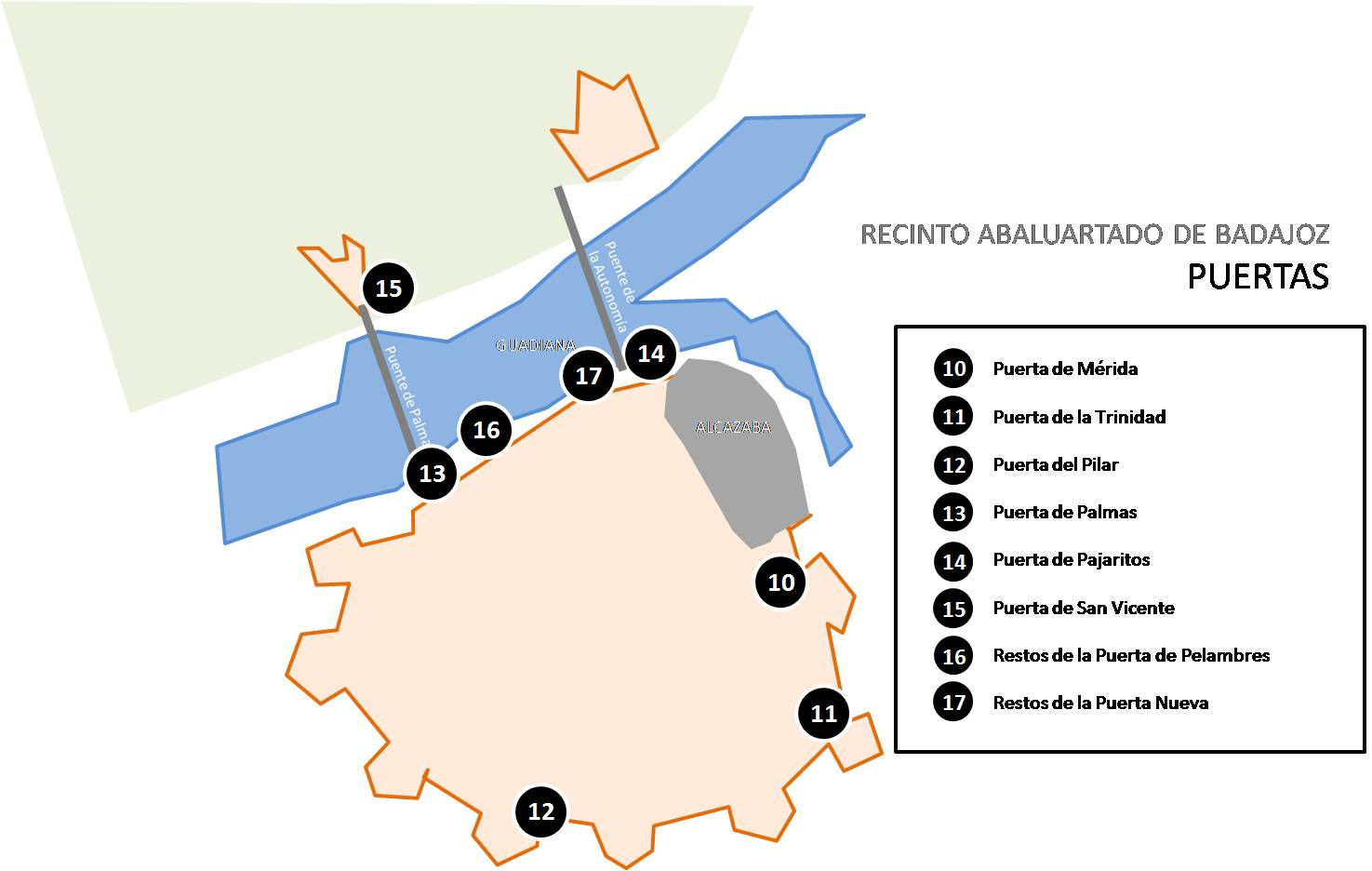
Mapa de puertas del Recinto abaluartado de Badajoz
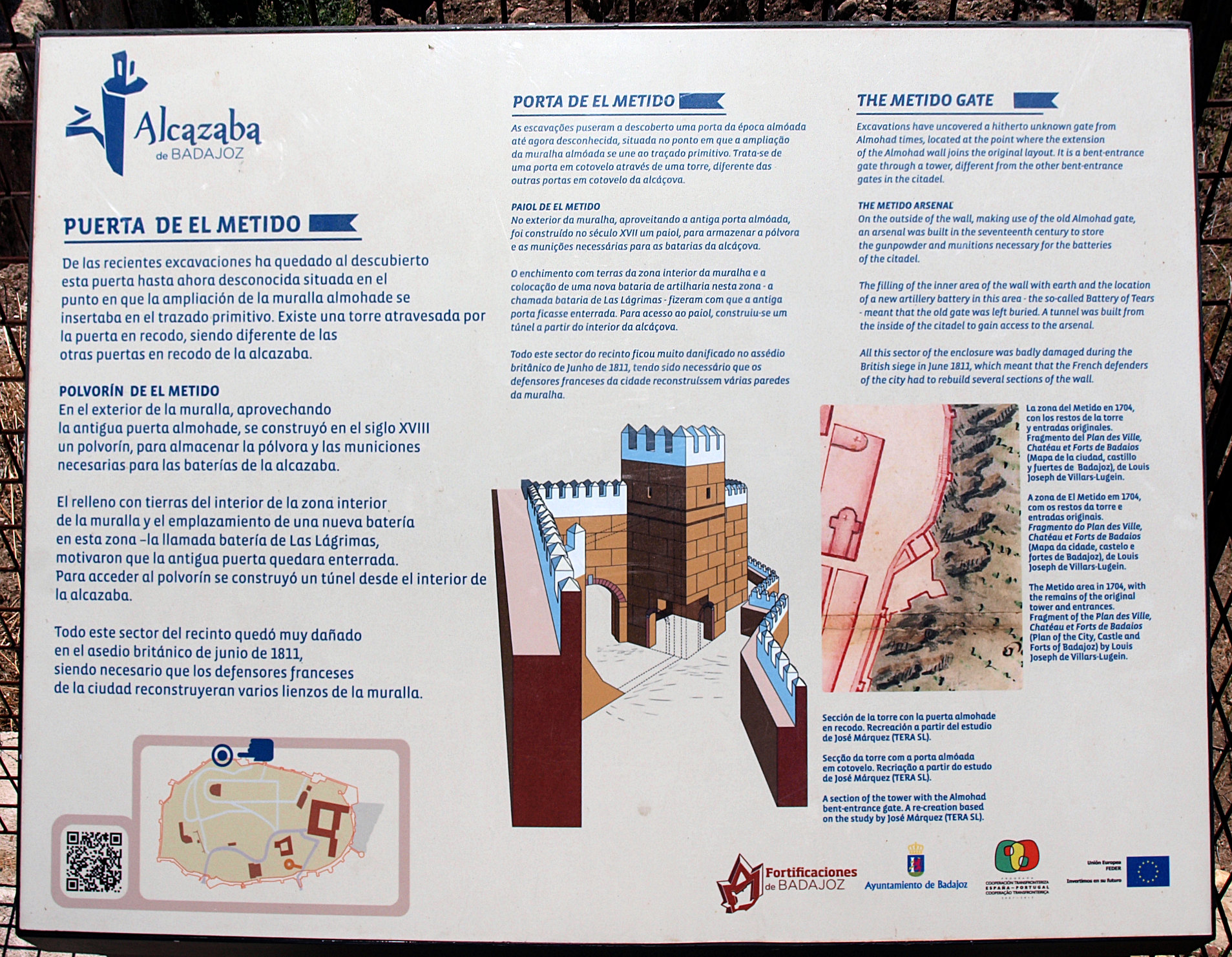
Carteles explicativos en la Alcazaba de Badajoz

## Construcciones próximas

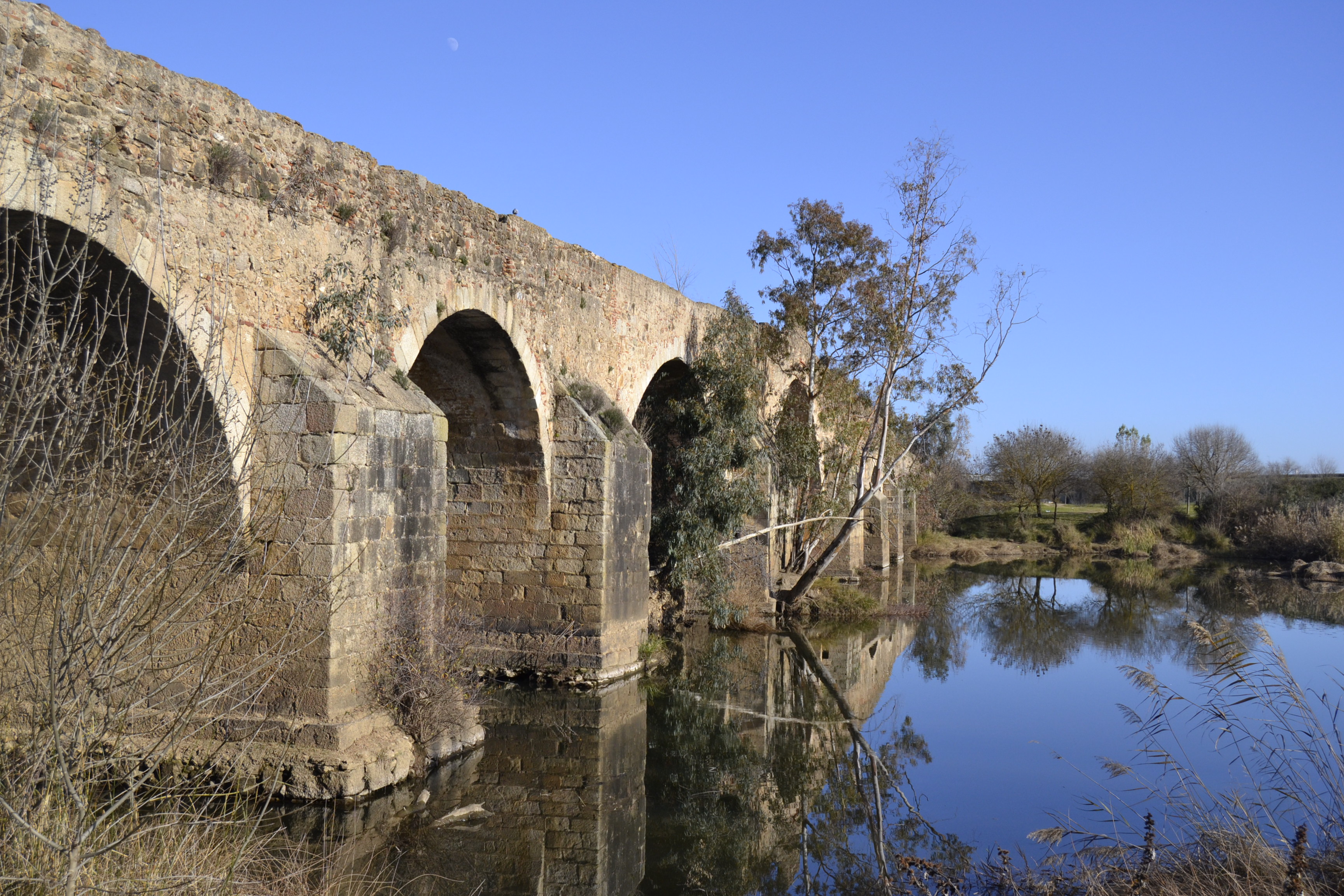
Puente de Cantillana o de Carlos V, en Badajoz.

- Alcazaba de Badajoz y Torre de Espantaperros.
- Plaza Alta (Badajoz) y Judería de Badajoz.
- Jardines de La Galera y Casas Mudéjares de Badajoz.
- Puente de Palmas.
- Puente de Cantillana.
- Puente Real.
- Teatro López de Ayala (Badajoz) .
- Iglesias históricas de Badajoz.
- Mezquita-catedral de Badajoz.
- Catedral Metropolitana de Badajoz.

## Véase también

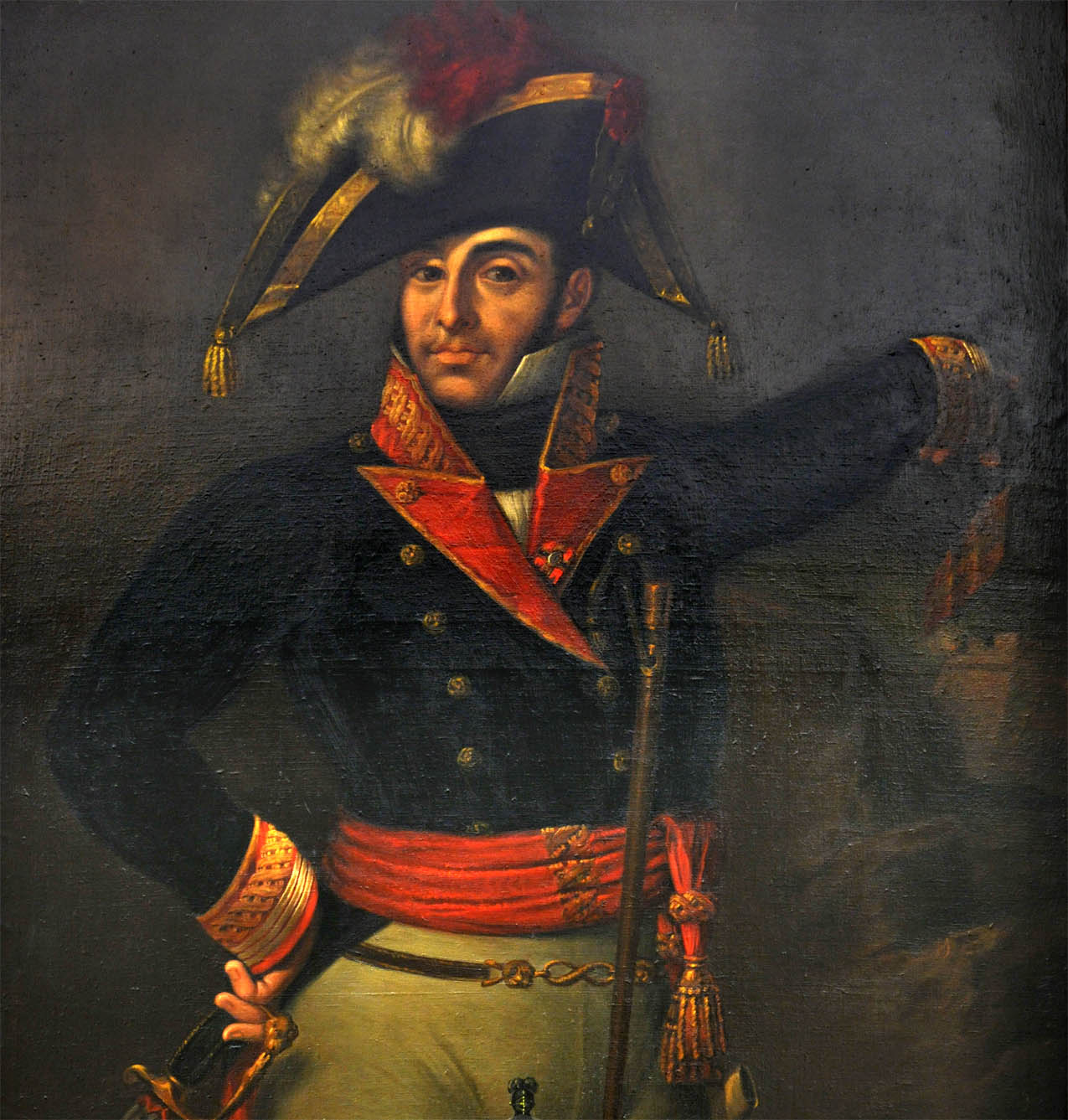
Mariscal de Campo Rafael Menacho y Tutlló, el valiente defensor de Badajoz en 1811. Cuadro pintado por Manuel Roca (1811).

## Otros recintos amurallados próximos
- Recinto abaluartado de Elvas.
- Recinto abaluartado de Olivenza.
- Campo Maior.
- Alburquerque.